# Musées du Capitole
Les musées du Capitole sont un ensemble de musées d'art et d'archéologie situés sur la place du Capitole, à Rome. Ils constituent le principal musée civique municipal de Rome, faisant partie du Sistema Musei di Roma Capitale (système muséal de Rome Capitale), avec une surface d'exposition de 12 977 m2.
Fondés en 1471 et ouverts au public en 1734 sous le pape Clément XII, ils sont considérés comme le premier musée au monde, conçu comme un lieu où l'art pourrait être apprécié par tous et pas seulement par les propriétaires d'œuvres. On parle de « musées », au pluriel, car à la collection originale de sculptures antiques a été ajoutée par le pape Benoît XIV, au XVIIIe siècle, la pinacothèque capitoline, constituée d'œuvres illustrant principalement des sujets romains.
Leurs collections comprennent des statues en marbre ou en bronze, des peintures, des mosaïques et des inscriptions, toutes en provenance de Rome et de sa région. Elles sont conservées dans les deux palais de la place du Capitole conçue par Michel-Ange, le palais Neuf et le palais des Conservateurs, siège historique des musées du Capitole, ainsi que plus récemment dans le palais Caffarelli al Campidoglio tout proche et à la centrale Montemartini, dans un faubourg de Rome.

## Formation des collections

### XVesiècle

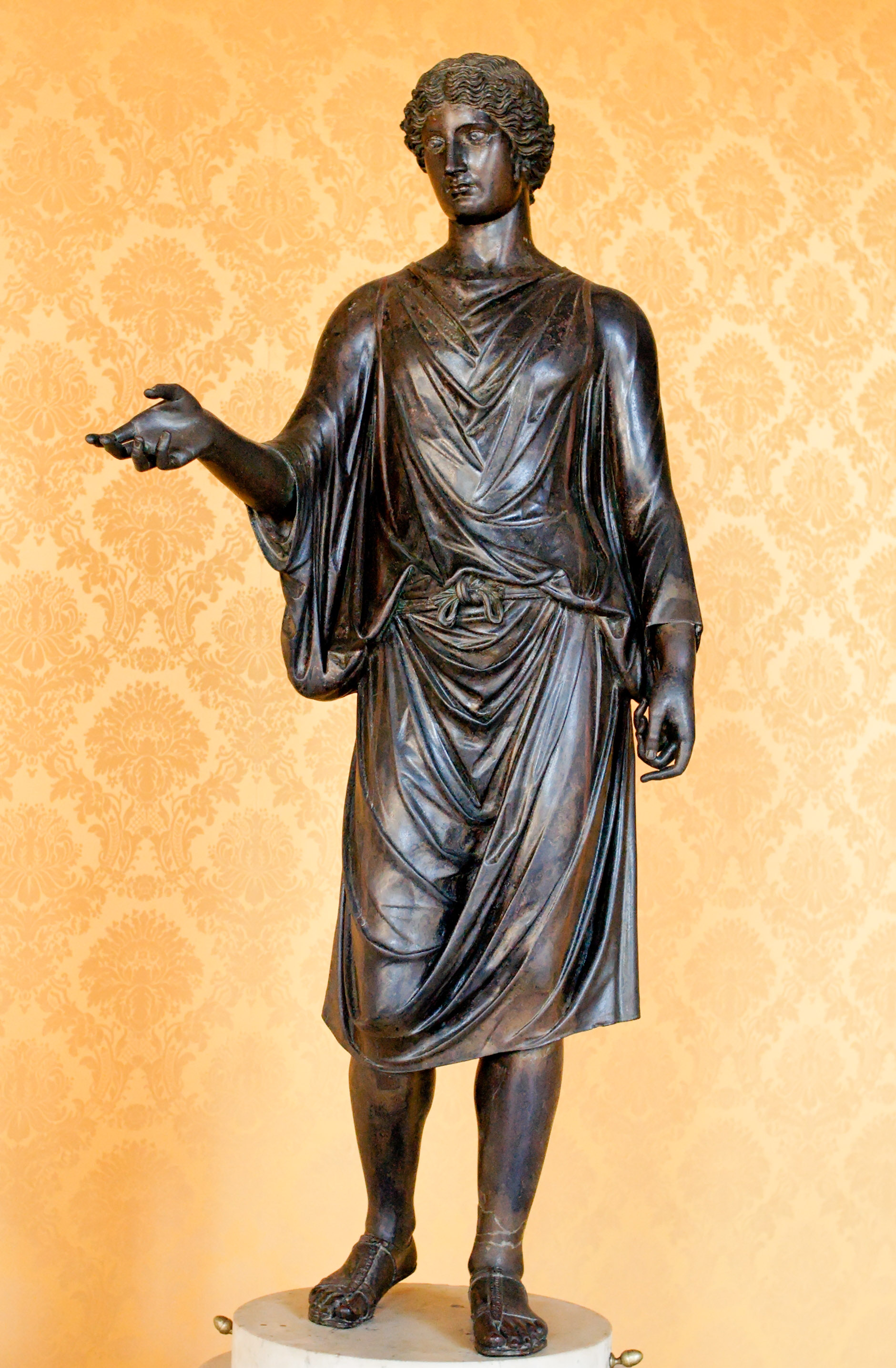
Le Camillus, l'une des pièces fondatrices des collections Capitoline, bronze romain du

Au XVe siècle, la colline du Capitole, vaste zone de dévastations et d'abandon, est complètement dépouillée des temples, des arcs triomphaux et des statues qui avaient valu sa célébrité au Capitolium fulgens qui émerveilla les écrivains romains de l'Antiquité tardive.
Les musées du Capitole sont créés en 1471 par le pape Sixte IV pour accueillir quatre exceptionnelles statues de bronze, jusque-là conservés au palais du Latran et données au peuple romain : la Louve capitoline, le Camillus (statue), le Tireur d'épine et deux fragments d'une statue colossale de Domitien (la tête et une main tenant un globe), s'inscrivant dans un vaste mouvement qui intéresse le patrimoine archéologique de Rome à partir du XVe siècle, époque à partir de laquelle il n'est plus considéré seulement en fonction de ses possibilités de réutilisation, mais comme un objet d'intérêt antiquaire et de collection. Comme le précise l'inscription conservée au palais des Conservateurs, il s'agit non d'une donation mais d'une « restitution » : « il jugea que ces remarquables statues de bronze, témoignage de la grandeur antique du peuple romain qui les avait créés, devaient lui être restituées et données sans réserve » : ces œuvres d'art avaient formé le thesaurus Romanitatis, représentant une sorte d'héritage du monde antique que l'Église avait recueilli et sur lequel elle avait jalousement veillé durant tout le Moyen Âge. Sixte IV choisit pour abriter les bronzes la colline du Capitole, dominée alors par le vieux palais sénatorial, lui-même bâti sur les restes du tabularium, siège des archives romaines. La Louve est placée sur la façade du palais des Conservateurs, en remplacement du groupe du Lion dépeçant un cheval, qui se trouvait là jusqu'alors, symbole des fonctions juridiques de l'autorité sénatoriale et seule sculpture du Capitole avant la donation de Sixte IV, et devient le symbole de Rome. Cette donation symbolise la continuité entre la Rome impériale et le pouvoir temporel de l'Église, affirmant la domination de la puissance pontificale sur le Capitole, faisant de cette colline antique le symbole même de la mémoire historique de Rome, par opposition au rôle de centre moteur de l'autonomie civile que défend alors âprement la magistrature capitoline.

### XVIesiècle

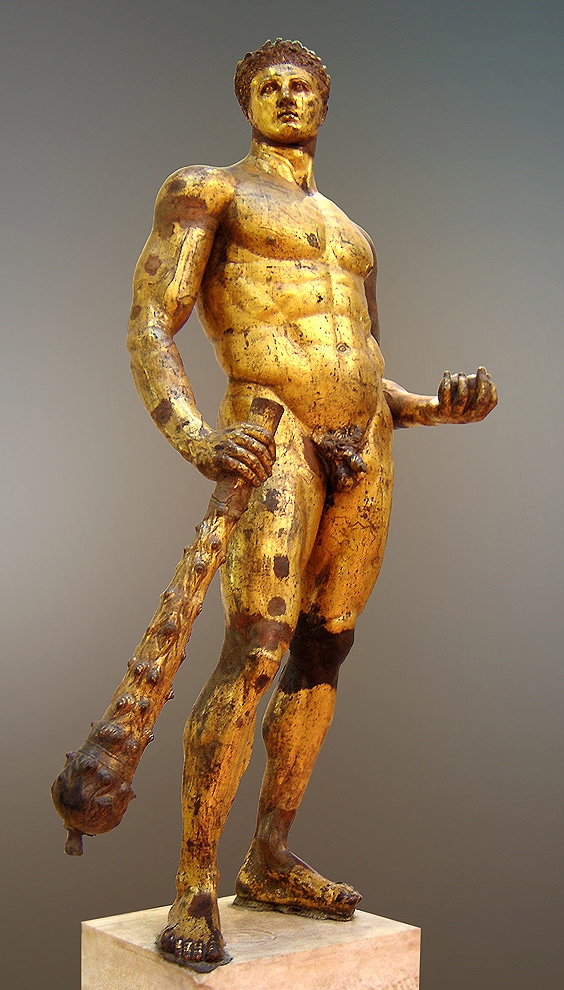
Hercule du Forum Boarium.

La collection d'antiquités s'enrichit au fil du temps des donations de divers papes qui enrichissent les collections du musée. Entre la fin du XVe siècle et le milieu du XVIe siècle, d'importantes sculptures d'antiques, amassées devant le palais des Conservateurs, d'une immense valeur historique et artistique, confluent au Capitole, confirmant le rôle de la colline comme musée public d'antiquités. Ainsi, la statue en bronze doré d'Hercule du Forum Boarium, découverte sur le forum Boarium à l'époque de Sixte IV, rejoint très vite le groupe original de bronzes. Acquise par les Conservateurs, elle est placée sur une base élevée devant leur palais en tant que « monument à la gloire de Rome », avant d'être déplacée dans la cour, où la représente Maarten van Heemskerck (1532-1537), puis transférée à l'intérieur du palais dans l'appartement des Conservateurs.
En 1513, deux statues colossales de divinités fluviales, trouvées dans les Thermes de Constantin (Rome) sur le Quirinal, sont placées aux côtés de l'entrée du palais : ces sculptures de l'époque de Trajan s'ajoutent en 1588-1589, à celles qui décoraient déjà l'escalier d'accès monumental au palais sénatorial.
En 1515, sont acquis trois grand panneaux en haut-relief figurant les scènes de la vie de Marc Aurèle. Ils appartenaient au décor sculpté d'un monument honorifique élevé à cet empereur à l'occasion de son triomphe en 176. Expressions accomplies de la sculpture à sujet historique de l'art romain, ils sont utilisés pour souligner la continuité idéale entre le monde antique et le Capitole de la Renaissance.
Dès 1523, les ambassadeurs vénitiens qualifient les collections capitolines des « plus belles et les plus célèbres au monde ».
Au début du XVIe siècle, une grande partie des sculptures est installée à l'intérieur du palais des Conservateurs, et les plus volumineuses d'entre elles placées dans la cour : à droite, l'Hercule du Forum Boarium et les restes du grand acrolithe de Constantin Ier (empereur romain) provenant de la Basilique de Maxence et Constantin ; à gauche, les trois hauts reliefs de Marc-Aurèle que Léon X a fait transférer de l'église Santi Luca e Martina. En 1594, la tête de l'acrolithe de Constantin est placée sur le tympan surmontant la fontaine de Marforio, qui décore le mur de soutènement de l'église de l'Aracœli. La tête colossale revient définitivement dans la cour des Conservateurs en 1639 comme l'atteste un dessin de Stefano Della Bella.
En 1537, le pape Paul III ordonne le transfert au Capitole de la statue équestre de Marc Aurèle et demande à Michel-Ange de redessiner la place du Capitole pour l'accueillir. L'aménagement s'étale sur un siècle : Michel-Ange remanie le palais sénatorial, qui donne sur le Forum Romain, mais la rénovation du palais des Conservateurs, à droite de la place, ne commence qu'en 1563.
En 1541, une grande statue d'Athéna, découverte et donnée à la magistrature civile à l'époque de Paul III, est installée sur la façade principale de la cour, dans une niche située face à l'entrée. Elle est utilisée sous Sixte V comme élément central du décor du grand escalier du palais sénatorial conçu par Michel-Ange. Elle devait déjà avoir été déplacée du mur du fond de la cour pour permettre l'installation des fragments des Fastes consulaires retrouvés en 1546 sur la Forum romain, et donnés quelques années plus tard au Peuple romain par le cardinal Farnèse. Michel-Ange, selon le témoignage d'Onofrio Panvinio, contribue lui-même à la recomposition des fragments découverts et à leur présentation architecturale au Capitole : les Fastes capitolins, transférés en 1583 de l'actuelle salle de la Louve, sont alors remontés selon le projet de l'artiste tout en subissant, à cette occasion de profondes modifications.
En 1566, Pie V donne un lot de trente statues en provenance du palais du Belvédère (Vatican), jugeant inconvenant que le successeur de Pierre (apôtre) conserve chez lui des idoles païennes. Un nombre considérable d'œuvres d'art arrivent ainsi au Capitole dont elles viennent ainsi enrichir le « statuario », déplacé par la suite au rez-de-chaussée du palais des Conservateurs. Certaines statues sont placées sur l'ancien campanile du palais sénatorial et sur la façade de ce même édifice, réalisant ainsi le projet de Michel-Ange, tel qu'il est documenté par les gravures d'Étienne Dupérac.
Dans la seconde moitié du siècle, entrent notamment dans les collections, les deux statues de Jules César et du Navarque, le Brutus capitolin et la Lex de imperio Vespasiani. Ce document est installé en 1568 dans la salle des Horaces et des Curiaces, où se trouvaient également la main et le globe de Constantin, déplacés du portique extérieur du palais. Dans la cour, complètement restructurée, sont installés le sarcophage d'Sévère Alexandre, acquis en 1590, et le groupe du Lion dépeçant un cheval restauré pour l'occasion par Ruggero Bescapé.
Une fois les travaux du palais des Conservateurs achevés, les reliefs de Marc Aurèle sont murés au niveau du premier palier de l'escalier où ils se trouvent encore aujourd'hui.
Les statues colossales des Dioscures, découvertes vers 1560, sont dressées sur leurs piédestaux avec les plus grandes difficultés en raison de leur caractère très fragmentaire, qui nécessite une importante restauration qui commence en 1582 et dure de nombreuses années avant qu'elles ne soient installées sur la balustrade qui ferme la place en direction de la rampe. En 1590, les Trophées de Marius sont installés sur la balustrade, qui décoraient, dans l'Antiquité, la fontaine monumentale construite par Alexandre Sévère sur l'Esquilin. À cette occasion, deux lions égyptiens sont également placés au bas de la rampe.

### XVIIeetXVIIIesiècles
Depuis lors, le musée s'est considérablement agrandi, comprenant non seulement des artefacts de l'époque romaine de grande quantité et qualité (statues, inscriptions, mosaïques), mais aussi des pièces d'art médiéval, d'art de la Renaissance et baroques. La première pierre du palais Neuf, jumeau de ce dernier, est posée en 1603 ; la collection d'antiquités est mieux répartie dès lors sa construction terminée en 1654. L'ancienne magistrature continue toutefois à utiliser les salles du palais des Conservateurs comme bureaux et siège de représentation.
Le XVIIe siècle est peu fructueux pour l'enrichissement de la collection. La diffusion du collectivisme privé et la naissance des grandes collections des palais patriciens absorbent les meilleures pièces du marché d'antiquités.
Le musée est ouvert aux visites publiques à la demande du pape Clément XII près d'un siècle plus tard, en 1734. Son successeur, Benoît XIV, inaugure la Galerie des tableaux du Capitole, acquérant les collections privées de la famille Sacchetti et de la famille Pio.

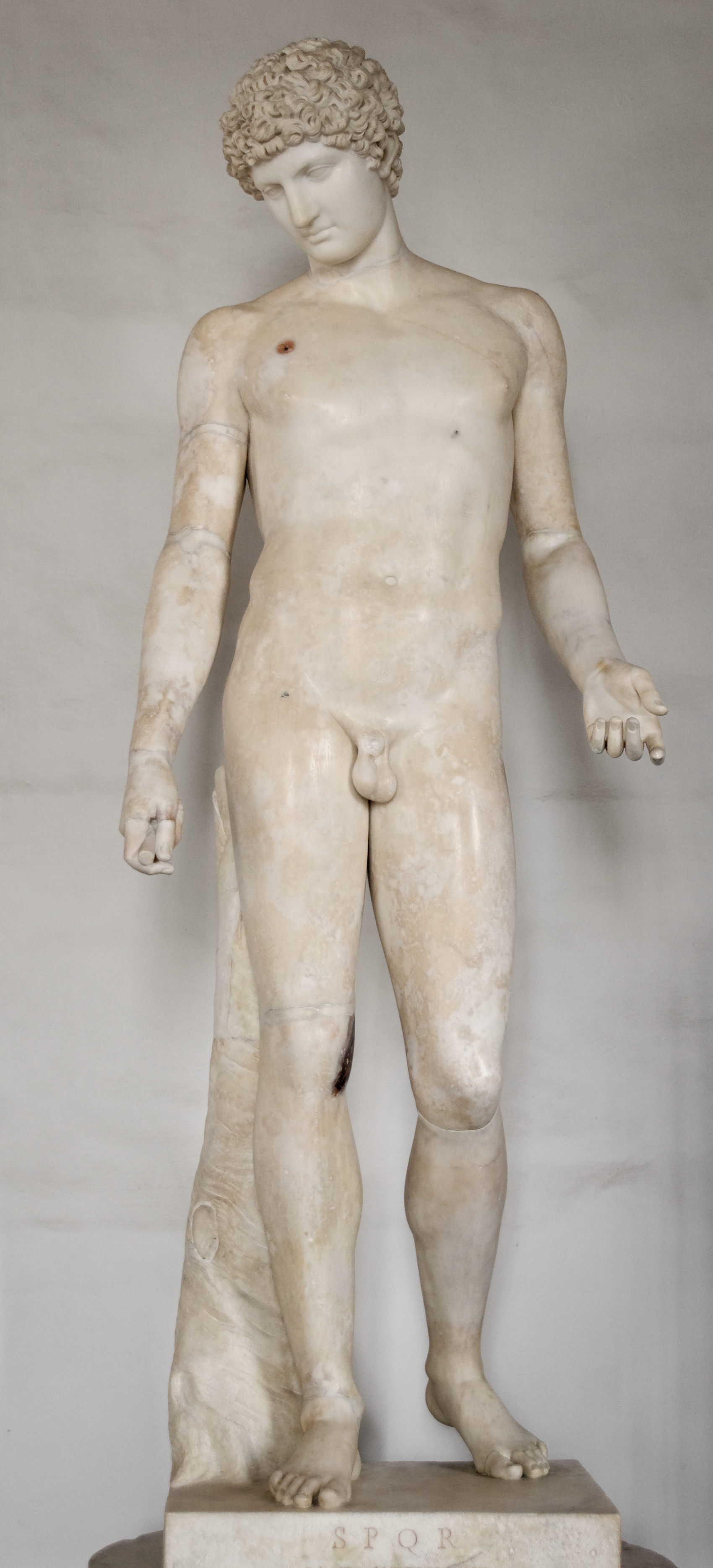
Antinoüs capitolin, copie romaine d'une statue grecque du

L'enrichissement des collections reprend de plus belle au XVIIIe siècle. En 1714, le pape Clément XI (1700-1721) fait don au musée de cinq statues égyptiennes trouvées aux environs de la Porte Salaria. En 1733, sous le pape Clément XII (1730-1740), le musée achète la collection du cardinal Alessandro Albani, comprenant des pièces majeures comme les Satyres della Valle, la Junon Cesi ou encore une statue d'Antinoüs découverte à la villa d'Hadrien, mais aussi une série de portraits conservés aujourd'hui dans la salle des Empereurs et des Philosophes, qui suscitent beaucoup d'intérêt par leur valeur « documentaire ». L'abbé Jean-Jacques Barthélemy visitant le musée écrit ainsi au comte de Caylus :

« La première fois que j'entrai au musée du Capitole, je sentis le coup de l'électricité ; je ne saurais vous décrire l'impression que me firent tant de richesses assemblées. Ce n'est plus un cabinet ; c'est le séjour des dieux de l'ancienne Rome ; c'est le Lycée des philosophes ; c'est un Sénat composé des rois de l'Orient. »

En 1734, le musée est ouvert au grand public. Le Galate mourant rejoint les collections quelque temps plus tard en 1737,,, le Faune du Capitole en marbre rouge, en 1746, et la Vénus capitoline en 1750.
Benoît XIV (1740-1758) donne au complexe muséal une nouvelle orientation en créant la Pinacothèque capitoline, destinée à accueillir les collections des marquis Sacchetti et des princes Pio, rachetées par Silvio Valenti-Gonzaga, son cardinal secrétaire d'État. C'est le fruit d'une politique pontificale active, visant à empêcher les œuvres picturales de quitter Rome. Leur accueil nécessite la construction de deux salles ad hoc, la salle sainte Pétronille et la salle Pierre de Cortone.
En 1744, la Forma Urbis de marbre, d'époque sévérienne, donné par Benoit XIV, est subdivisé en vingt-six cadres placés le long du grand escalier qui mène au premier étage du musée. Ce document exceptionnel sur les plans historiques et topographiques, demeurera aux musées jusqu'au début du XXe siècle. Au centre du Salon, les deux Centaures en marbre gris et la délicate mosaïque des Colombes, provenant de la villa d'Hadrien, sont données par Clément VIII dans le courant de la seconde moitié du XVIIIe siècle.
Dès lors, le musée capitolin conserve au fil du temps son aspect d'origine presque inaltéré, offrant un témoignage exceptionnel de muséographie du XVIIIe siècle.

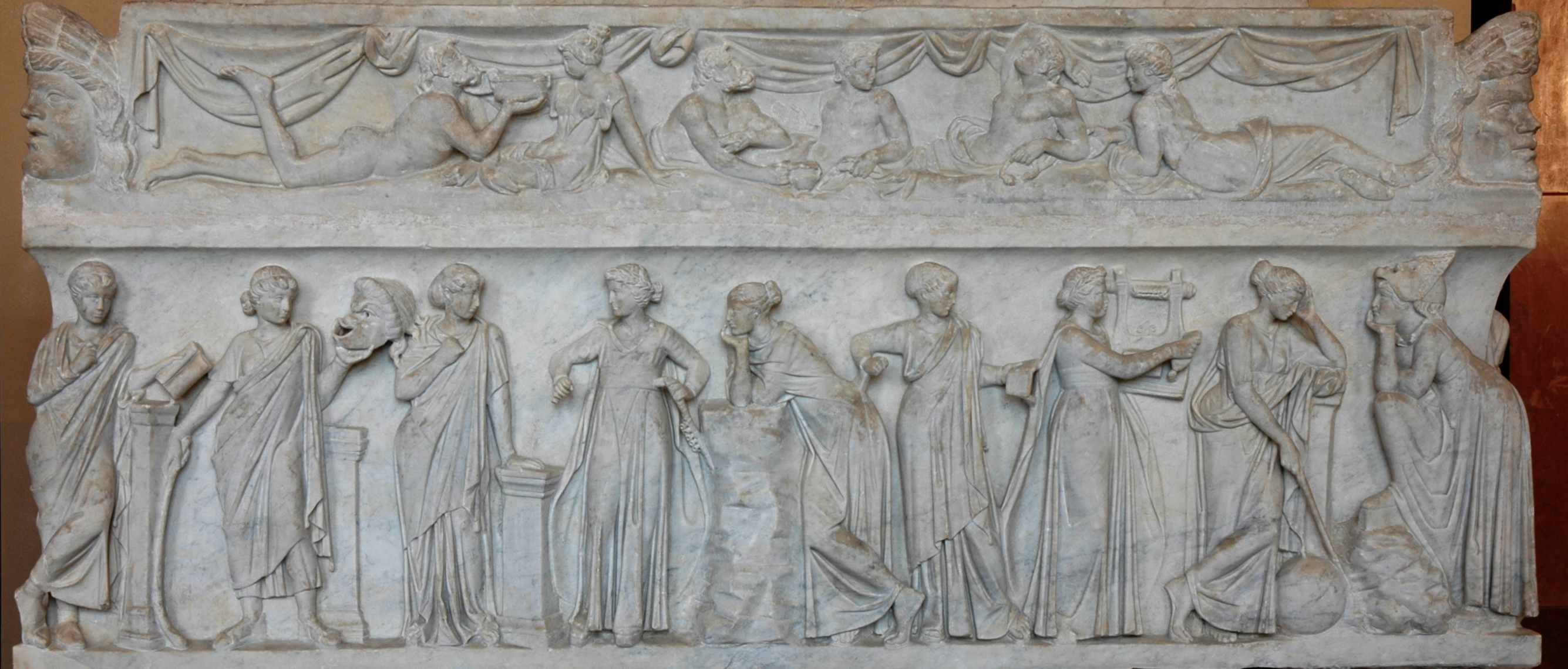
Sarcophage des Muses, anciennement aux musées du Capitole, saisi par Napoléon et aujourd'hui au musée du Louvre.

La fin du XVIIIe siècle n'est pas favorable au musée : la fondation du musée Pio-Clementino, au Vatican, relance la compétition entre les collections communale et pontificale. Cela se traduit par un coup d'arrêt brutal porté à l'accroissement des collections archéologiques capitolines : l'attention du pontife est dès lors entièrement absorbée par ce nouveau musée.
En 1797, Napoléon Bonaparte impose par le traité de Tolentino le transfert au musée du Louvre de certaines des pièces les plus fameuses. Antonio Canova, délégué par le Saint-Père pour les soi-disant « récupérations », remédie aux spoliations napoléoniennes à force d'obstination (ou plus probablement les clauses du Congrès de Vienne), fait revenir en 1815 après la chute de Napoléon le Tireur d'épine, le Brutus capitolin, le Galate mourant et d'autres œuvres. Certaines, cependant, comme le Sarcophage des Muses, autrefois aux musées du Capitole à travers la collection Albani, restent au Louvre.

### XIXesiècle
En 1838, la fondation du musée grégorien égyptien par Grégoire XVI prive le musée de ses pièces égyptiennes. Il acquiert en échange quelques œuvres, dont le sarcophage Amendola et l'Athena du type Velletri. Le musée est alors rendu à la magistrature civile.
Au XIXe siècle, le musée accueille peu de pièces, mais présentant un grand intérêt scientifique. Lors des fouilles effectuées après la proclamation du royaume d'Italie, de grandes quantités de nouveaux matériaux émergent, qui, conservés dans l'entrepôt archéologique municipal, appelé plus tard Antiquarium, sont au fil du temps partiellement exposés au Capitole.
Parmi les acquisitions les plus significatives, figurent le groupe de grands bronzes découverts dans le vicolo della Palme, au Trastevere en 1848, la collection de vases grecs et étrusques donnés par Augusto Castellani, et surtout, un groupe de monnaies antiques qui constituent le noyau principal du cabinet des médailles capitolin.
Le transfert à Rome de la capitale du nouveau Royaume d'Italie en 1870 et les évènements de la fin de ce siècle marquent une étape fondamentale dans la vie et le développement de la cité qui a pour conséquence la transformation et l'agrandissement des musées du Capitole. La présentation des ensembles archéologiques, dont l'importante collection de sculptures antiques était principalement regroupée dans le palais Neuf, subit une mutation profonde. Le caractère essentiellement antiquaire de ces collections, formées de dons ou d'acquisitions, s'efface alors au profit d'une approche de caractère scientifique, suscité par l'afflux de nombreux objets provenant des fouilles menées en contexte urbain. Les grands travaux de terrassement et de construction portant sur de vastes aires périphériques, entrepris par la nouvelle classe politique pour doter la capitale des édifices publics et des quartiers d'habitation nécessaires à ses nouveaux besoins, mènent à la découverte d'une grande quantité de matériel archéologique.
Un nouveau secteur de musée nait au palais des Conservateurs qui a perdu sa fonction de siège officiel de la magistrature civile homonyme : un pavillon en bois est construit pour la présentation temporaire des œuvres découvertes au cours des grands travaux effectués en milieu urbain.

### Époque contemporaine
Les collections sont réorganisées en 1903 par Rodolfo Lanciani selon des critères muséographiques plus rigoureux, mettant davantage en valeur le contexte archéologique des œuvres. Les œuvres sont réparties dans les salles en fonction de leur contexte d'origine, en privilégiant une lecture plus attentive des données archéologiques par opposition à une vision d'inspiration plus attachée à la valeur esthétique des sculptures en tant que chefs-d'œuvre de l'art antique.
Les années du Gouverneurat, notamment entre 1925 et 1930, voient une profonde modernisation des musées qui permet, avec l'acquisition du palais Gaffarelli, auparavant propriété autrichienne, la constitution d'un nouveau secteur, le musée Mussolini, qui prend ensuite le nom de musée Neuf, composé de sculptures découvertes au XIXe siècle, ou bien transférées à cette occasion de l'Antiquarium communal du Cælius. La présentation des œuvres cherche à retracer les étapes les plus significatives de l'art grec au travers des copies romaines inspirées d'originaux helléniques. L'inadéquation du nouvel Antiquarium du Cælius à partir de 1939, et la quantité importante d'objets de grand intérêt artistique et scientifique récupérés dans les différentes zones de la ville, mais surtout sur les pentes du Capitole, à l'occasion de l'isolation de la colline, exigent à nouveau avec la plus grande urgence des espaces supplémentaires pour l'agrandissement des musées. La création du nouveau secteur du palais des Conservateurs, le Braccio Nuovo, intervient en 1936, et permet d'exposer des sculptures de grand intérêt appartenant à des monuments républicains ou des débuts de l'Empire, retrouvés sur les pentes du Capitole ou dans les fouilles du Largo di Torre Argentina. À la même époque, la galerie qui existe sous la place du Capitole, et présente l'intérêt considérable de relier entre eux le palais des Conservateurs, le palais Neuf , le palais sénatorial, le Tabularium et le temple de Véiovis, est utilisé pour exposer la collection épigraphique.
En 1997, une succursale est ouverte dans l'ancienne Centrale Montemartini, une ancienne usine thermoélectrique du quartier Ostiense, créant une solution originale de fusion entre l'archéologie industrielle et celle classique. Ses salles permettent notamment de présenter les restes grandioses du temple de Jupiter capitolin et le complexe architectonique du temple d'Apollon Sosianus au caractère monumental.
En 2005, il y a eu l'ajout d'une nouvelle aile du musée, appelée l'exèdre de Marc Aurèle.
Aujourd'hui, les musées du Capitole font partie du système des musées partagés. Enfin, au début du XXIe siècle, le projet « Grand Capitole » entraîne le réaménagement d'une grande partie du palais des Conservateurs.

## Œuvres majeures exposées

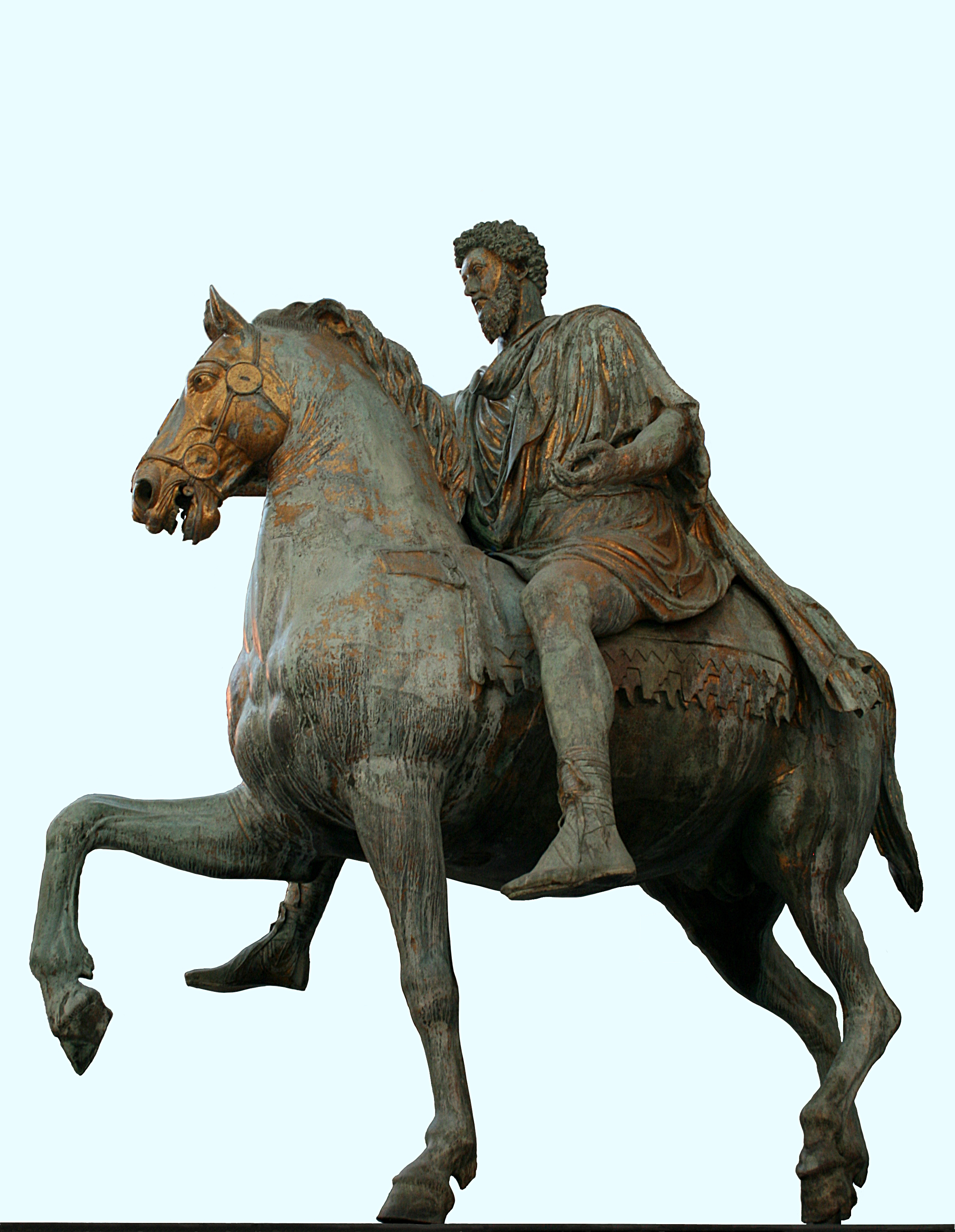
Statue équestre de Marc Aurèle.

L'œuvre la plus célèbre conservée est peut-être la statue équestre de Marc Aurèle ; celle au centre de la place est une copie, tandis que l'original, après avoir subi des travaux de restauration, est maintenant placé dans la nouvelle salle de verre, l'Exedre de Marc-Aurèle, dans le jardin romain, derrière le palais des Conservateurs.
La visite de l'autre bâtiment des musées, le Palais neuf, est incluse dans le même billet d'entrée ; il est accessible depuis la place ou depuis une galerie souterraine (galerie de conjonction) construite dans les années 1930 et aménagée actuellement en galerie lapidaire (c'est-à-dire chargée d'exposer les épigraphes), qui donne également accès au Tabularium et réunit les deux bâtiments. La Pinacothèque des musées y est installée, dans laquelle se trouve un très célèbre tableau : saint Jean-Baptiste, par Le Caravage.
S'y trouve également le symbole de la ville, le bronze de la Louve capitoline, longtemps considéré comme une œuvre étrusque du Ve siècle av. J.-C. et seulement récemment considéré par certains restaurateurs comme remontant au XIIe siècle ; la statue originale n'incluait très probablement pas les jumeaux de la légende, Romulus et Rémus, qui semblent avoir été ajoutés à la Renaissance. Le célèbre Colosse de Constantin, visible dans la cour, date du IVe siècle. Le Cheval de bronze (Capitole) du vicolo delle Palme est une autre sculpture en bronze conservée aux musées.
Le Portrait de Charles Ier d'Anjou d'Arnolfo di Cambio (1277), le premier portrait probable d'un personnage vivant sculpté en Europe qui nous est parvenu de l'ère post-classique, est un chef-d'œuvre de la sculpture médiévale.
Au fil du temps, de nombreuses collections historiques y ont été exposées, comme la Protomé (collection de bustes et hermès d'hommes illustres transférée du Panthéon (Rome) au Capitole, par la volonté de Pie VII en 1820) ; la collection du Cardinal Alessandro Albani ; celle donnée par Augusto Castellani dans la seconde moitié du XVIIIe siècle se compose de matériaux céramiques archaïques (du VIIIe au IVe siècle av. J.-C.), principalement de la région étrusque, mais aussi de production de la Grande-Grèce et italique.

## Palais des Conservateurs

### Histoire
Le palais des Conservateurs est situé sur la place du Capitole, à droite du palais sénatorial et en face du Palais Neuf. Le palais des Conservateurs doit son nom au fait qu'il était le siège du pouvoir judiciaire électif de la ville, les Conservateurs, qui, avec le Sénateur, administraient la Ville éternelle. Le palais, dans cette position, a été construit par le pape Nicolas V. Michel-Ange, qui avait été chargé de procéder au réaménagement d'ensemble de la place, dessina la nouvelle façade, qu'il ne put voir terminée puisqu'il mourut pendant les travaux (en 1564).
Son projet a redessiné la façade médiévale de l'édifice, remplaçant le portique par deux ordres : l'ordre corinthien formé de hauts pilastres placés sur de grands socles, et l'ordre ionique qui supporte les voûtes du portique. Une série de grandes fenêtres sont placées entre ces ordre, toutes de la même taille. Les travaux ont été poursuivis par Guido Guidetti et achevés en 1568 par Giacomo della Porta qui a presque fidèlement suivi les projets de Michel-Ange, ne s'en écartant que pour construire une salle de réception plus grande au premier étage et, par conséquent, également une fenêtre plus grande par rapport à toutes les autres présentes sur la façade du bâtiment. Il y a eu aussi des transformations à l'intérieur du bâtiment, à la fois la construction d'un grand escalier monumental, et la nouvelle redistribution des pièces de l'Appartement des Conservateurs, qui a conduit à la destruction du cycle de fresques du début du XVIe siècle qui décoraient les salles qui donnaient sur la place du Capitole.

### Rez-de-chaussée

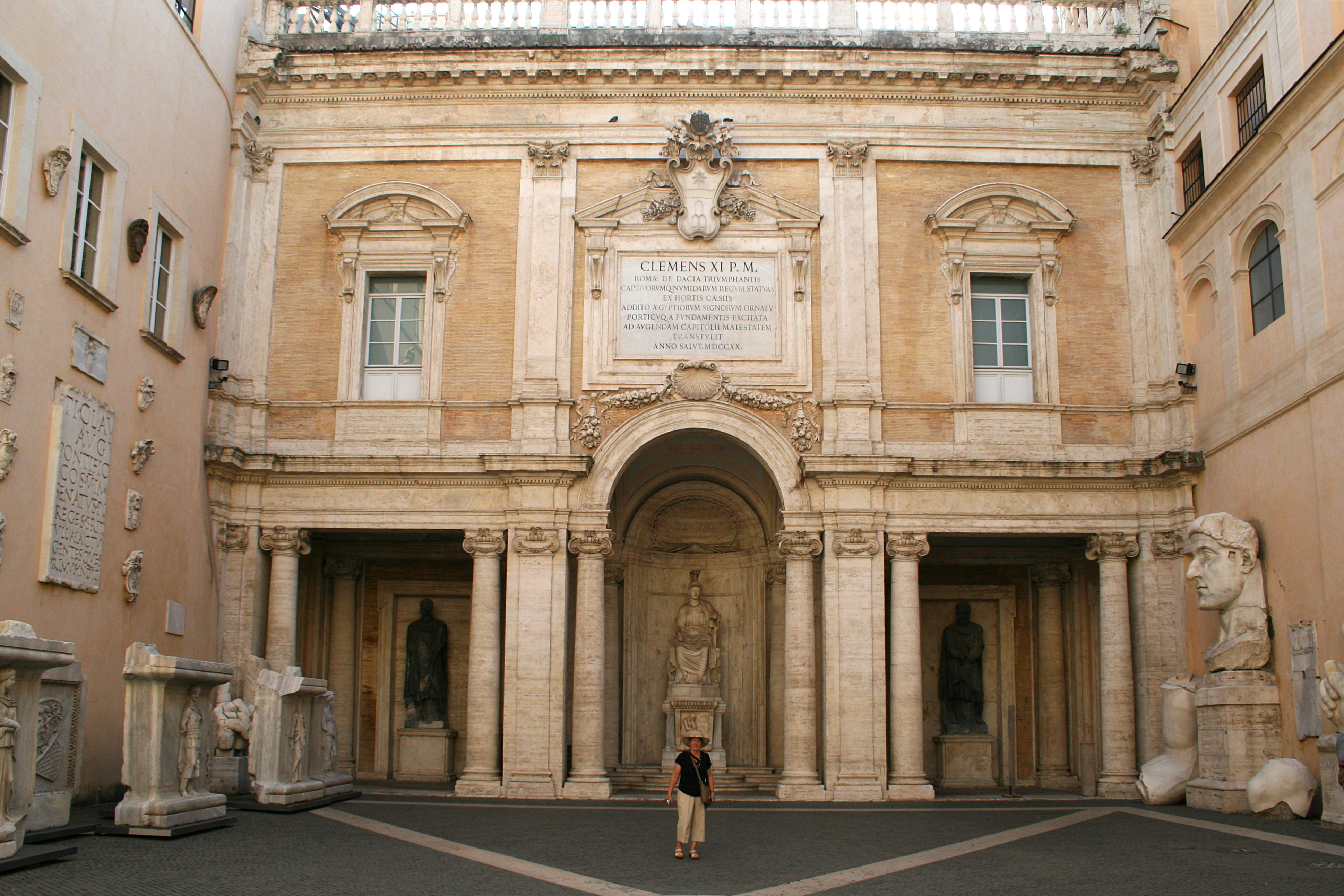
Cour du palais des Conservateurs.

#### Cour (cortile)
La cour est accessible après avoir passé les aires de services (billetterie, vestiaire, bibliothèque).
La cour du palais des Conservateurs, qui abrite des statues antiques, a toujours été un lieu d'attraction pour la préservation de la mémoire de l'ancien : les œuvres qui sont parvenues dans le bâtiment représentaient cette continuité culturelle héritée du monde antique, figurant quasiment un pont dans la connexion virtuelle avec un passé glorieux.
Sur le côté droit se trouvent les fragments du colosse de Constantin (tête, mains, pieds, partie des bras), retrouvé sous Innocent VIII, en 1486. La statue se trouvait dans l'abside ouest de la Basilique de Maxence et Constantin, où certains de ses restes ont été retrouvés ; l'absence du corps a laissé supposer qu'il s'agissait d'un acrolithe, construit en partie en marbre et en partie en bronze doré sur une structure porteuse en bois et brique, pour une hauteur totale qui devait atteindre 12 mètres. La tête seule mesure 2,60 mètres et le pied 2 mètres. La datation de l'œuvre varie entre 313 (année de la dédicace de la basilique à Constantin Ier (empereur romain)) et 324 (date à laquelle le diadème commence à apparaître dans les portraits de l'empereur romain).

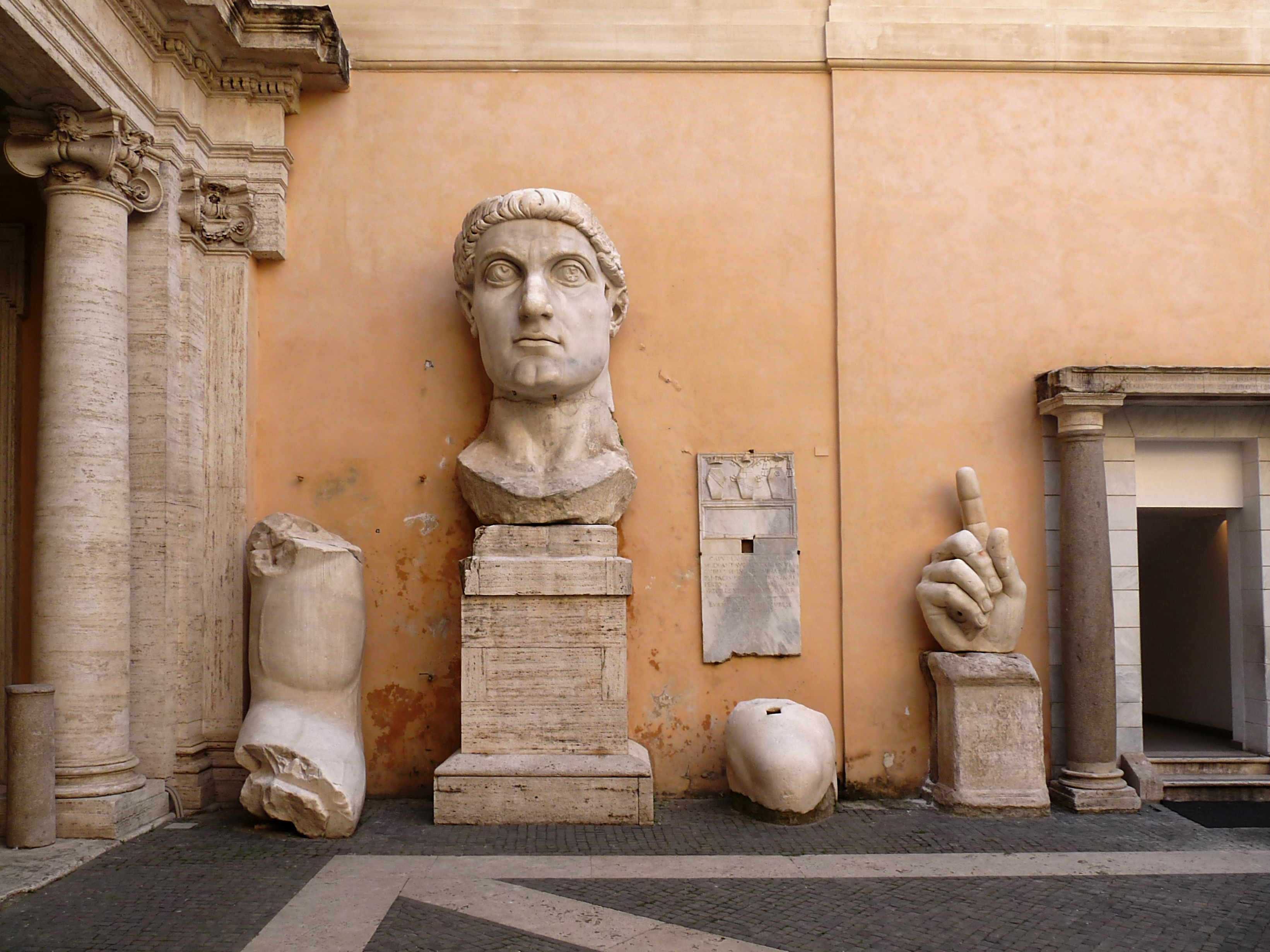
Parties de la statue colossale de Constantin.
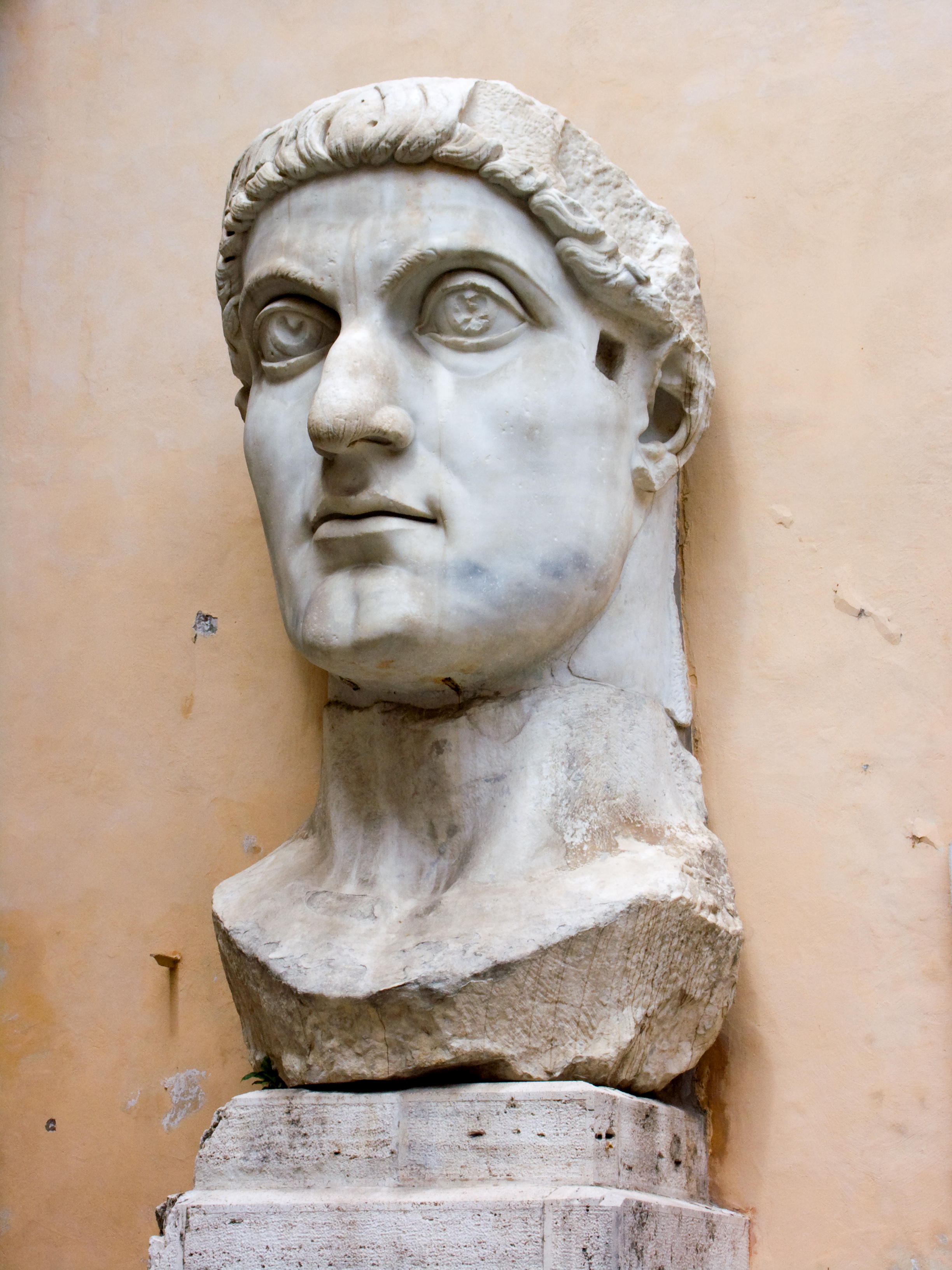
Tête colossale de Constantin.
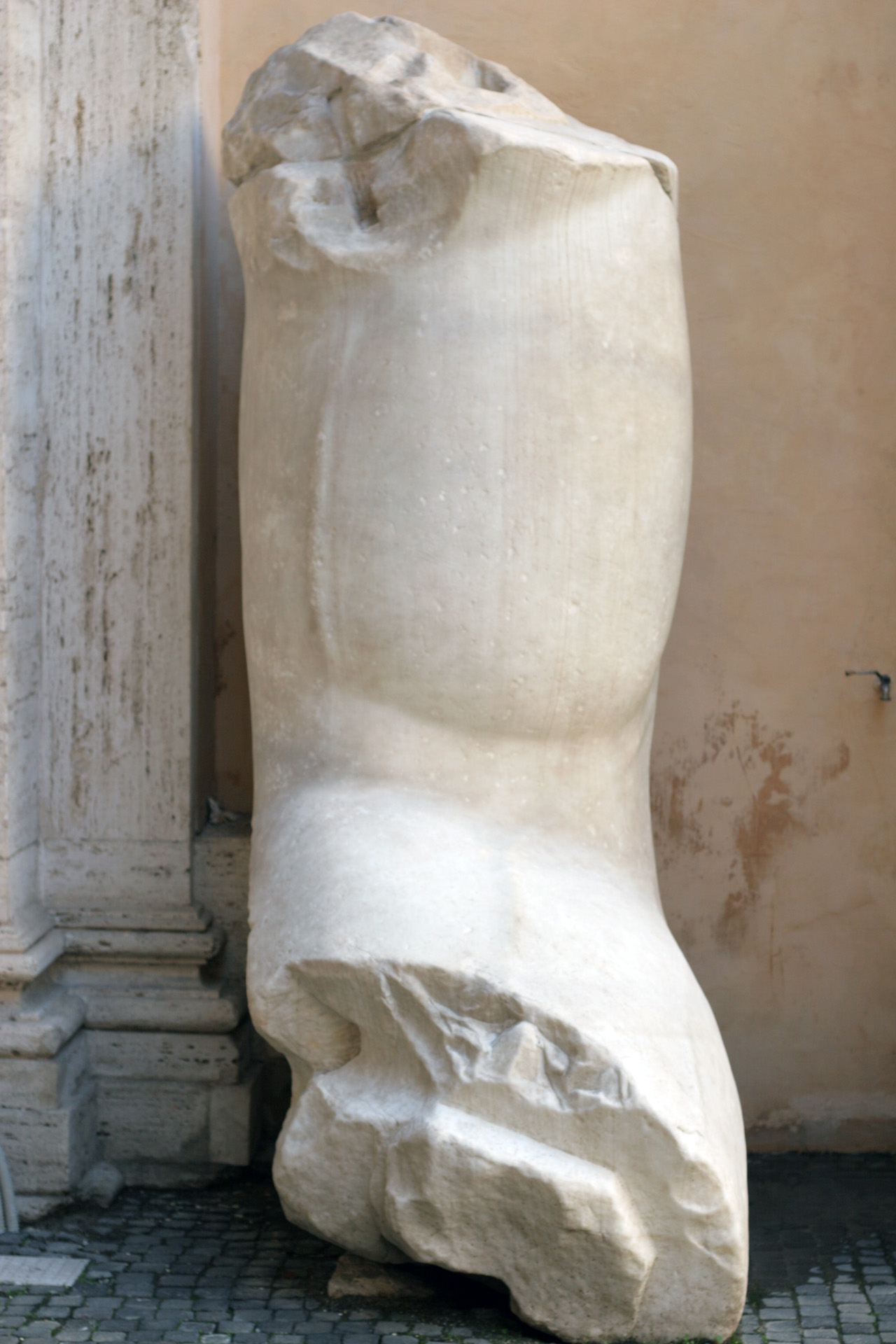
Bras.
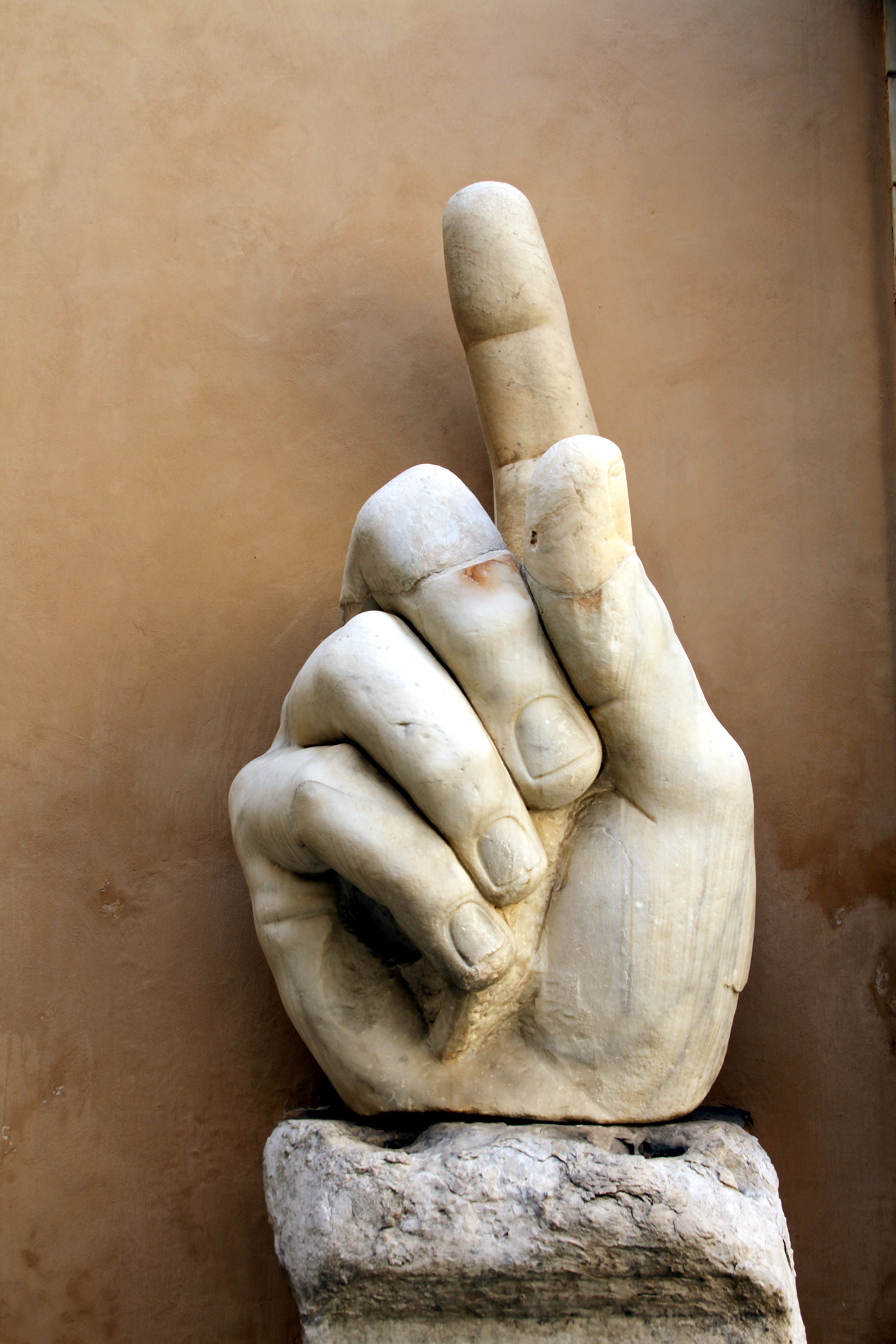
Main.
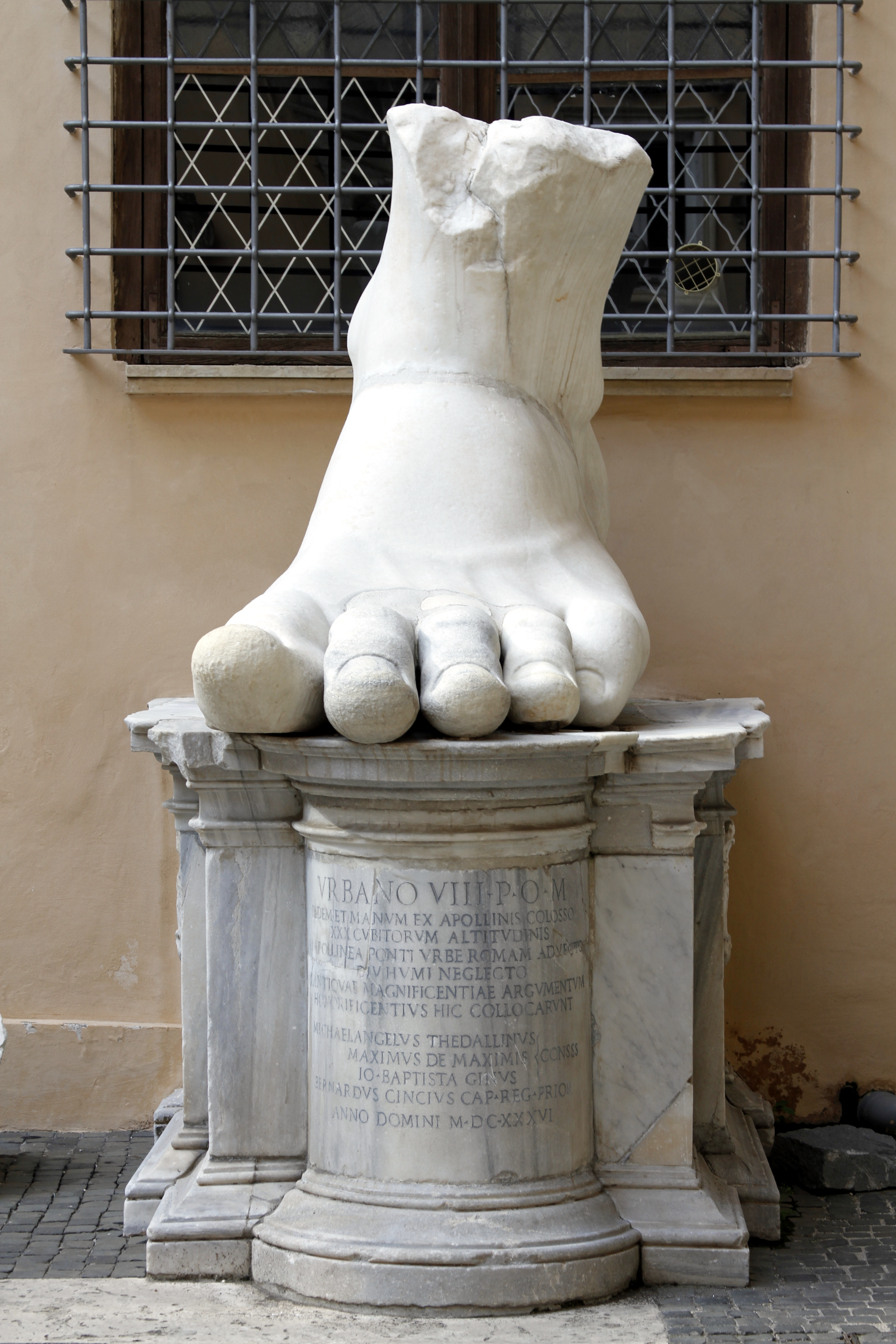
Pied.

Sur le côté gauche de la cour, sont disposés les reliefs représentant les provinces romaines provenant du temple d'Hadrien. Certains de ces reliefs ont été retrouvés à la fin du XVIe siècle, d'autres plus tard, en 1883. L'ancien temple a été érigé en l'honneur de l'empereur Hadrien, divinisé après sa mort. Il est probable que le chantier de construction du bâtiment avait déjà été commencé par Hadrien lui-même en mémoire de son épouse Sabine, décédée et déifiée en 136. La véritable construction est due à son successeur, Antonin le Pieux, qui l'acheva vers 145.

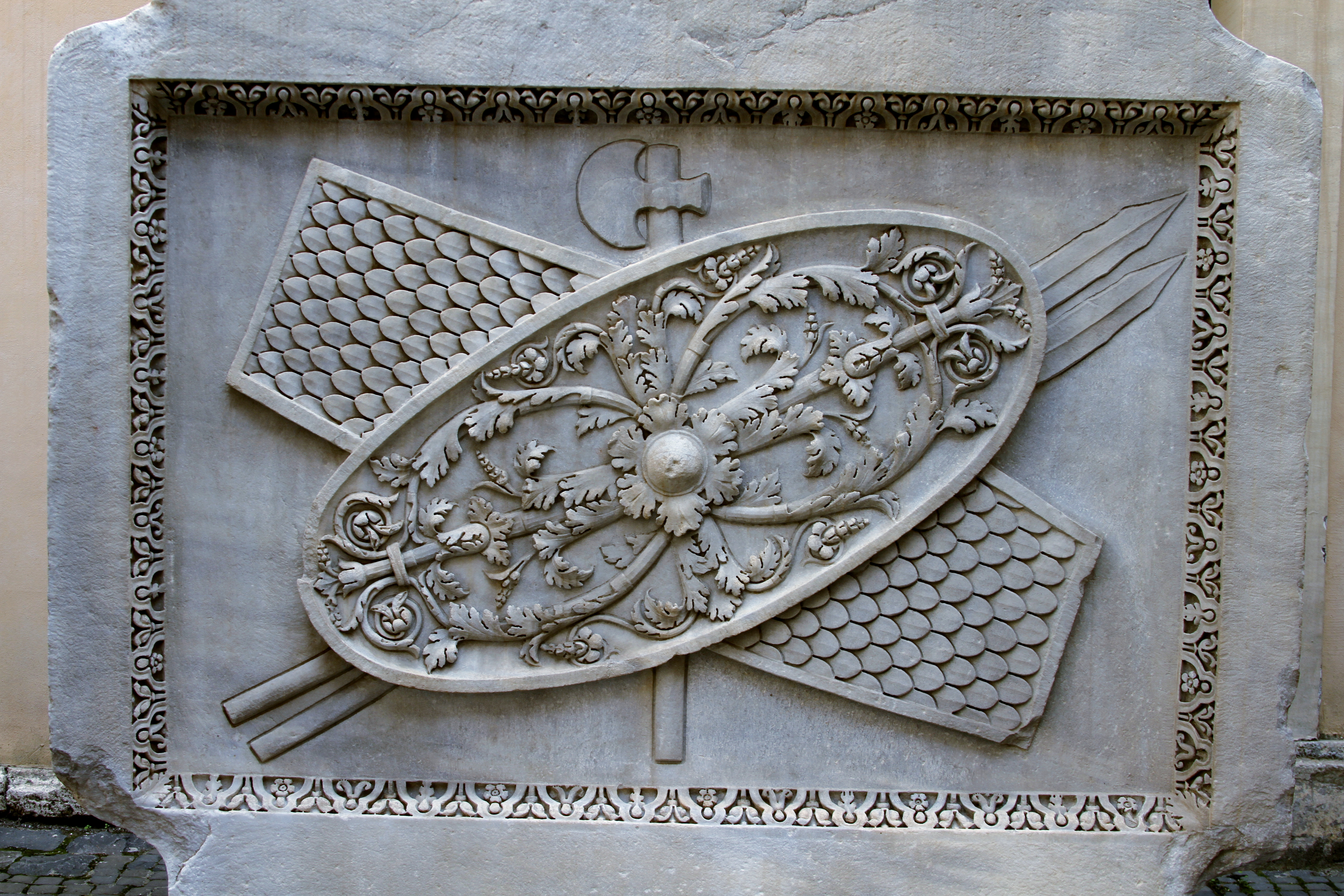
Trophées d'armes (boucliers, haches et lances).
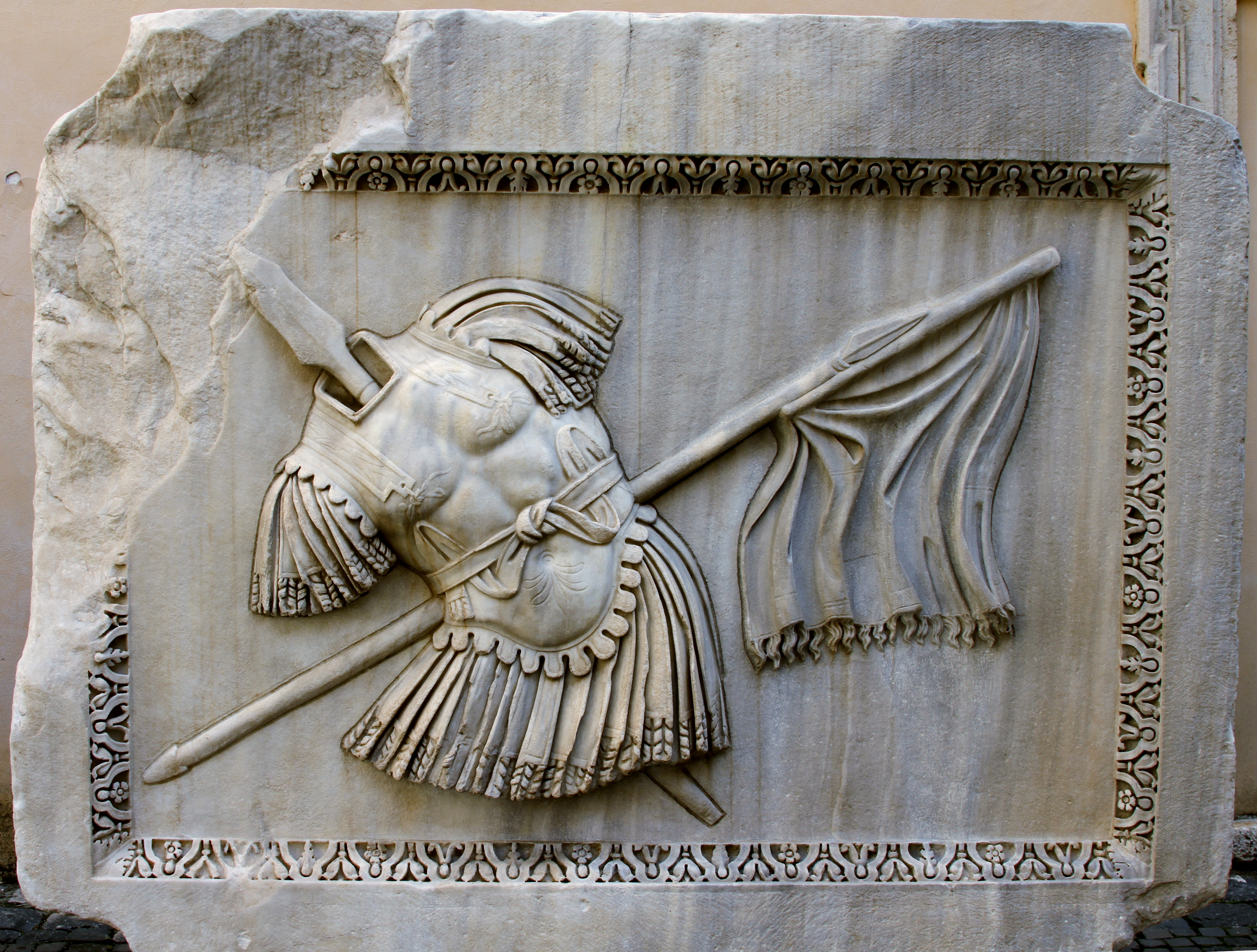
Trophées d'armes (armures, lances et drapeau).
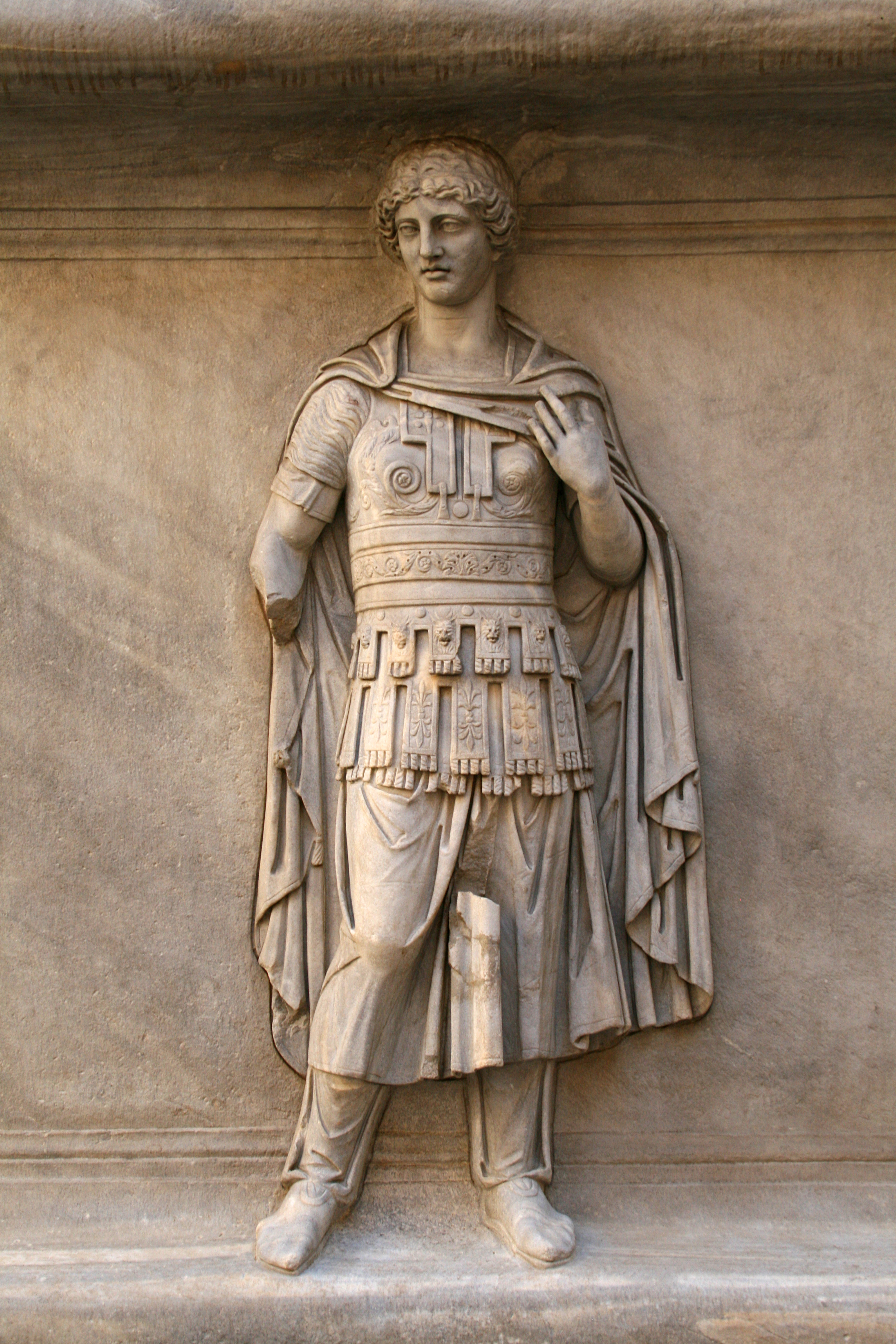
Bas-relief d'une province romaine.
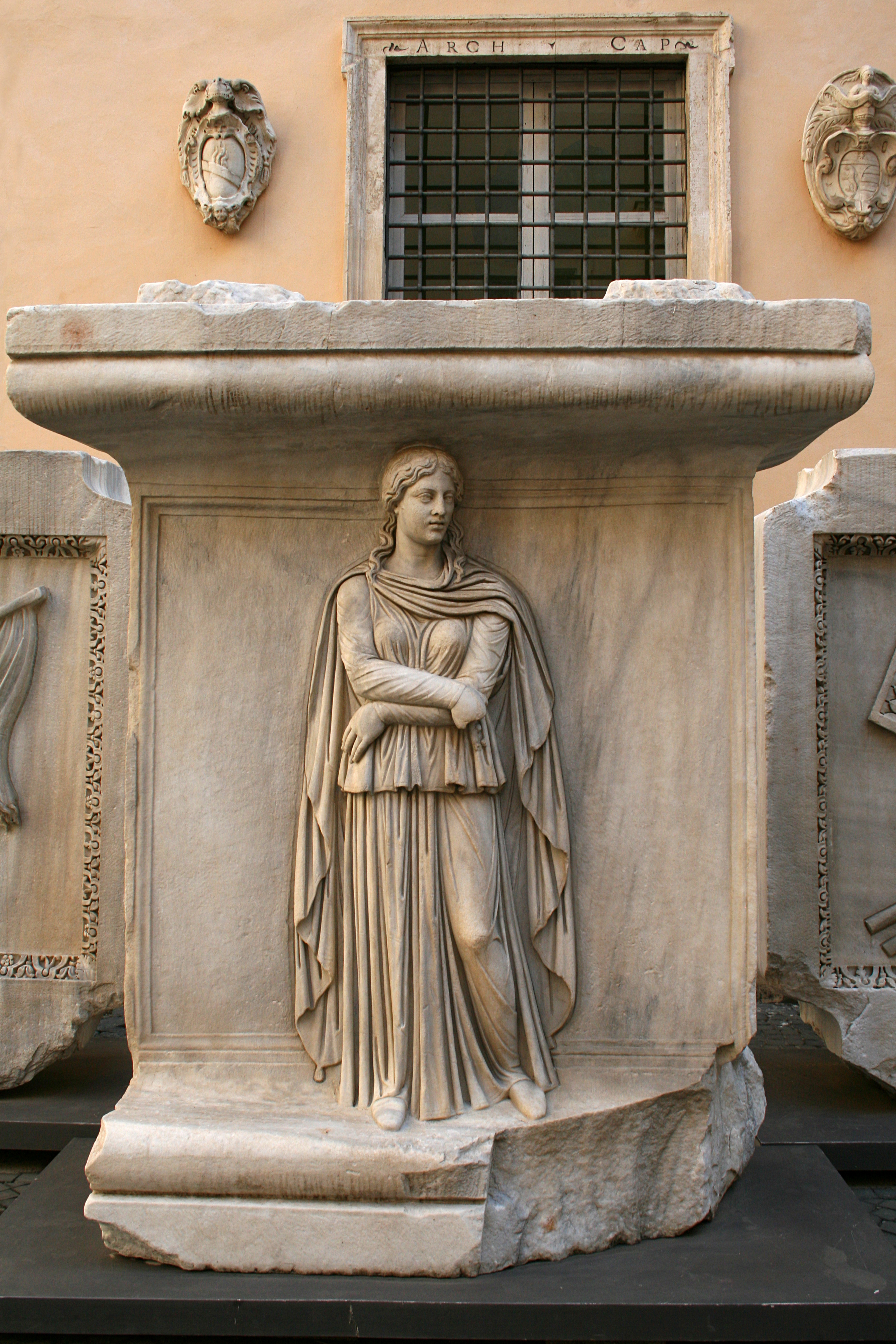
Bas-relief d'une province romaine.
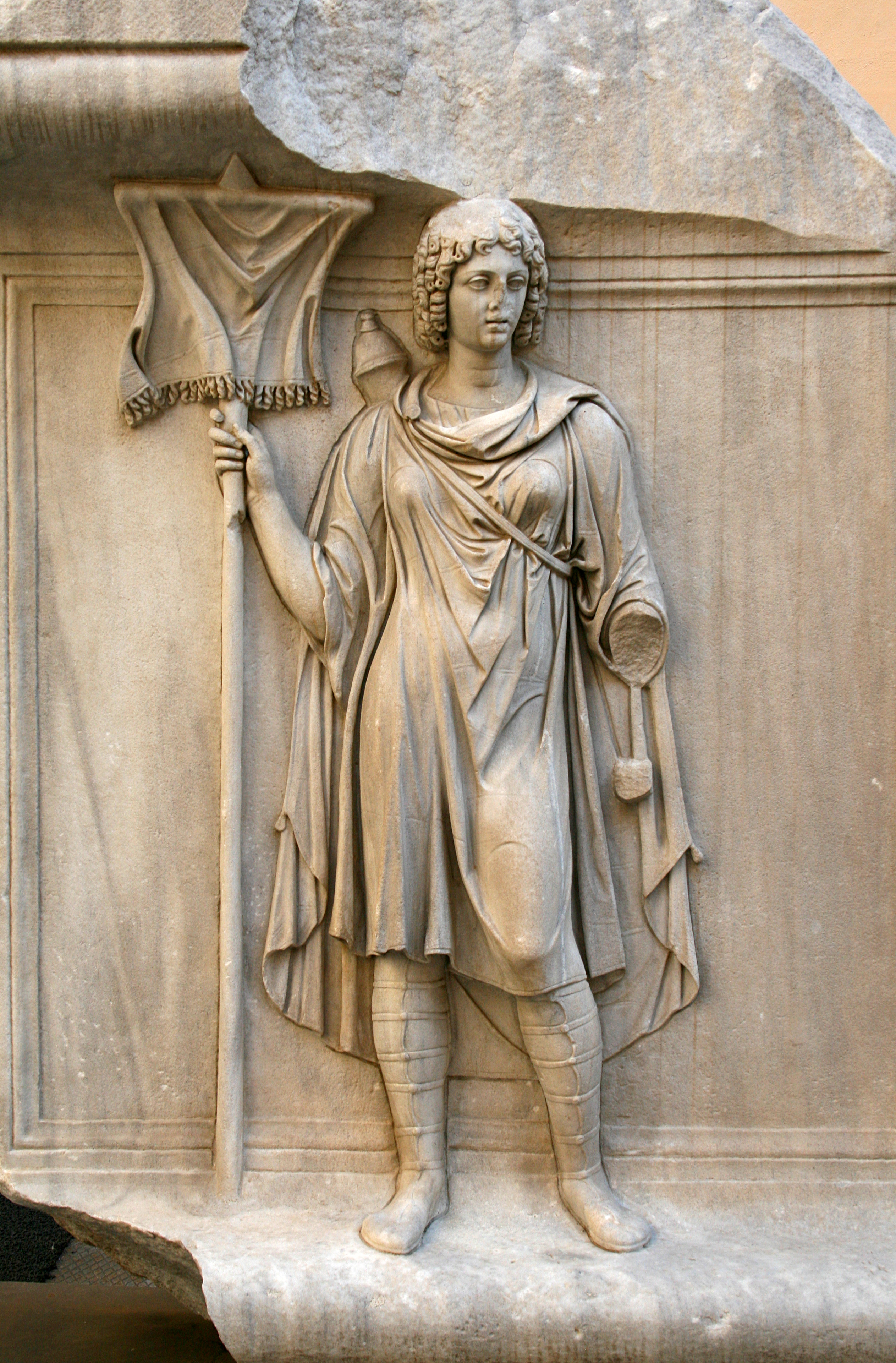
Bas-relief d'une province romaine.

Au fond de la cour, sous le portique construit par Alessandro Specchi, sont conservées : deux statues colossales de Daces en marbre gris-brun (provenant du Forum de Trajan), achetées par le pape Clément XI en 1720, de la collection Cesi et placées sur les côtés ; au centre, une statue de Roma (déesse) assise, sur le modèle des statues grecques de Phidias, qui appartenait probablement à un arc du Ier siècle ; enfin, deux autres statues de Daces, également de la collection Cesi, achetées pour les musées du Capitole.

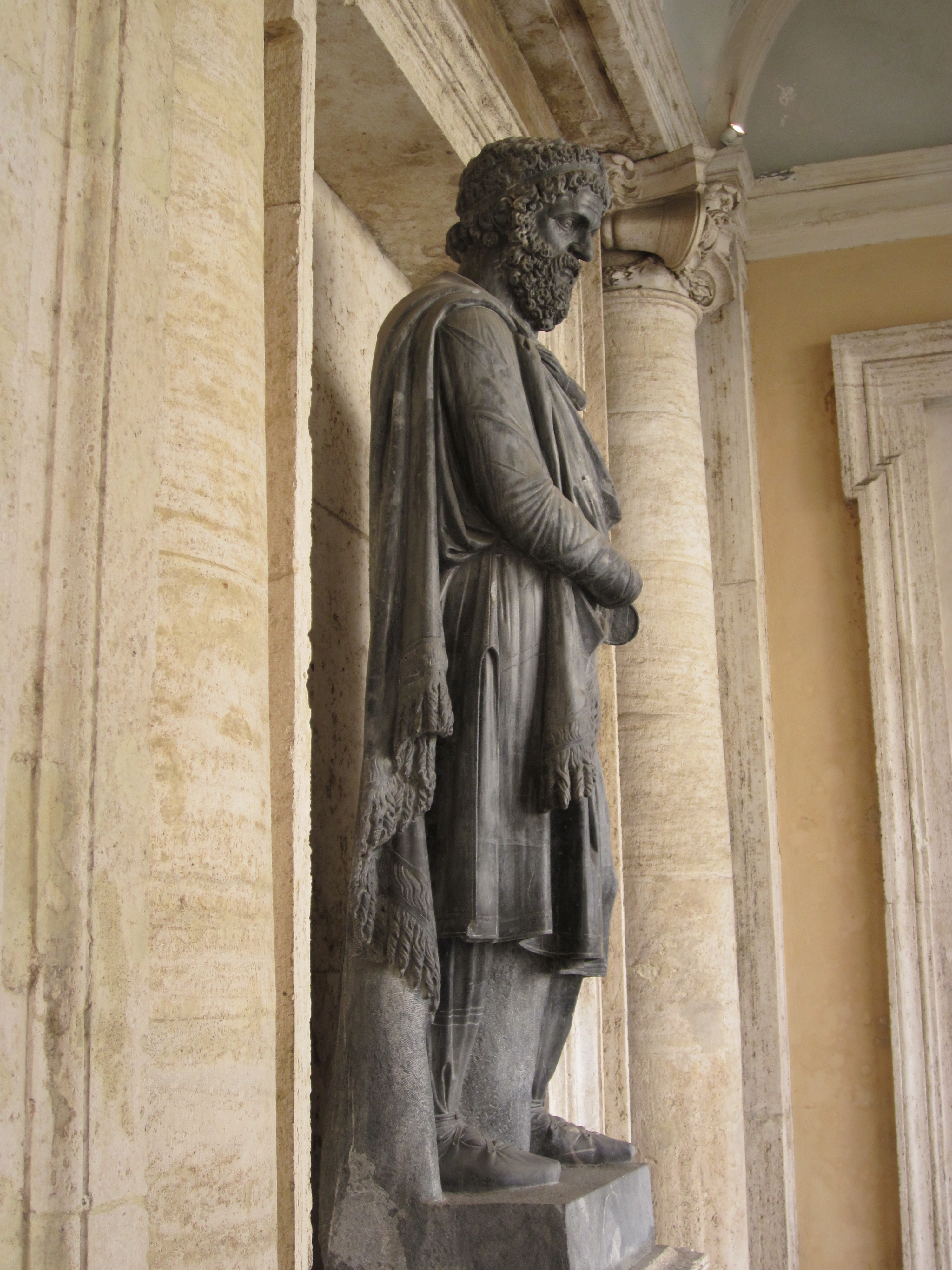
Statue d'un Dace en marbre gris (1).
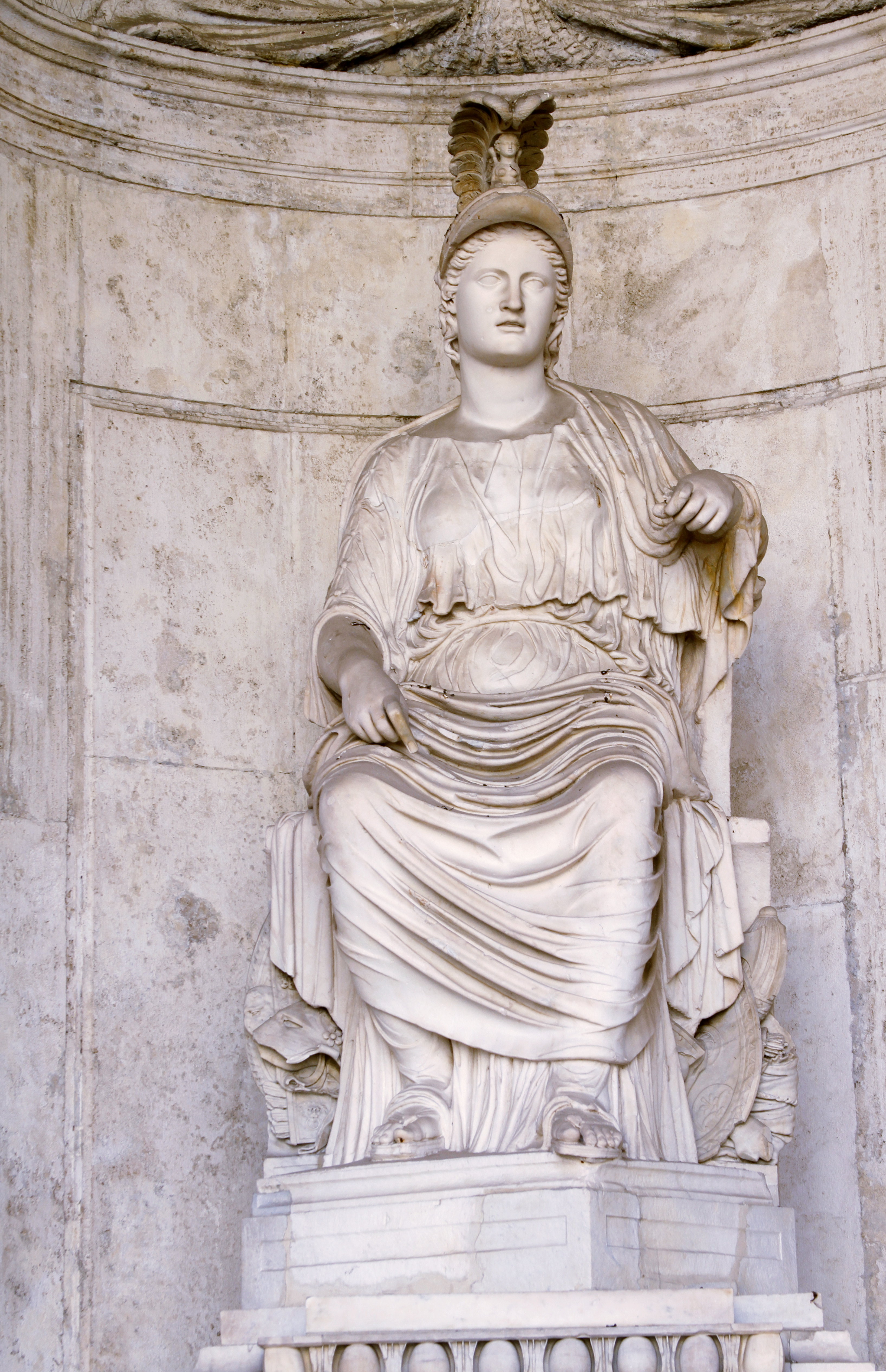
Déesse Roma assise (époque d'Hadrien, d'après un original grec du Ve siècle av. J.-C. ; marbre, hauteur 3,10 mètres).
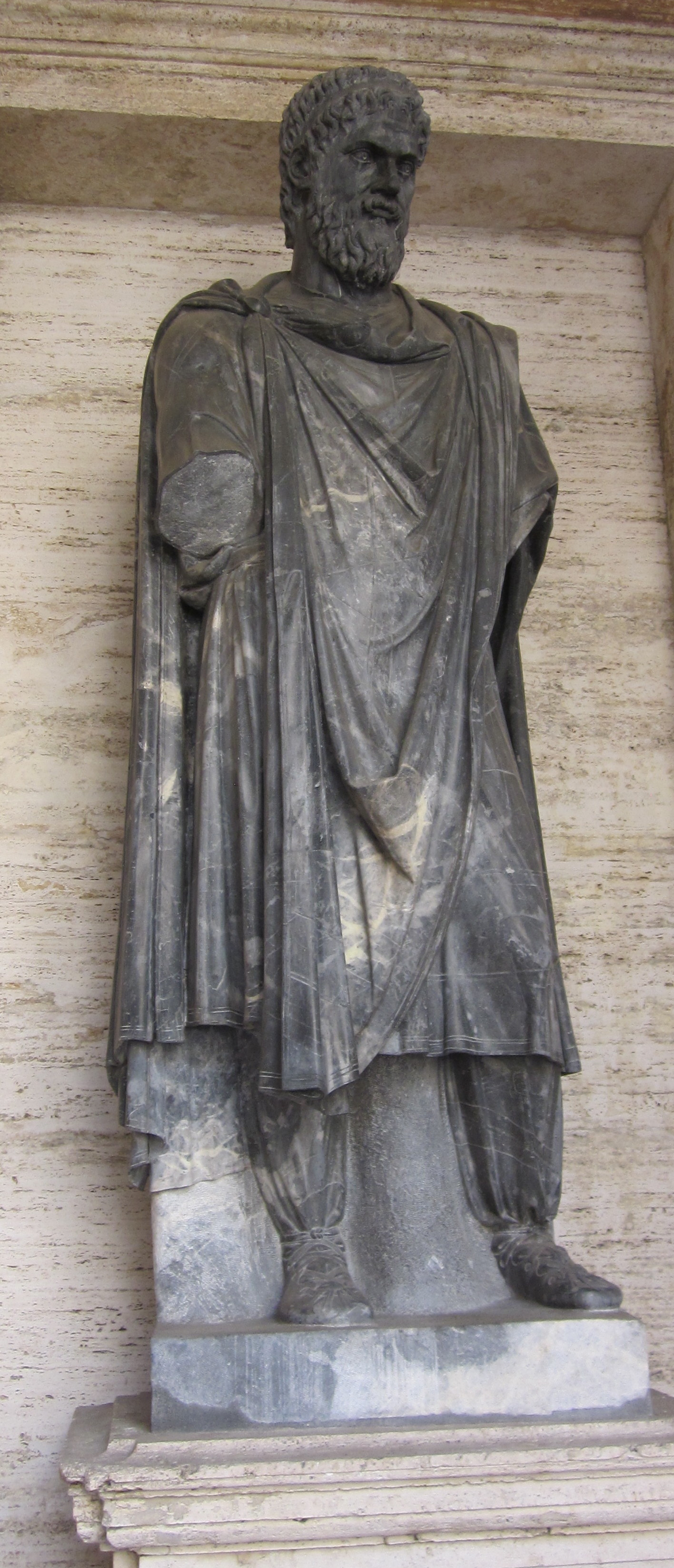
Statue d'un Dace en marbre gris (2).
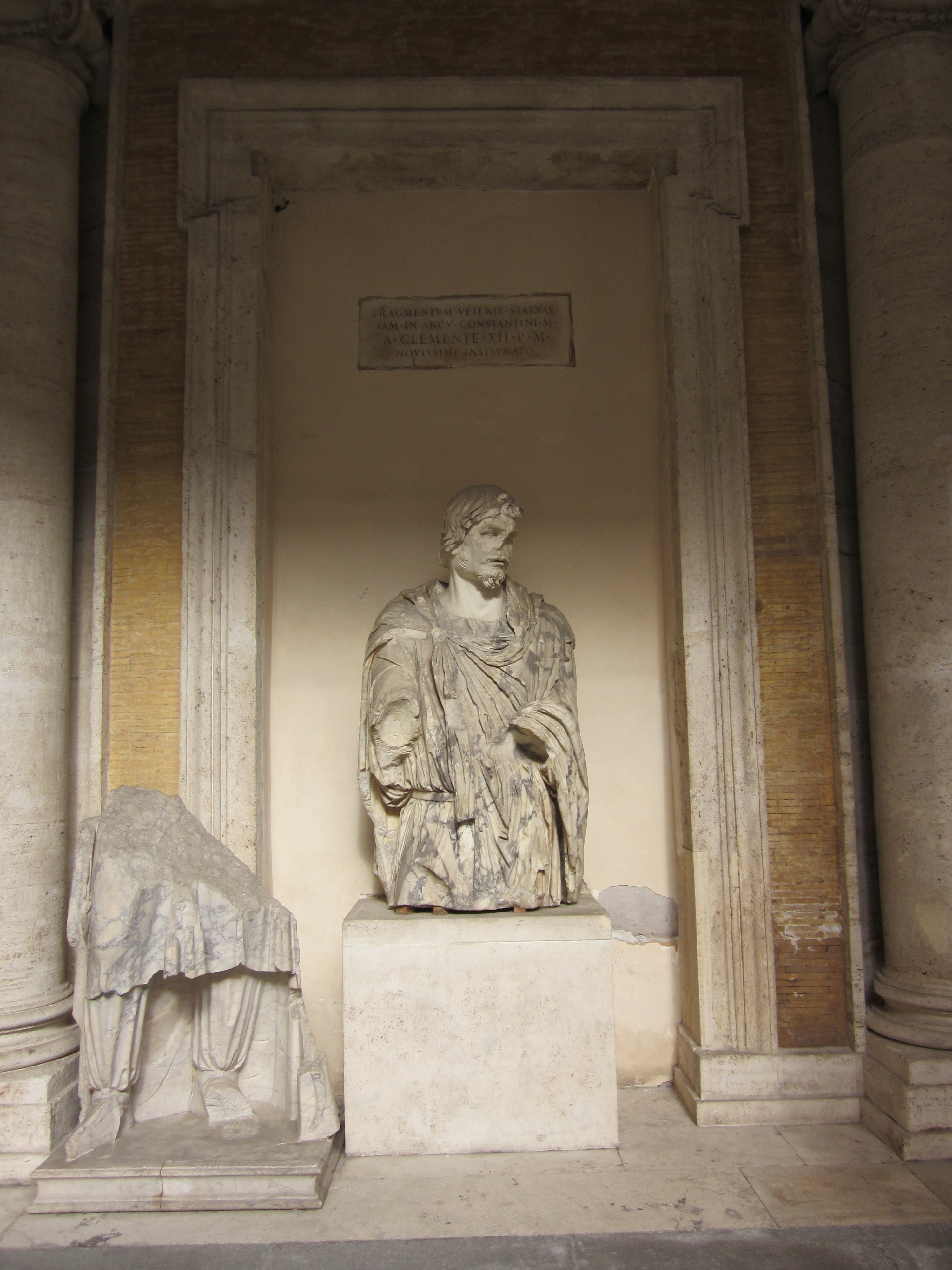
Statues de Daces (3).

#### Grand Escalier
De la cour un escalier permet de monter au premier étage, où se trouvent quelques reliefs, dont trois faisaient partie d'un arc de triomphe dédié à Marc Aurèle qui sont installés au Capitole depuis 1515. Ils appartenaient à une série de douze reliefs (dont huit ont été réutilisés sur l'arc de Constantin et un dernier, disparu, dont il reste un fragment à Copenhague). Les reliefs, sculptés en deux temps, en 173 et 176 ont été attribués à un arcus aureus ou arcus Panis Aurei in Capitolio, mentionné dans les sources médiévales, qui se dressait sur les pentes de la colline du Capitole, à l'intersection entre la via Lata et le clivus Argentarius, non loin de l'église Santi Luca e Martina où les trois reliefs des musées du Capitole avaient été réutilisés, ou peut-être près de la colonne de Marc-Aurèle comme entrée monumentale du portique entourant le monument « colchide ».

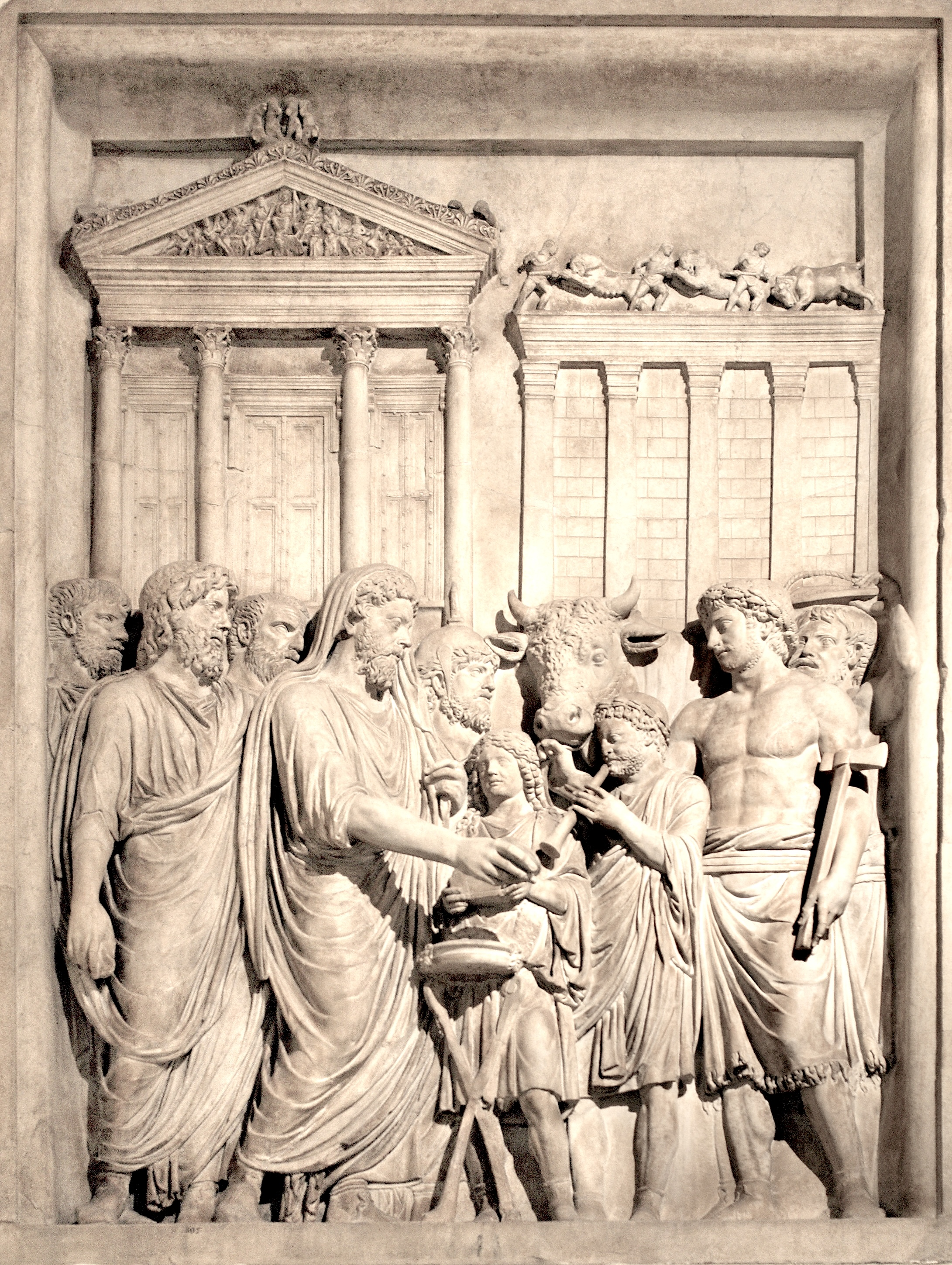
Marc Aurèle fait un sacrifice avant la campagne militaire contre les barbares du nord.
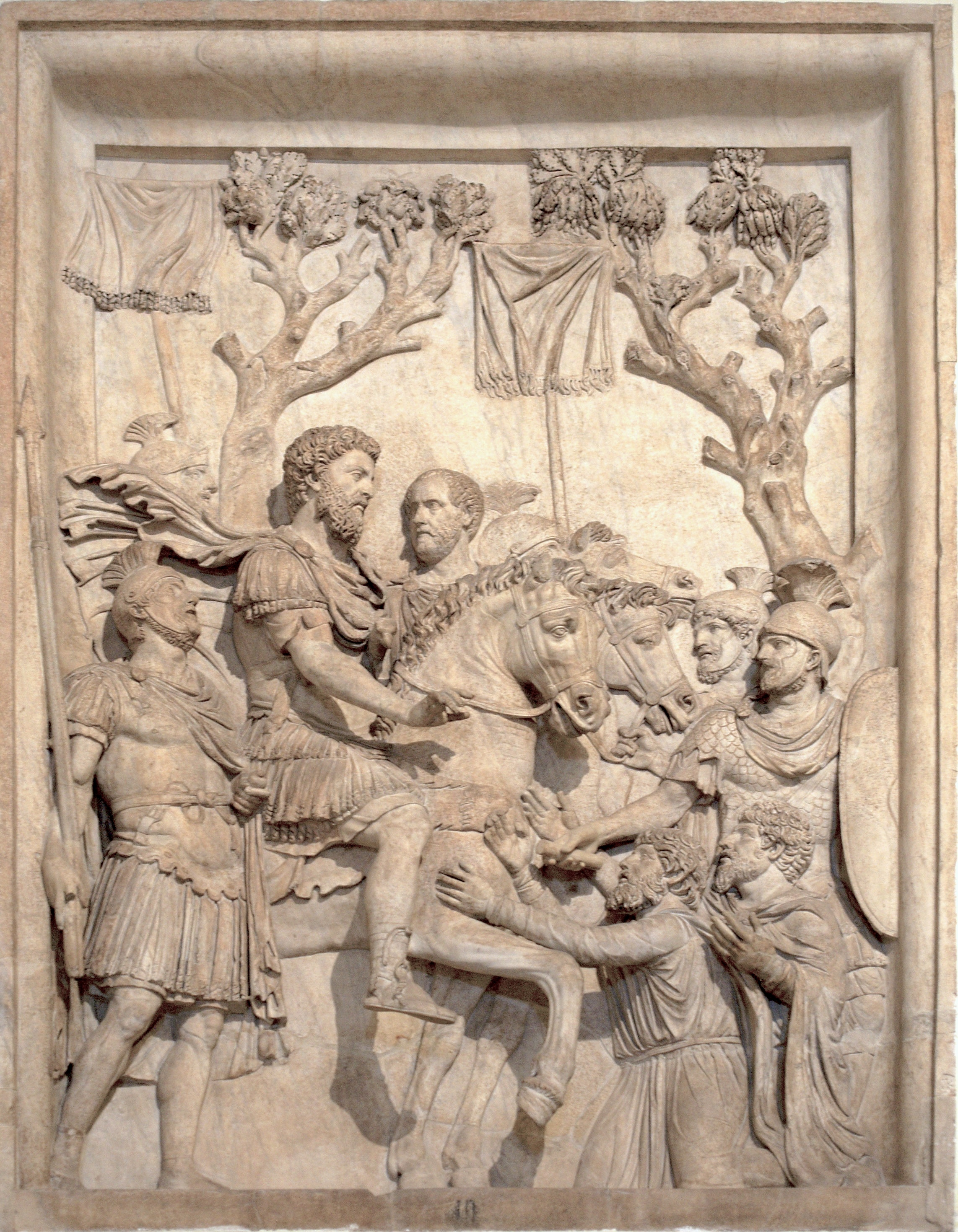
Marc Aurèle avec deux barbares .
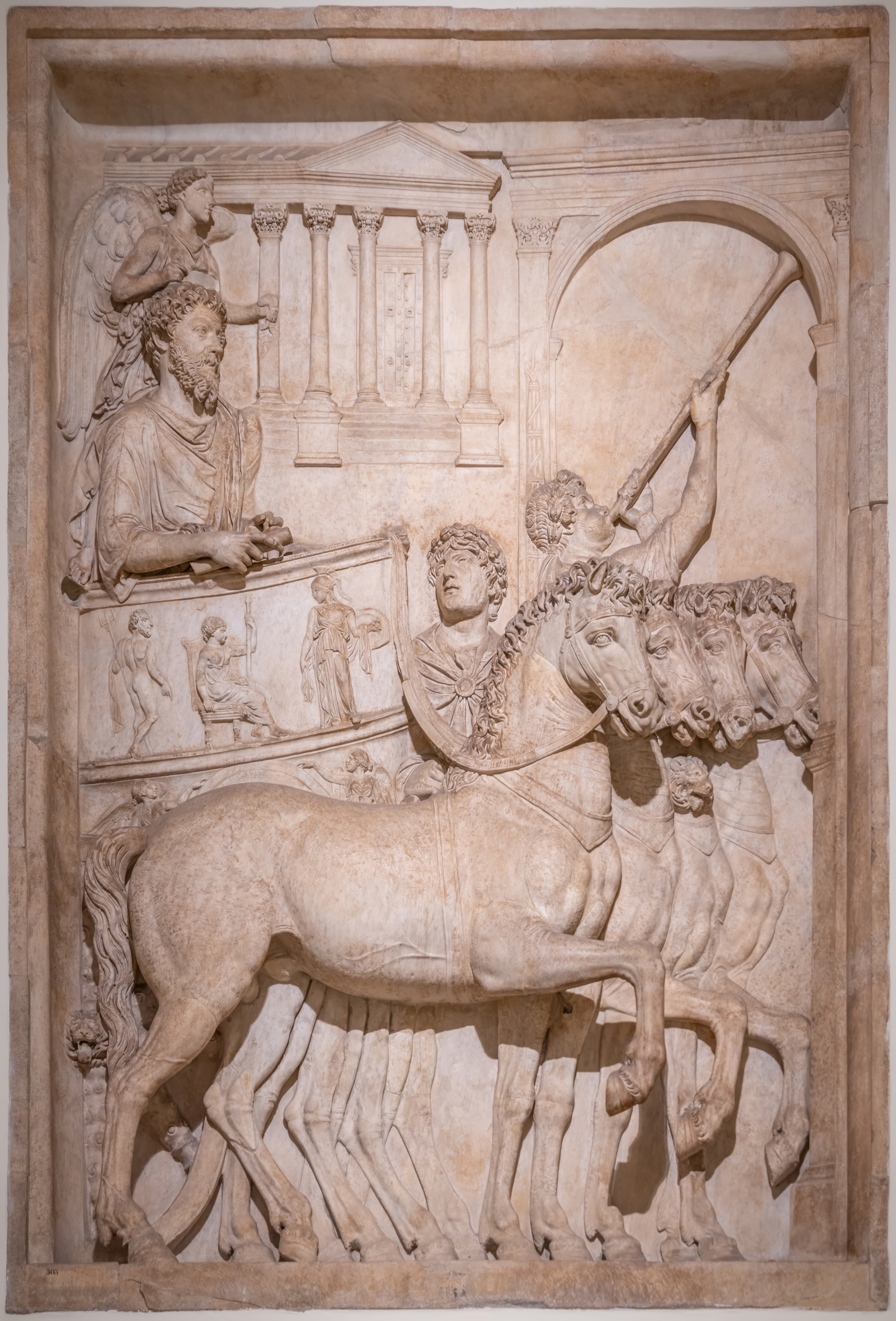
Triomphe de Marc Aurèle.

Deux autres appartenaient à un arc de triomphe dit « du Portugal » (transférés au Capitole en 1664, après la destruction de l'arc), concernant plutôt la figure de l'empereur Hadrien. Dans le premier panneau Hadrien assiste à l'apothéose de sa femme Sabine, dans le second il est accueilli par la déesse Roma et par le Senatus populusque Romanus. Un troisième panneau, en revanche, provient de la piazza Sciarra, toujours concernant l'empereur Hadrien, et a été acheté en 1573 par les conservateurs pour compléter le cycle décoratif.

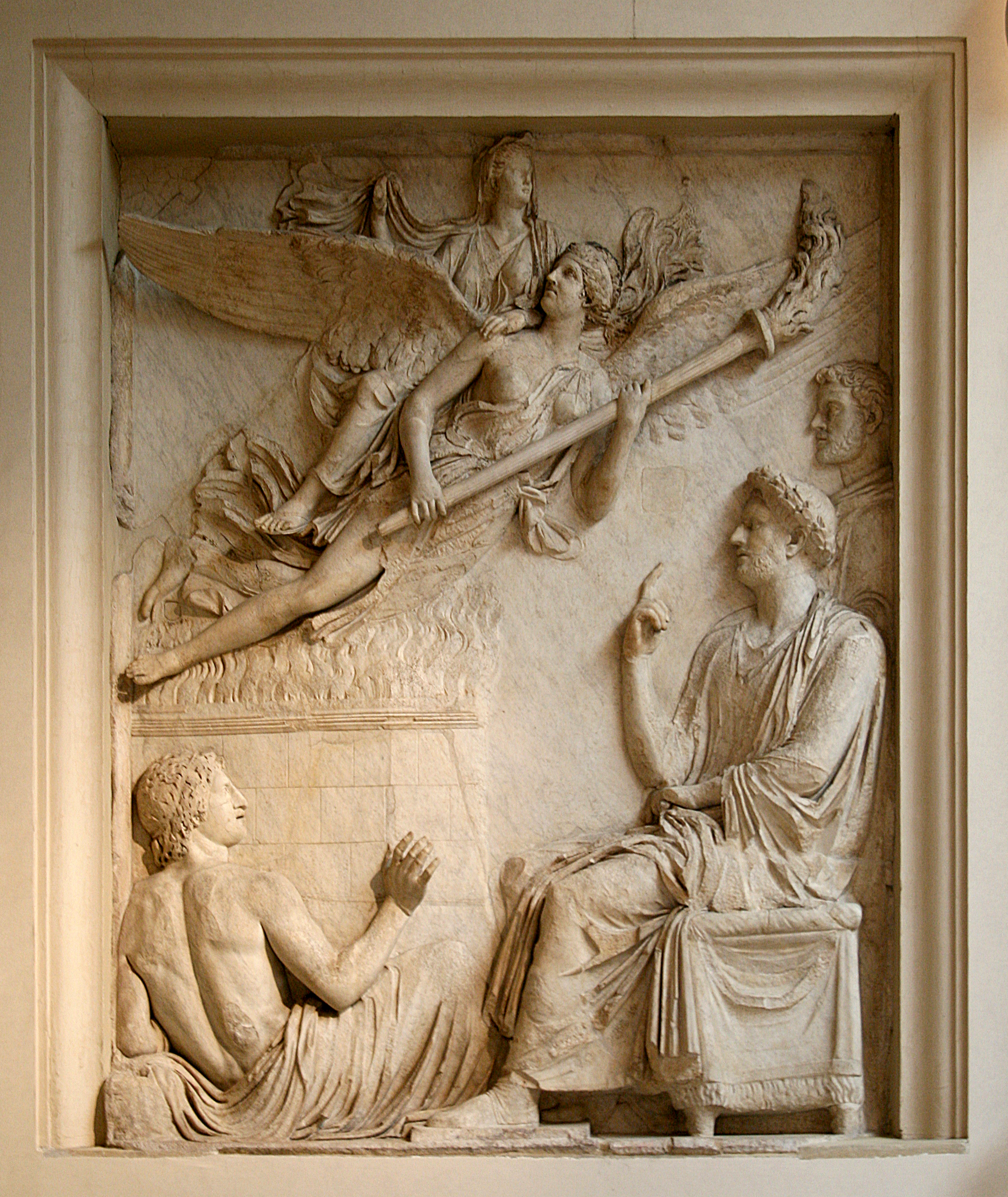
Apothéose de Sabine.
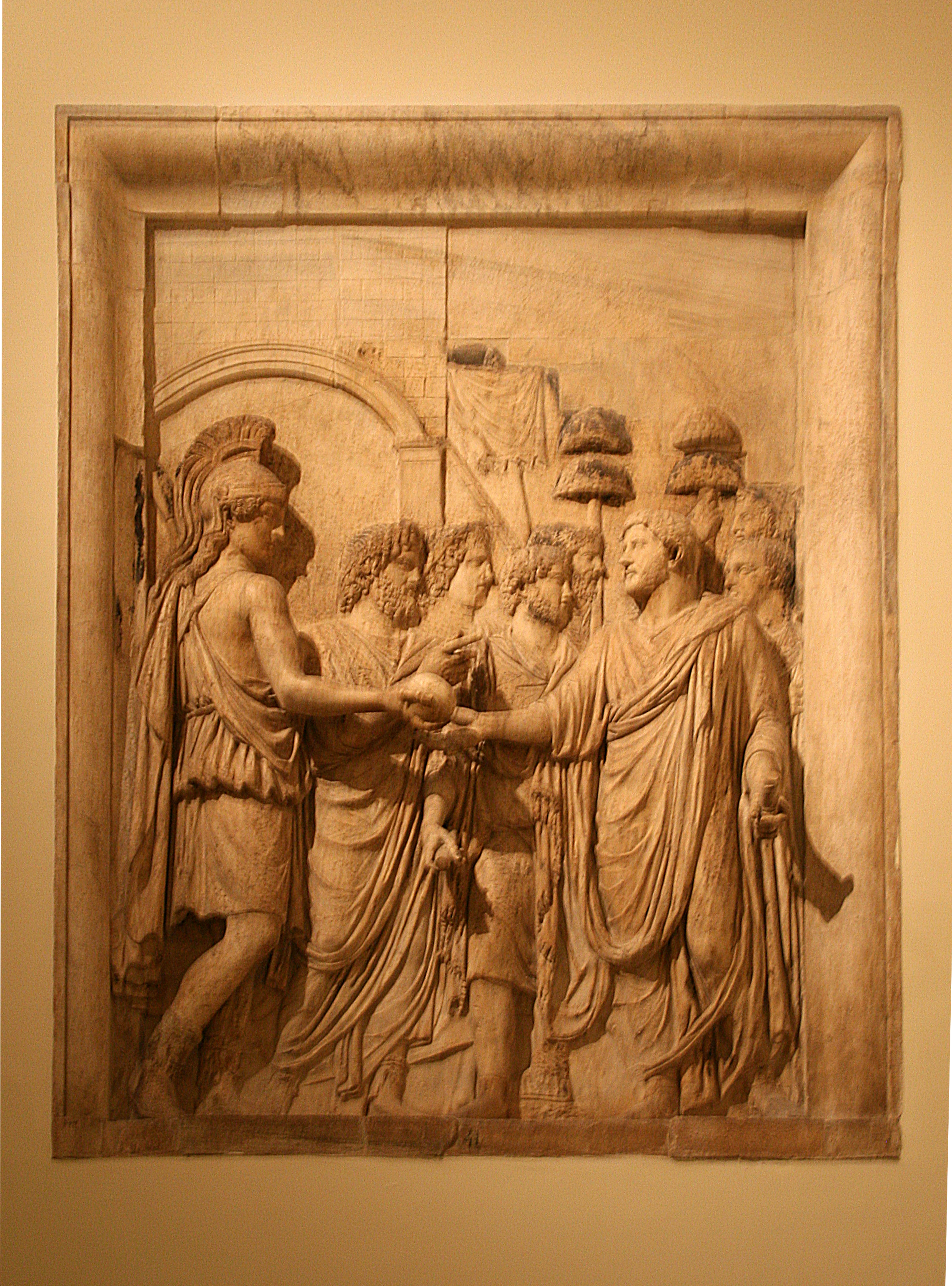
L'empereur accueilli par la déesse Roma.

À la suite, deux mosaïques représentent un tigre attaquant un veau, presque symétriques l'une de l'autre (tous deux de 1,24 m de haut sur 1,84 m de large). Il s'agirait de deux panneaux en opus sectile, construits en marbre de couleur (œuvres romaines du deuxième quart du IVe siècle), provenant de la basilique de Junius Bassus sur l'Esquilin, le consul (Rome antique) de 317. Deux autres panneaux plus petits sont conservés au palais Massimo des Thermes.

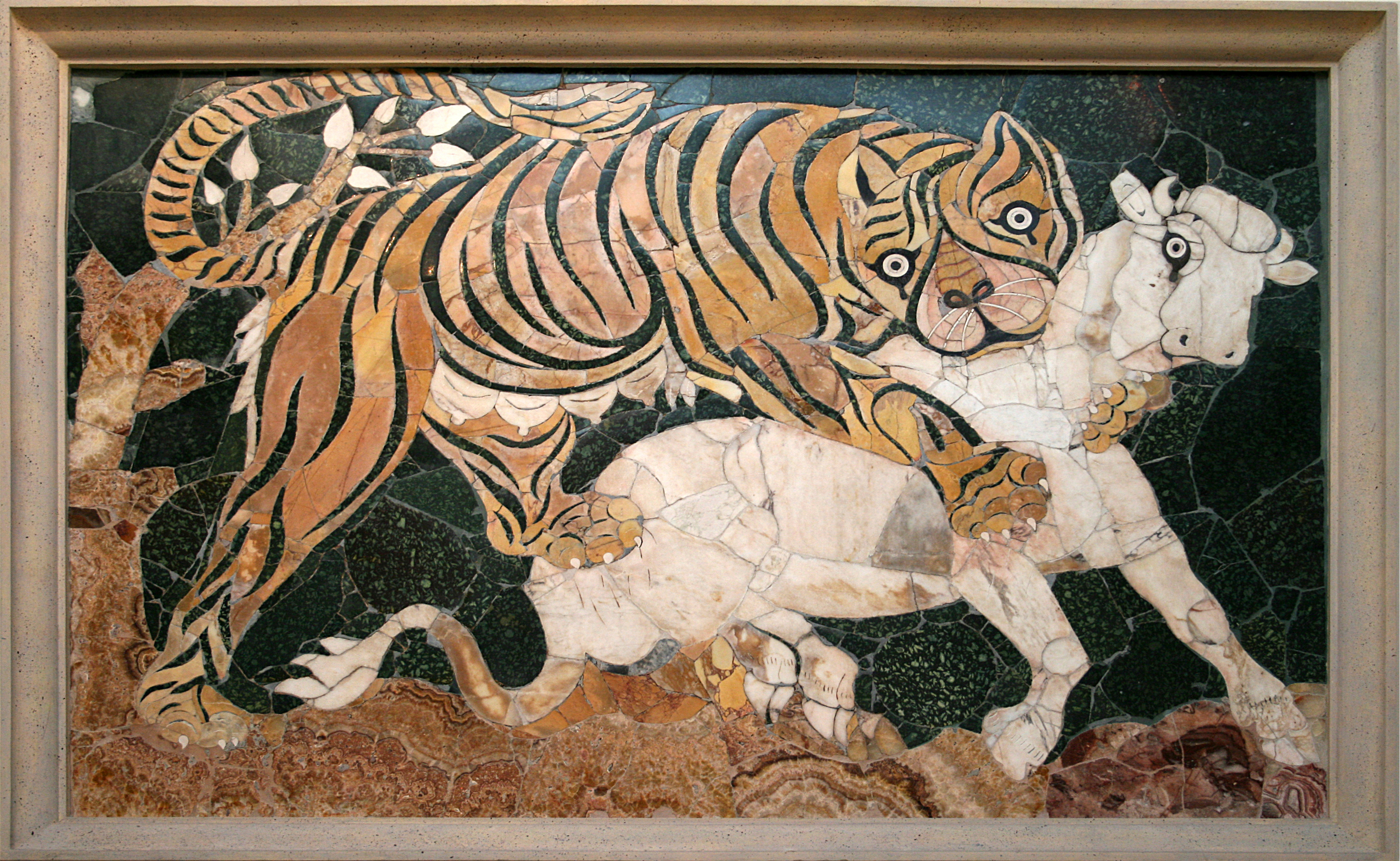
Mosaïque de tigre attaquant un veau.
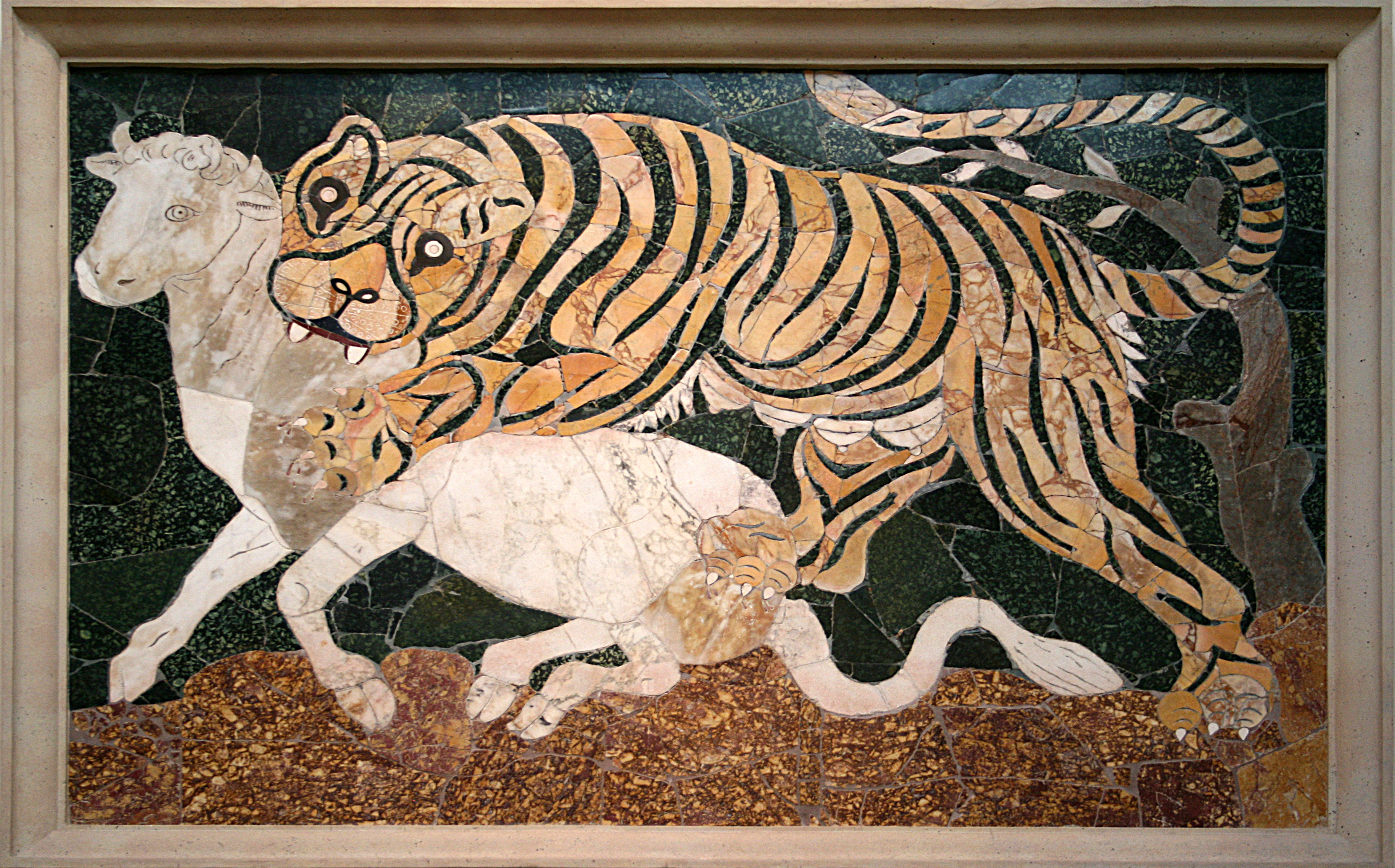
Mosaïque de tigre attaquant un veau.

### Étage noble

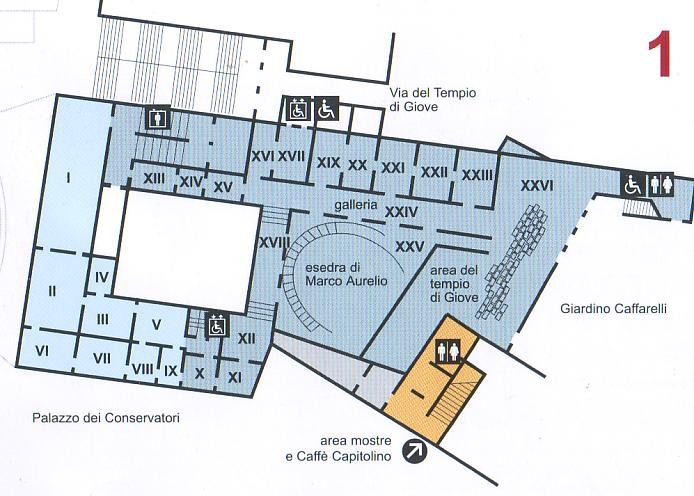
Plan de l'étage noble du palais des Conservateurs.

L'escalier permet de rejoindre directement l'Appartement des Conservateurs composé de 9 pièces constituant les salles de représentation des Conservateurs. Cet «Appartement» était étroitement lié à la fonction exercée par les Conservateurs qui, avec le Prieur du Capo Rioni, constituaient les trois Magistrats romains à partir de 1305. Ces pièces sont richement décorées: fresques, stucs, plafonds, portes, tapisseries… Cette partie est la plus ancienne du palais, avec encore des fresques du XVIe siècle.
Les 9 salles présentent l'histoire ancienne de Rome, de sa fondation à la République. À partir de la fin du XVe au début du XVIe siècle, à la suite de la commande du premier cycle de fresques dans les salles de réception, en plus de l'introduction de quelques sculptures en bronze importantes, l'édifice connait une véritable renaissance artistique et décorative. Les sujets utilisés pour les fresques de cette première phase sont inspirés par l'histoire de Rome (Ab Urbe condita libri) de Tite-Live, plus précisément par la fondation de Rome et par les Mos majorum de certaines des figures les plus représentatives de la République romaine. Parmi celles-ci, les fresques de la salle de Hannibal et de la salle de la Louve se distinguent.
Par la suite, les fresques commandées continuent à suivre ce critère décoratif : les sujets d'épisodes de l'histoire de la Rome antique continuent à constituer le pivot central de toute la caractérisation artistique de cet « appartement », bien que conçus dans des contextes culturels et historiques complètement différents.

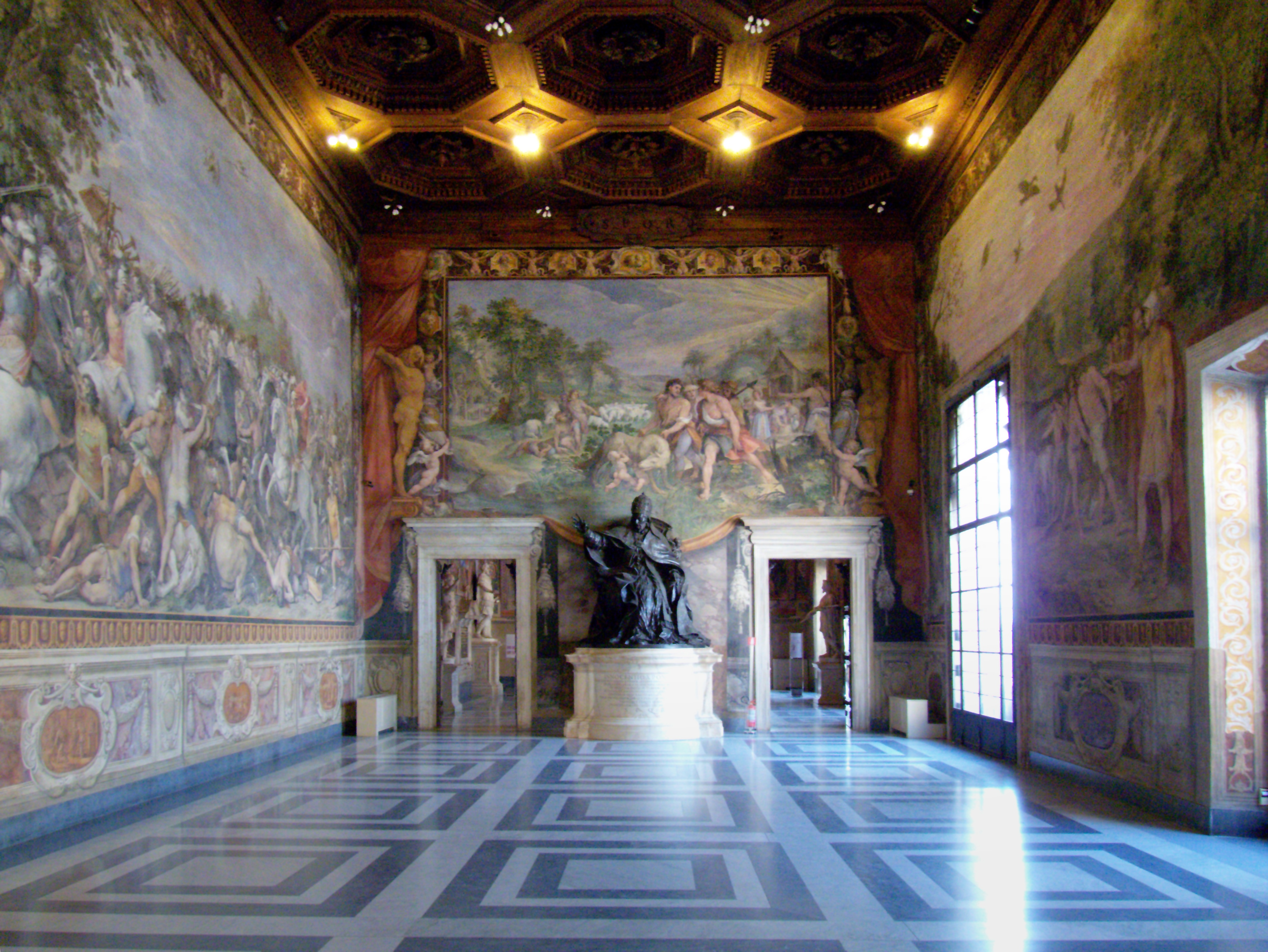
Salle des Horaces et des Curiaces.

#### Salle des Horaces et des Curiaces (I)
Après la restructuration de Michel-Ange, le Conseil public se réunit dans la grande salle. Même aujourd'hui, elle est souvent utilisée pour des cérémonies importantes, telles que la signature du Traité instituant la Communauté économique européenne de 1957.
En 1595, une nouvelle série de fresques est commandée à Giuseppe Cesari, dit Cavalier d'Arpin, pour remplacer la précédente. Cesari réalisera des travaux dans toute la structure du palais tels que : la Découverte du Loup (1595-1596), la Bataille entre les Romains et les Veienti (1597) et le Combat entre les Horaces et les Curiaces (1612-1613). Il reviendra pour terminer le cycle en 1636 avec l'Enlèvement des Sabines, Numa Pompilius institue le culte des Vestales à Rome et la Fondation de Rome.

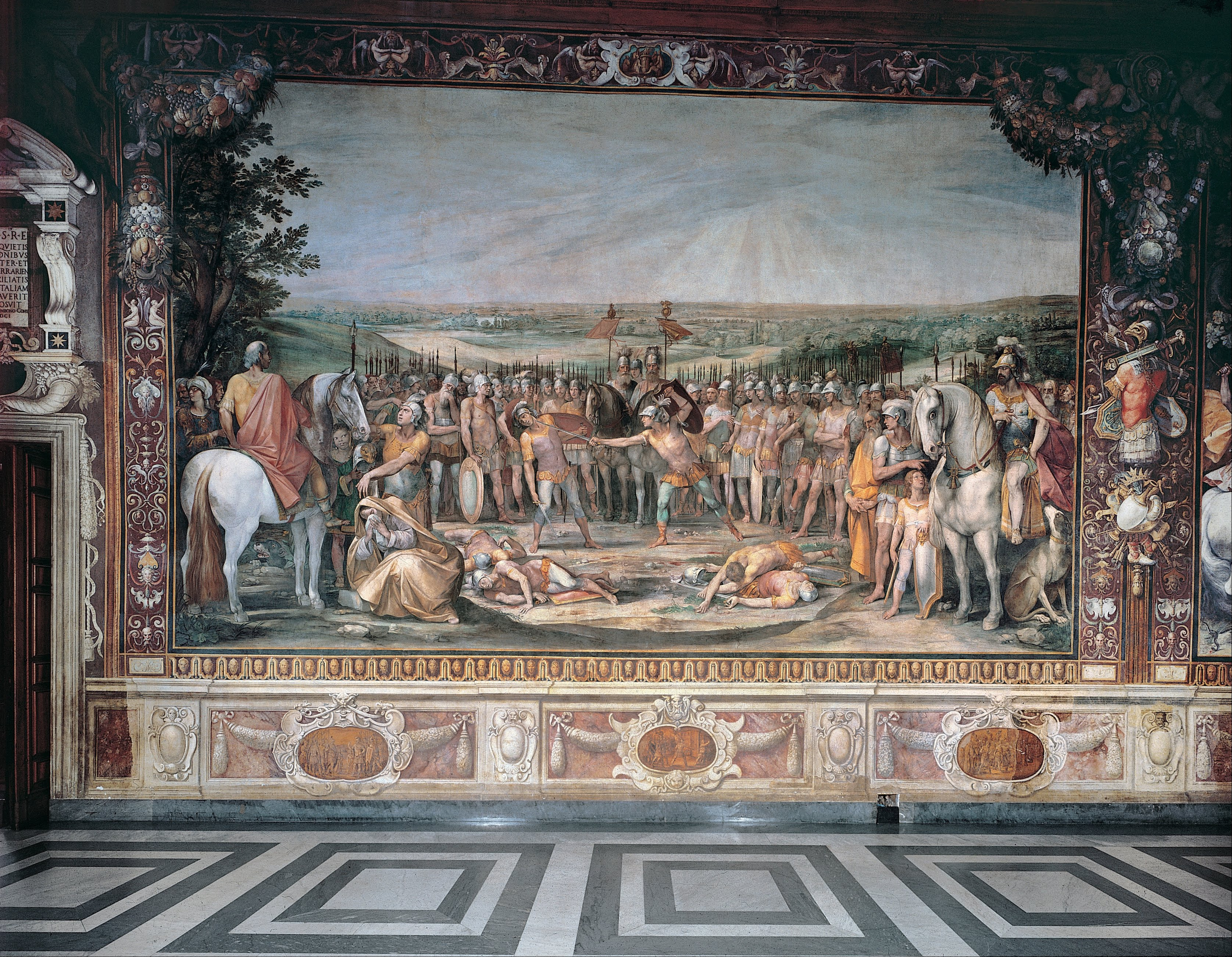
Grande fresque de la Bataille entre les Horaces et les Curiaces par Giuseppe Cesari.
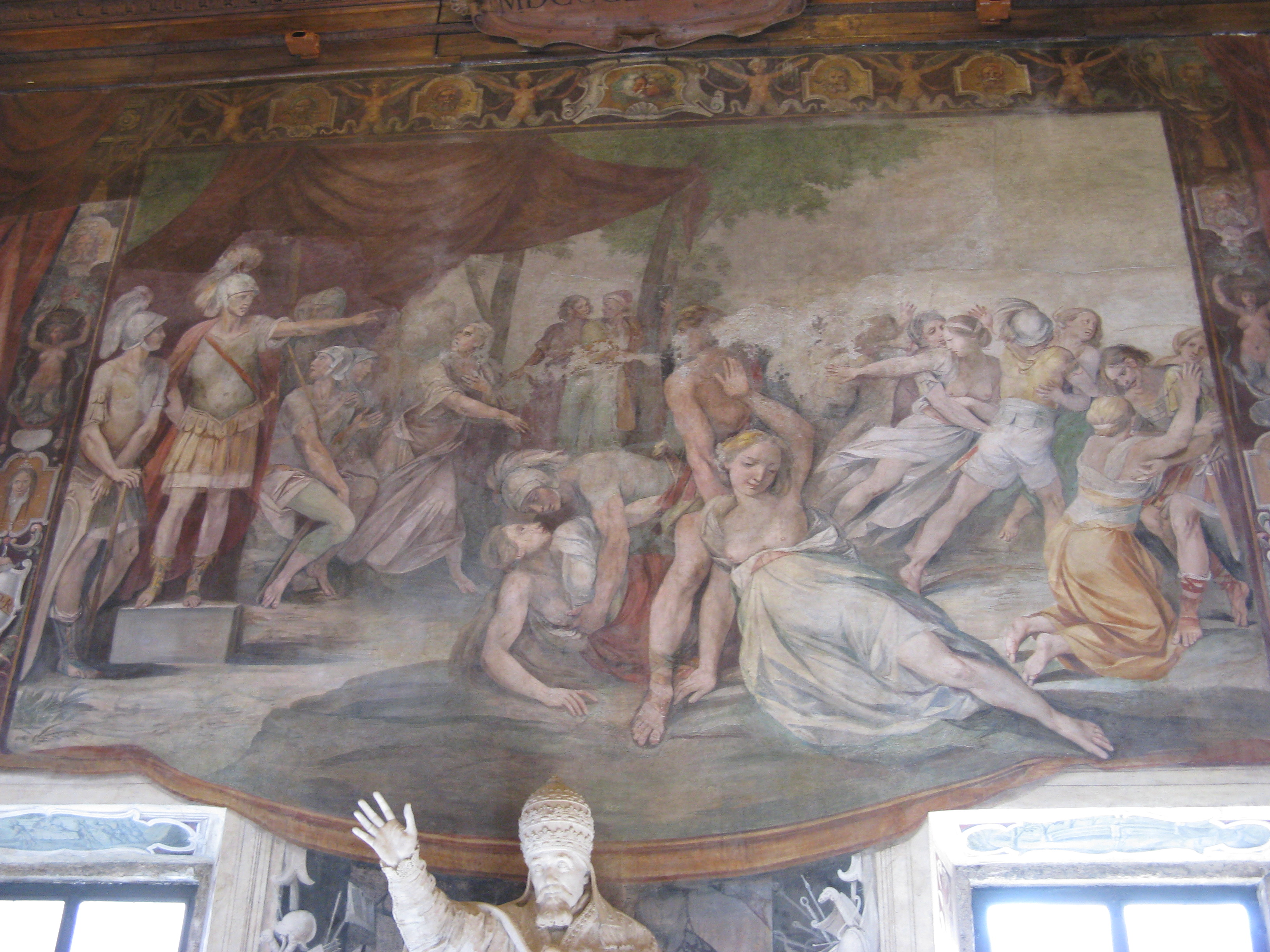
L'Enlèvement des Sabines de Giuseppe Cesari.
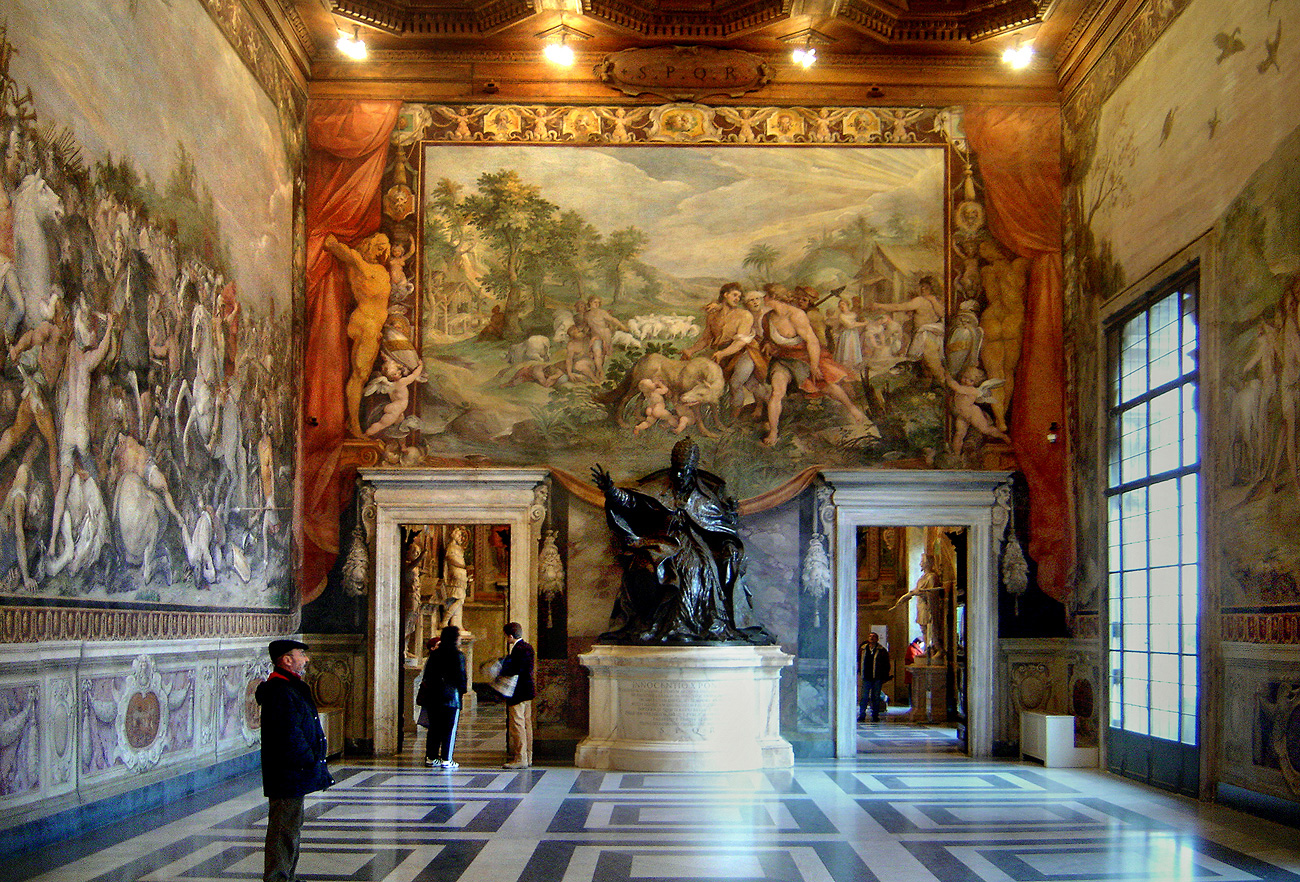
La découverte de la louve de Giuseppe Cesari.
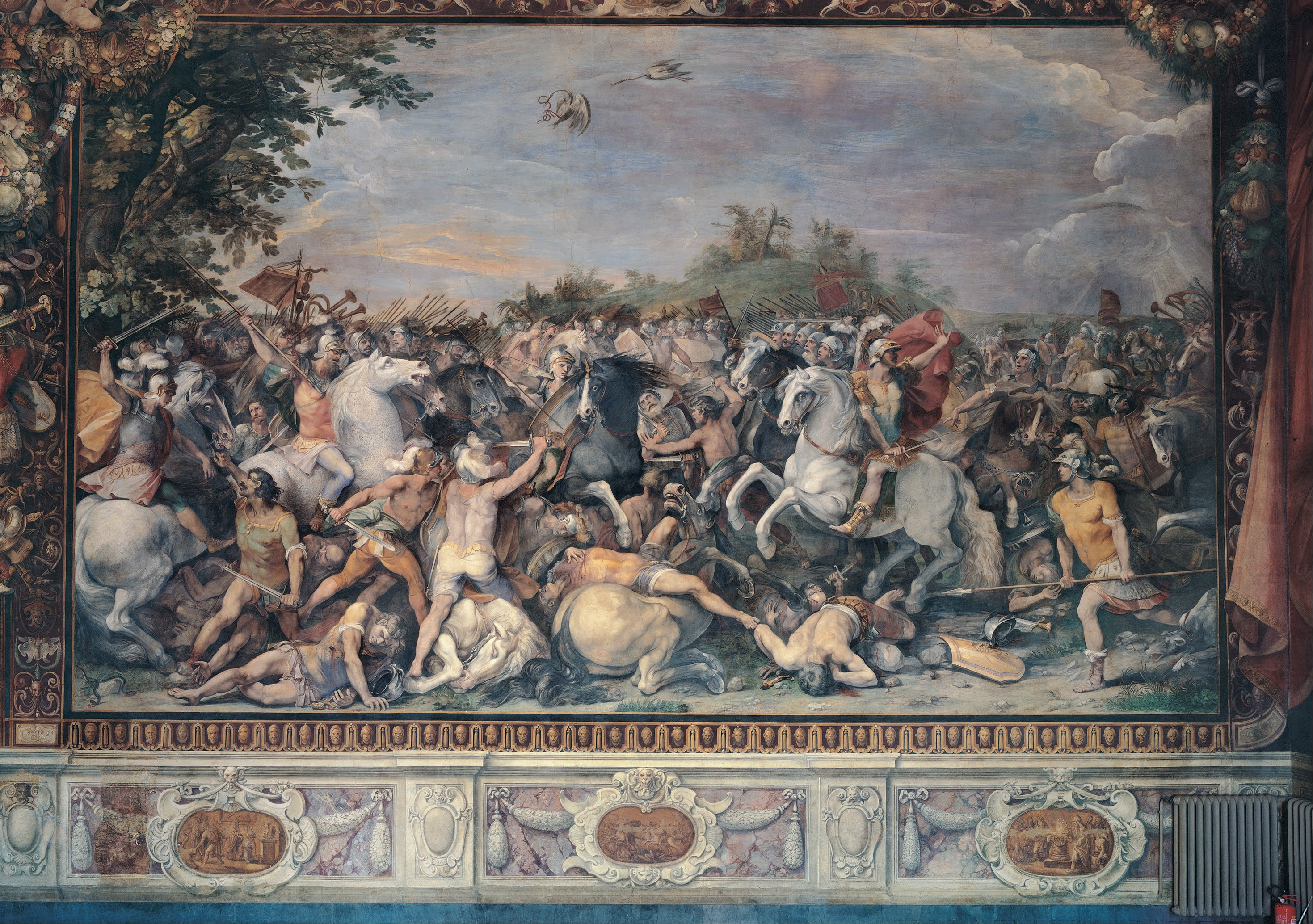
Bataille entre les Romains et les Veienti.

Dans la salle se trouvent également la statue honoraire du pape Urbain VIII, en marbre, du Bernin (exécutée entre 1635 et 1640) et la statue honoraire du pape Innocent X, en bronze, d'Alessandro Algardi (exécutée entre 1646 et 1650). La pièce est fermée par trois portes en noyer, toutes sculptées d'armoiries et de tuiles représentant quelques scènes de l'histoire de Rome.

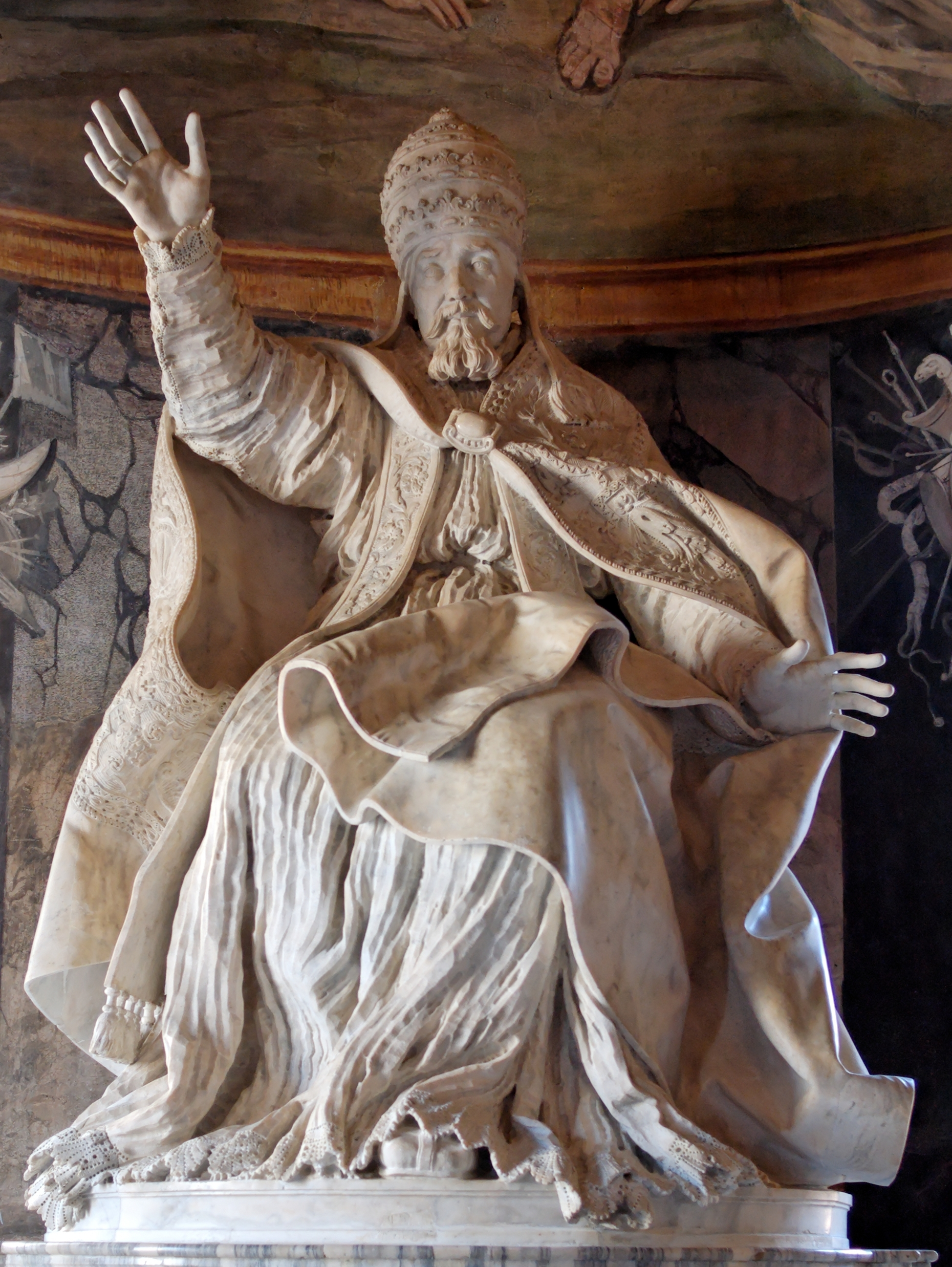
Statue du pape Urbain VIII.
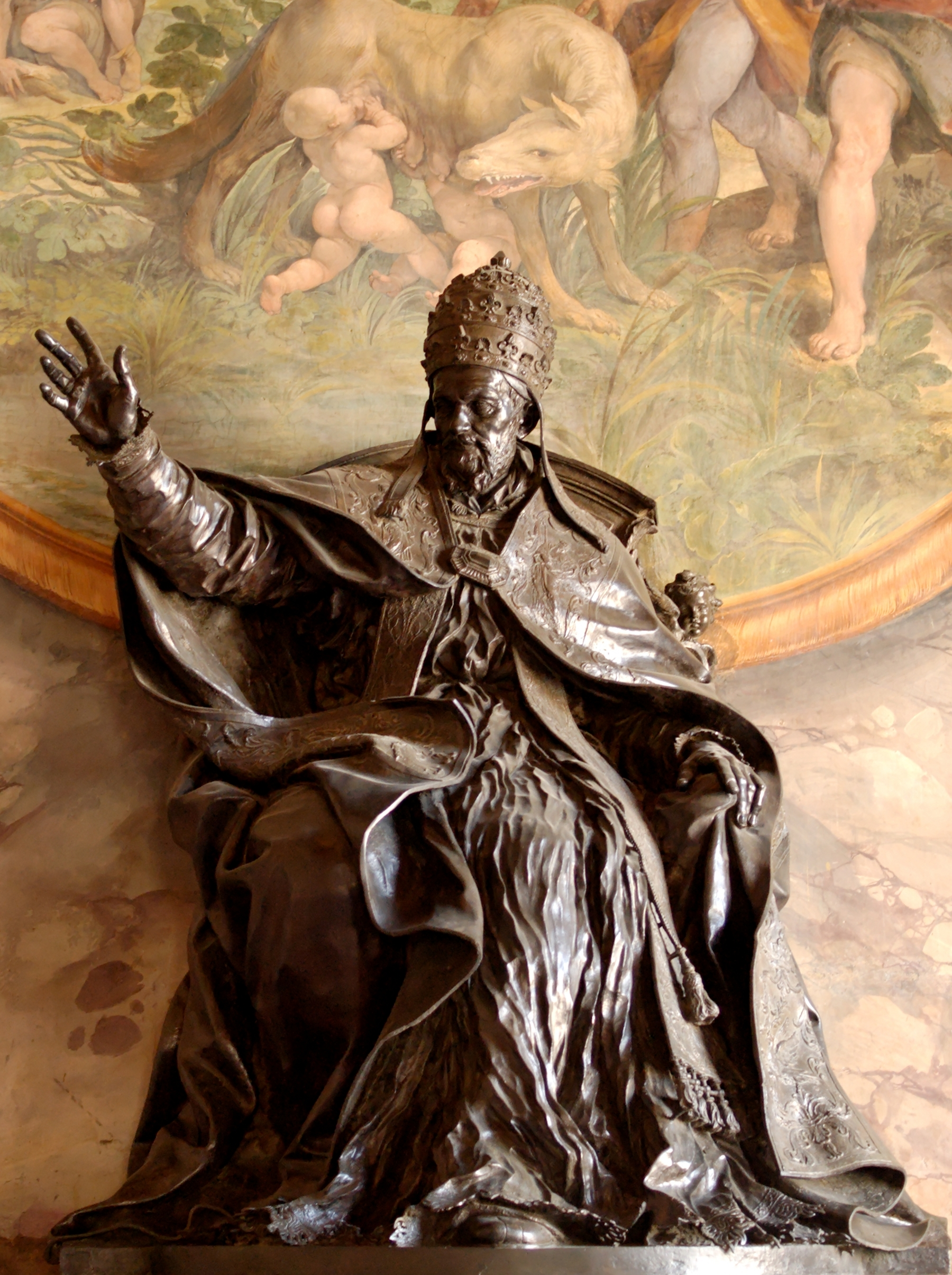
Statue du pape Innocent X.

#### Salle des Capitaines (II)
Une fresque du peintre sicilien Tommaso Laureti, réalisée entre 1586 et 1594, selon un style se rapportant à Jules Romain, Michel-Ange et Raphael décore cette salle. L'exaltation des vertus de la Rome antique s'y poursuit dans les différentes scènes : Muzio Scevola et Porsenna (inspiré de Michel-Ange), Orazio Coclite sur le pont Sublicio, Justice di Bruto (clairement inspiré de la peinture de Raphaël) et La victoire du lac Regillo. Ces quatre fresques sont principalement inspirées de l'historien romain Tite-Live et de son Ab Urbe condita libri.
Cette salle était la deuxième seulement en taille et en richesse décorative après la précédente, la salle des Horaces et des Curiaces. Il a également été choisi d'y célébrer non seulement les vertus des anciens Romains, mais aussi celles des hommes contemporains de la fin du XVIe siècle qui ss sont distingués par leurs mérites et leurs valeurs dans les États pontificaux. Des pierres tombales à leur mémoire ont été placées sur les murs, ainsi qu'une série de grandes statues commémoratives de condottieri, réutilisant des trouvailles antiques, dont Alexandre Farnèse (1545-1592) et Marcantonio Colonna (1535-1584), vainqueur de la Bataille de Lépante en 1571. En 1630, pour célébrer Carlo Barberini, frère du pape Urbain VIII, le tronc d'une statue antique est réutilisé, pour lequel le sculpteur Alessandro Algardi crée les jambes, les bras, ainsi que le bouclier ; Le Bernin complète la statue en créant le buste. Deux autres sculptures d'Ercole Ferrata sont dédiées l'une à Tommaso Rospigliosi, l'autre à Gianfrancesco Aldobrandini.

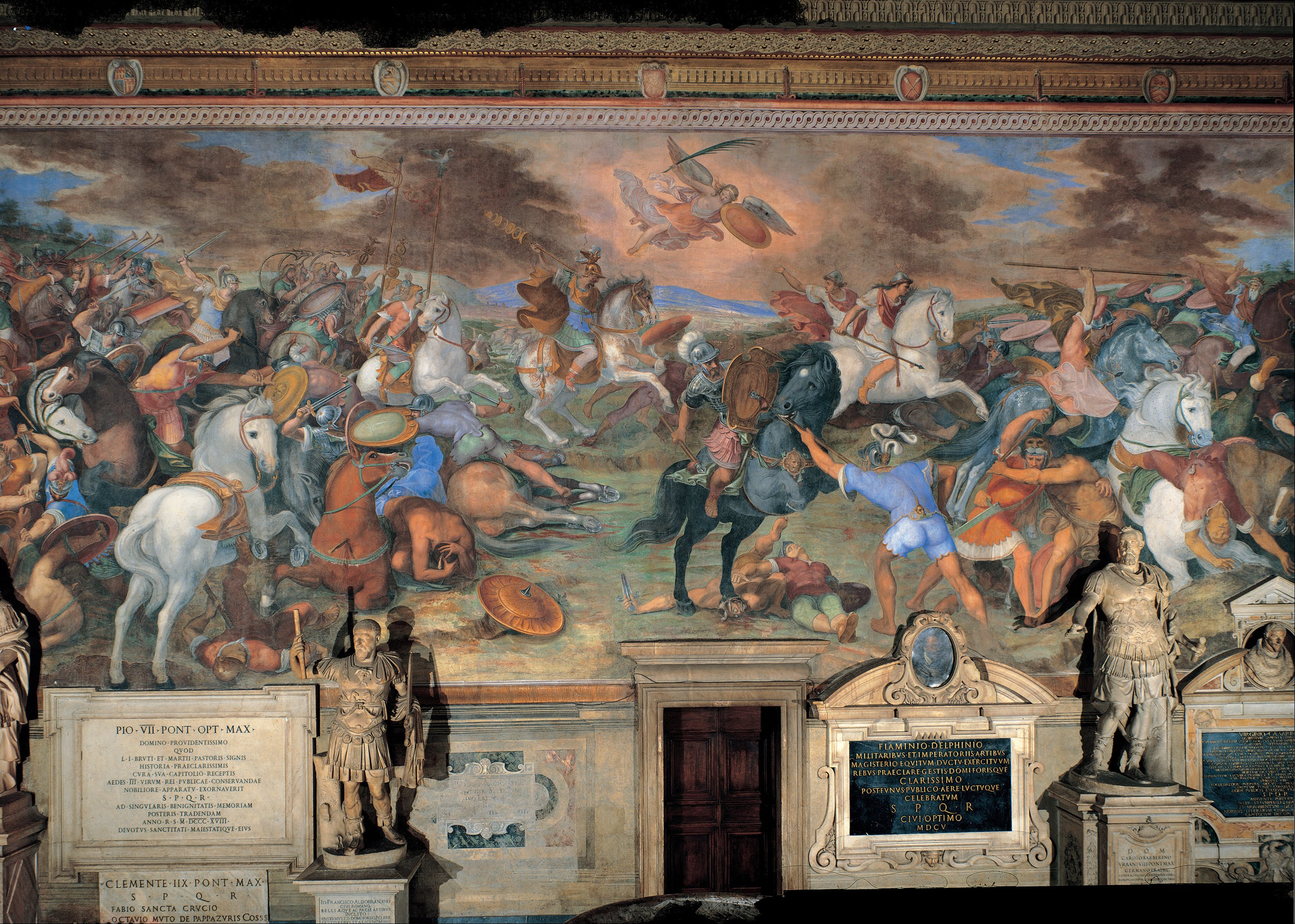
Tommaso Laureti, Bataille du lac Regillo ; en bas à gauche la statue de Gianfrancesco Aldobrandini, à droite celle de Carlo Barberini.
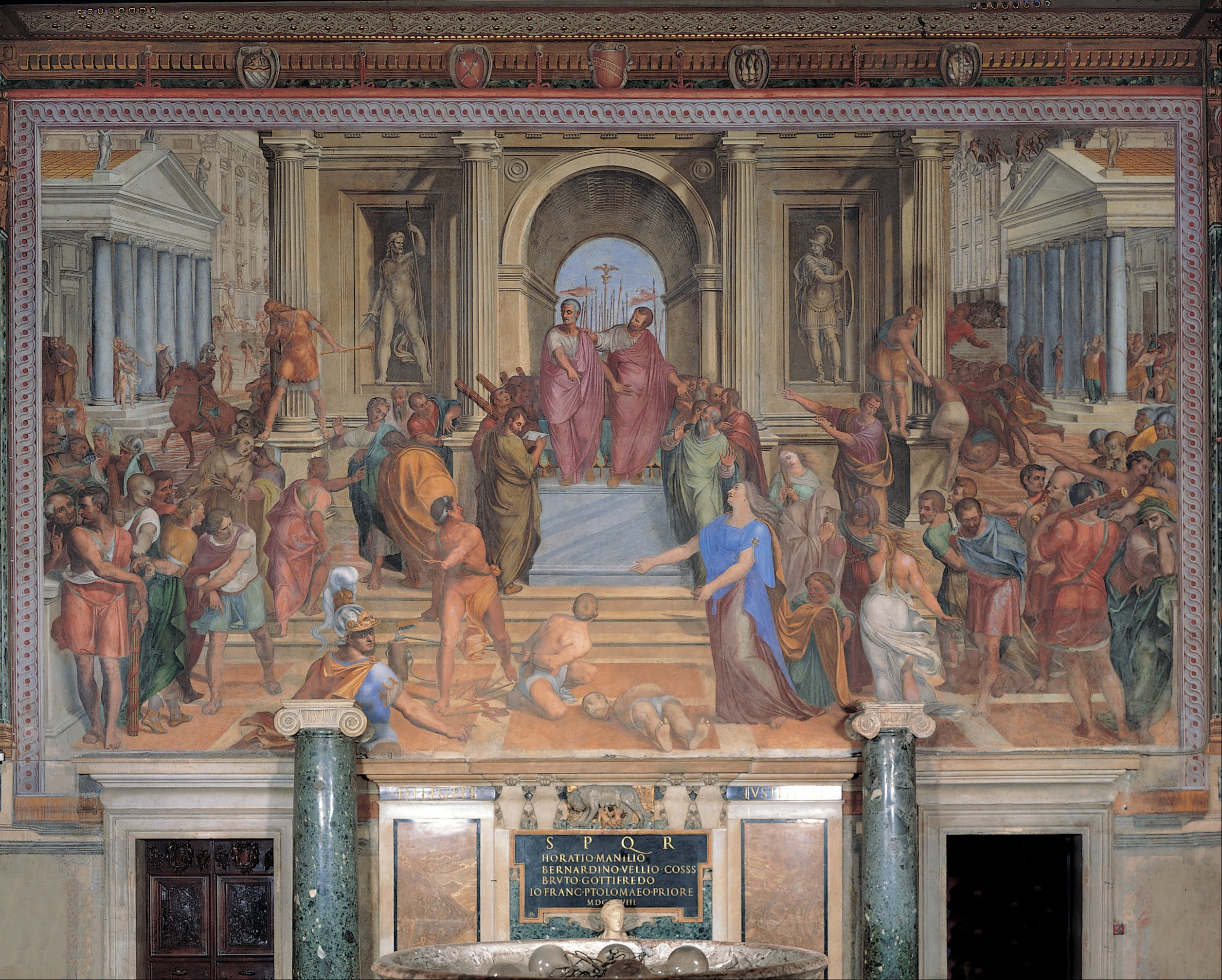
Tommaso Laureti, la Justice de Brutus.

#### Salle d'Hannibal (III)
C'est la seule salle à avoir conservé les fresques originales des premières décennies du XVIe siècle (vers 1516). Des études récentes ont remis en cause l'exécution de la fresque principale, que l'on croyait appartenir au peintre Jacopo Ripanda. La série de fresques de la salle appartient au cycle des guerres puniques. Sous les scènes se trouve toute une série de bustes peints de chefs militaires romains. Les épisodes racontés sont : « Le triomphe de Rome sur la Sicile », « Hannibal en Italie », « Les négociations de paix entre Lutazio Catulo et Amilcare » et la « Bataille navale », que la tradition attribue à la Bataille des îles Égates en 241 av. J.-C.

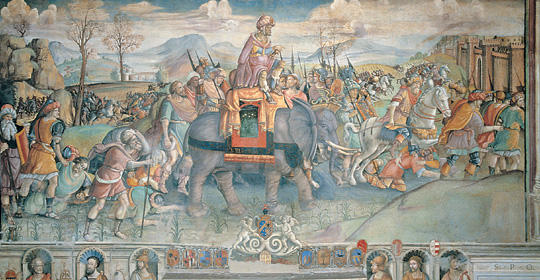
Fresque donnant son nom à la salle d'Hannibal.
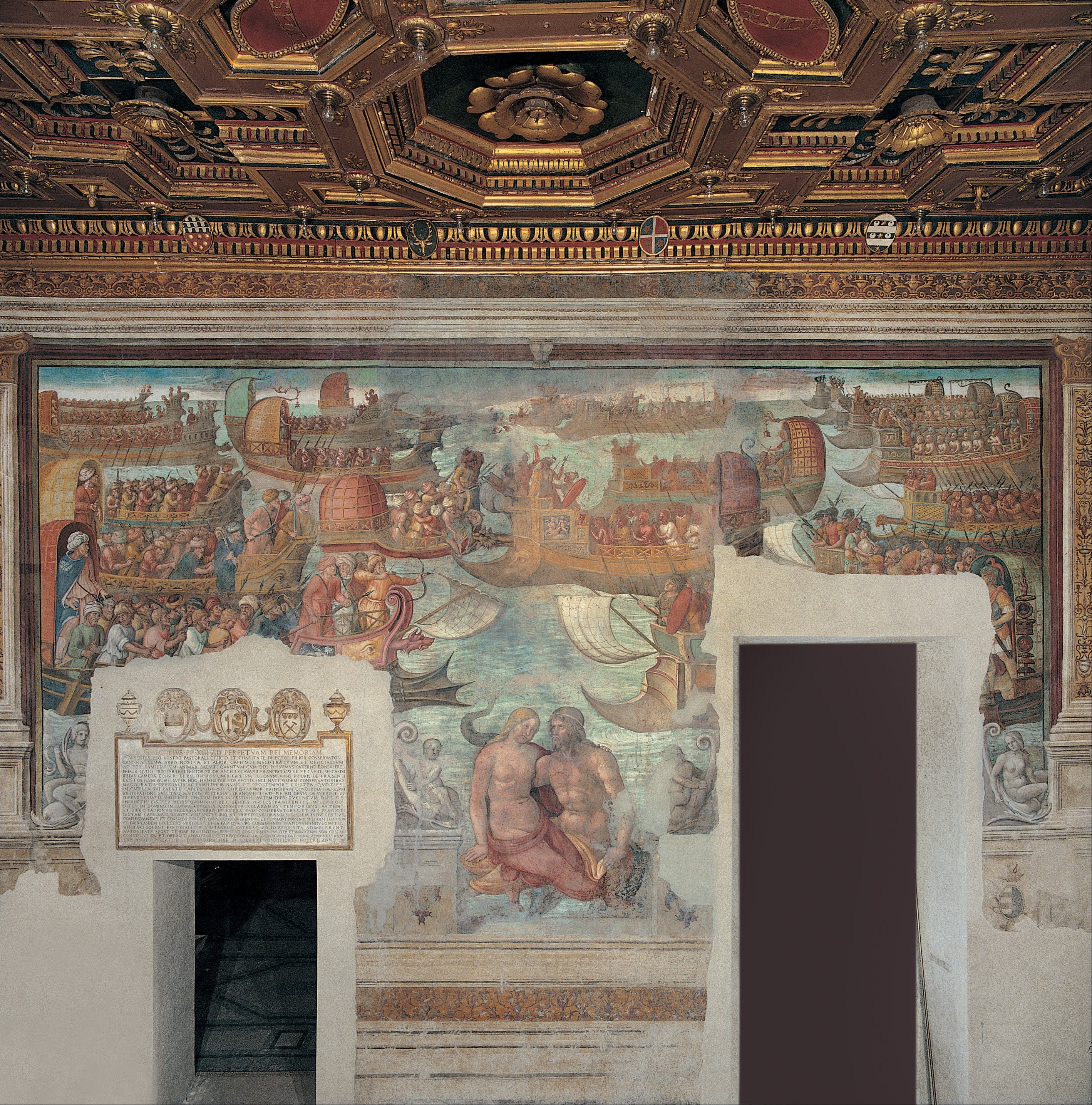
Bataille navale, attribuée à Jacopo Ripanda (1516).

#### Chapelle (IV)

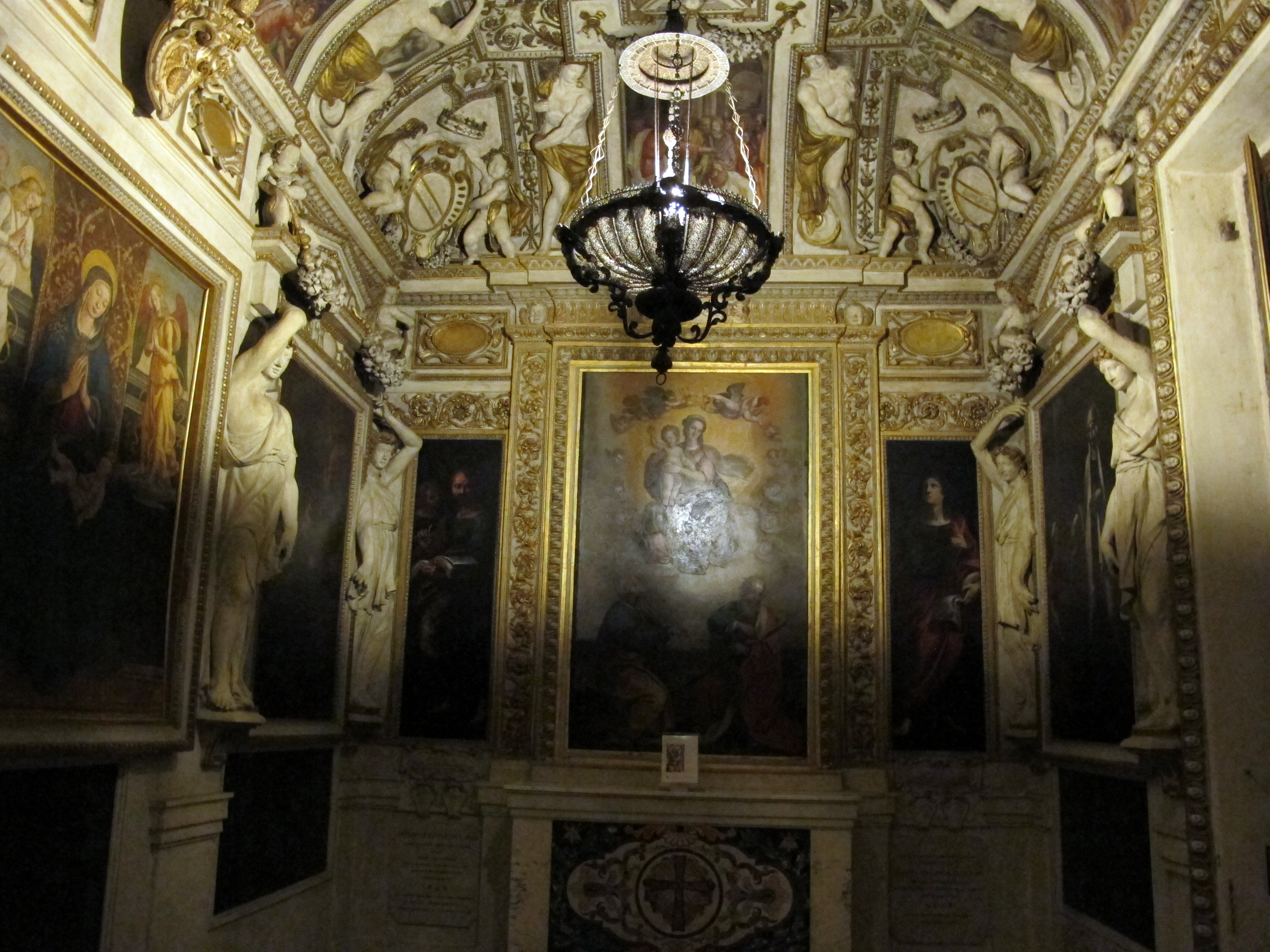
Chapelle.

Dédiée à la Vierge et aux saints Pierre (apôtre) et Paul de Tarse, patrons de la ville, elle a été décorée de fresques dans les années 1575-1578 par les peintres Michele Alberti et Iacopo Rocchetti. À l'origine, les conservateurs pouvaient assister aux réceptions depuis la salle des Horaces et des Curiaces voisine à travers une grille. Des rénovations récentes ont permis de reconstituer l'autel (démonté après 1870), orné de précieux marbres colorés qui fut probablement édifié sous le pape Urbain VIII (1623-1644). Il est surmonté d'un tableau de Marcello Venusti intitulé Vierge à l'enfant entre les saints Pierre et Paul (1577-1578). De retour dans la salle d'Hannibal, il est possible d'accéder à la salle suivante « des Tapisseries ».
La salle est également ornée de quelques toiles du peintre Giovanni Francesco Romanelli, qui traitent de la vie des deux saints et des évangélistes. La fresque appelée Vierge à l'enfant et aux anges est attribuable à Andrea Aloigi.

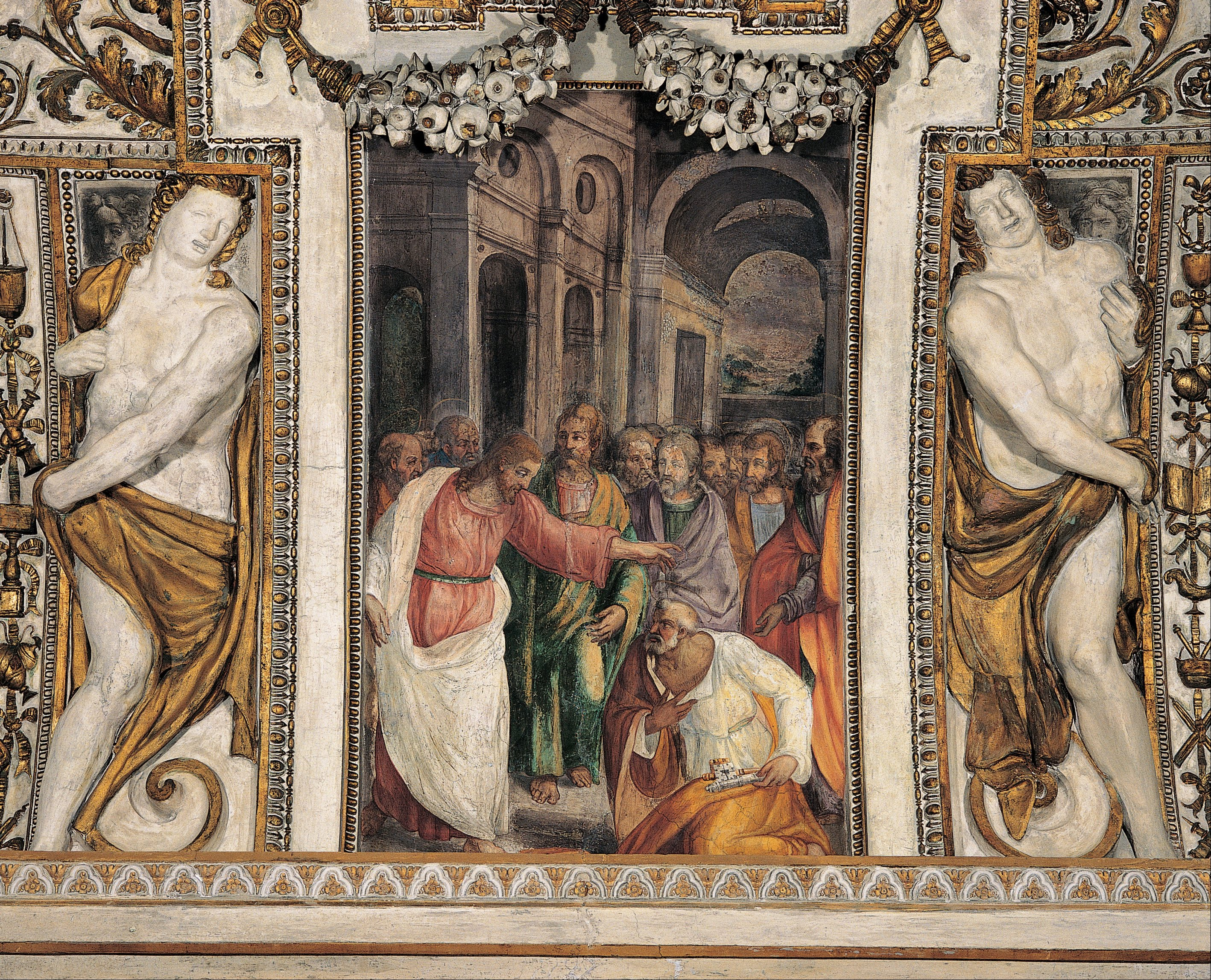
Michele Alberti,Remise des clés à saint Pierre (plafond de la chapelle).

#### Salle des Tapisseries (V)
La salle est destinée en 1770 à abriter le dais pontifical. Les tapisseries ont été réalisées par le complexe monumental de San Michele a Ripa Grande. Les sujets des tapisseries ont été exécutés par Domenico Corvi et reproduisent des œuvres conservées au Capitole, telles que Romulus et Rémus (Rubens), la sculpture de la déesse Roma (appelée Roma Cesi, conservée dans la cour du palais des Conservateurs), la Vestale Tuccia et le Camillus et le maestro di Falerii.
En 1544, la salle avait été peinte d'une fresque sur Scipion l'Africain, attribuée à Daniele da Volterra. Le plafond est constitué de coffrages hexagonaux du XVIIIe siècle à fond bleu, où sont placés des gravures dorées, des casques, des boucliers et diverses armes.

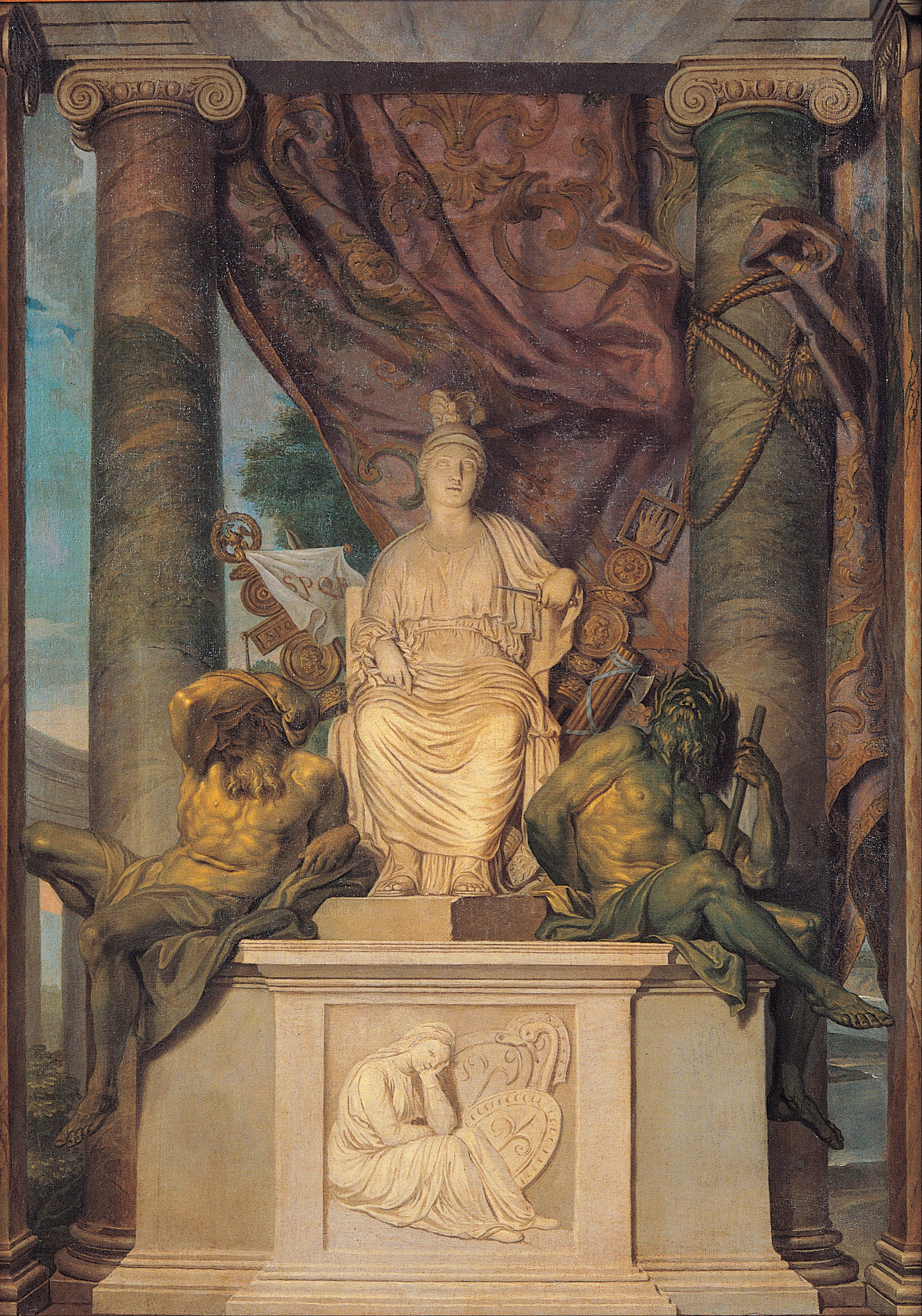
Tapisserie avec la déesse Roma.
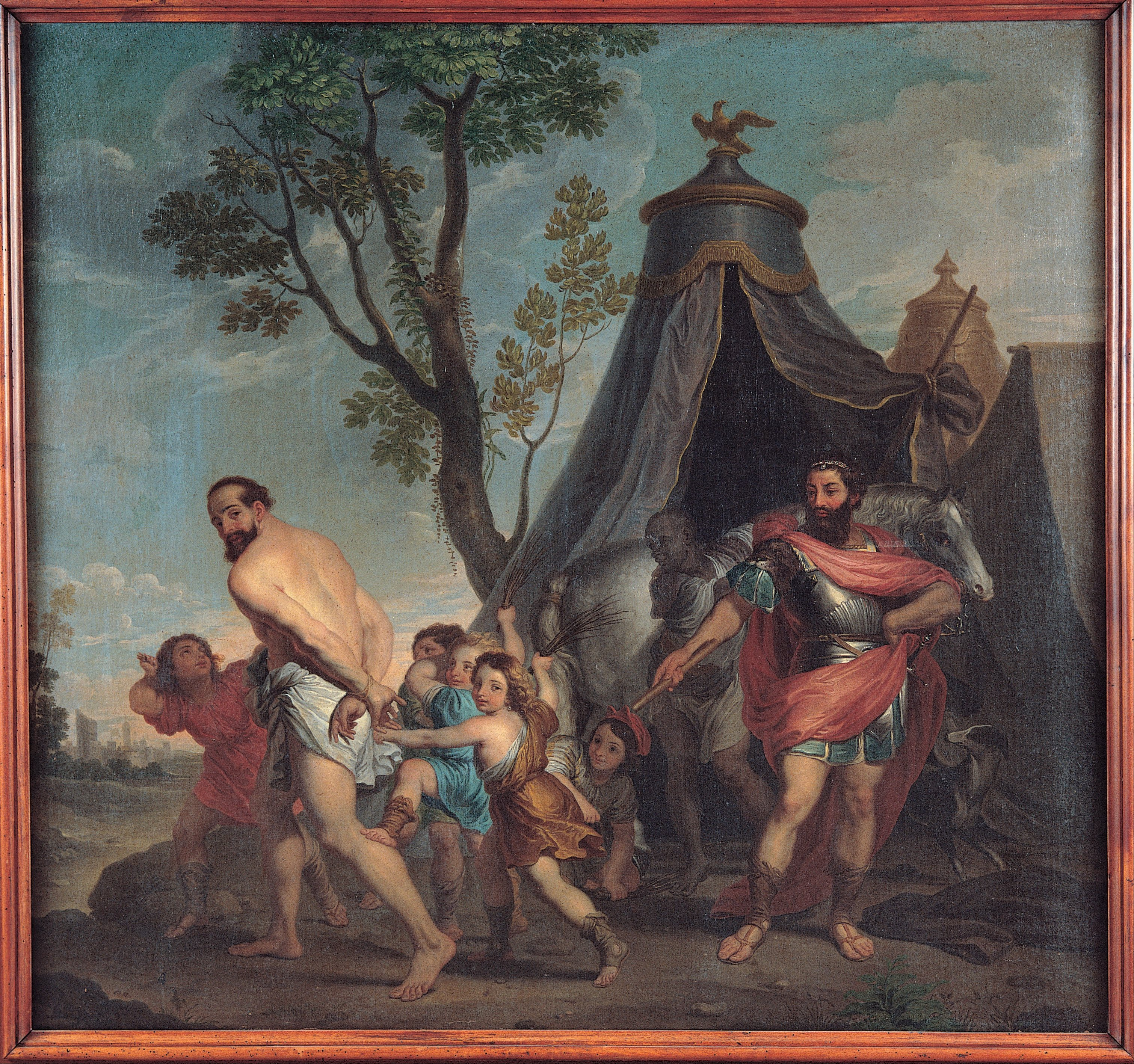
Le maître de «Falerii» de Domenico Corvi.
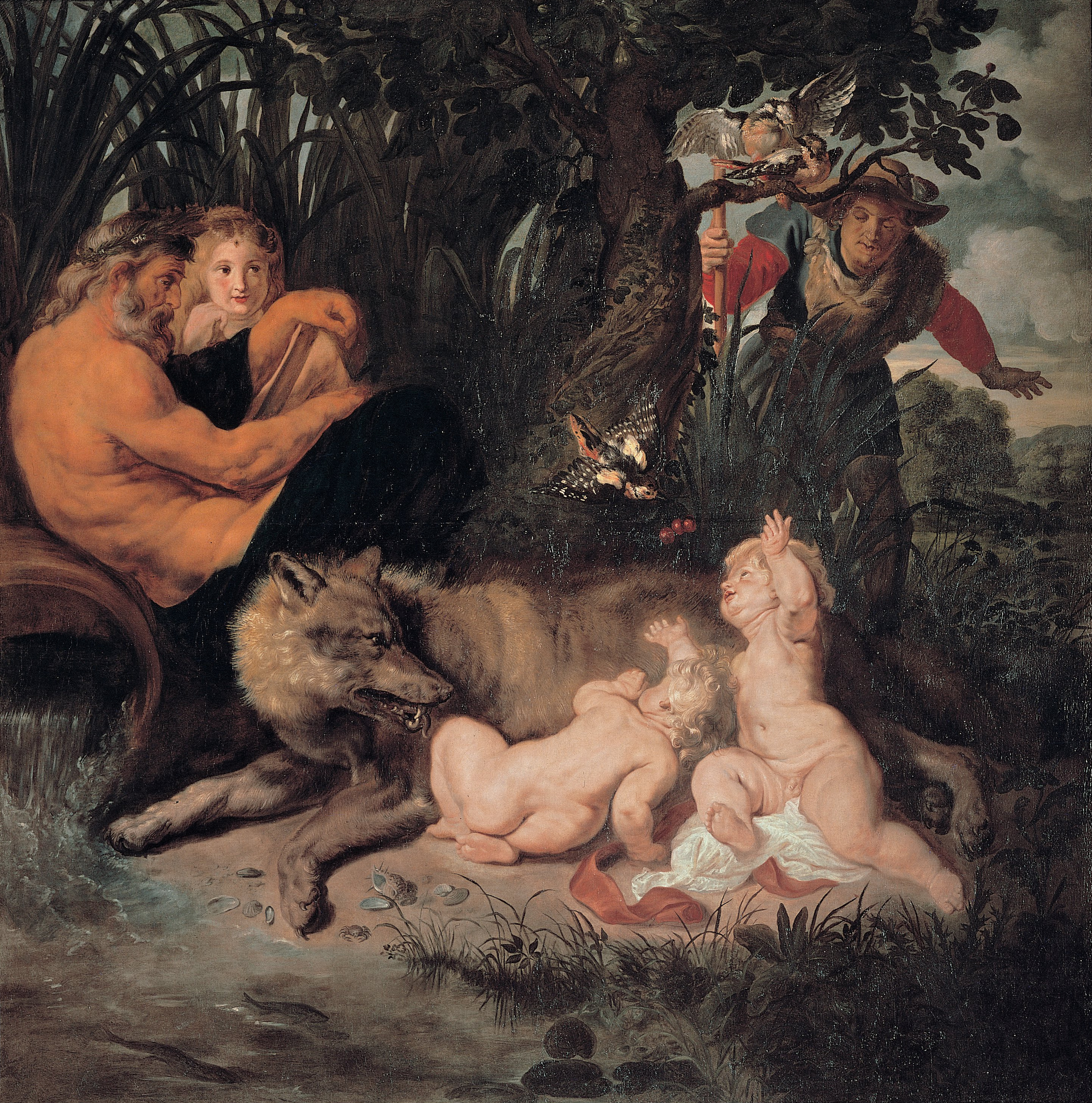
Tapisserie inspirée par Romulus et Remus de Pieter Paul Rubens.
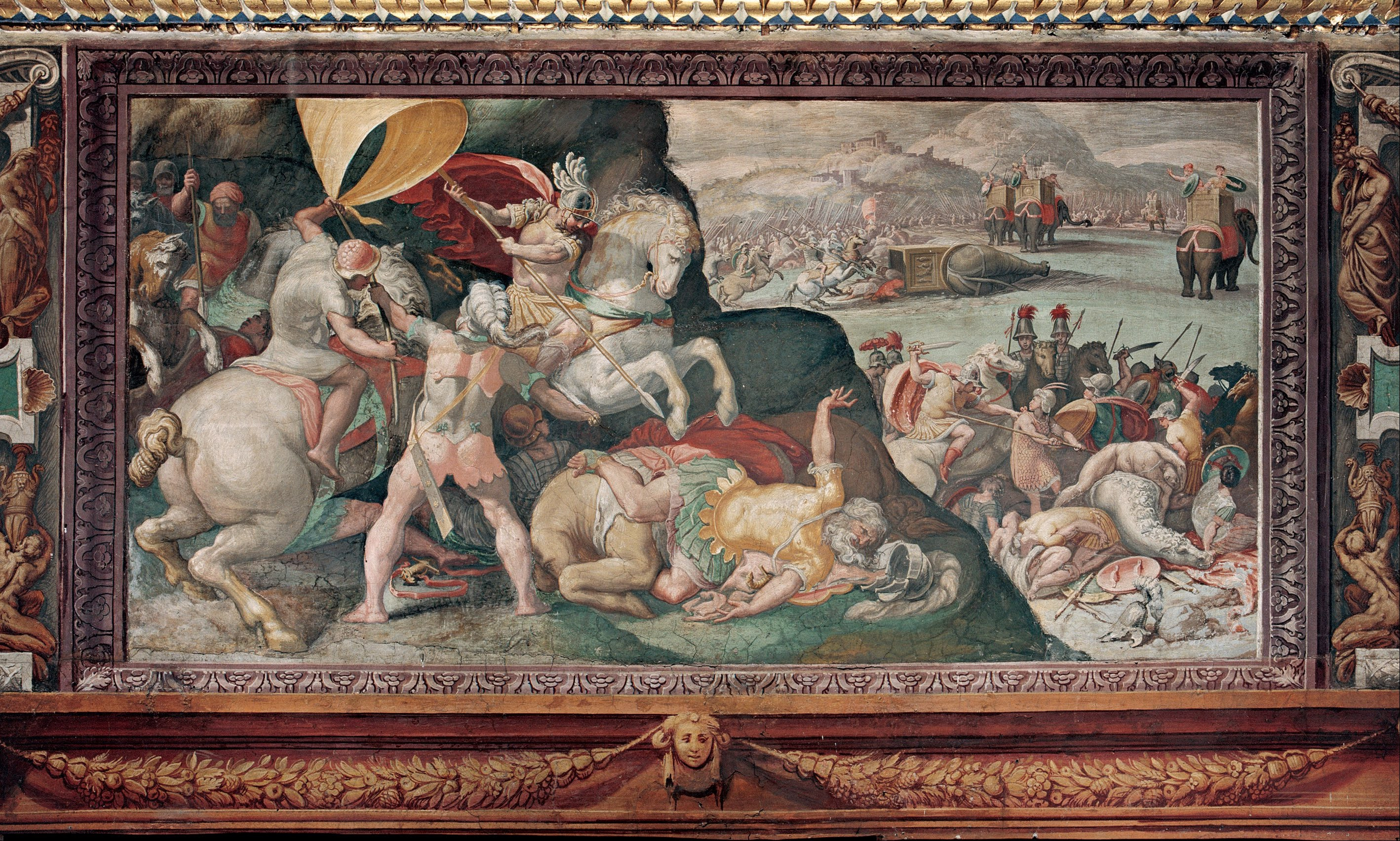
La bataille de Zama, peinte dans la partie supérieure, sous le plafond (par Roviale Spagnolo).

#### Salle des Triomphes (VI)

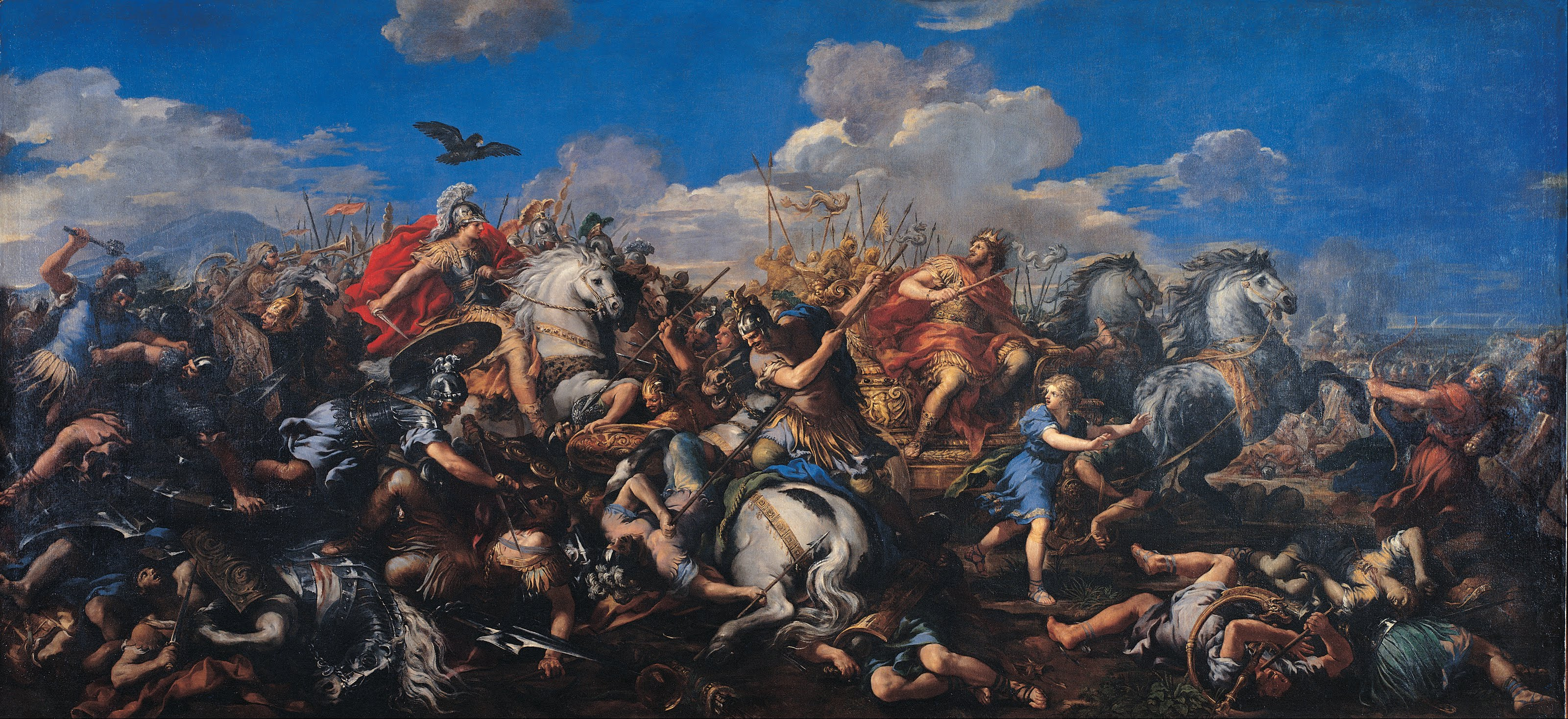
Pietro da Cortona, Victoire d'Alexandre sur Darius.

La première des salles orientée vers la ville s'appelle salle des Triomphes du fait des quelques fresques qui ont été commandées en 1569 aux peintres Michele Alberti et Iacopo Rocchetti, tous deux élèves de Daniele da Volterra. La fresque représente le Triomphe romain du Consul (Rome antique) Lucius Æmilius Paullus Macedonicus sur Persée (roi), qui eut lieu en 167 av. J.-C. d'après ce que nous a transmis l'historien Plutarque. Pour cette salle d'autres peintures ont été réalisées telles que : La déposition de Paolo Piazza (à partir de 1614), Sainte Françoise Romaine de Giovanni Francesco Romanelli (à partir de 1638), la Victoire d'Alexandre sur Darius de Pierre de Cortone.
Le plafond en bois est dû à Flaminio Boulanger, un ébéniste français très actif à Rome dans la seconde moitié du XVIe siècle,auteur de studioli et de plafonds, qui a réalisé les travaux en 1568.
Quelques bronzes romains célèbres se trouvent dans cette salle : le Tireur d'épine, le Camillus (donné par le pape Sixte IV en 1471), le portrait dit de Lucius Junius Brutus (donné par le cardinal Rodolfo Pio en 1564), communément appelé le Brutus Capitolin, et un splendide vase de bronze de Mithridate VI.

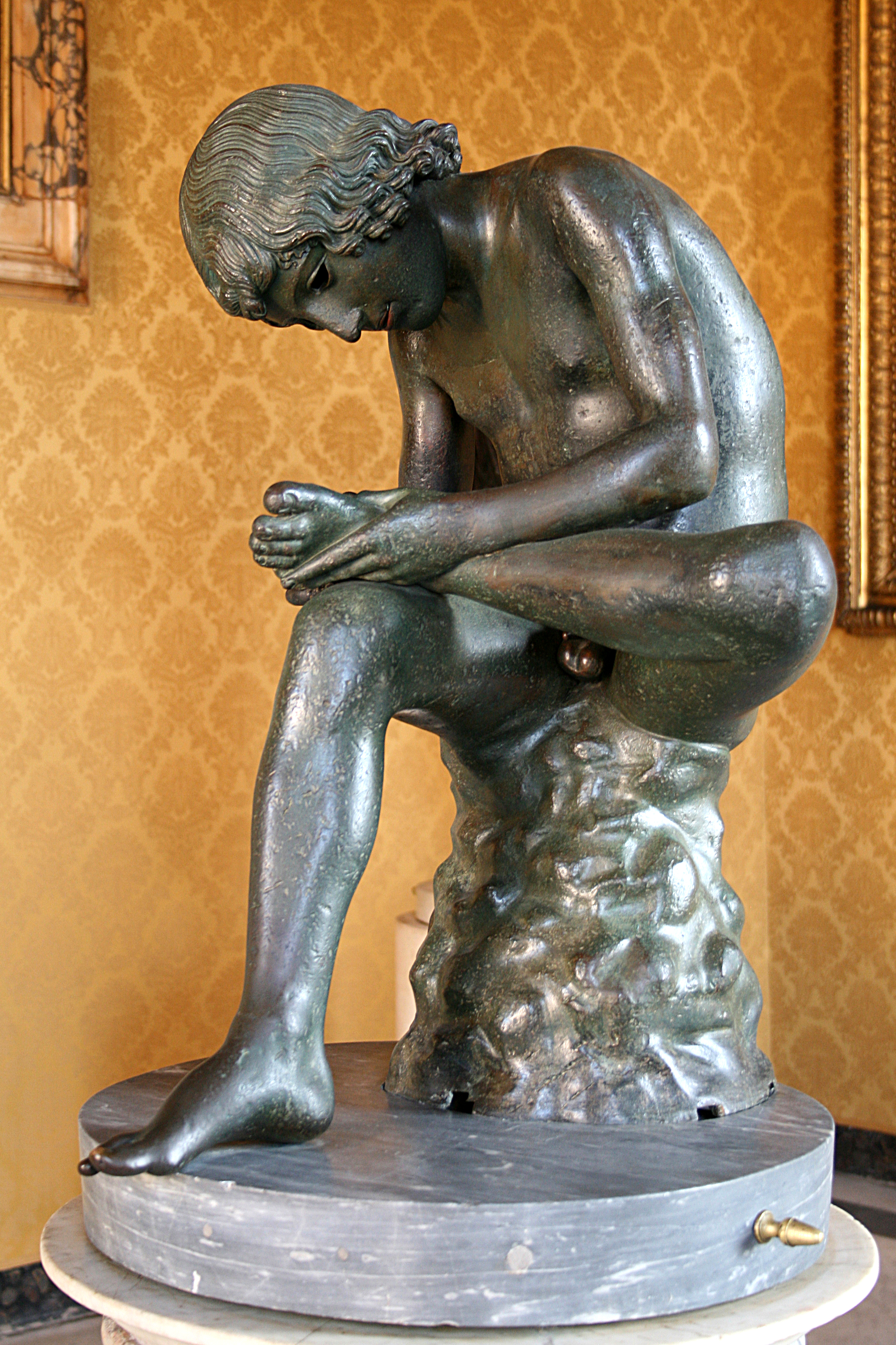
Le Tireur d'épine.
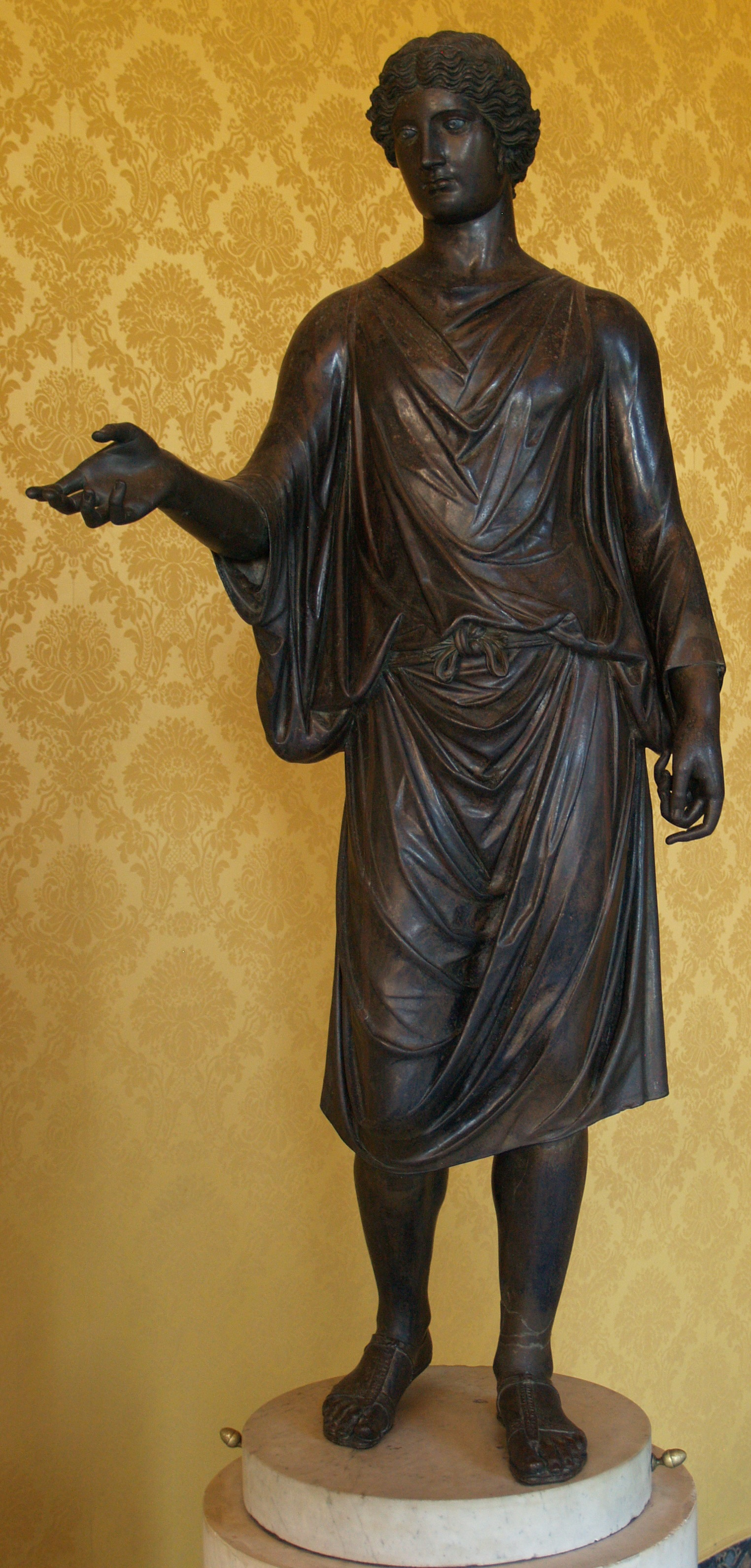
Le Camillus .
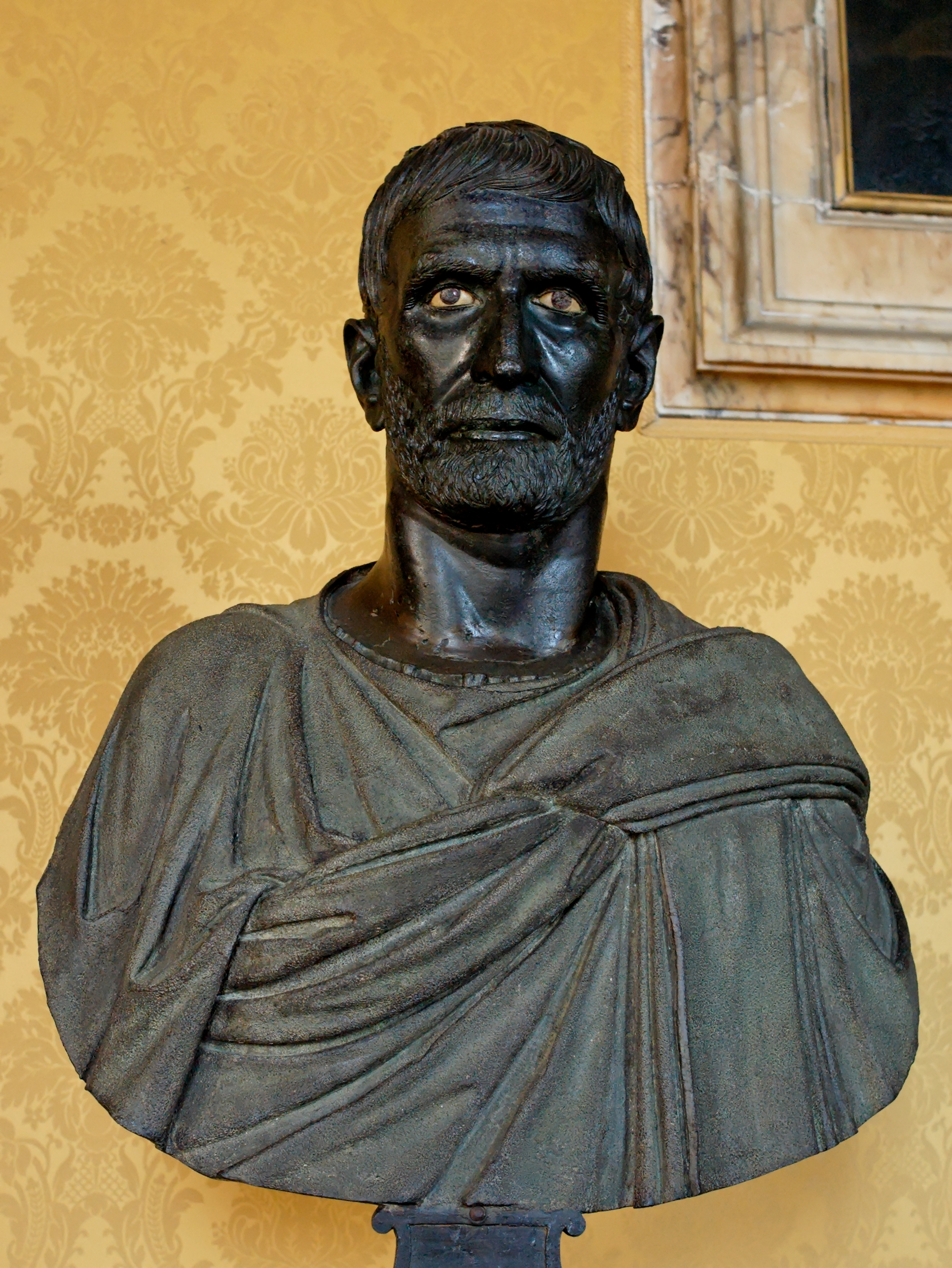
Brutus capitolin.
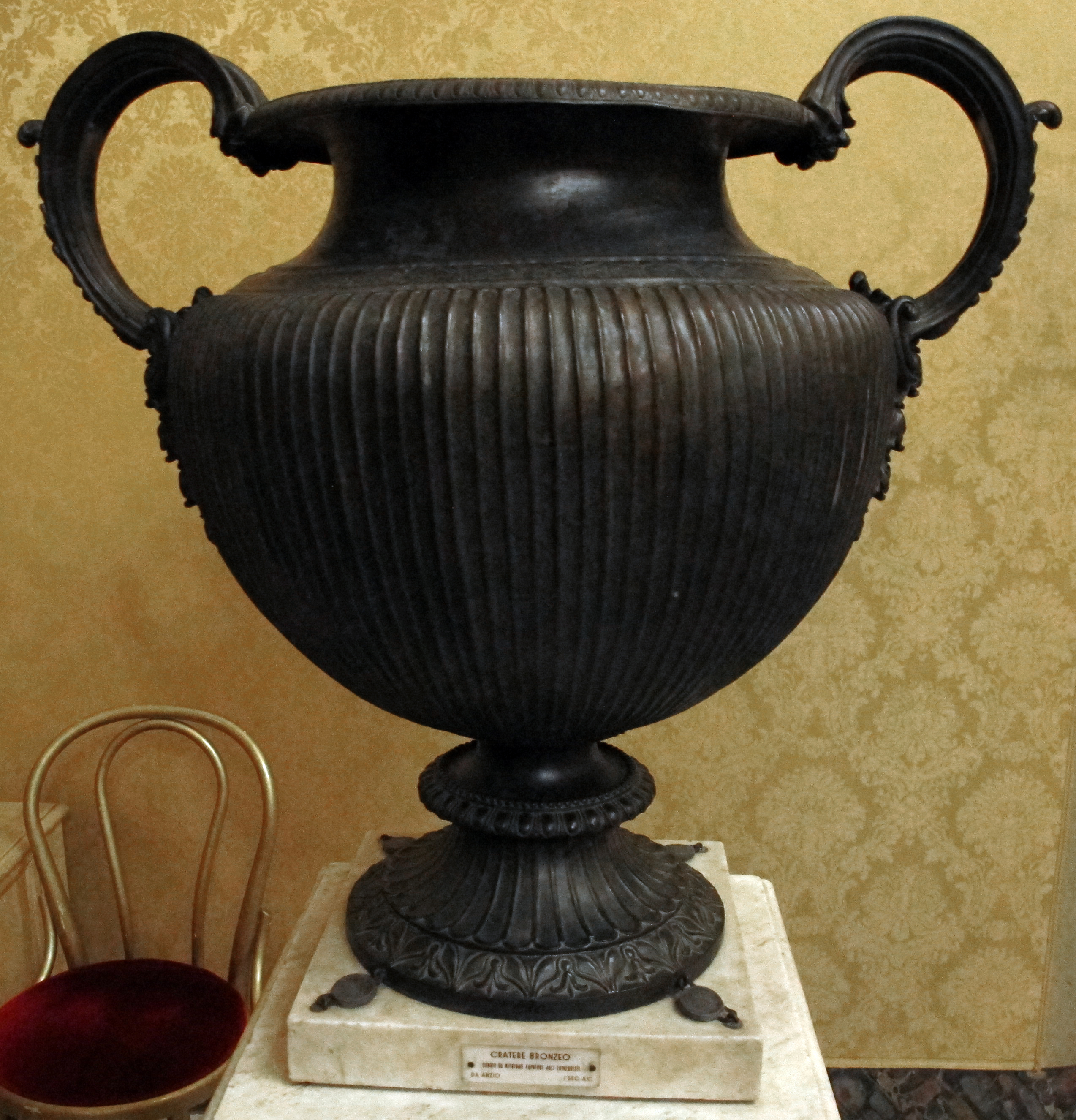
Vase de bronze de Mitridate VI Eupatore (120-63 av. J.-C.).

#### Salle de la Louve (VII)
Cette salle, sur les murs de laquelle figurent les Fastes consulaires (de 483 à 19 av. J.-C. et les Fasti triumphales (de 753 av. J.-C. à 19 19 av. J.-C.), trouvés dans le Forum Romain au XVe siècle, ornant les arcs d'Auguste, était autrefois une loggia qui s'ouvrait vers la ville, ornée de fresques picturales aujourd'hui presque totalement perdues. Ces fresques ont été presque détruites avec l'inclusion dans les murs de l'ancien Fasti des pierres tombales de deux importants dirigeants de l'époque, Alexandre Farnèse et Marcantonio Colonna. Il s'agissait de peintures datant d'environ 1508-1513 (attribuables à Jacopo Ripanda), dont les sujets semblent être le Triomphe de Lucio Emilio Paolo et une Campagne contre les Tolistobogiens.
Au centre de la salle se trouve la soi-disant Louve capitoline, donnée par le pape Sixte IV. Le plafond à caissons en bois actuel a été exécuté en 1865.

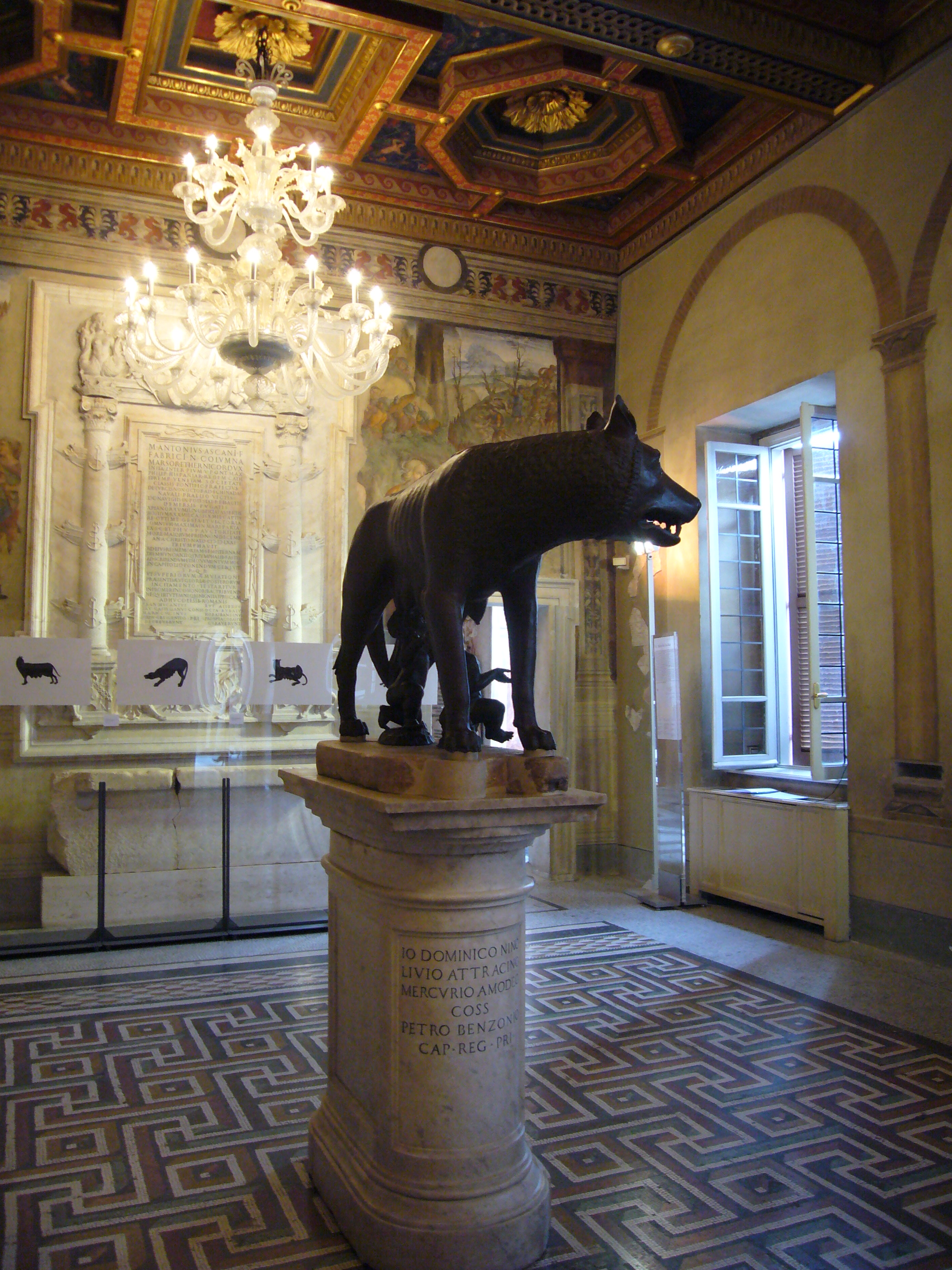
Salle de la Louve, avec la Louve Capitoline au centre.
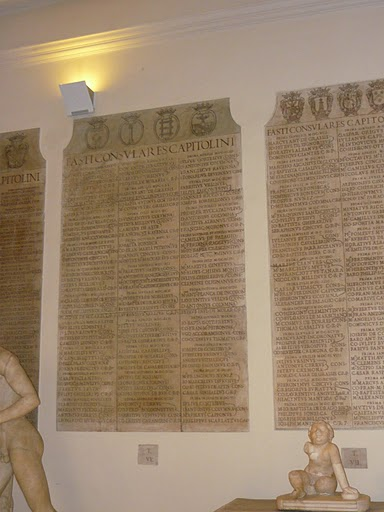
Fastes consulaires.
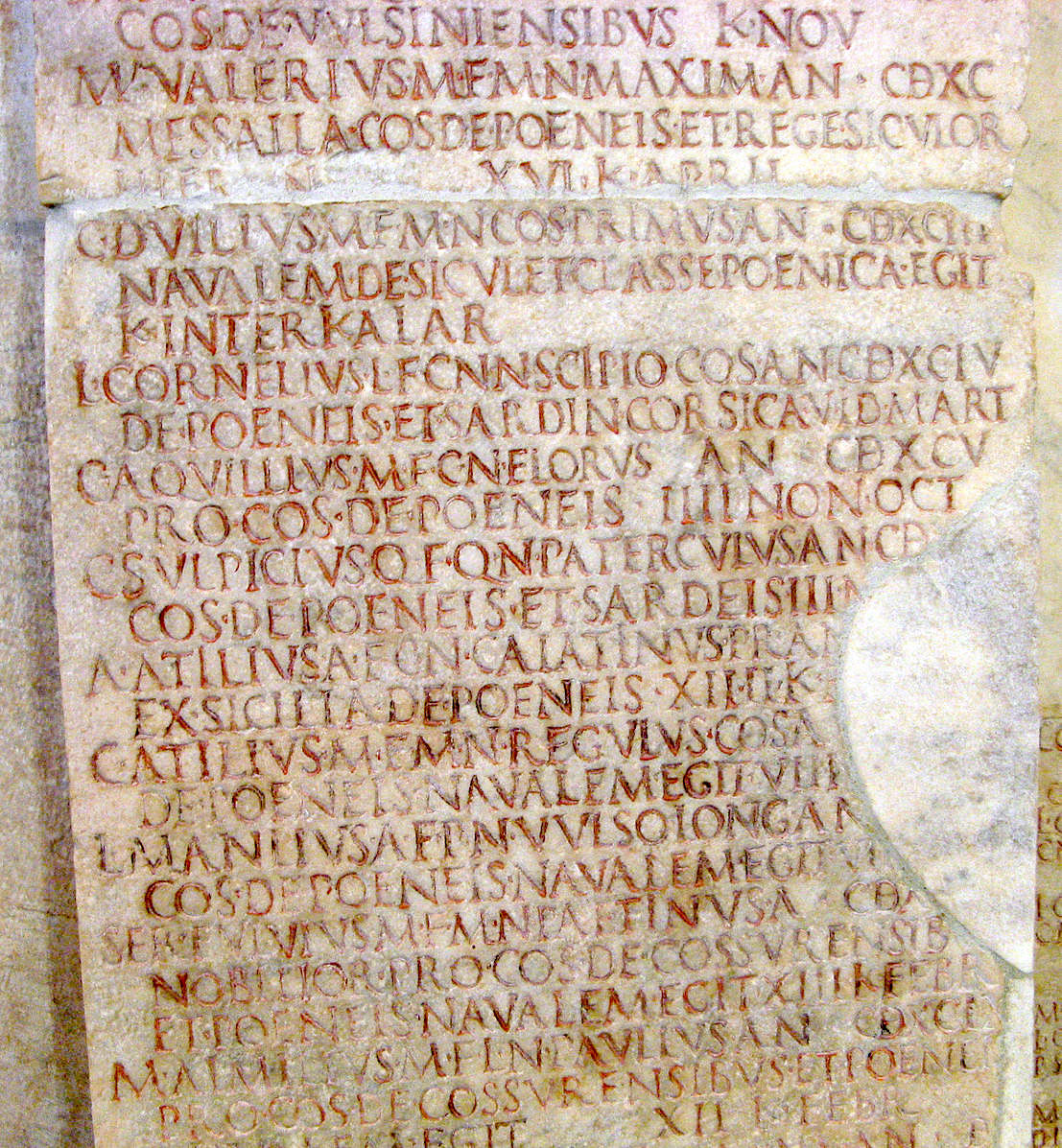
Fasti triumphales.
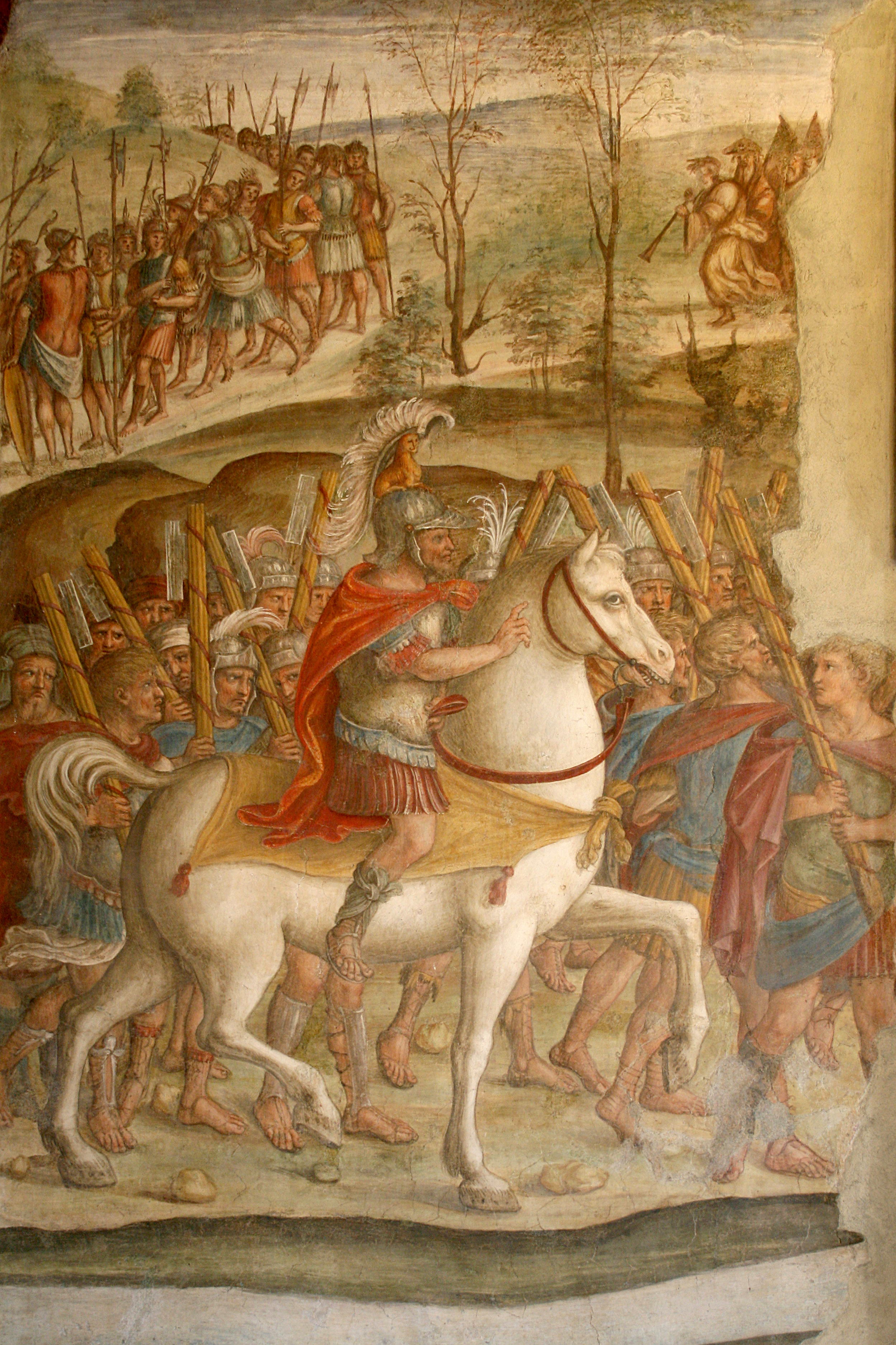
Fresque de Jacopo Ripanda, Campagne contre les Tolistobogiens.
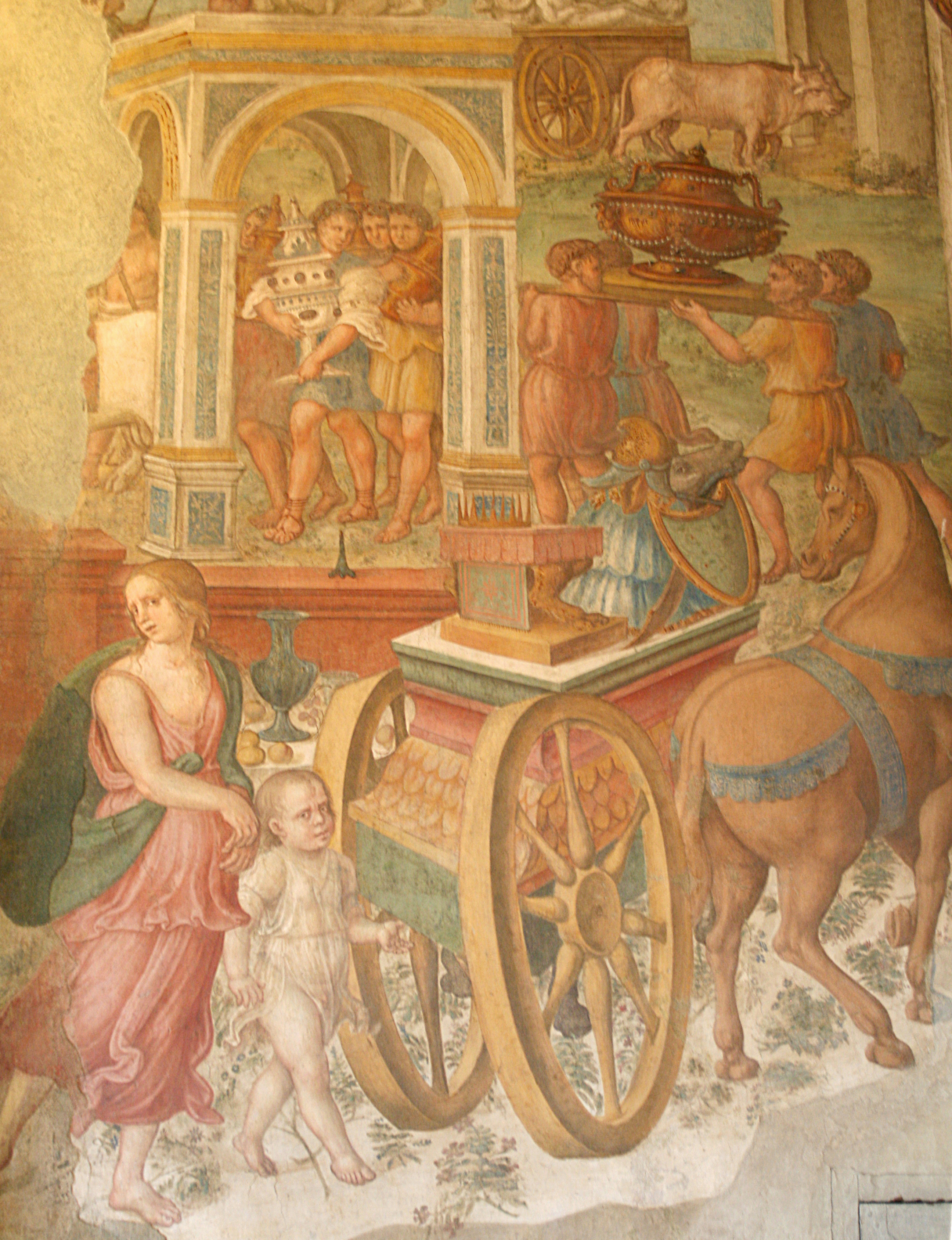
Fresque de Jacopo Ripanda, Triomphe de Lucio Emilio Paolo.

#### Salle des Oies (VIII)
La salle des Oies abrite la tête de Méduse du Bernin, qui représente Costanza Piccolomini Bonarelli, un portrait du XVIIIe siècle de Michel-Ange et toute une série de petites œuvres en bronze qui avaient été achetées par le pape Benoît XIII. Il y a aussi un vase en bronze sur lequel est représenté le buste d'Isis, un riche plafond à caissons avec des vases et des boucliers dorés, juste en dessous d'une frise où s'encadrent divers paysages. Au centre de la pièce se trouve une cantine décorée de scènes de la vie d'Achille.
L'ensemble des œuvres est lié au Sac de Rome (390 av. J.-C.) par les Gaulois Sénons, lorsque les Oies du Capitole du Temple de Junon Moneta prévinrent Marcus Manlius Capitolinus, consul, de la tentative d'entrée des Gaulois, faisant ainsi échouer leur plan.

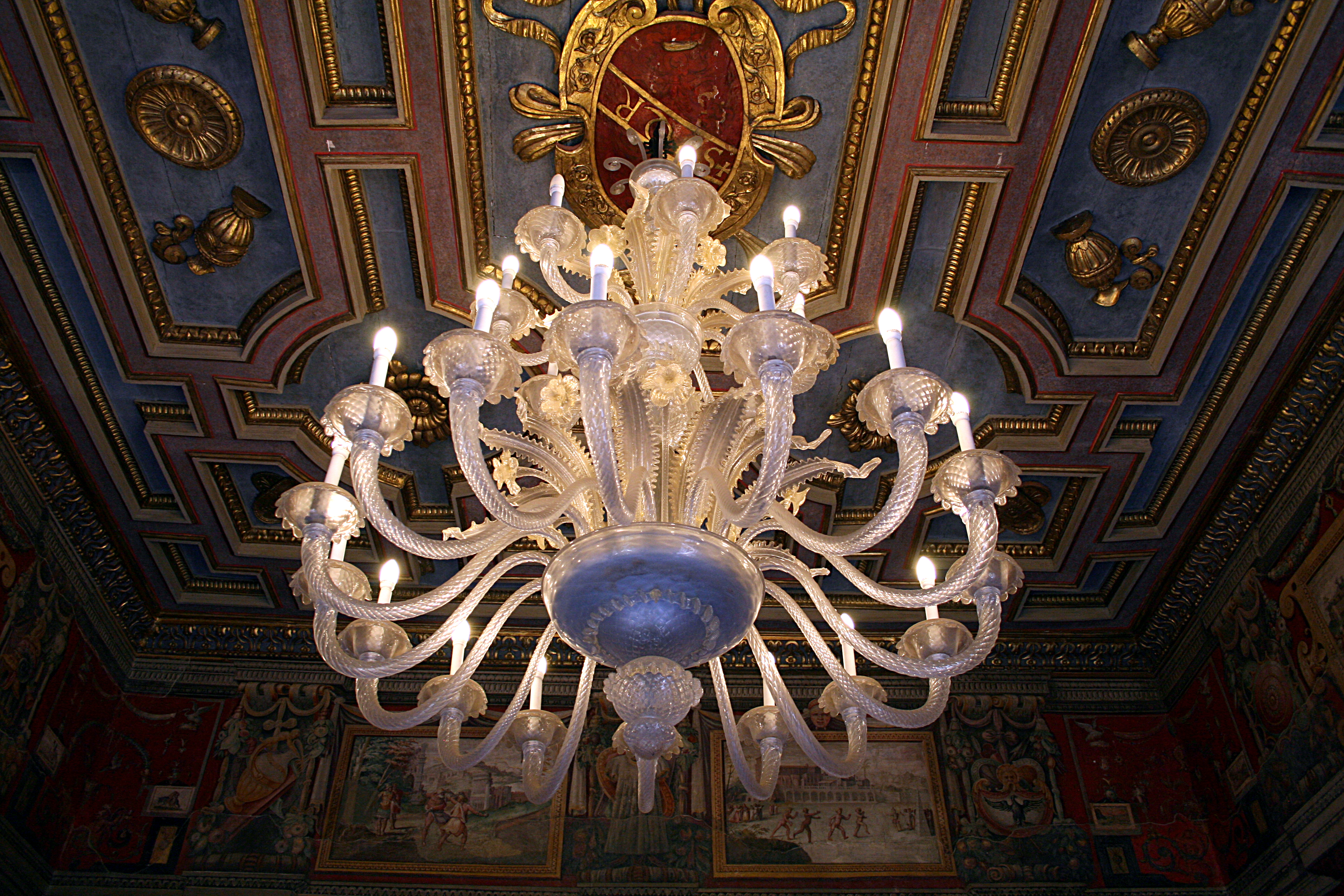
Lustre en cristal, salle des Oies.
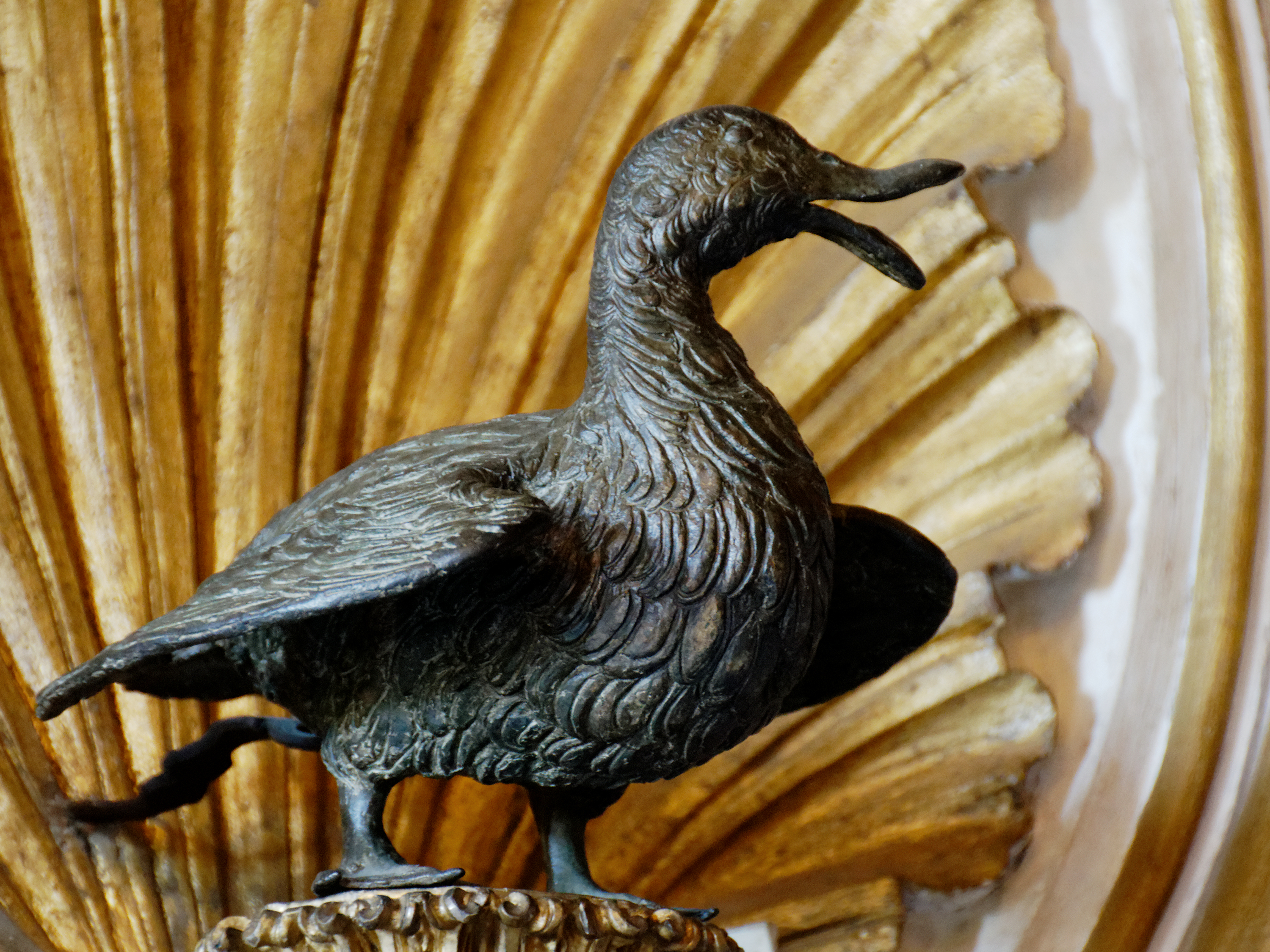
Oie en bronze, œuvre de l'époque impériale.
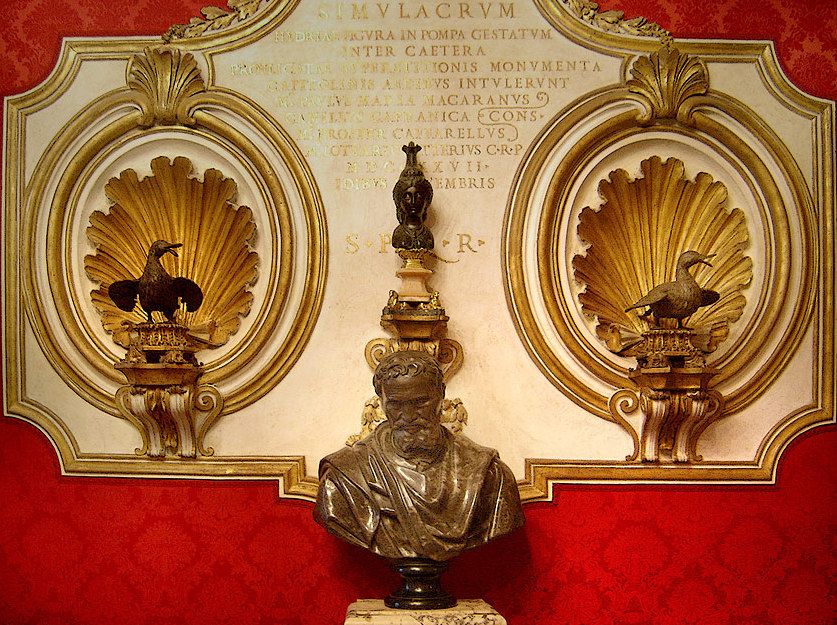
Buste de Michel-Ange.
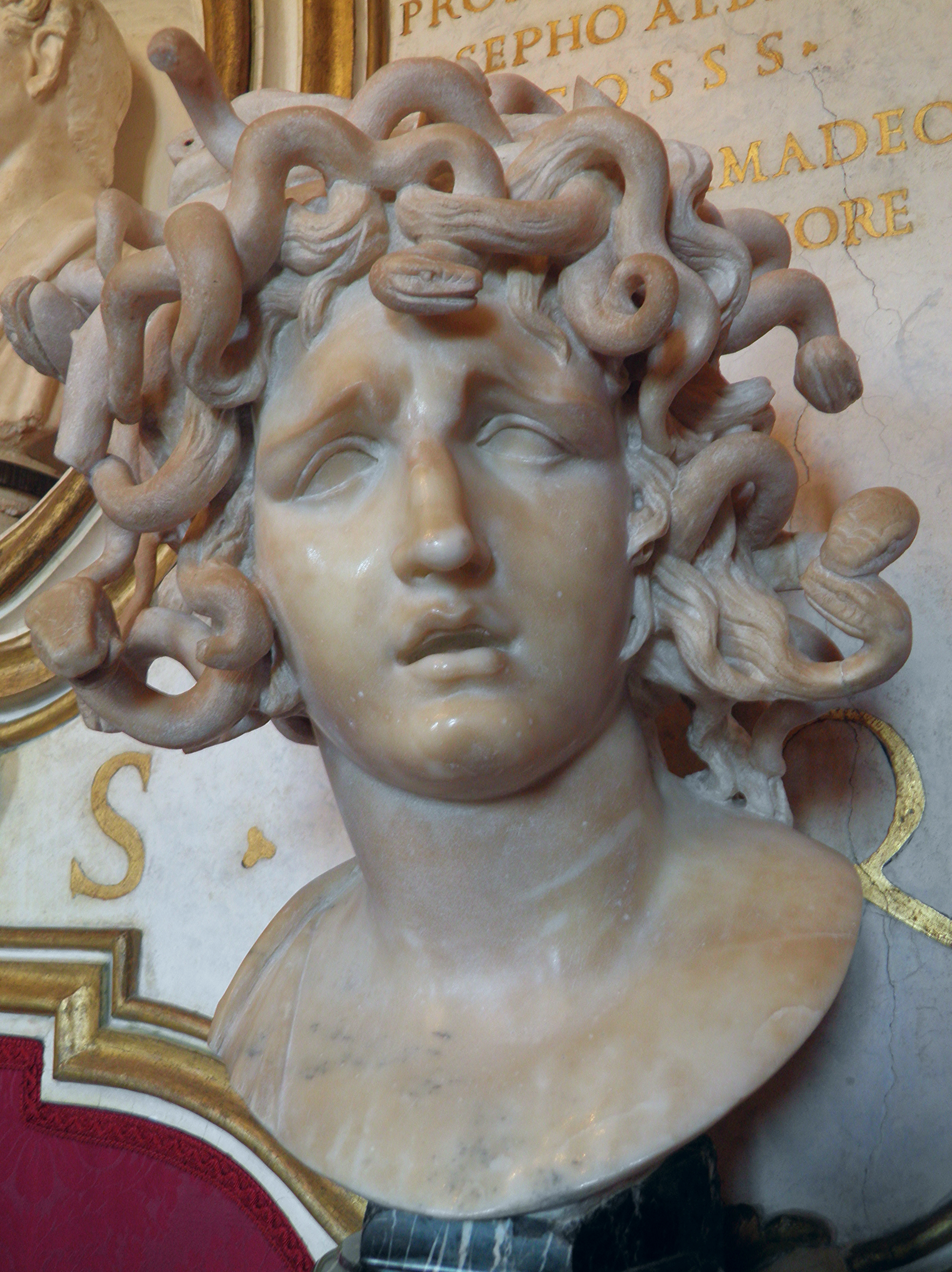
Méduse du Bernin.
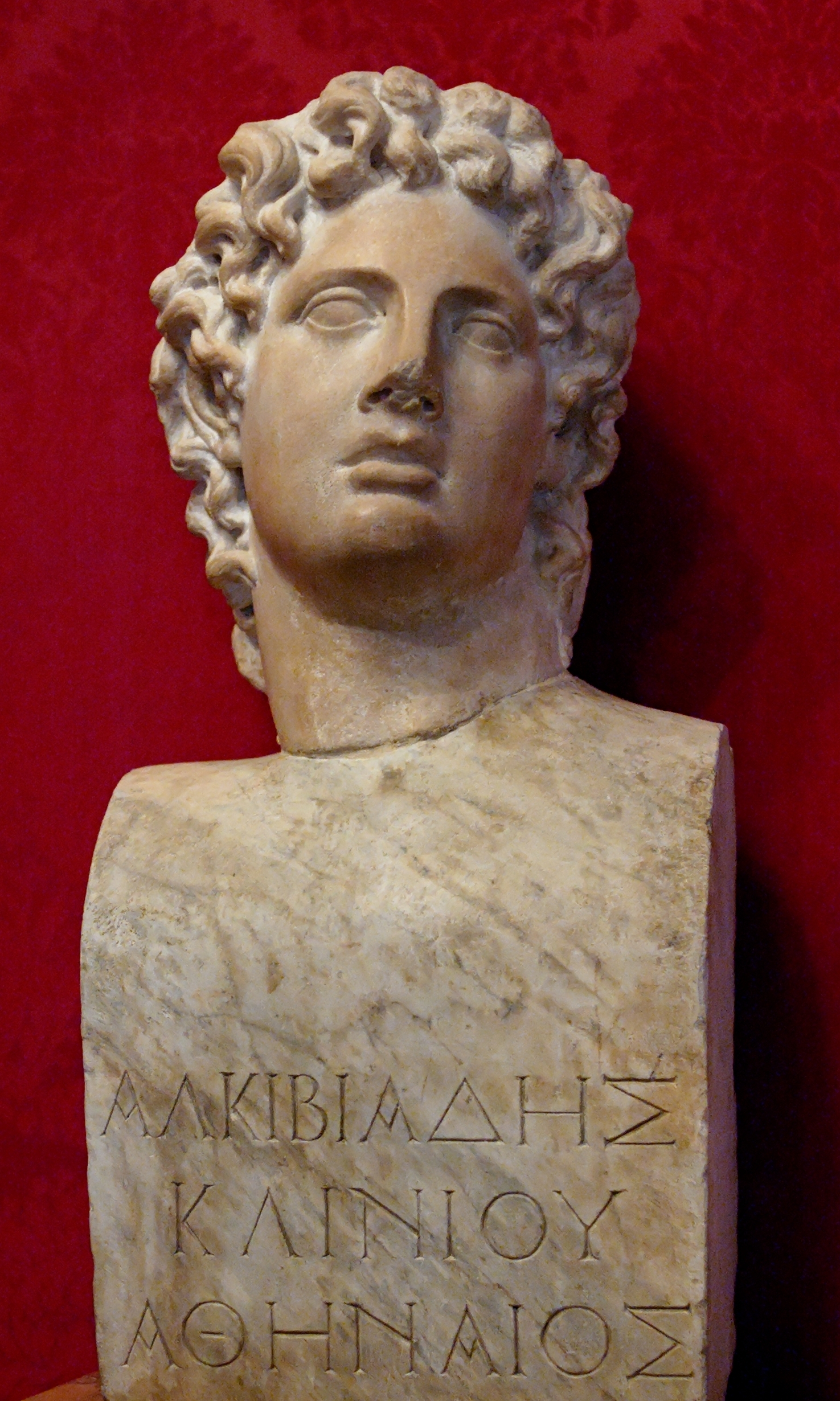
Buste d'Alcibiade.

#### Salle des Aigles (IX)
Cette petite pièce est décorée de nombreuses vues de Rome, telles que la place du Capitole peu de temps après le transfert de la statue équestre de Marc Aurèle, le Colisée et d'autres, ainsi que d'un riche plafond en bois, dans lequel des scènes sont représentées peintes, avec des rosaces dorées. Une petite sculpture de la déesse Diane-Artémide Efesina y est conservée.

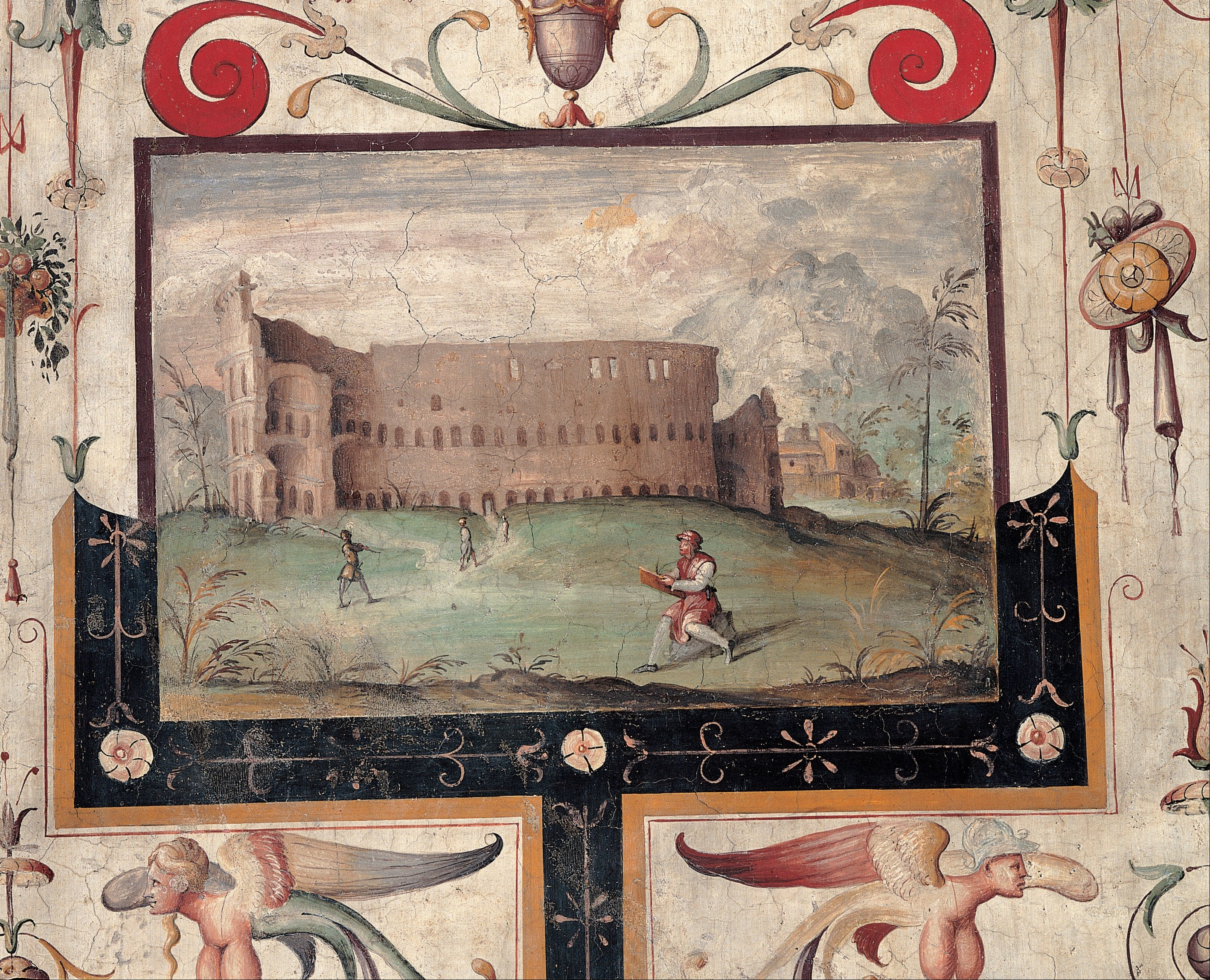
Vue du Colisée (vers 1544).
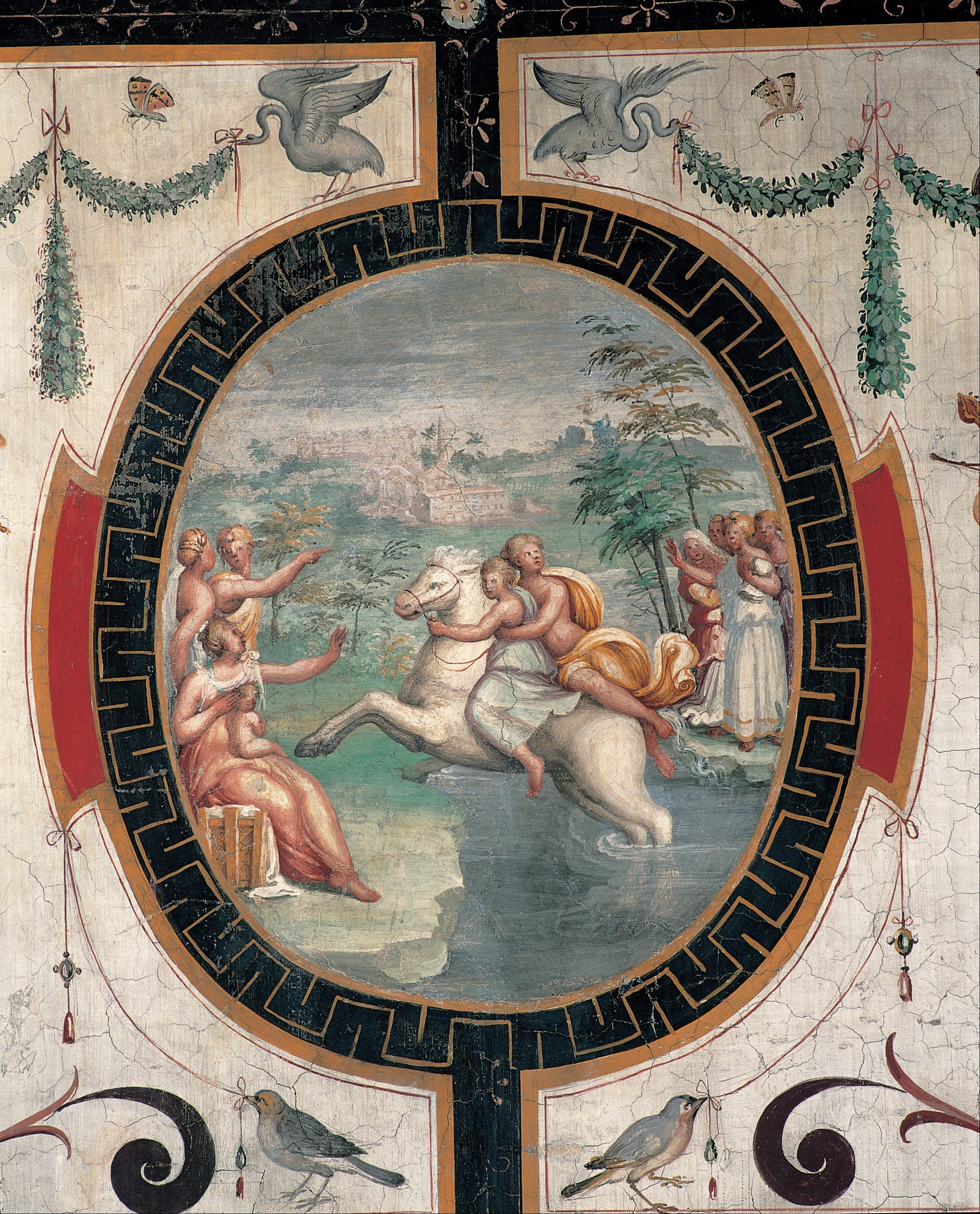
Cristoforo Gherardi, Clelia traverse le Tibre à cheval.
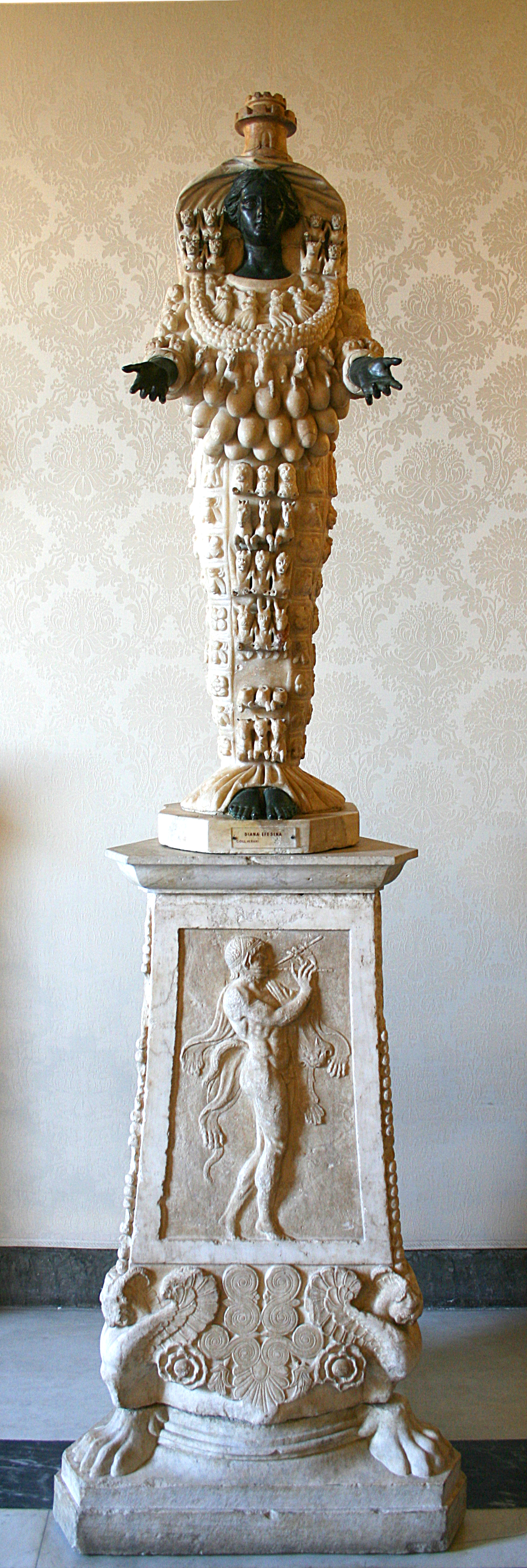
Diane-Artémide Efesina.

#### Salles Castellani (X,XI,XII)
Dans ces trois salles sont exposés des objets provenant des donations d'Augusto Castellani dans les années 1867 (« collection de vases tyrrhéniens ») et 1876 (vaste collection d'antiquités). Augusto Castellani était un orfèvre, collectionneur et antiquaire actif à Rome, avec une large clientèle internationale. Contrairement à son frère Alessandro Castellani, le but de son entreprise était principalement - et est toujours resté - d'augmenter sa collection qui, comme il l'affirme lui-même, « doit rester à Rome ». Au moment de la Proclamation du royaume d'Italie, Augusto participe activement à l'établissement de la nouvelle capitale, y contribuant également en tant que membre fondateur de la Commission archéologique municipale qui, dans ces années de fièvre de construction, avait une quantité impressionnante de nouvelles découvertes à son disposition, et du Museum Artistico Industriale de Rome, fondé en 1872 par les deux Castellani et par le prince Baldassarre Odelscalchi, sur le modèle de ceux analogues de Paris, Londres et Vienne (Autriche). Dans ce cadre, il est également nommé, à partir de 1873, directeur honoraire des musées du Capitole.
La collection Castellani comprend environ 700 artefacts, provenant d'Étrurie, du Latium vetus et de la Grande-Grèce, dans une période chronologique qui va du VIIIe  au  IVe siècle av. J.-C. Le premier groupe de découvertes comprend les découvertes de la nécropole étrusque de Véies, Cerveteri, Tarquinia et Vulci, ainsi que des sites du Latium tels que ceux de Palestrina (Italie), certains centres de Sabine (région) et des campagnes Falisques (Civita Castellana), ainsi que de bien sûr Rome elle-même. Son frère Alessandro a donné à Auguste de nombreux matériaux de ses collections de Campanie et du sud de l'Italie.
Dans la première salle sont conservées les céramiques produites à l'étranger, y compris celles importées de Grèce, dans la seconde celles produites localement. Les nombreux vases attiques retrouvés surtout dans la nécropole étrusque permettent ainsi aux archéologues de reconstituer l'histoire de la production artistique, non seulement de la Grèce antique, mais aussi de toutes les autres civilisations présentes sur le bassin méditerranéen des VIIIe – IVe siècle av. J.-C..

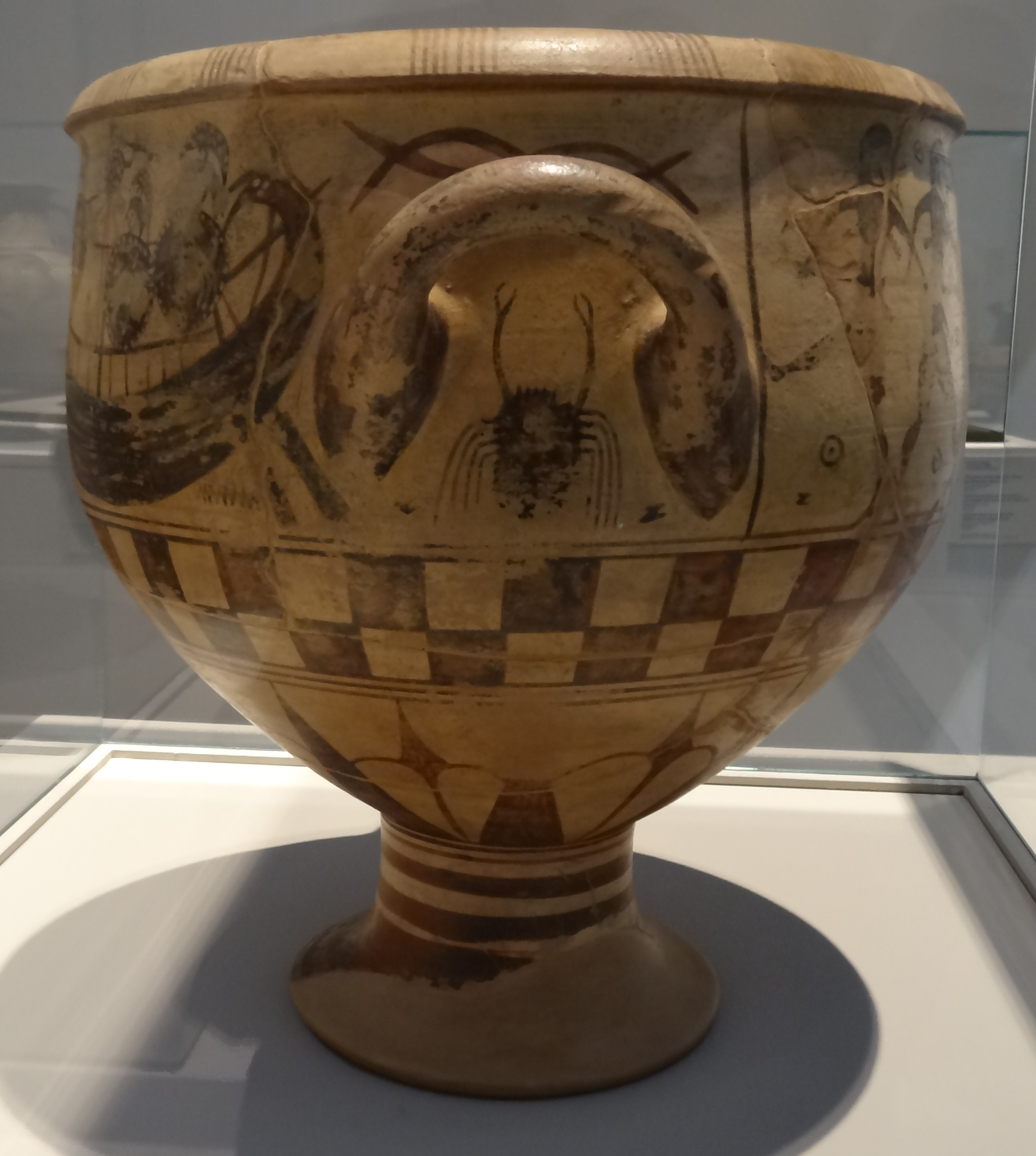
Vase dit Aristonotos (Cerveteri), acheté en 1869 par Augusto Castellani ; sur le côté gauche, figure un combat naval entre deux navires.
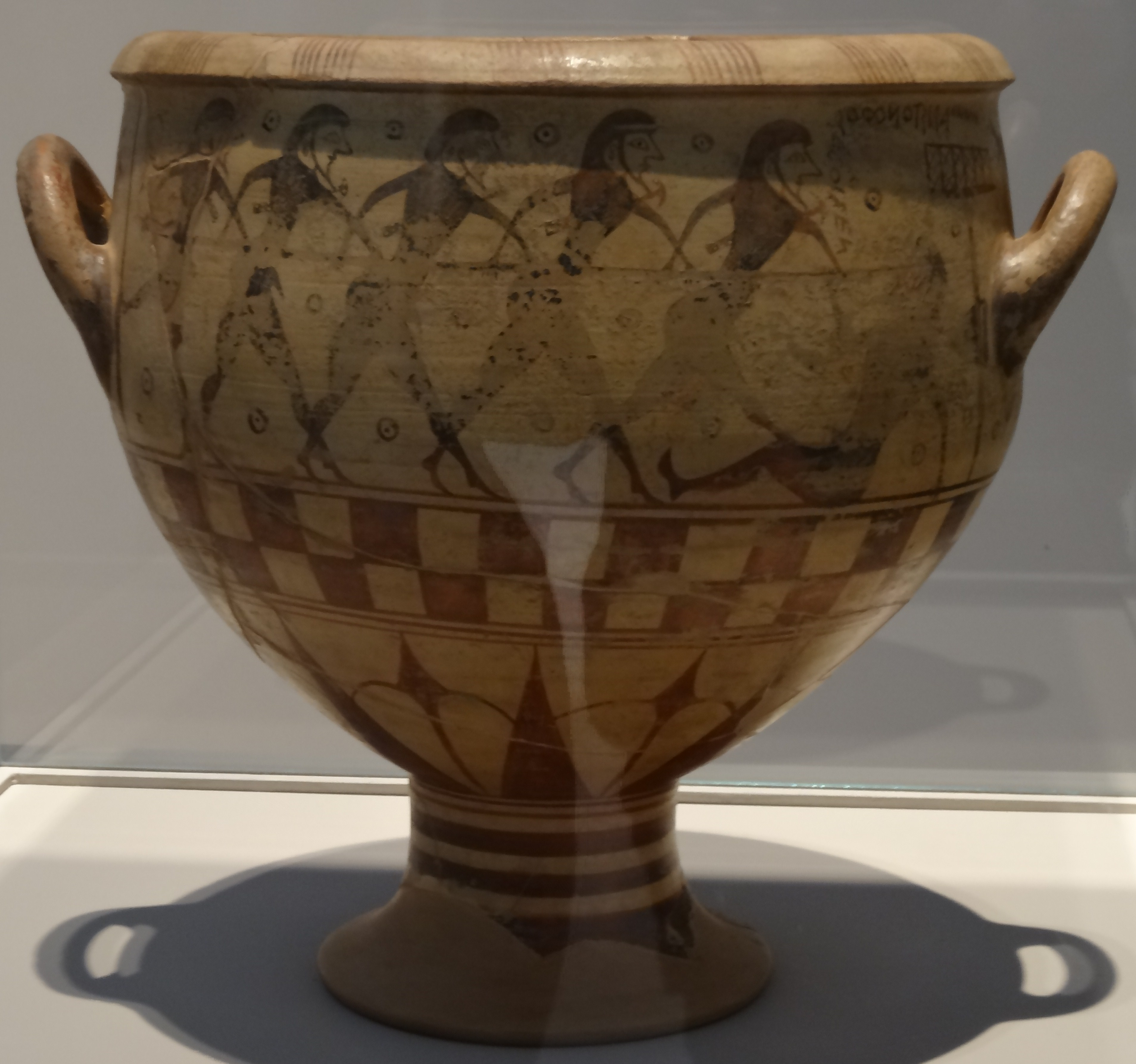
Vase appelé Aristonotos (Cerveteri), où cinq guerriers (de gauche à droite) attaquent un sixième au sol (à droite).
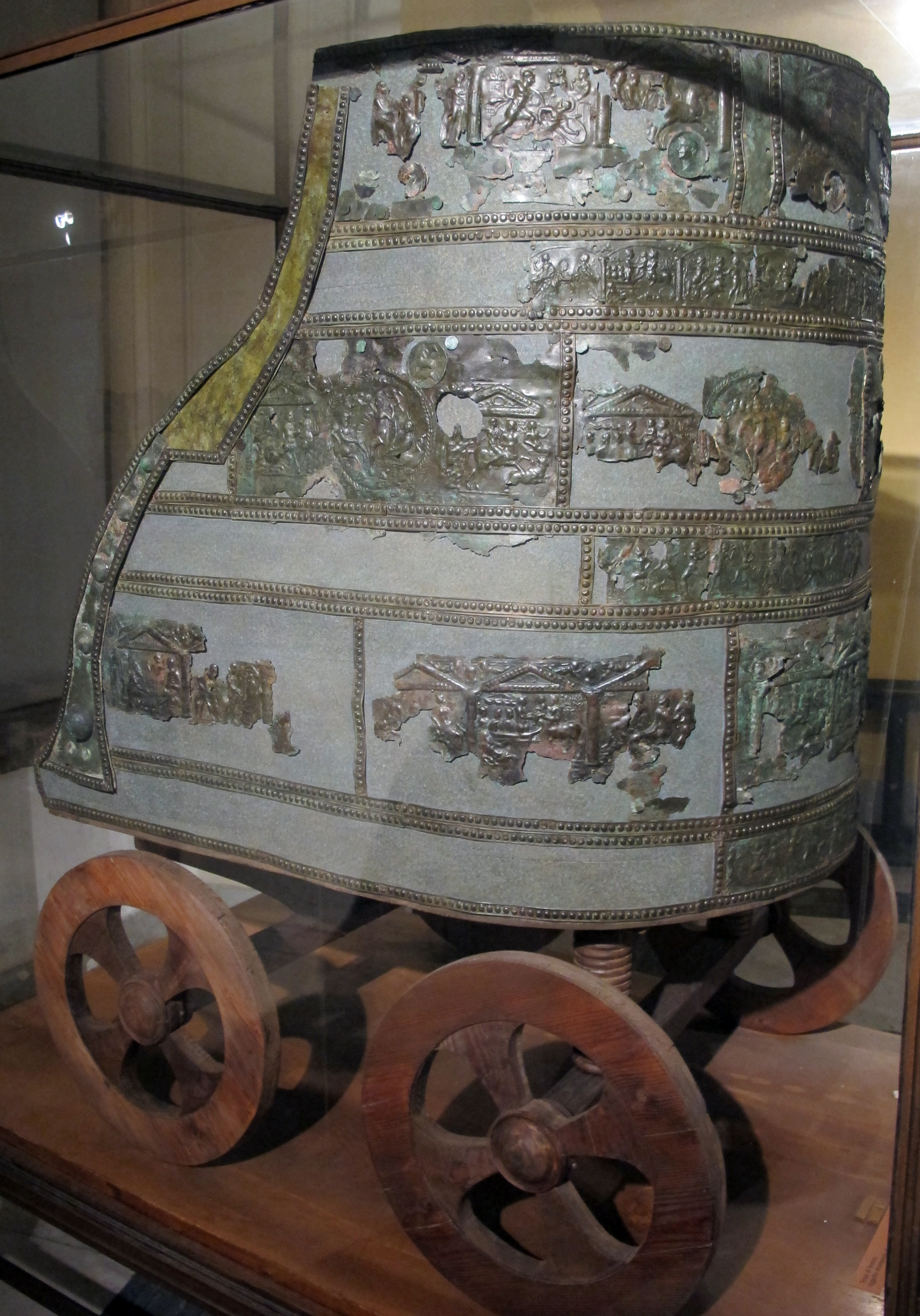
Char de cérémonie avec plaques de bronze du cycle troyen (IVe siècle av. J.-C.).
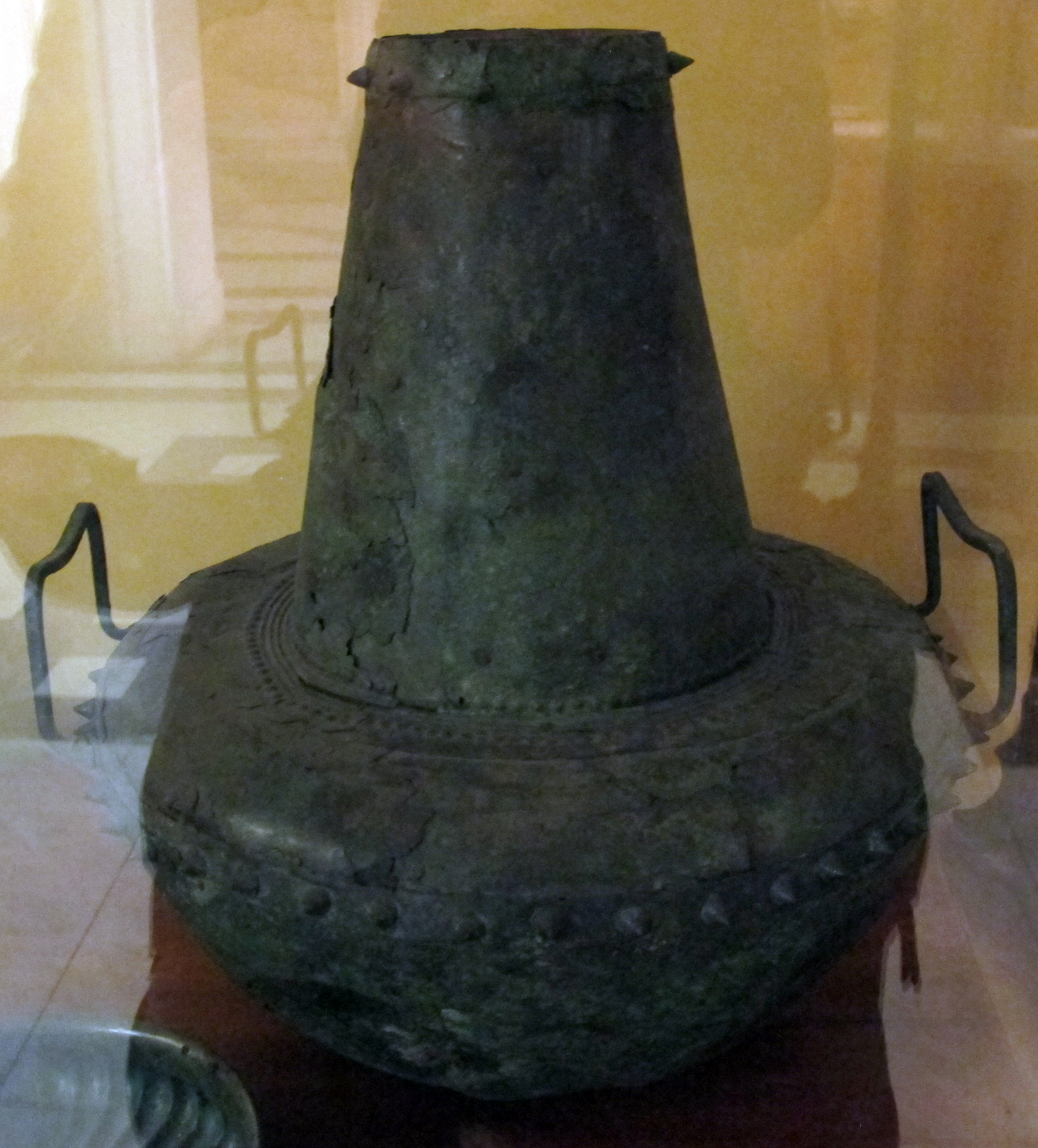
Vase biconique du soi-disant "Tombeau Castellani" de Palestrina (730 a.C.-700 a.C. env.).
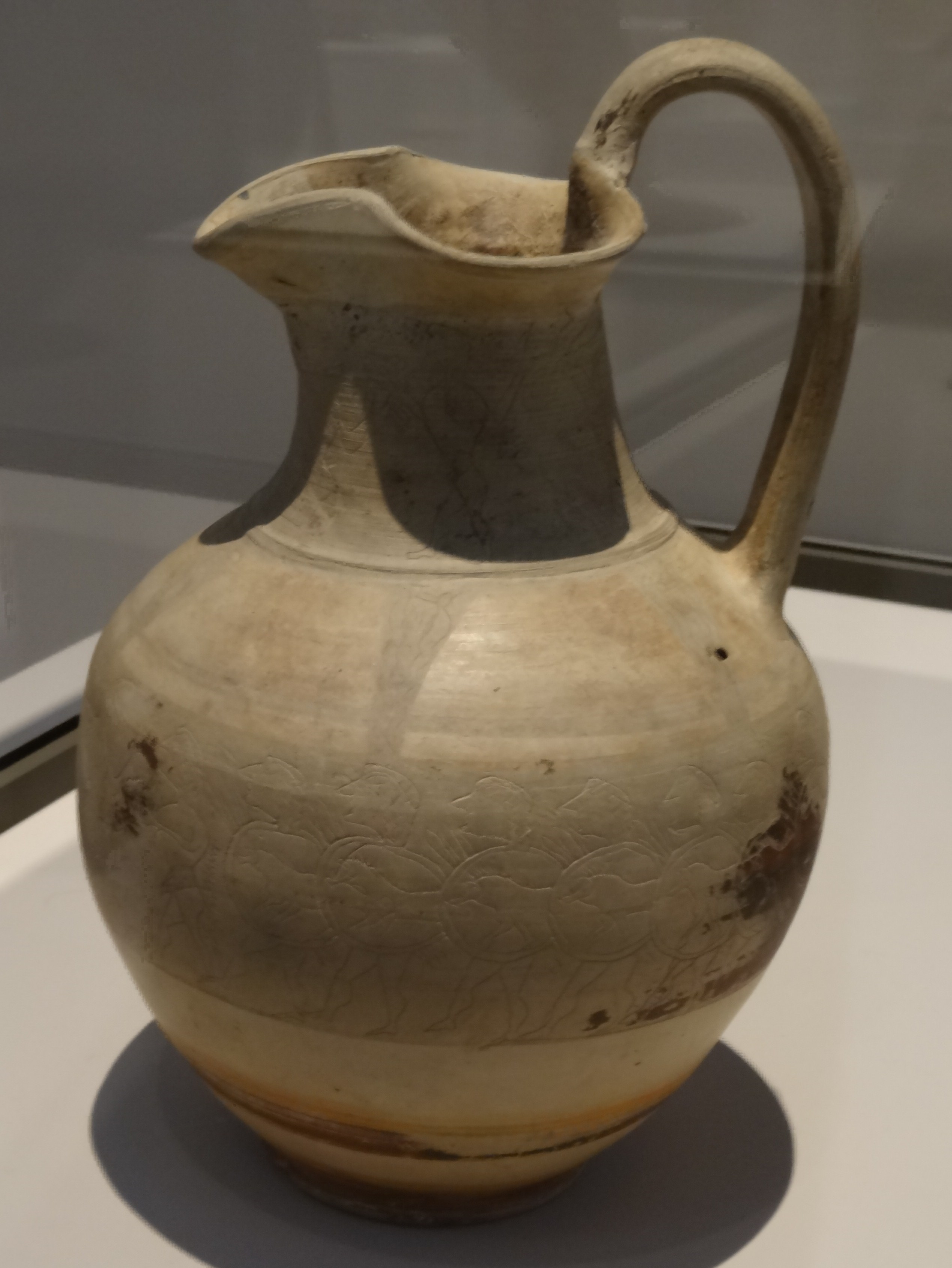
Vase étrusque aux hoplites.
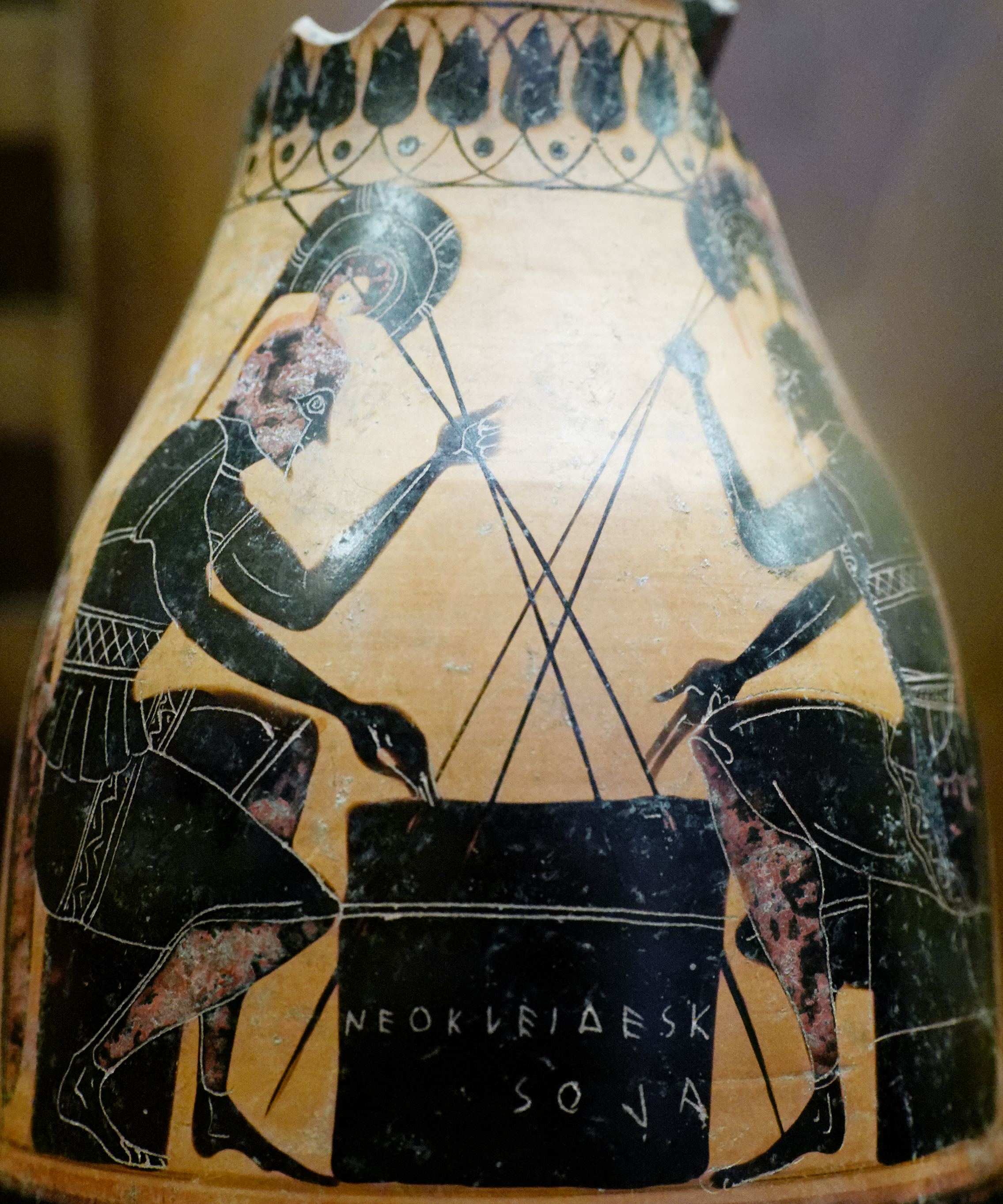
Achille et Ajax absorbés par un jeu de dés et de pions[26], œnochoé à figures noires (530 a.C.).
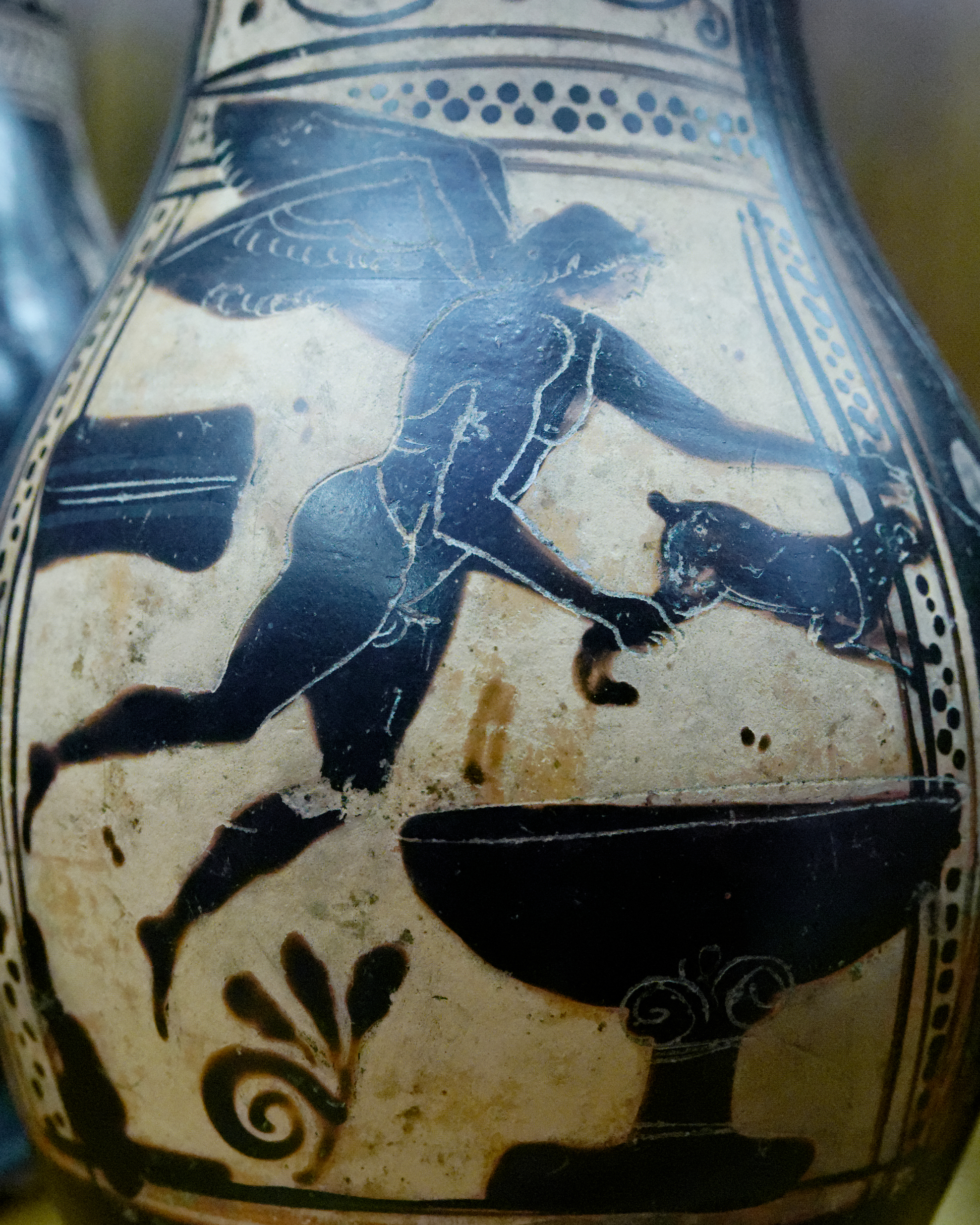
Eros en vol tenant un lièvre, olpé à figures noires (début Ve siècle av. J.-C.).
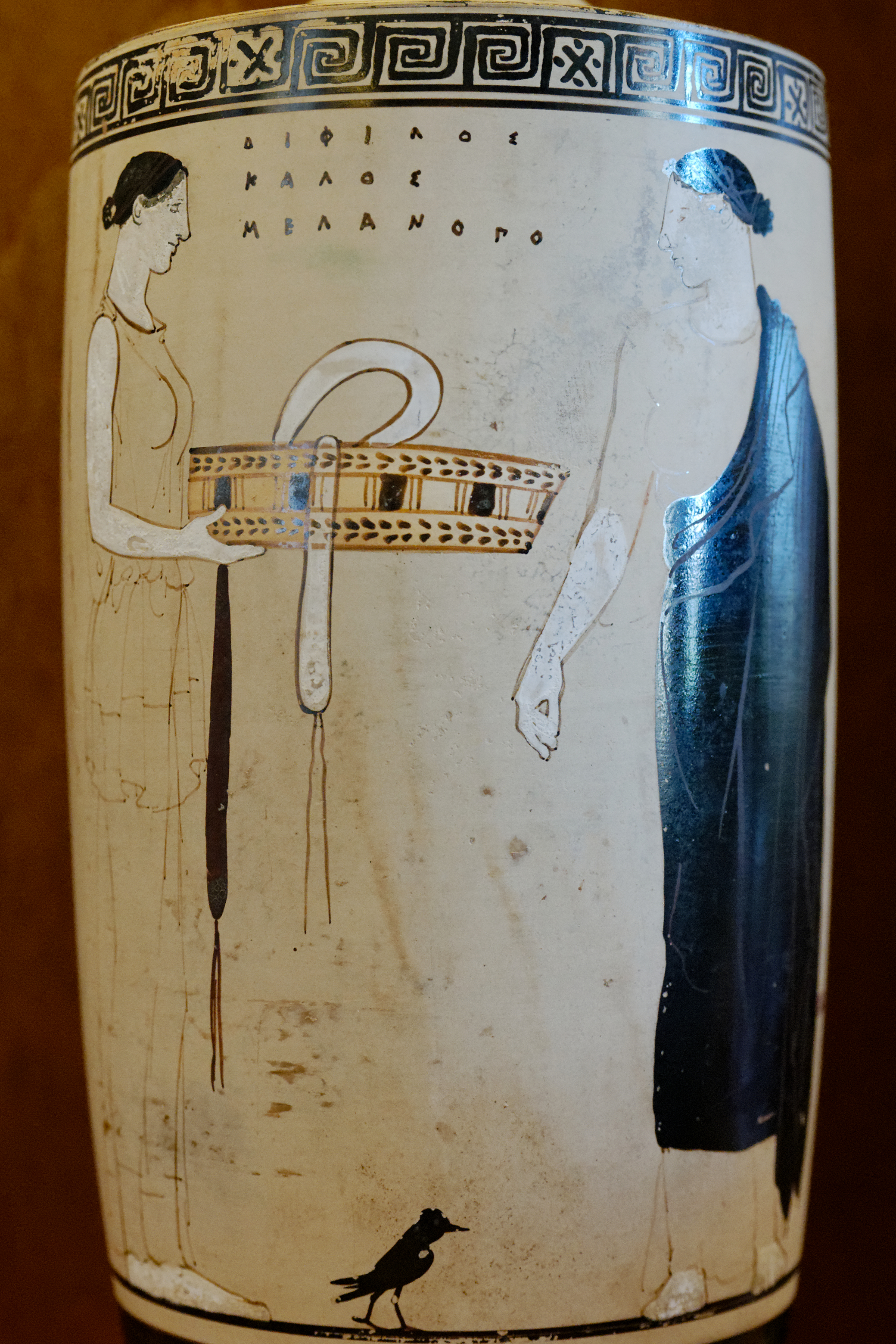
Femme et servante, lécythe attique avec un fond blanc.

#### Salles des gloires modernes (XIIIetXIV) et galeries à la suite
Les noms des magistrats civiques (senatores) de la ville de 1640 à 1870 sont gravés sur des panneaux de marbre dans les Fasti consulares capitolini de ces salles. À partir de la salle XV suivante, commencent les galeries contenant les matériaux des fouilles de la fin du XIXe siècle dans les différentes Horti suburbaines qui ont été intensivement construites à cette époque pour abriter la population de la nouvelle capitale (doublée dans les trente premières années du unification de l'Italie), entre l' Esquilin, le Quirinal et le Viminal. Rodolfo Lanciani, témoin et protagoniste actif de ces fouilles, a fourni une abondante documentation, également en sa qualité de secrétaire de la Commission archéologique municipale.

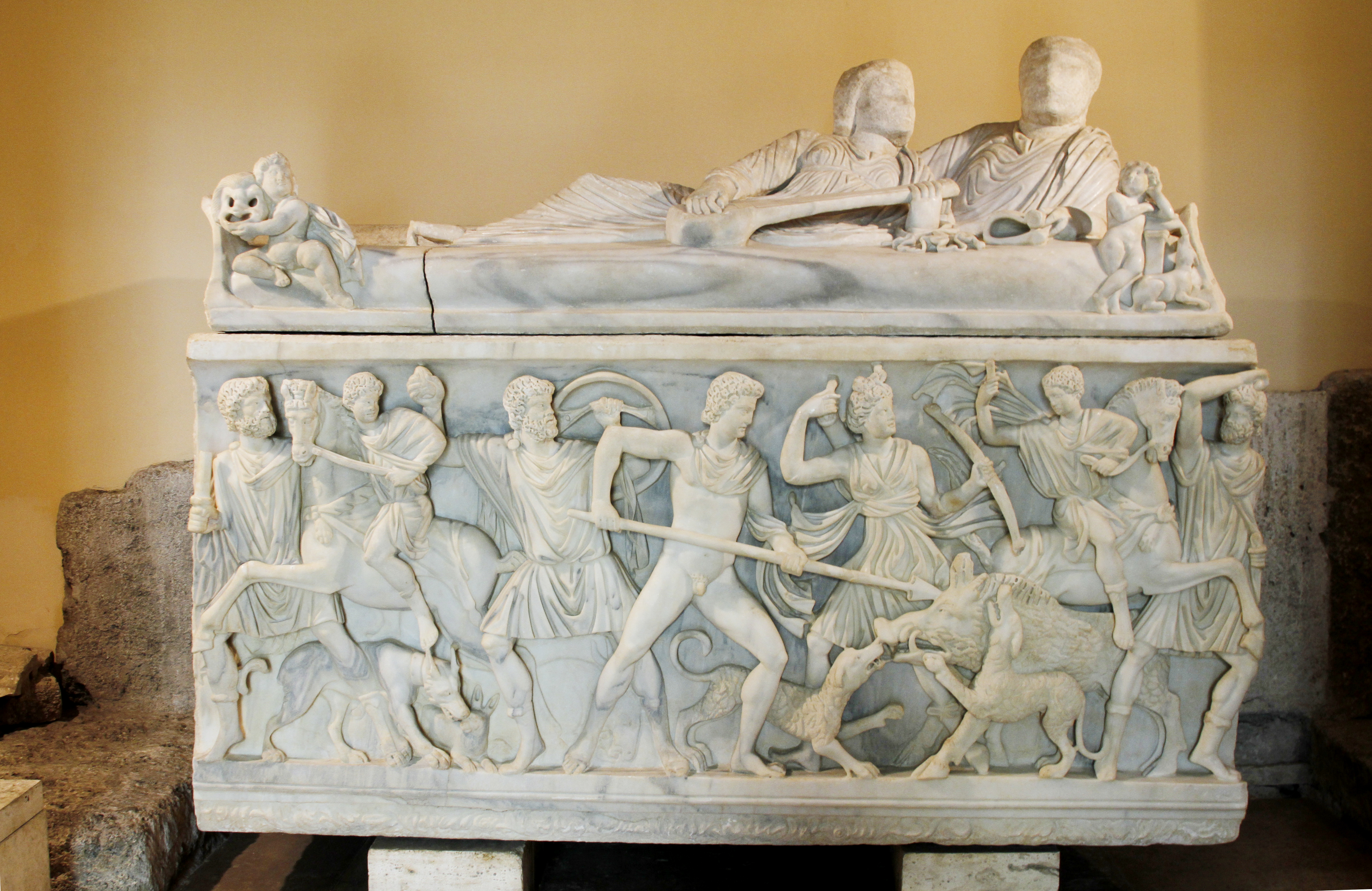
Sarcophage avec un couple de défunts, marbre proconnésien, art roman.

#### Salles des Horti Lamiani (XV,XVI,XVIIetXVIII)
Des matériaux provenant de fouilles dans la région de l'Esquilin, entre la piazza Vittorio Emanuele II (Rome) et la piazza Dante (Rome), dans les jardins de Lamia, y sont rassemblés. Parmi ceux-ci, une partie d'un splendide parquet d'albâtre et des fragments du décor architectural en opus sectile d'un cryptoportique, la Vénus de l'Esquilin et le célèbre portrait de Commode en Hercule.

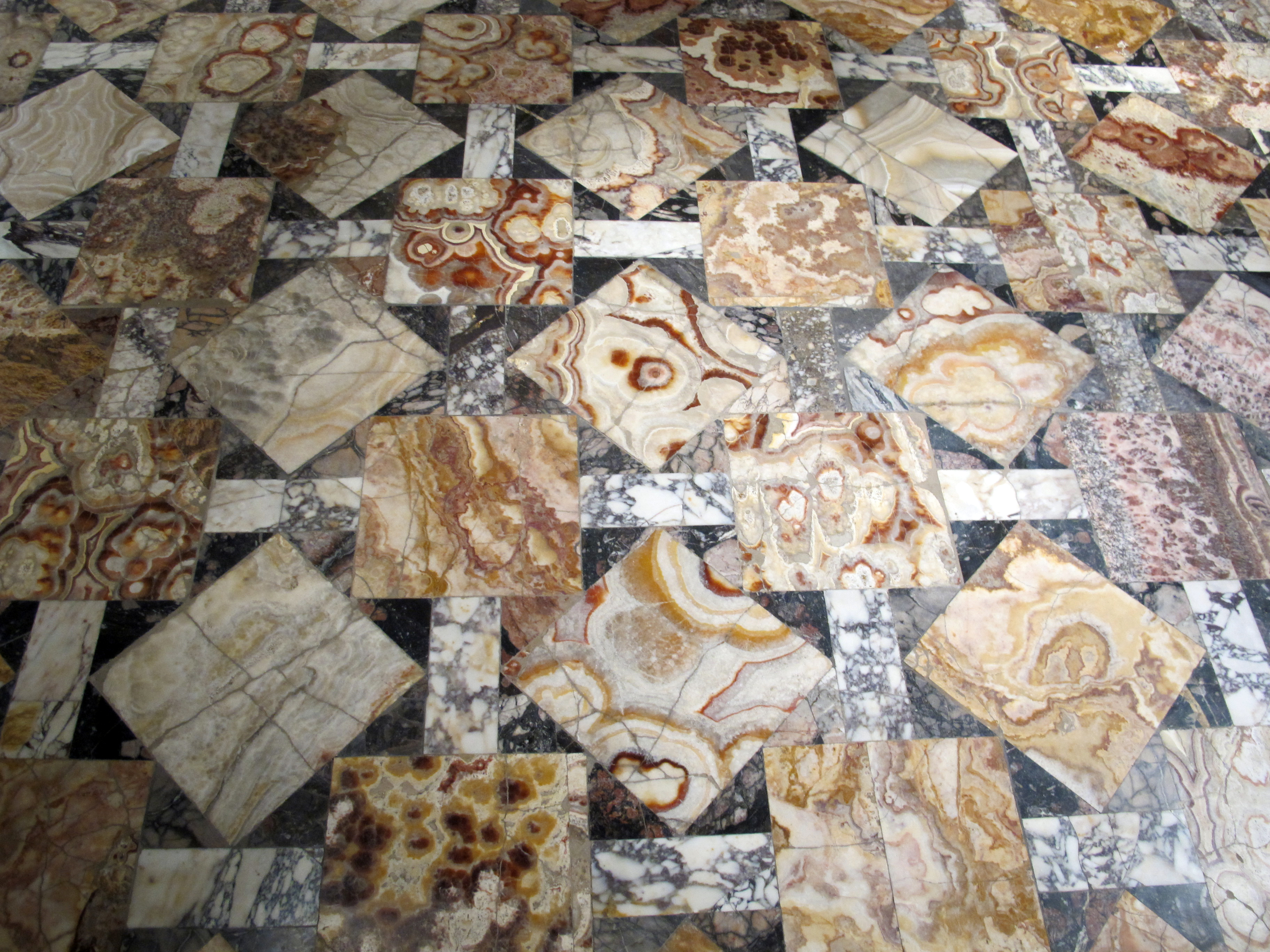
Opus sectile du sol dans une galerie du Horti Lamiani .
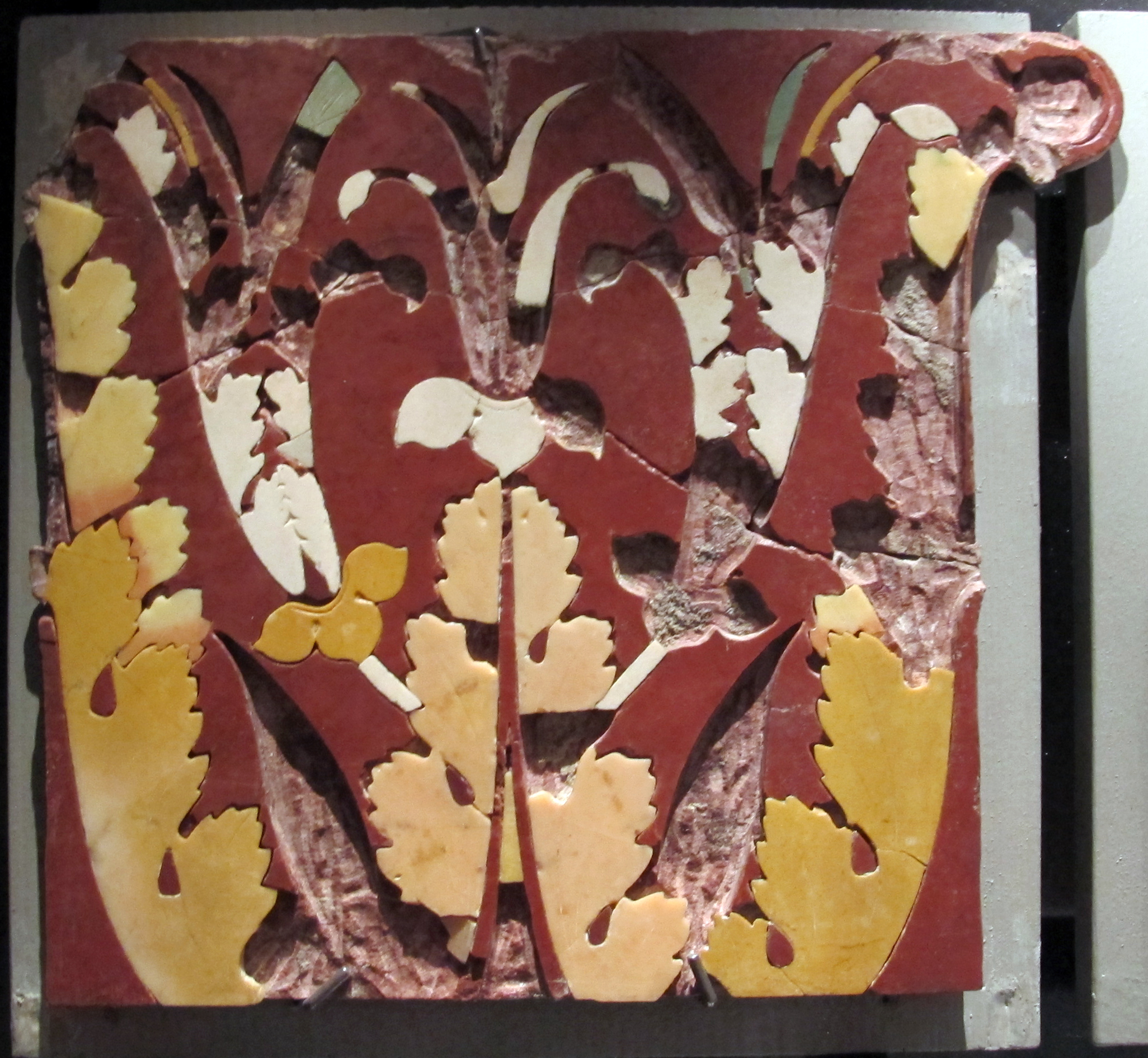
Chapiteau en opus sectile rouge antique, du Lamiani horti.
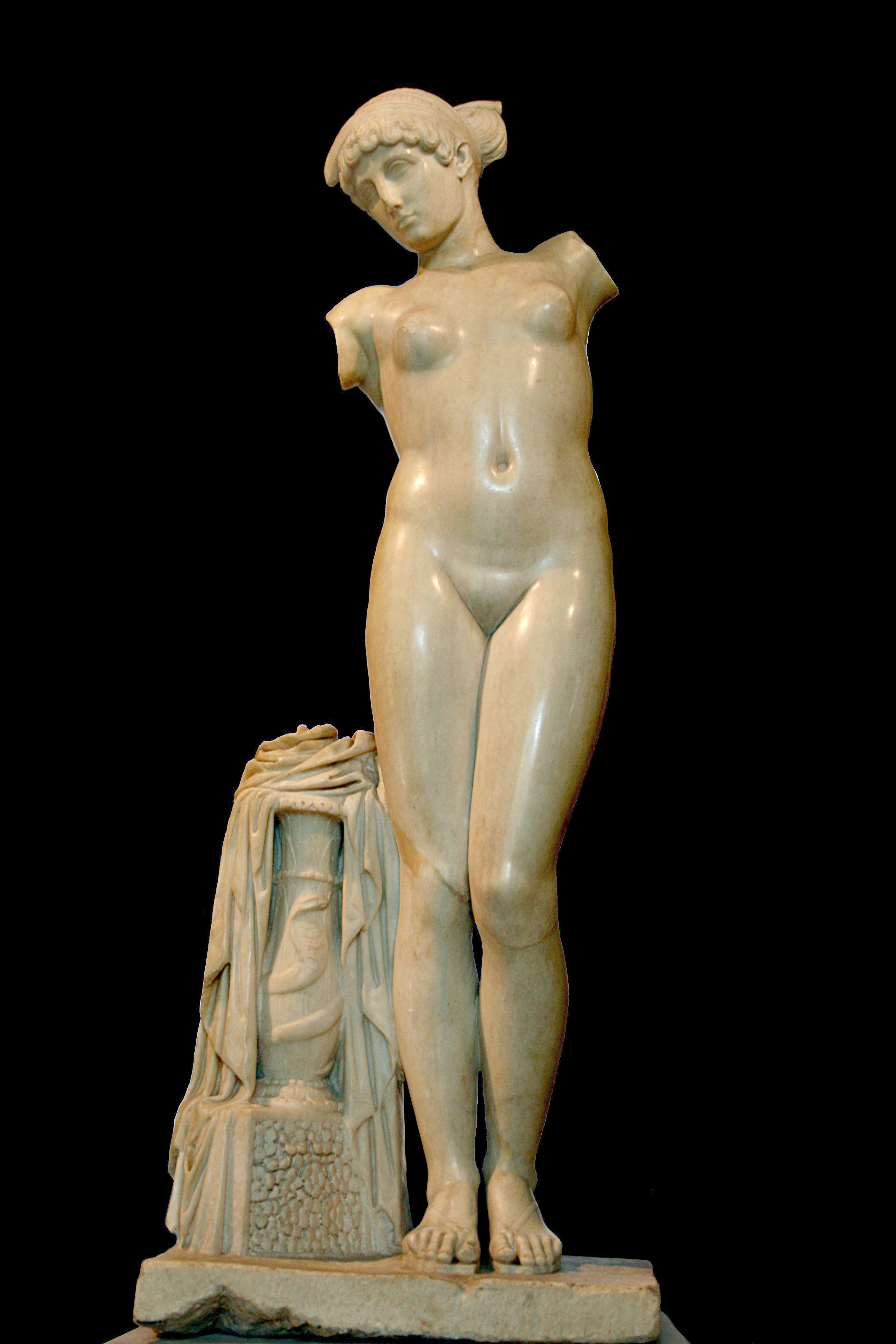
Vénus Esquilin.
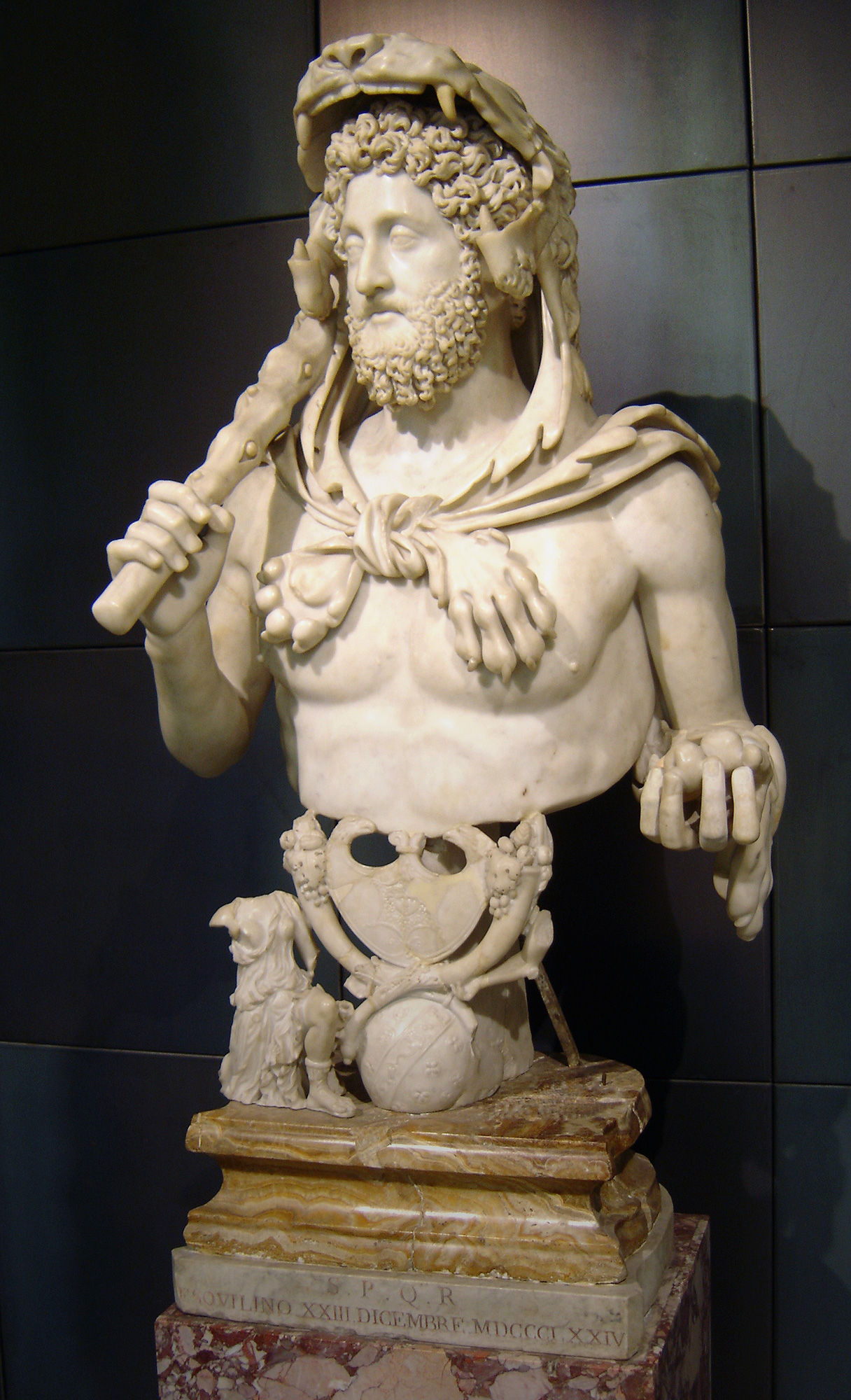
Commode représenté en apothéose en Hercule.
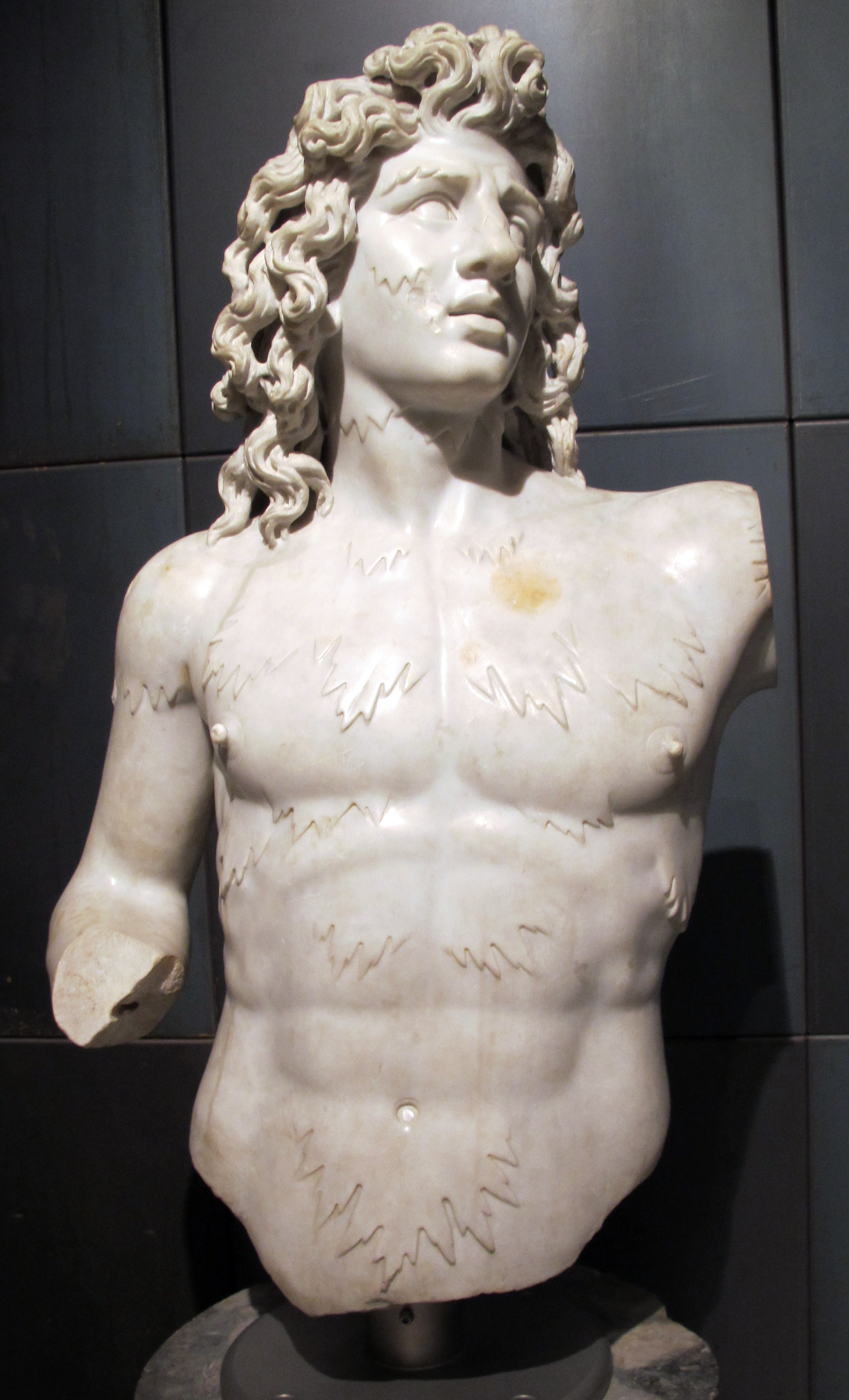
Torse de Triton] ou centaure marin de la via Foscolo (datant de 191-192).
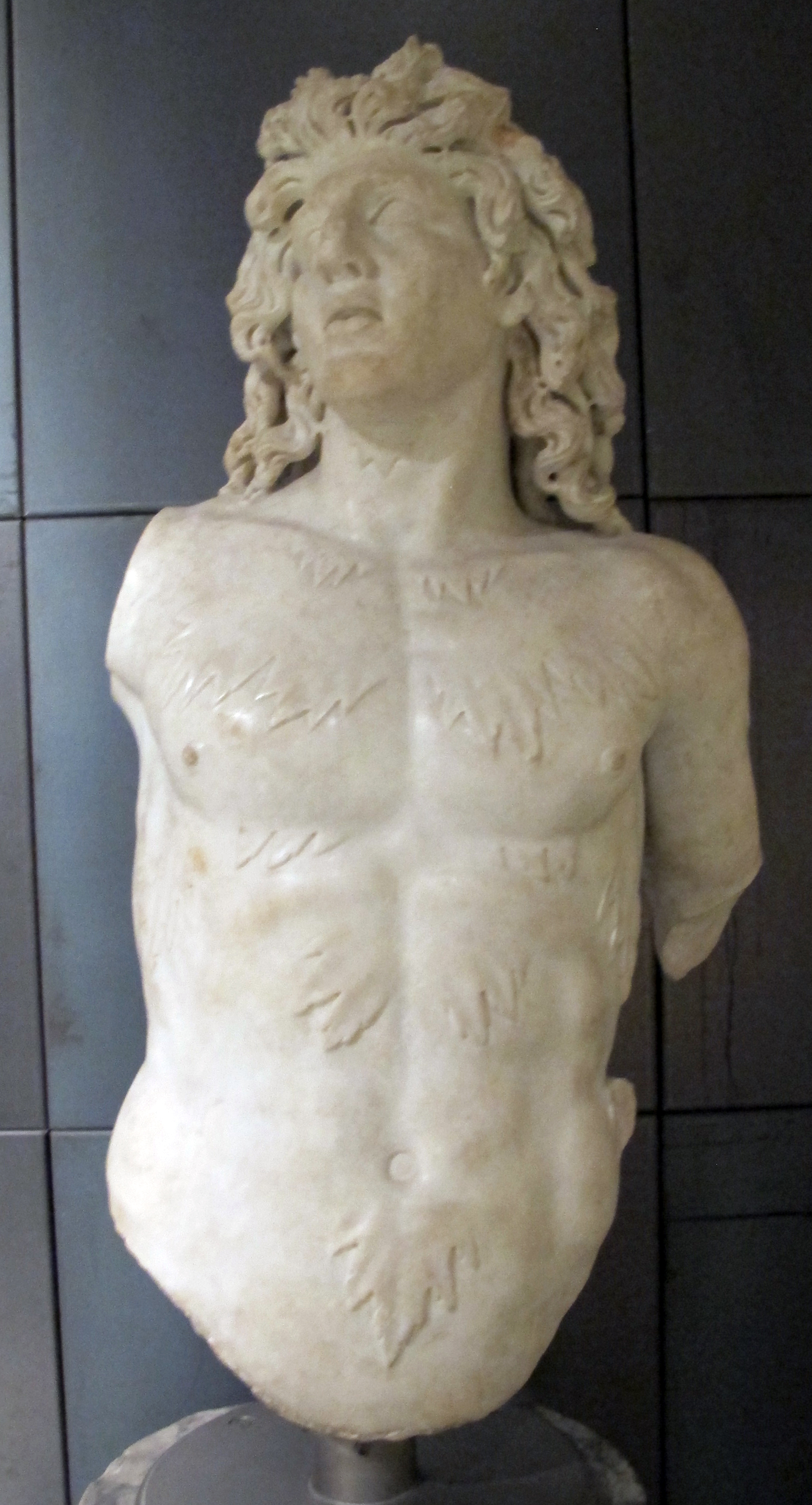
Torse d'un deuxième Triton ou centaure marin de via Foscolo (datant de 191-192).

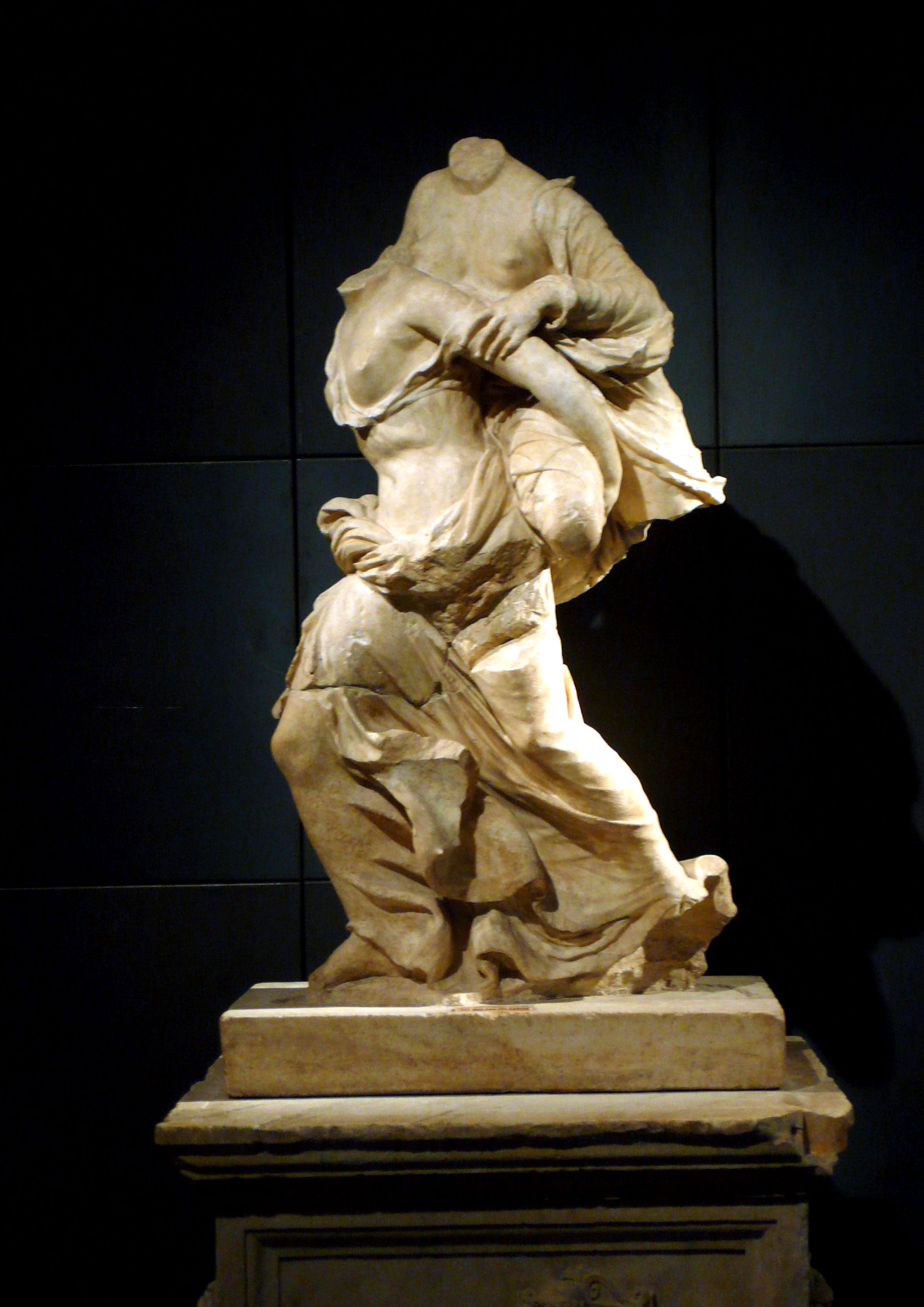
Groupe éphédrique de la piazza Dante, IVe siècle av. J.-C.
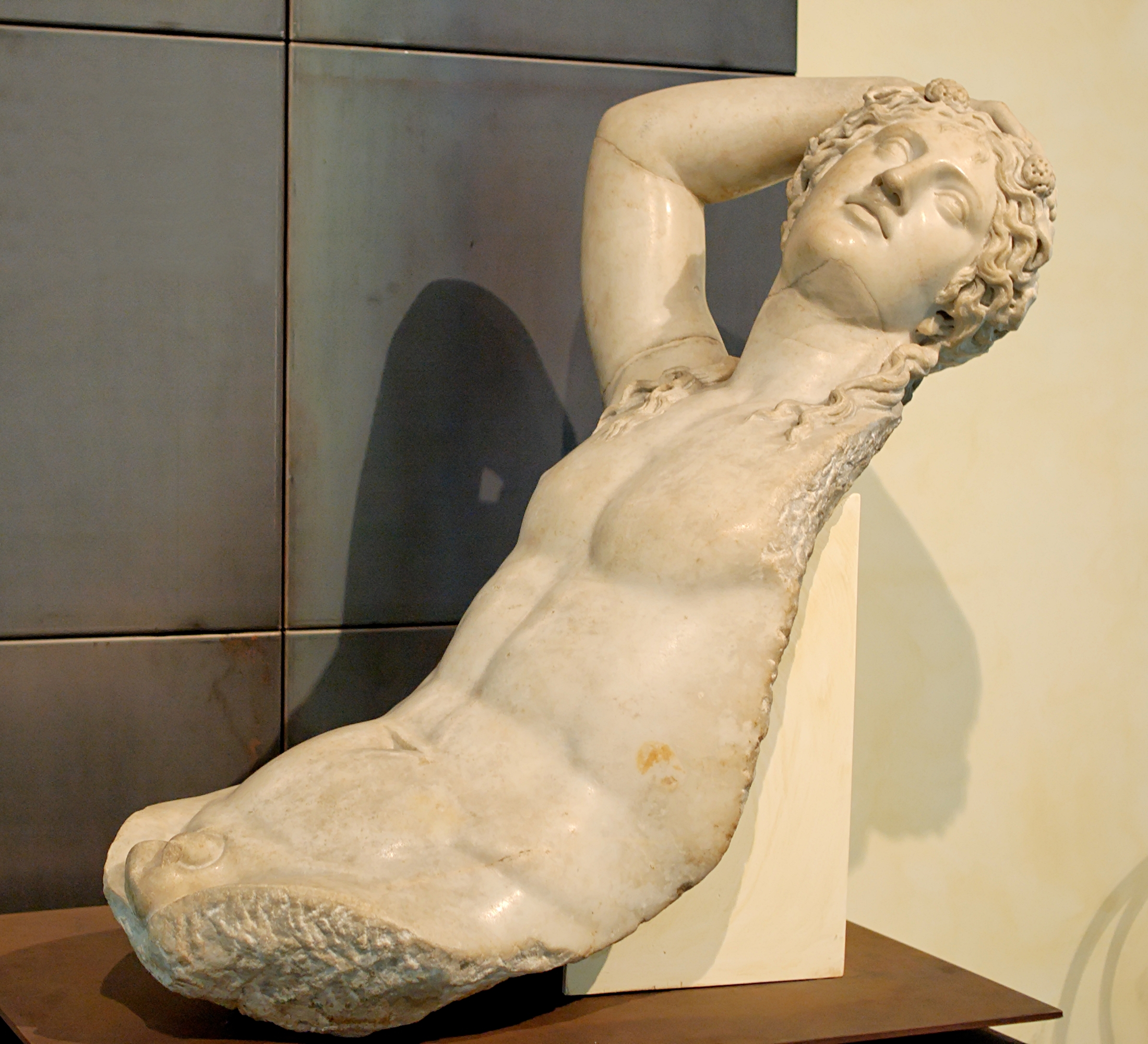
Torse de Bacchus de la via Foscolo (époque Antonine).
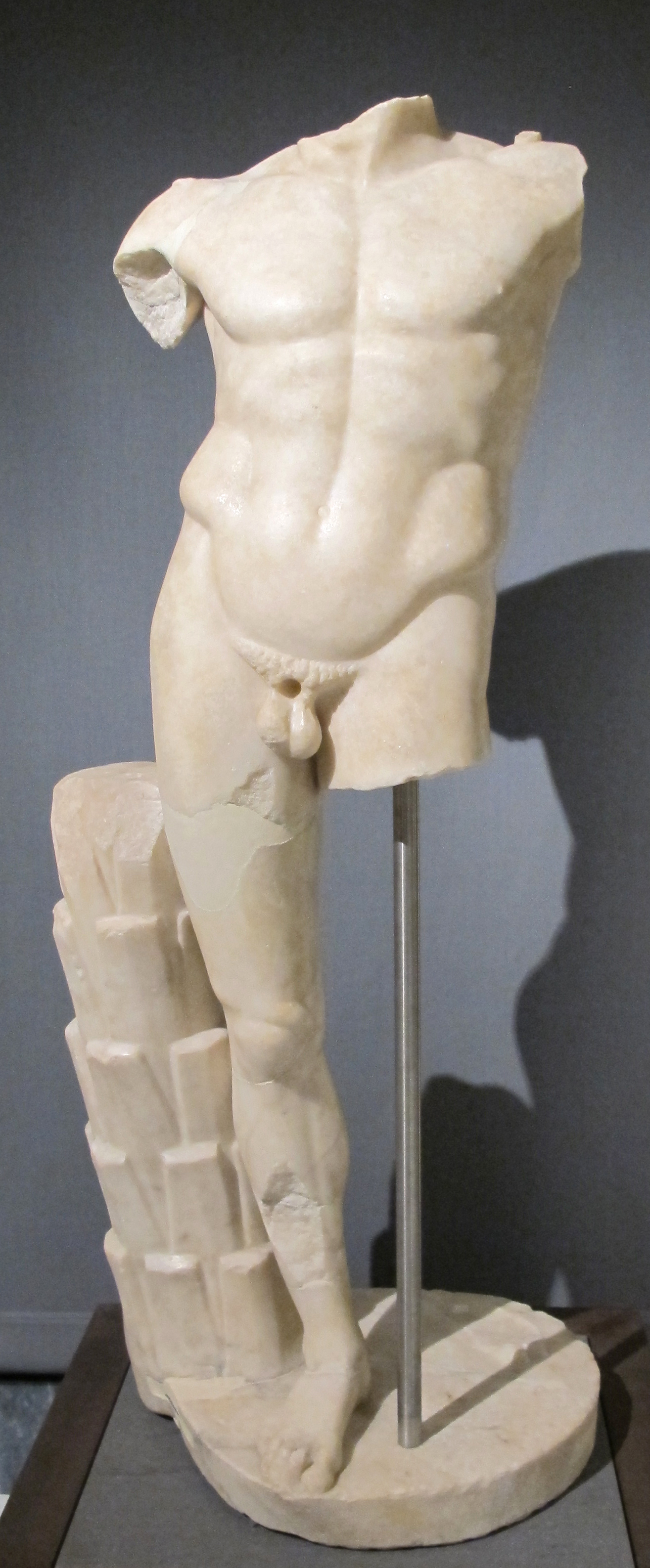
Copie romaine d'un original de Polykleitos d'environ 420 av. J.-C..
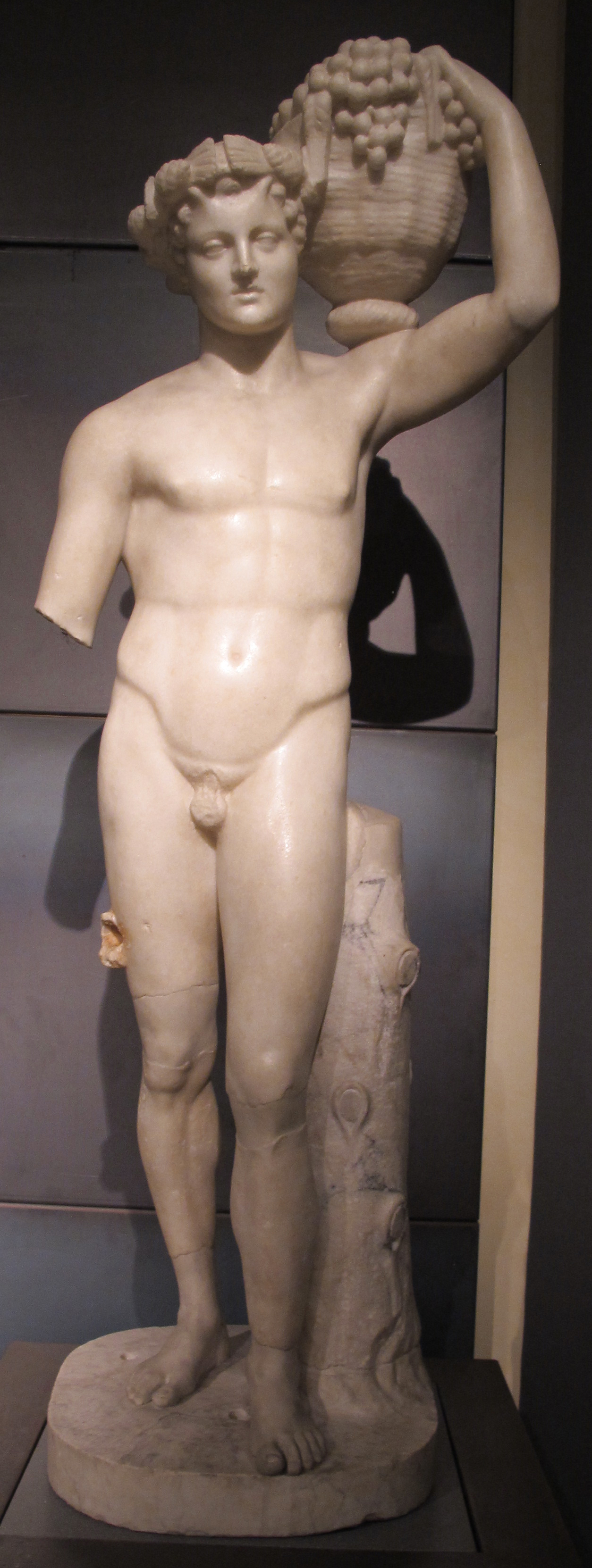
Statue d'un faune avec une corbeille de raisins.
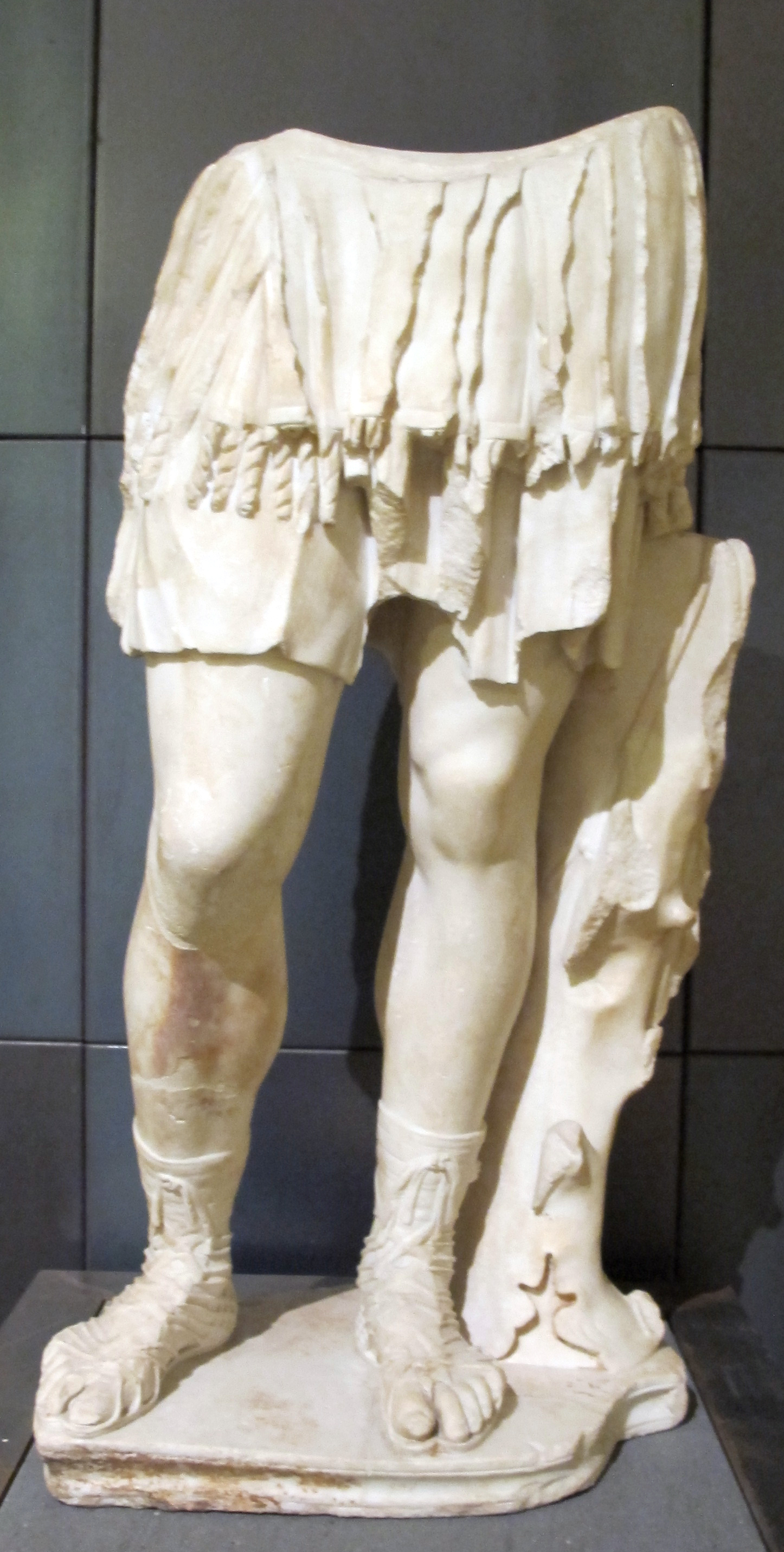
Statue d'un soldat romain (Ier siècle av. J.-C.-Ier siècle apr. J.-C.
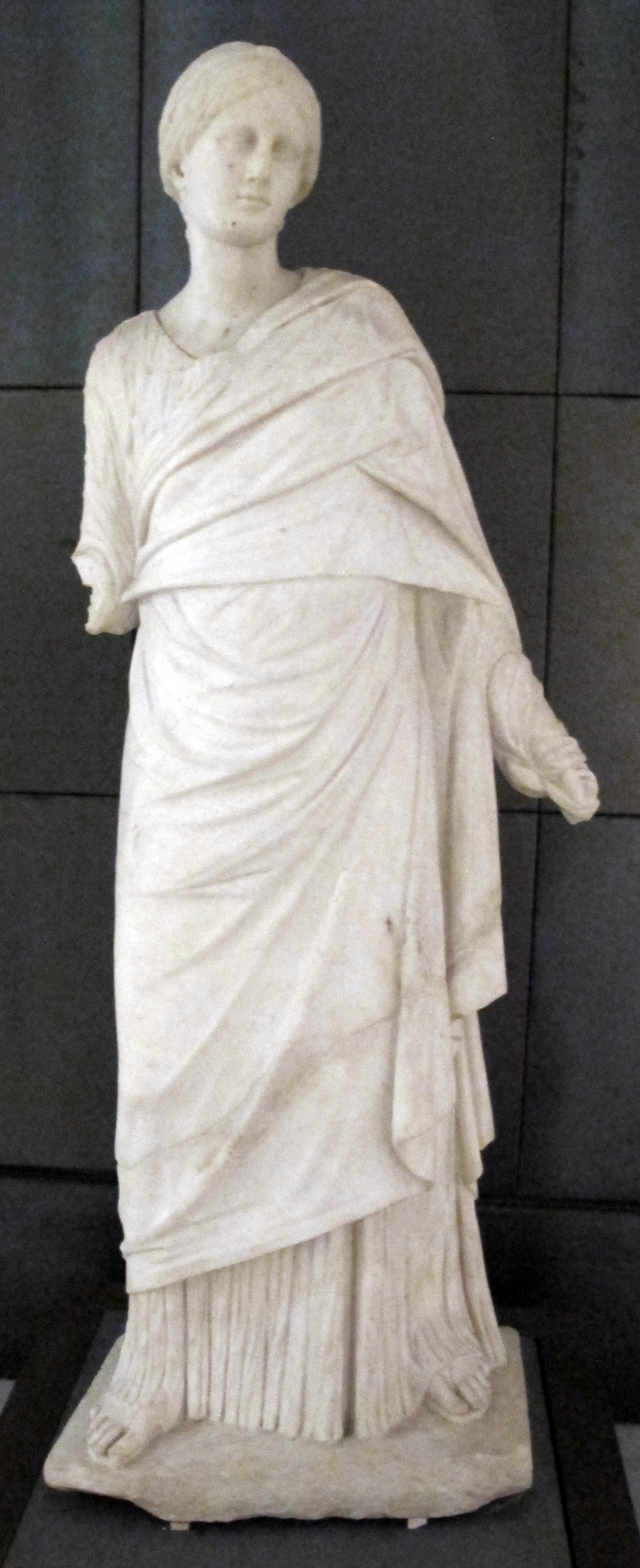
Statue féminine avec chiton (copie d'un modèle hellénistique ancien).
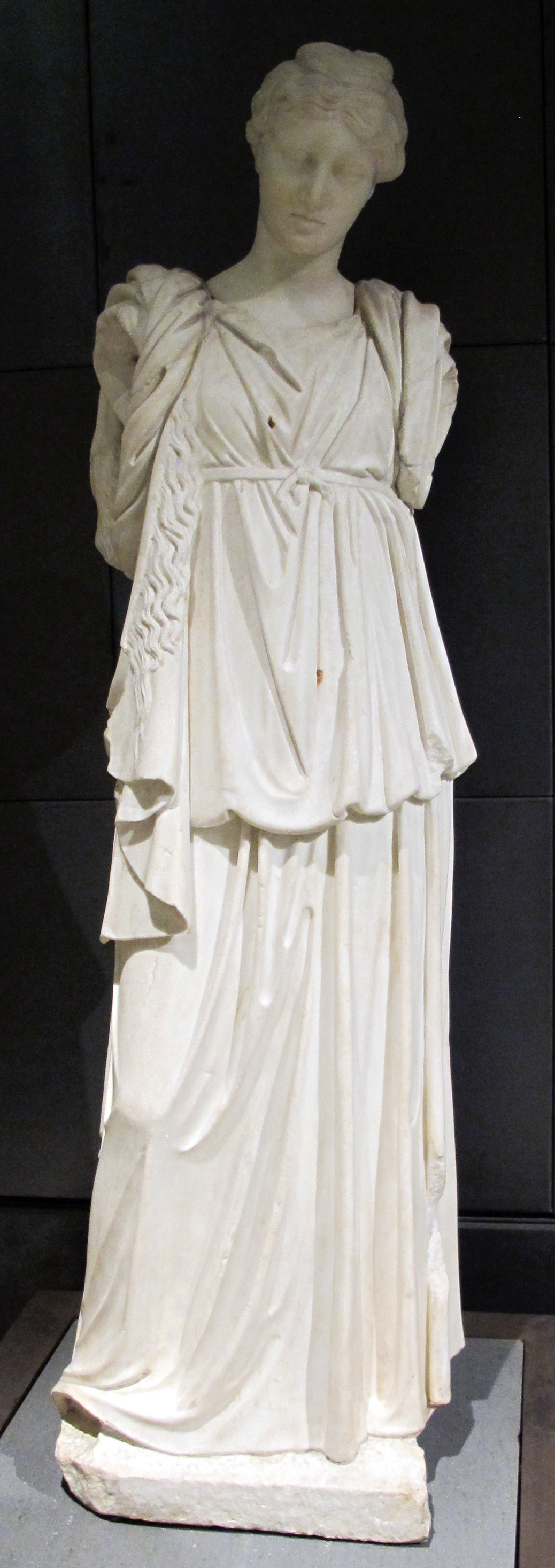
Statue féminine avec péplos (copie romaine inspirée des premières muses hellénistiques).
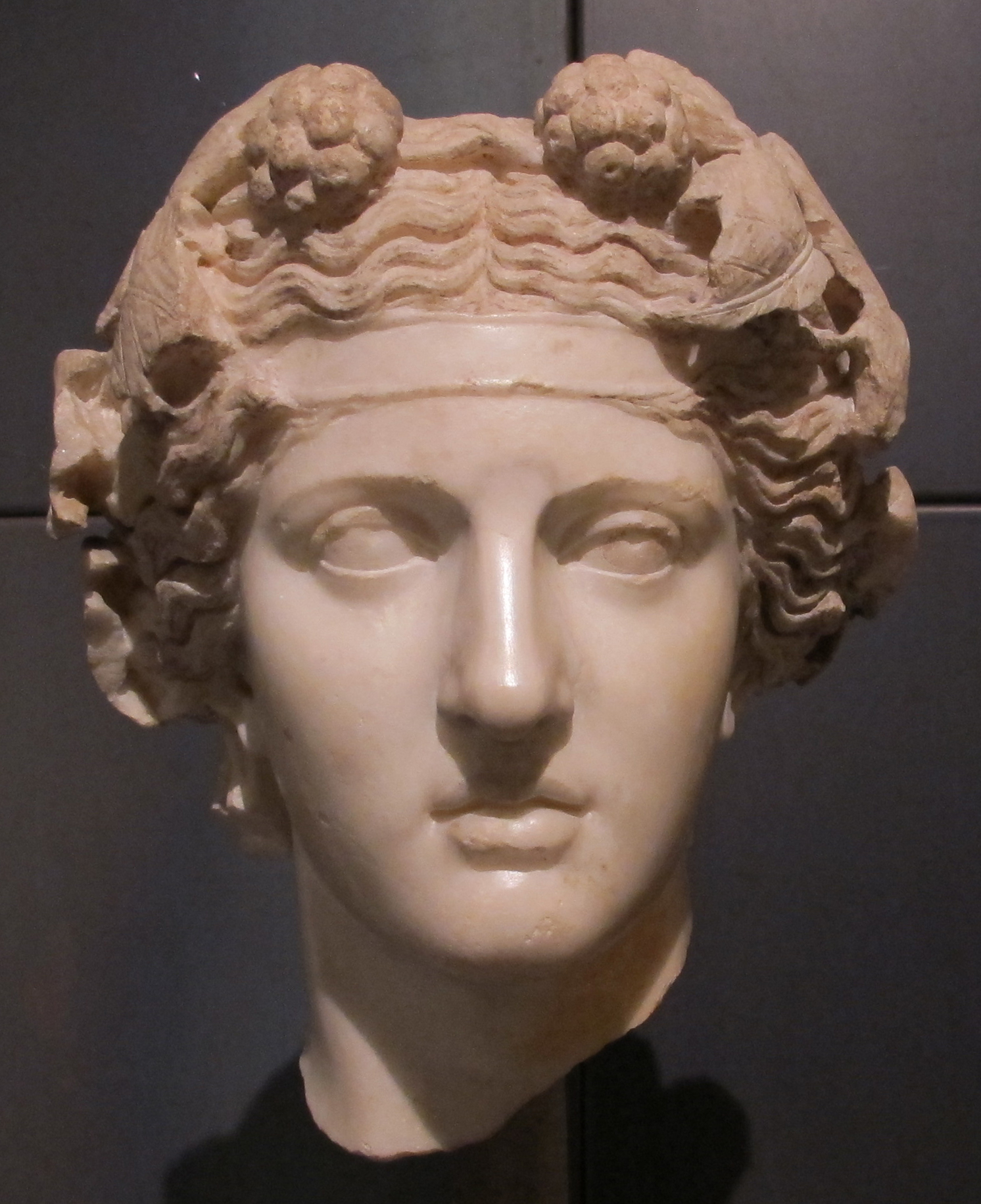
Tête de Dionysos (œuvre éclectique d'après des modèles hellénistiques).

#### Salles des Horti Tauriani et Vettiani (XIXetXX)
Des matériaux provenant des Horti Tauriani et Vettiani y sont rassemblés.

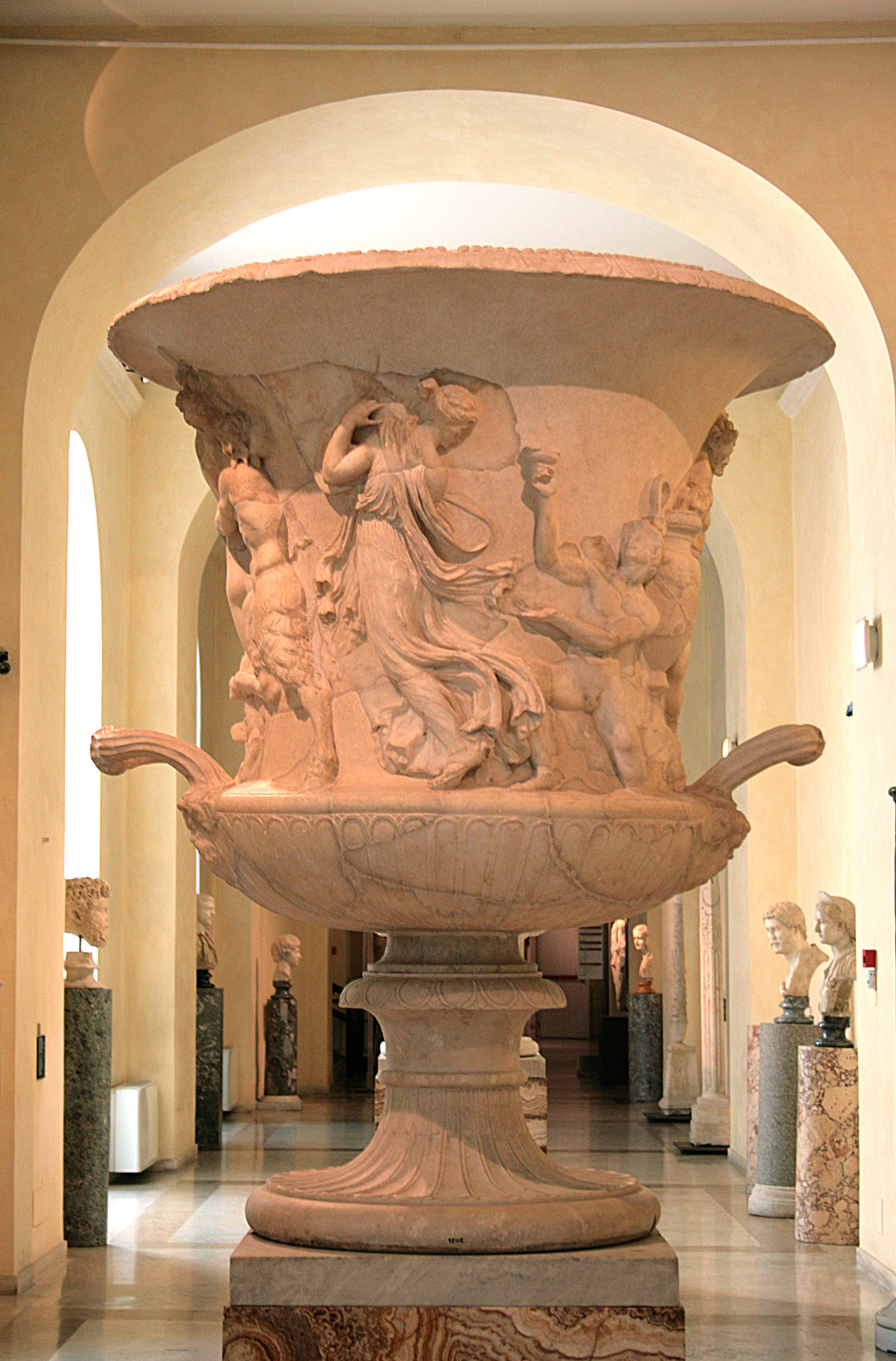
Salles des Horti, fontaine en forme de vase ornée de scènes dionysiaques.
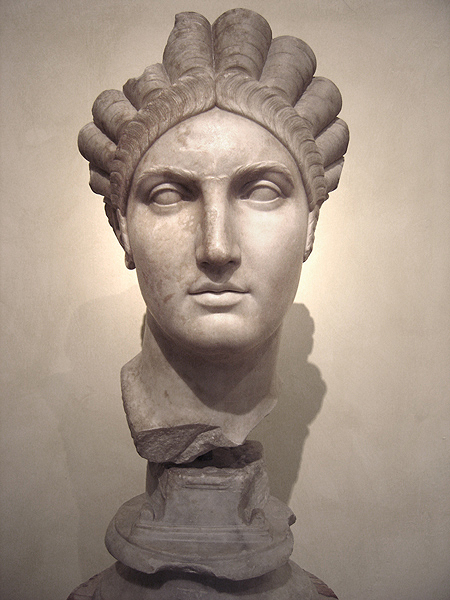
Buste de Salonina Matidia (68-119).
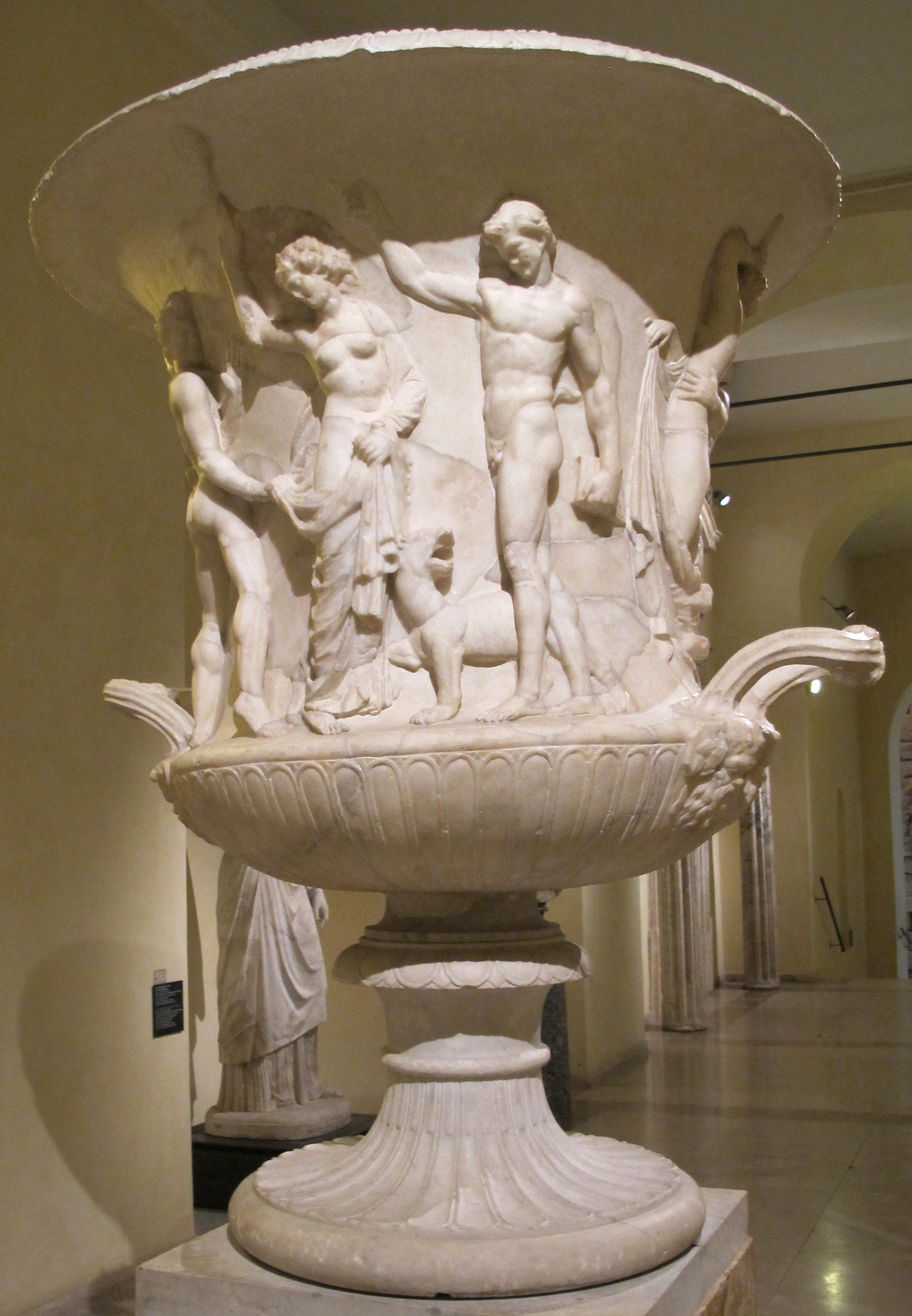
Vase avec des scènes bachiques.

#### Salles desHorti di Mecenate(XXI,XXIIetXXIII)
Les Marsyas à la torture et la soi-disant tête d'Amazone, Rhyton de Pontios (fontaine néo-attique), provenant des jardins de Mécène y sont exposés.

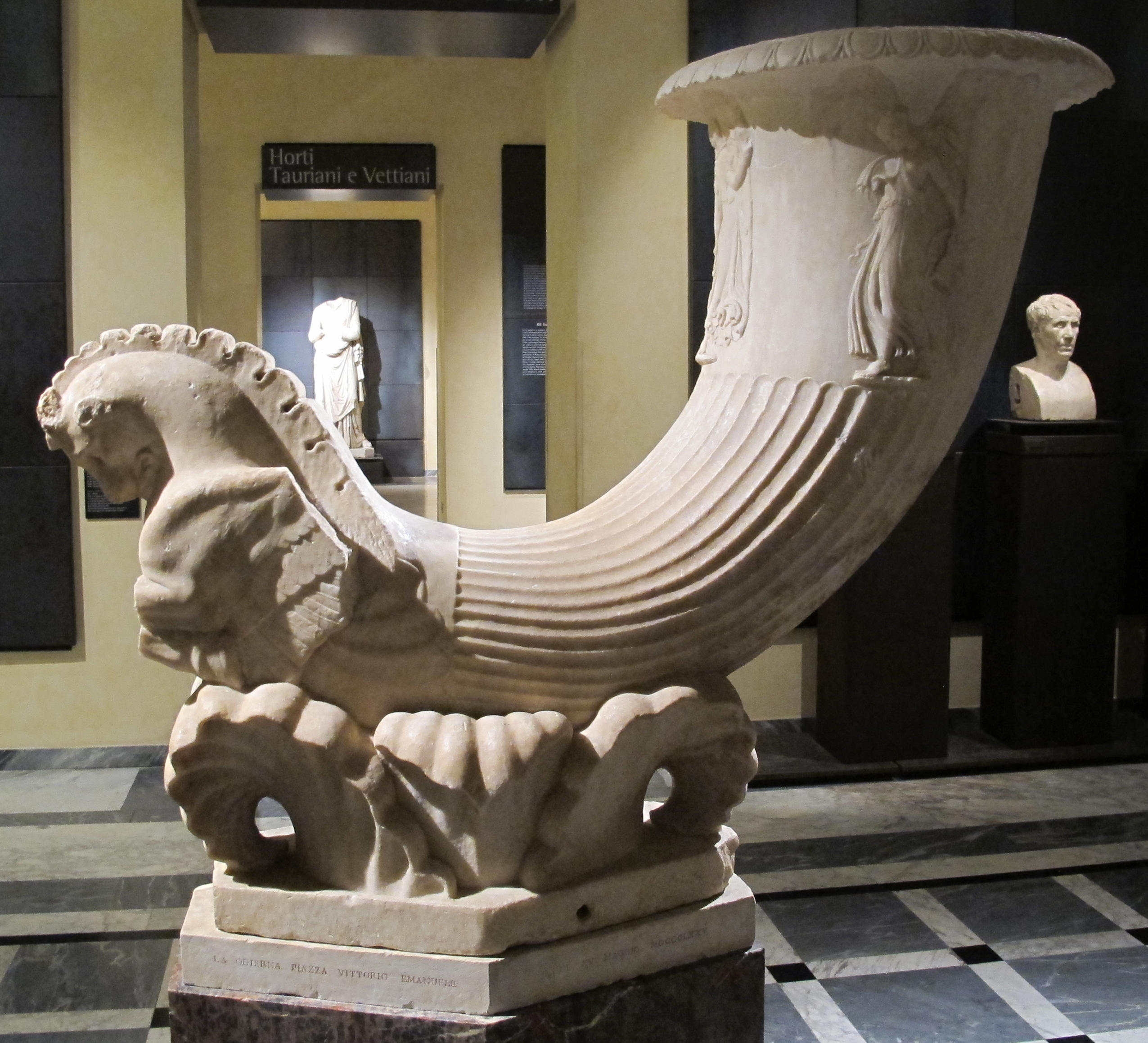
Fontaine néo-attique.
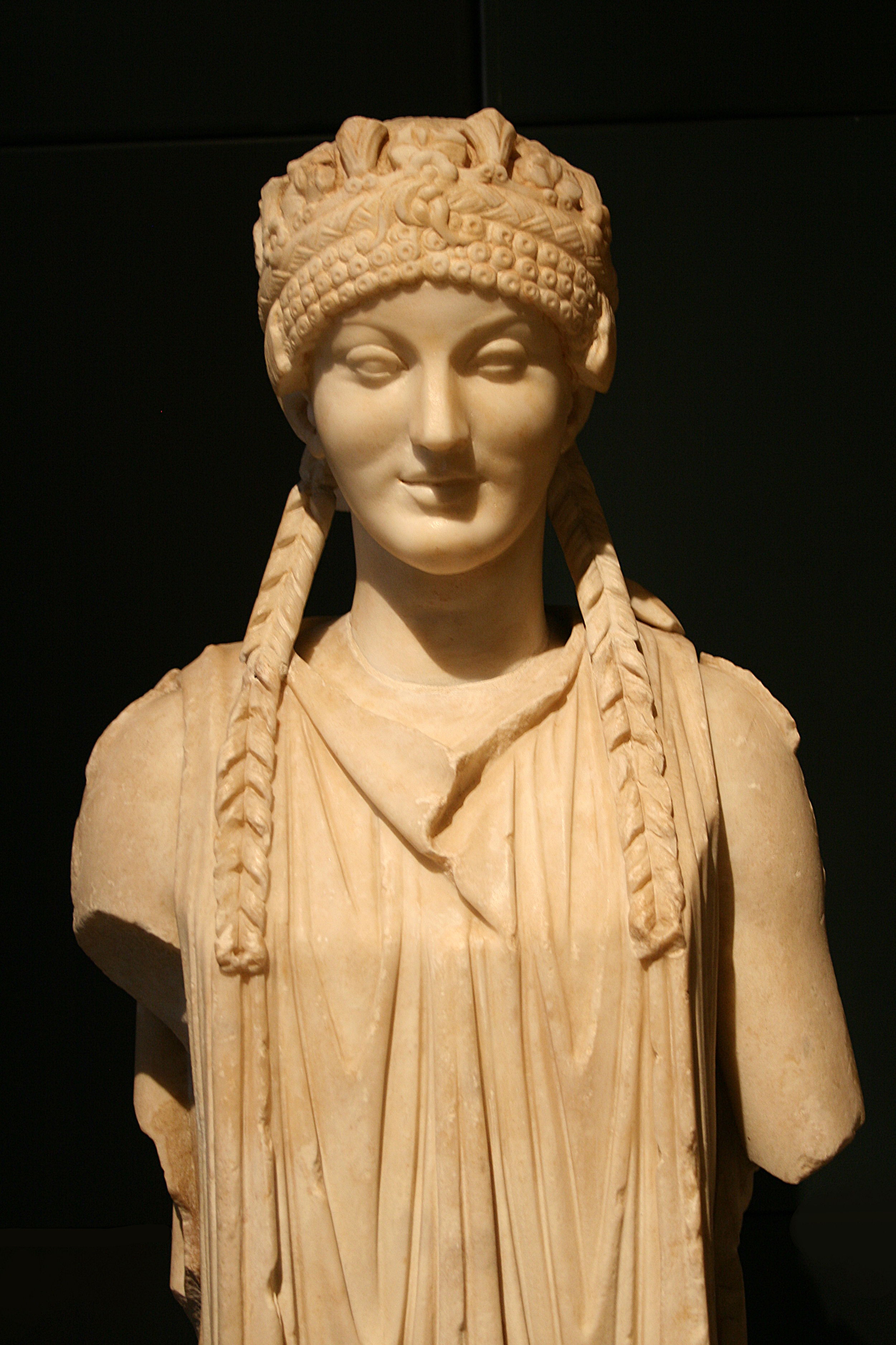
Cariatide.
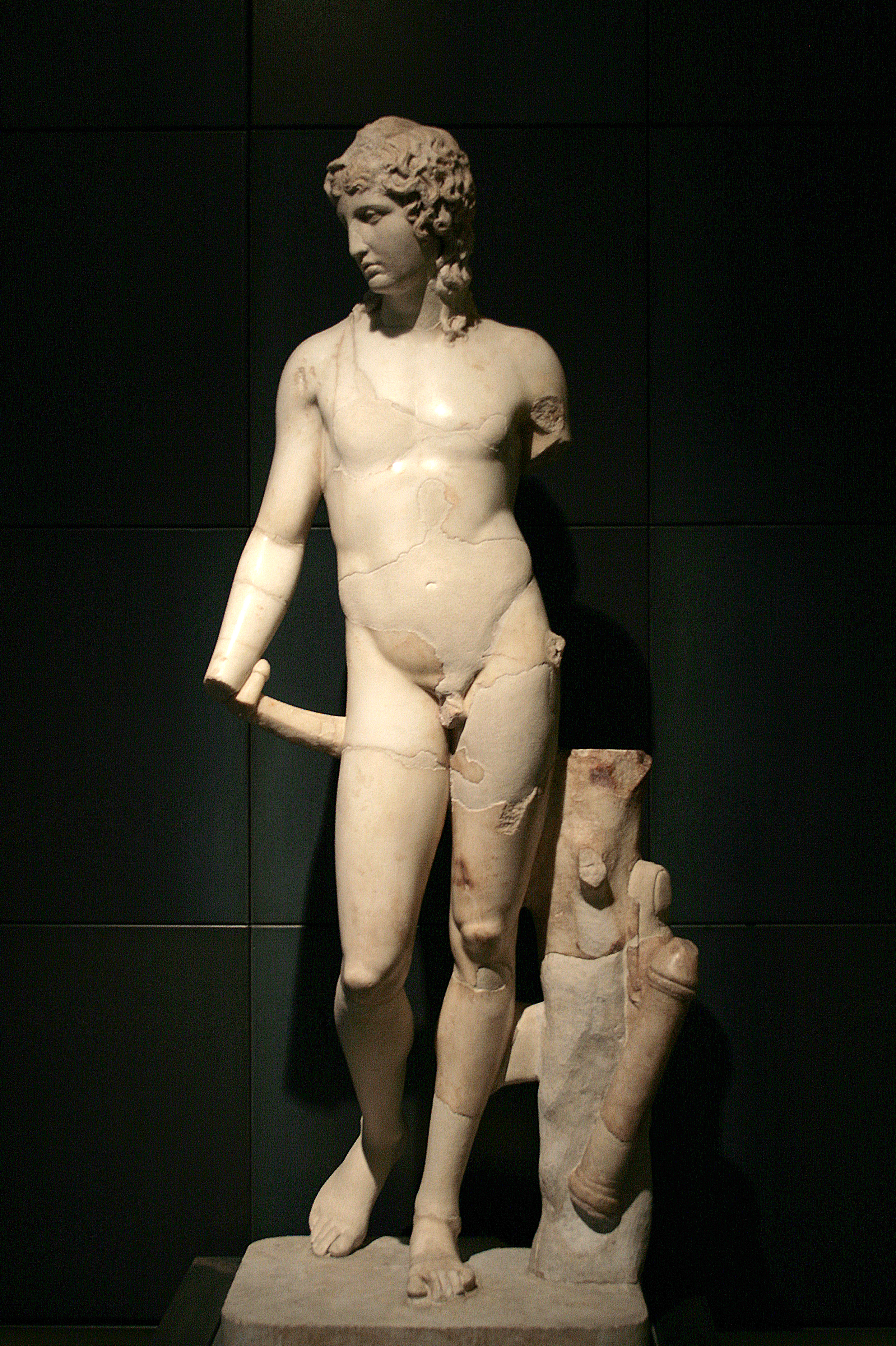
Eros ou Thanatos.
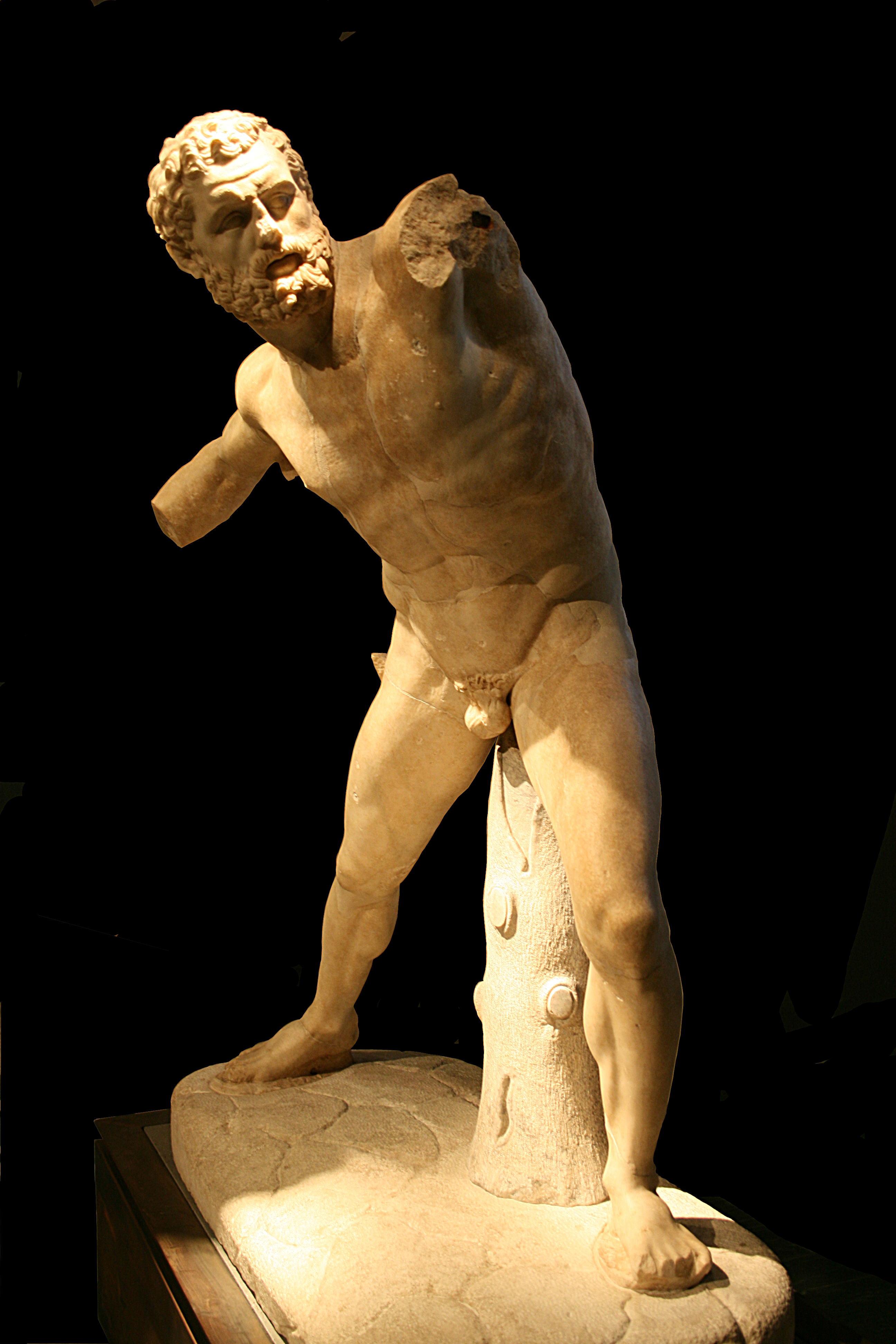
Combat d'Hercule.
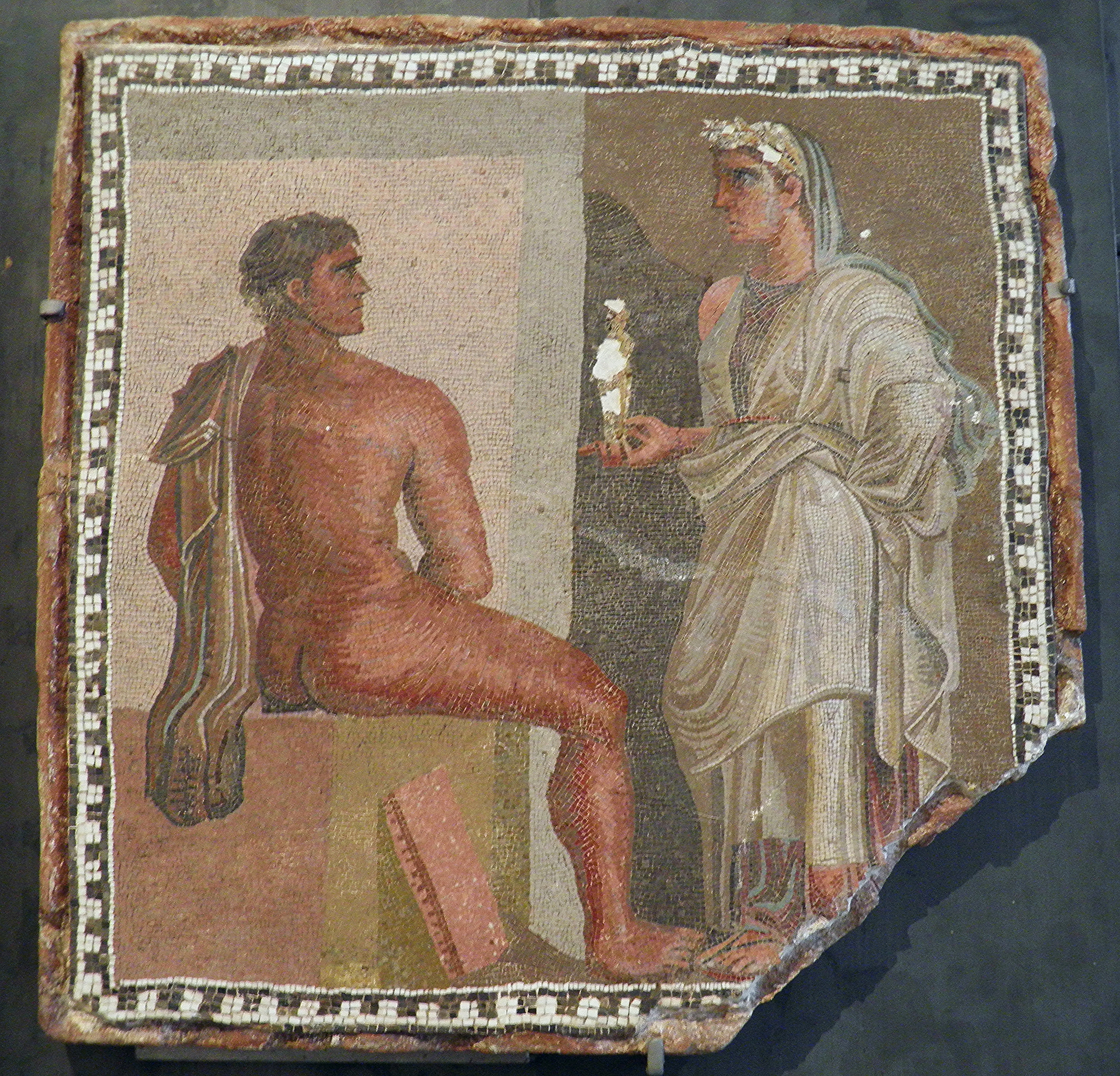
Mosaïque représentant Oreste et Iphigénie (Modèle:S-p).

#### Galerie (XXIV)
Y sont exposés deux grands vases ornementaux et les portraits d'Hadrien, Sabine (épouse d'Hadrien)et Salonia Matidia, provenant des Horti Tauriani.

#### Exèdre de Marc Aurèle (XXV)

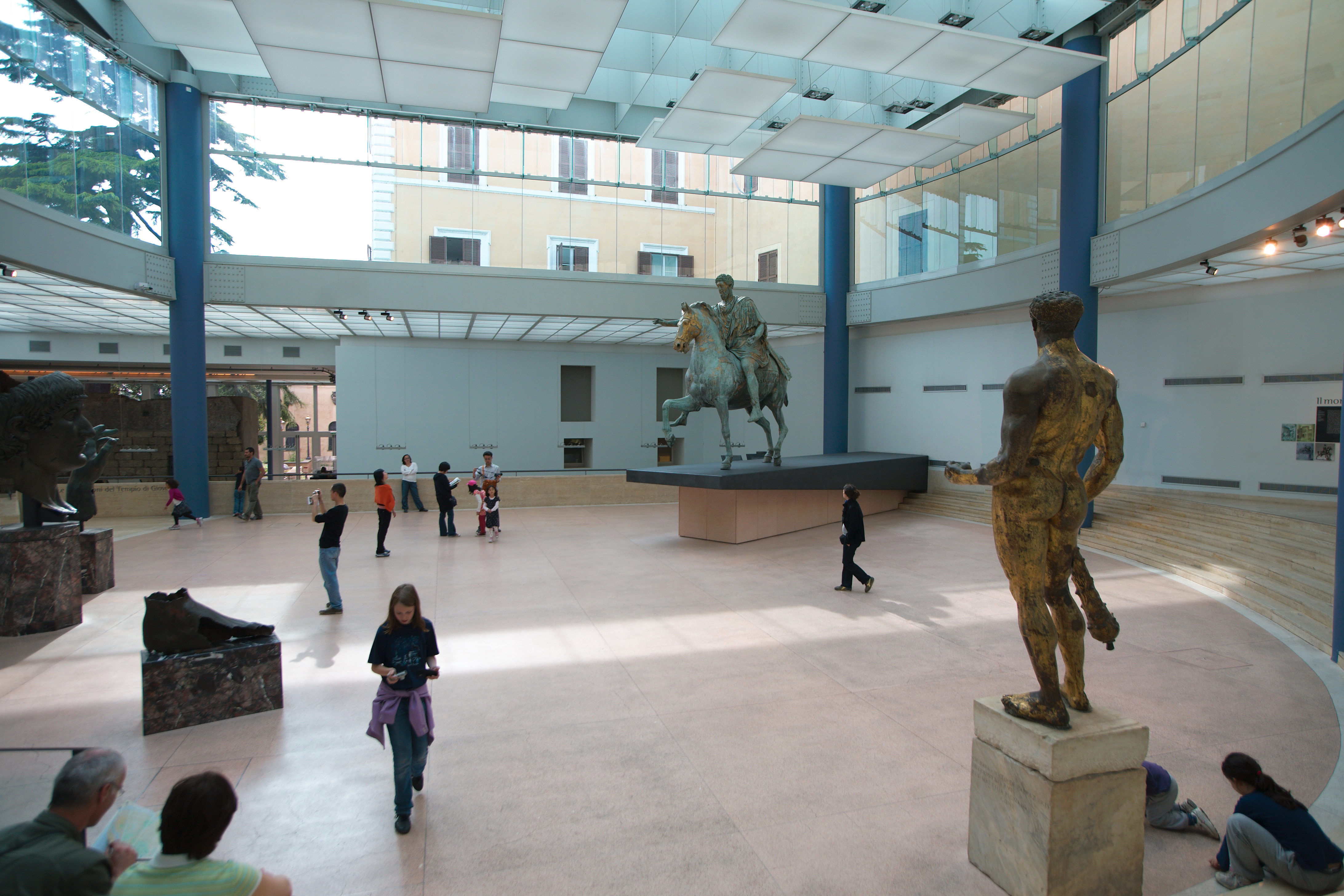
Exèdre de Marc-Aurèle, nouvelle aile du musée inaugurée en 2005.

Cette exèdre a été conçue par l'architecte Carlo Aymonino sur la zone du Jardin romain, où Virgilio Vespignani, en 1876, avait déjà installé un pavillon où étaient exposées les meilleures trouvailles issues des fouilles de cette période. Les pièces principales, désormais exposées en permanence dans la grande exèdre, sont l'original de la statue équestre de Marc Aurèle, placée à l'intérieur après sa restauration, l'Hercule du Forum Boarium en bronze doré, les fragments de la statue colossale en bronze de Constantin appartenant à la donation initiale de Sixte IV (avec la Louve capitoline). Cette nouvelle aile qui, avec une salle vitrée, agrandit l'espace d'exposition des musées, a été inaugurée en décembre 2005. Le projet comprend également la nouvelle disposition des fondations du temple de Jupiter capitolin. L'ouverture de cette nouvelle aile s'inscrit dans le projet plus vaste du « Grande Campidoglio », de réorganisation et d'agrandissement des musées, qui a vu la création de la Galerie Lapidaire (fermée plusieurs années auparavant pour rénovation), l'acquisition du Palazzo Clementino, aujourd'hui siège de la collection des médailles du Capitole (collection numismatique), et la rénovation du palais Caffarelli al Campidoglio. Dans les salles attenantes se trouvent les vitrines de la Collection Castellani, offerte à la municipalité de Rome par Augusto Castellani.

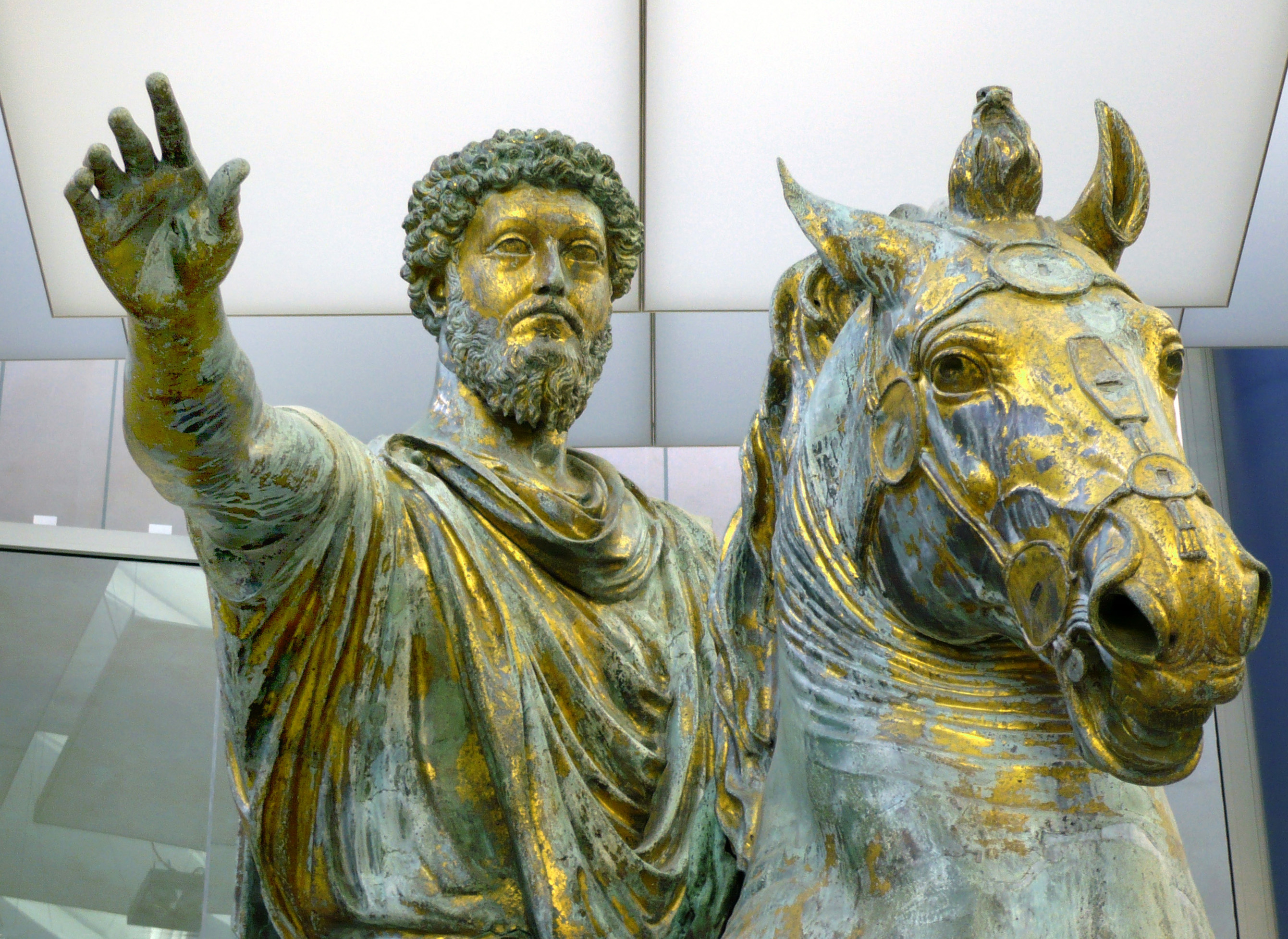
Statue équestre de Marc Aurèle (détail).
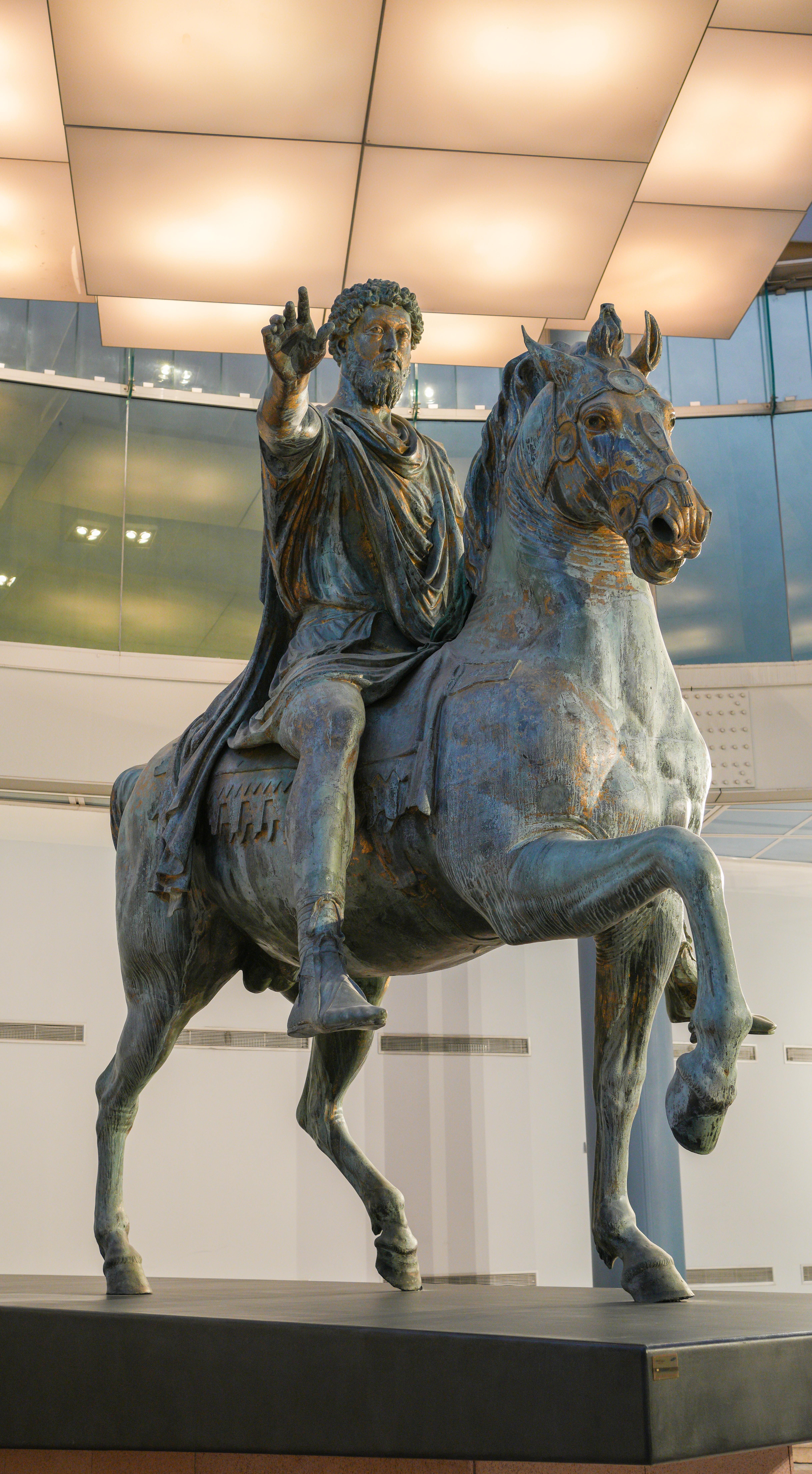
Au fond la statue d'Hercule.
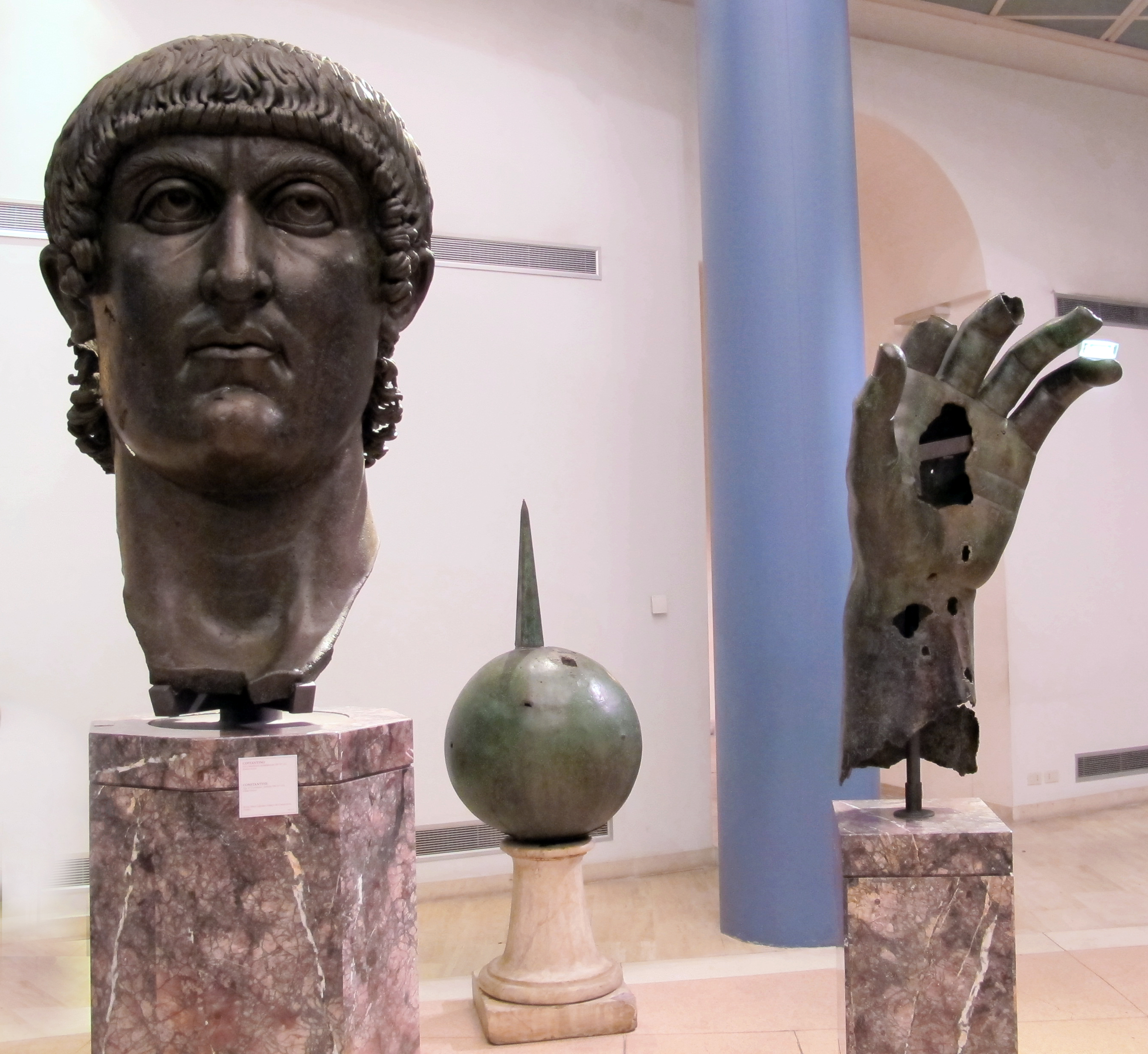
Parties en bronze de la statue colossale en bronze de Constantin I.Statue d'Hercule en bronze doré.
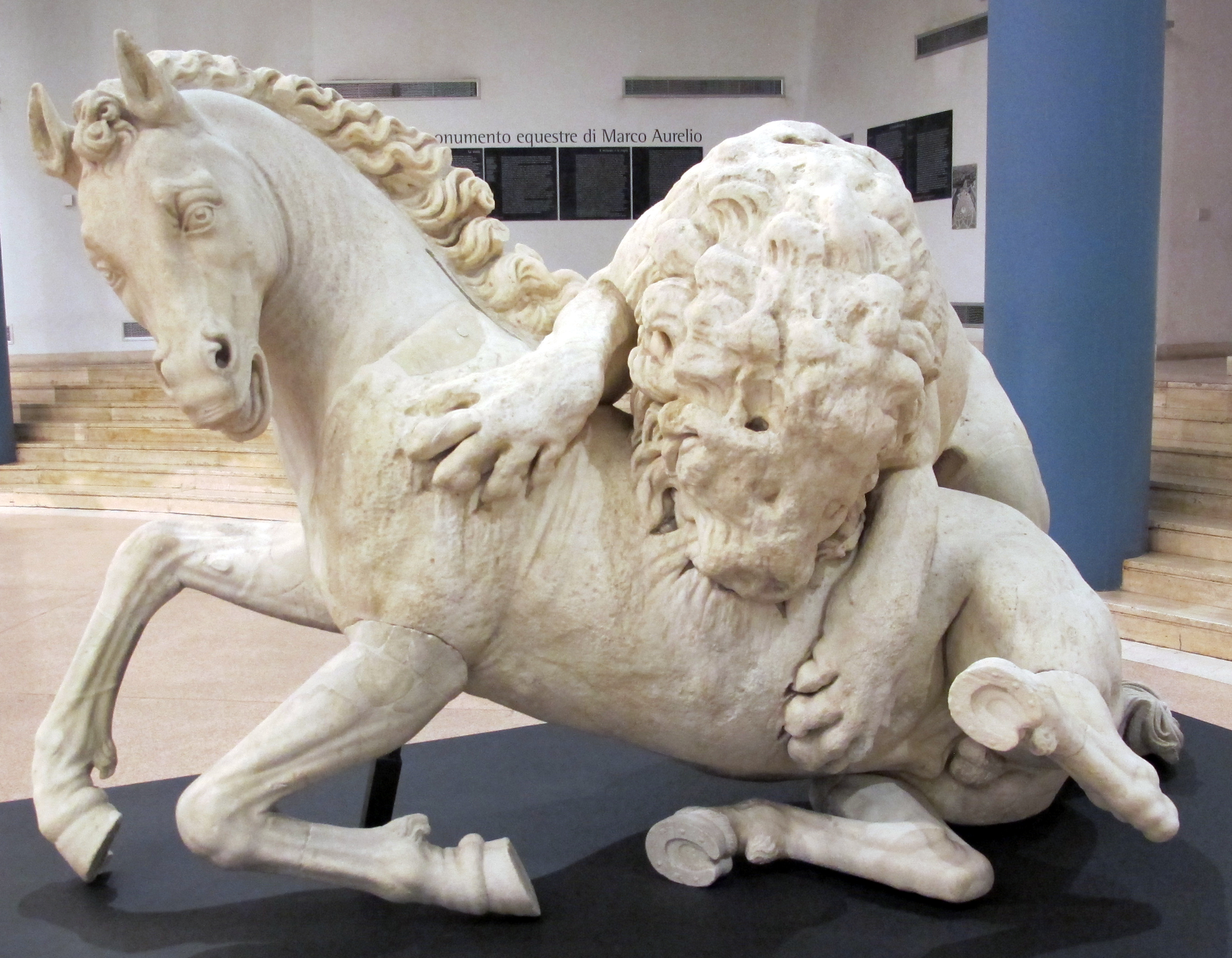
Lion mordant un cheval (époque hellénistique avec restaurations par Ruggero Bascapé de 1594).

#### Aire du temple de Jupiter capitolin (XXVI)
L'espace d'exposition présente les trouvailles des temples archaïques du VIe siècle av. J.-C. fouillés au milieu du XXe siècle dans l'aire de Sant'Omobono, avec un secteur qui illustre les résultats des fouilles les plus récentes effectuées dans les couches inférieures de cette zone de la colline du Capitole, documentant son occupation à partir du Xe siècle av. J.-C.

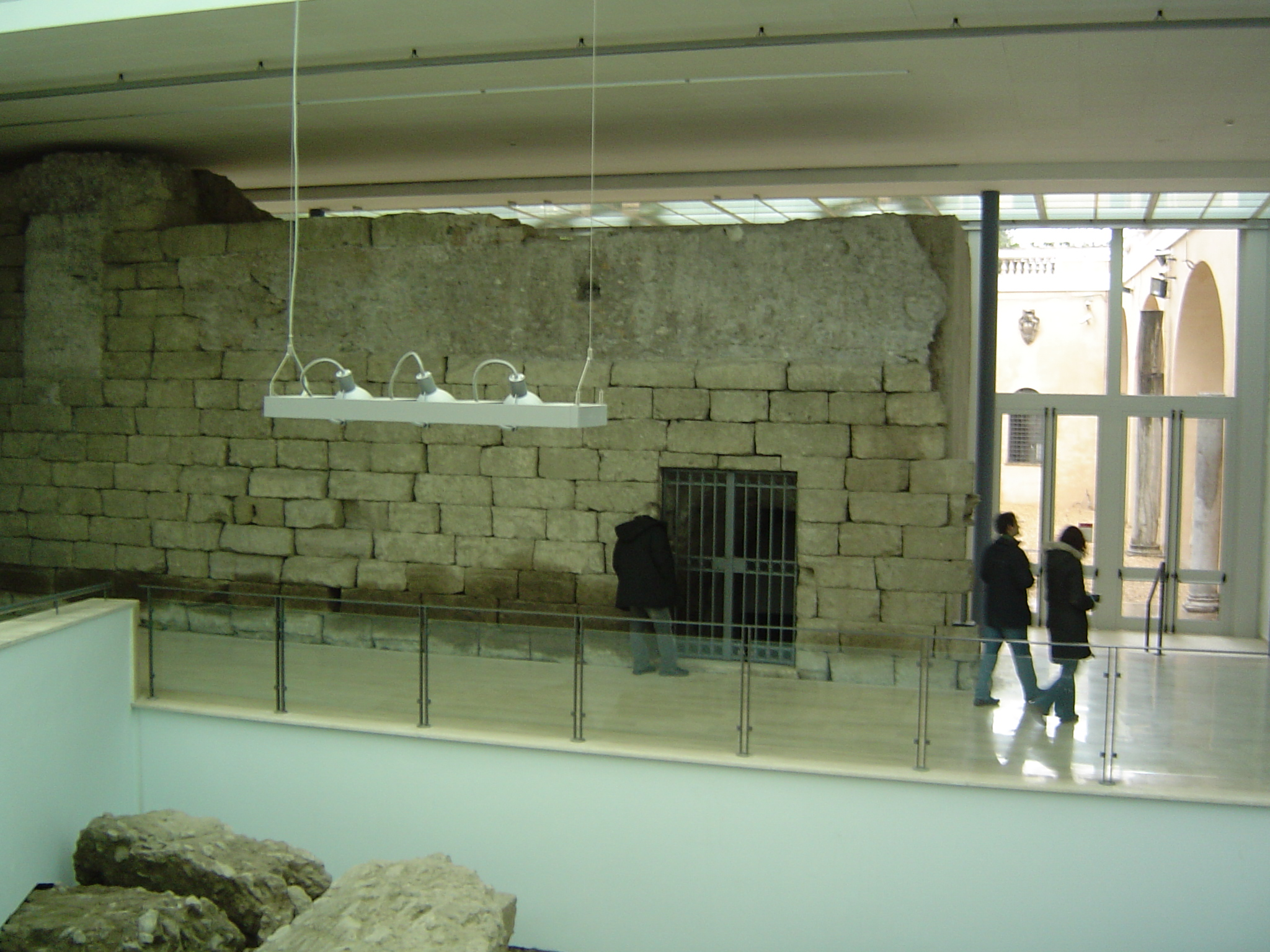
Nouvel aménagement autour des fondations du Temple de Jupiter.

### Deuxième étage:Pinacothèque Capitoline

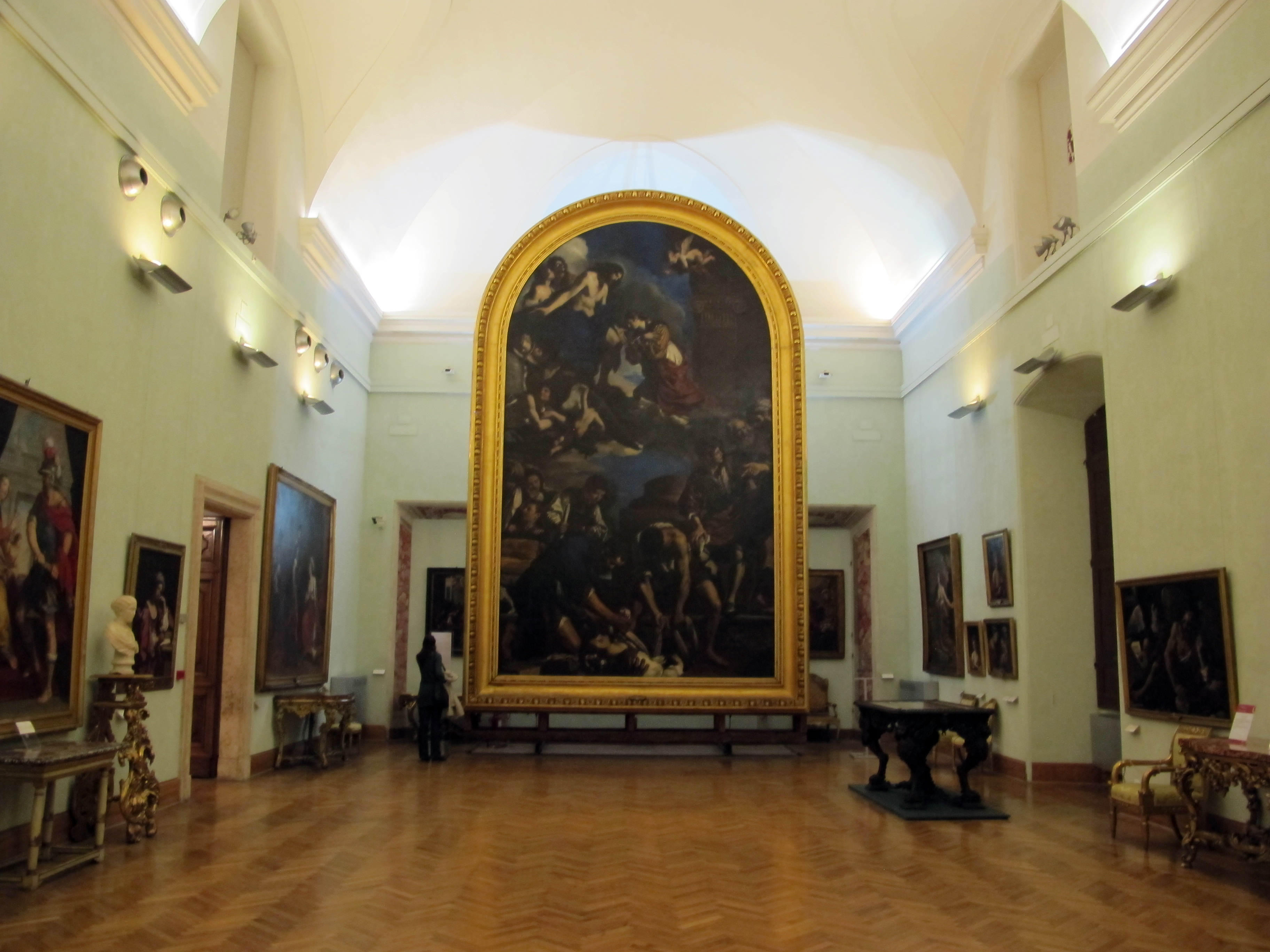
Salle avec L'enterrement et la gloire de sainte Pétronille de Guercino.

La Pinacothèque du Capitole, créée en 1750 et comprenant 9 salles, est la plus ancienne collection publique de tableaux. Elle a pour origine la collection de la famille Sacchetti et des princes Pio di Savoia. Elle fait partie du complexe des musées du Capitole. Le mérite de la création de la Pinacothèque est partagé entre le pape Benoît XIV et son secrétaire d'État, le cardinal Silvio Valenti-Gonzaga, l'un des principaux mécènes et collectionneurs de la Rome du XVIIIe siècle. En 1748, plus de 180 tableaux sont achetés à la famille Sacchetti, propriétaire de l'une des plus importantes collections romaines, la collection Sacchetti, constituée au XVIIe siècle par Marcello Sacchetti et son frère, le cardinal Giulio. Au fil du temps, le patrimoine de la Pinacothèque s'est considérablement étoffé grâce à l'arrivée de nombreux tableaux, venus au Capitole par des achats, des legs et des donations. Avec la donation Cini de 1880, de nombreux objets d'art décoratif entrent dans la collection, dont une remarquable collection de porcelaine. Administrée, au cours des cent premières années de sa vie par les structures pontificales du Camerlengato et des Palais sacrés apostoliques, la Pinacothèque du Capitole est sous la juridiction de la Municipalité de Rome depuis 1847. La collection contient des peintures de Titien, Le Caravage, Pierre Paul Rubens, Annibale Carracci, Guido Reni, Le Guerchin, Mattia Preti, Pierre de Cortone, Le Dominiquin, Giovanni Lanfranco, Dosso Dossi et Benvenuto Tisi.

## Palais Neuf

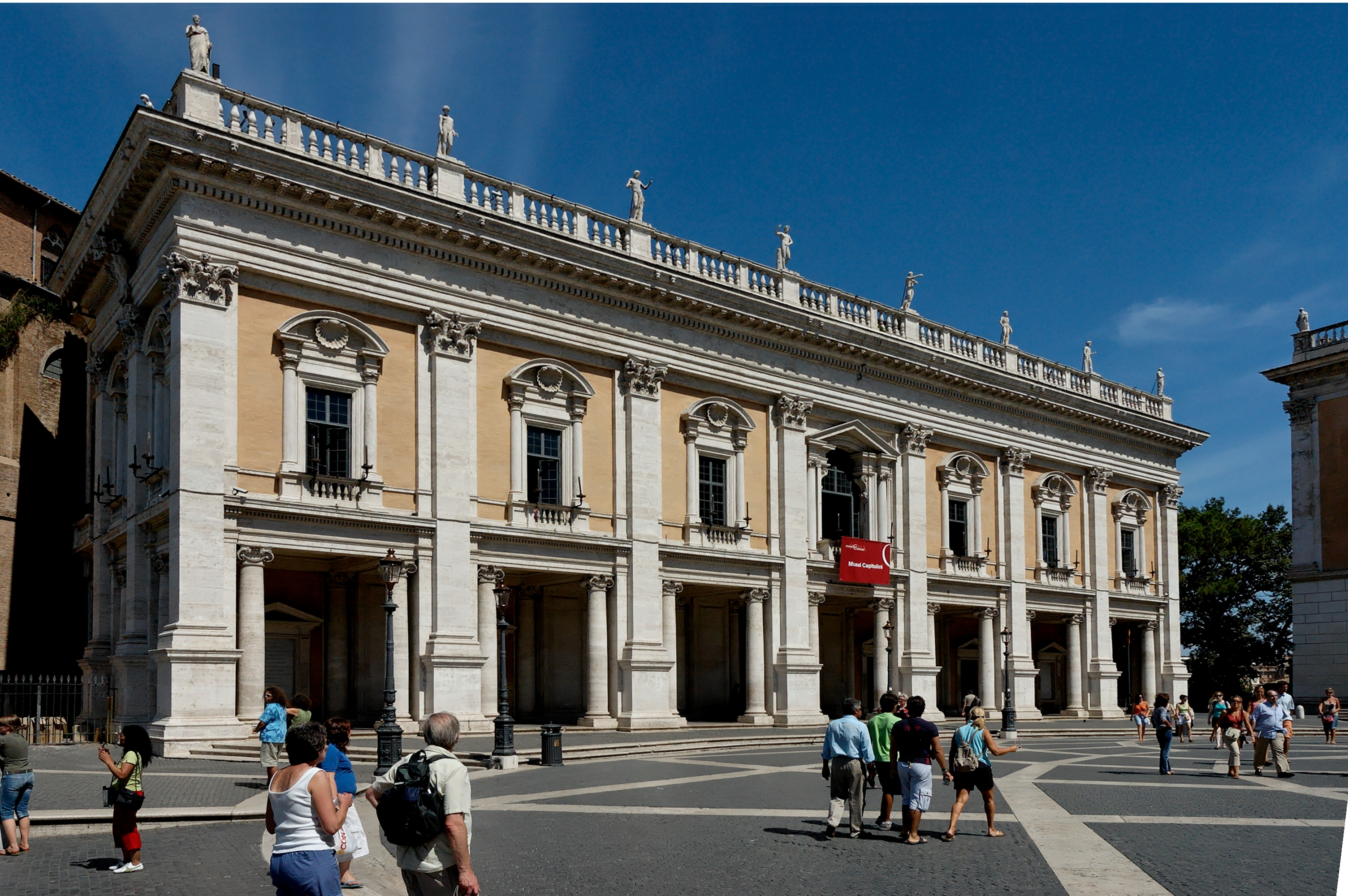
Façade du Palais Neuf.

Le Palais est dit Neuf car il a été construit pour compléter la place du Capitole, qui comprenait déjà le Palais Sénatorial et le Palais des Conservateurs.
Le palais ne fut construit qu'au XVIIe siècle, probablement en deux phases, sous la direction de Girolamo Rainaldi puis de son fils Carlo Rainaldi qui l'acheva en 1663. Cependant, le projet, au moins du corps de la façade, doit être attribué à Michel-Ange. Le musée du Palais Neuf fut inauguré en 1734. Il a été construit devant le Palais des Conservateurs (fermant la vue de la basilique Santa Maria in Aracœli depuis la place) dont il reproduit fidèlement la façade conçue par Michel-Ange avec le portique au rez-de-chaussée et l'orientation légèrement oblique, par rapport au Palais Sénatorial, afin de compléter la conception symétrique de la place caractérisée par une forme trapézoïdale. Depuis le XIXe siècle, il est utilisé à des fins muséales. Les décorations intérieures en bois et stuc doré sont toujours celles d'origine.

### Atrium
L'espace intérieur au rez-de-chaussée abrite un portique avec de grandes statues (comme celle de Minerve ou de Faustine l'Ancienne-Cérès), appartenant autrefois à la Collection du Belvédère du Vatican et plus tard donnée à la ville de Rome.

### Cour (cortile)
Au milieu de l'atrium se trouve la cour, où est installée la fontaine surmontée de la statue de Marforio, du nom de sa découverte au XVIe siècle, dans le Forum de Mars (Martis Forum, nom que les anciens attribuaient au Forum d'Auguste). Le Marforio a été placé dans la cour entouré de statues antiques ; deux niches rectangulaires encadrées de travertin accueillent, après divers remaniements, les deux statues de satyres portant une corbeille de fruits sur la tête. Il s'agit de deux statues-miroir représentant le dieu Pan, probablement utilisées comme atlantes dans la structure architecturale du théâtre de Pompée, et conservées pendant une longue période non loin du lieu de découverte, dans la cour du Palazzo della Valle (sans surprise elles sont appelés les Satyres de la Vallée). Le traitement du marbre et le rendu du modelé permettent de les dater de la fin de l'époque hellénistique.
Clément XII apposa, en 1734, une plaque commémorative pour l'inauguration des musées du Capitole, sur la nouvelle fontaine au fond de la cour, la surmontant de ses propres armoiries.
Est également conservée dans la cour une statue colossale de Mars, trouvée au XVIe siècle au Forum de Nerva. Identifié jusqu'au XVIIIe siècle à Pyrrhus Ier, roi d'Épire, il fut plus tard reconnu comme le dieu de la guerre en tenue militaire, sur l'armure duquel sont sculptés deux griffons ailés et une méduse. Un groupe caractérisé par Polyphème tient un jeune prisonnier à ses pieds.

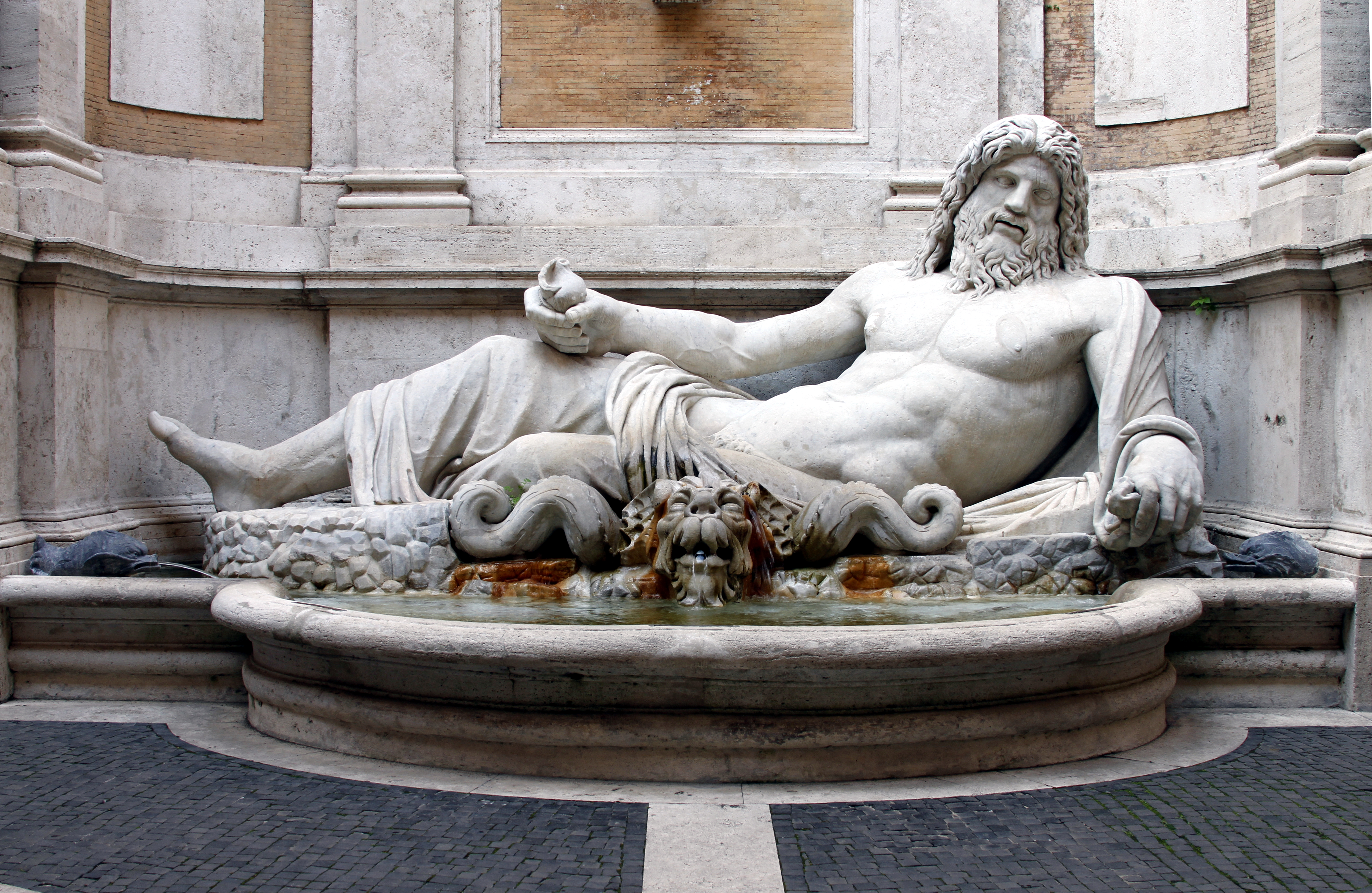
Statue de Marforio.
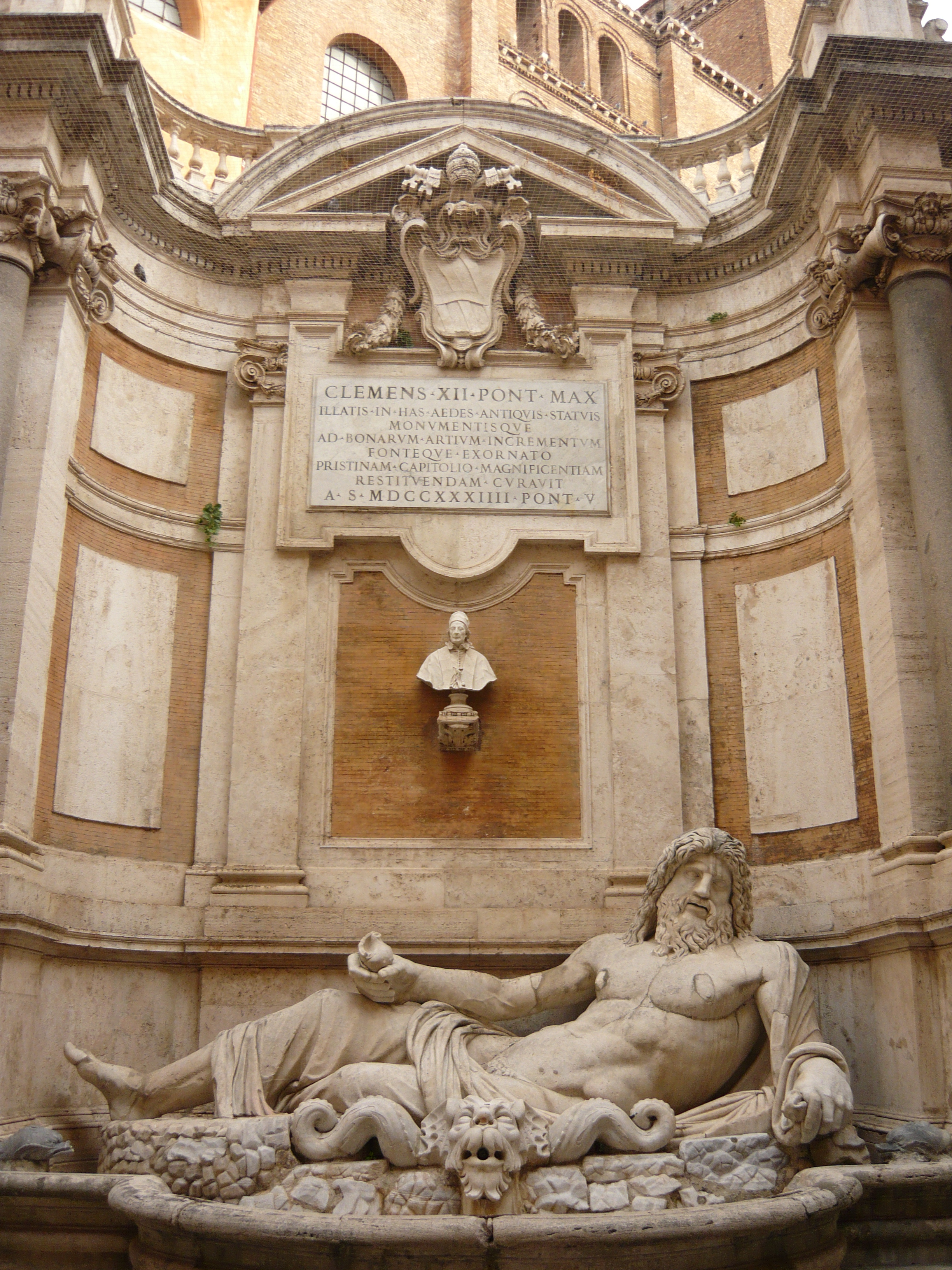
Plaque commémorative pour l'inauguration des musées du Capitole (1734).
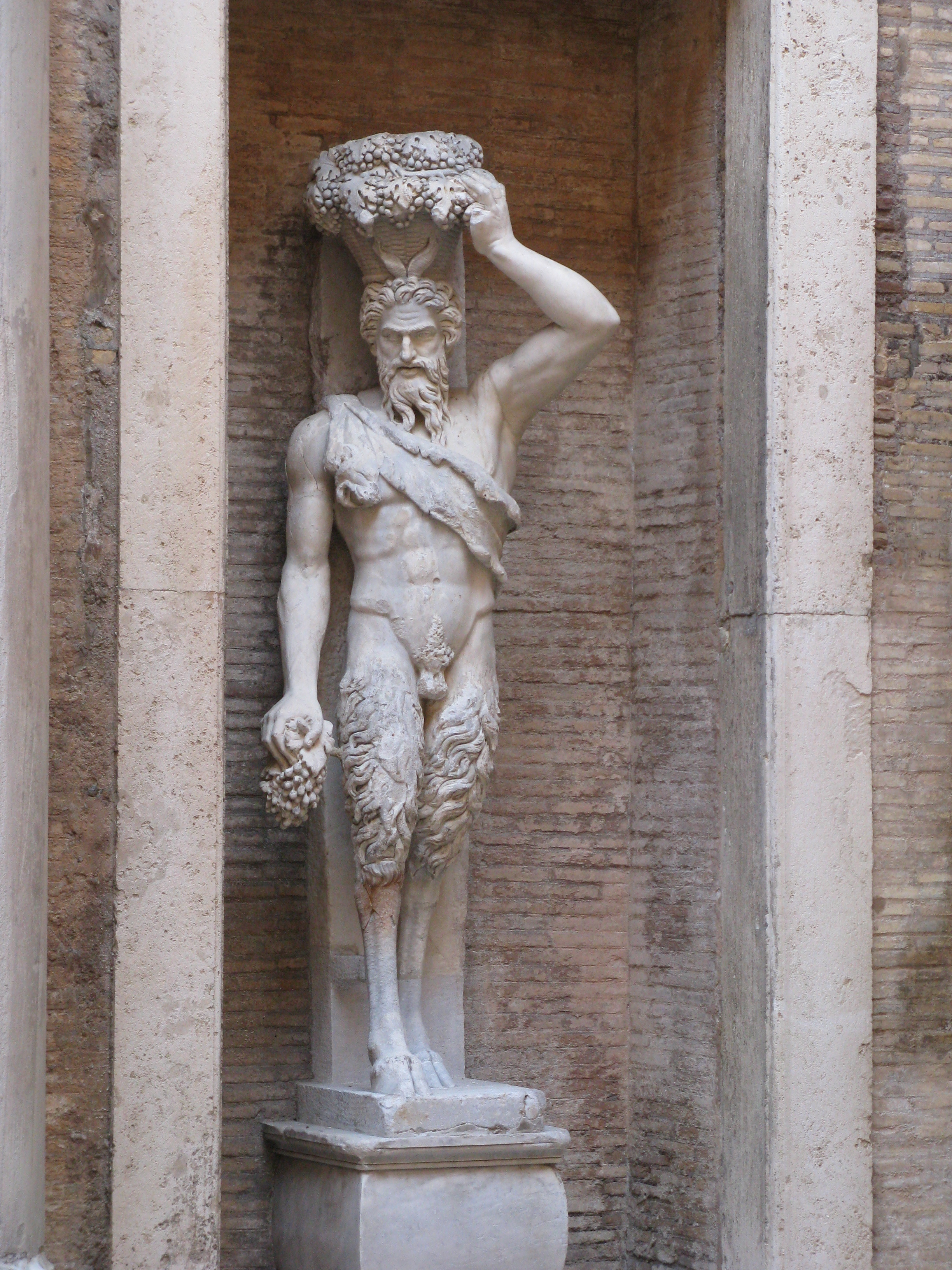
Pan.
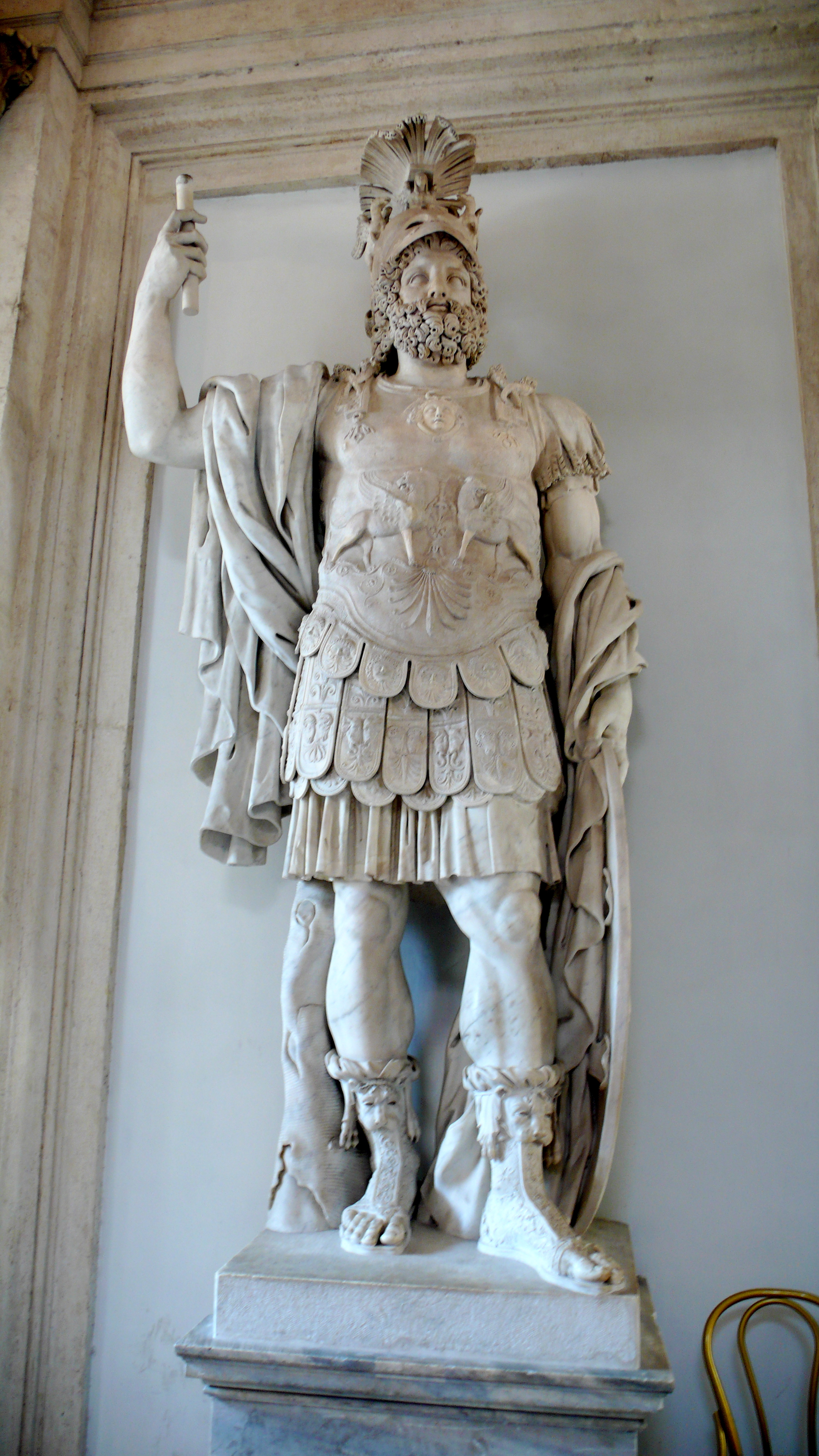
Statue colossale de Mars.

### Salle des monuments égyptiens
Pendant le pontificat de Clément XI, une série de statues ont été acquises qui ont été trouvées dans le domaine de la Villa Verospi Vitelleschi (Jardins de Salluste) où elles ornaient le pavillon égyptien construit par l'empereur romain Hadrien. Elle se composait de quatre statues, qui ont été placées dans le Palais neuf, mais plus tard (à partir de 1838), presque toutes les sculptures égyptiennes ont été transférées au Vatican.
La salle des monuments égyptiens est maintenant accessible par la cour ; derrière un grand mur de verre se trouvent les grandes œuvres en granit. Parmi les œuvres les plus représentatives, un grand vase en forme de cloche de la Villa d'Hadrien et une série d'animaux symbolisant les dieux égyptiens les plus importants : le crocodile, deux cynocéphales, un épervier, un sphinx, un scarabée, etc.

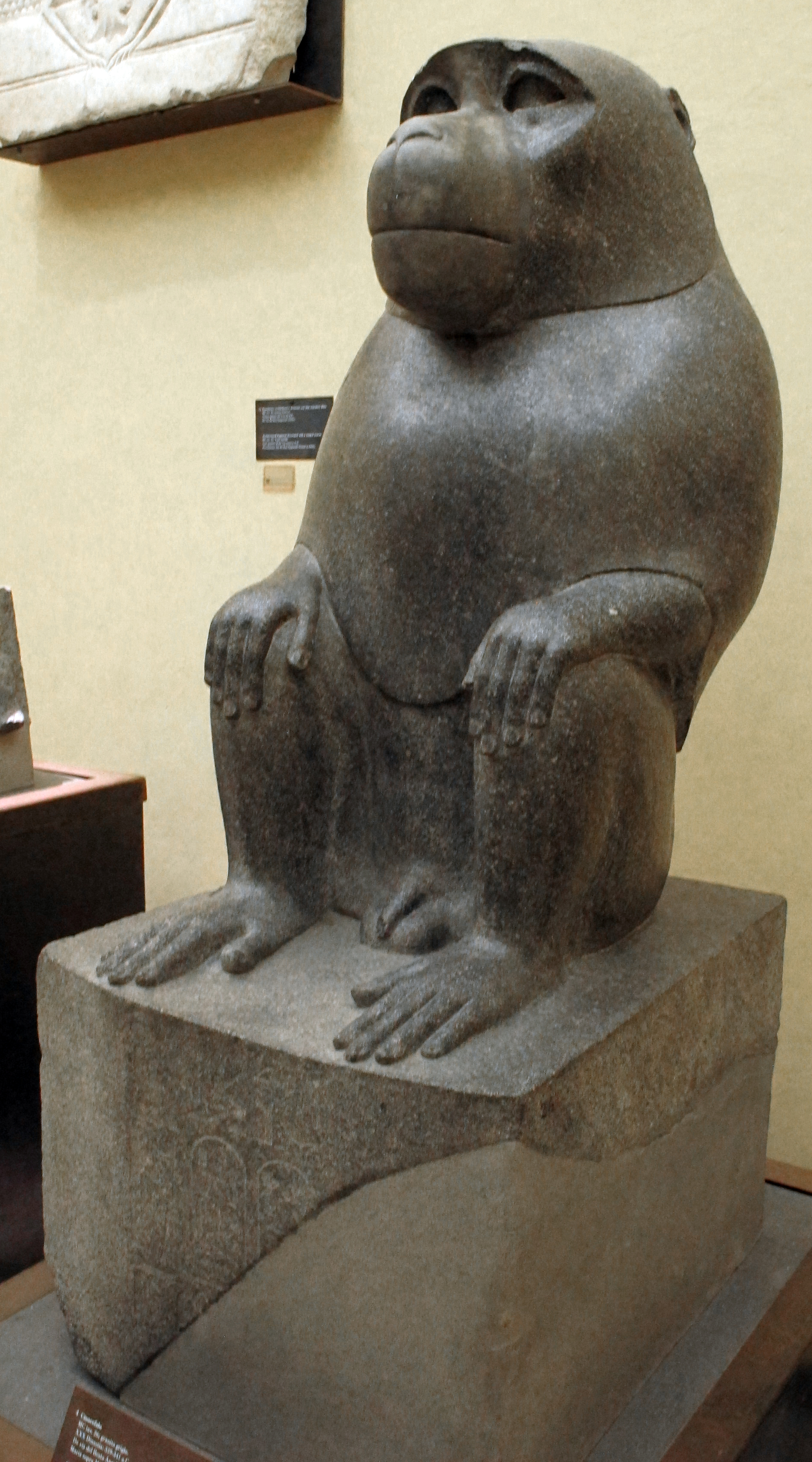
Cynocéphale.
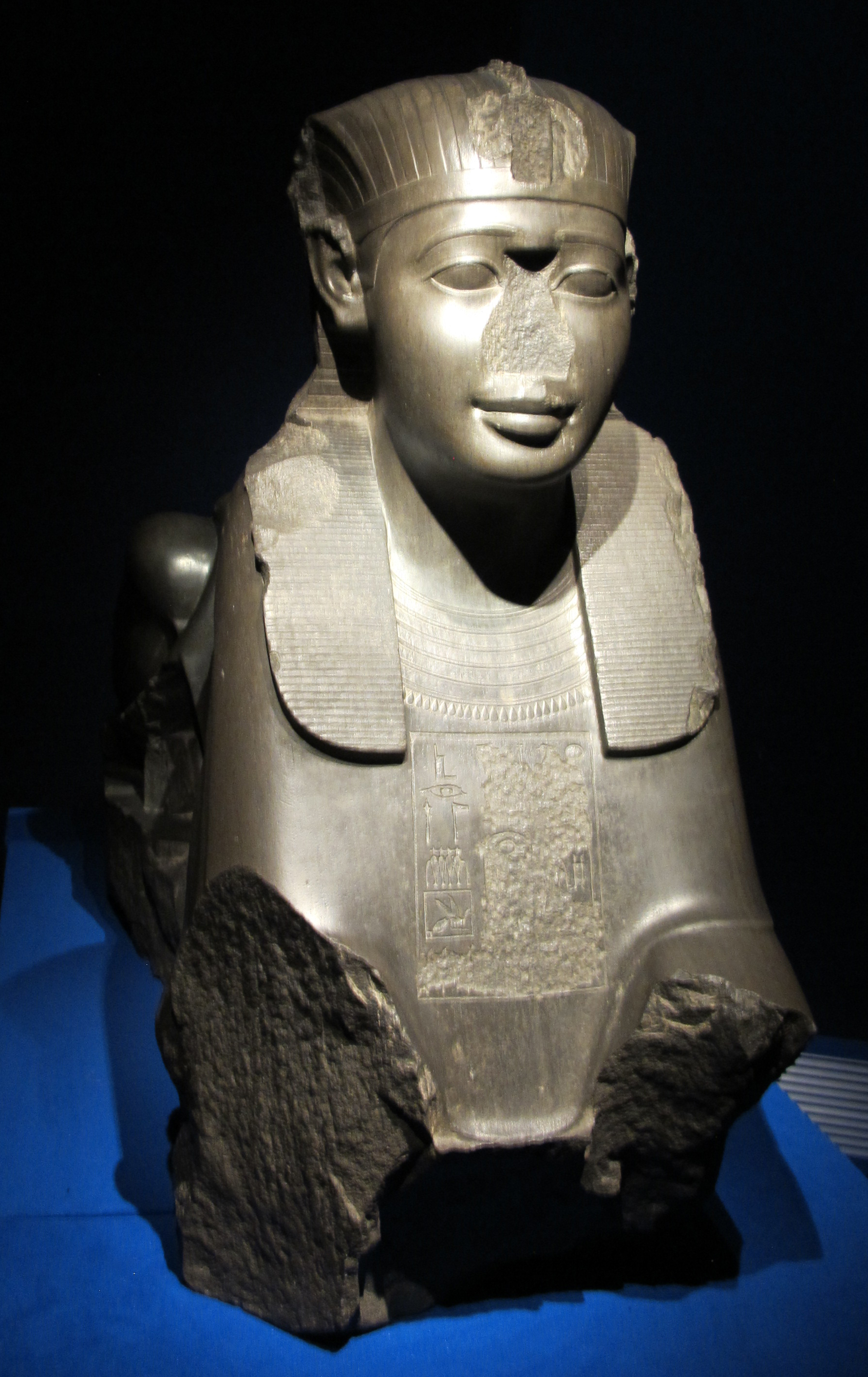
Sphinx du pharaon Amasis de la XXVIe dynastie.
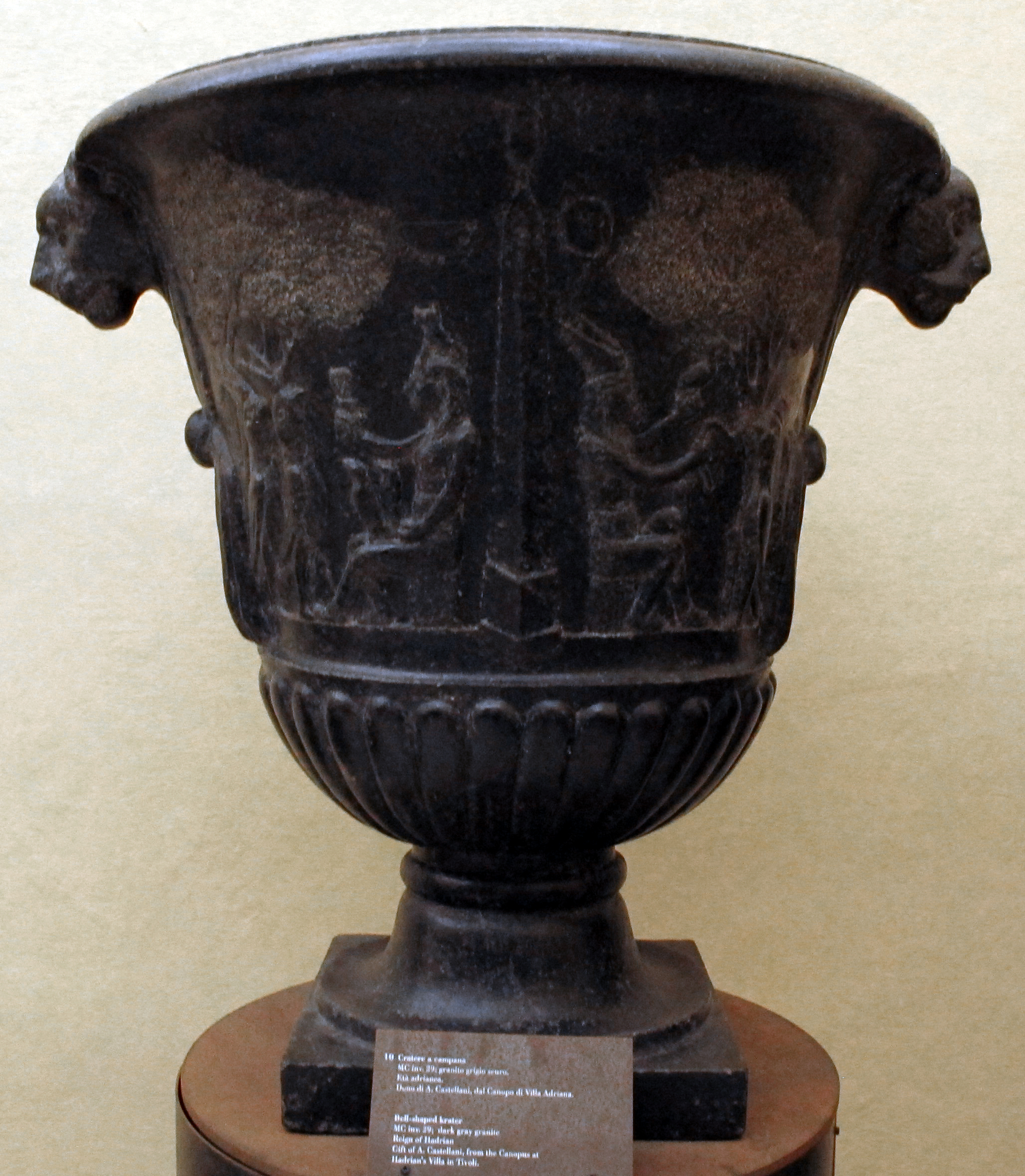
Vase en cloche de la Villa d'Hadrien.

### Salles terrene à droite
La dénomination de « salles terrene » identifie les trois salles du rez-de-chaussée à droite de l'atrium qui abritent des monuments épigraphiques d'un intérêt considérable dont des fragments de calendriers romains post-césariens montrant la nouvelle année que Jules César a défini comme comportant 365 jours, ainsi que des listes de magistrats, les Fasti Minori, en relation avec les plus célèbres Fastes consulaires (Fasti consulares), conservés dans le palais des Conservateurs.
La première salle conserve de nombreux portraits de particuliers romains, parmi lesquels peut-être celui de Germanicus, fils de Nero Claudius Drusus, ou de Drusus lui-même ; le cinéraire de T. Statilio Apro et Orcivia Anthis et le sarcophage avec des reliefs représentant un épisode de la vie d'Achille.

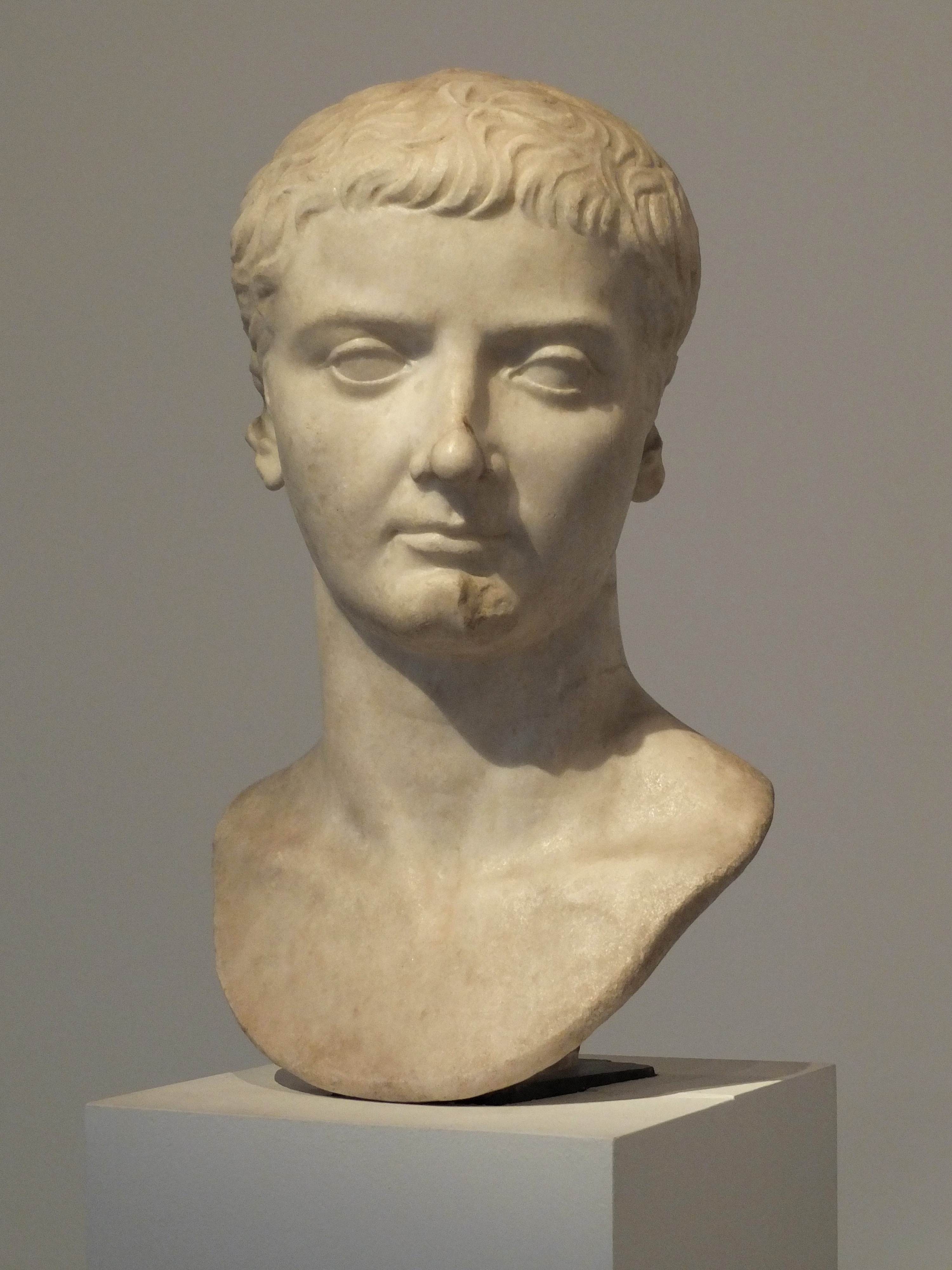
Buste de Tibère jeune, beau-fils et successeur d'Octave Auguste.
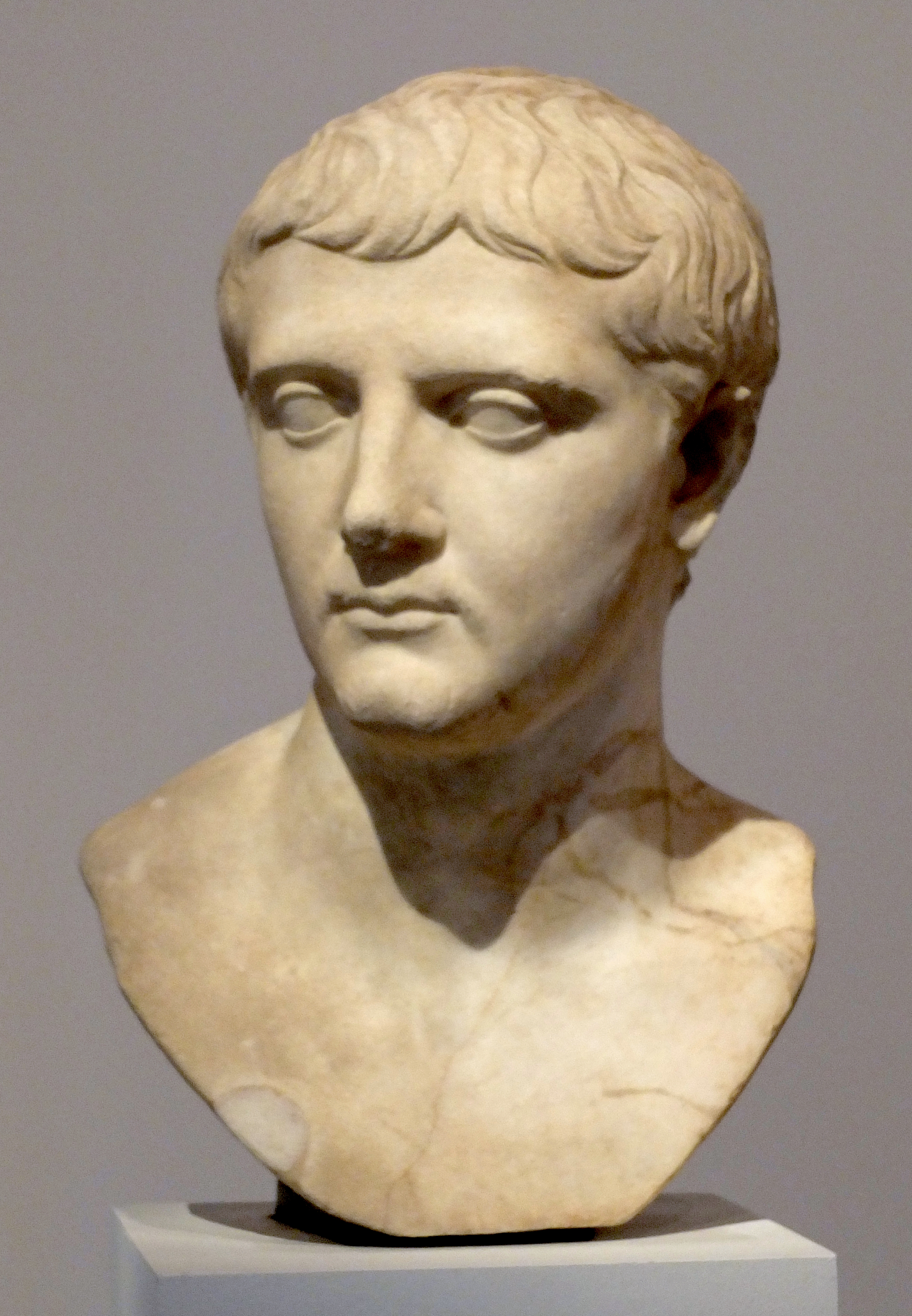
Buste du jeune Drusus (38-9 av. J.-C.), beau-fils d'Octave Auguste, ou peut-être aussi de son fils Germanico Giulio Cesare.

### Escalier

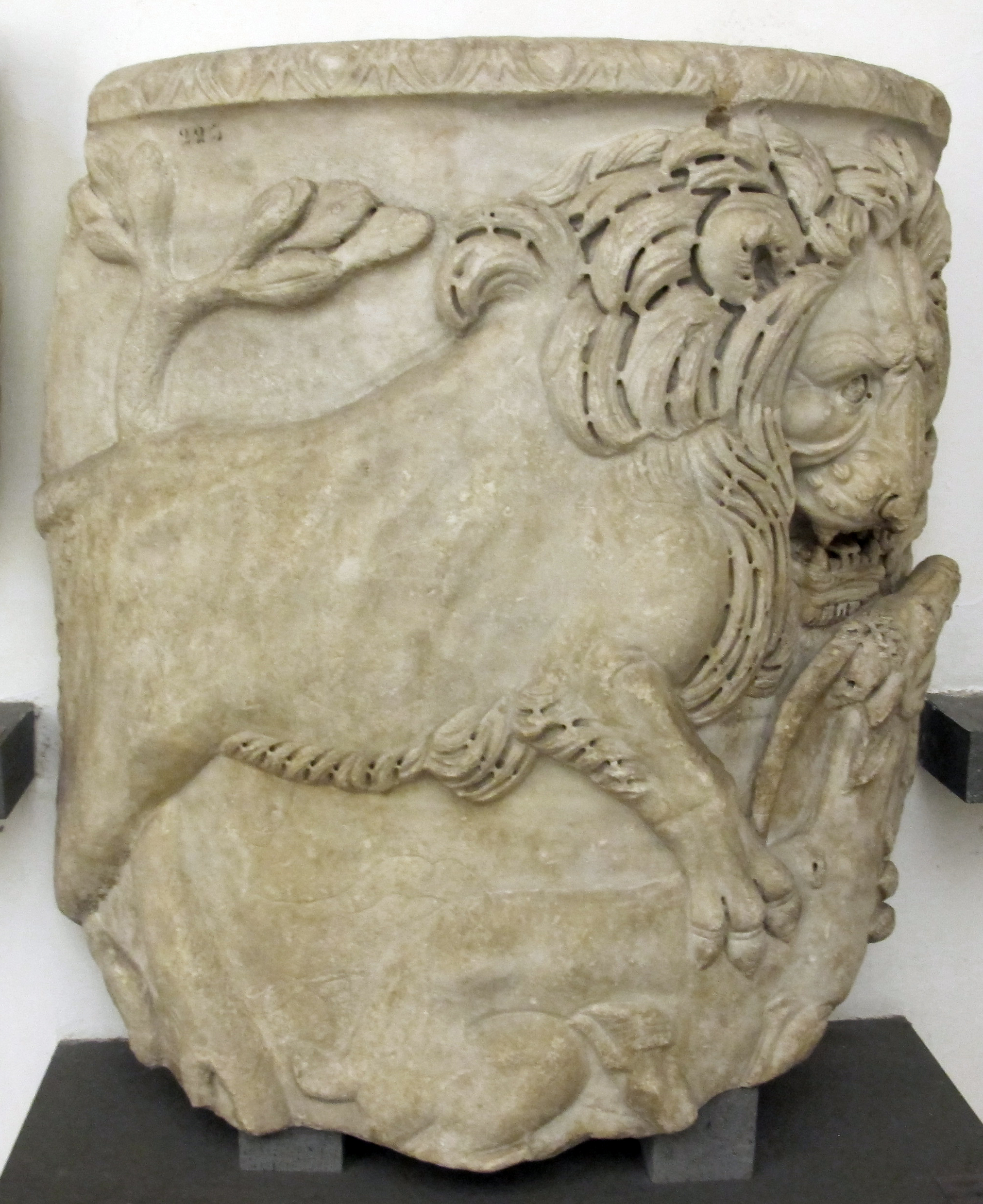
Fragment de sarcophage avec lion et antilope (IIIe siècle).
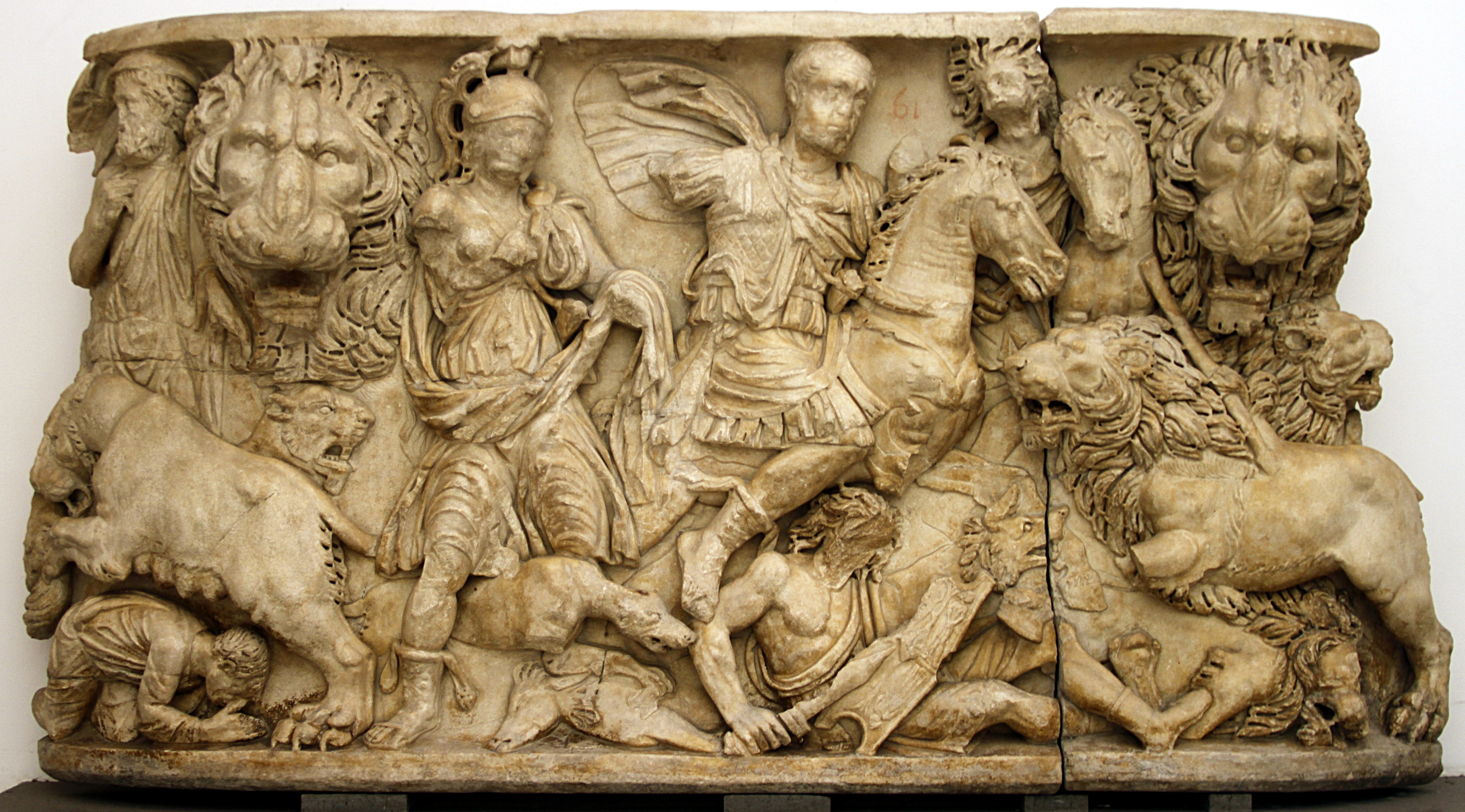
Sarcophage de la chasse au lion (escalier).
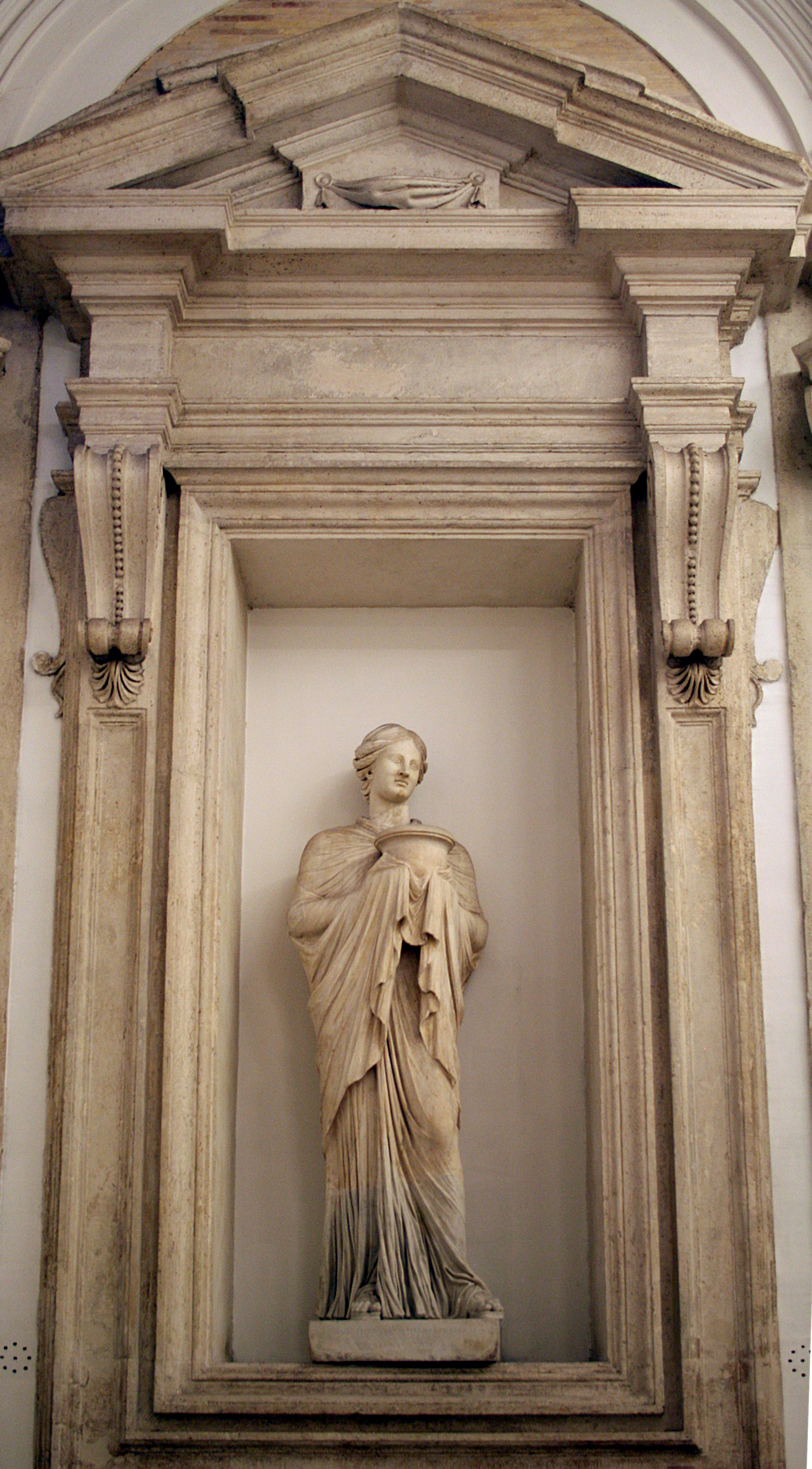
Prêtresse, d'après un original du IIe siècle av. J.-C., de la Villa d'Hadrien.
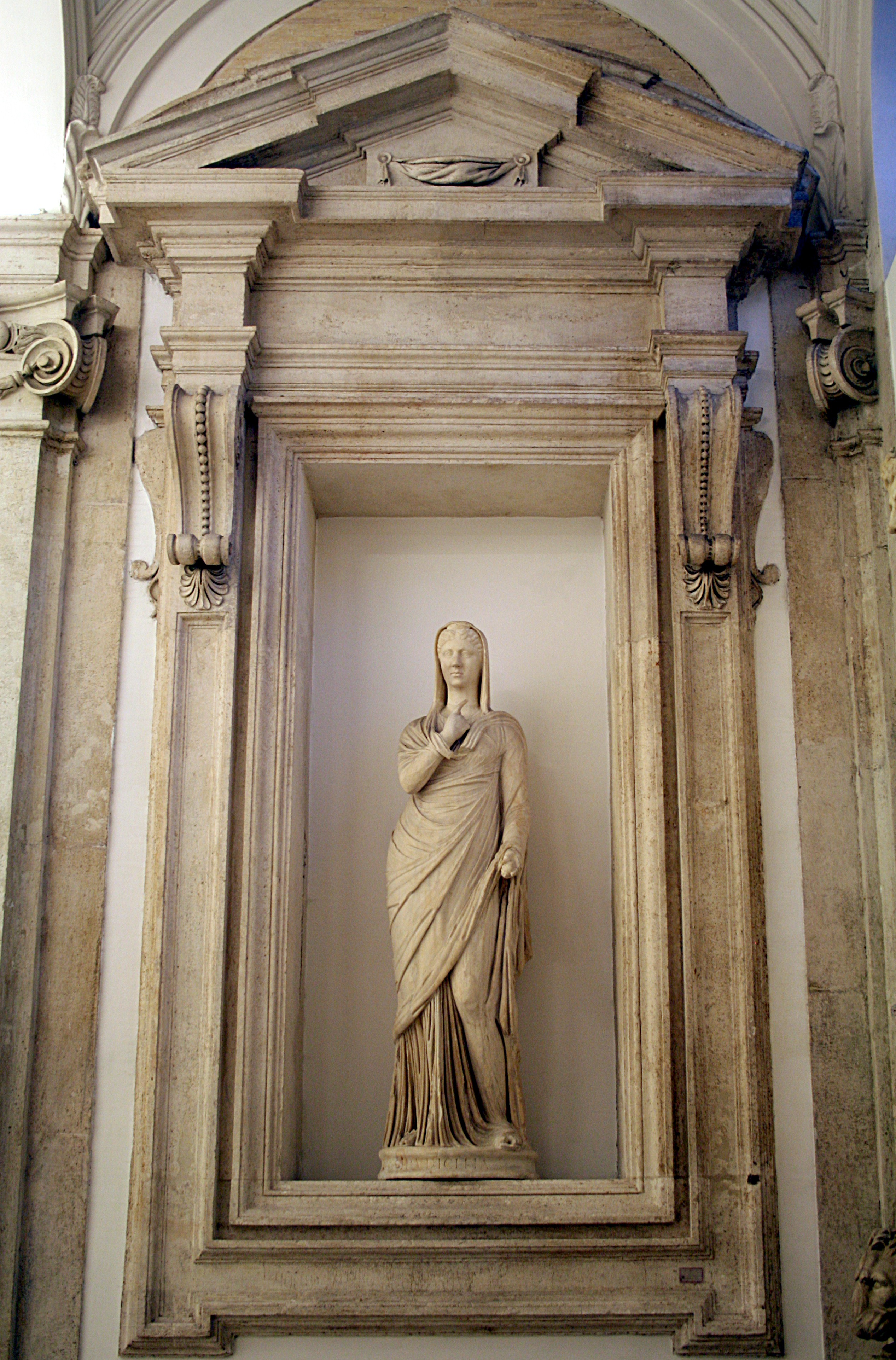
Statuette féminine.

### Galerie
La Galerie commence au bout du double escalier et abrite une centaine de sculpture. La longue Galerie, qui longe en longueur le premier étage du palais, relie les différentes salles d'exposition et offre au visiteur une collection large et variée de statues, portraits, reliefs et épigraphes disposés de manière désinvolte par les conservatoires du XVIIIe siècle, avec un œil tourné davantage vers la symétrie architecturale et l'effet ornemental global que vers l'historique, l'artistique et l'archéologie.
De petites épigraphes sont insérées sur les murs, à l'intérieur de panneaux, dont un grand groupe du columbarium des affranchis de Livie.
De nombreuses statues se trouvent dans la Galerie comme celle d'Hercule restaurée en Hercule tuant l'Hydre de Lerne (marbre, copie romaine d'un original grec du IVe siècle av. J.-C. restauré en 1635 ; en provenance de l'Église Sant'Agnese in Agone à Rome) ; le fragment de jambe d'Hercule combattant l'Hydre (fortement remanié lors de la restauration du XVIIe siècle) ; la statue d'un guerrier blessé, aussi connu sous le nom de lanceur de disque capitolin (dont seul le torse est ancien, tandis que le reste est l'œuvre de la restauration effectuée entre 1658 et 1733 par Pierre-Étienne Monnot ; il pourrait s'agir d'une copie de celle du Discobole de Myron ; il a pu être restauré sur le modèle des statues de Pergame dites les « petits barbares »); la statue de Léda au cygne (représentation de Zeus), dont le thème est érotique (la statue pourrait être une copie romaine du groupe attribué à Timothéos dès le IVe siècle av. J.-C.) ; statue d'un Héraclès enfant étranglant le serpent (vers 150-200, collection du cardinal Alessandro Albani) qui a récemment été reconnue dans un jeune Caracalla ou encore dans le fils de Marc-Aurèle, Marcus Annius Verus Caesar ; Éros à l'arc (copie romaine de Lysippe, provenant de Tivoli) ; statue d'une vieille Femme ivre, sculpture en marbre datable de 300-280 av. J.-C., connue des copies romaines, parmi lesquelles les meilleures sont à la Glyptothèque de Monaco (h 92 cm) et aux musées du Capitole à Rome.

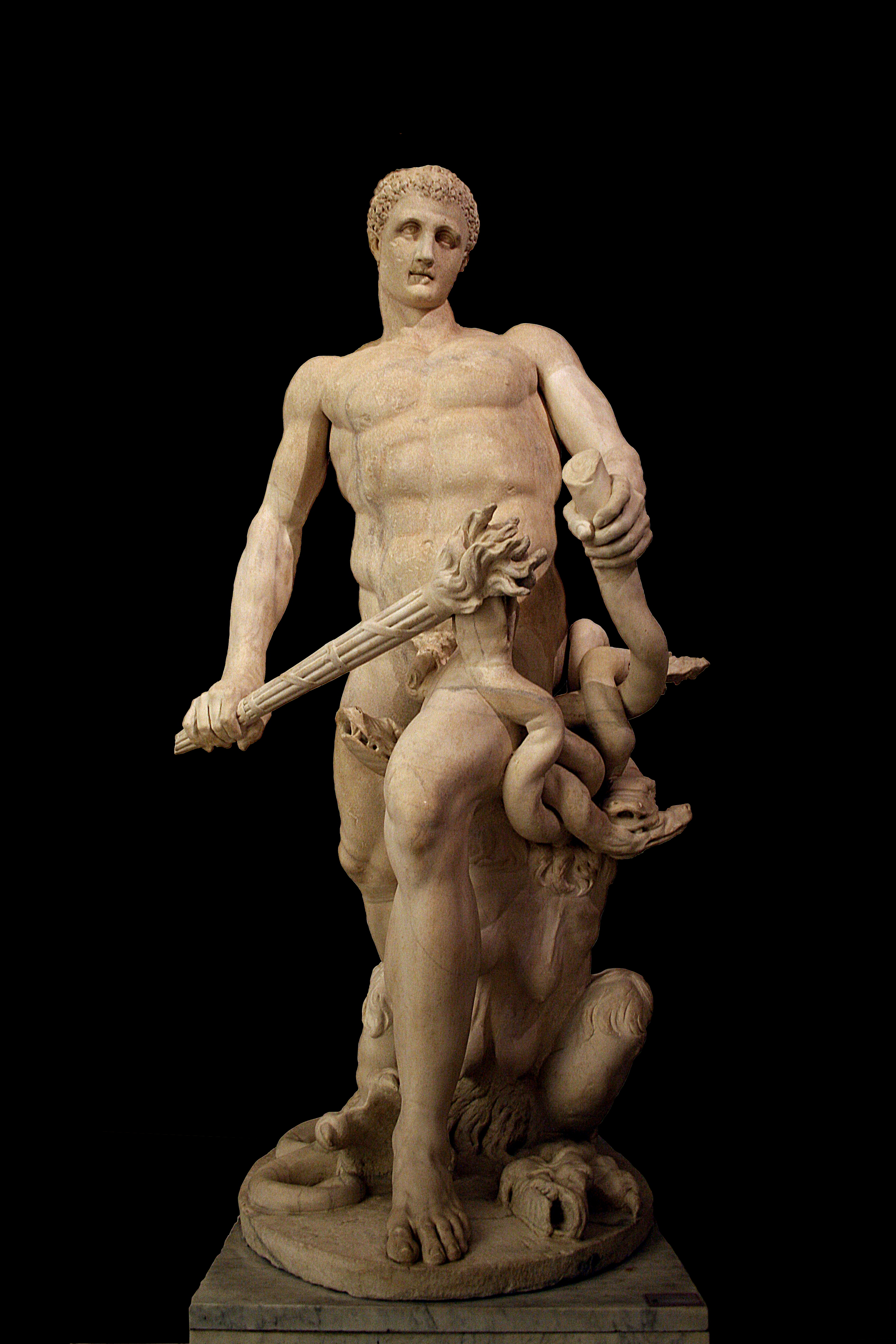
Statue d'Hercule restaurée en Hercule terrassant l'Hydre.
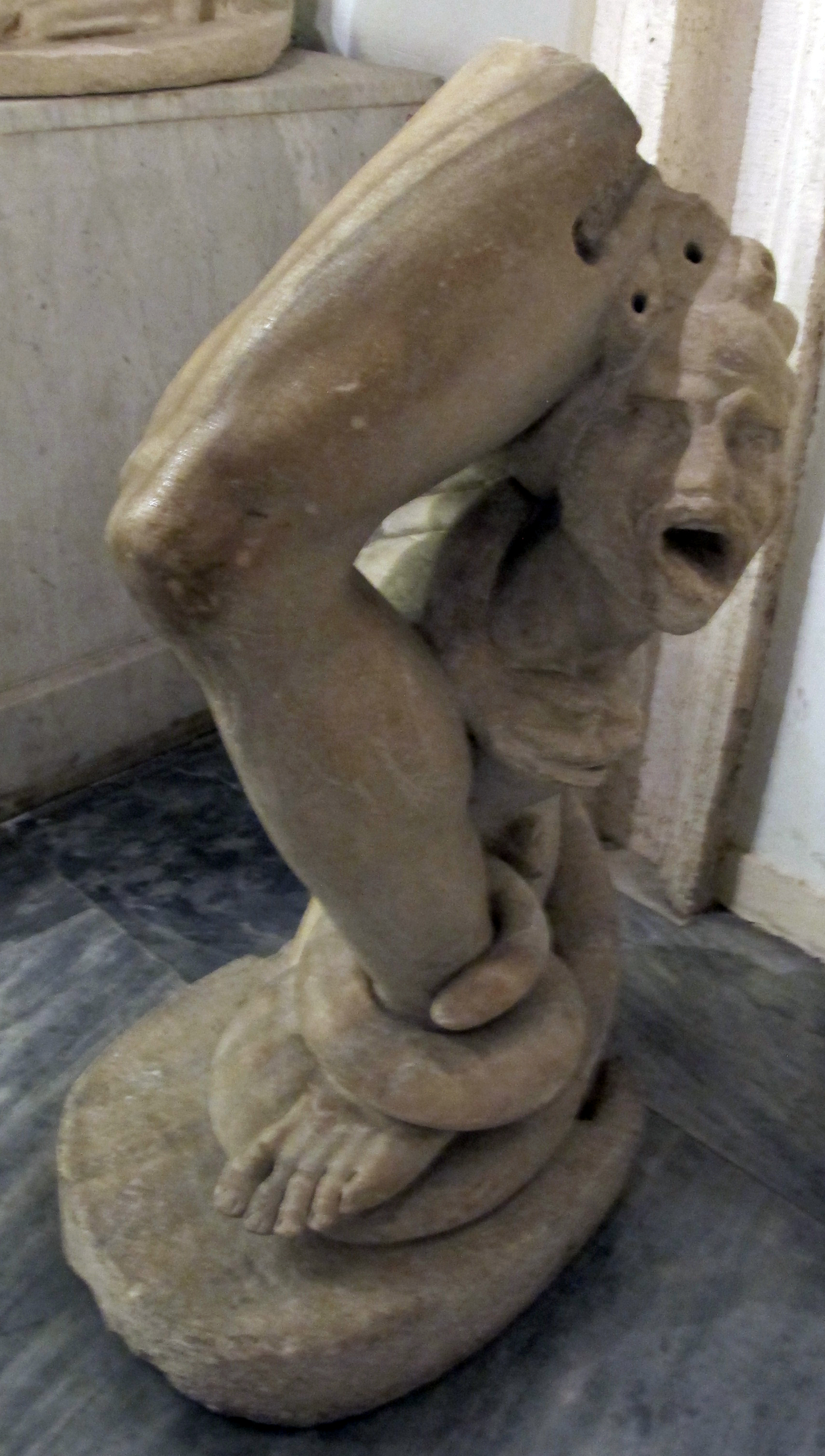
Fragment de jambe d'Hercule (restauration peut-être abandonnée au XVIIe siècle).
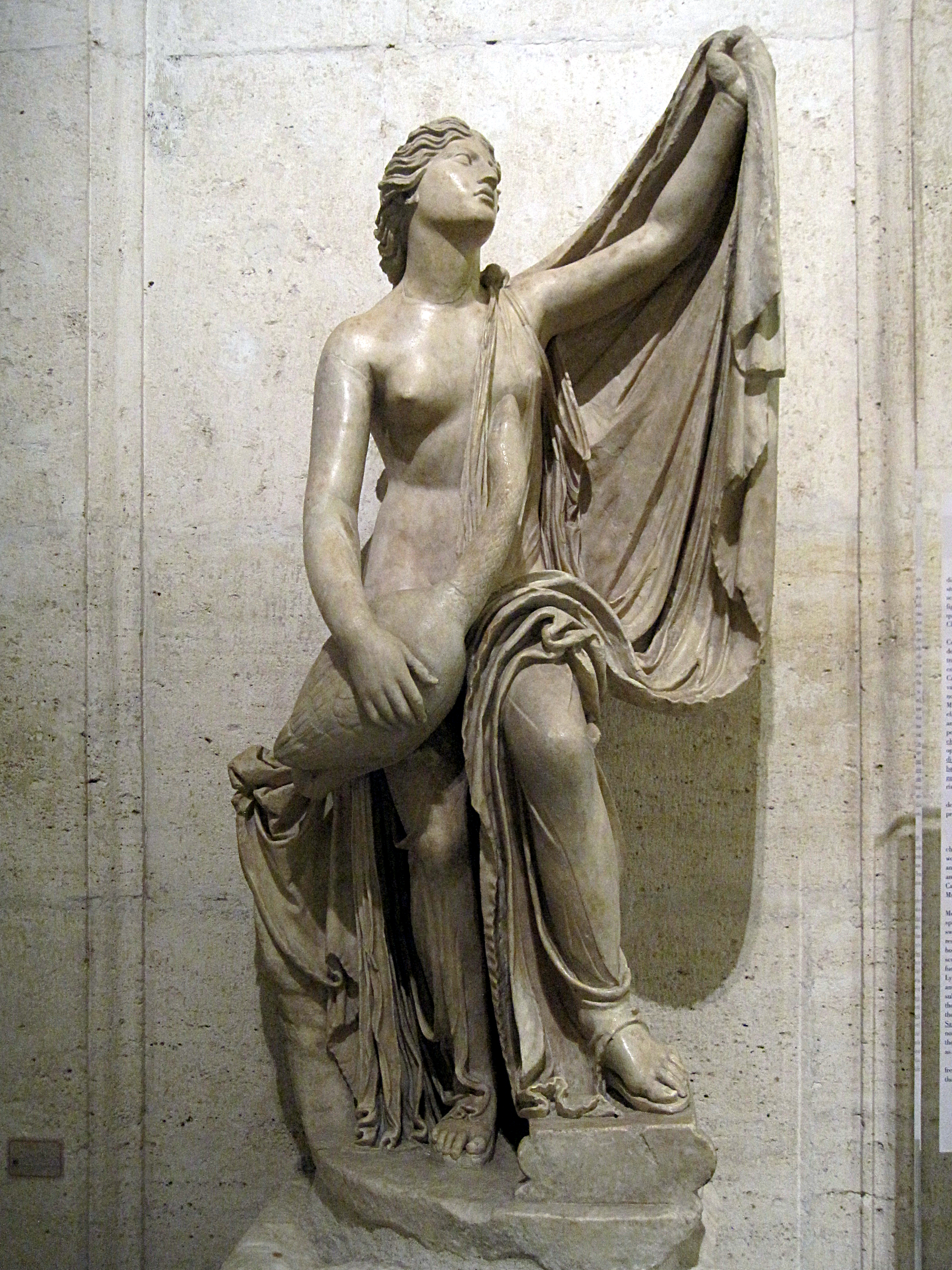
Statue de Léda avec le cygne.
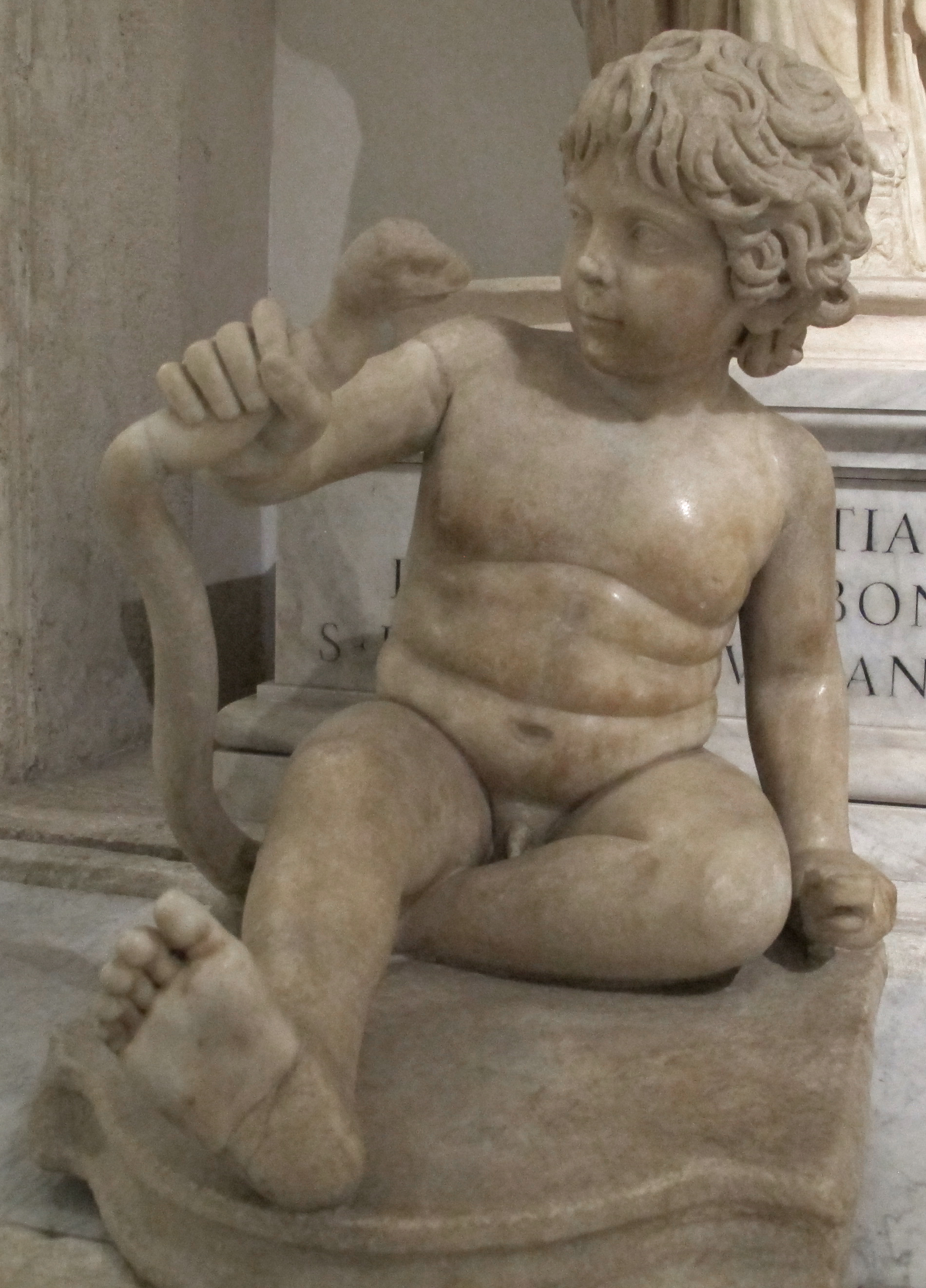
Hercule enfant étranglant un serpent.
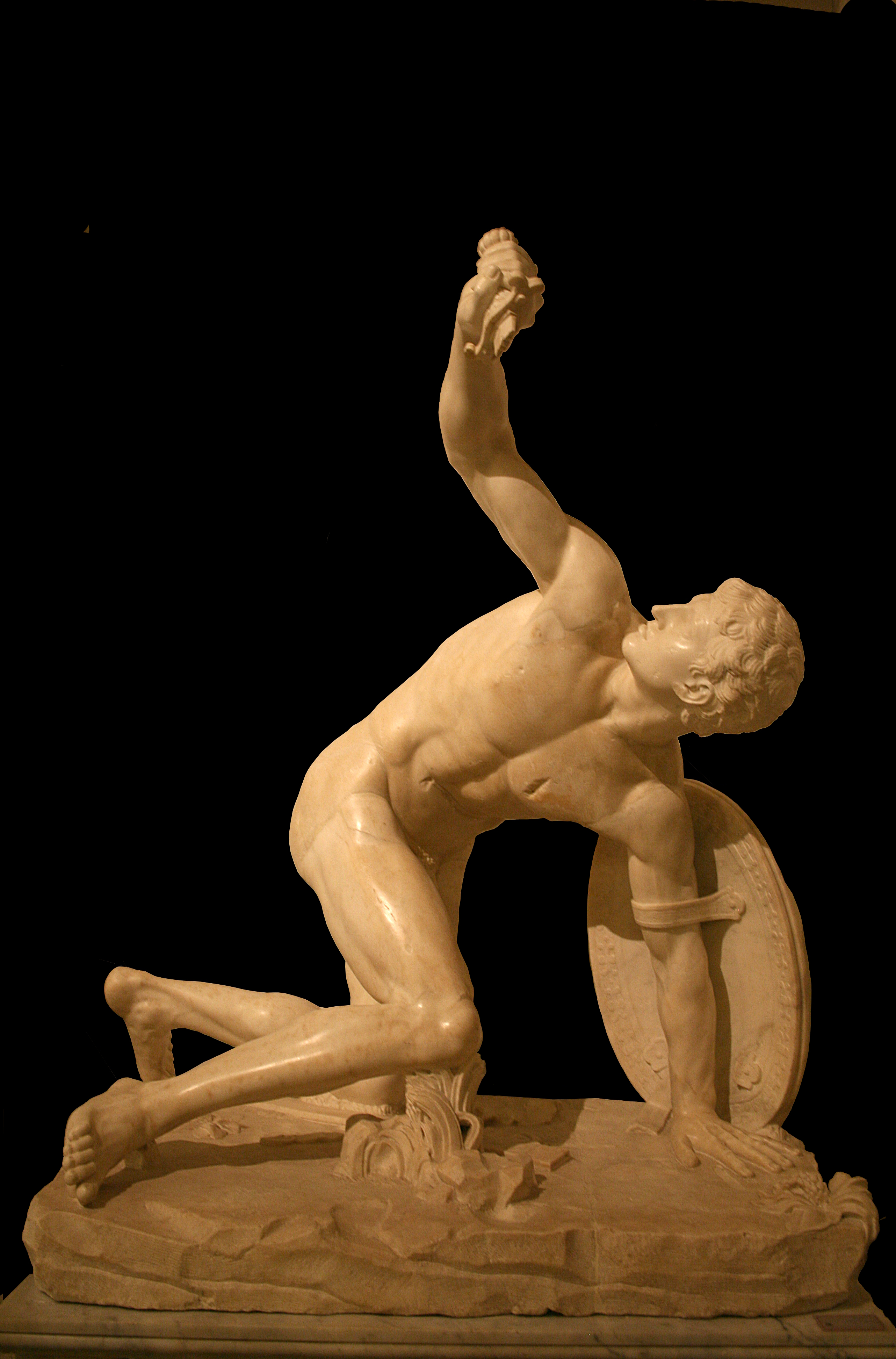
Statue d'un guerrier blessé ou Lanceur de disque du Capitole.
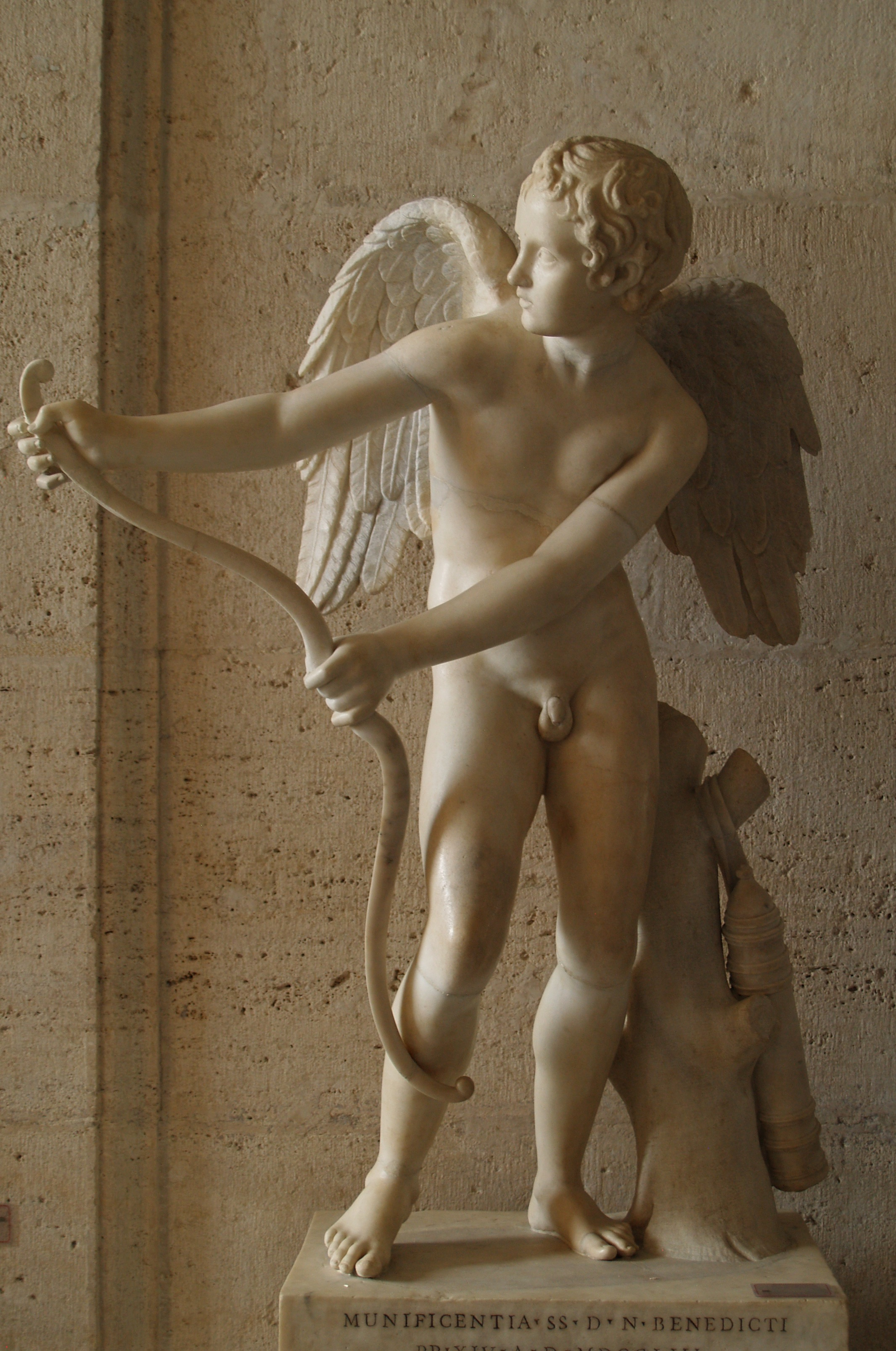
Eros à l'arc.
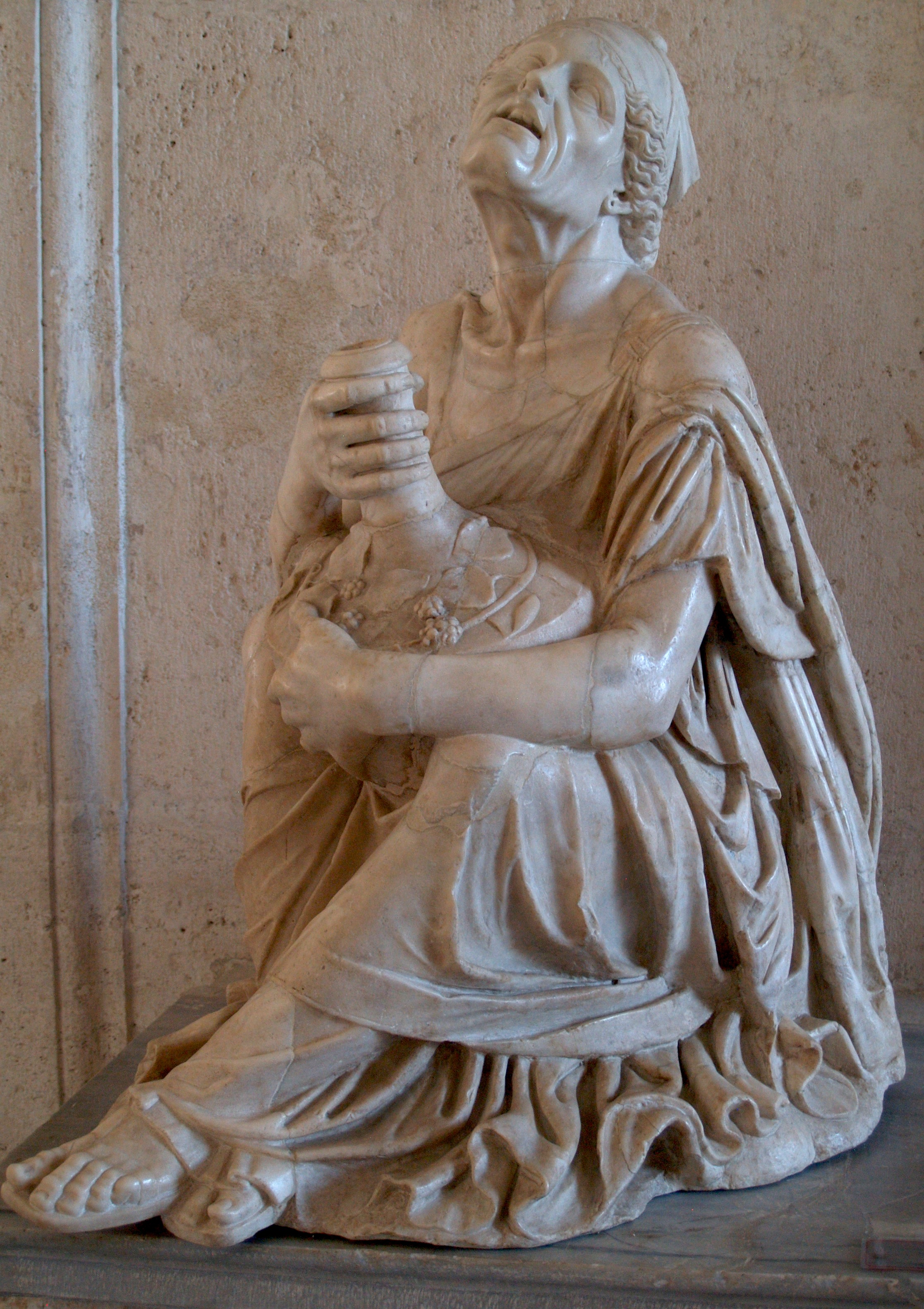
Statue d'une vieille femme ivre.

### Salle des Colombes
La salle tire son nom de la célèbre mosaïque au sol : la mosaïque des colombes, trouvée à Tivoli à la Villa d'Hadrien et qui est attribuée à un mosaïste grec nommé Sôsos de Pergame. Les œuvres qui y sont contenues appartenaient pour la plupart à la collection du cardinal Alessandro Albani, dont l'acquisition est à l'origine des musées du Capitole. La disposition des portraits masculins et féminins, dont un portrait de l'empereur romain Trajan et un portrait masculin de l'époque républicaine, le long des étagères qui courent sur tout le périmètre du mur de la pièce, remonte à un projet d'exposition du XVIIIe siècle et est toujours visible, malgré quelques changements imperceptibles. La disposition des inscriptions sépulcrales romaines disposées dans la partie supérieure des murs, datant du milieu du XVIIIe siècle, n'a jamais été modifiée. À l'intérieur de la pièce sont conservés :
- La tabula de bronze (IIIe siècle) avec laquelle le Collegio dei Fabri de Sentinum (Sassoferrato, Marches) a décerné à Coretius Fuscus le titre honorifique de patronus ;
- La tabula iliaca (Ier siècle) ;
- Une inscription en bronze de l'Aventin contenant une dédicace à Septime Sévère et à la famille impériale, placée en 203 par les vigiles urbains de la quatrième Cohorte romaine des Quatorze régions de la Rome augustéenne ;
- Le décret de Cnaeus Pompeius Strabo (le dénommé bronze d'Ascoli), avec lequel des privilèges particuliers ont été accordés à certains chevaliers espagnols combattant en faveur des Romains lors de la bataille d'Ascoli (90-89 av. J.-C.) ;
- Le plus ancien vestige d'un décret en bronze du sénat presque dans son intégralité : le Sénatus-consulte concernant l'asclépiade de Clazomènes et les alliés (78 av. J.-C.), où le titre d'amis Populi Romani est attribué à trois navarques grecs qui ont combattu aux côtés des Romains dans la Guerre sociale, ou peut-être dans Seconde guerre civile entre Marius et Sylla (83-82 av. J.-C.). Le texte est écrit en latin avec une traduction grecque, qui est restée dans la partie inférieure du tableau, ce qui a permis l'interprétation de l'écriture mutilée.
- En plus de la mosaïque des colombes, la mosaïque des Masques de Théâtre.
- Située au centre, la statue d'une jeune fille à la colombe (marbre, copie romaine d'un original hellénistique du IIe siècle av. J.-C.), un motif figuratif qui trouve un antécédent possible dans les reliefs des stèles funéraires grecques des Ve et IVe siècles av. J.-C..

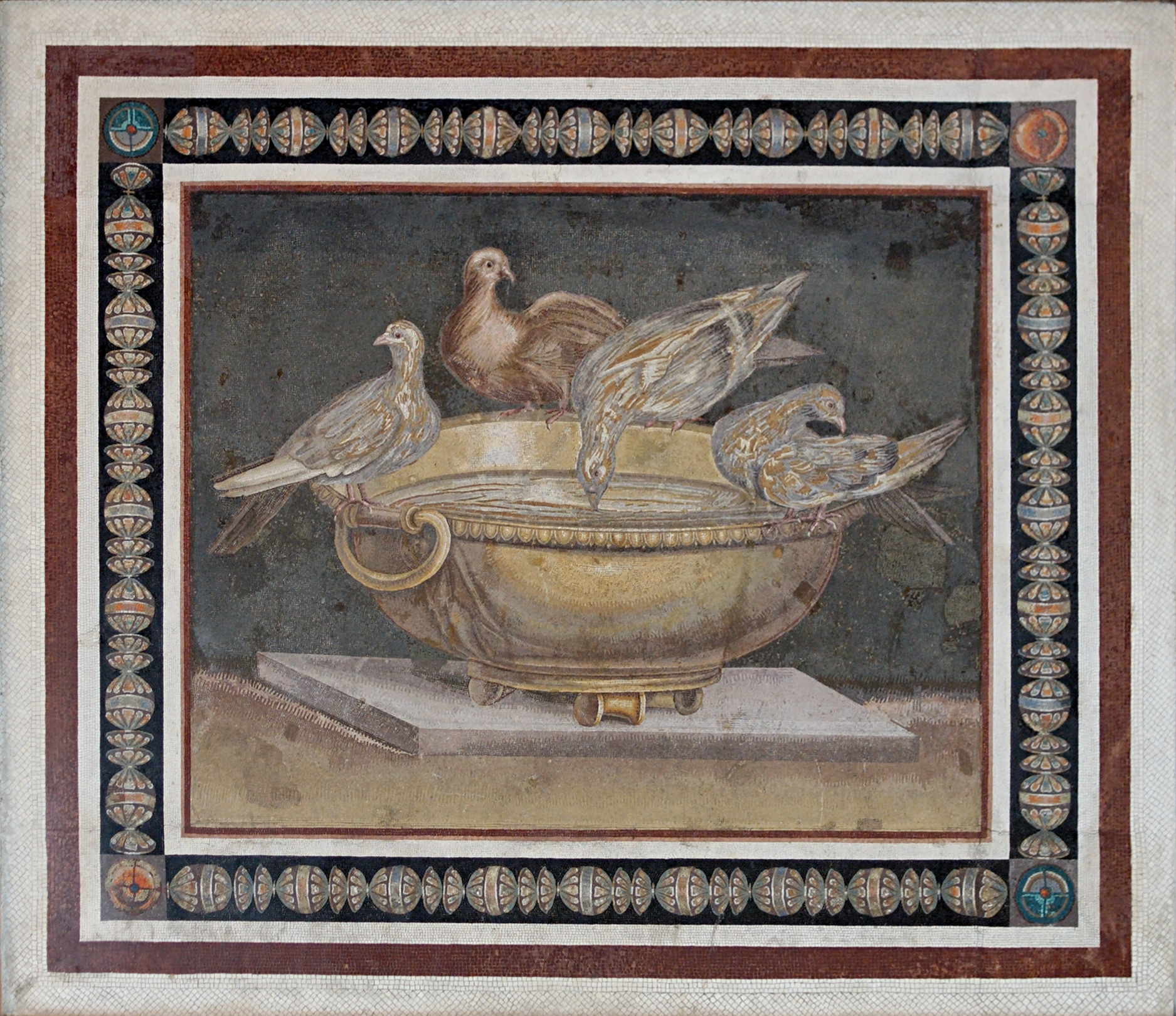
« Mosaïque des colombes ».
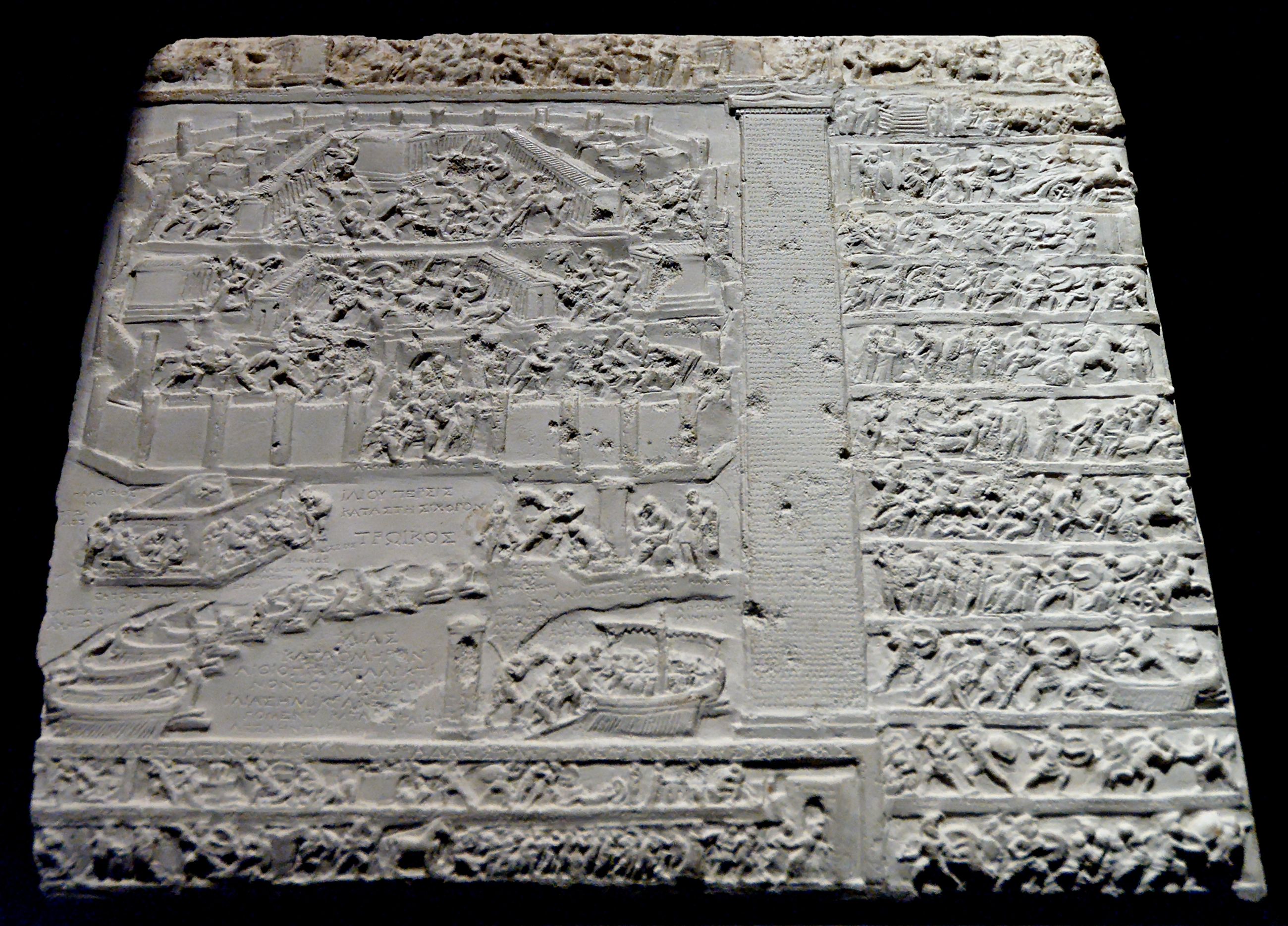
Tabula iliaca des musées du Capitole.
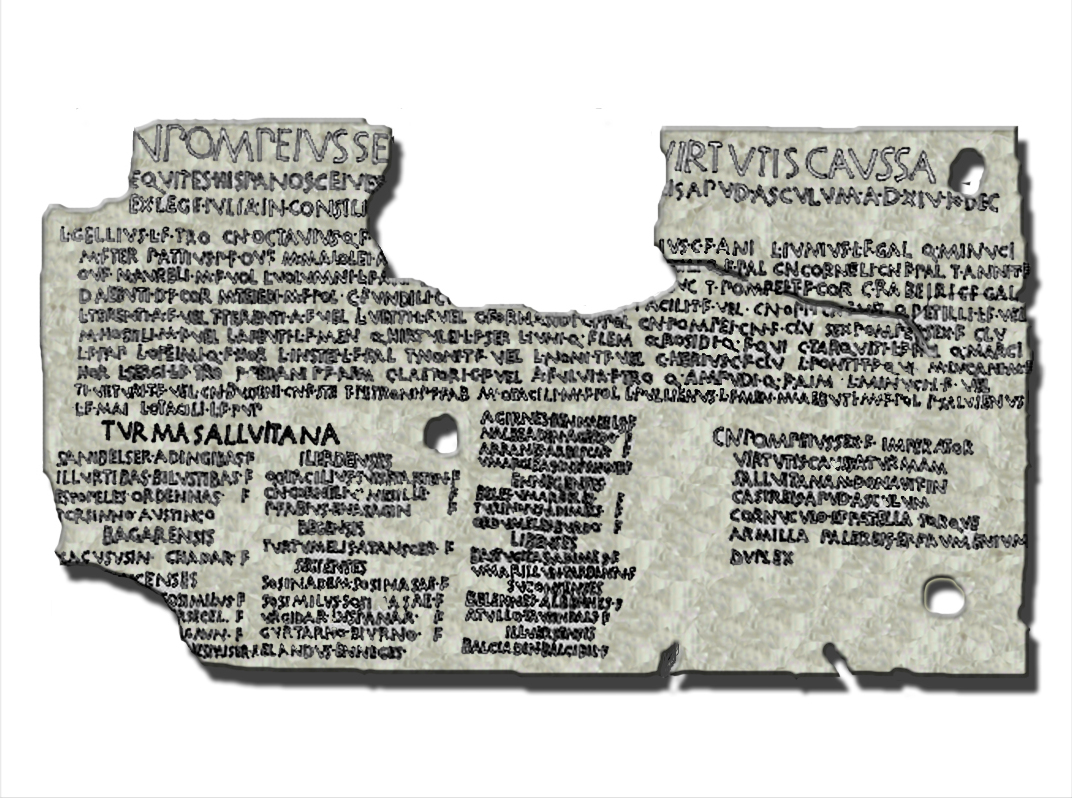
Le bronze d'Ascoli .
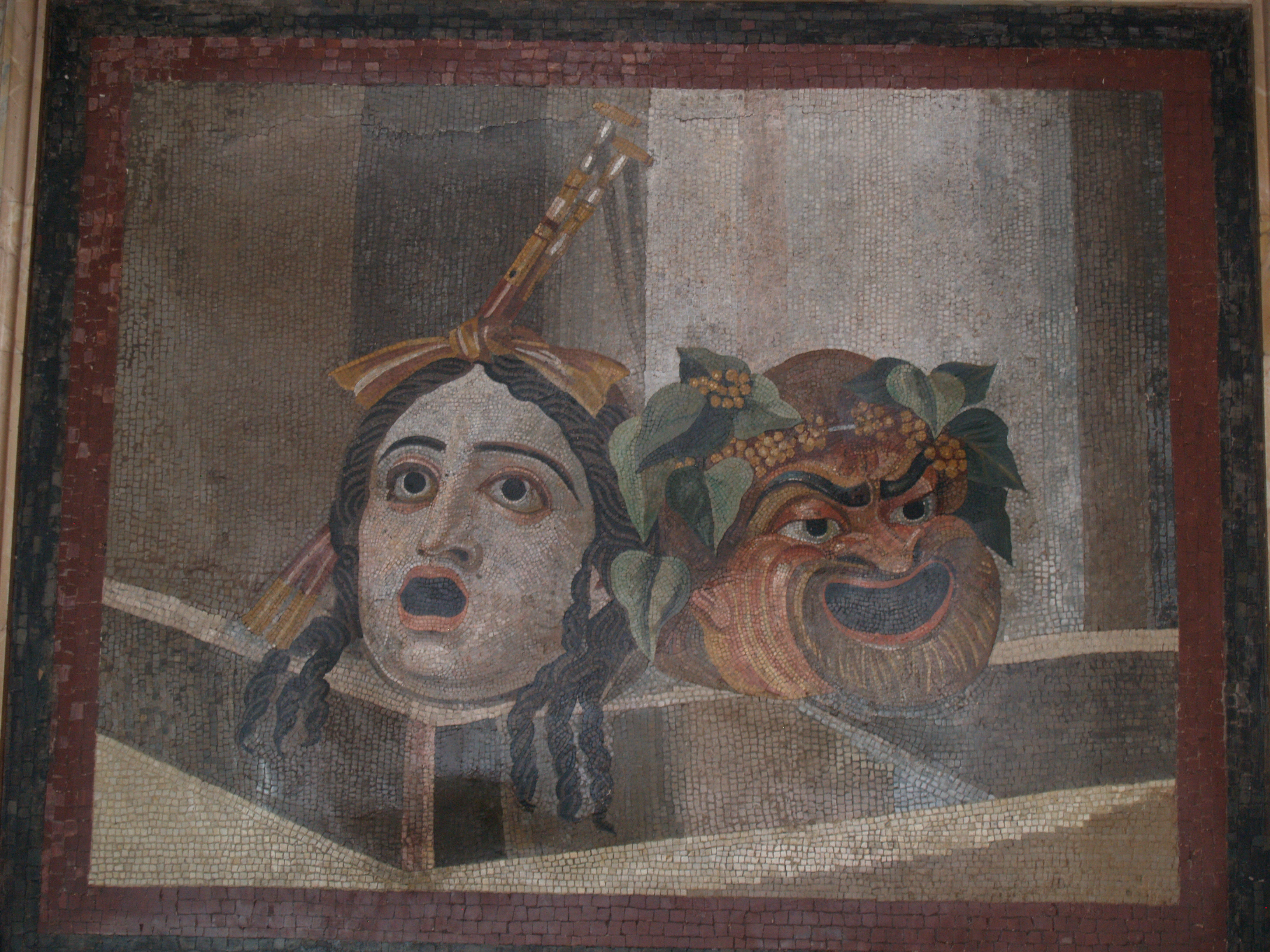
« Mosaïque des masques scéniques ».
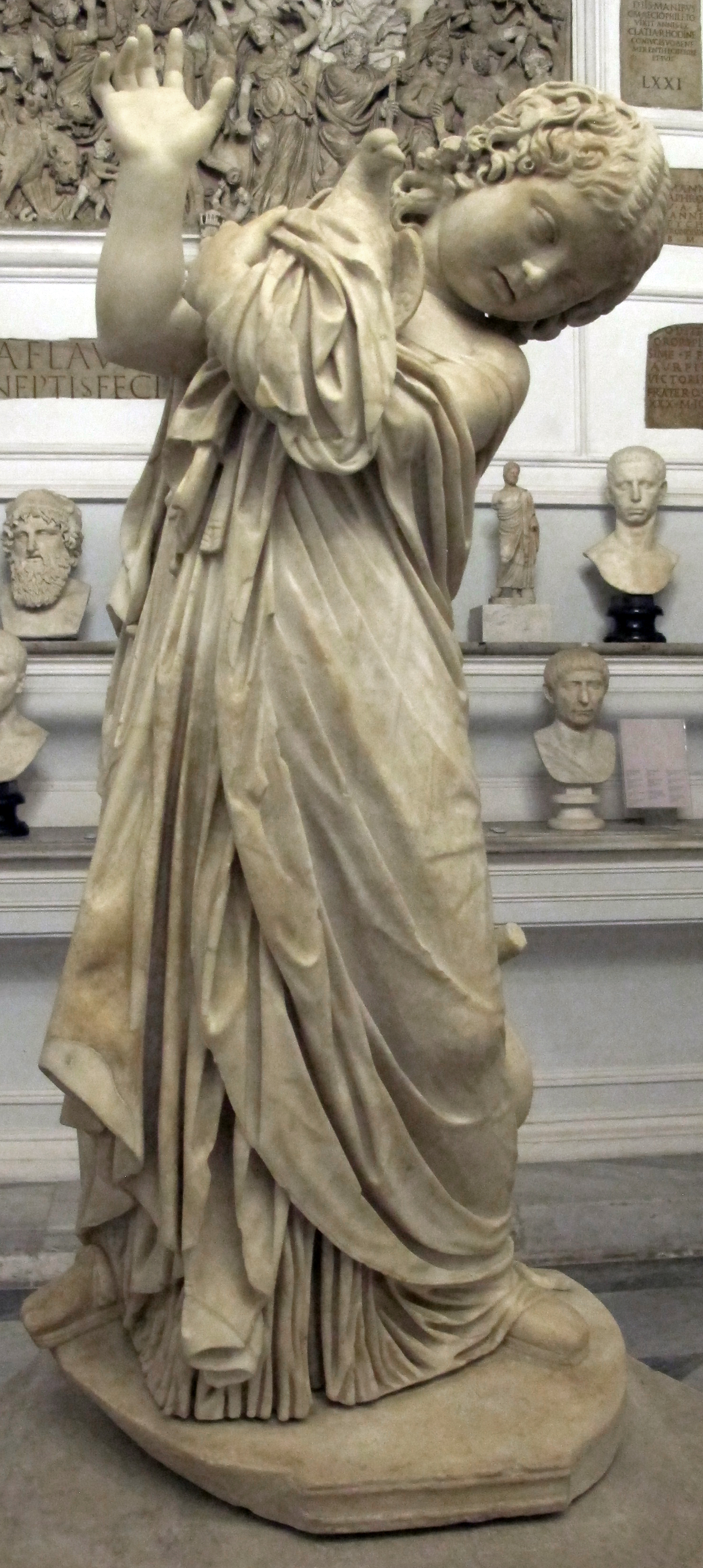
Petite fille avec colombe.
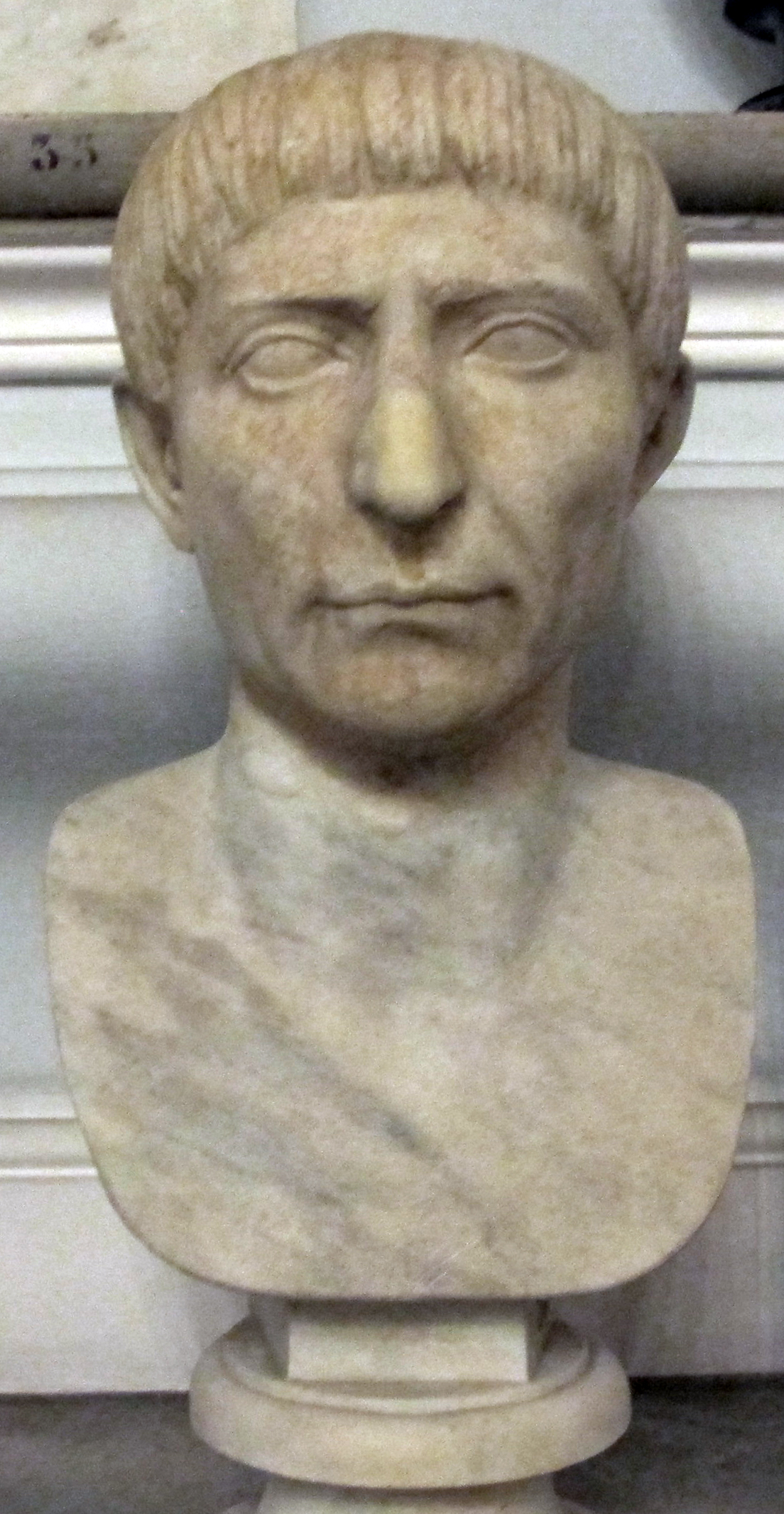
Buste de Trajan (collection Albani).
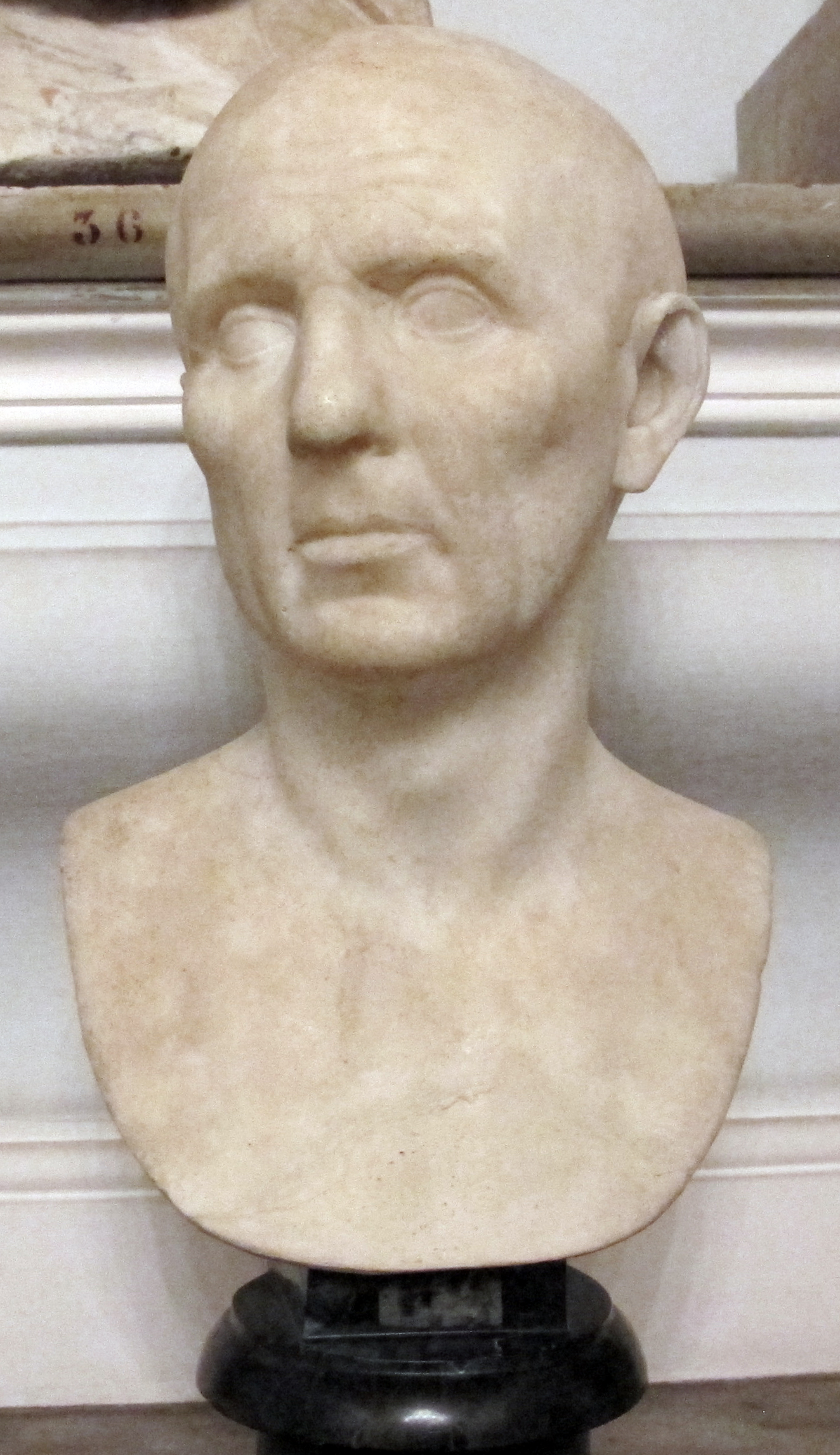
Portrait masculin républicain tardif (collection Albani).
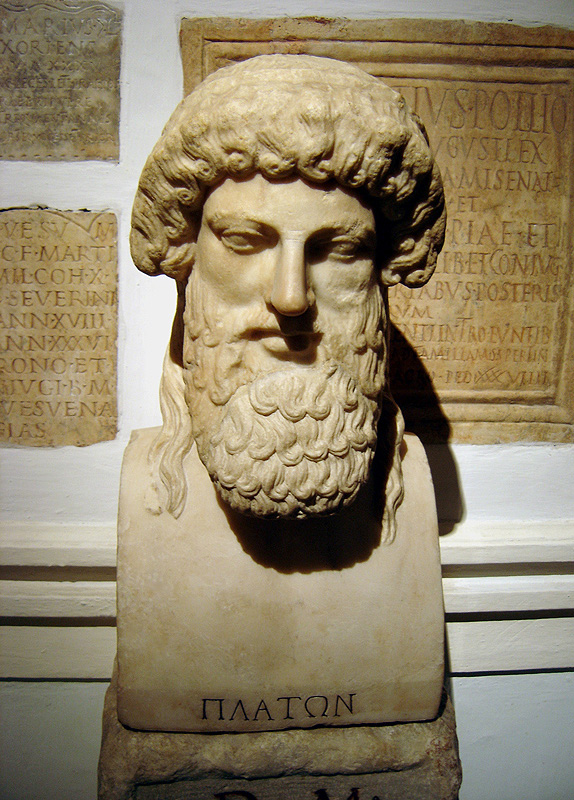
Herm de Platon.

### Cabinet de Vénus
Cette petite salle polygonale, semblable à un nymphée, encadre la statue appelée Vénus Capitoline ou Aphrodite du Capitole, trouvée lors du pontificat de Clément X (1670-1676) dans la basilique San Vitale de Rome ; selon Pietro Santi Bartoli, la statue se trouvait à l'intérieur de pièces anciennes avec d'autres sculptures. Le pape Benoît XIV acheta la statue à la famille Stazi en 1752 et en fit don aux musées du Capitole. Après diverses vicissitudes à la fin du traité de Tolentino, elle revient définitivement aux musées en 1816. Vénus a des dimensions légèrement plus grandes que nature (h. 193 cm) et est faite d'un marbre précieux (probablement du marbre de Paros) ; la déesse est représentée sortant du bain, tandis que dans une attitude modeste elle couvre son pubis et ses seins ; c'est une copie romaine de Praxitèle. La sculpture, qui est aujourd'hui l'une des plus connues du musée, apparaît dans toute sa beauté dans cette salle du XIXe siècle qui s'ouvre sur la galerie.

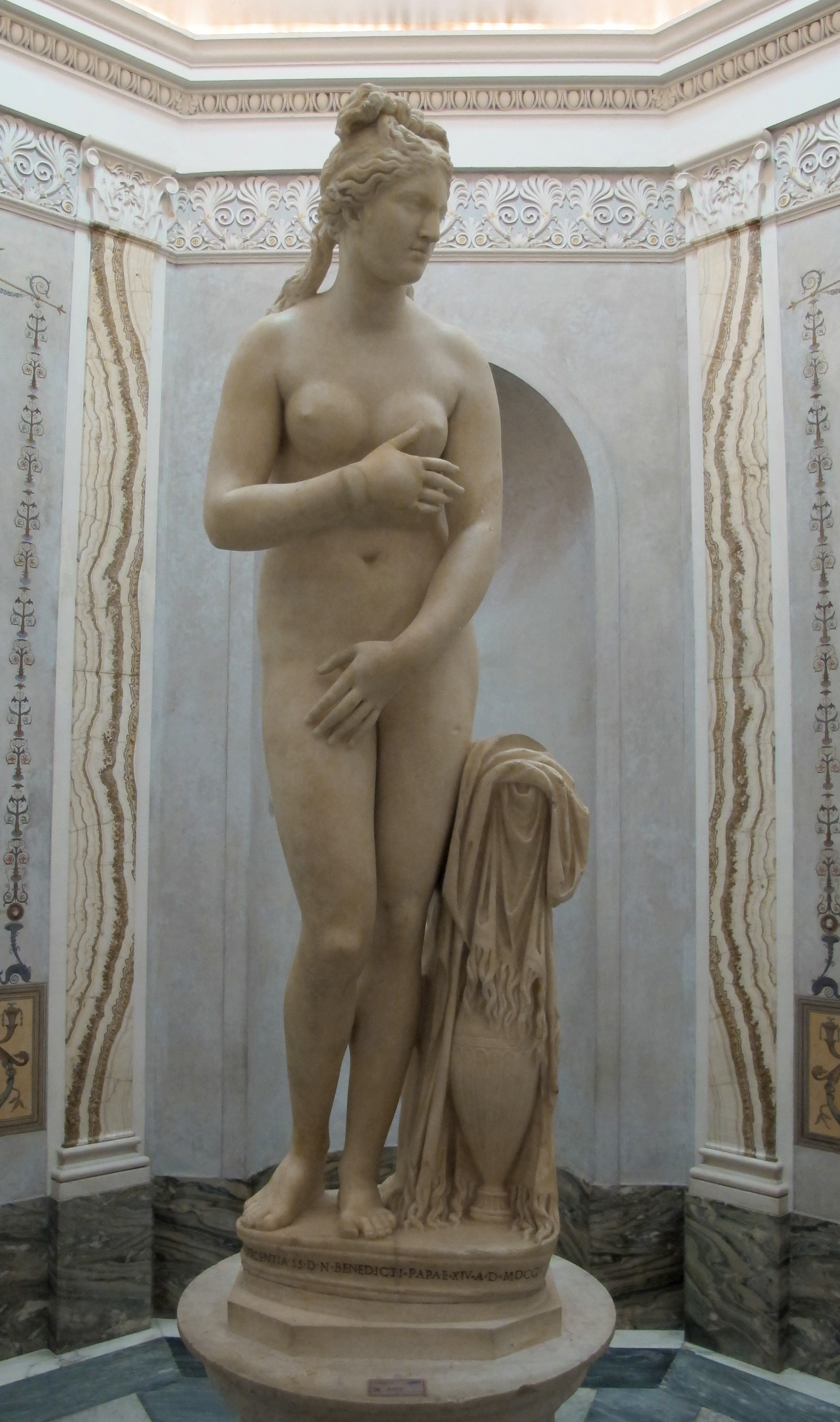
Vénus du Capitole (de face).
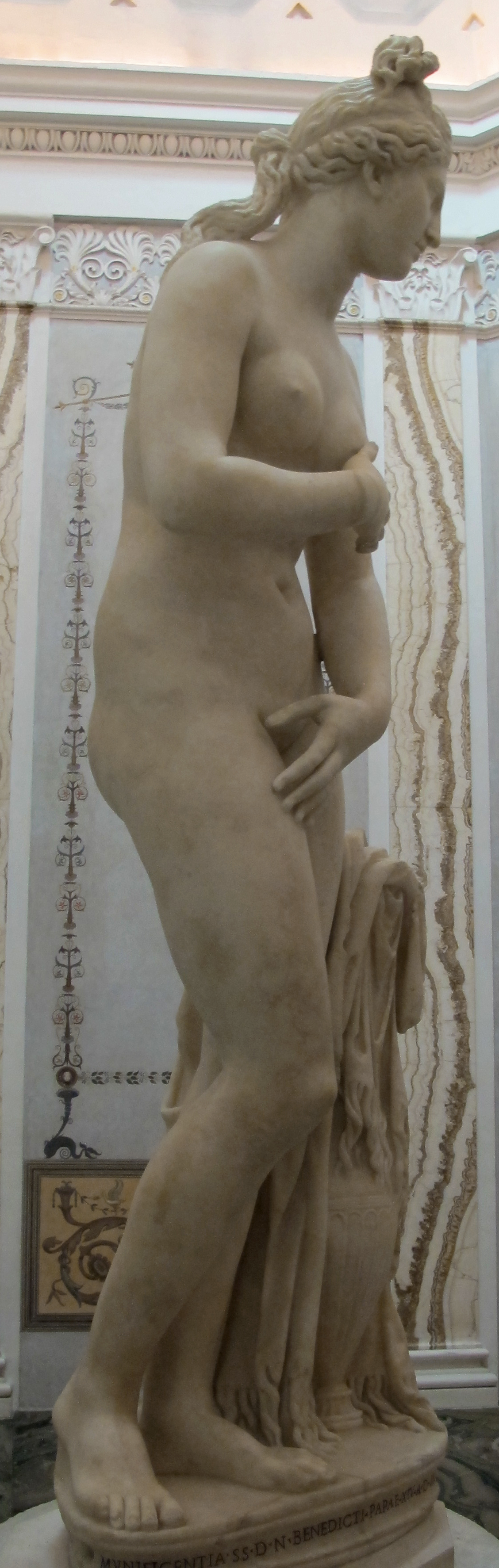
(côté droit).
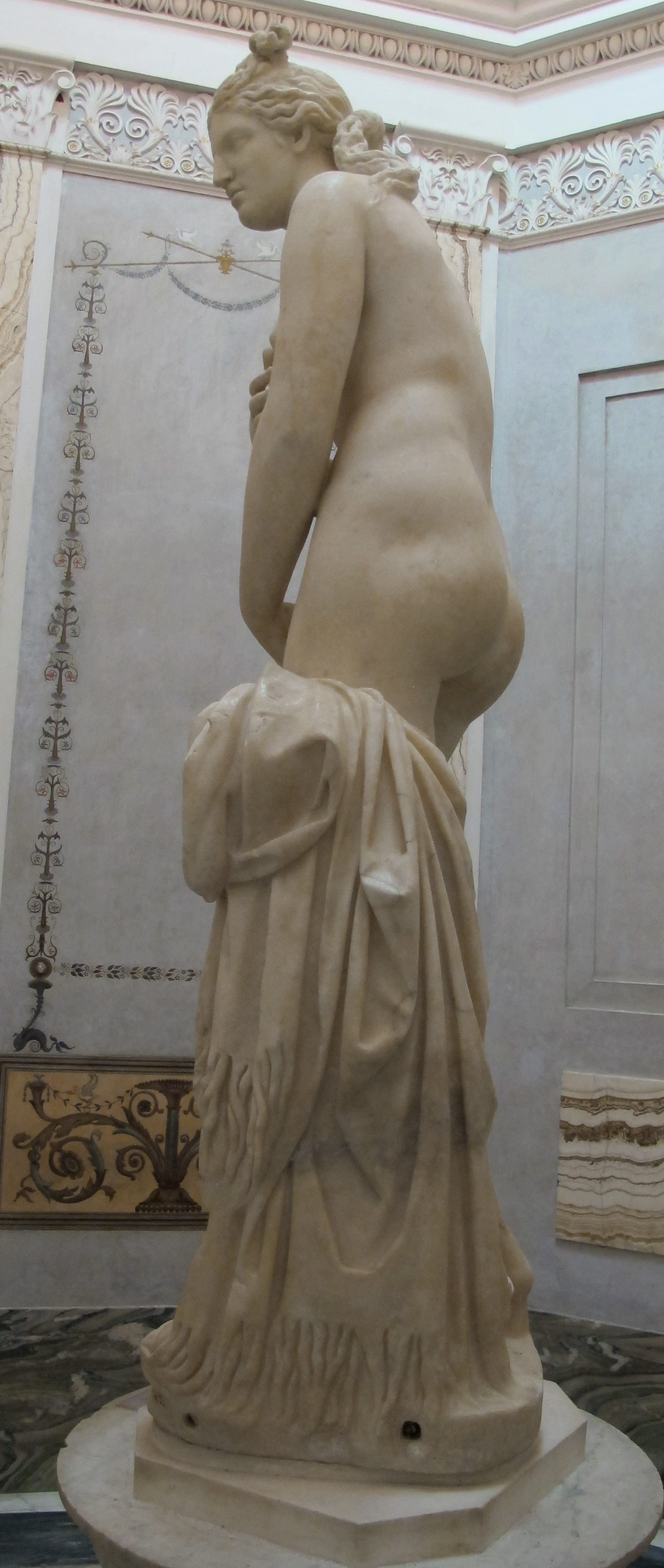
(côté gauche).
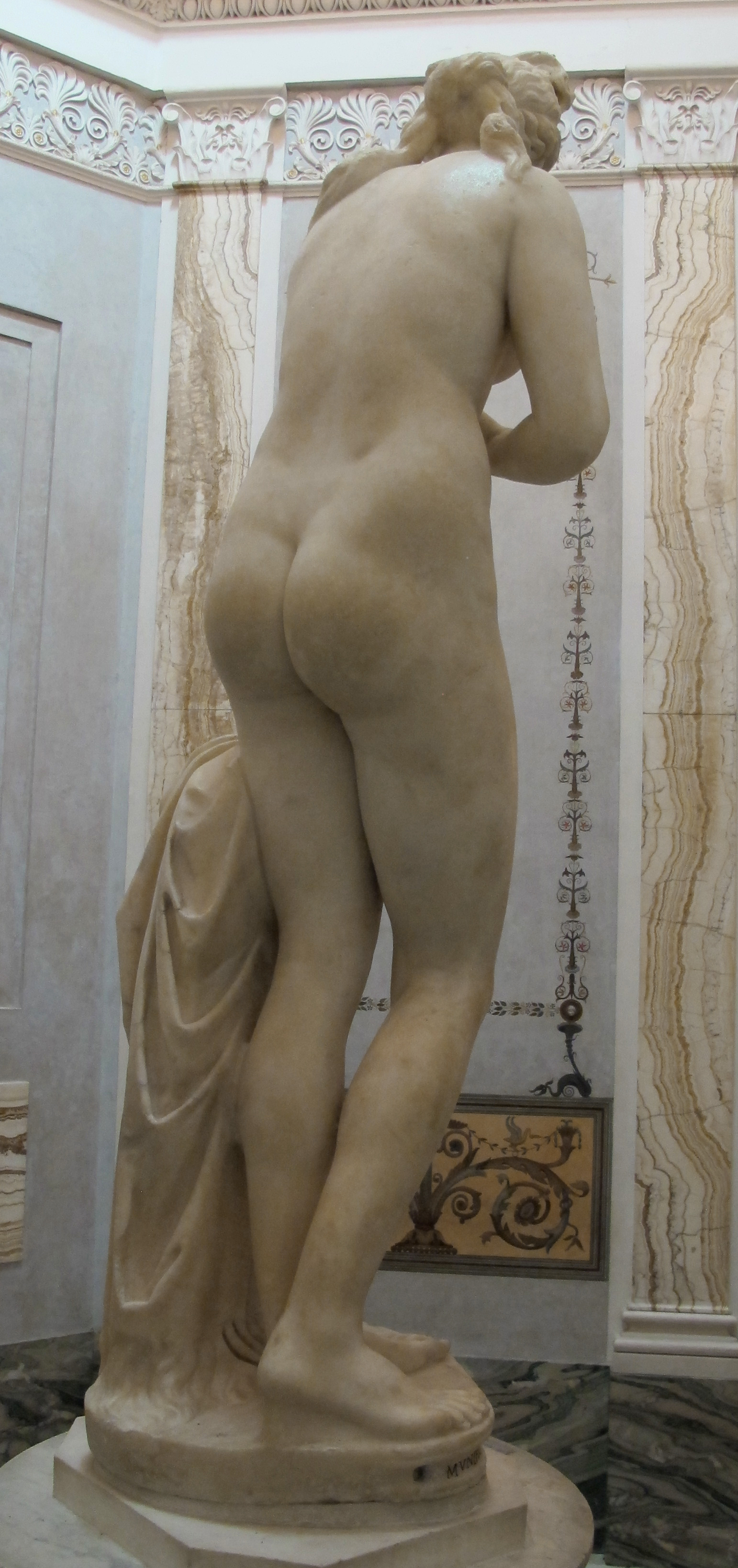
(de dos).

### Salle des Empereurs

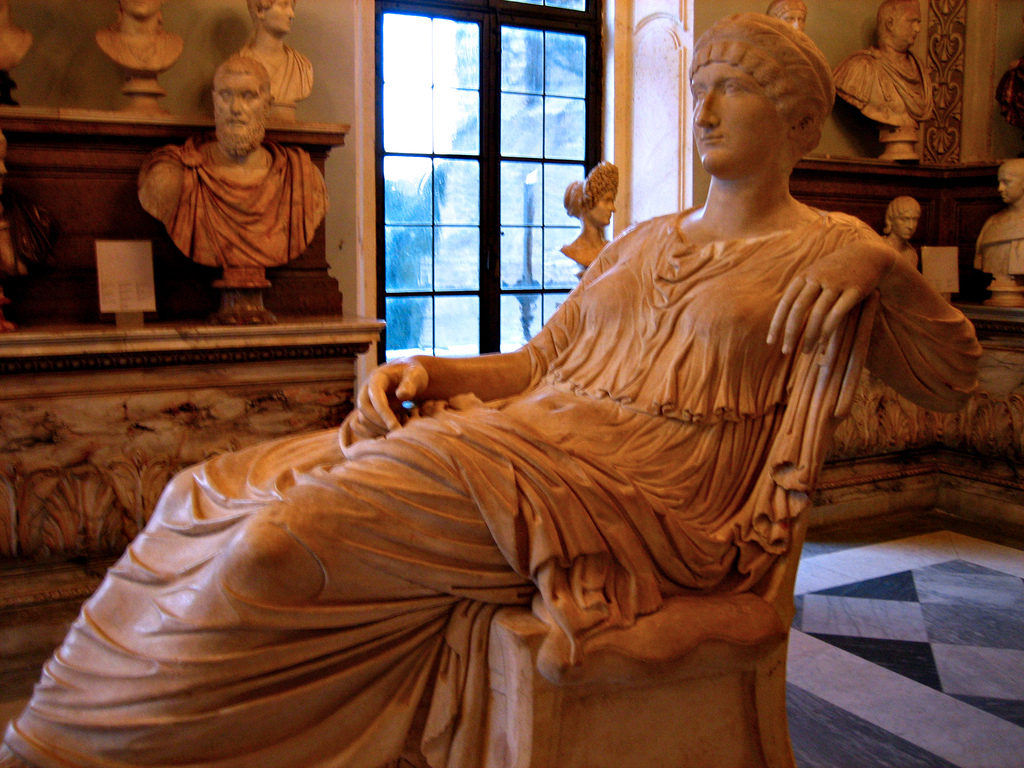
Statue de Flavia Iulia Helena.

La salle des Empereurs est l'une des plus anciennes salles des musées du Capitole. Depuis l'ouverture des espaces d'exposition au public en 1734, les conservateurs ont souhaité disposer les portraits des empereurs romains et des personnages de leur entourage dans une seule pièce. L'aménagement actuel est le résultat de divers remaniements effectués au cours du siècle dernier. Il se compose de 67 bustes-portraits, d'une statue féminine assise (au centre), de 8 reliefs et d'une épigraphe honorifique moderne. Les portraits sont disposés sur deux niveaux d'étagères en marbre, ainsi le visiteur peut suivre chronologiquement l'évolution de la portraiture romaine de l'époque républicaine à l'Antiquité tardive.
Au centre de la salle, est installée la statue de Hélène (mère de Constantin), Augusta (titre honorifique) de l'Empire romain, concubine (ou peut-être épouse) de l'empereur Constance Chlore, ainsi que mère de Constantin Ier (empereur romain). Les catholiques la vénèrent comme sainte Hélène l'impératrice.
Parmi les portraits les plus remarquables, ceux d'un jeune Auguste à la couronne de feuilles de laurier et d'un buste d'Octavien, de Néron, des empereurs de la dynastie des Flaviens (Vespasien, Titus et Domitien) ou des empereurs du IIe siècle (Trajan, Hadrien, Antonin le Pieux, Marc Aurèle jeune et adulte, Lucius Aurelius Verus, Commode jeune et adulte).
La dynastie des Sévères est également bien représentée avec des portraits de Septime Sévère, Geta, Caracalla mais aussi ceux d'Héliogabale, Maximin Ier le Thrace, Trajan Decius, Marc Aurèle Probus et Dioclétien . La série se termine avec Flavius Honorius, fils de Théodose Ier.

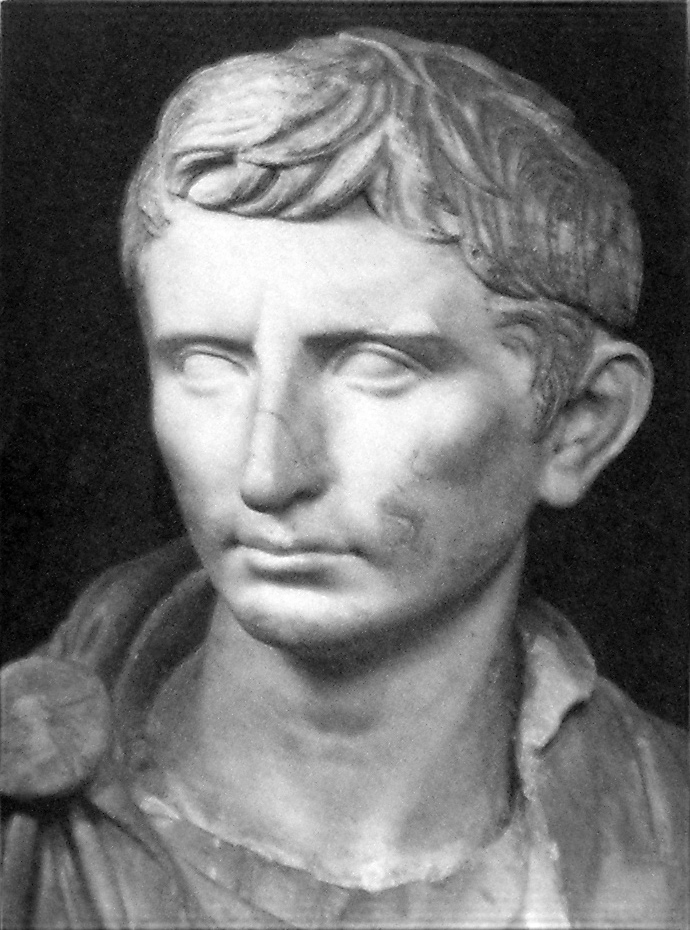
Octave.
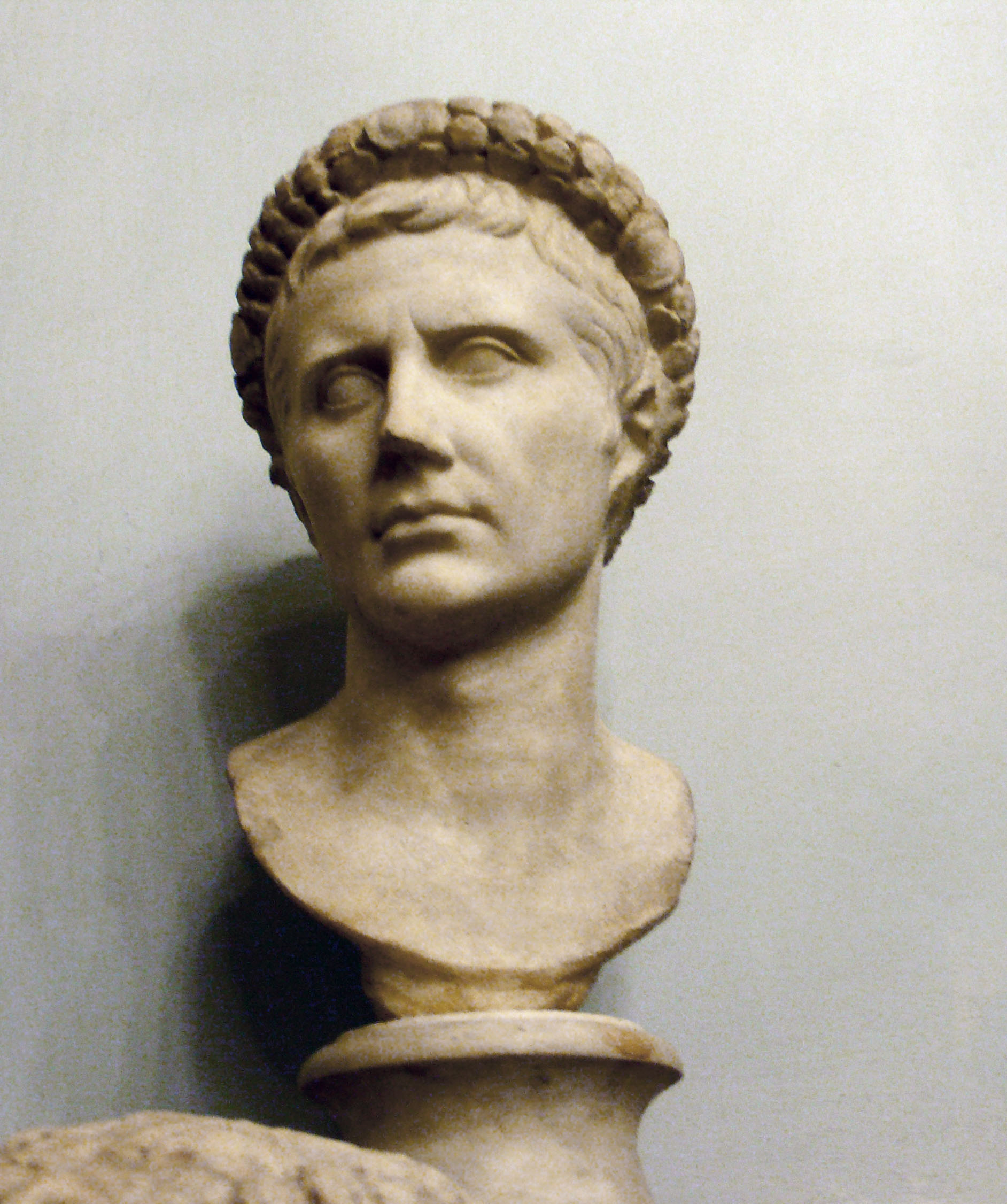
Buste d'Auguste (r. 27 av. J.-C. - 14 ap. J.-C.), jeune homme à la couronne de feuilles de laurier (31 av. J.-C.-14 ap. J.-C.).
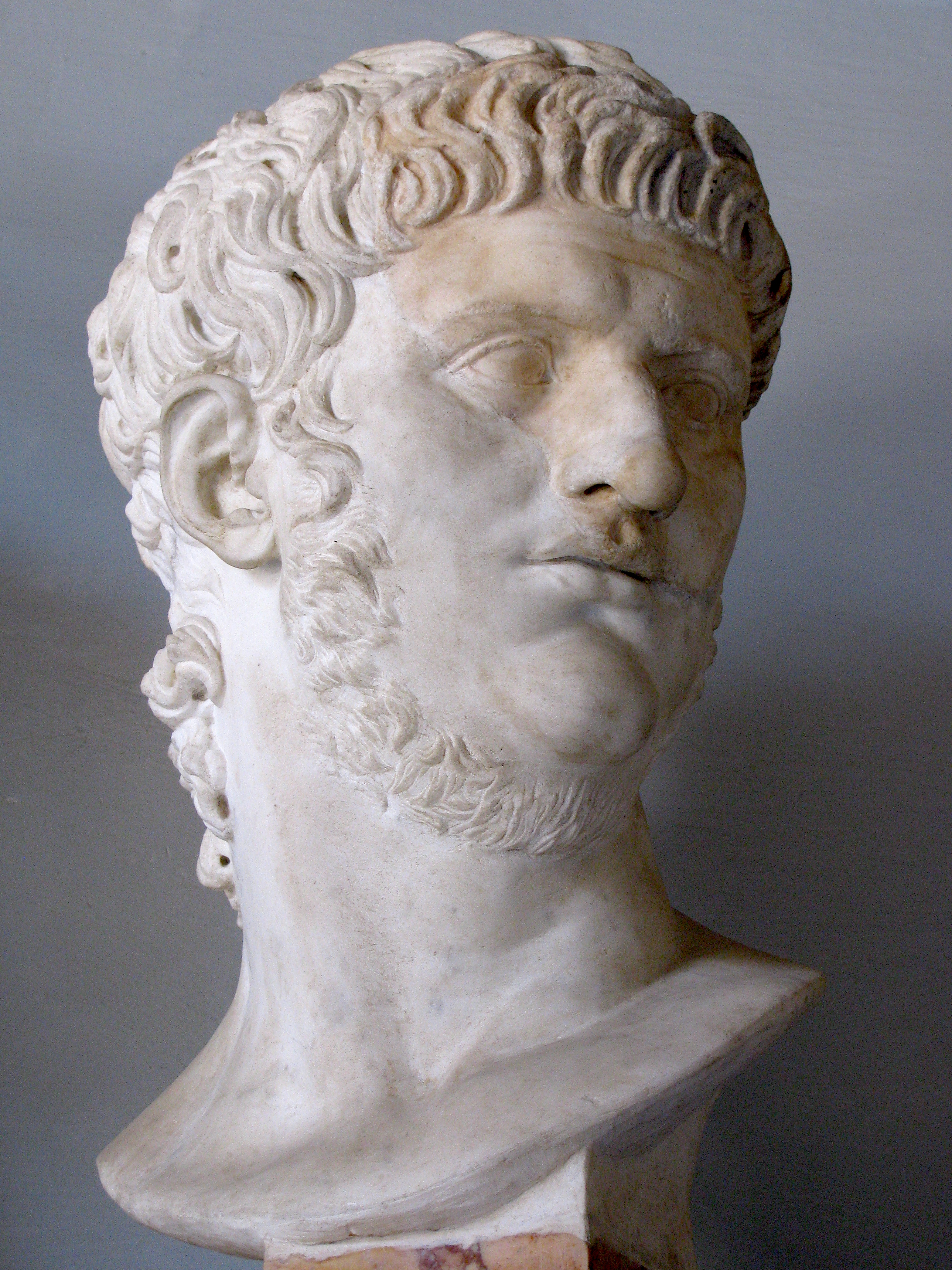
Buste de Néron (r. 54-68).
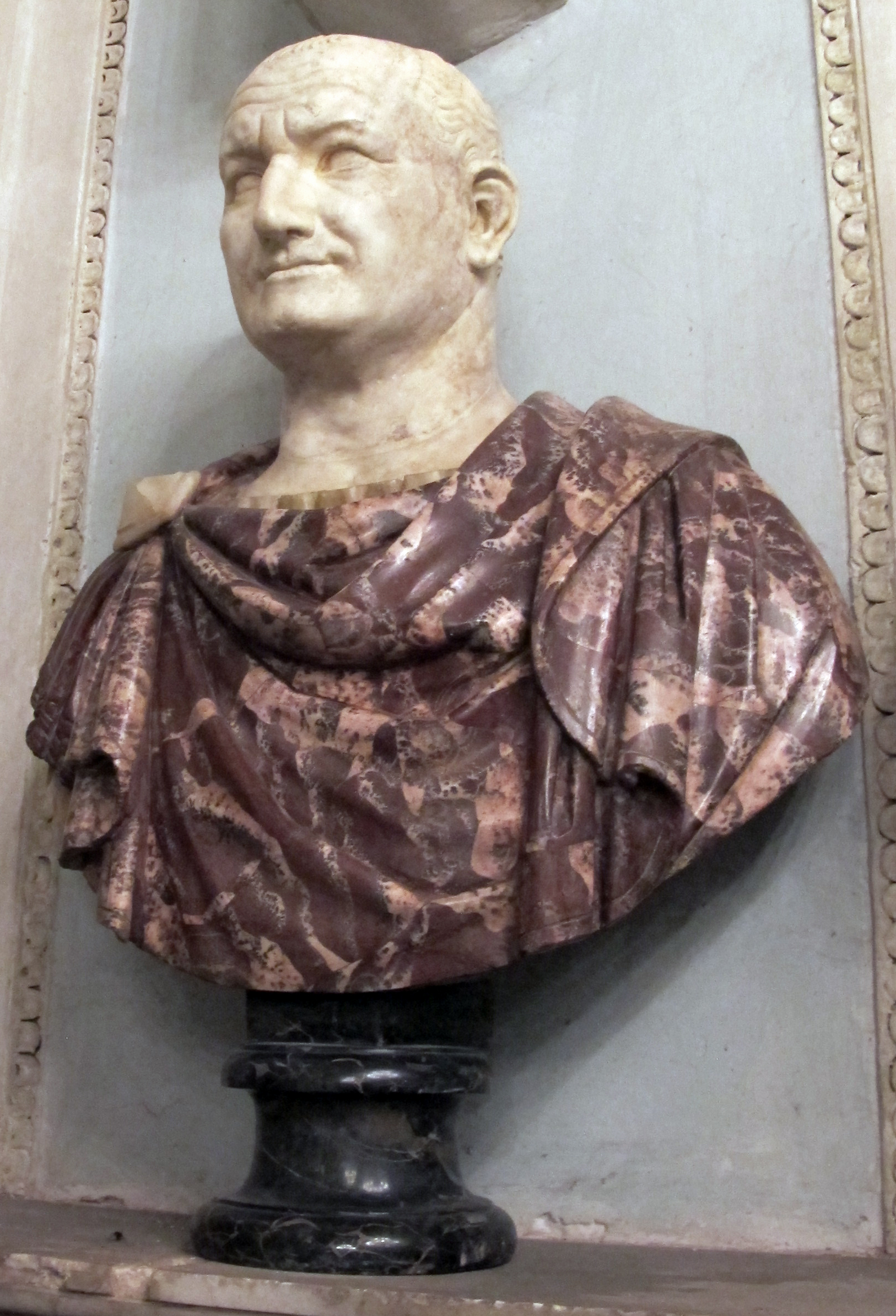
Buste de Vespasien (r. 69-79).
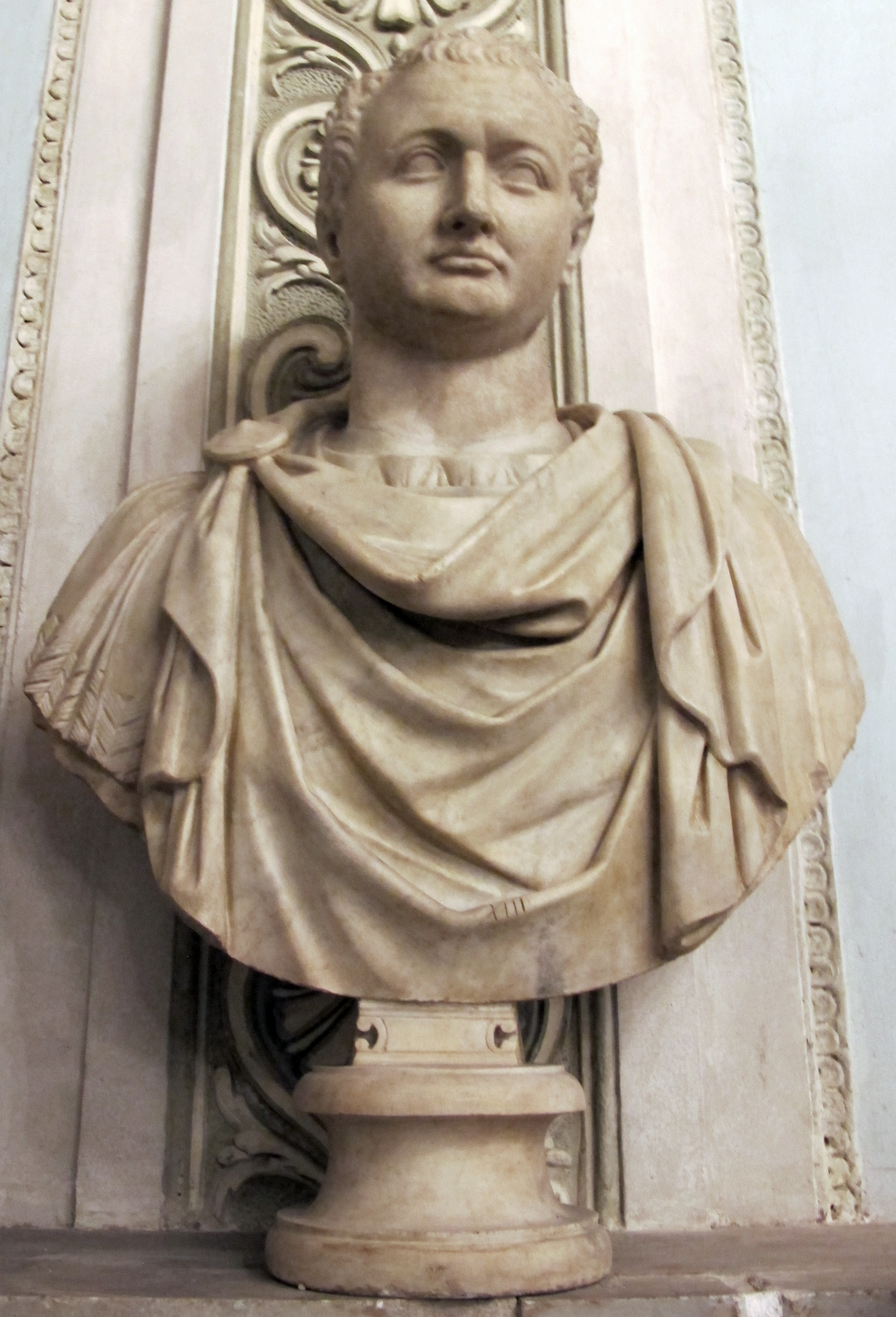
Buste de Titus (r. 79-81), collection Albani.
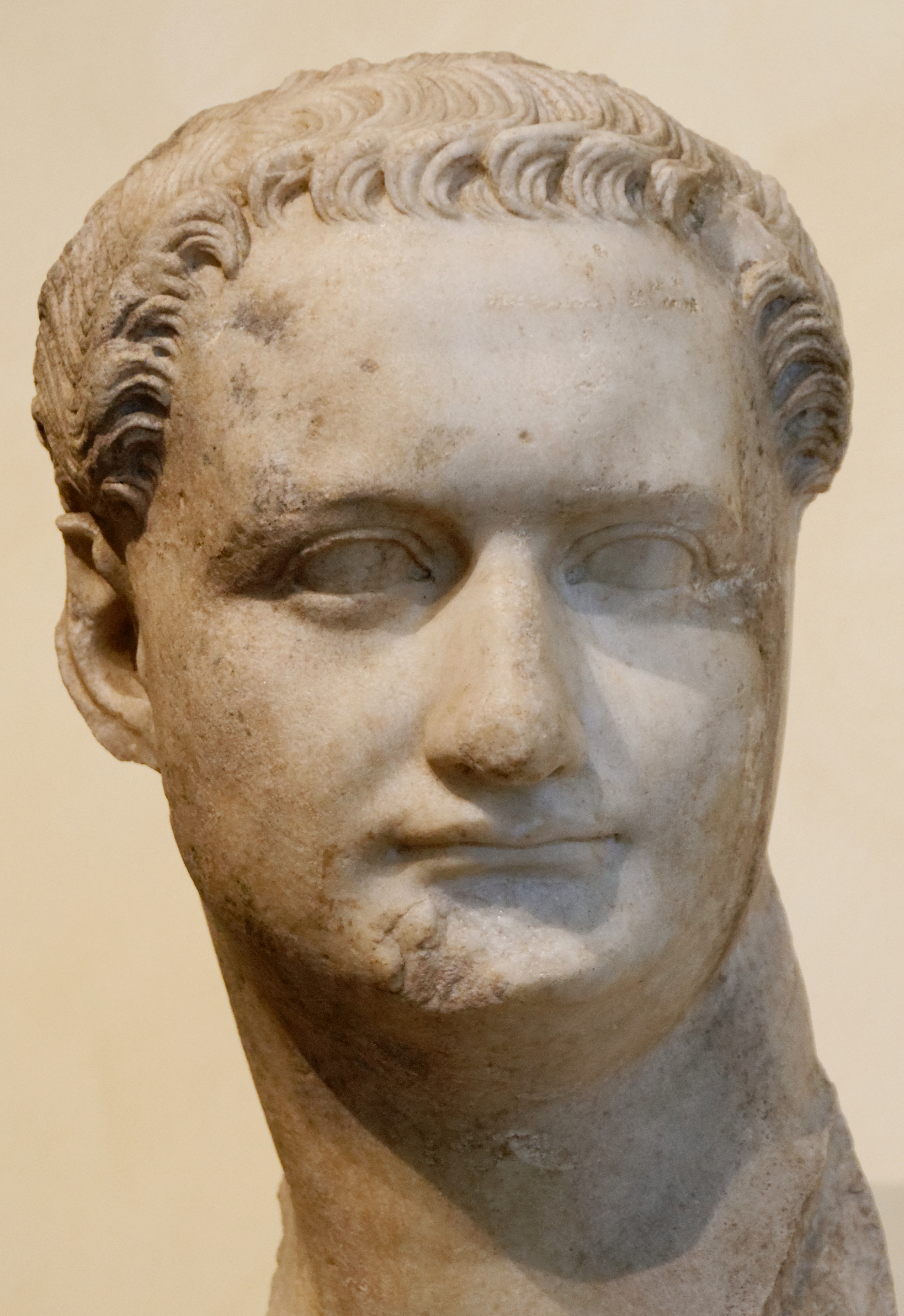
Domitien (r. 81-96).
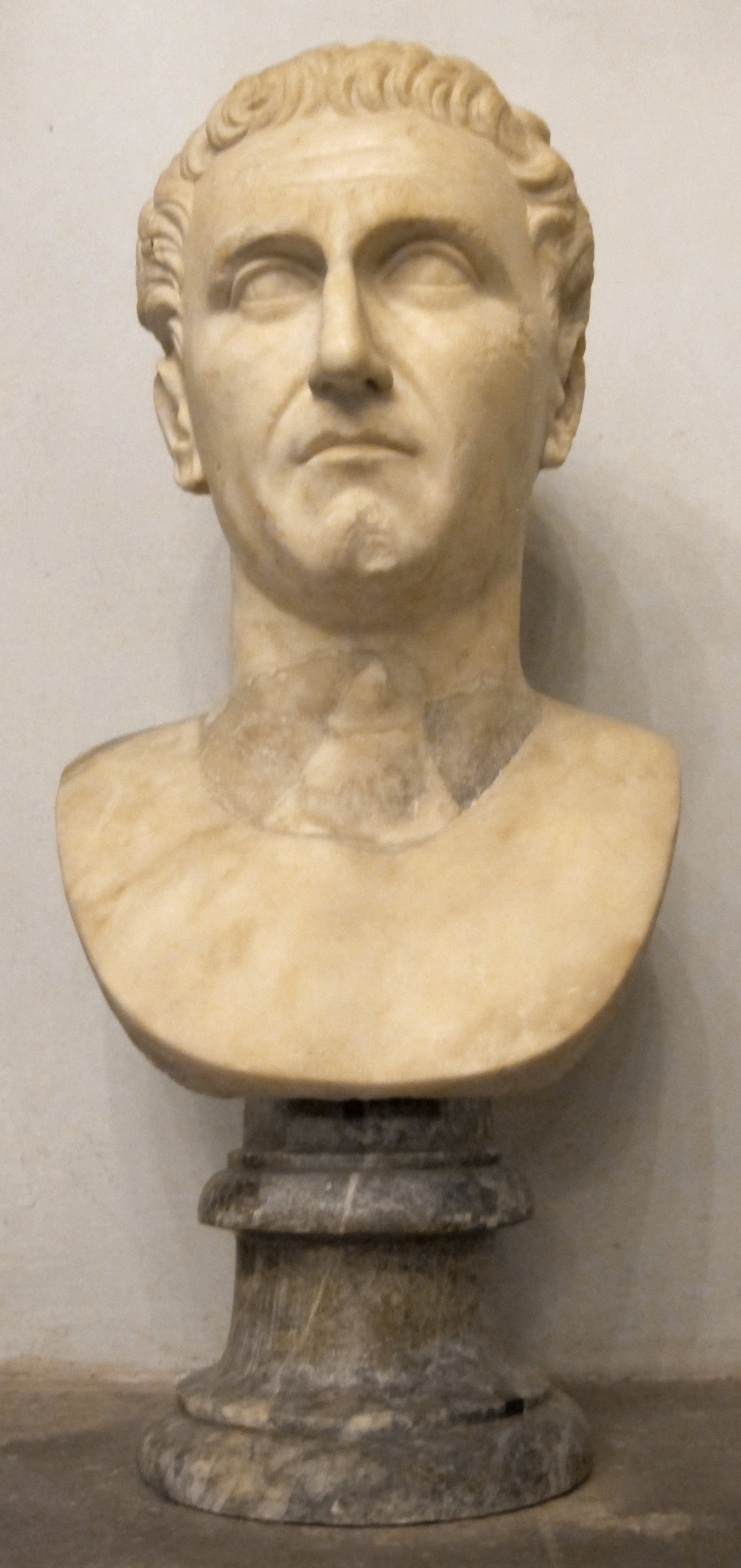
Buste de Nerva (r. 96-98).
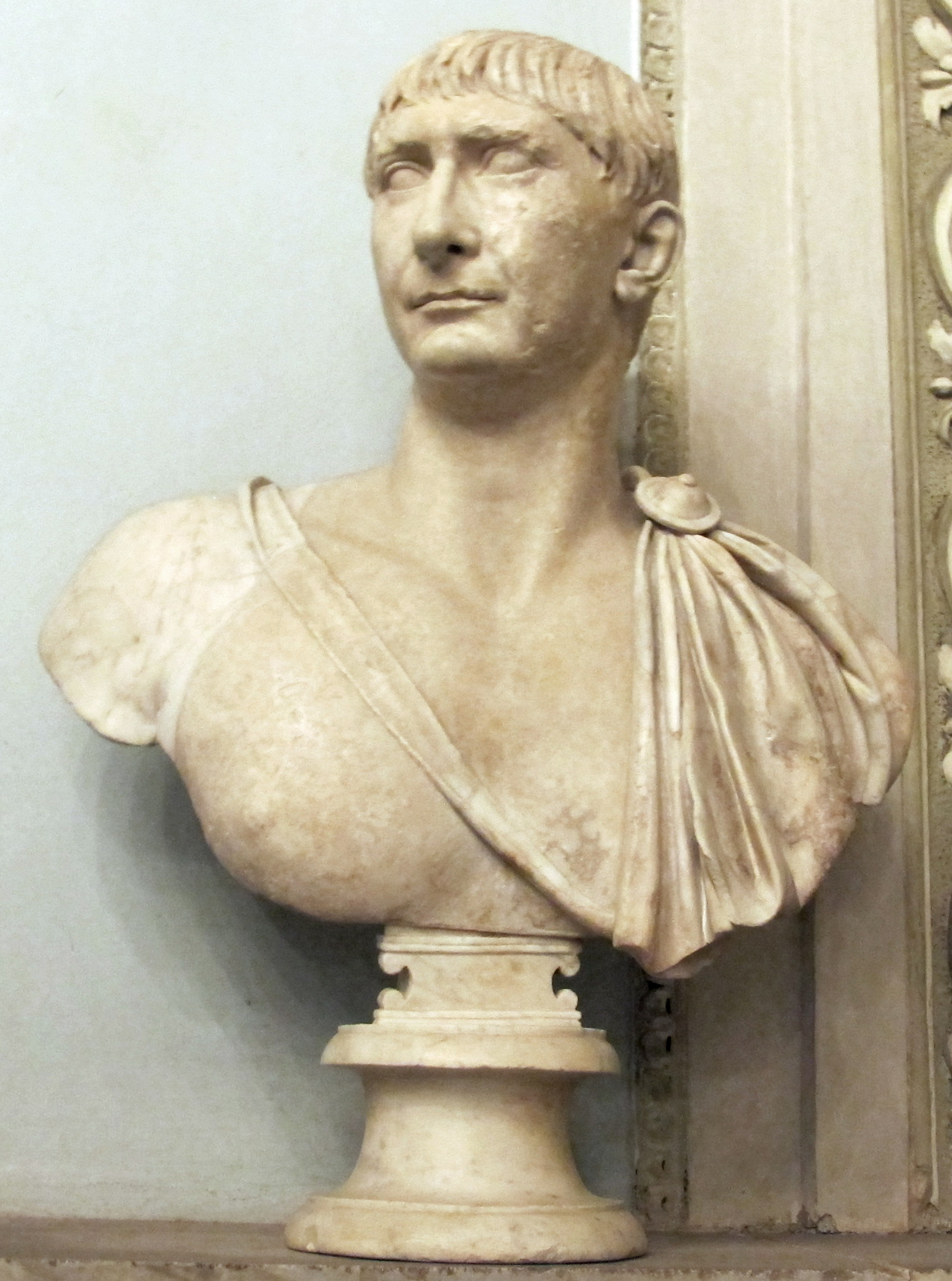
Trajan (r. 98-117), collection Albani.
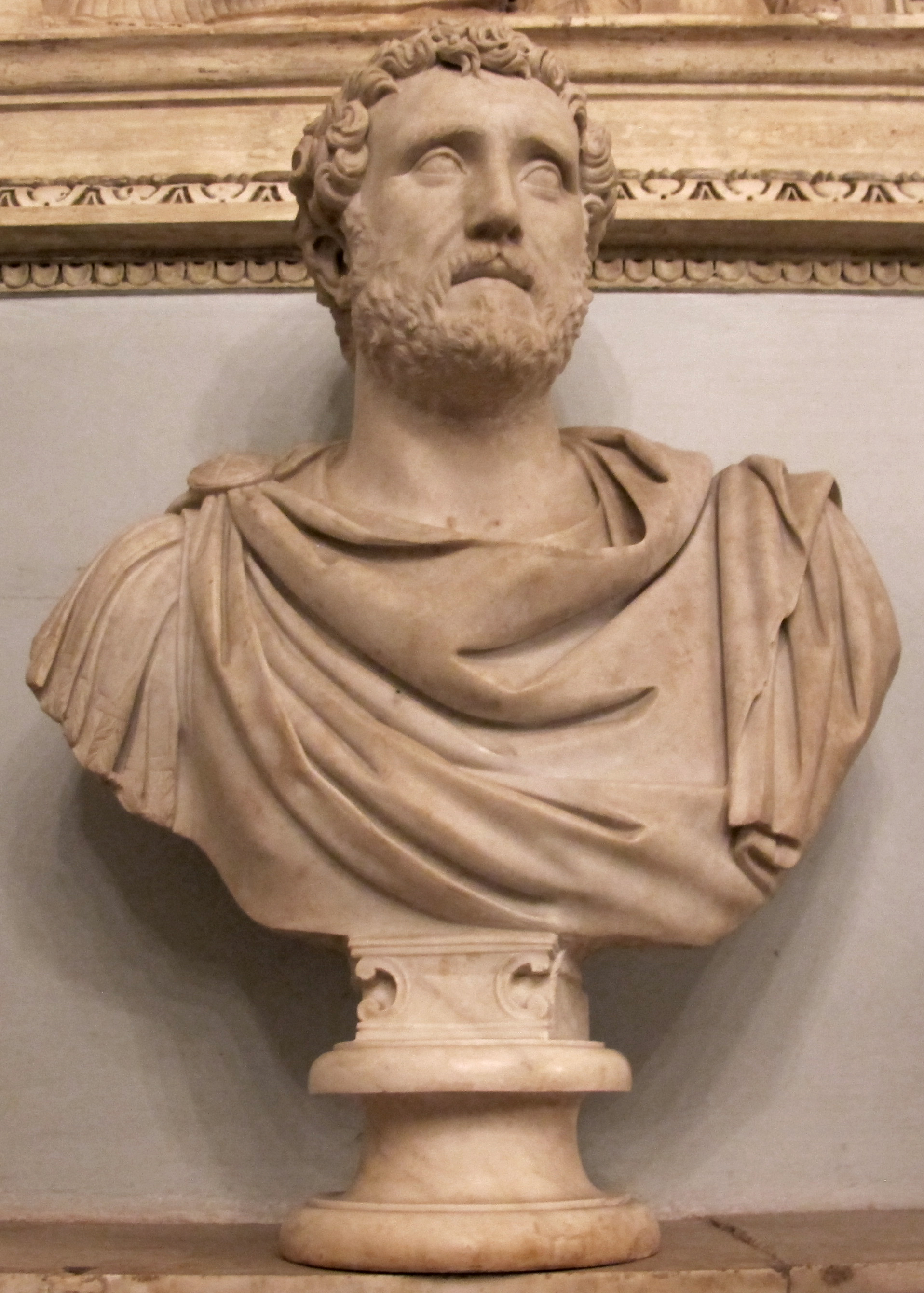
Buste d'Antonin le Pieux de Lanuve (r. 138-161).
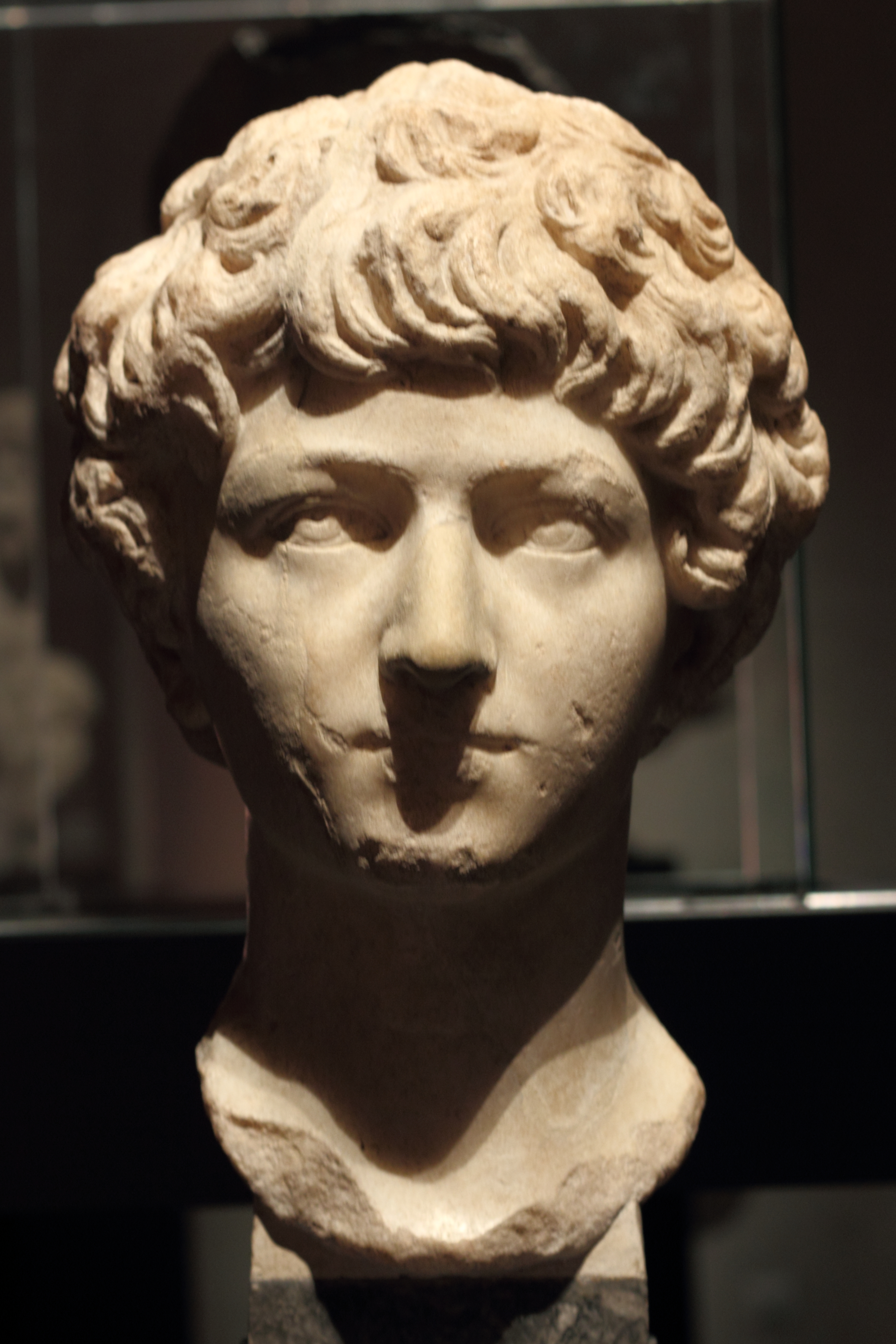
Buste de Lucio Vero jeune (r. 161-169).
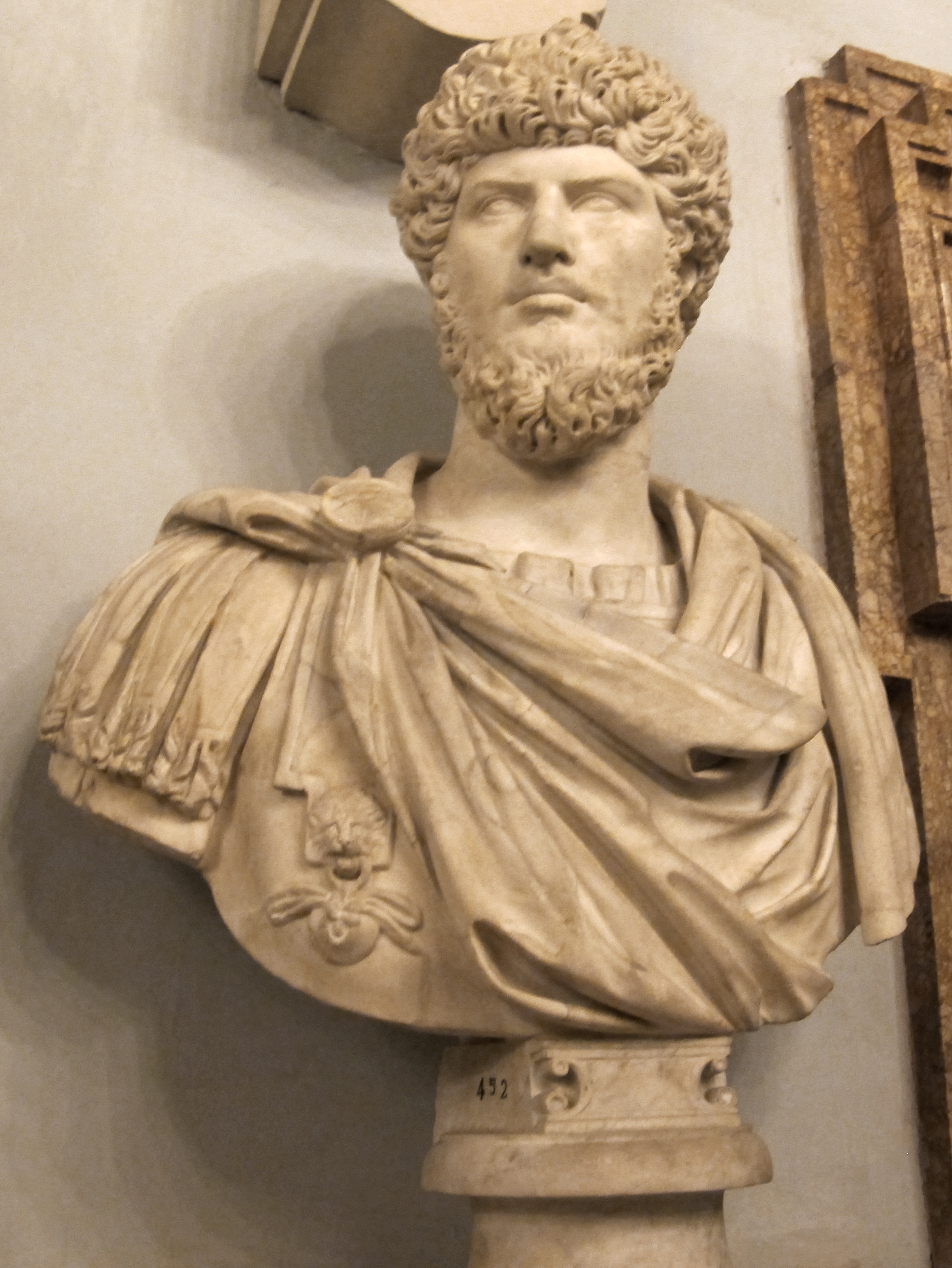
Buste de Lucio Vero (r. 161-169).
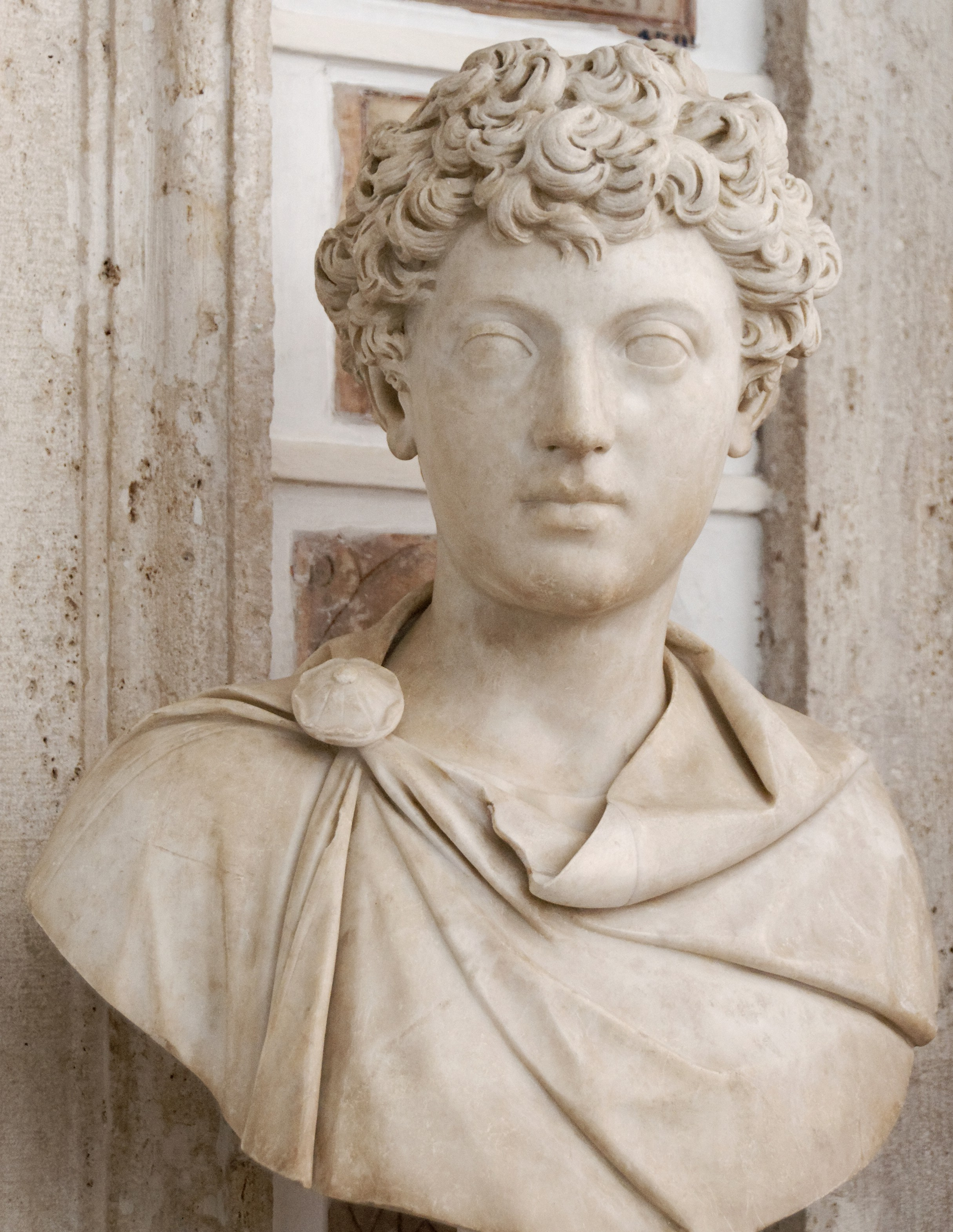
Marc Aurèle jeune (r. 161-180).
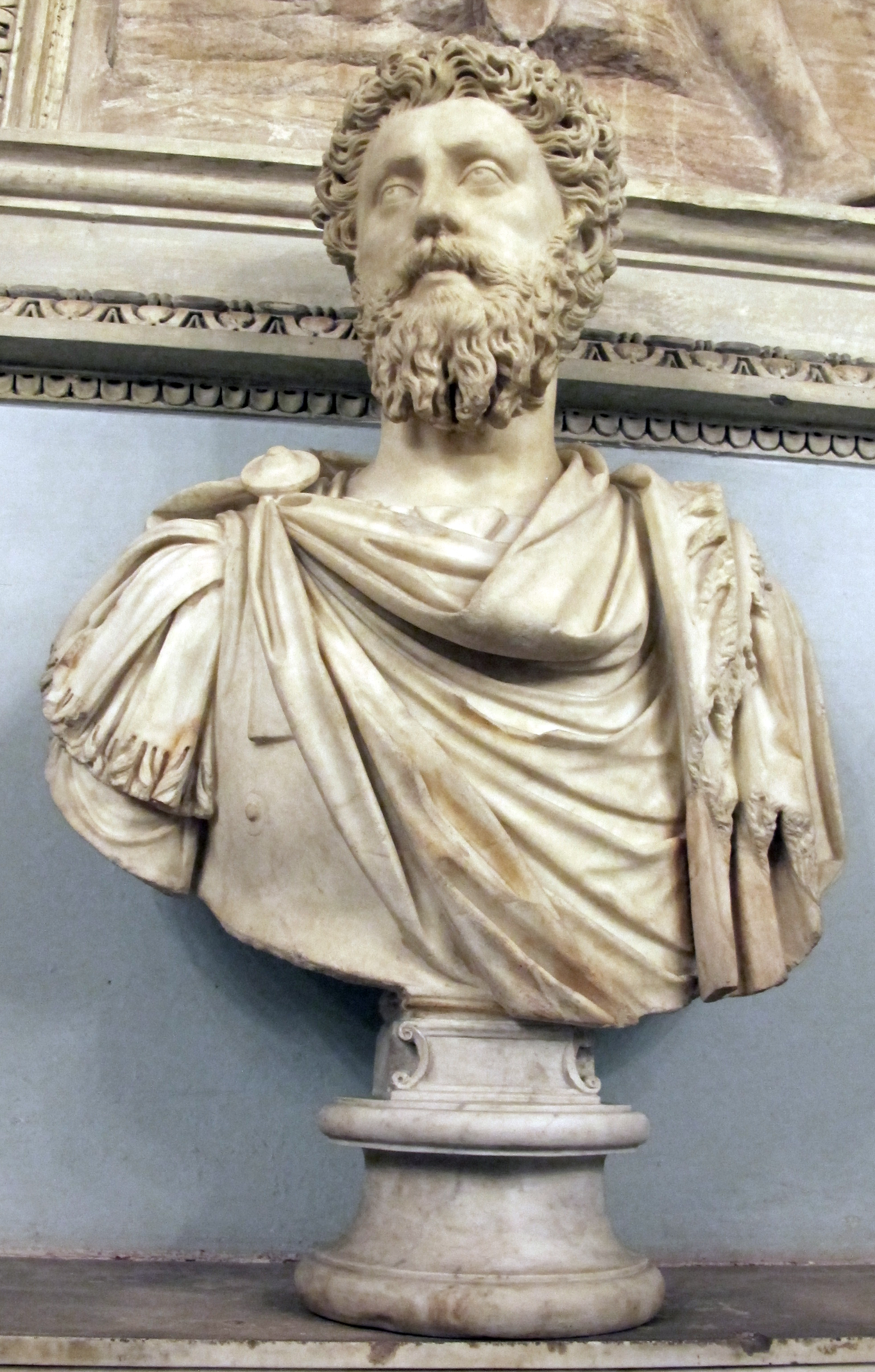
Buste de Marc-Aurèle en uniforme militaire (r. 161-180).
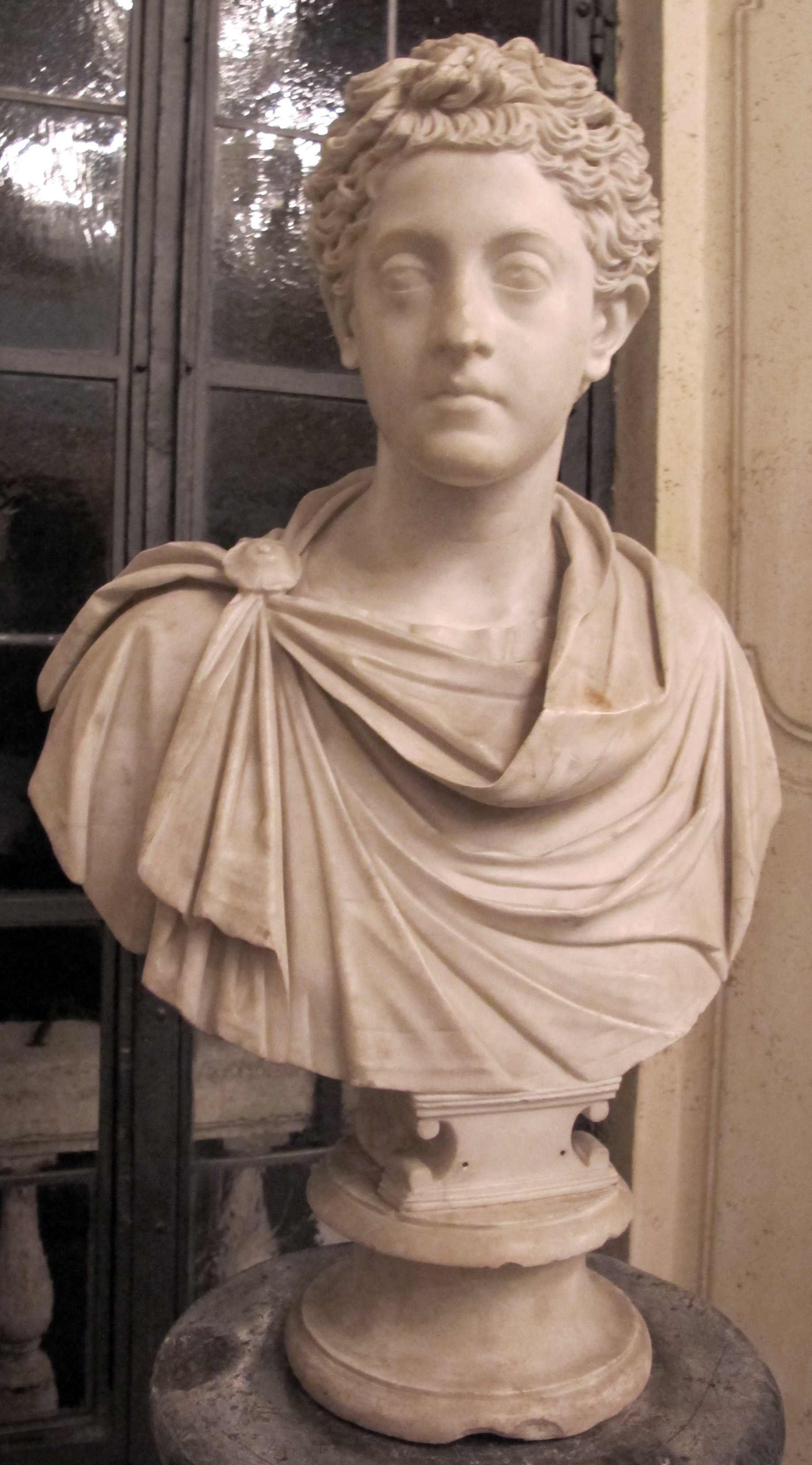
Commode jeune (r. 180-192).
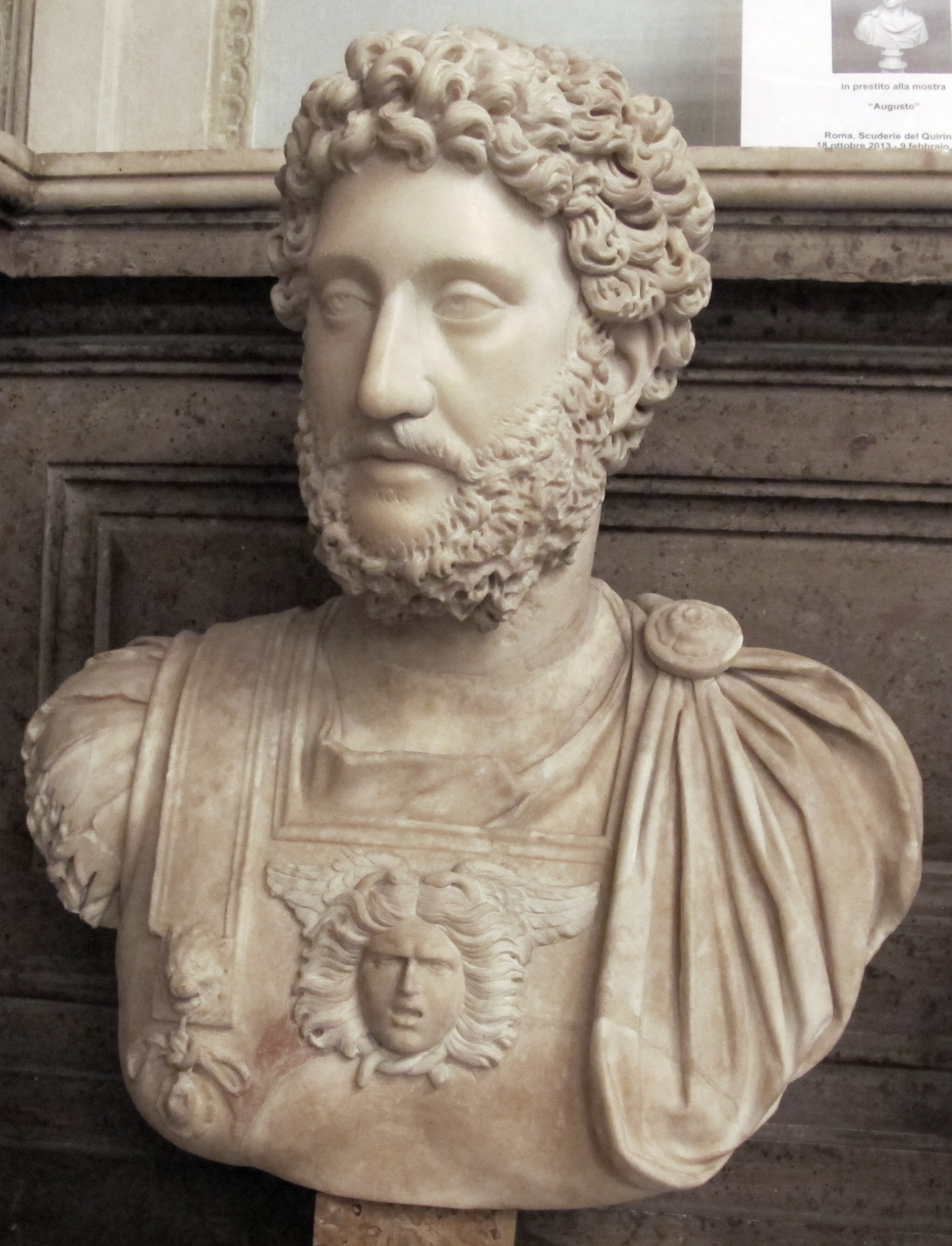
Buste de Commode (r. 180-192).
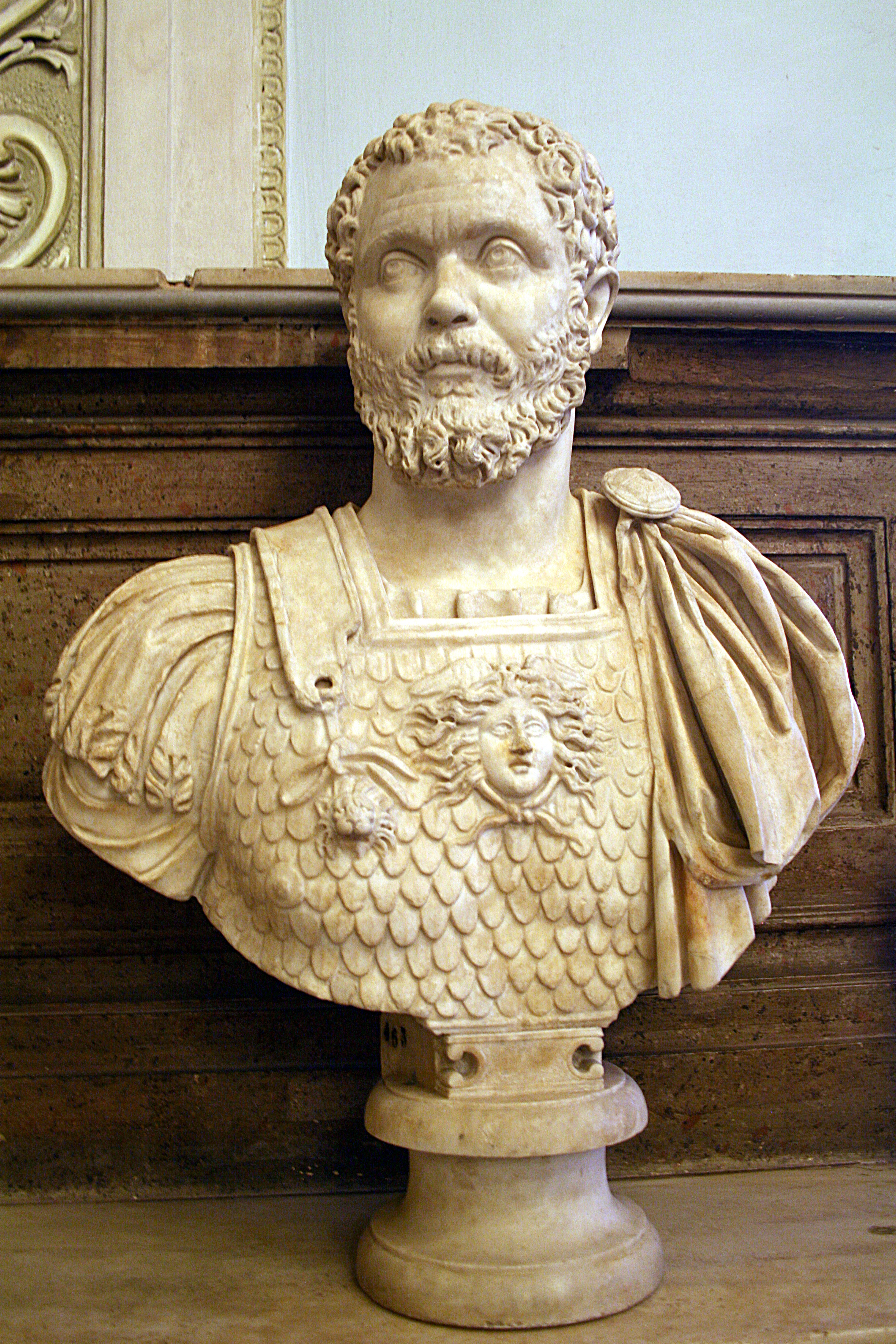
Septime Sévère (r. 193-211).
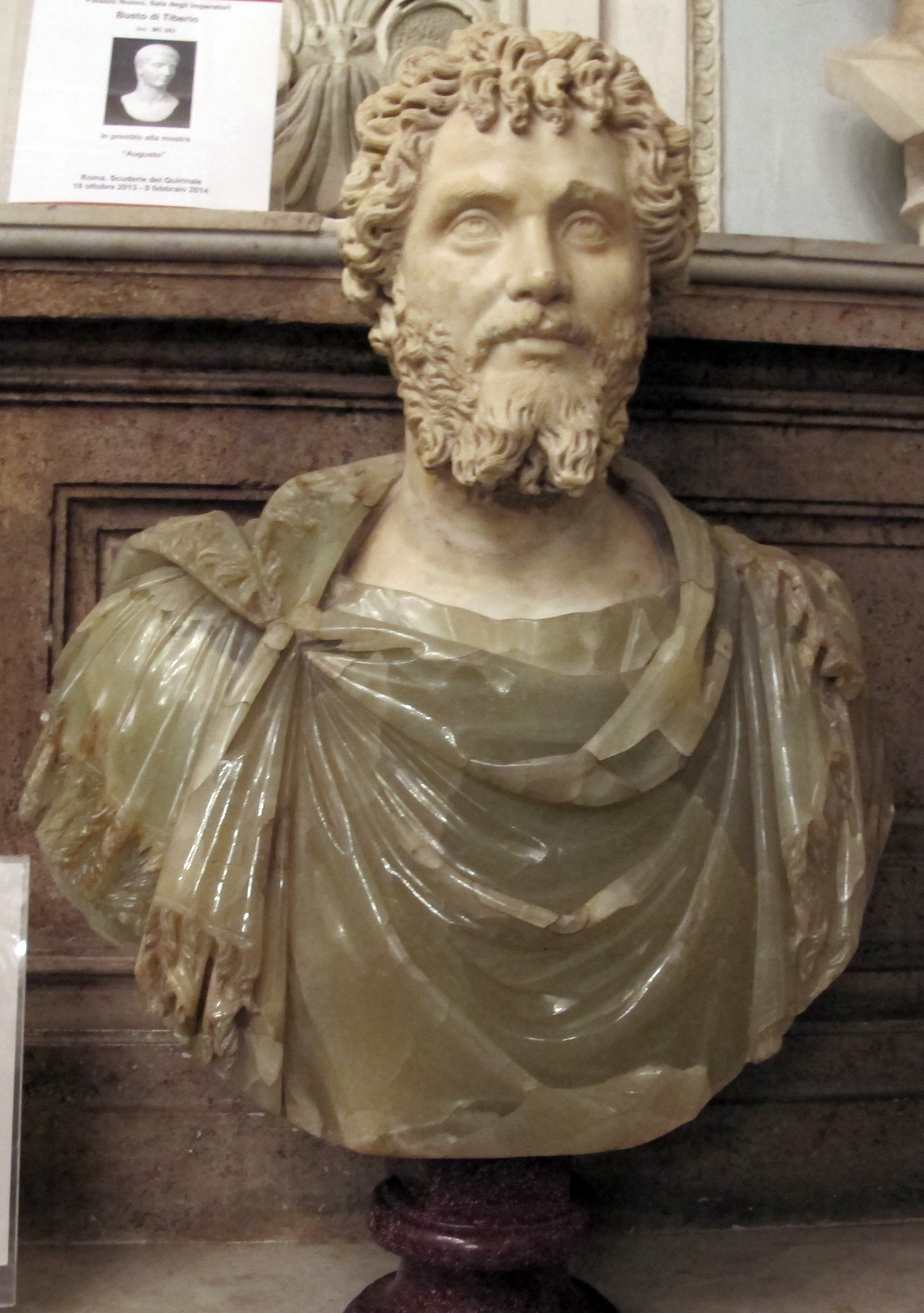
Septime Sévère (r. 193-211).
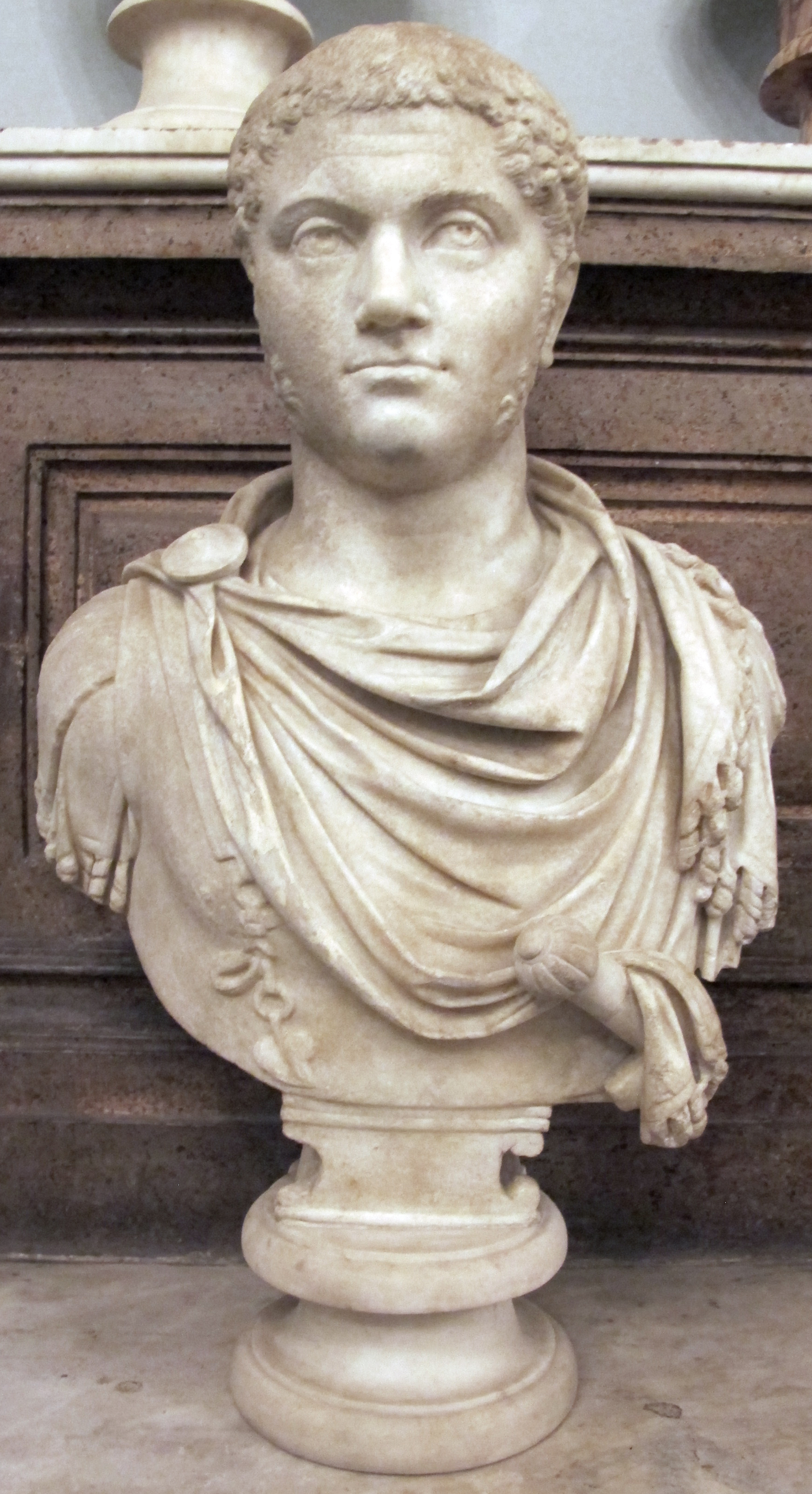
Caracalla jeune (r. 211-217).
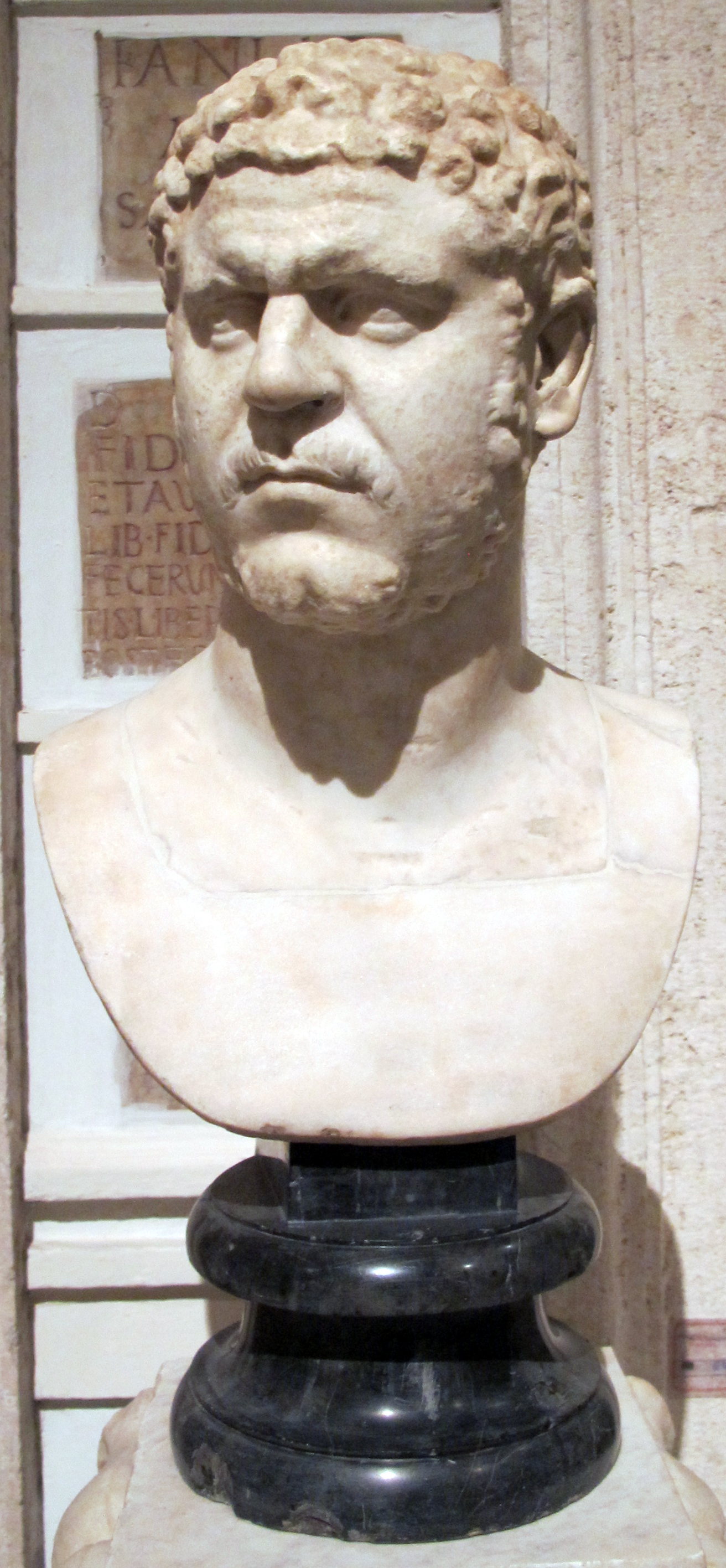
Buste de Caracalla (r. 211-217).
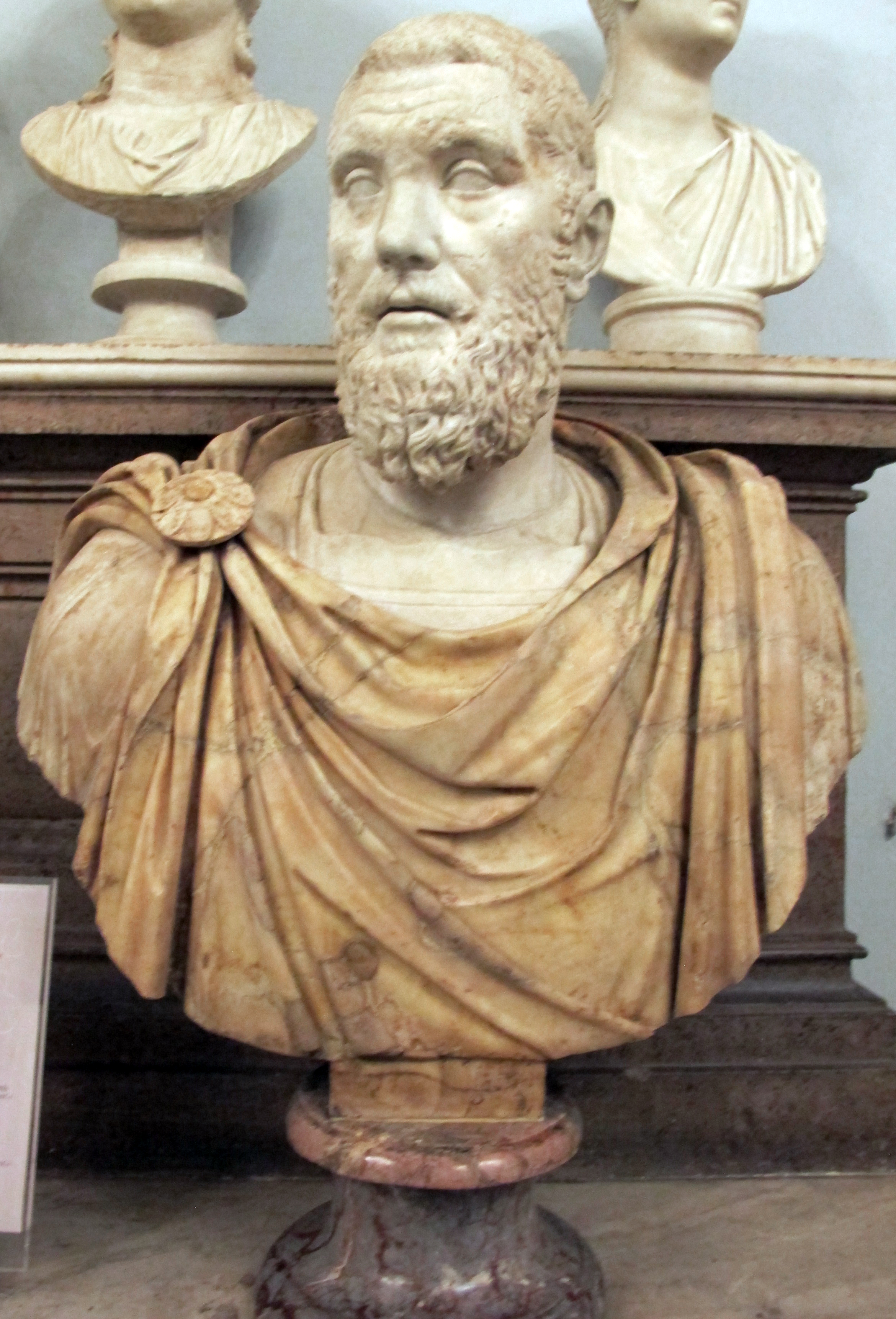
Buste de Macrino, collection Albani (r. 217-218)
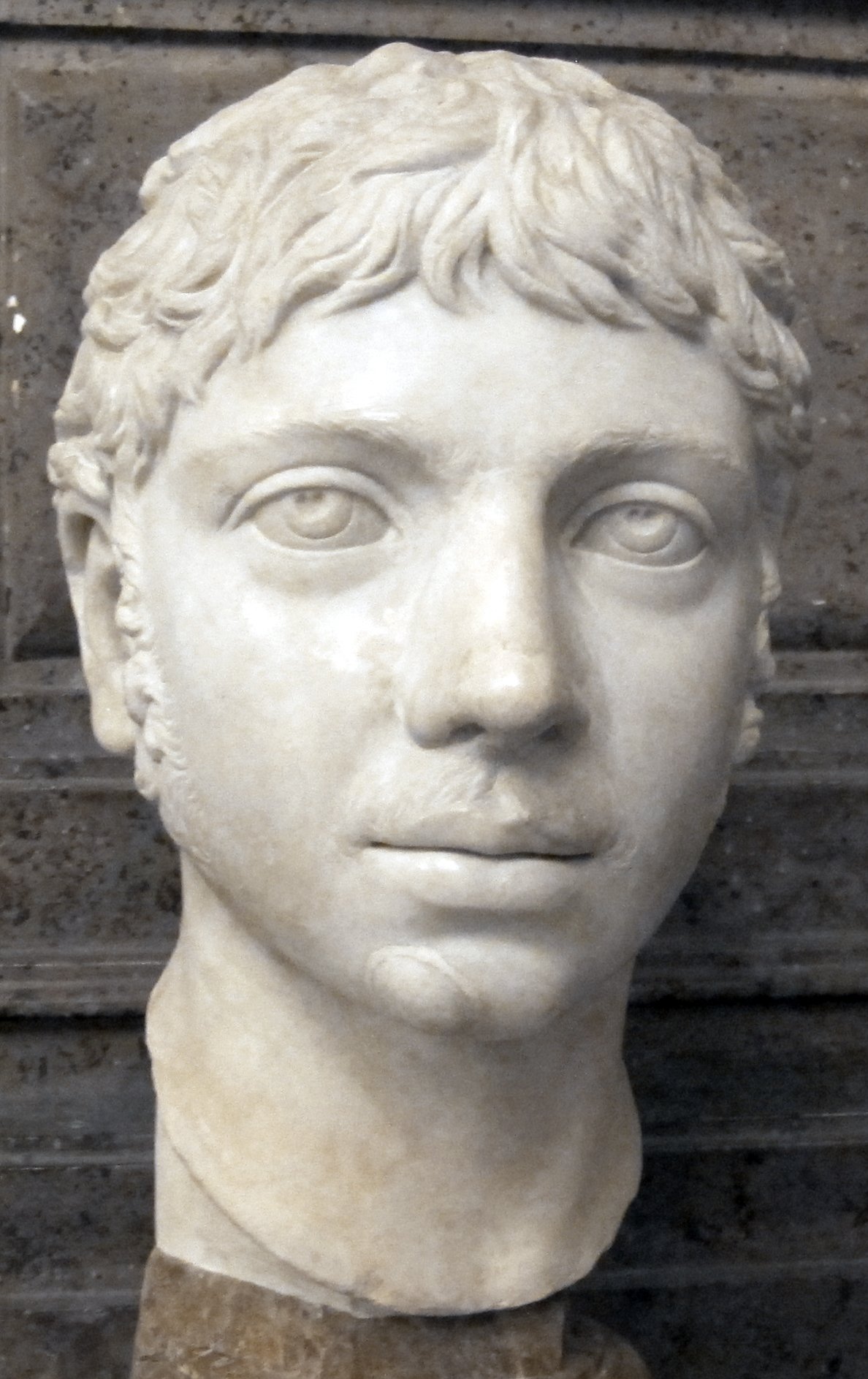
Buste d'Élagabale (r.218-222).
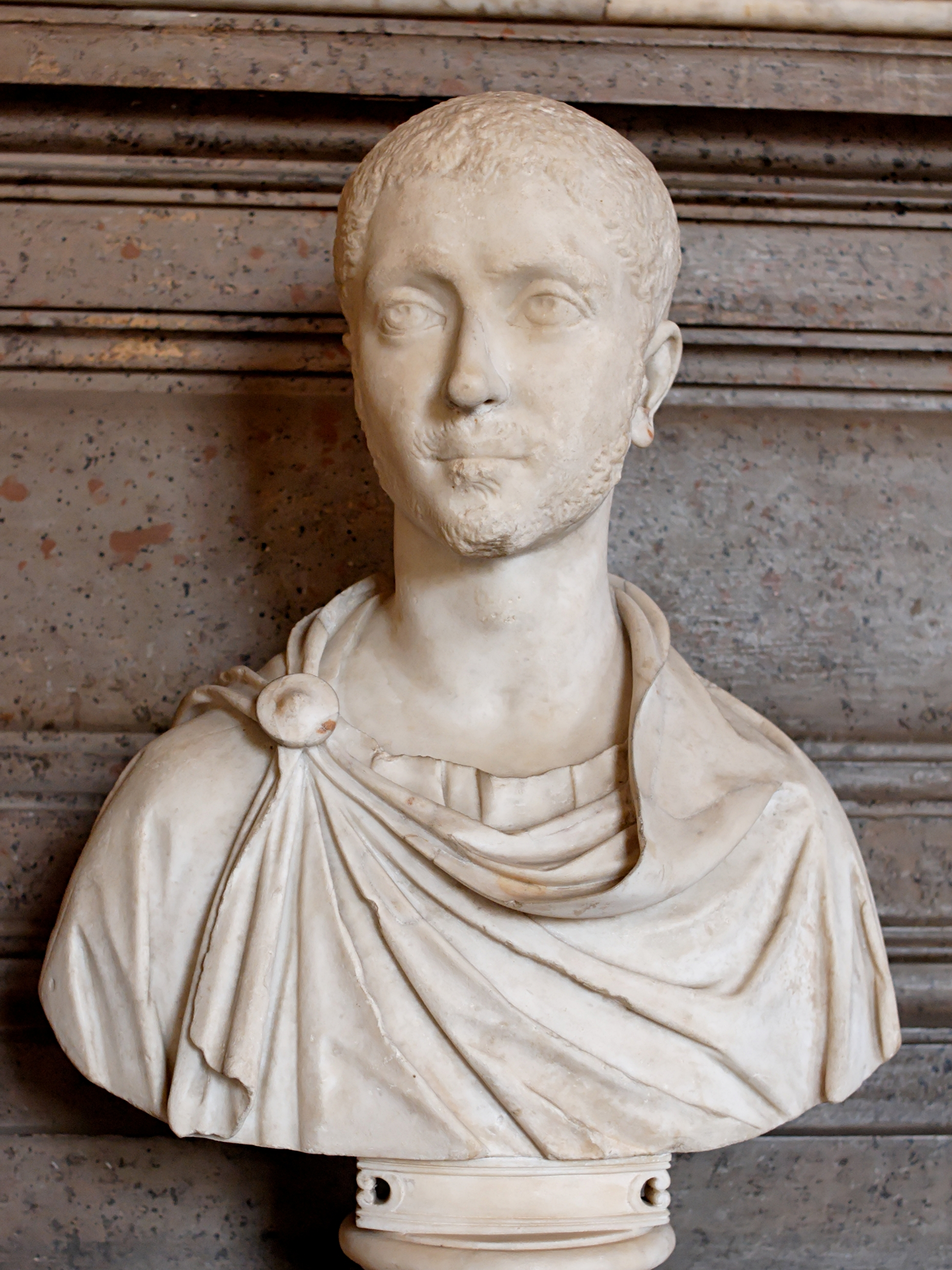
Buste d'Alexandre Sévère (r. 222-235).
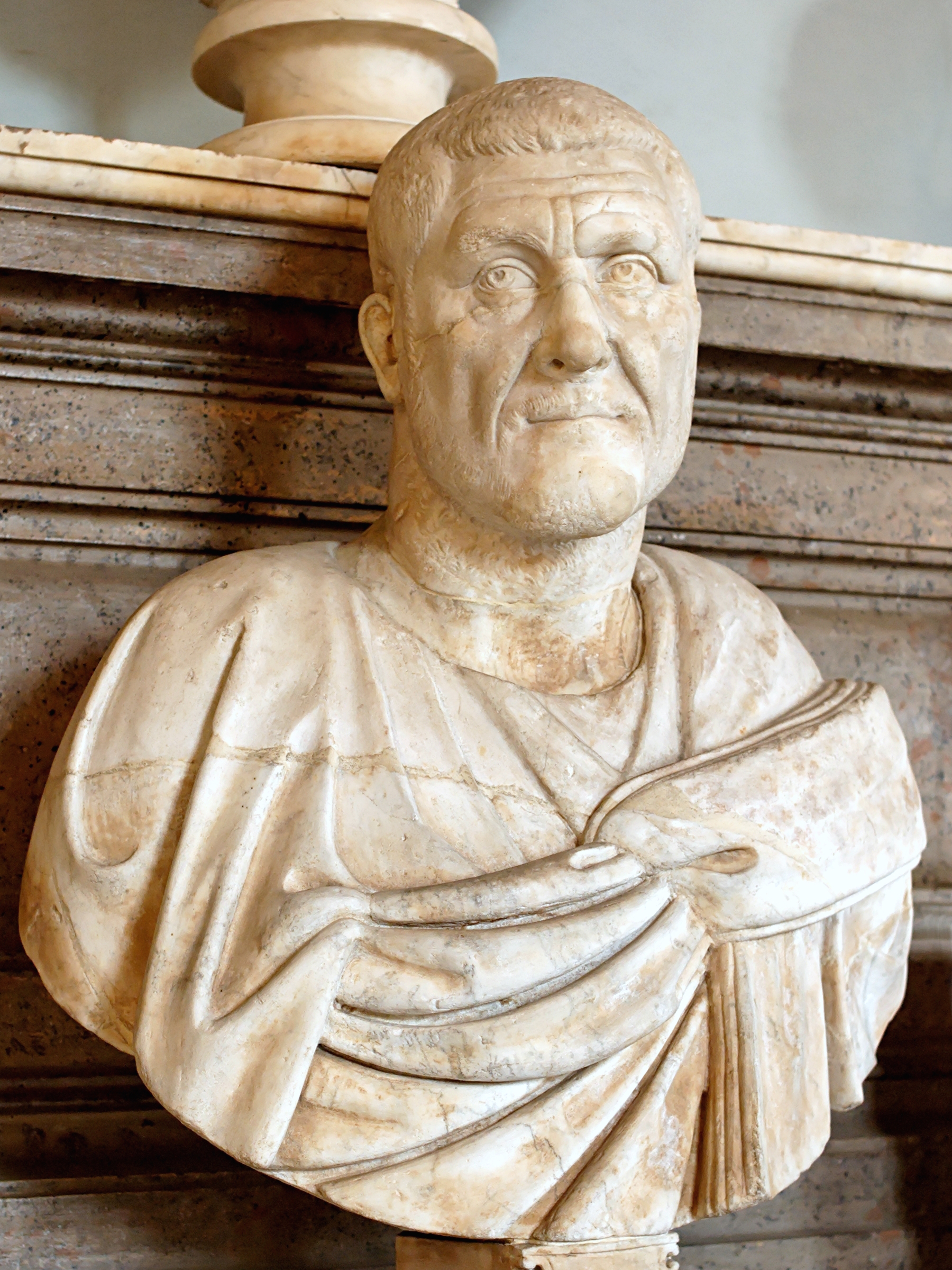
Maximin Trace (r. 235-238).
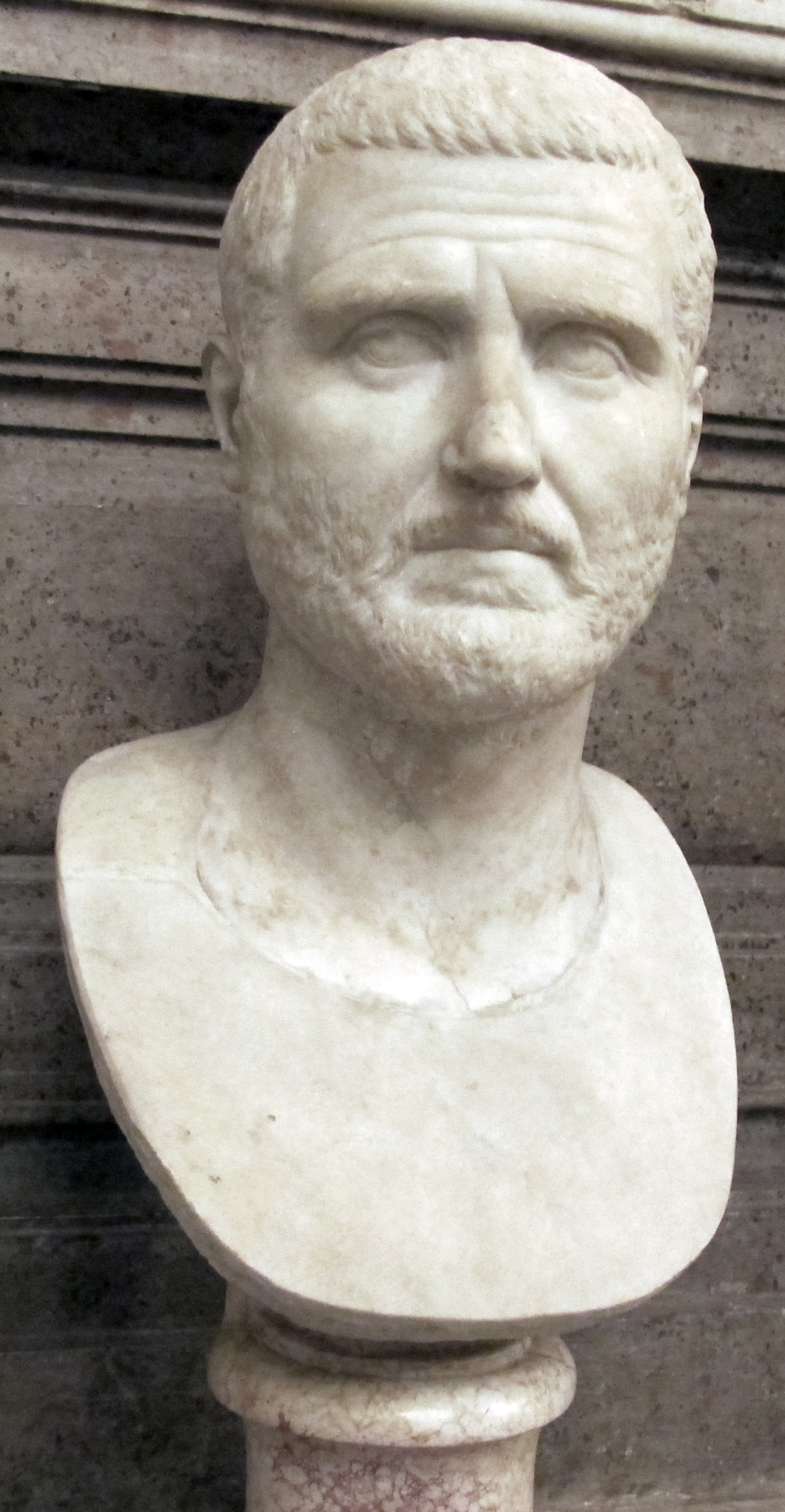
Buste de Gordien Ier (r. 238).
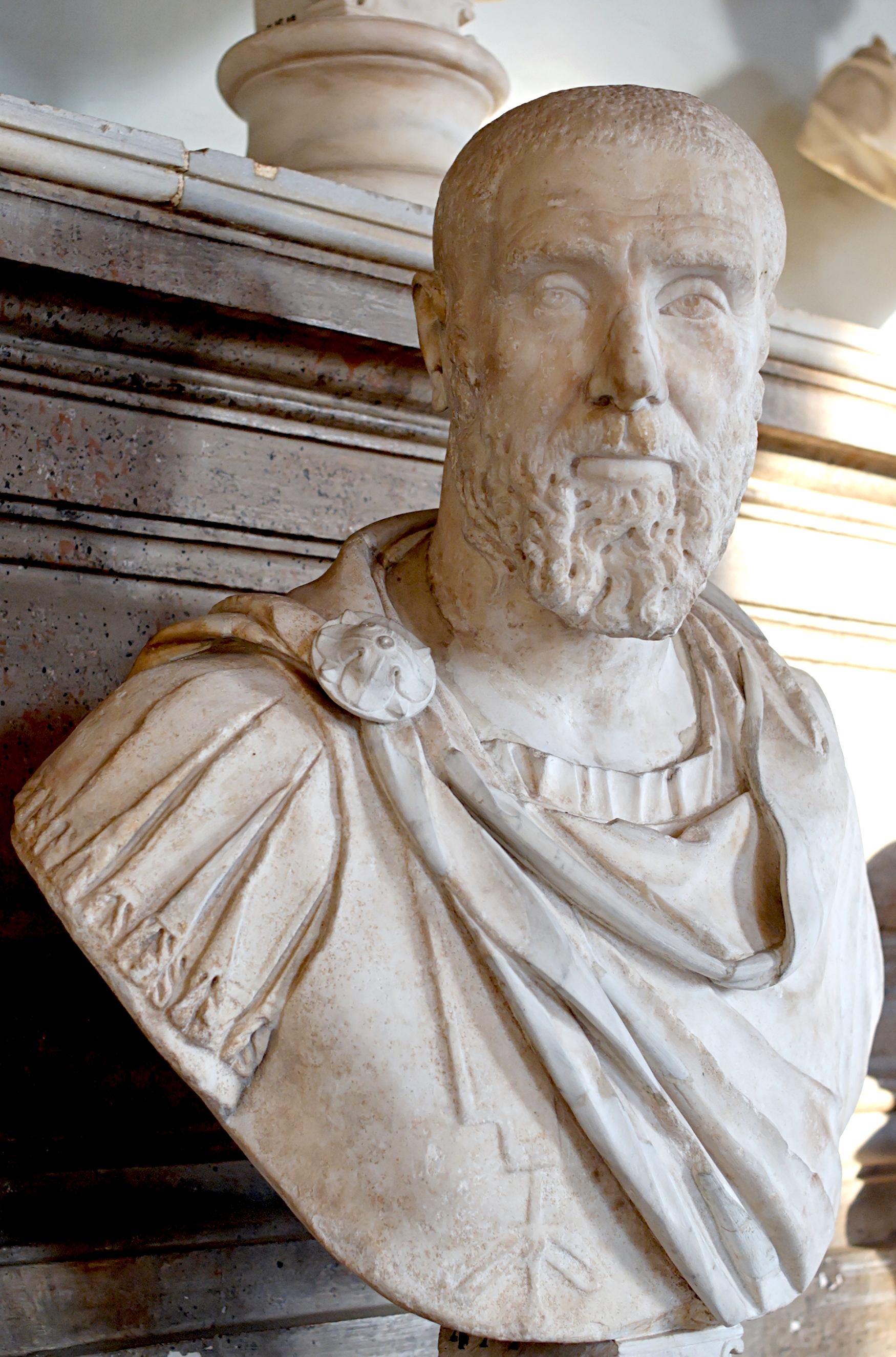
Buste de Marco Clodio Pupieno Massimo (r. 238).
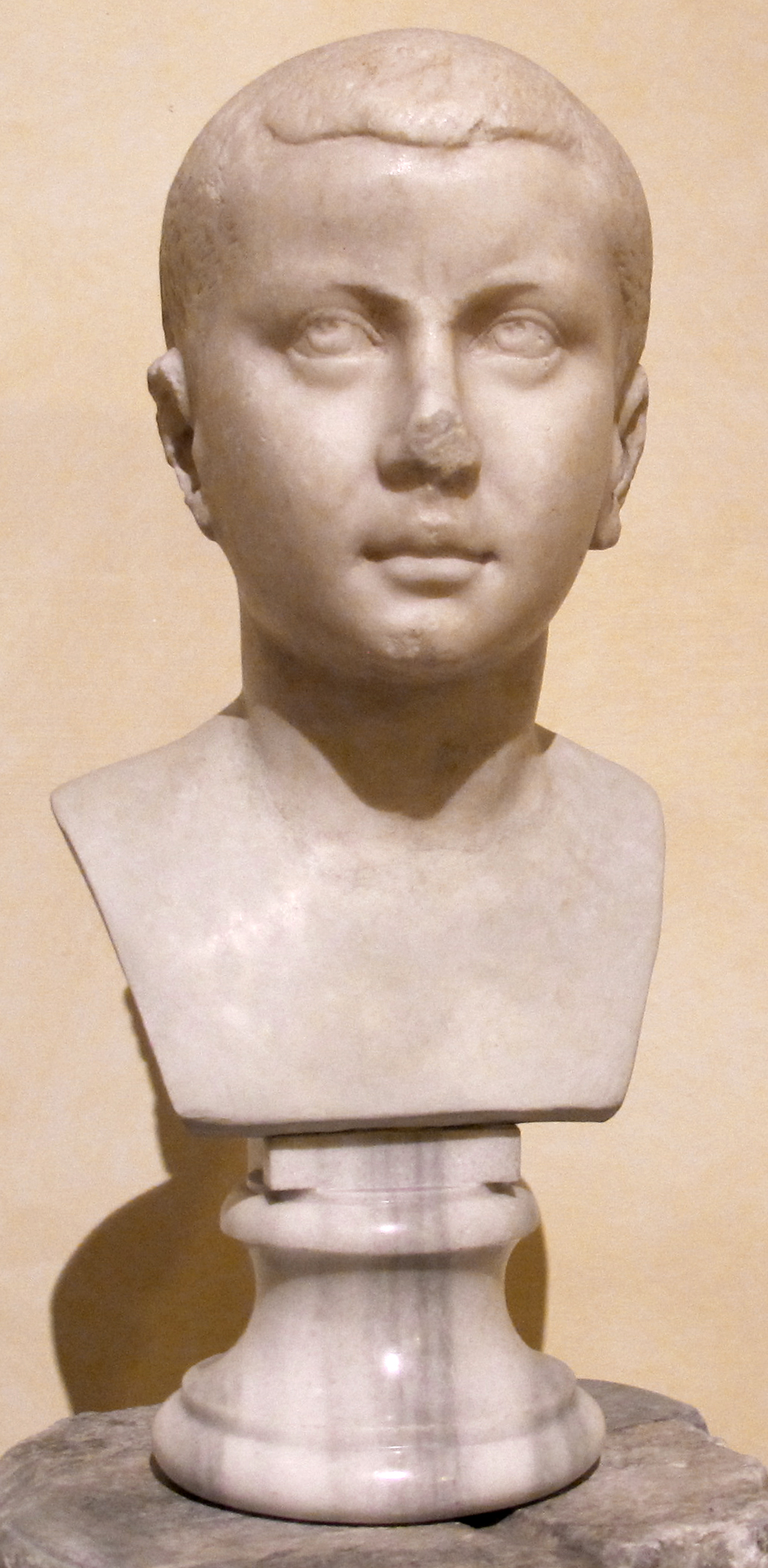
Gordien III jeune (r. 238-244).
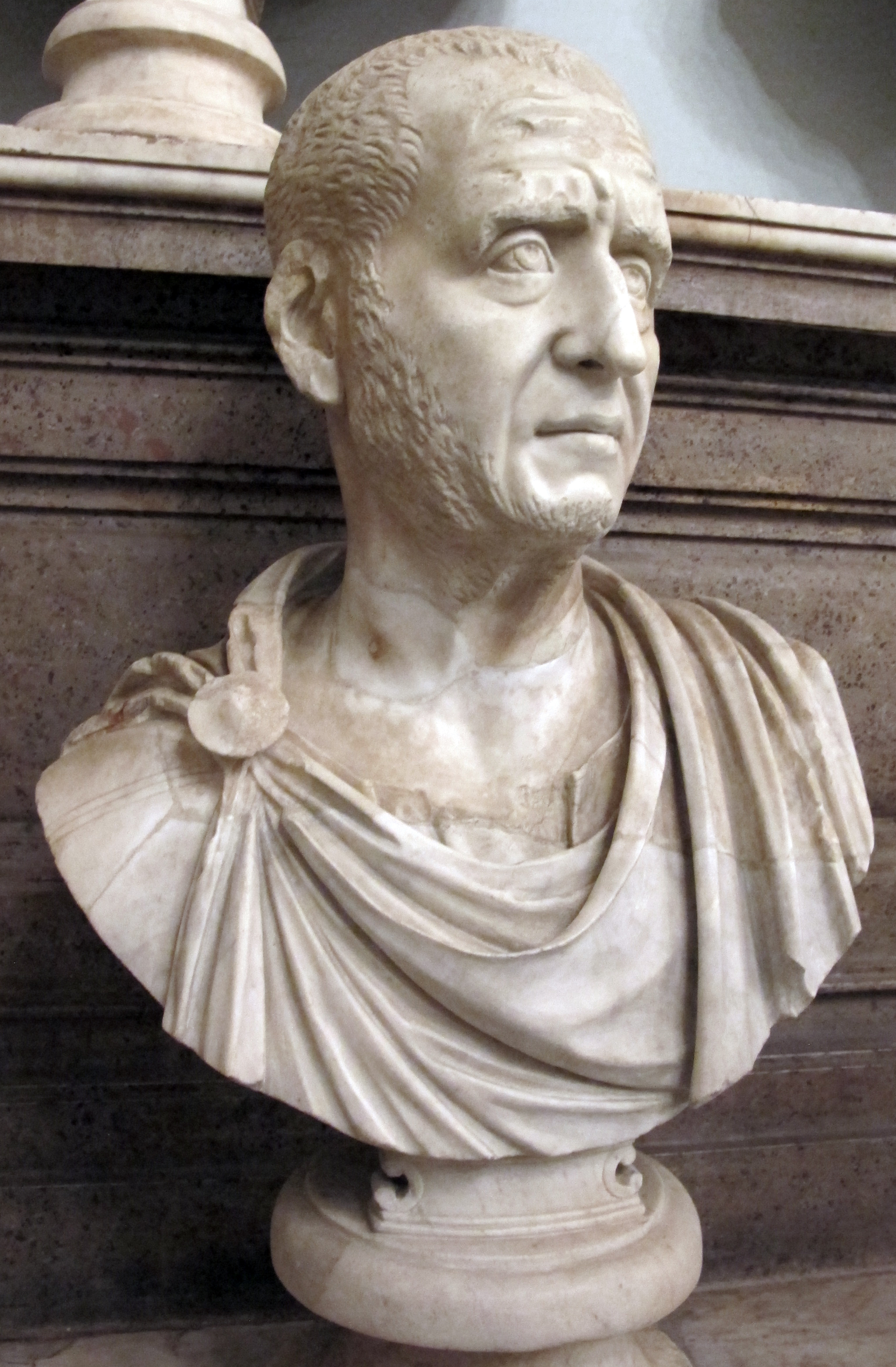
Buste de Decius Trajan (r. 249-251).
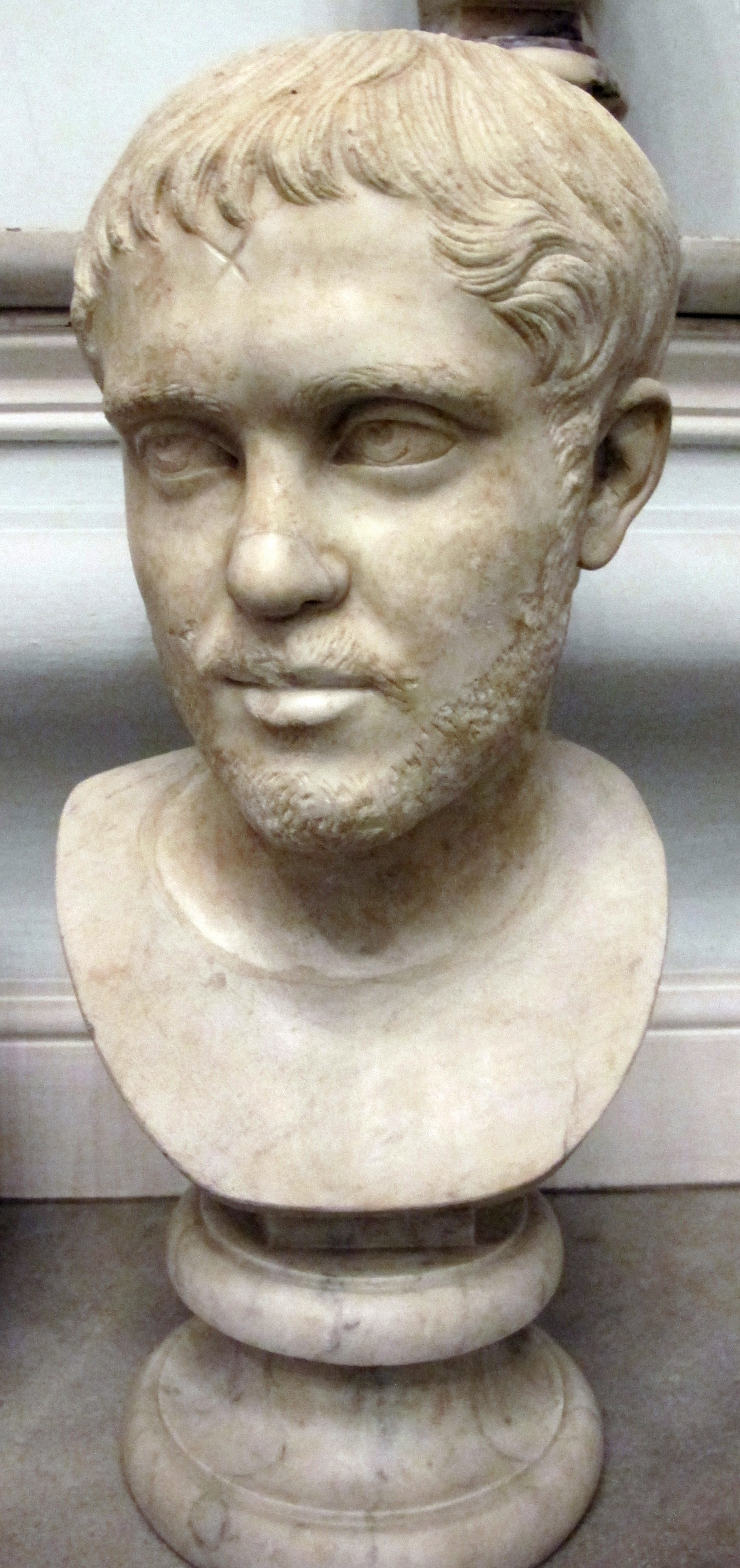
Buste d'Ostilien (r. 251).
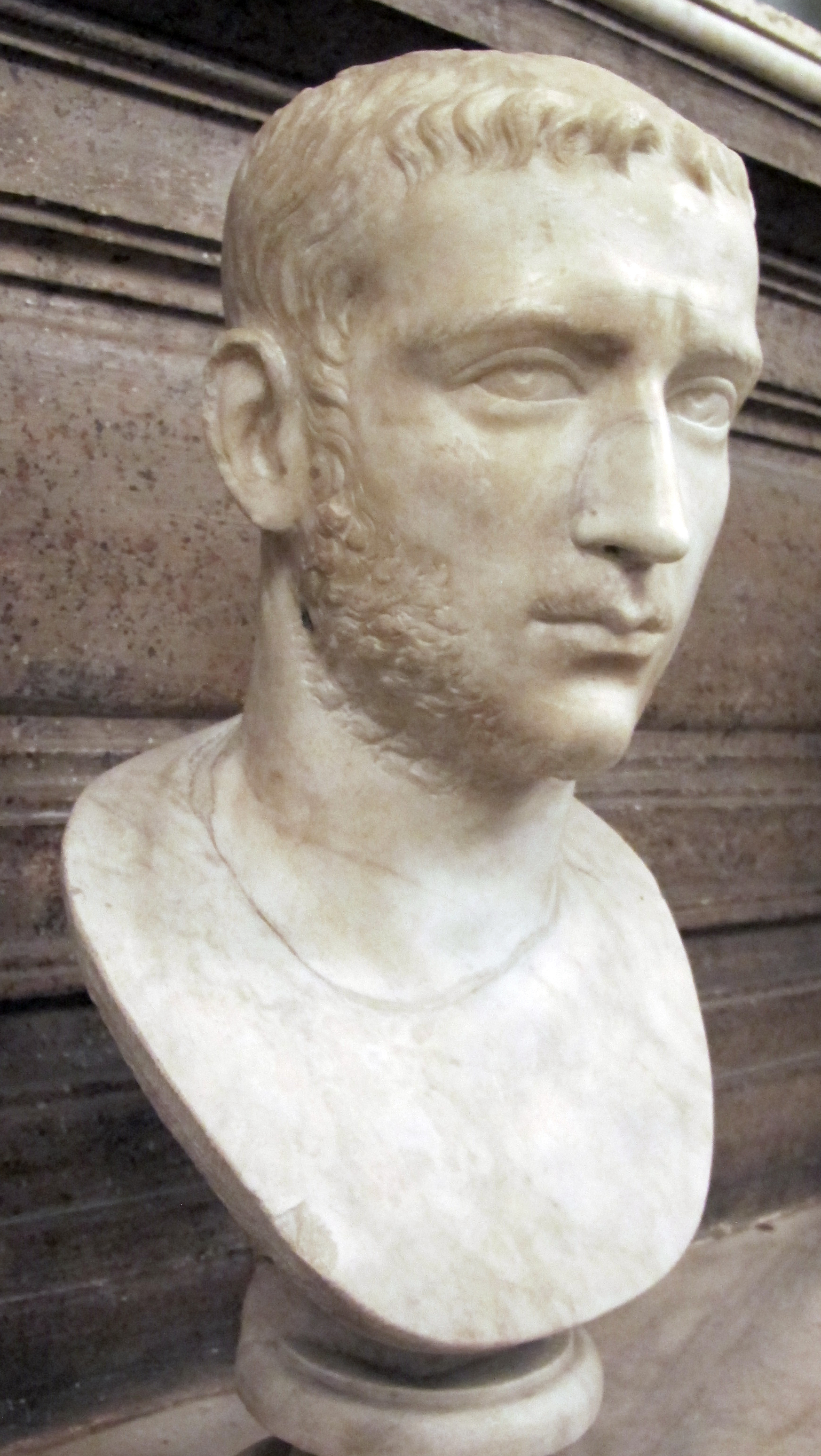
Buste de Gallien (r. 253-268).
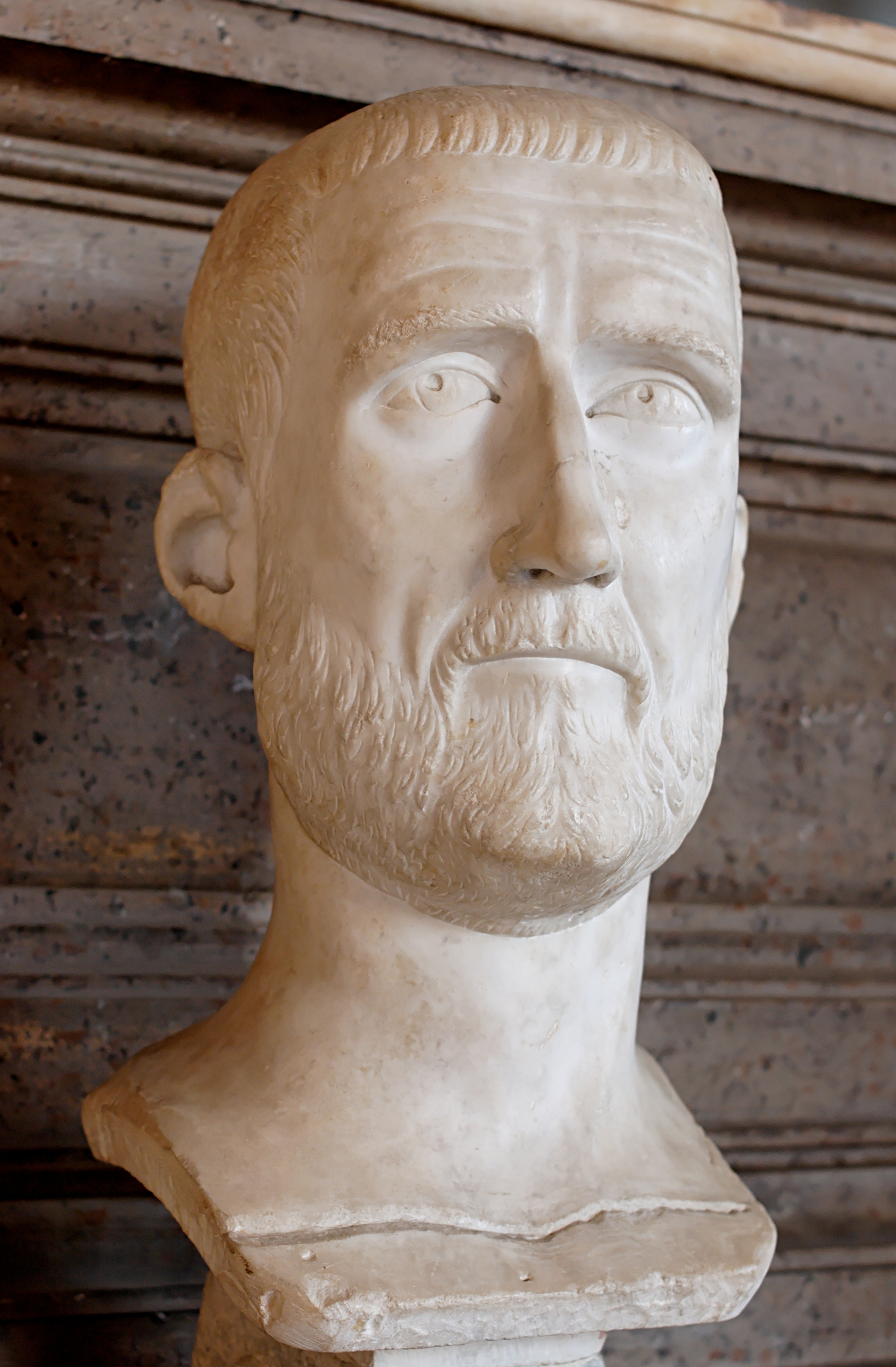
Buste de Marc-Aurèle Probus (r. 276-282). Marbre, 46 cm (Collection Albani).
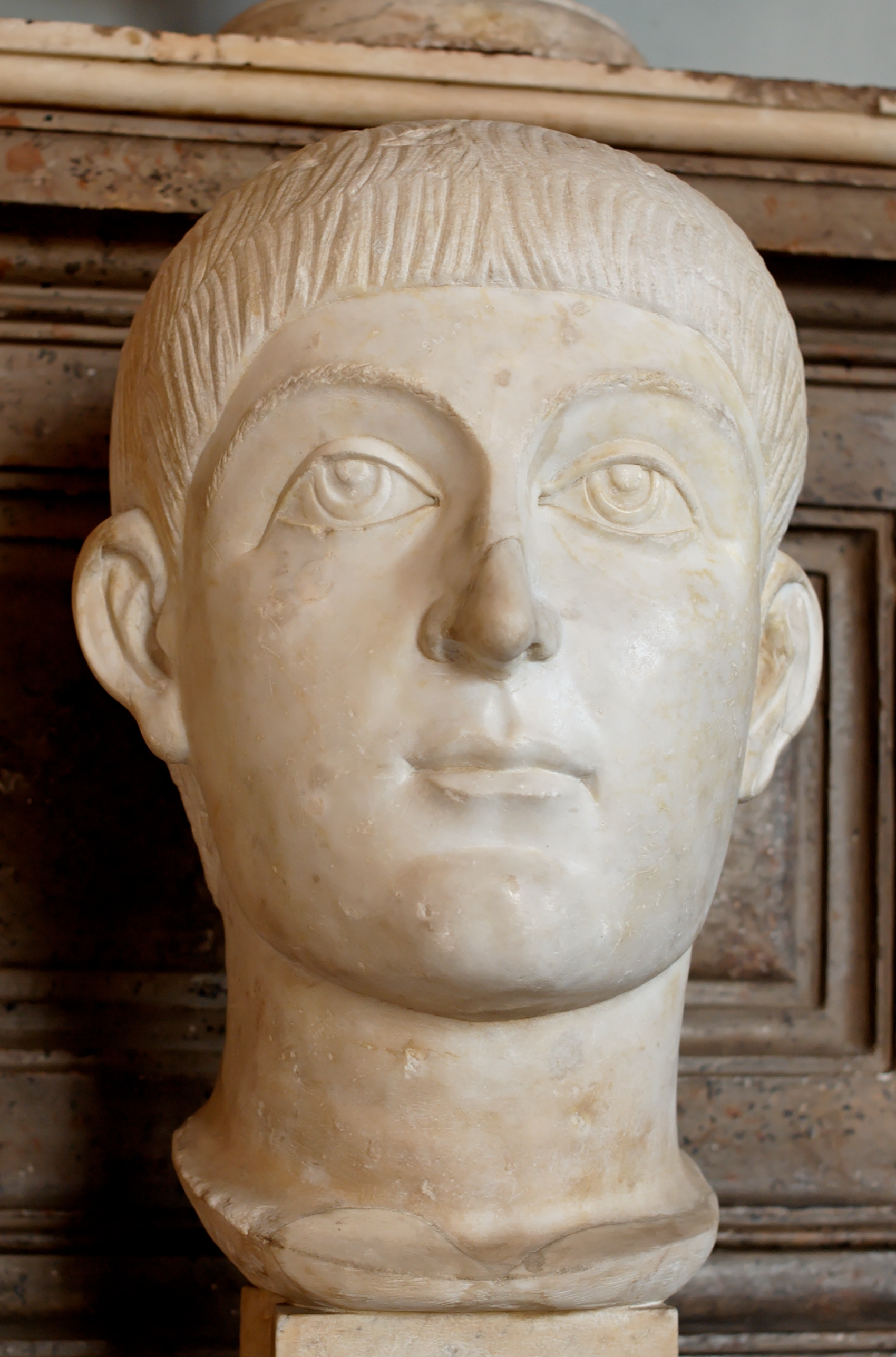
Buste d'Honorius (r. 393-423).

Les portraits féminins ne manquent pas, avec leurs coiffures complexes, leurs perruques et leurs boucles élaborées ; parmi les sujets se trouvent l'épouse d'Auguste Livie, celle de Germanicus, Agrippine l'Aînée, Plotine, Faustine l'Ancienne et Julia Domna.

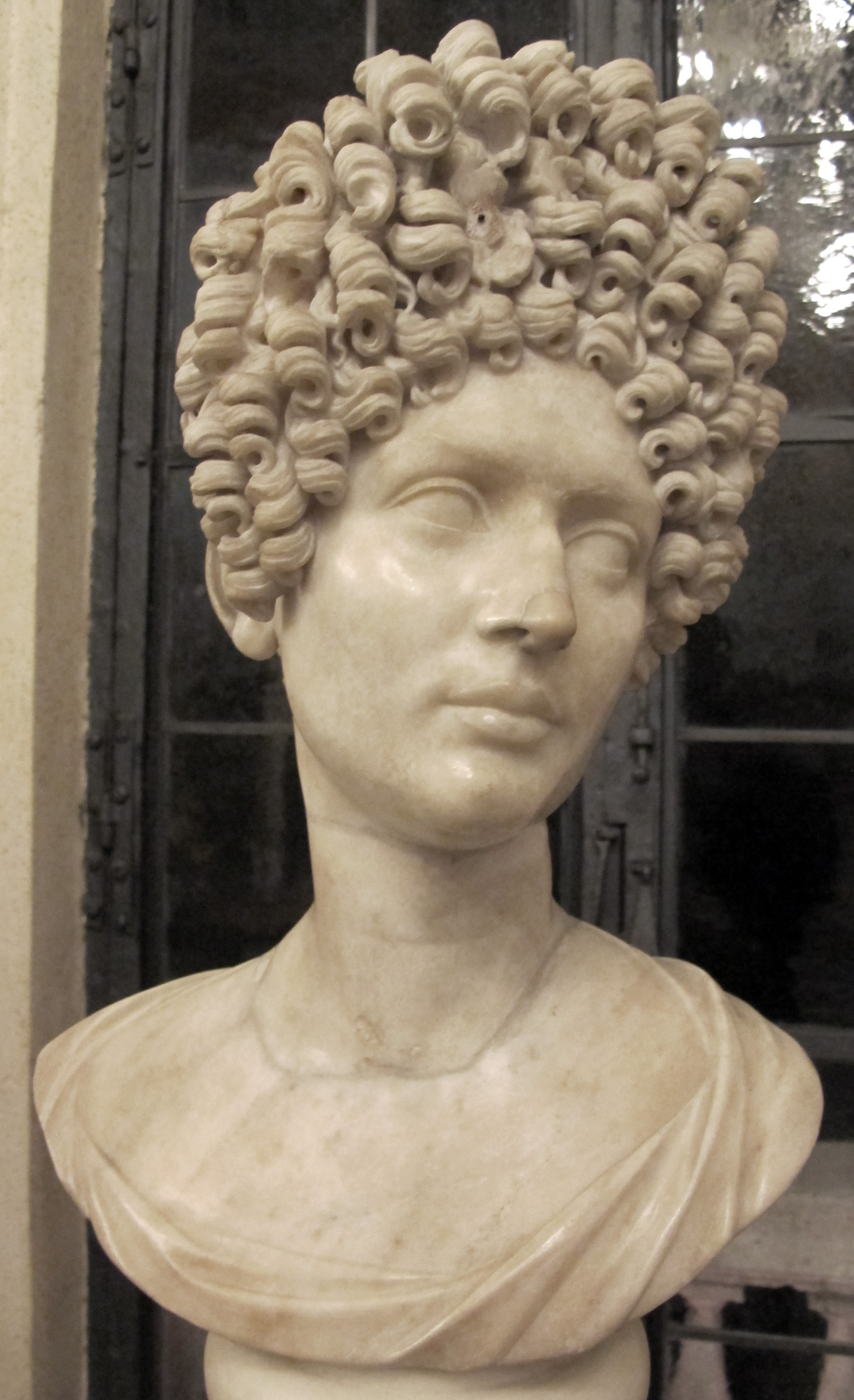
Buste d'Adrianea.
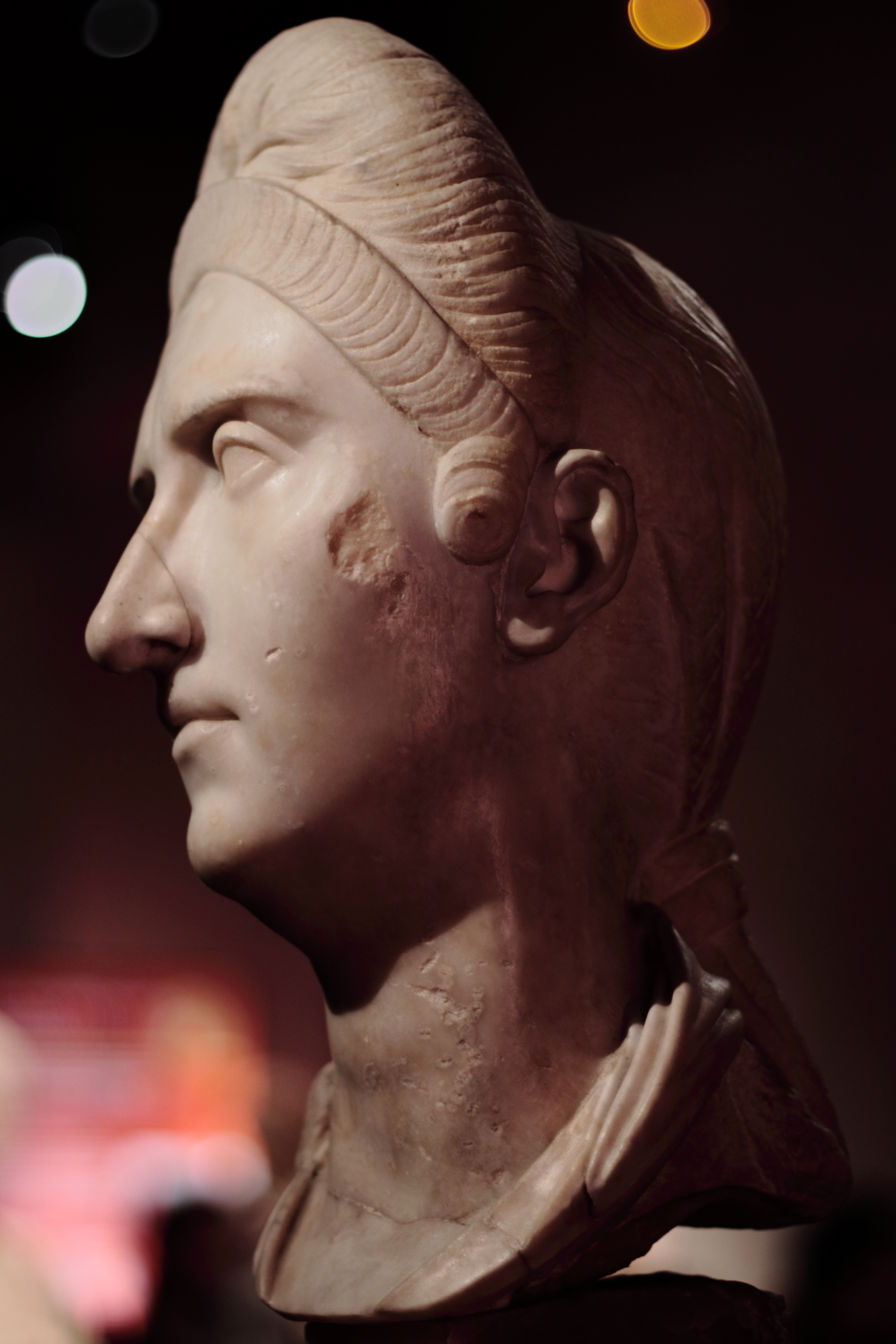
Plotine (65/70-121).
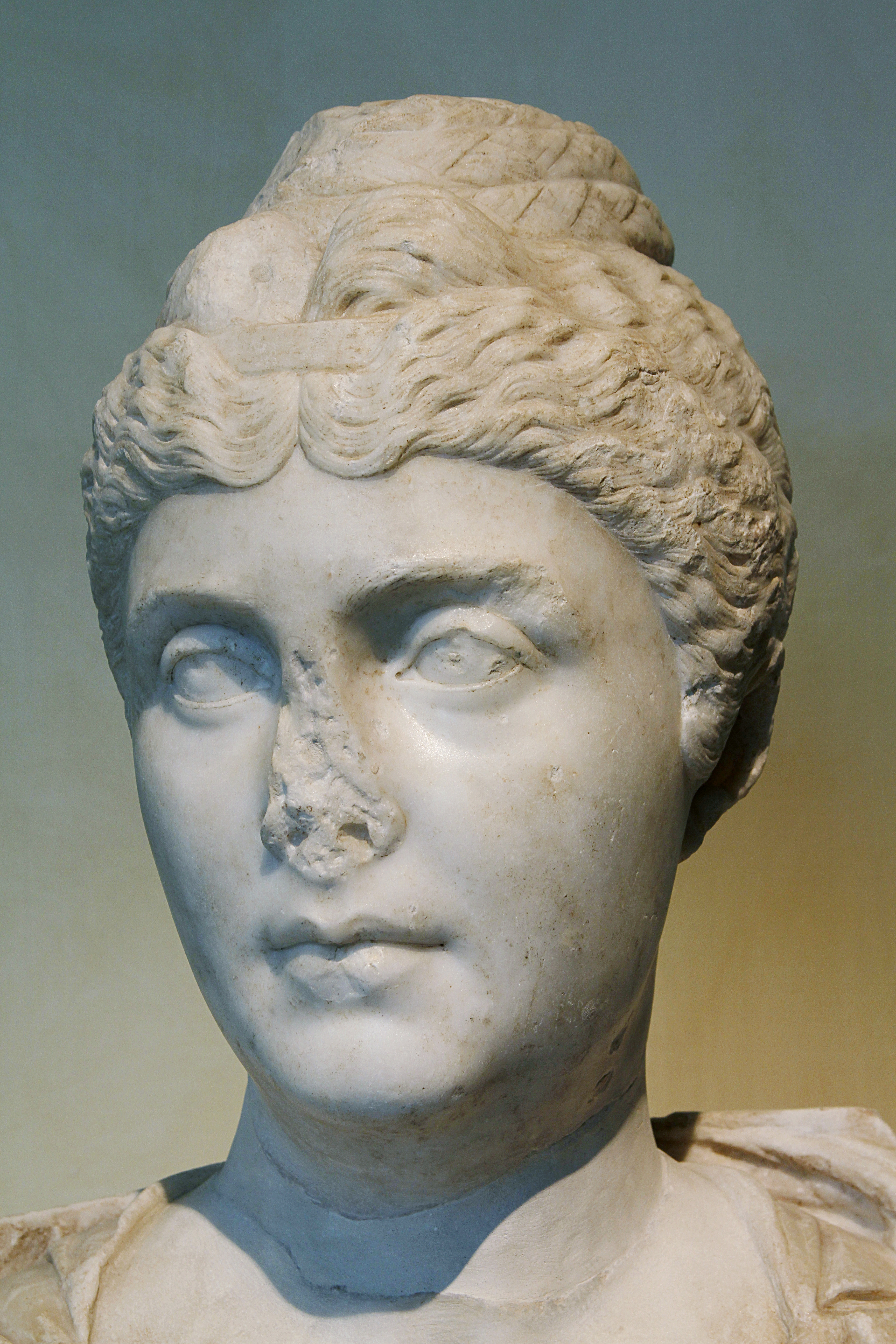
Buste de Faustine l'Ancienne (105-140).
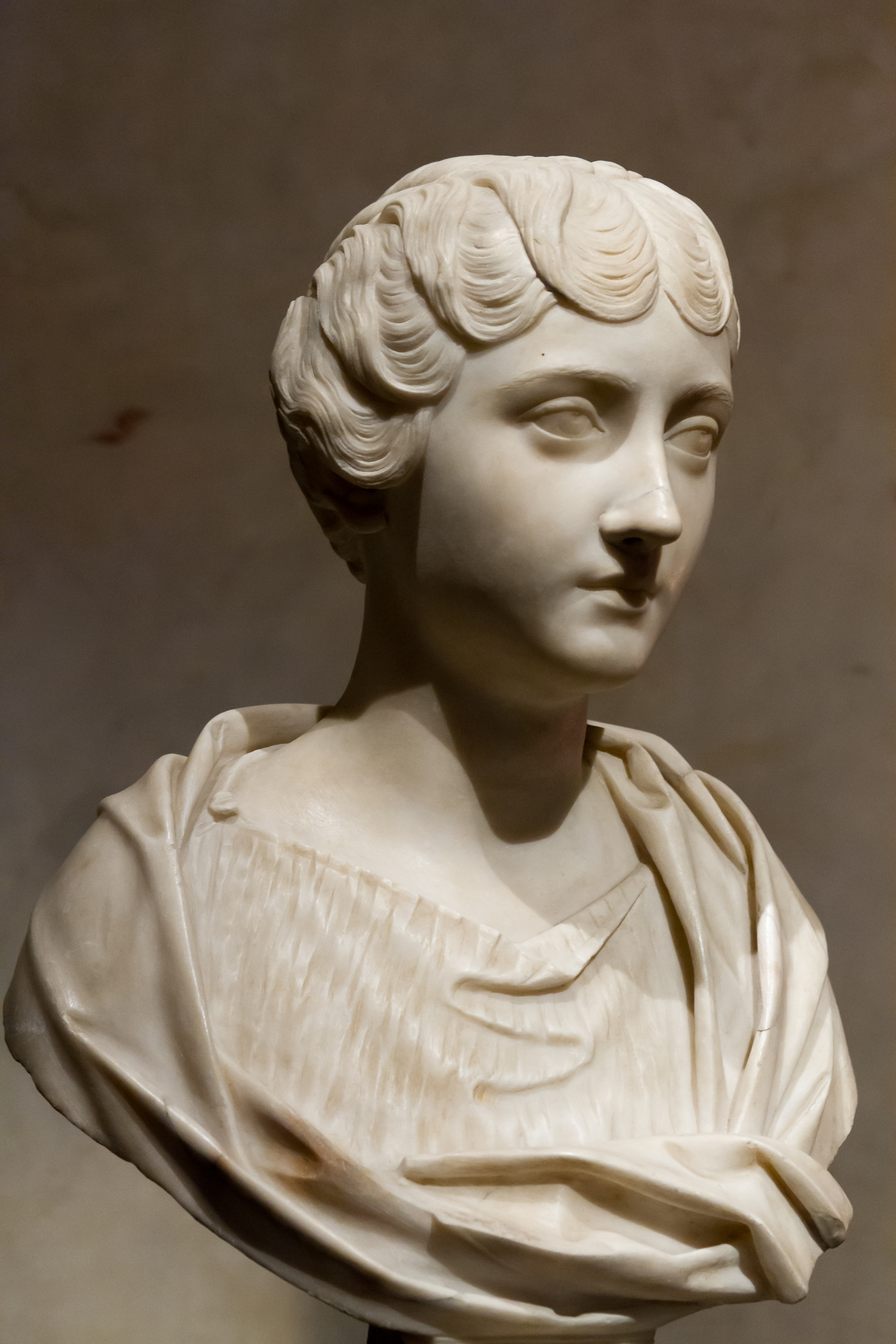
Buste de Faustine la jeune (125/130-175).
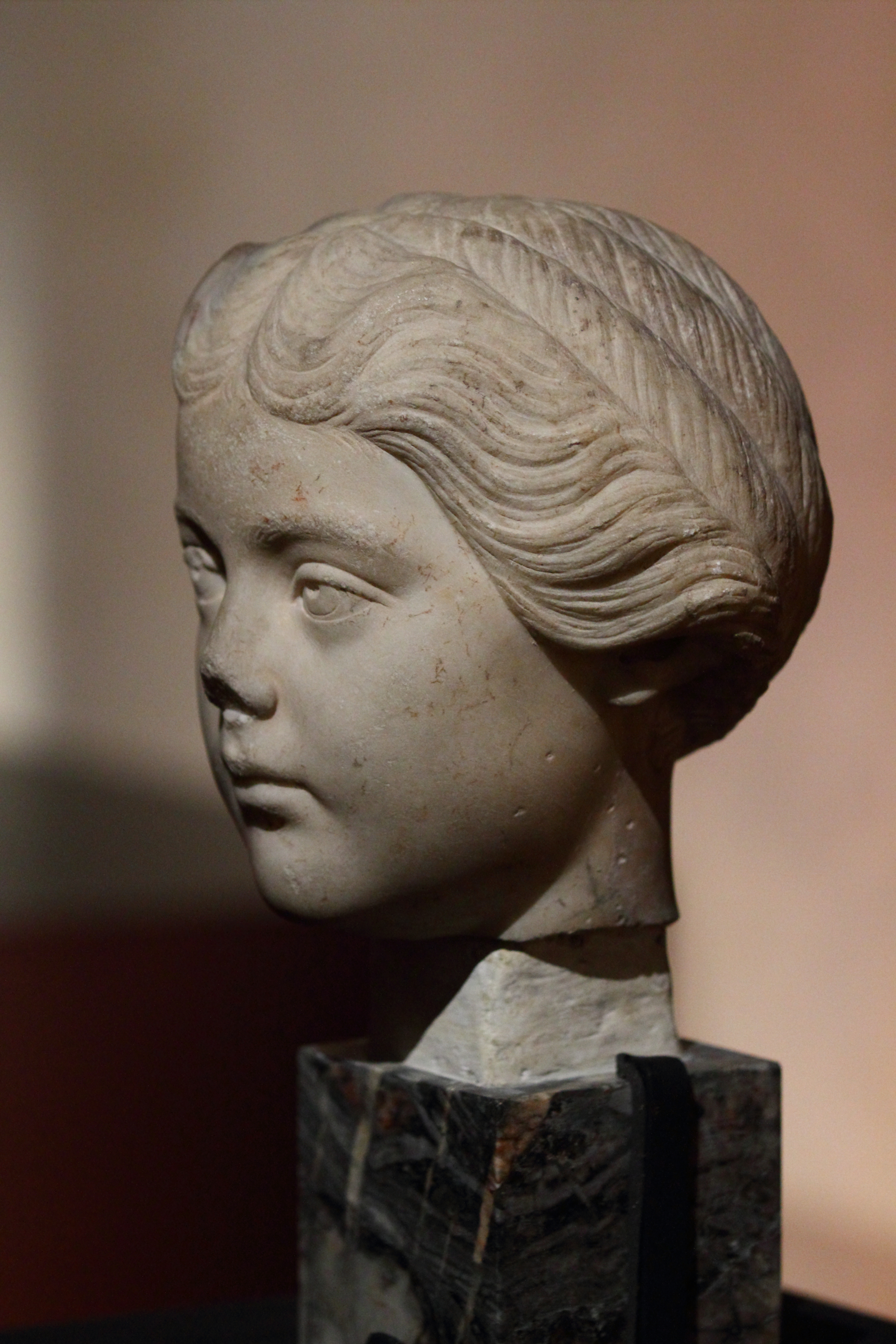
Buste d'Annia Aurelia (150-182).

### Salle des Philosophes
Comme dans le cas de la « salle des Empereurs », la salle des philosophes est également née, lors de la fondation des musées du Capitole, de la volonté de collectionner les portraits, bustes et hermès de poètes, philosophes et rhéteurs de l'antiquité. 79 sont présents Dans la salle. L'itinéraire commence par le poète le plus célèbre de l'antiquité, Homère, représenté comme un vieil homme, avec une barbe, des cheveux flottants et des yeux ternes, signe de cécité. Suit Pindare, un autre poète grec bien connu, Pythagore, avec son turban sur la tête, et Socrate avec un nez charnu semblable à celui d'un Silène. Sont également présents les grands tragiques athéniens : Eschyle, Sophocle et Euripide.
Parmi les nombreux personnages du monde grec, quelques portraits de l'époque romaine sont également exposés, dont Cicéron, célèbre homme d'État et homme de lettres, représenté au début de la cinquantaine dans la plénitude de ses facultés intellectuelles et politiques.

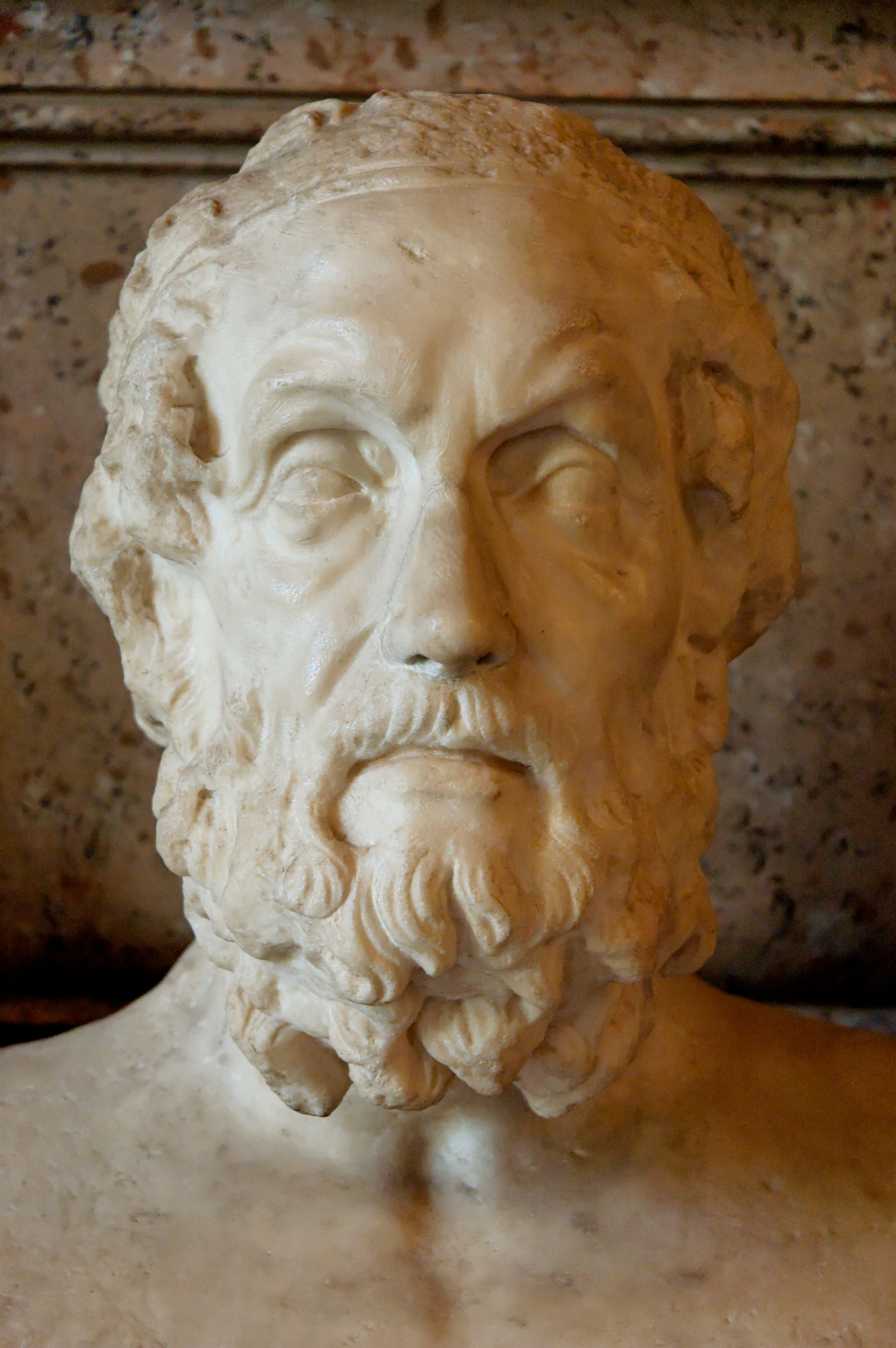
Hermès d'Homère.
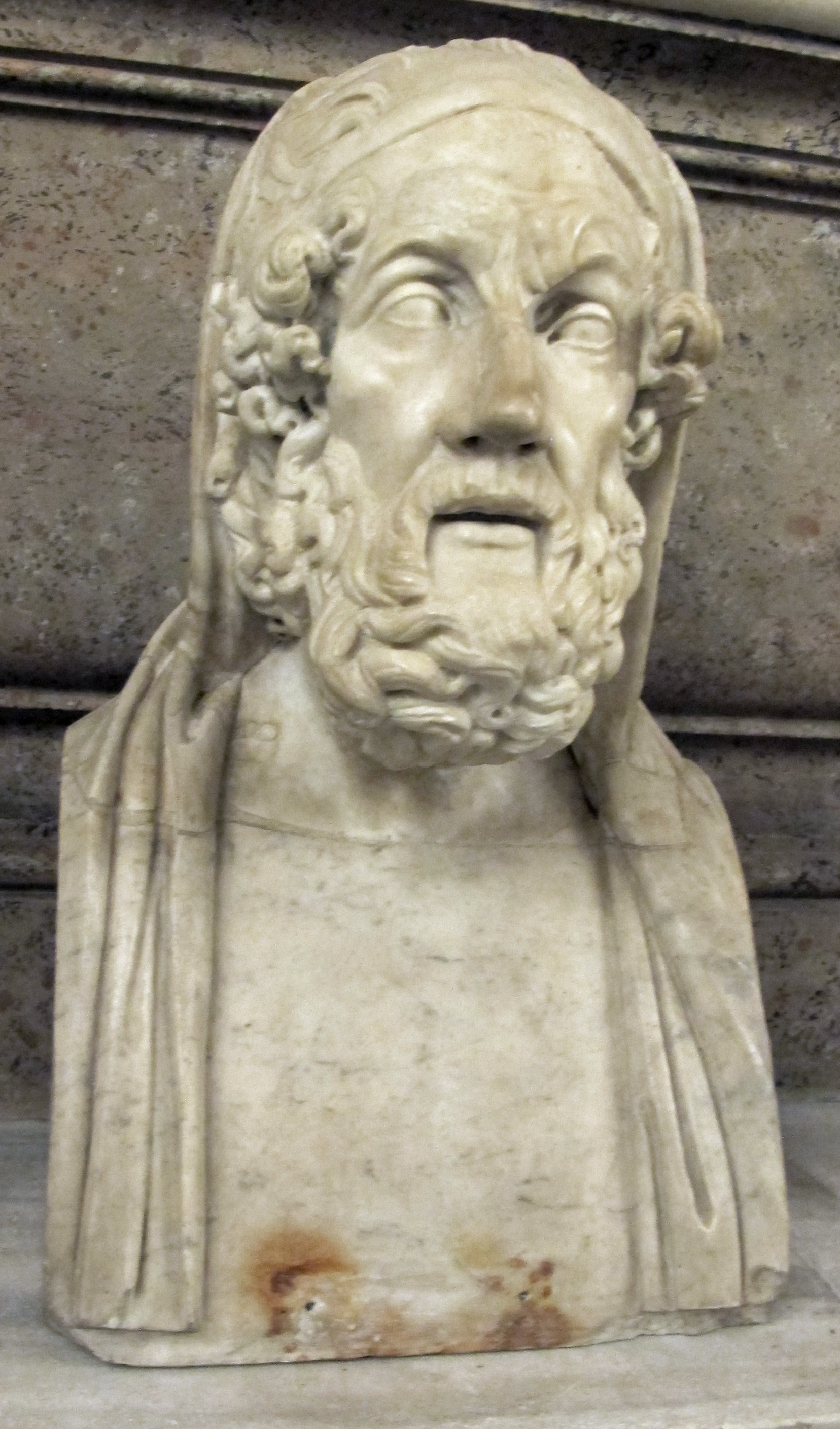
Homère, d'origine hellénistique du IIe siècle av. J.-C. (collection Albani).
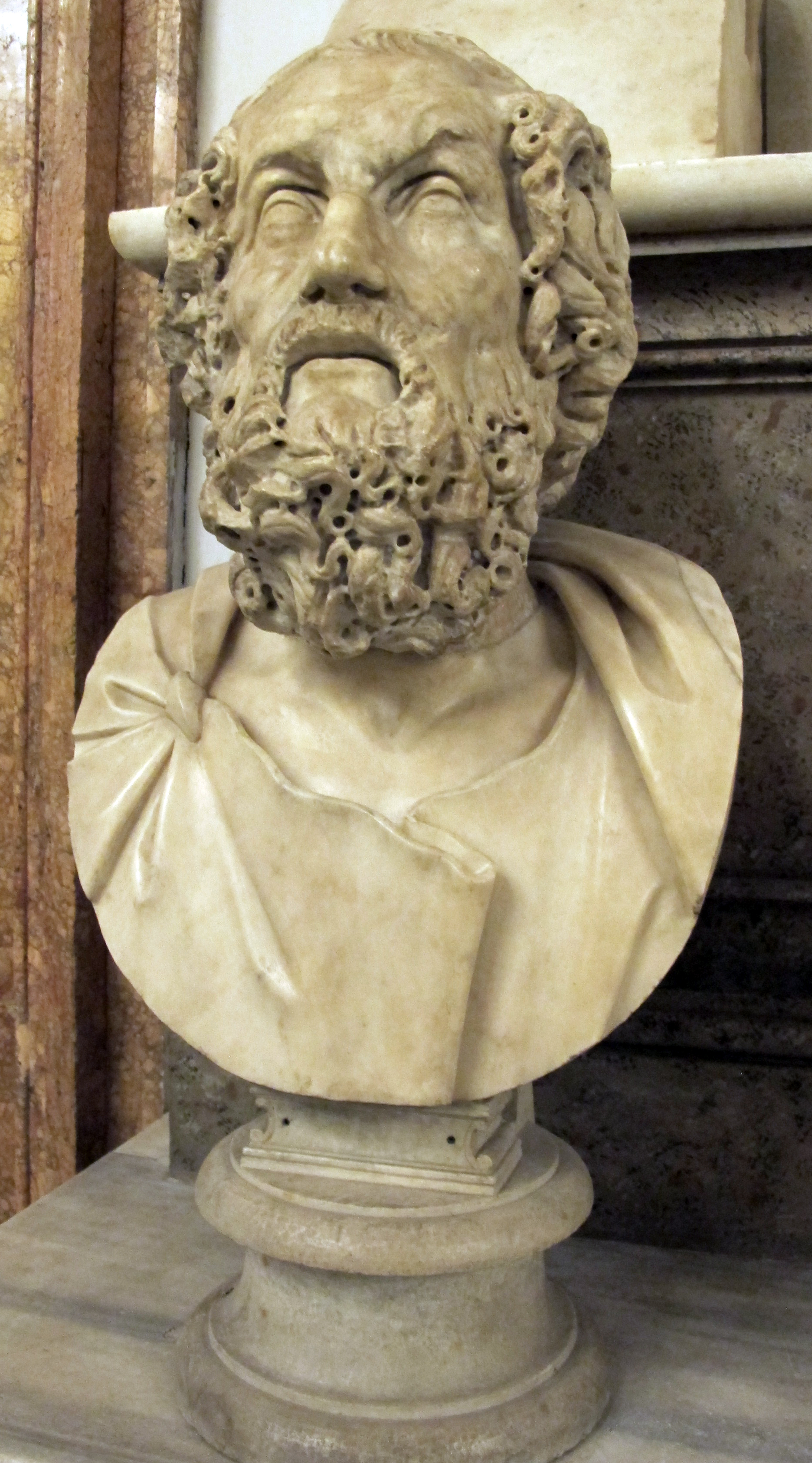
Autre buste d'Homère d'après un original hellénistique du IIe siècle av. J.-C. (collection Albani).
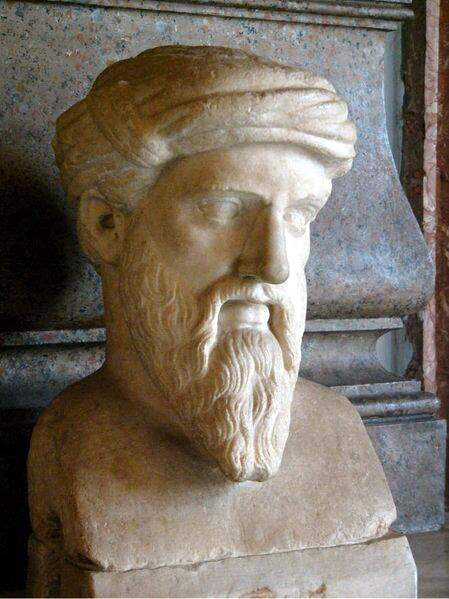
Pythagore (570-495 av. J.-C.).
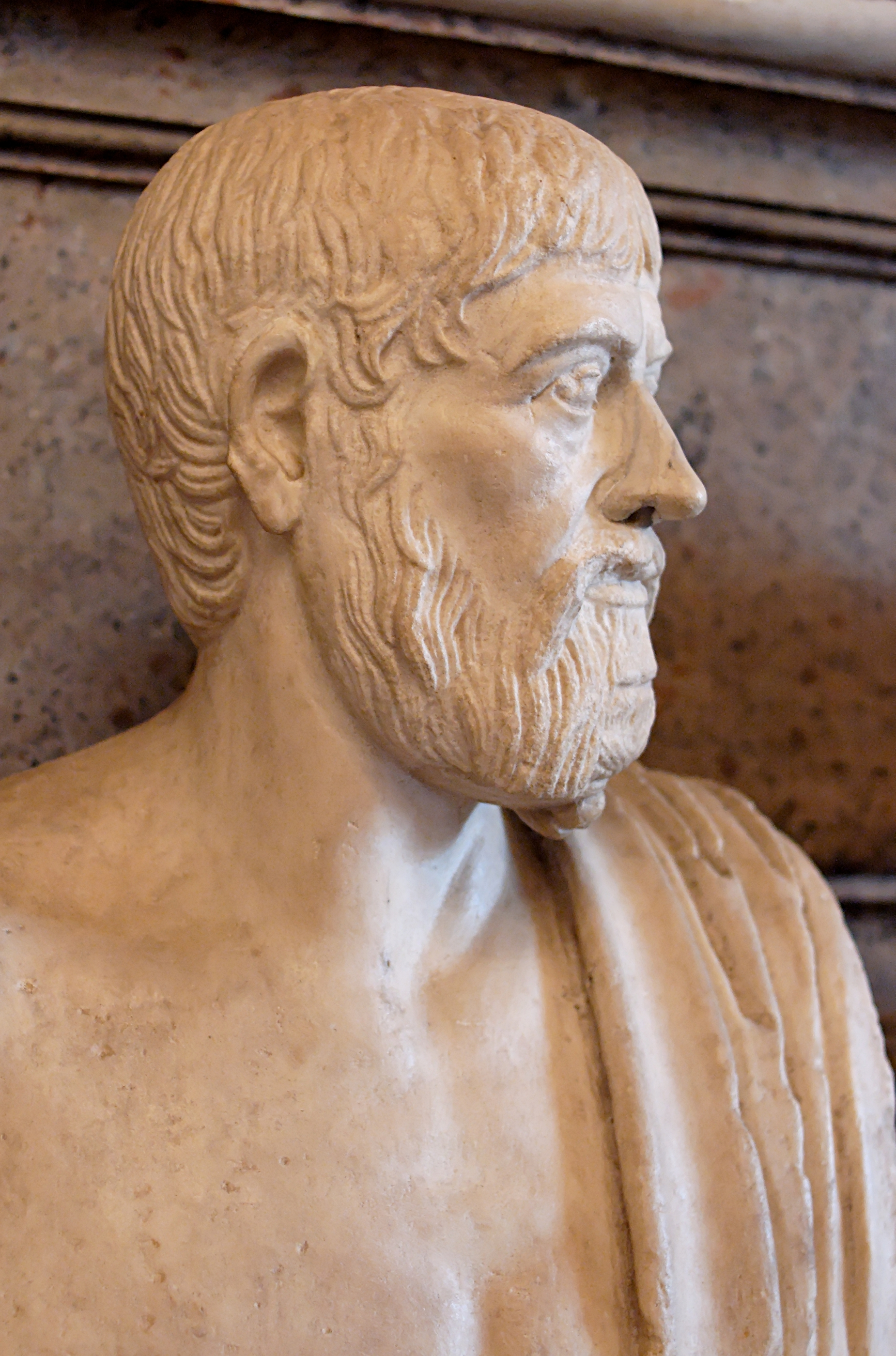
Pindare (518-438 av. J.-C.).
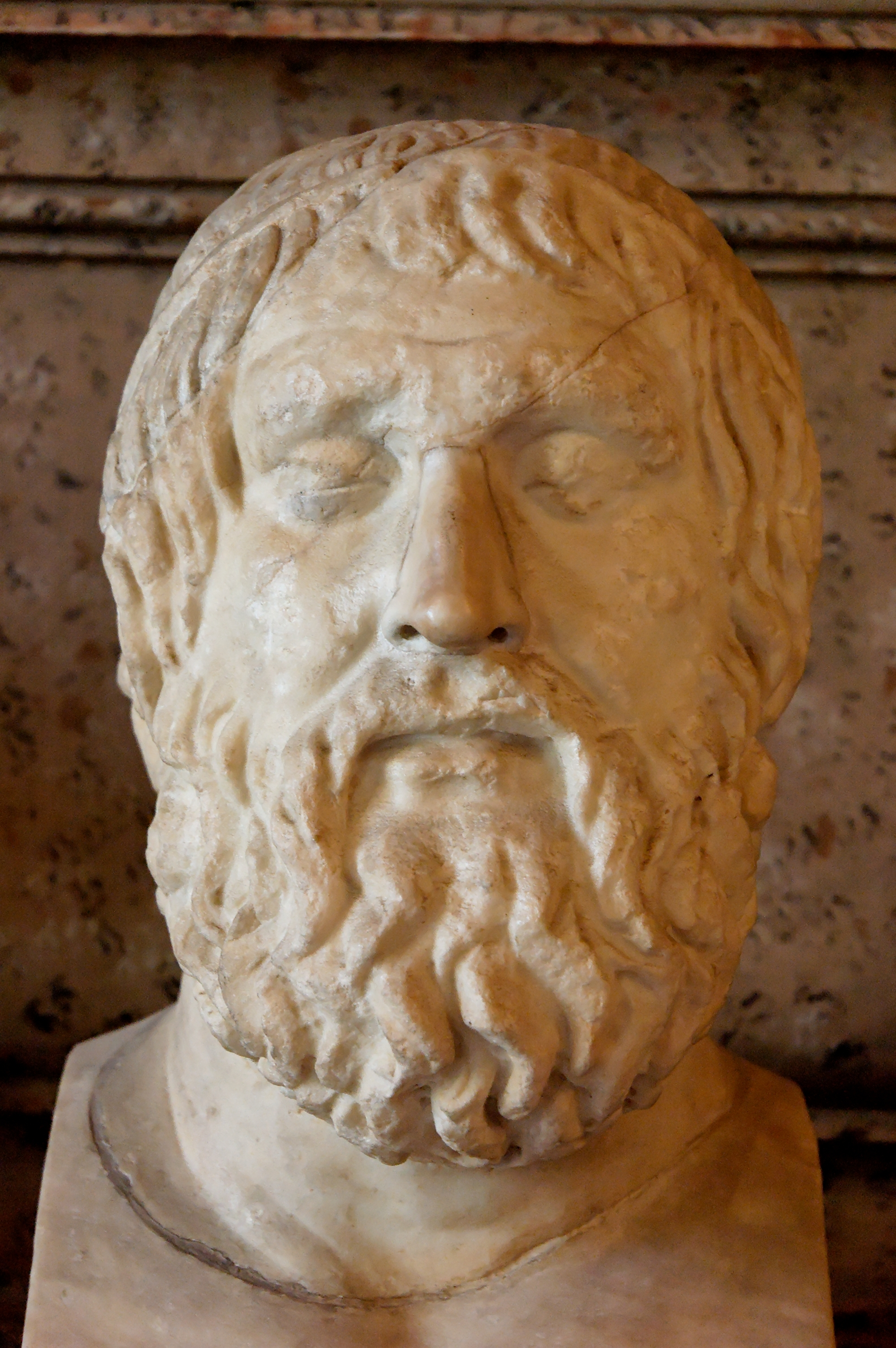
Sophocle (496-406 av. J.-C.).
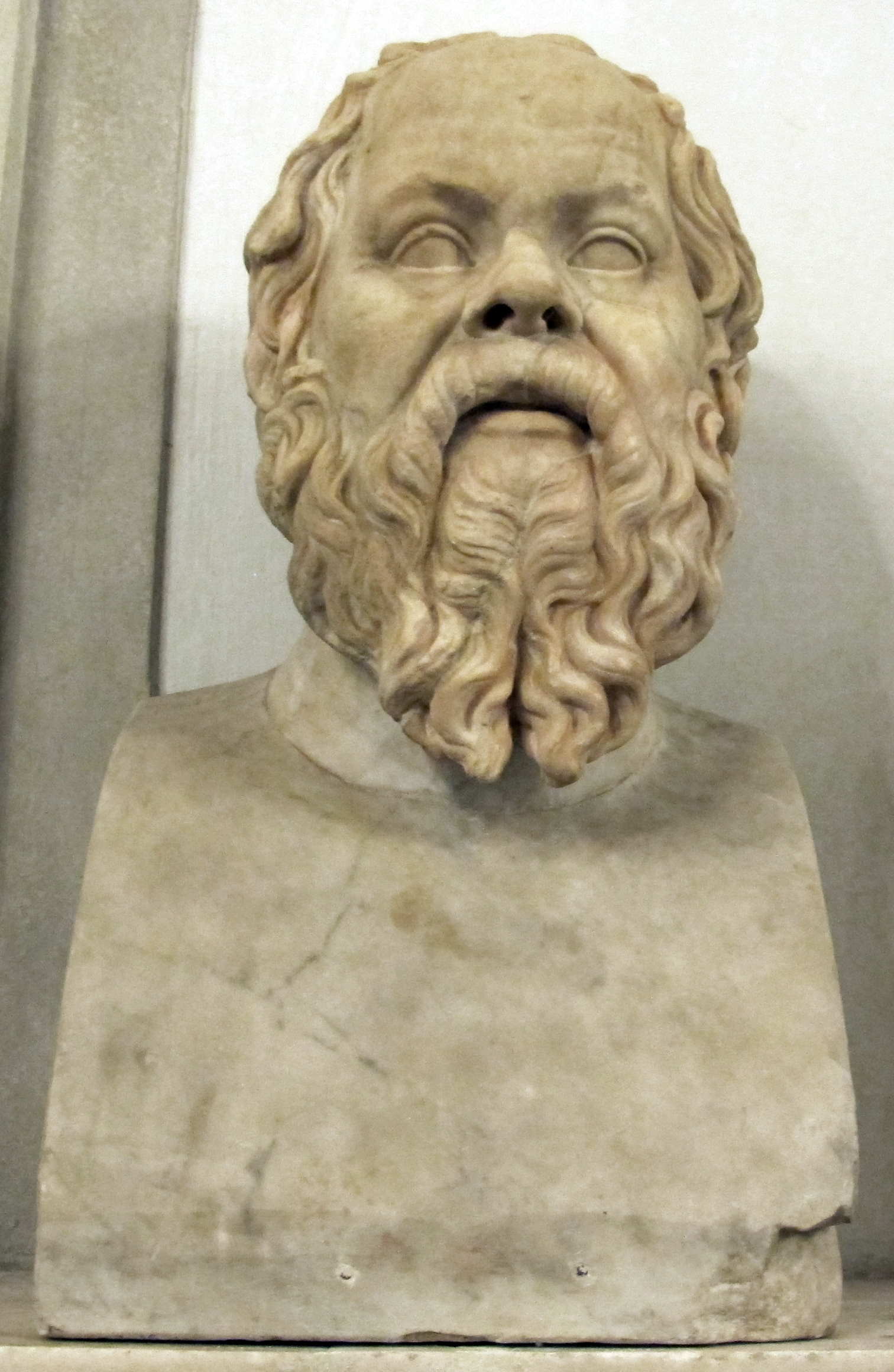
Socrate (470 / 469-399 av. J.-C.), d'après un original hellénistique de 350-300 av. J.-C. (collection Albani).
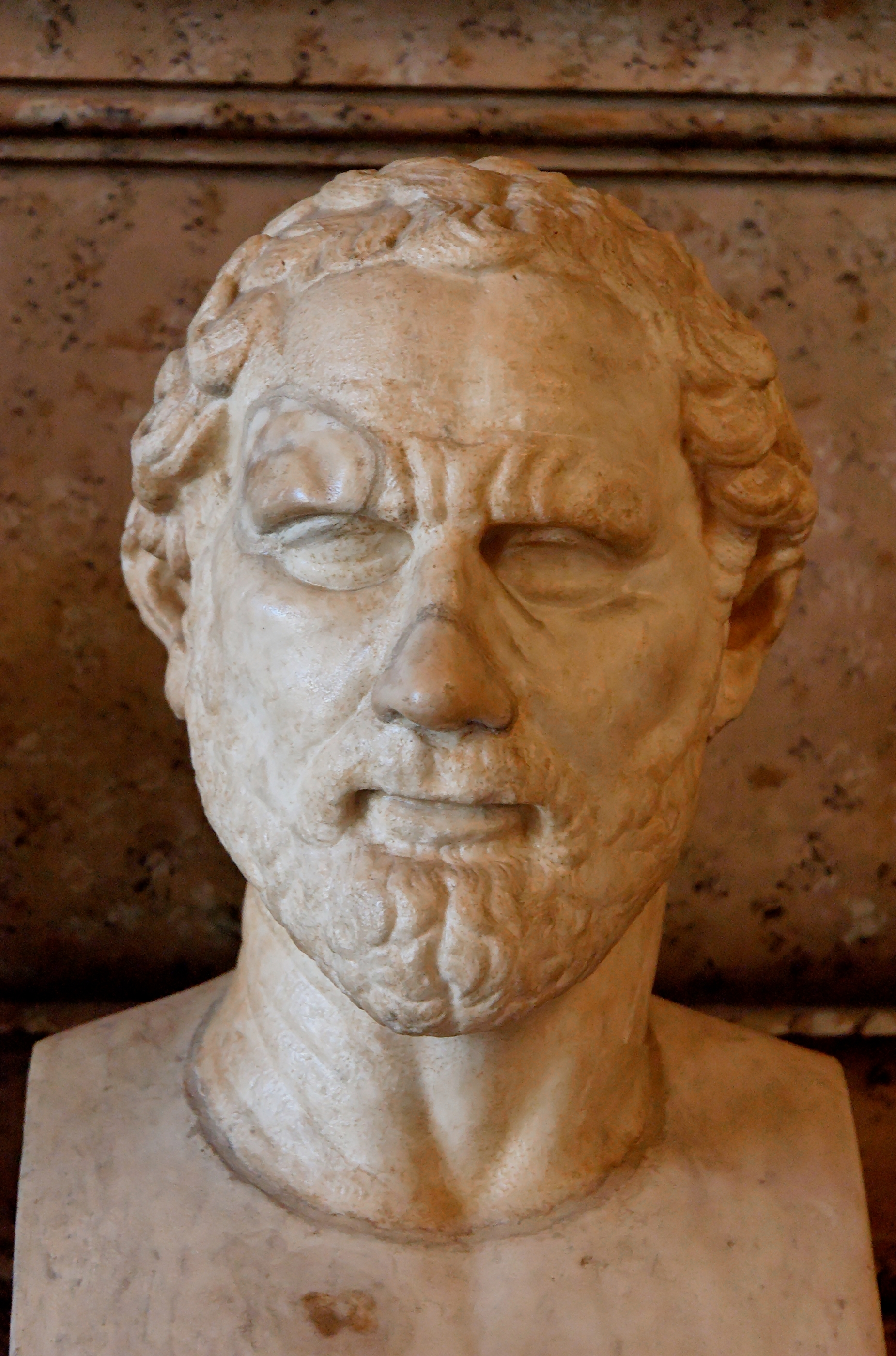
Démosthène (384-322 av. J.-C.).
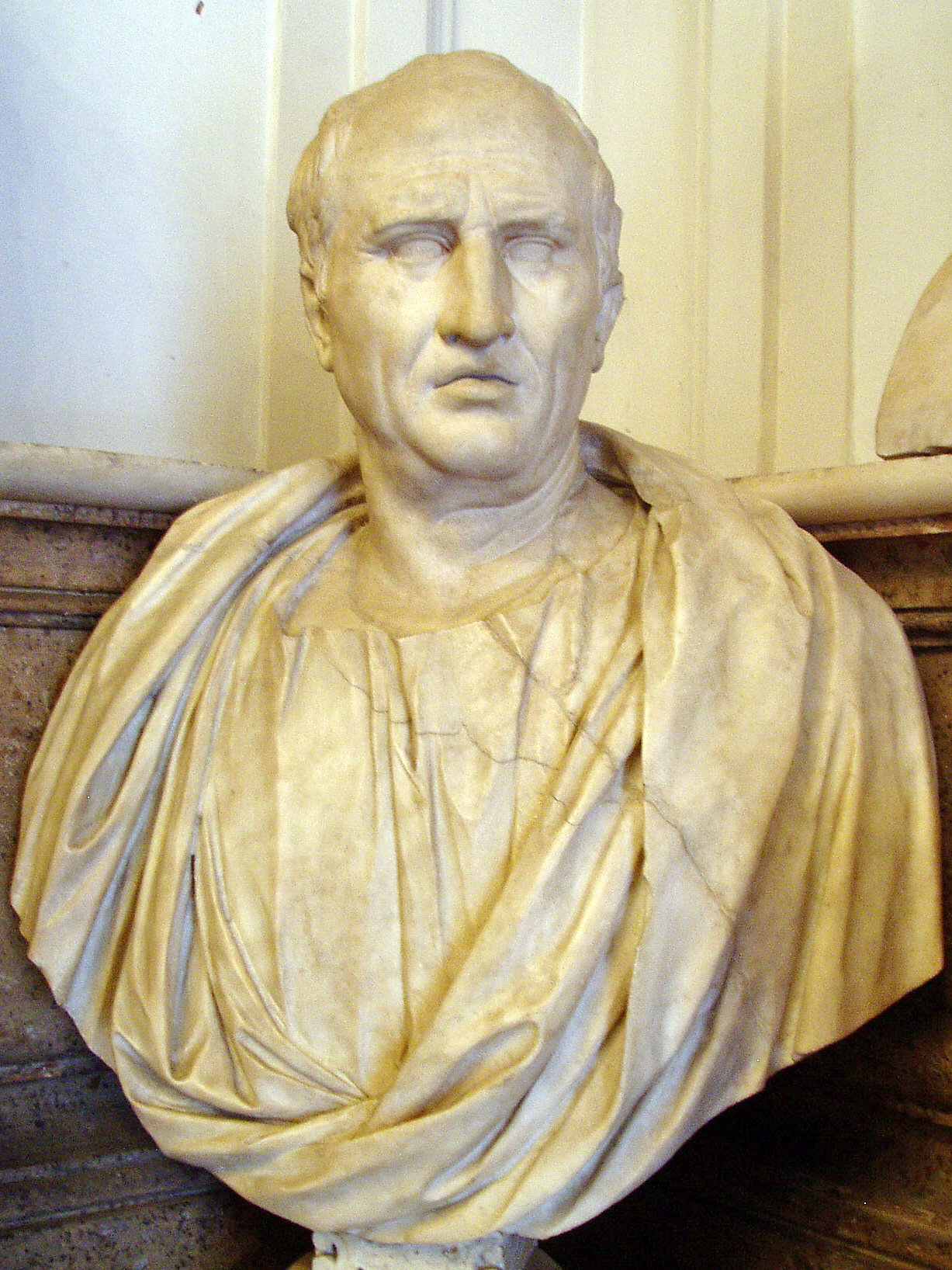
Portrait de Marco Tullio Cicéron (106-43 av. J.-C.).
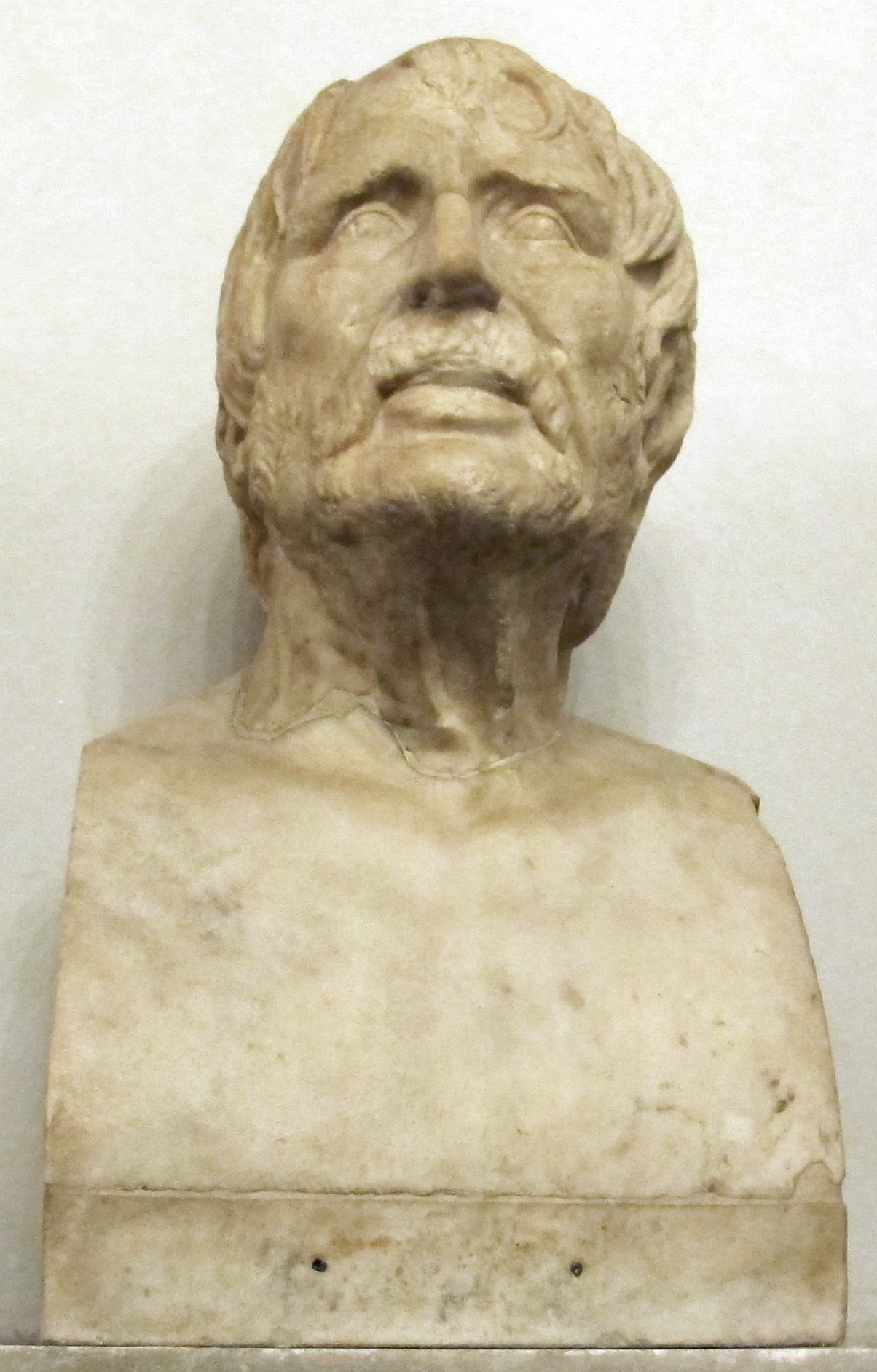
Pseudo-Sénèque d'après un original hellénistique du IIe siècle av. J.-C. (collection Albani).

### Salon

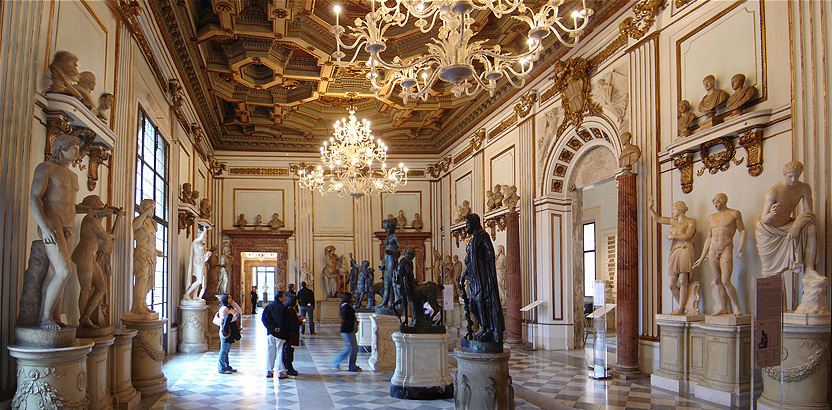
Salon du Palais Neuf.

La salon du Palais Neuf est certainement l'environnement le plus monumental de tout le complexe muséal du Capitole. Il convient de mentionner le grand portail qui s'ouvre sur le long mur de communication avec la Galerie, conçu par Filippo Barigioni dans la première moitié du XVIIIe siècle, voûté, avec deux Victoires ailées.
Sur les côtés et au centre de la salle, sur des socles hauts et anciens, se trouvent quelques-unes des plus belles sculptures de la collection capitoline. Au centre de la salle se trouvent les grandes statues de bronze parmi lesquelles se détachent les sculptures en marbre gris-brun du Vieux centaure et du Jeune centaure (trouvées dans la villa d'Hadrien et achetées par le pape Clément XIII pour la collection du Capitole en 1765). Tout autour sur un second niveau, des étagères avec une série de bustes (comme celui de Trajan, copie du XVIe siècle). S'y trouve aussi quelques statues d'empereurs romains comme Marc Aurèle en tenue militaire (datable vers 161-180, provenant de la collection Albani), Auguste tenant le monde dans sa main (avec un corps copié du Diadumène de Polyclète) et Hadrien-Mars (de la collection Albani).
D'autres et nombreuses statues sont installées dans le salon telles que : Asclépios (en marbre morato gris, IIe siècle d'après un original hellénistique ancien ; collection Albani) ; un Apollon Omphalos (d'une version grecque de 470-460 av. J.- C. du sculpteur Calamis) de la collection Albani ; un Hermès (copie romaine en marbre de Lysippe ; de la villa d'Hadrien) ; une statue de Pothos restaurée en Apollon Citaredo (Kitharoidos, copie romaine d'un original grec de Scopas) ; Marc Aurèle et Faustine la Jeune (les parents de l'empereur Commode, revisité comme Mars et Vénus et datable à environ 187-189) ; un jeune satyre (IIe siècle d'après un original hellénistique tardif ; collection Albani) ; un Chasseur au lièvre (datant du IIIe siècle, époque Gallien), trouvé près de la Porta Latina (en 1747) ; Harpocrate, fils d'Isis et d'Osiris, retrouvé dans le pécile de la villa d'Hadrien et donné à la collection du Capitole par le pape Benoît XIV en 1744 ; Athéna promachos (copie du prototype du Ve siècle av. J.-C. attribué à Plicleto, collection Albani).

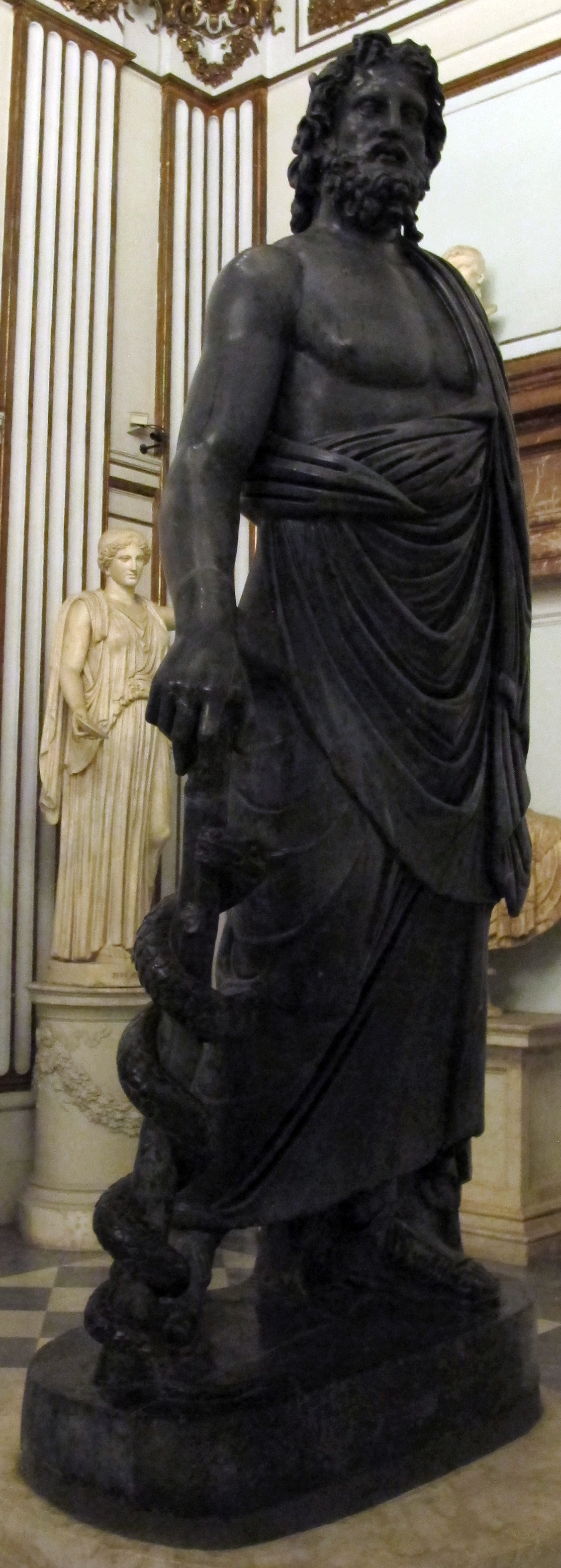
Copie romaine du IIe siècle d' Asclépios.
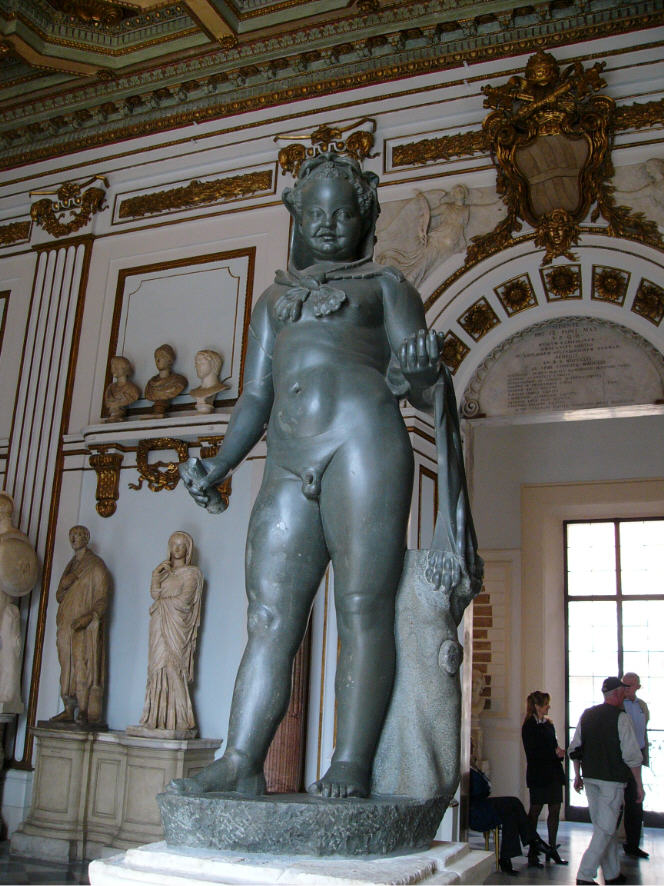
Hercule jeune.
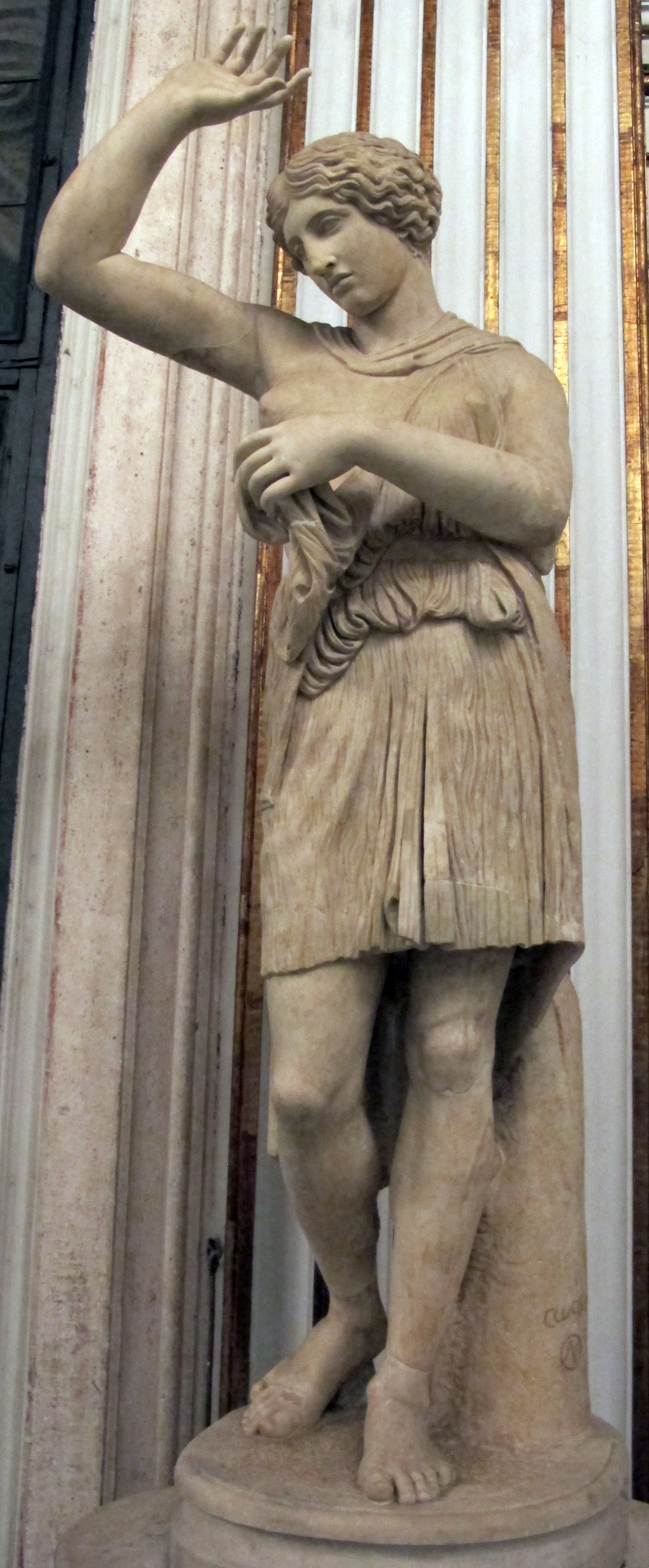
Amazone du Capitole.
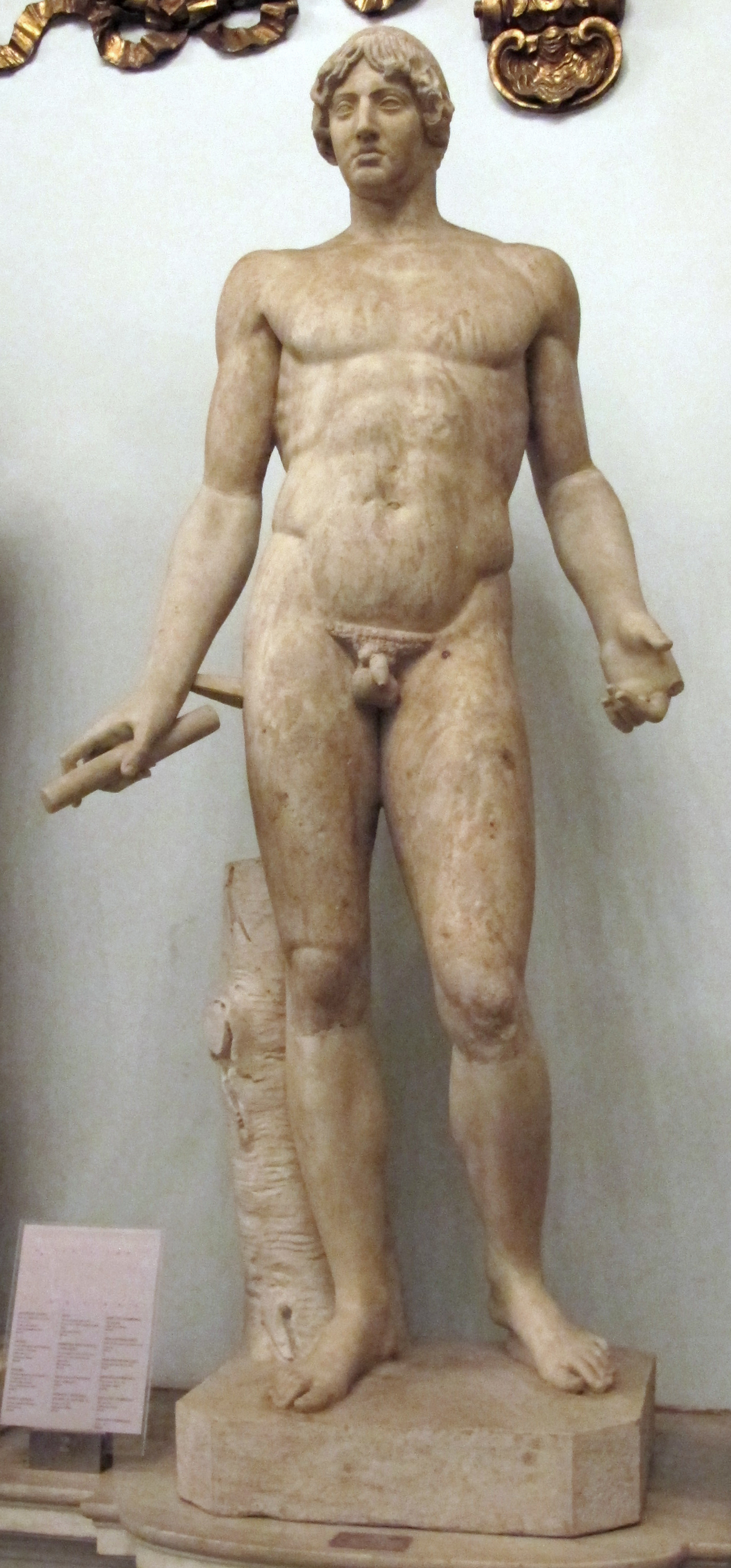
Apollon de l'Omphale.
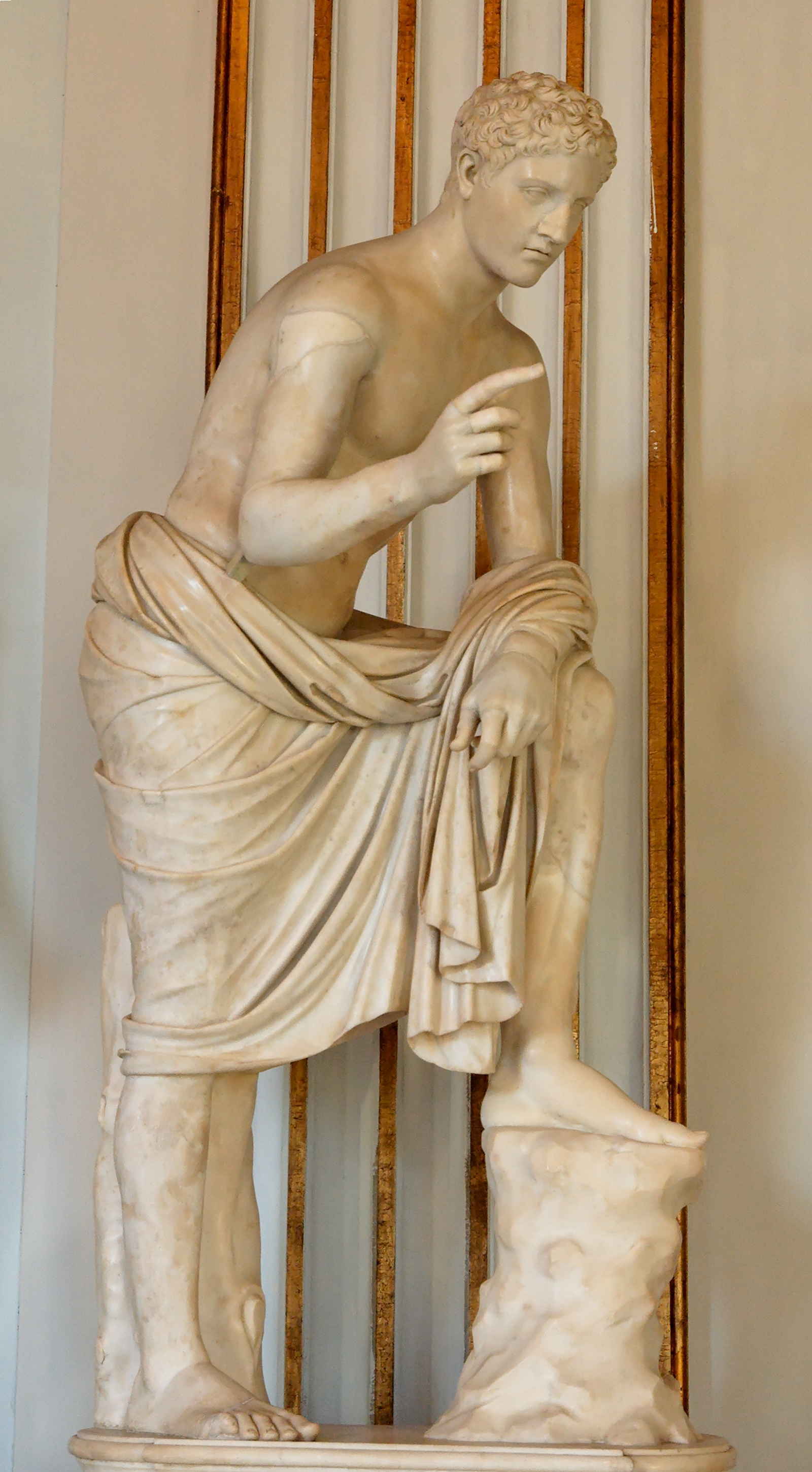
Hermès.
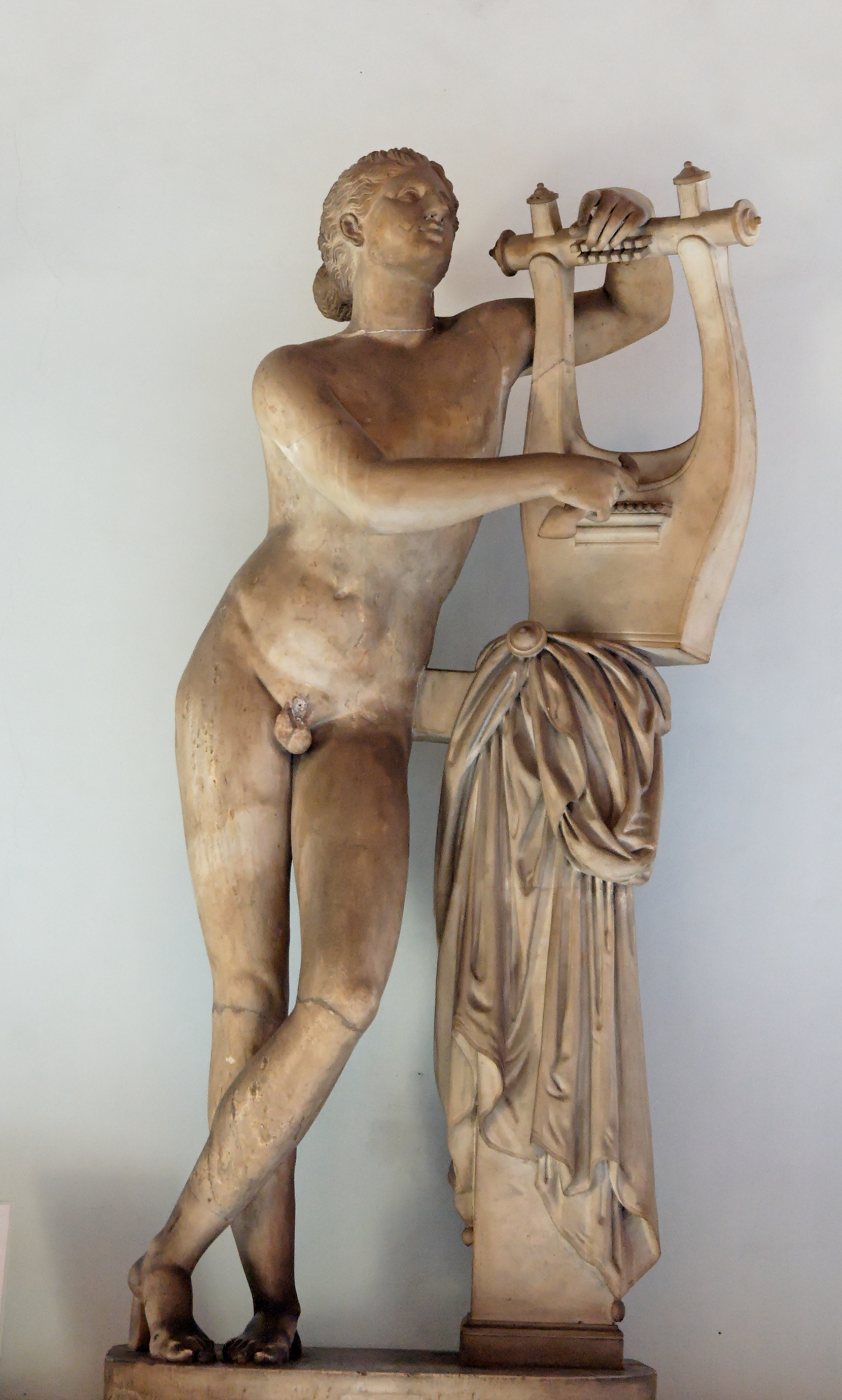
Pothos-Apollon avec la cithare.
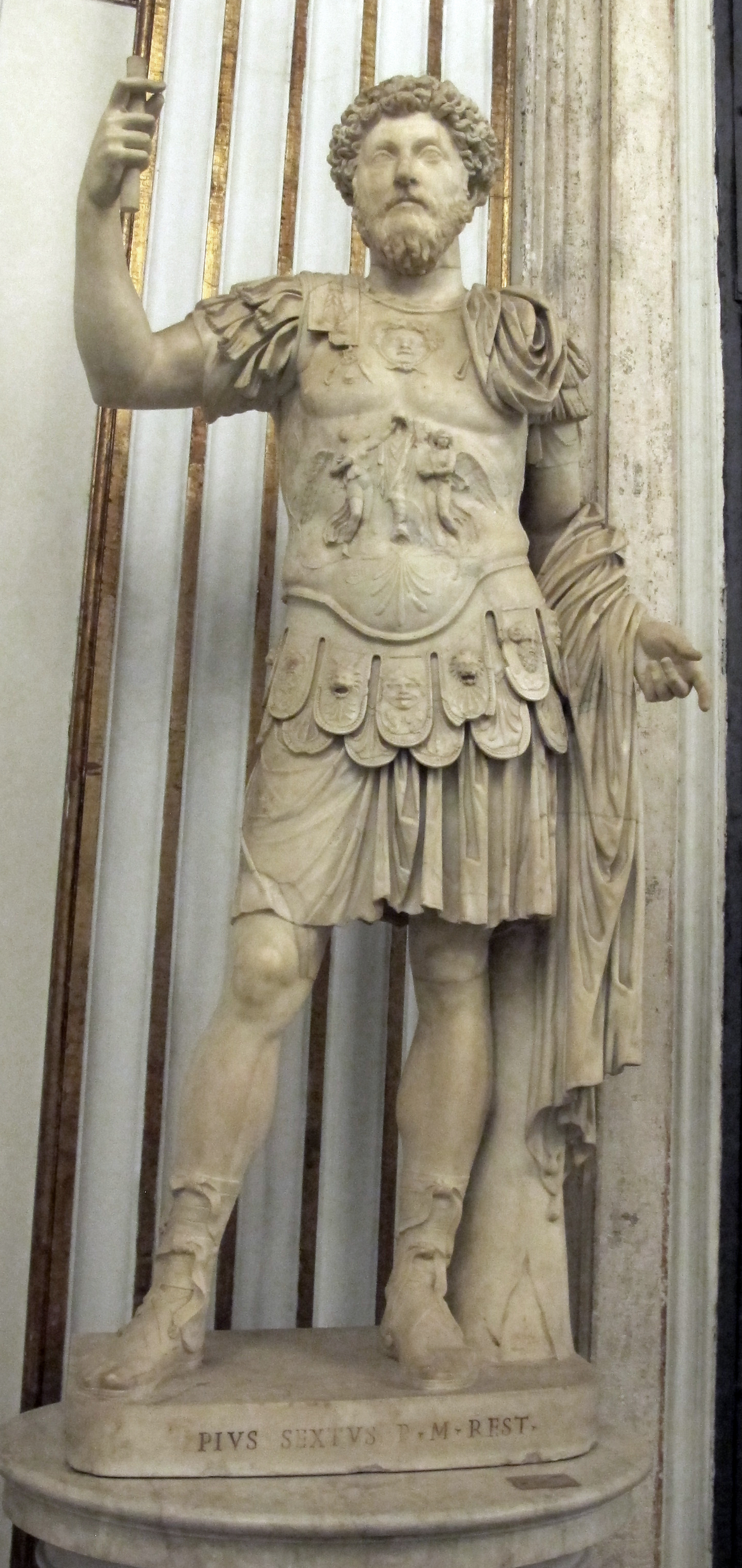
Statue Loricata de Marc Aurèle.
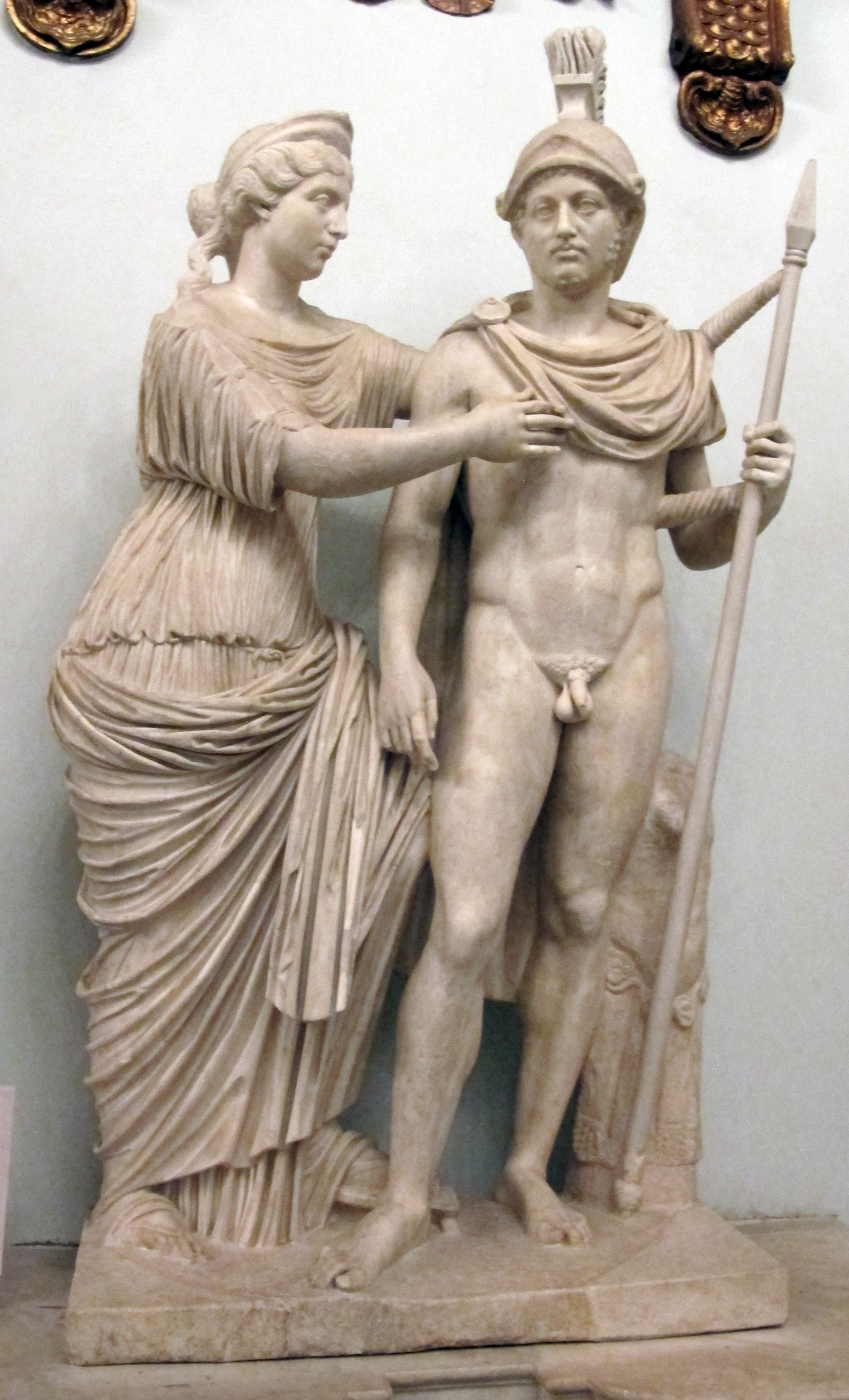
Marc Aurèle et Faustine mineure.
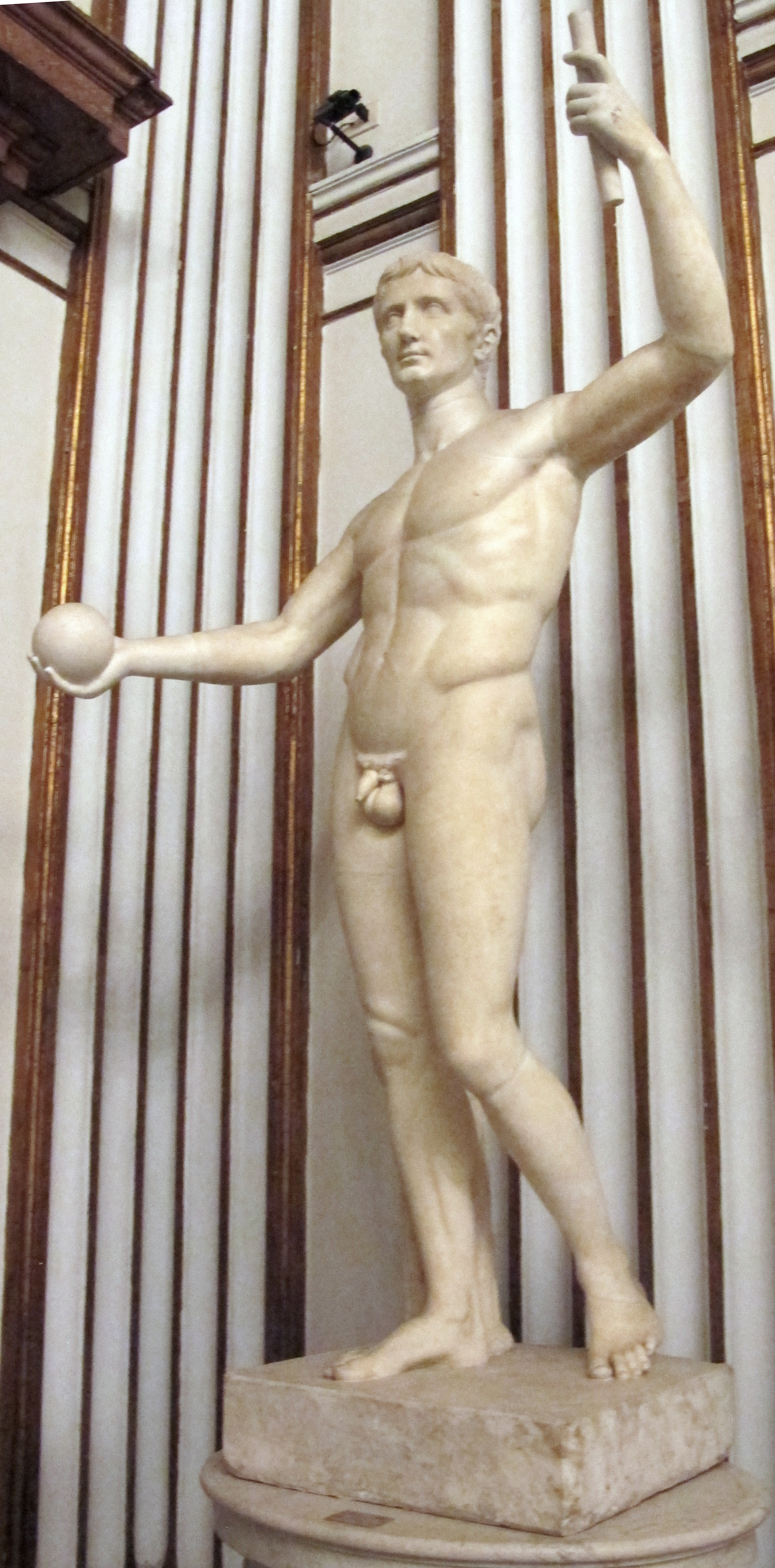
Auguste gouvernant le monde.
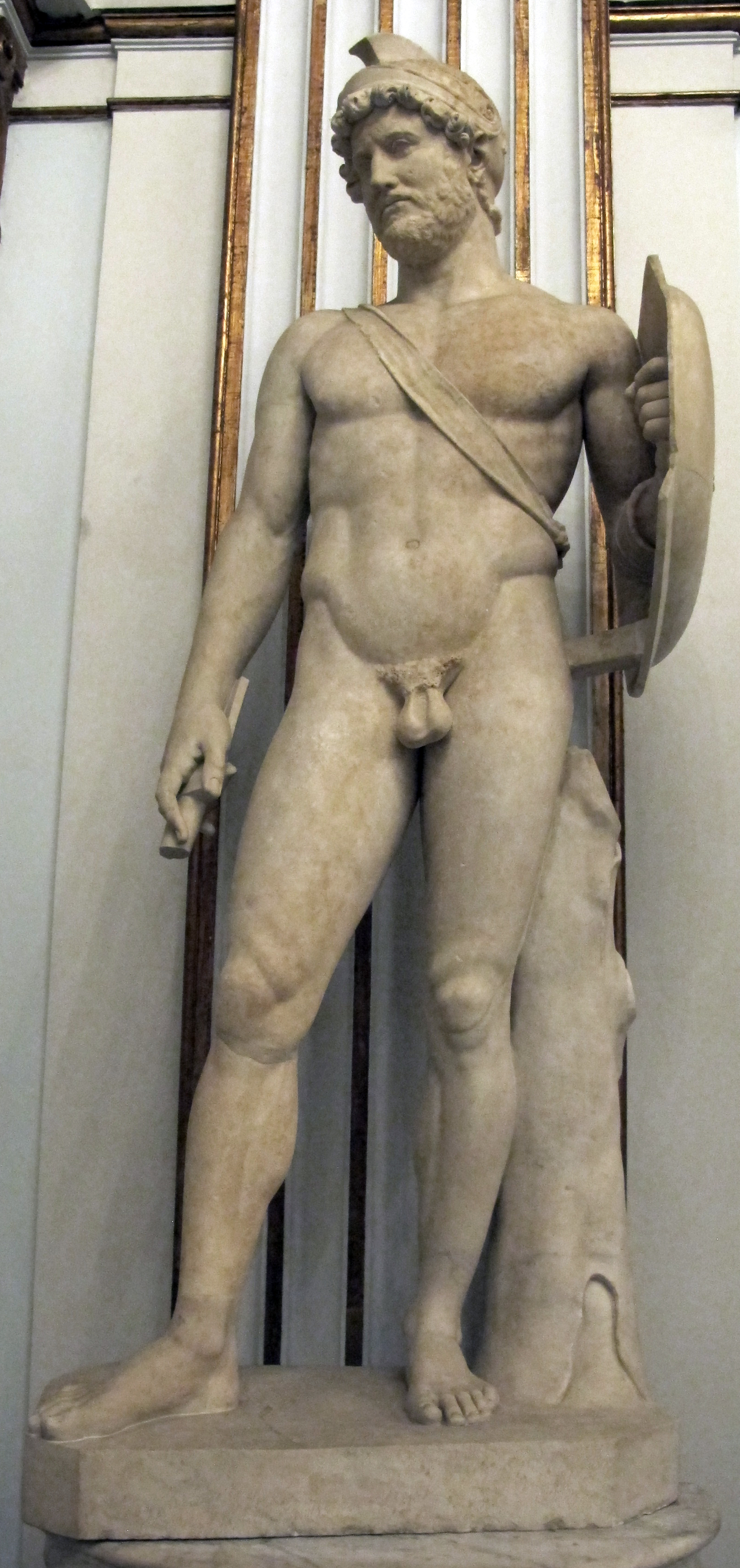
Hadrien-Mars.
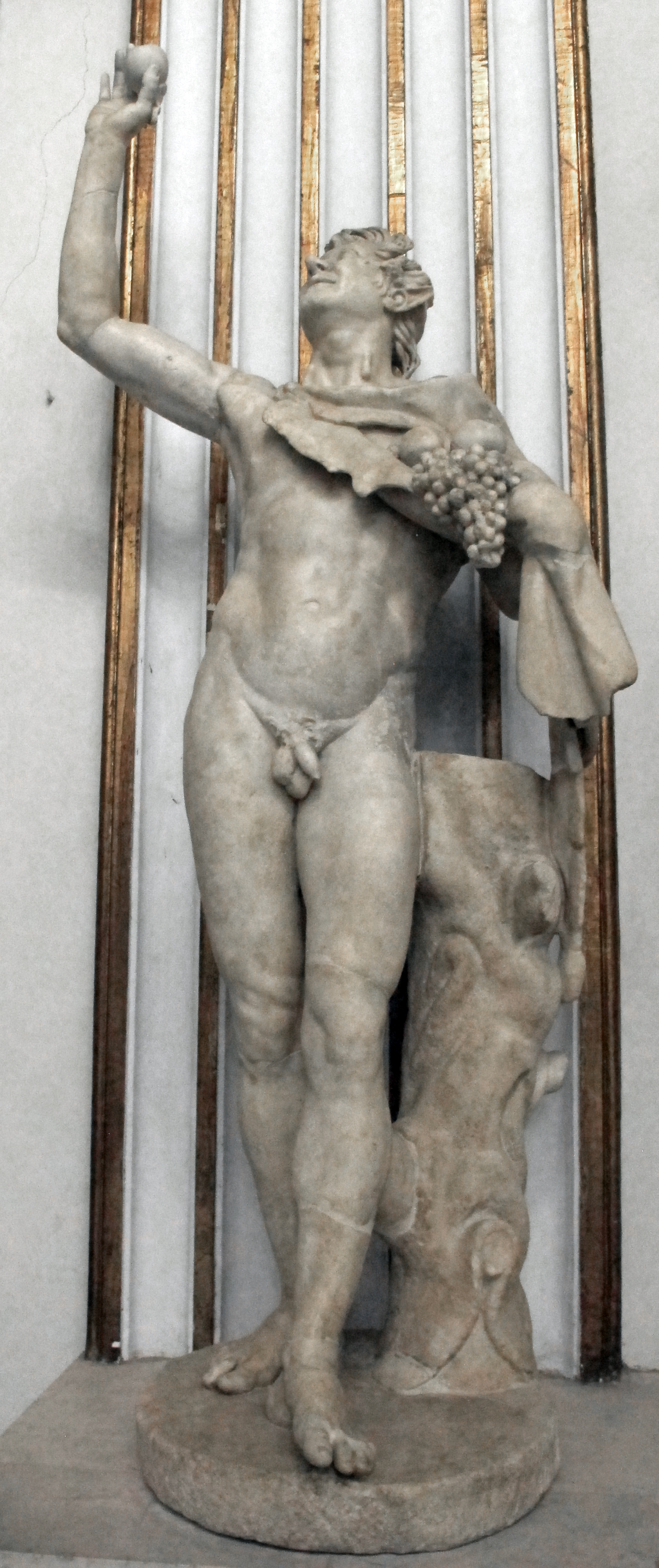
Jeune satyre.
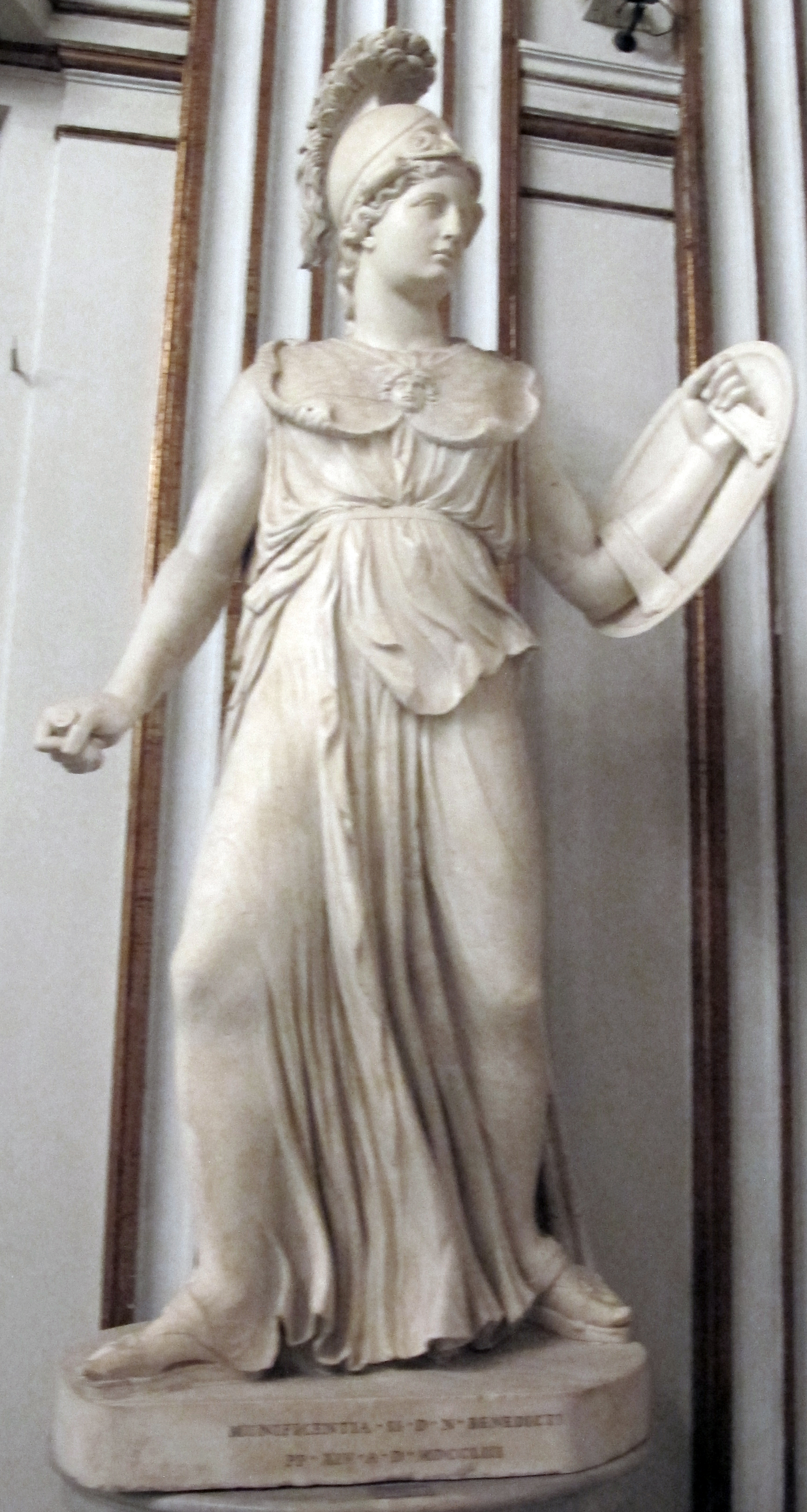
Athéna (collection Albani).
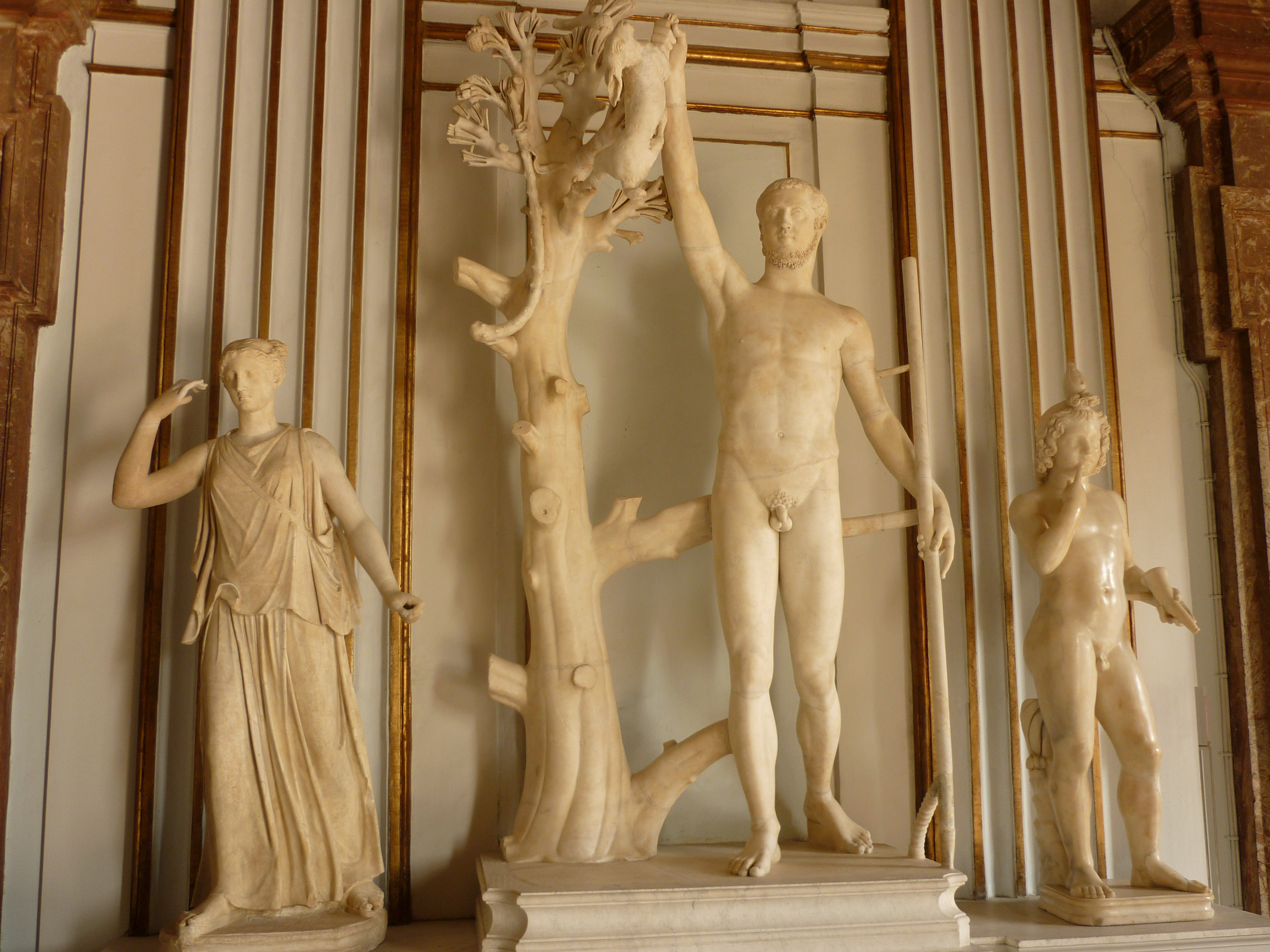
Autres statues présentes dans la salle, dont un "chasseur au lièvre" (au centre) et Harpocrate (à droite).
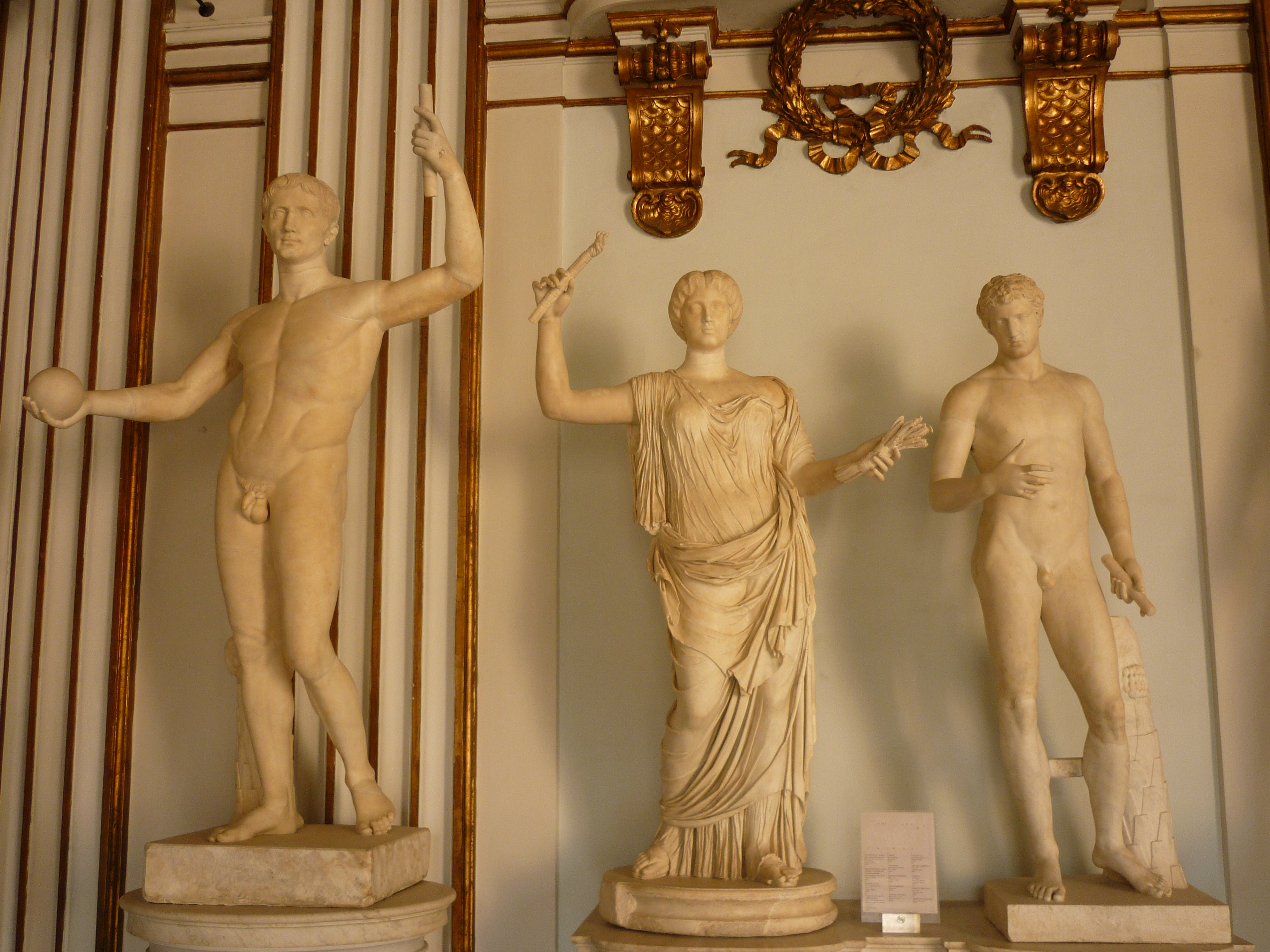
Autres statues dans la salle, dont Auguste tenant le monde (à gauche).
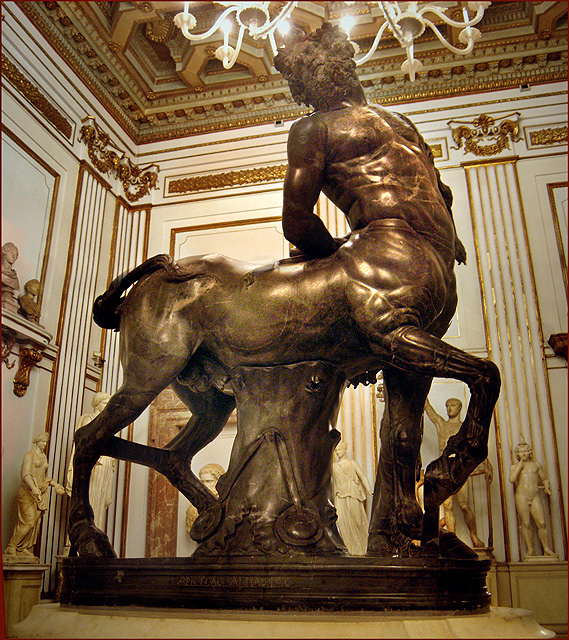
Vieux centaure.
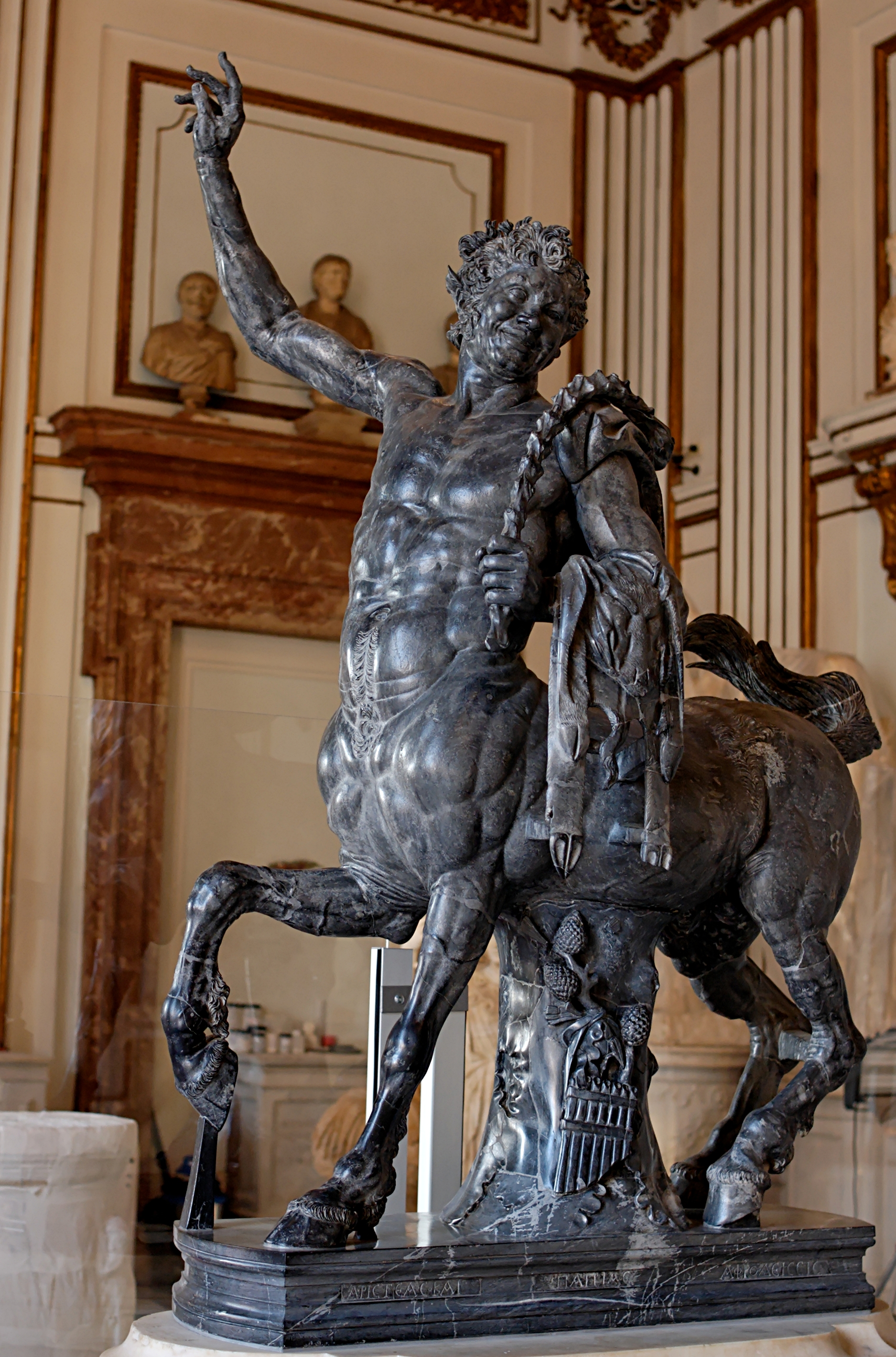
Jeune centaure.
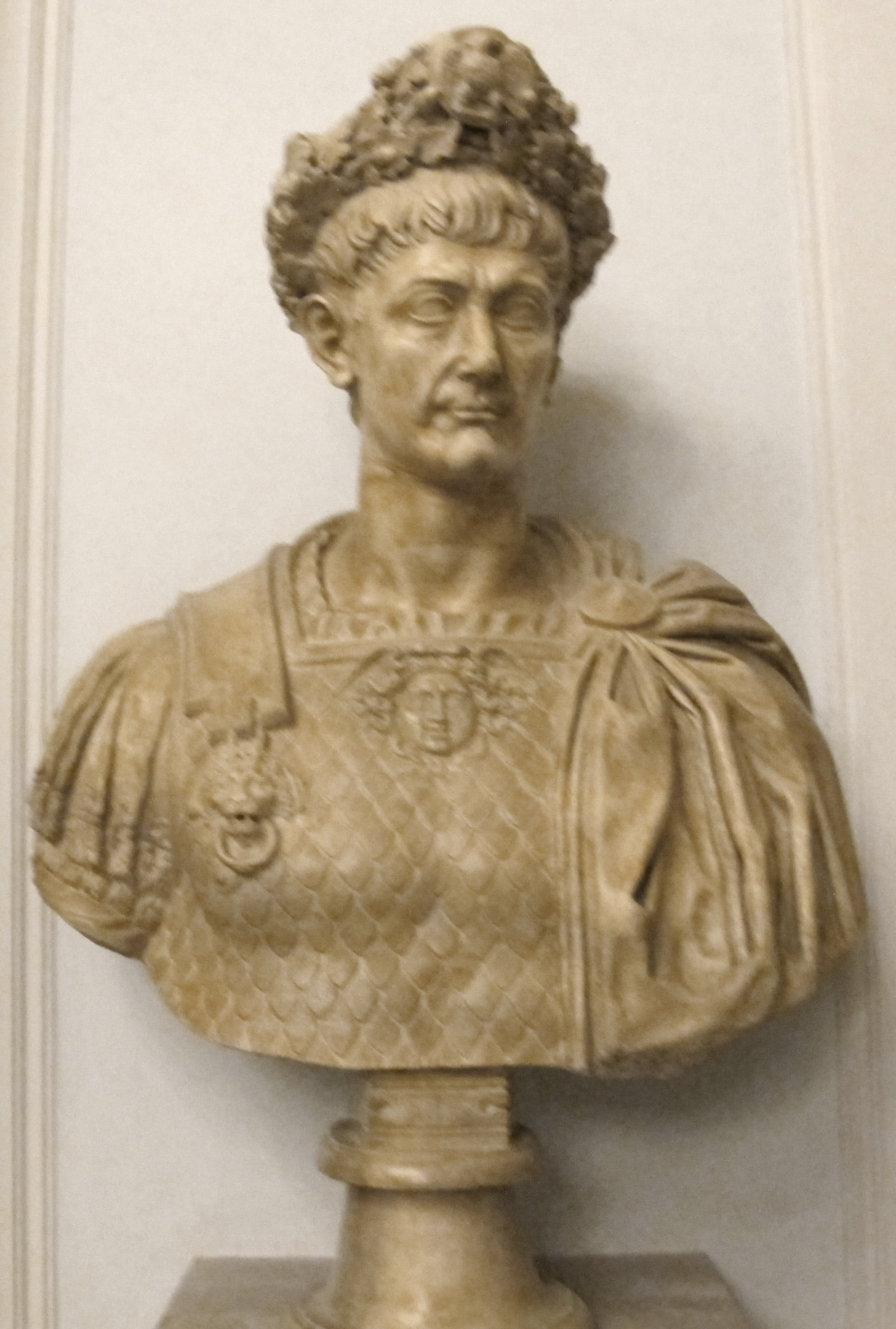
Trajan, copie du XVIe siècle.

### Salle du Faune
La salle tire son nom de la célèbre sculpture présente au centre de la salle depuis 1817, le « Faune rouge » retrouvé à Tivoli dans la villa d'Hadrien. La statue du Faune a été retrouvée en 1736 et restaurée par Clemente Bianchi et Bartolomeo Cavaceppi. Il fut acheté par le musée en 1746 et devint très vite l'une des œuvres les plus appréciées des visiteurs de ce siècle.
Les murs sont couverts d'inscriptions insérées au XVIIIe siècle, divisées en groupes selon le contenu et avec une section créée pour les timbres de brique. Parmi les textes épigraphiques, la Lex de imperio Vespasianidu premier siècle, sur le mur de droite, est un décret qui donne un pouvoir particulier à l'empereur Vespasien. Ce précieux document, attesté dès le XIVe siècle dans le Capitole, est en bronze et présente une particularité technique : le texte n'est pas gravé, mais est rédigé dans la fonte. Il y a aussi des bustes et des statues.

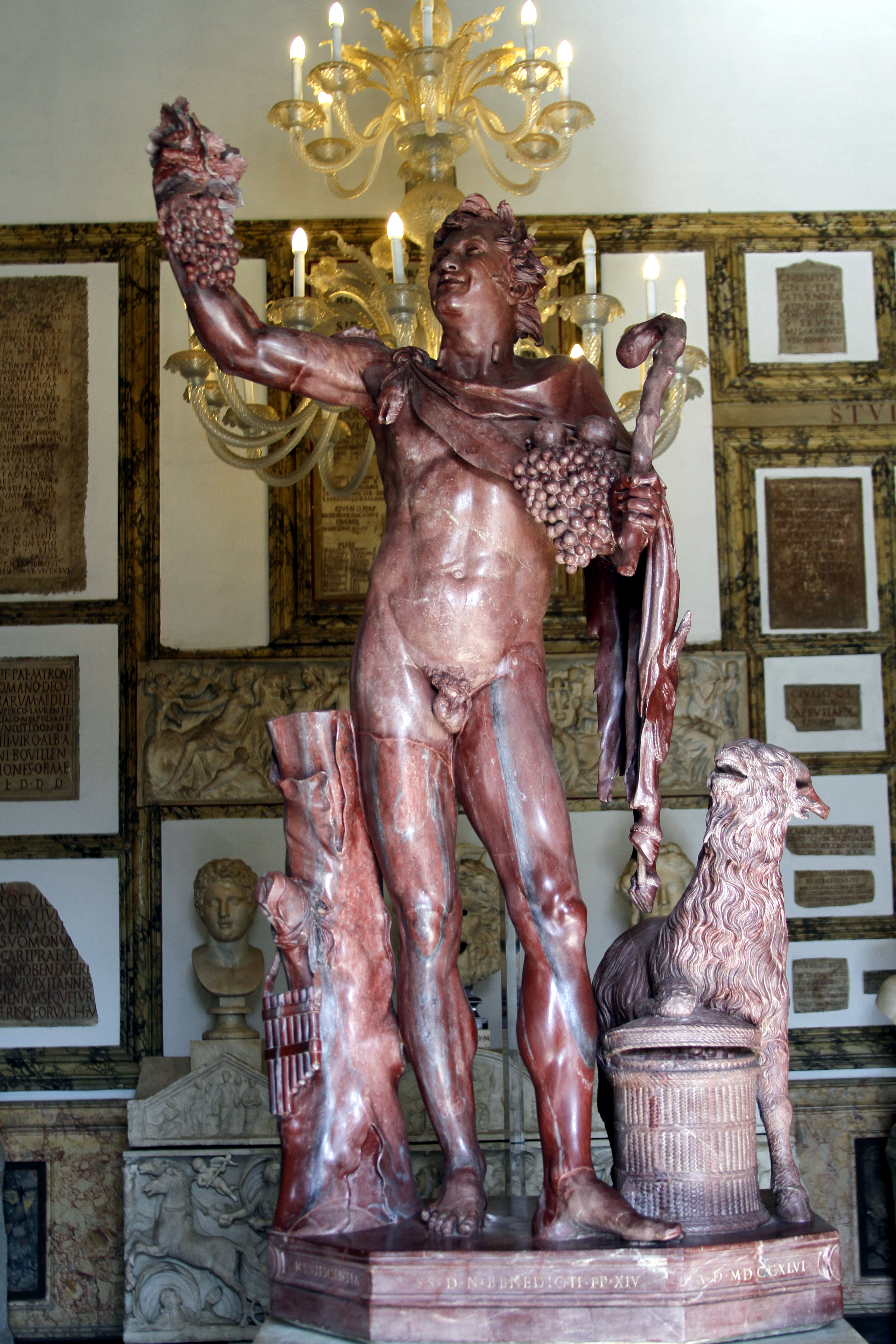
Le Faune rouge.
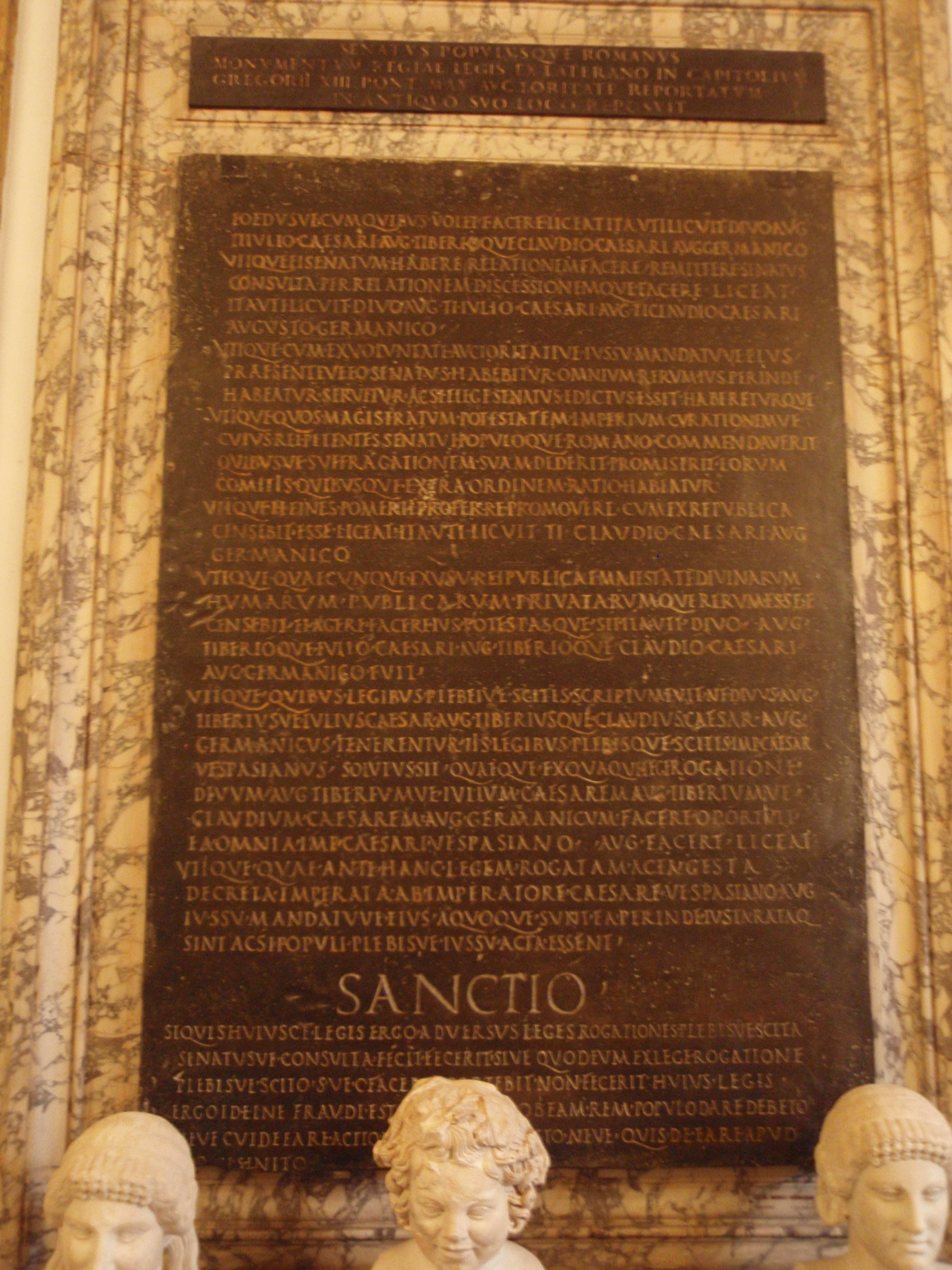
Lex de imperio Vespasiani.
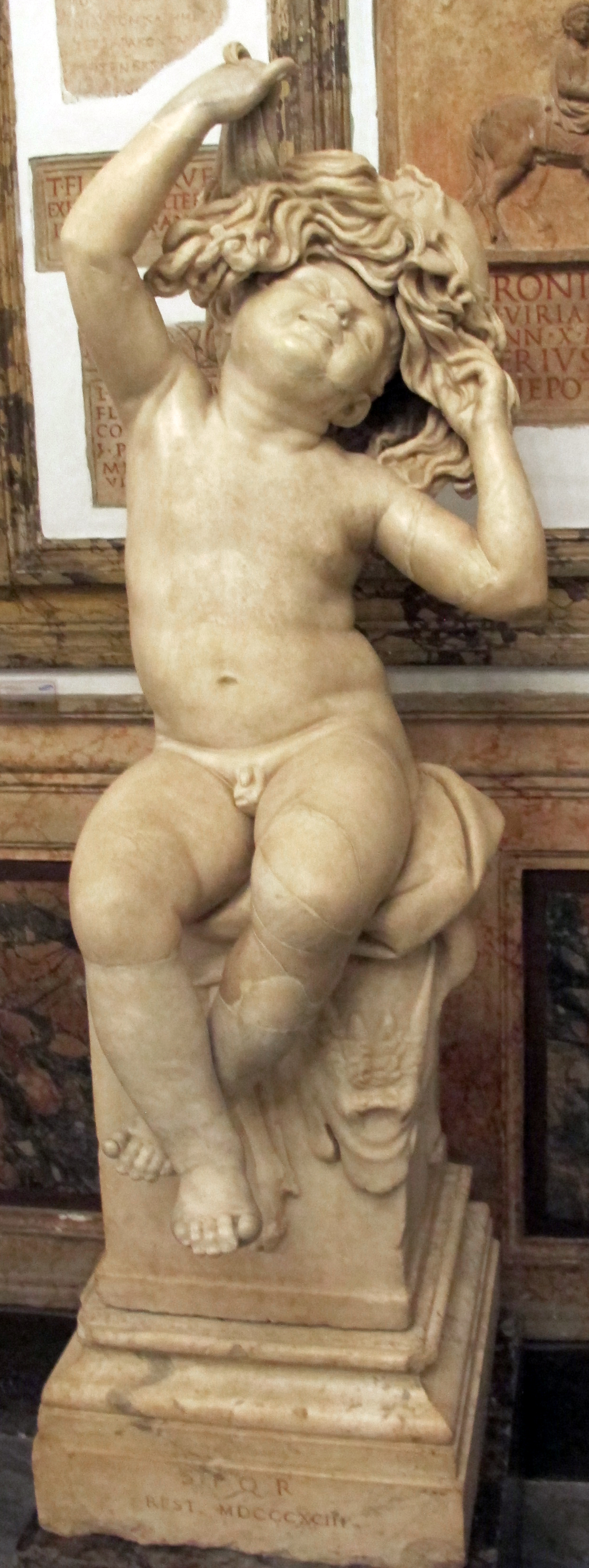
Enfant au masque de Silenic, d'après un prototype du IIe siècle av. J.-C. (collection Albani).
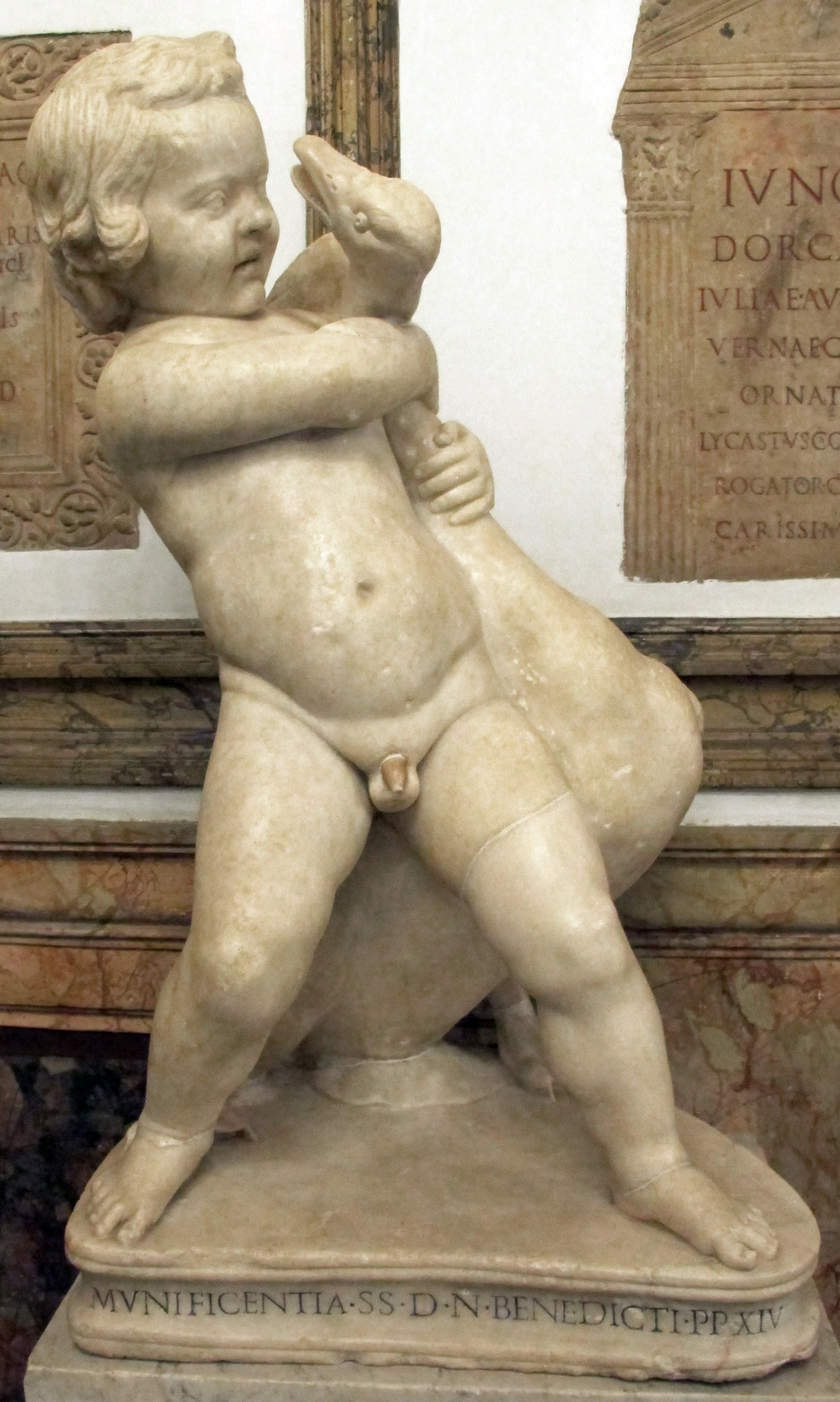
Enfant étranglant l'oie (œuvre romaine, d'après un original de Boéthos de Chalcédoine du IIe siècle av. J.-C.

### Salle du Galate
Cette salle tire son nom de la sculpture centrale, Galate mourant (œuvre romaine du IIIe siècle, copie de l'original grec en bronze du IIIe siècle av. J.-C.), considéré à tort comme un gladiateur en train de tomber sur son bouclier, acheté en 1734 au cardinal Ludovico Ludovisi par Alessandro Capponi, président des musées du Capitole, devenant peut-être l'œuvre la plus connue des collections, reproduite à plusieurs reprises sur des gravures et dessins.
Le Galate est entourée d'autres copies d'une qualité remarquable : l'Amazone blessée, la statue d' Hermès-Antinoüs (achetée au cardinal Albani par le pape Clément XII vers 1734 ; elle provient de la Villa d'Hadrien), et le Satyre au repos (d'après un original de Praxitèle du IVe siècle av. J.-C. offert par le pape Benoît XIV aux musées du Capitole en 1753), tandis que contre la fenêtre, le délicieux groupe rococo de Cupidon et Psyché symbolise la tendre union de l'âme humaine avec l'amour divin, selon un thème remontant au Platonisme (doctrine philosophique) qui eut un grand succès dans la production artistique depuis le début de l'hellénisme. Viennent ensuite les bustes de l'assassin de César, Marcus Junius Brutus, et du chef macédonien Alexandre le Grand (marbre, copie romaine d'un original hellénistique du IIIe – IIe siècle av. J.-C.).
L'Amazone blessée (d'après un original du Ve siècle av. J.-C., de la villa d'Este à Tivoli, dans le périmètre de la Villa d'Hadrien), est également appelé « tipo Sosikles », d'après la signature sur cette réplique. Généralement attribué à Polyclète (ou Phidias), elle a des dimensions légèrement plus grandes que la vraie. Le bras levé est le résultat d'une restauration, peut-être brandissait-elle à l'origine une lance sur laquelle reposait le personnage. La tête est tournée vers la droite, le bras gauche soulève à la place la draperie montrant la plaie. Elle a été offerte par Benoît XIV aux musées du Capitole en 1753.

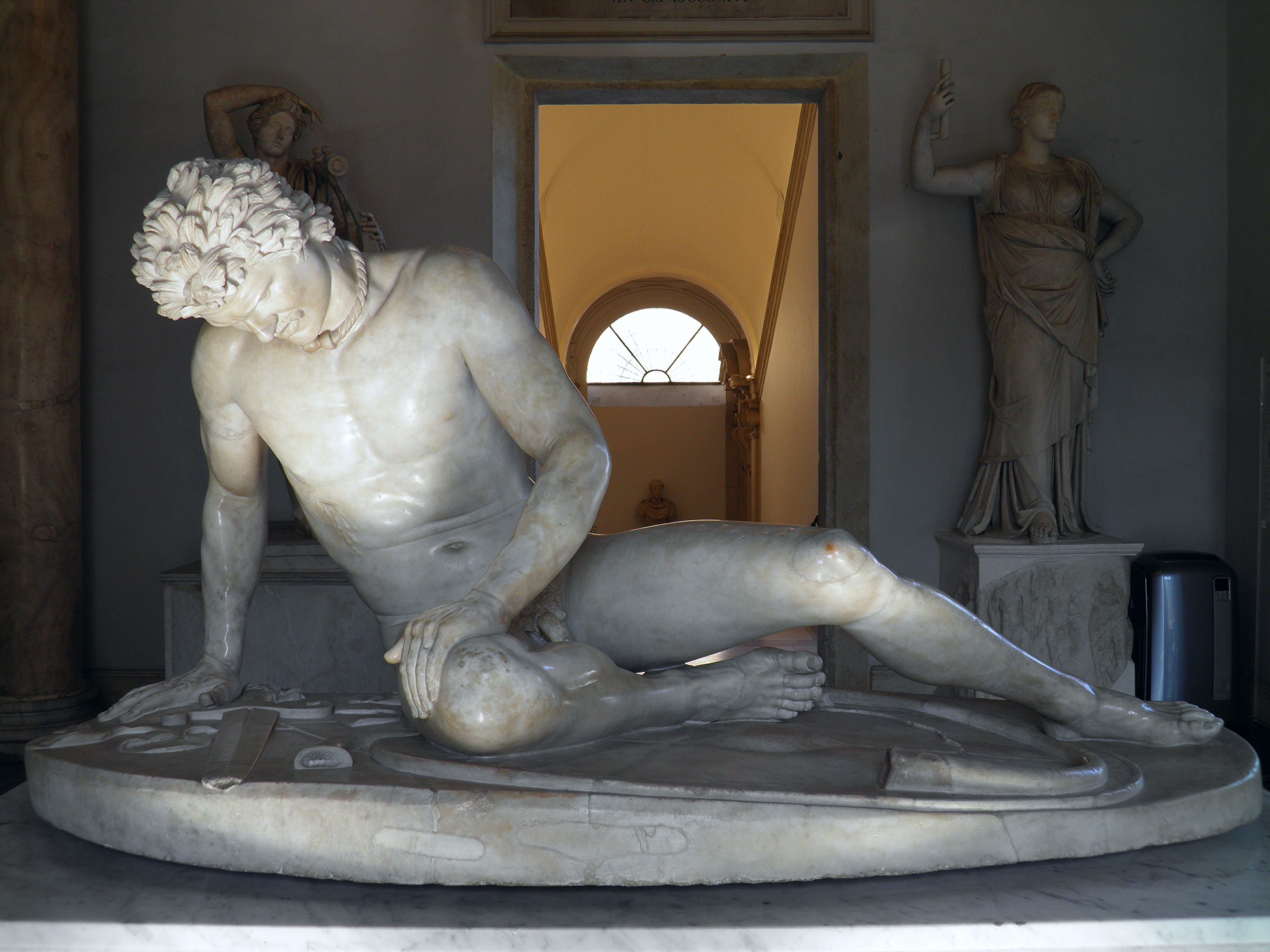
Galate mourant.
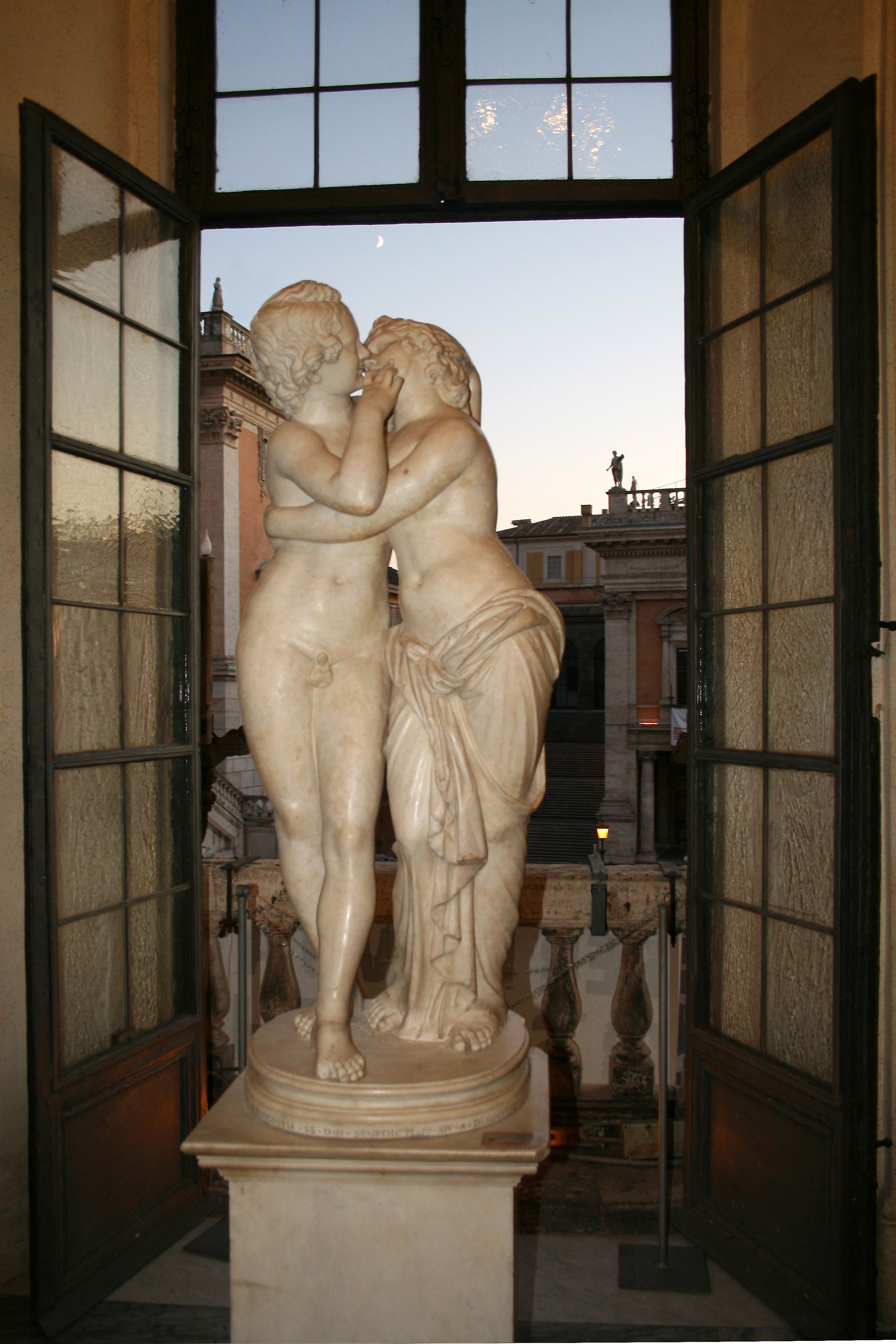
Amour et psyché.
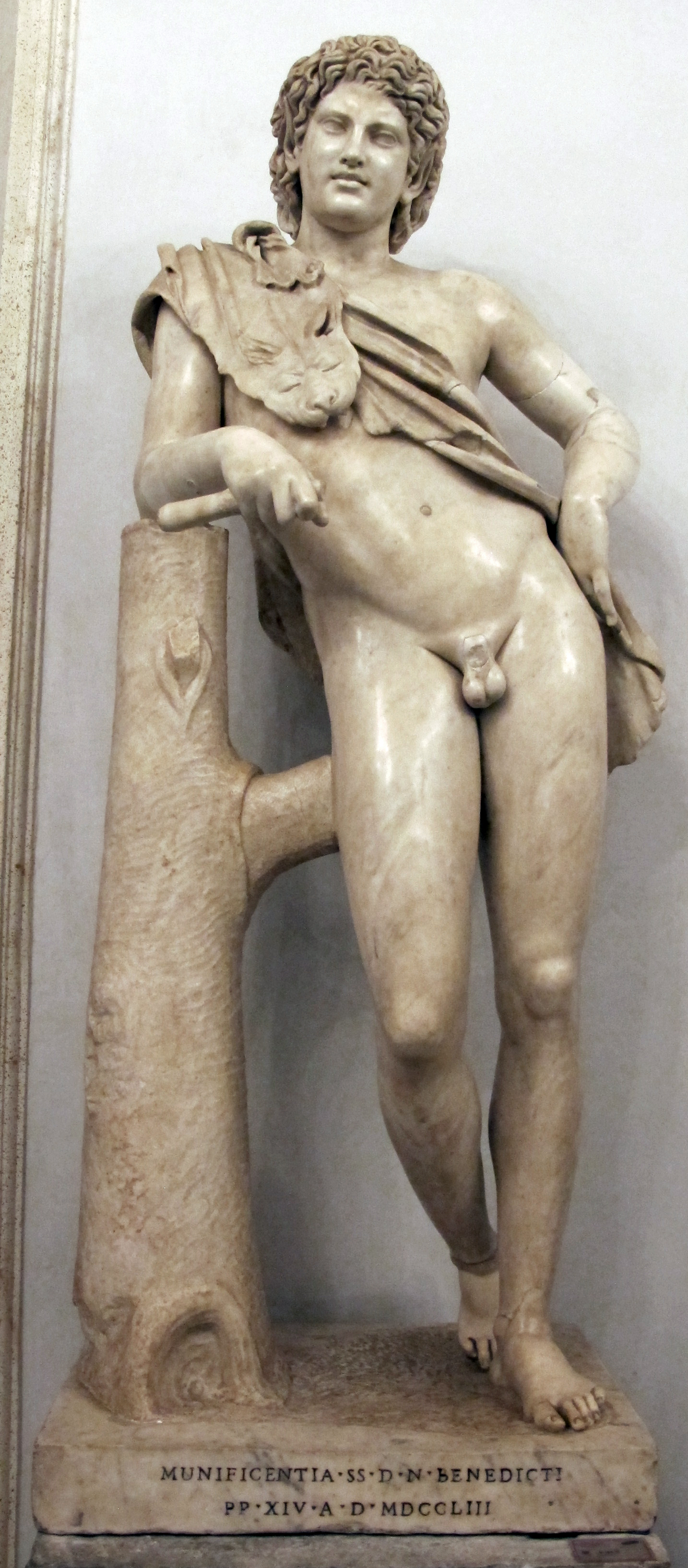
Un satyre au repos.
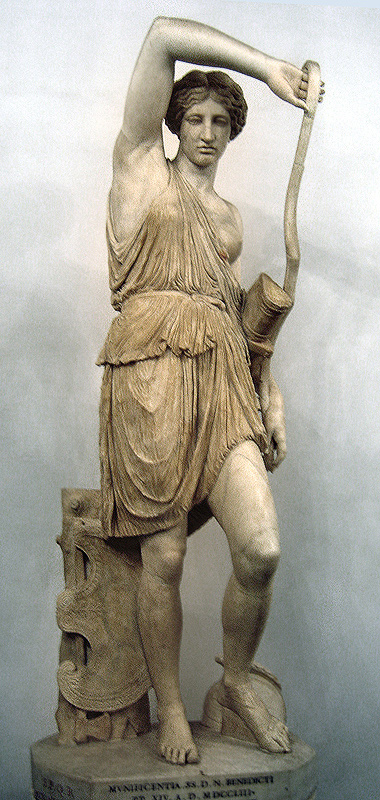
Amazone blessée.
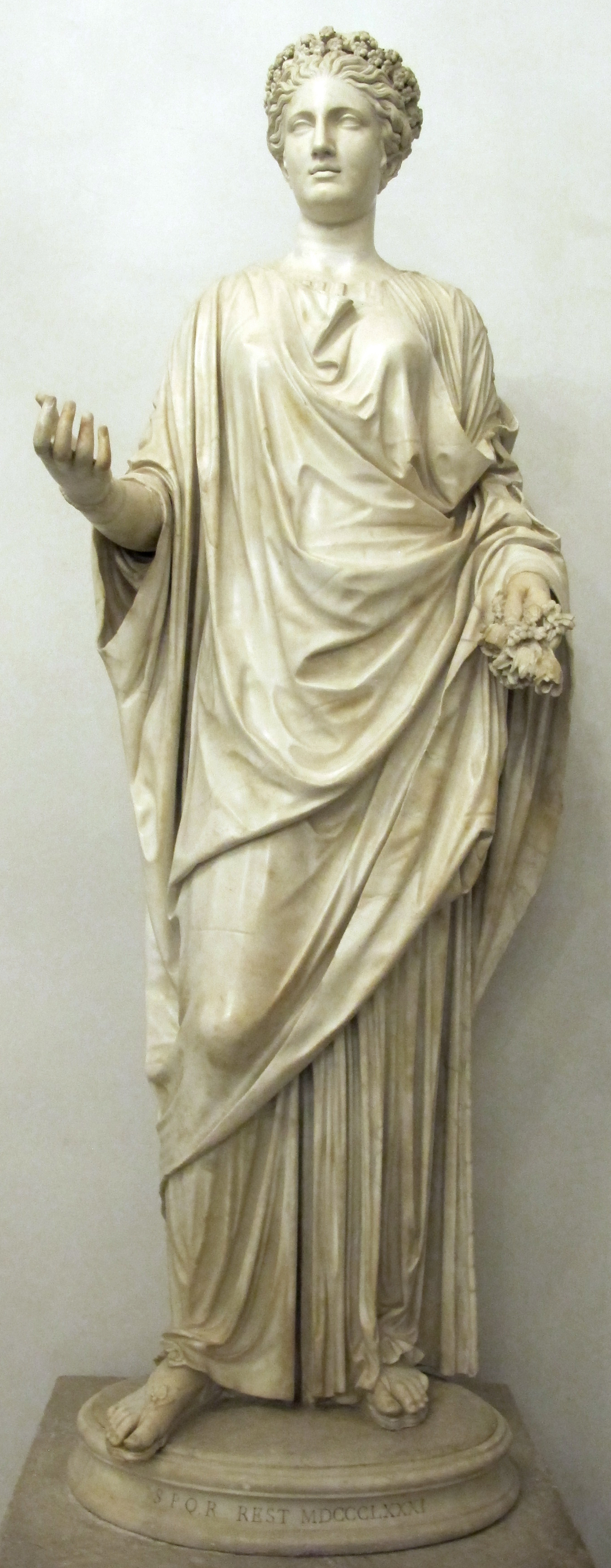
Flore de l'époque impériale.
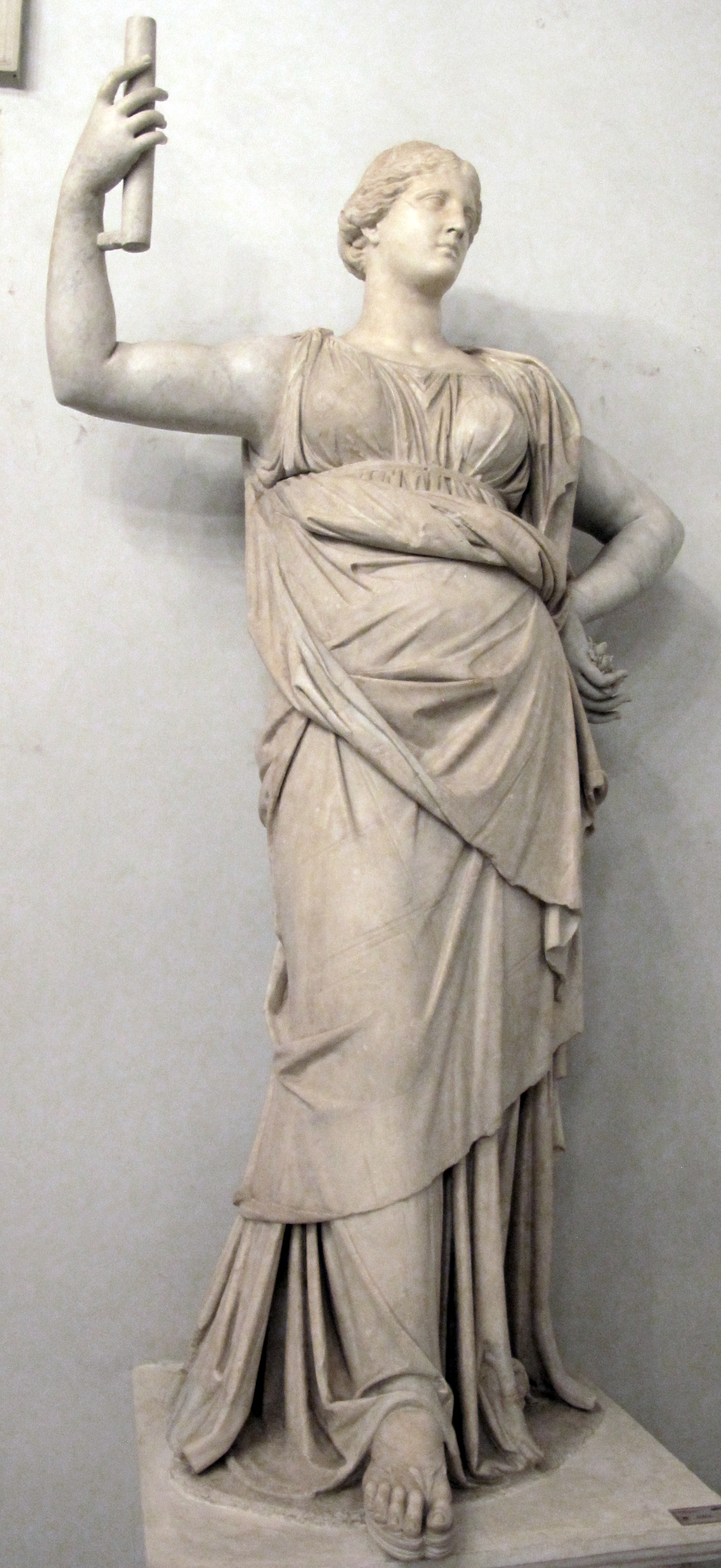
Junon (copie romaine d'un original hellénistique ; collection Albani).
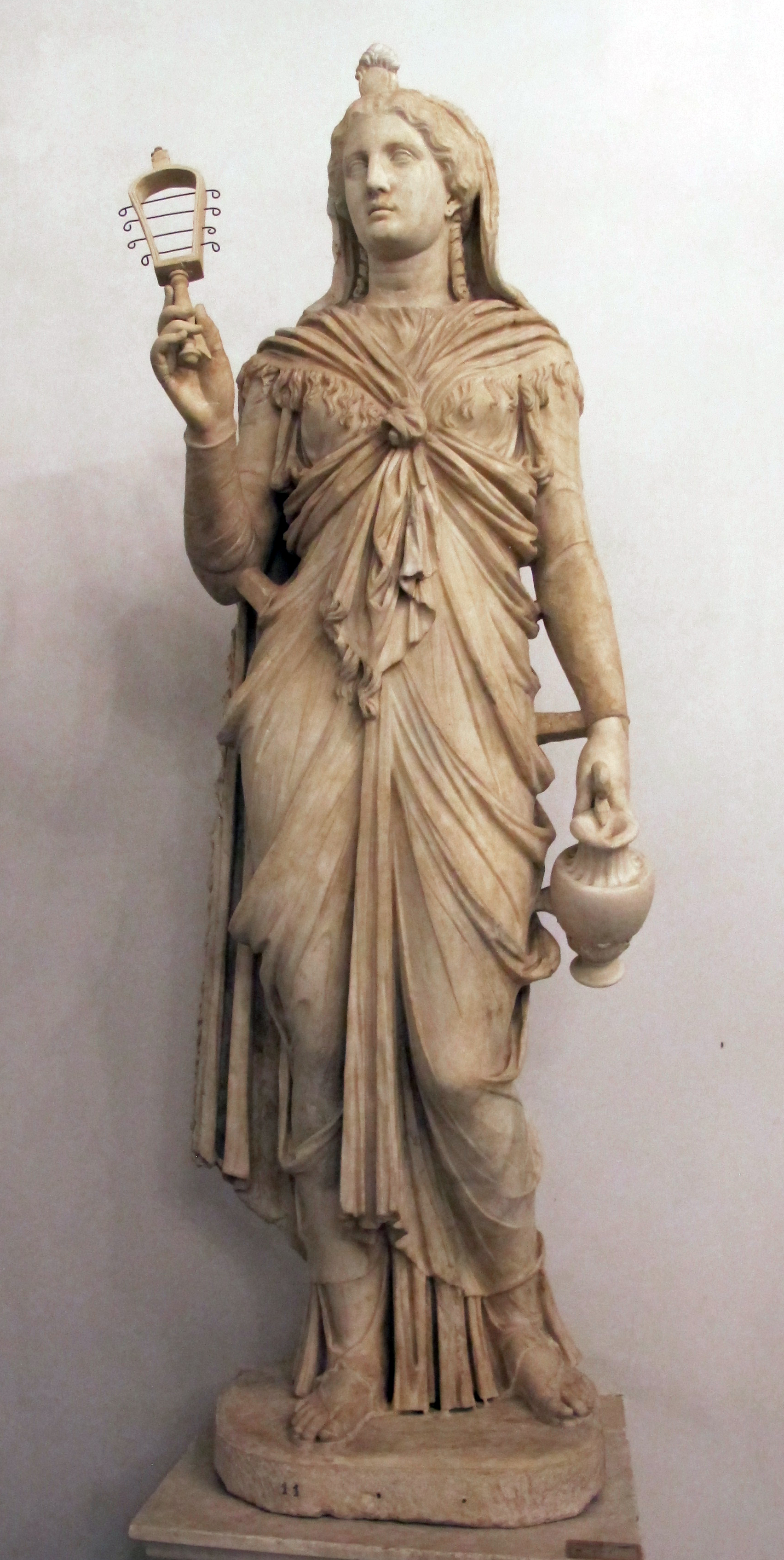
Isis de l'époque d'Hadrien.
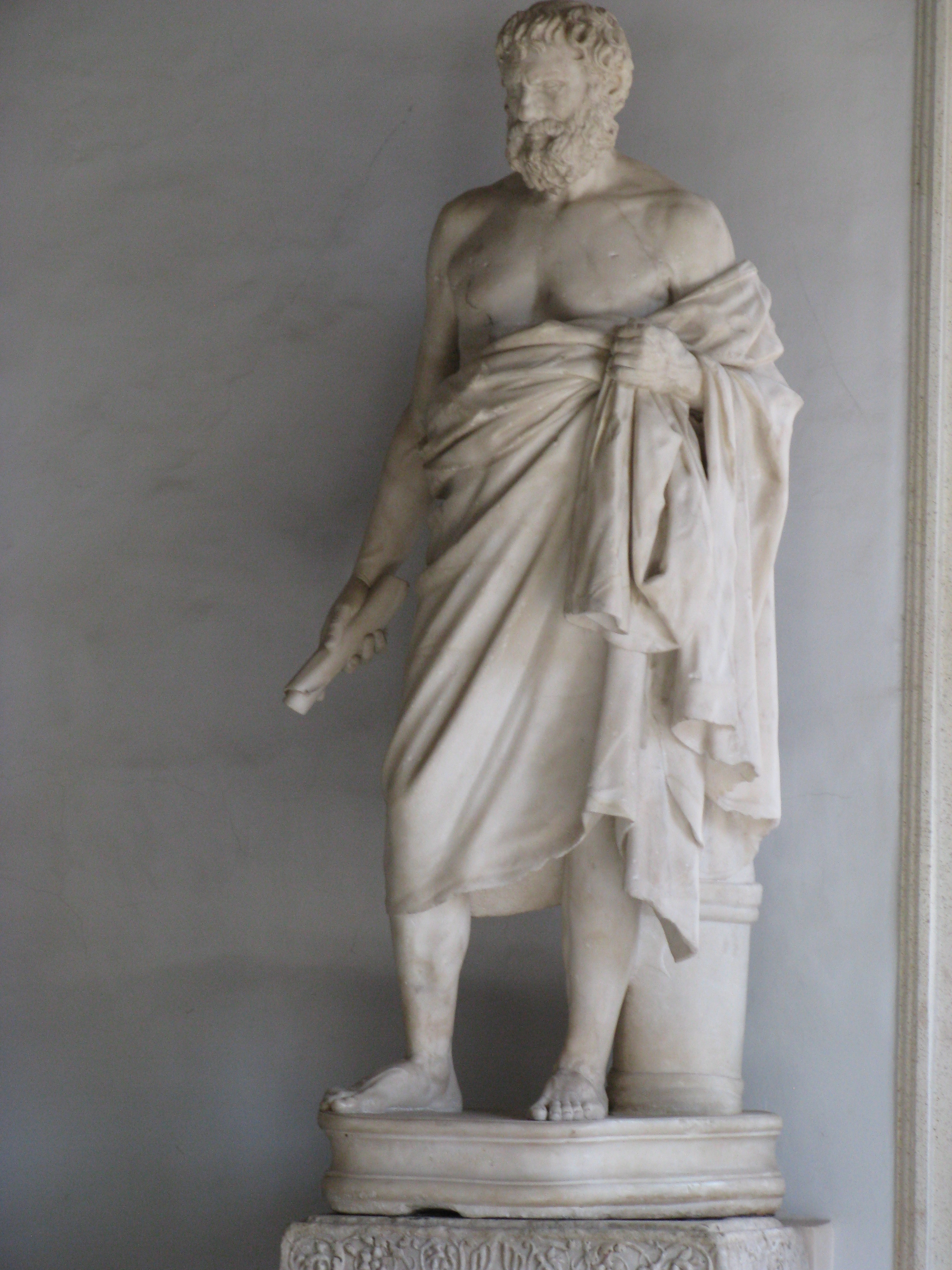
Statue d'un philosophe cynique.
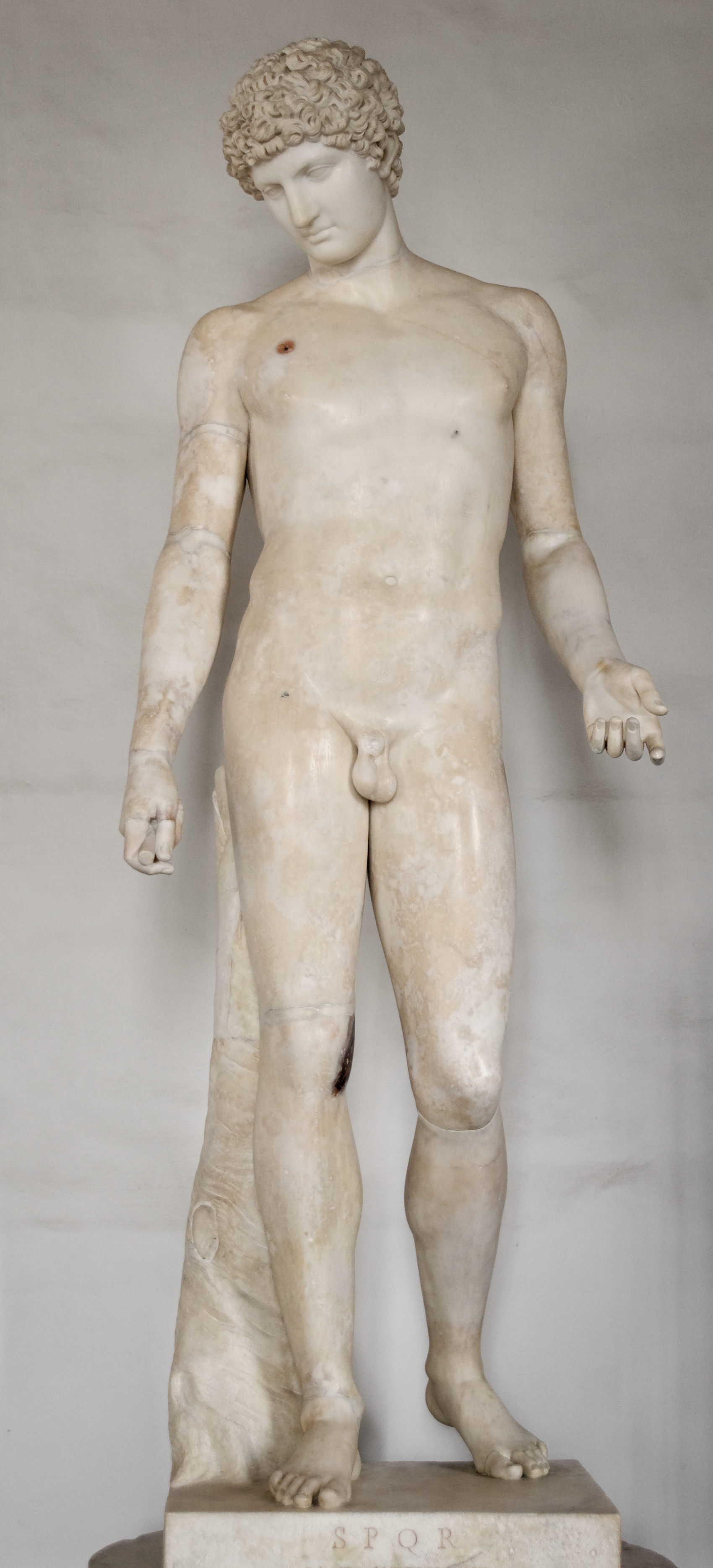
Antinoüs du Capitole ou Antinoüs-Hermès.
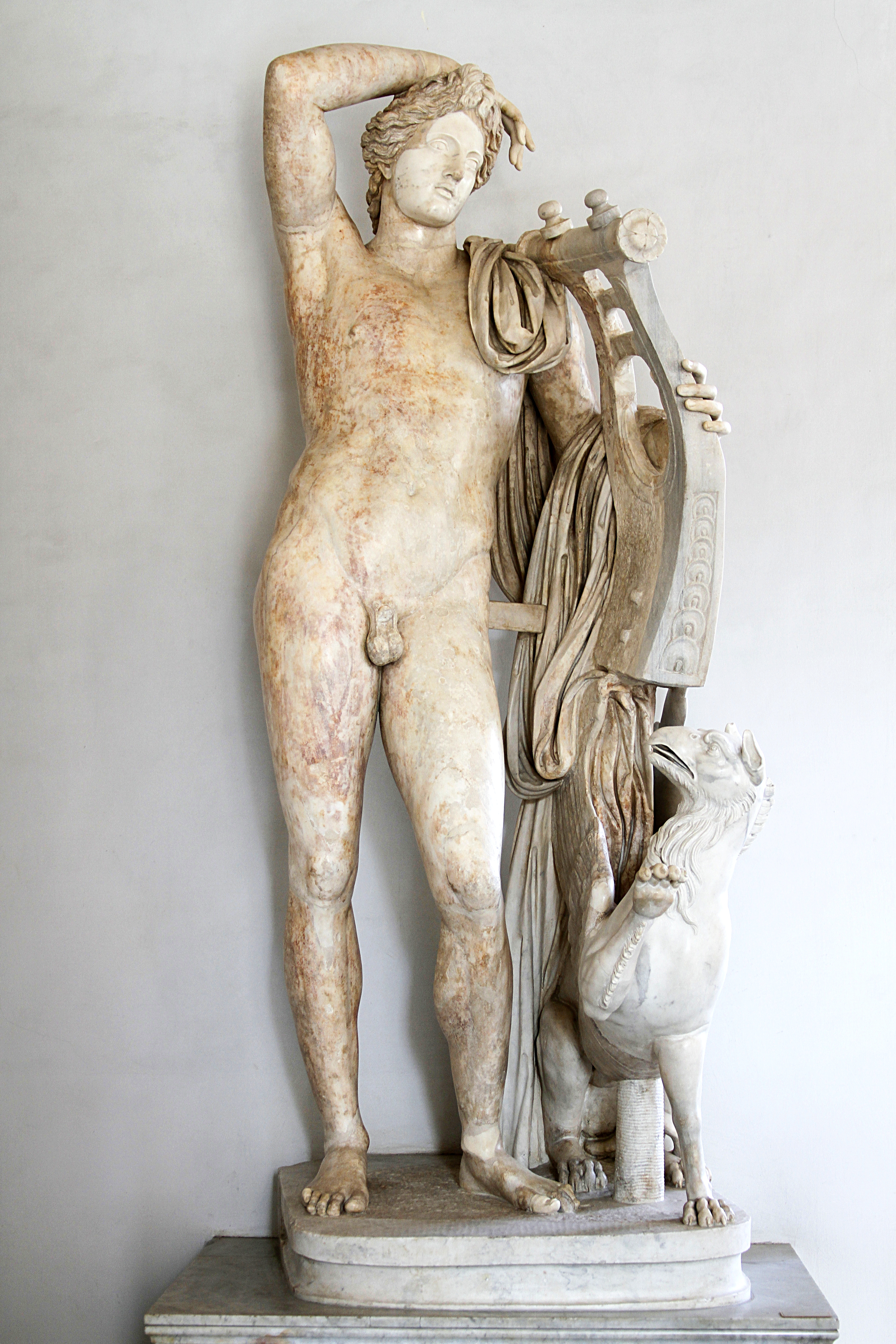
Apollon Citaredo.
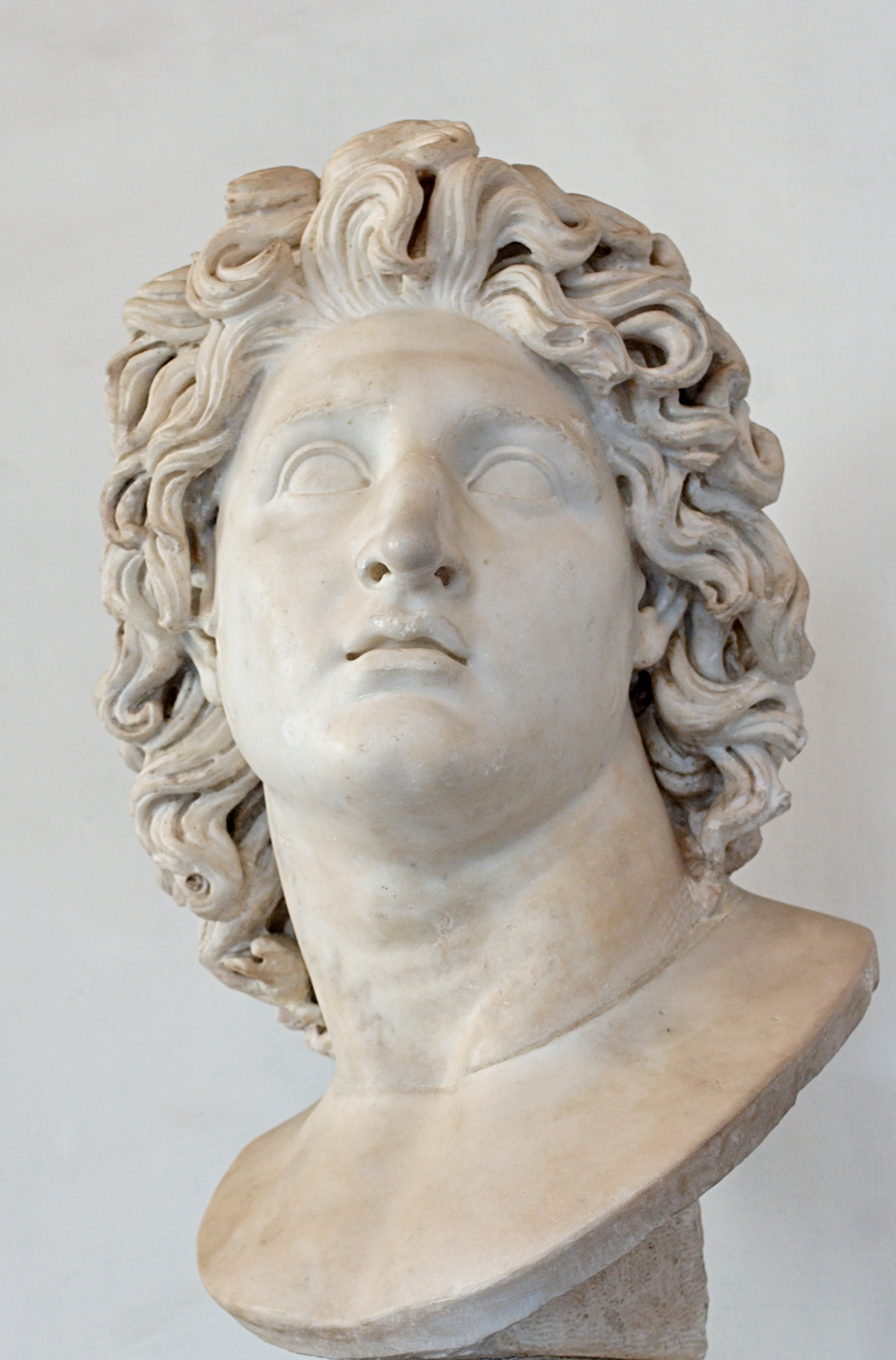
Buste d'Alexandre le Grand.
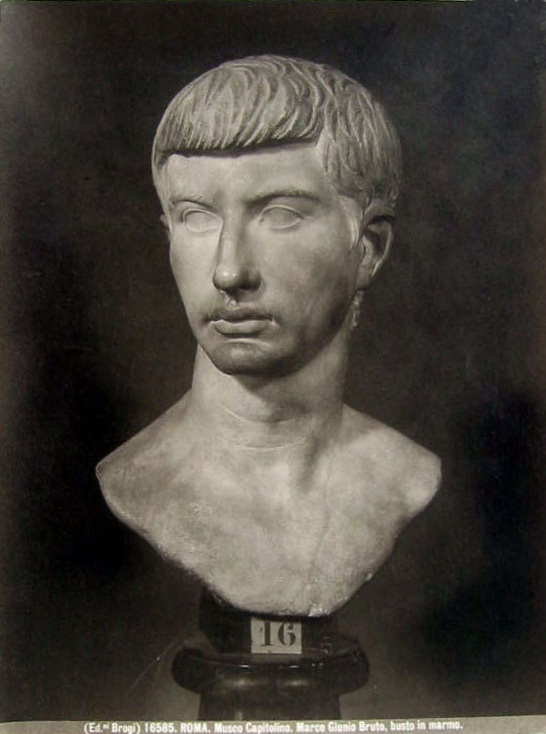
Buste de Marcus Giunio Brutus.

## Palais Clementino Caffarelli
Adossé au Palais des Conservateurs, ce palais a été intégré à l'ensemble muséal en 2000. Il comprend la Salle des Fresques et 3 salles attenantes.
La collection de monnaies, médailles et bijoux de la Commune, située au deuxième étage de l'édifice, a été constituée en 1872 et ouverte au public en 2003. Cette collection a été créée à la suite d'un legs de Ludovico Stanzani en 1872, et a été constituée à la suite de la participation d'Augusto Castellani. Par la suite, un important groupe de pièces d'or romaines et byzantines, provenant de la collection Giampietro Campana et un denier républicain de celle de Giulio Bignami, se sont fondus dans la collection. En 1942, le «trésor» de la via Alessandrina, composé de 17 kilos d'or, pièces et bijoux compris, trouvé lors des démolitions pour la construction de la via dell'Impero, l'actuelle via del Fori Romani, faisait partie de la collection de médailles d'un antiquaire qui les avait cachées dans sa maison. La collection de médailles a été ouverte au public en 2003.
Une terrasse et bar sont situés au troisième étage.

## La Galerie Lapidaire et le Tabularium
Selon l'opinion commune, le bâtiment était destiné à abriter les archives publiques de l'État : les actes publics les plus importants de la Rome antique, des décrets du Sénat romain aux traités de paix. Ces documents étaient gravés sur des tabulae bronze (d'où le nom de tabularium pour toute archive du monde romain). Le nom du bâtiment du Capitole, cependant, dérive d'une inscription, conservée dans le bâtiment à la Renaissance, mentionnant une archive : il pourrait s'agir d'une ou plusieurs pièces, pas nécessairement une prétendue « archive d'État » qui occupait l'ensemble du complexe. Les archives de l'administration de l'État, entre autres, étaient dispersées dans divers bâtiments de la ville.
Actuellement, le Tabularium fait partie du complexe des musées du Capitole et est accessible depuis la galerie lapidaire qui relie le Palais Neuf au palais des Conservateurs. La base de 73,60 m de long, avec des murs de Tuf volcanique d'Aniene et de blocs de pépérin, soutient l'actuel Palais sénatorial, siège de la municipalité de Rome. Au début, il était possible d'accéder au Tabularium depuis le Forum par un escalier de 67 marches, encore bien conservé, mais à l'époque de Domitien avec la construction du Temple de Vespasien l'entrée du forum fut bloquée.
La galerie lapidaire est une galerie souterraine, creusée dans les années 1930 sous la place du Capitole pour relier entre eux les palais capitolins. Des deux côtés de la galerie sont exposés 130 inscriptions de l'époque gréco romaine. Parmi les nombreuses inscriptions, est conservée celle de l'ex-voto à la déesse Caelestis pour un bon voyage (IIIe siècle). Le texte de dédicace se lit comme suit : « A Caelestis vittoriosa Iovinus sciolse il suo voto ».
Le Tabularium ainsi que les restes du temple de Veiove se trouvent également en sous sol, au bout de la galerie Lapidaire.

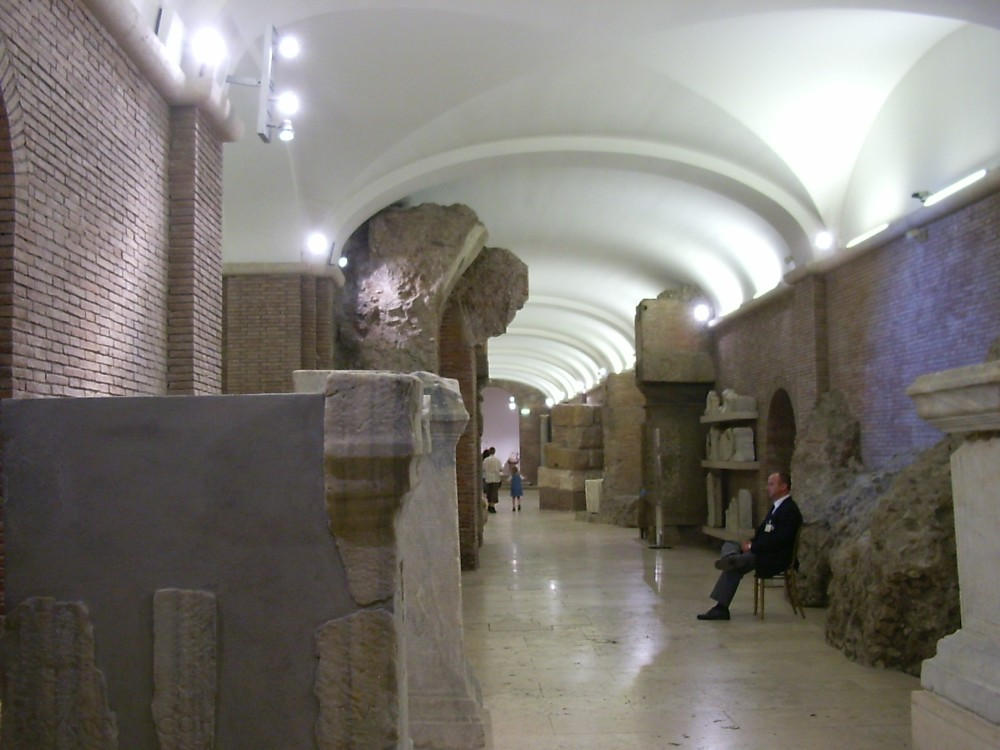
Galerie interne sous le Palais sénatorial.
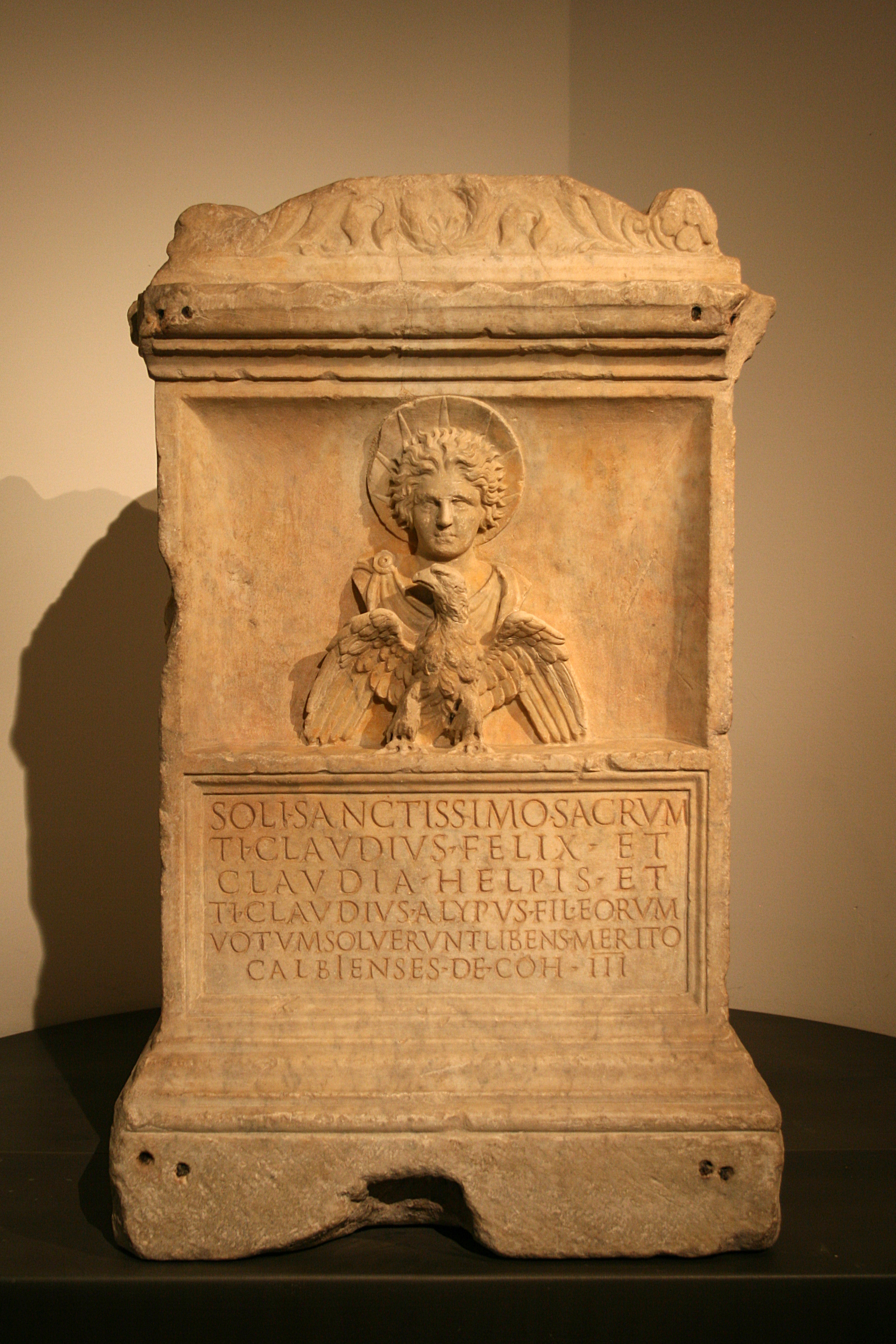
Ara dédié au dieu soleil et aux dieux de Palmyre.
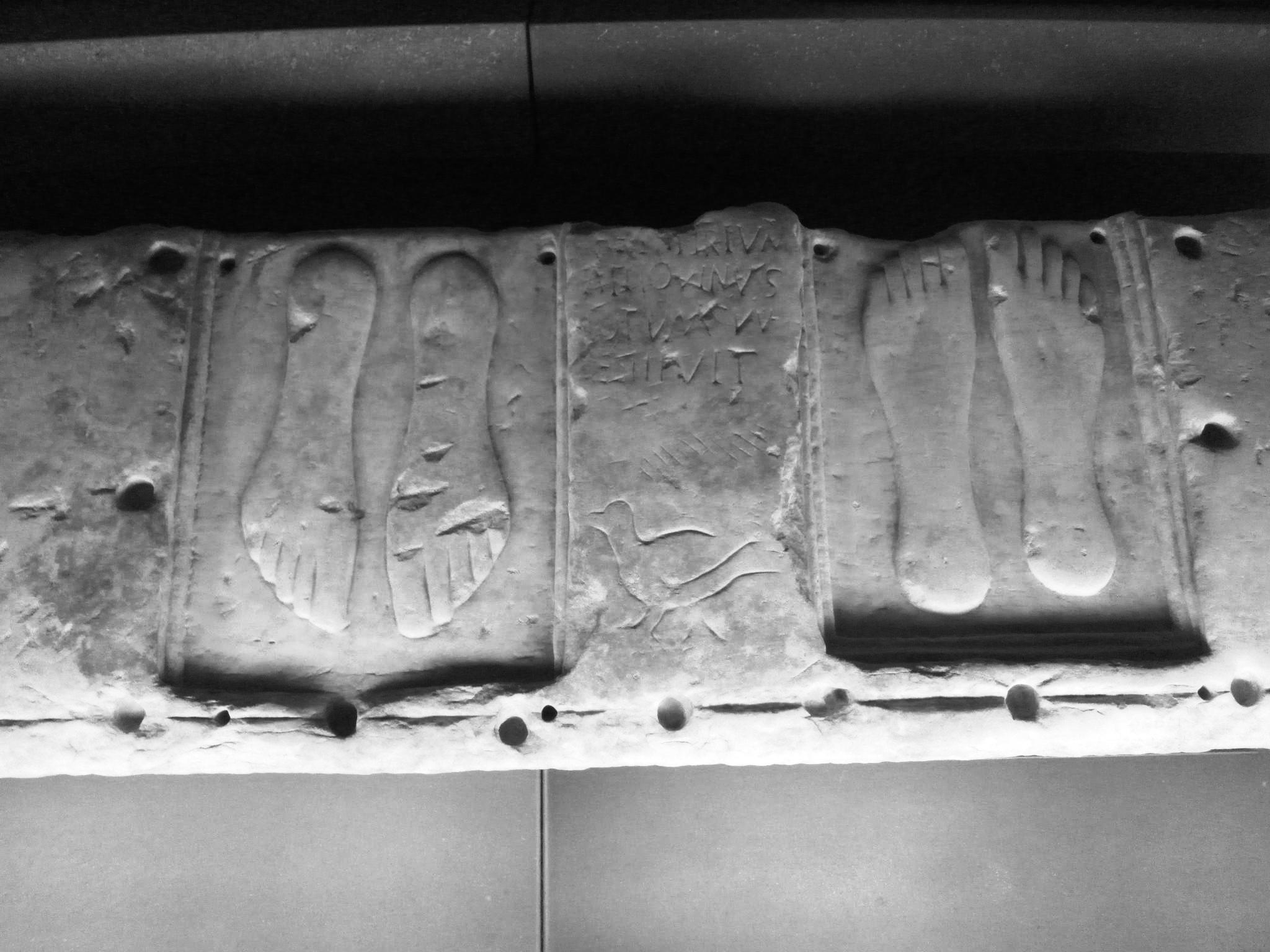
Plaque de marbre avec deux paires de pieds et une inscription dédiée à la déesse Caelestis.
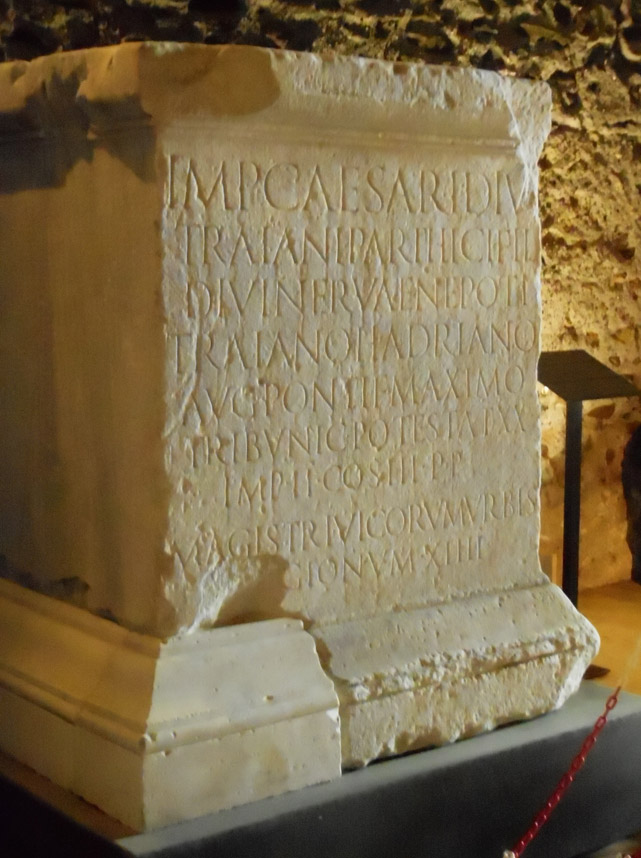
Inscription avec une dédicace à l'empereur Hadrien par les différents magistrats adjoints.
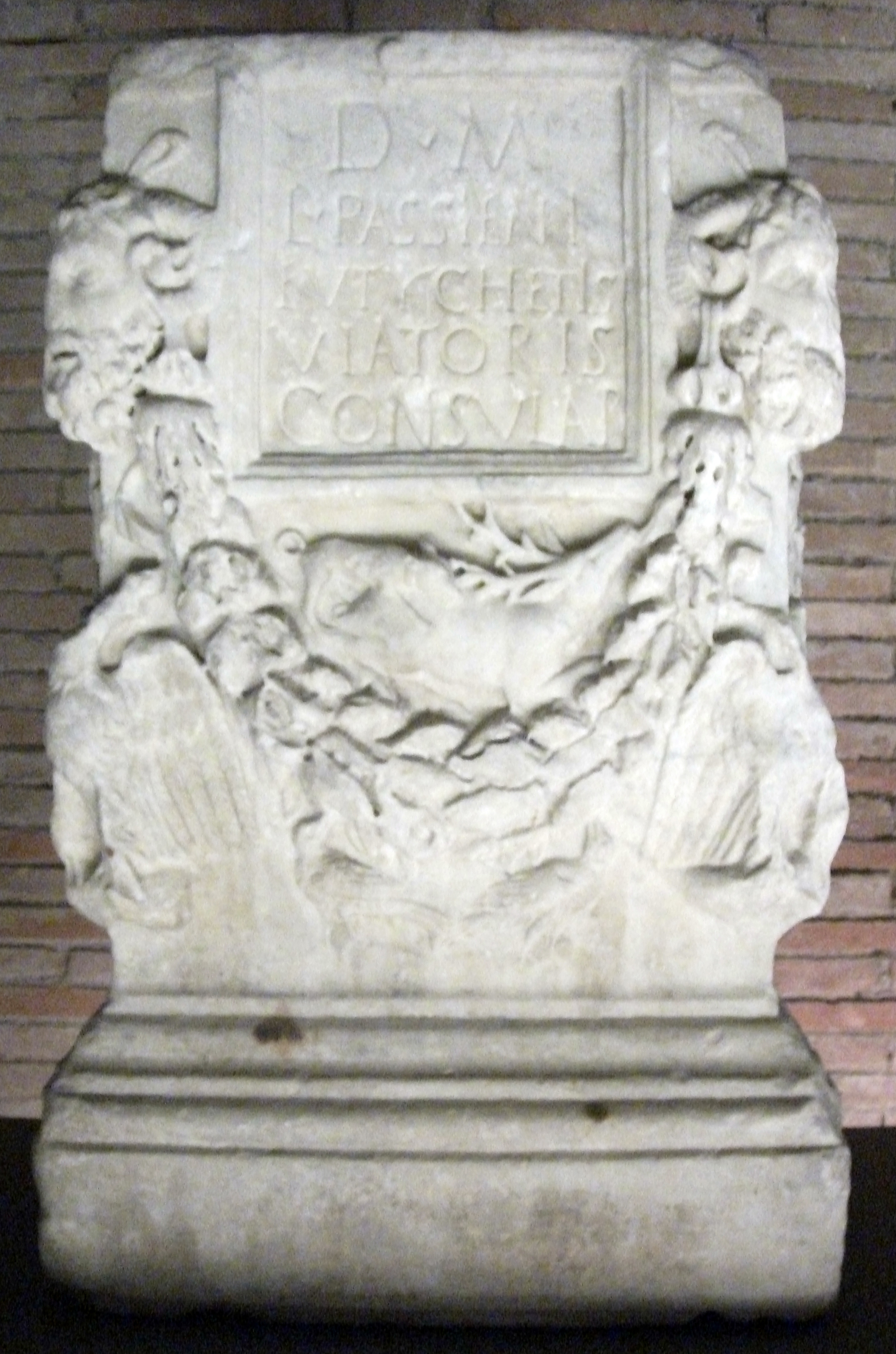
Inscription funéraire romaine.

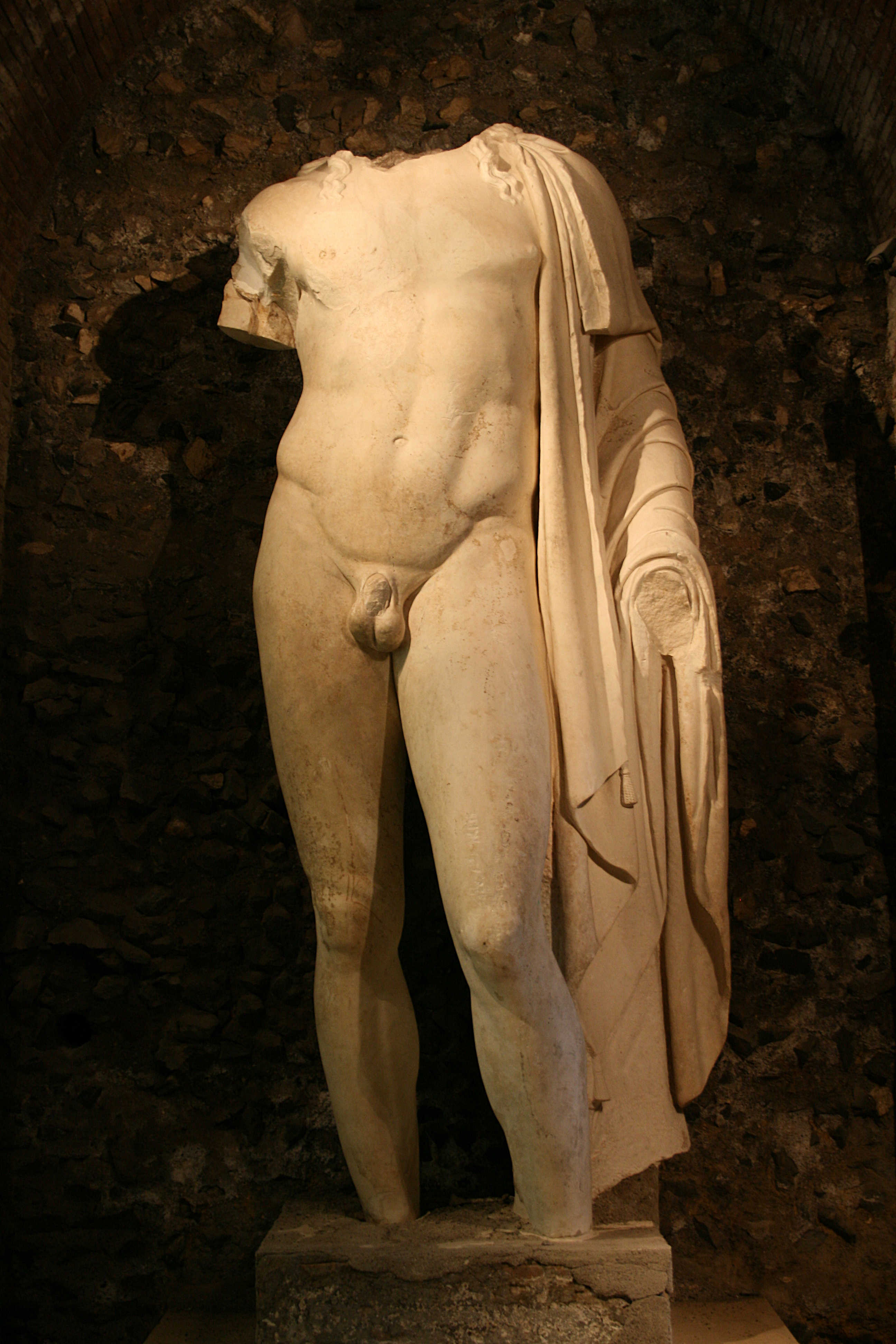
Statue colossale de Veiove dans la galerie transversale du Tabularium.
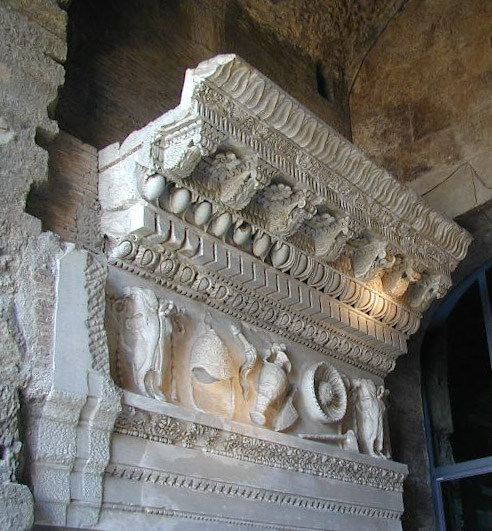
Entablement du temple de Vespasien.
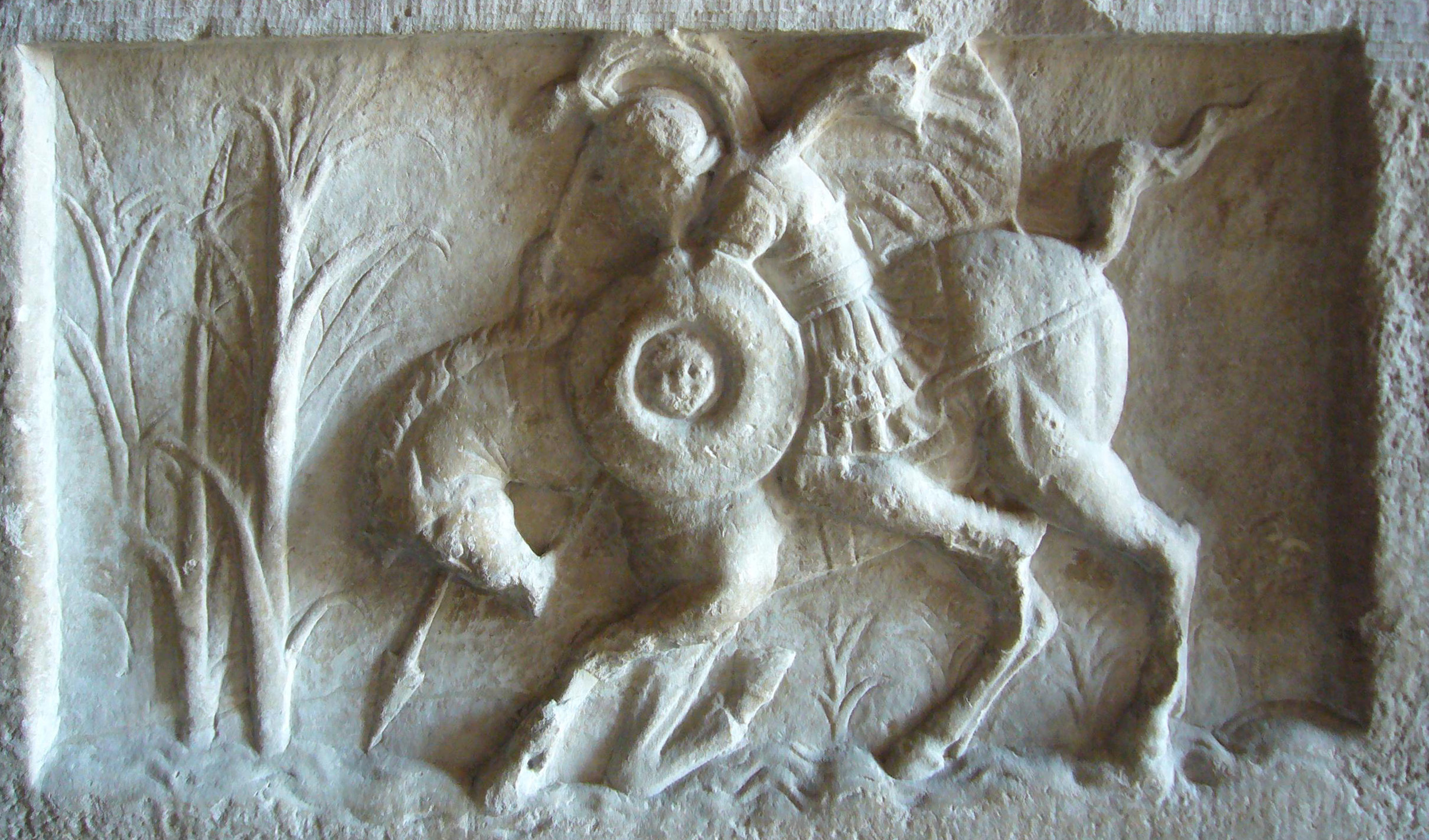
Bas-relief en marbre trouvé en 1553 près de la Colonna di Foca, représentant le chevalier Marco Curzio se jetant dans le gouffre.
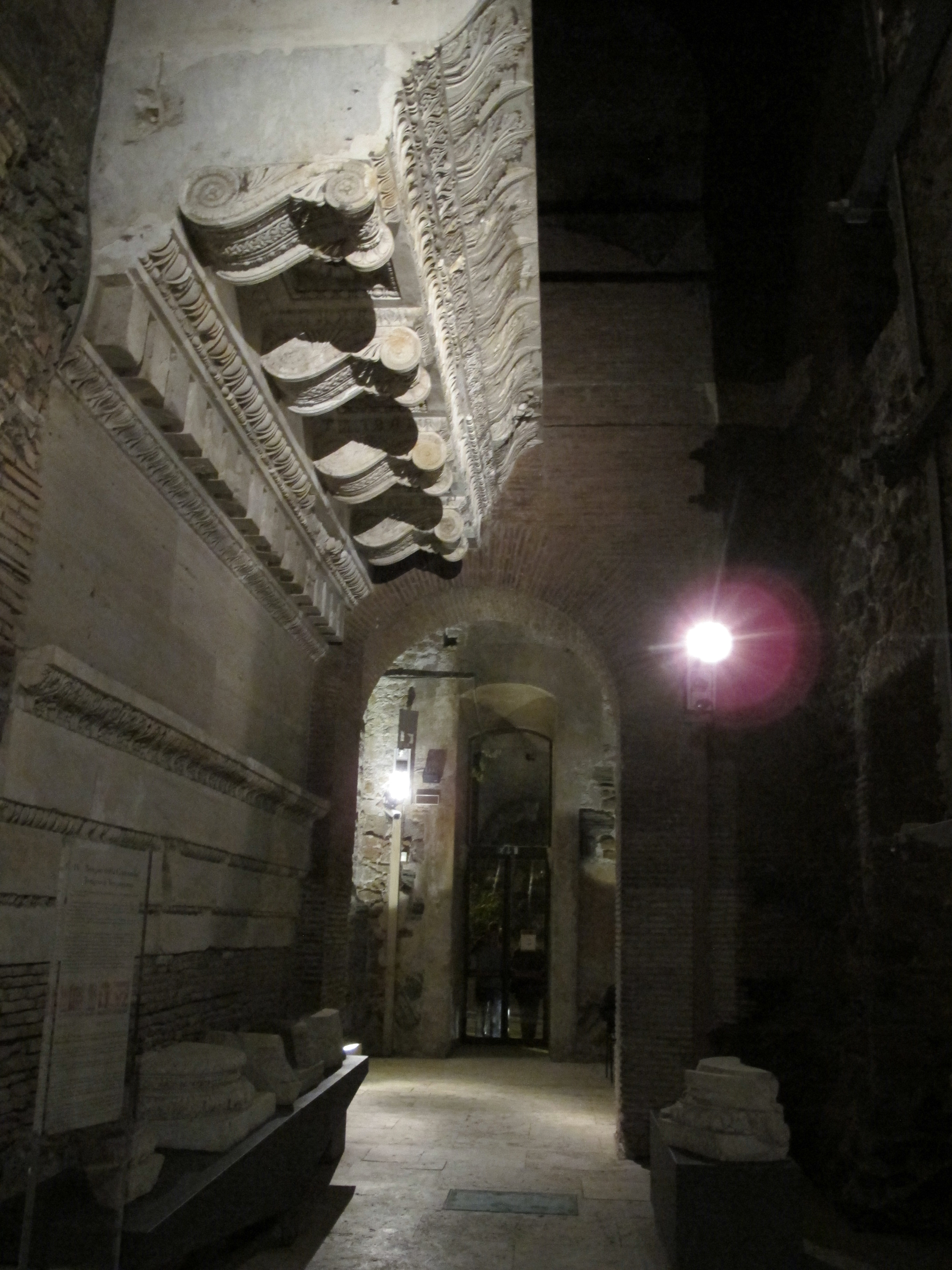
Linteau en marbre du Ier siècle du Forum Romain, temple de Concordia.

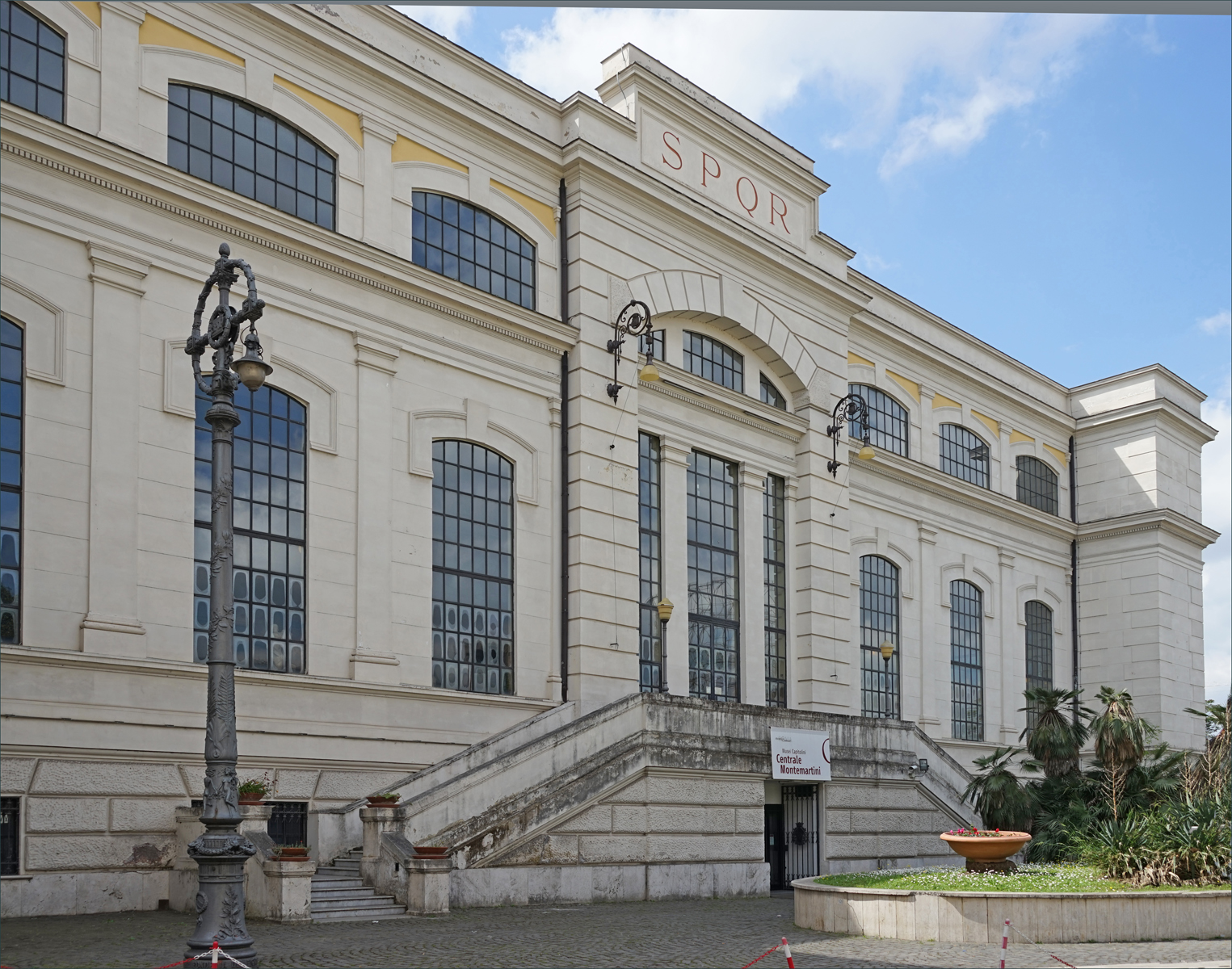
Façade du musée de la centrale Montemartini.

## Centrale Montemartini
En 1997, en raison de graves problèmes d'infiltration d'eau et d'humidité, la Galerie lapidaire et divers secteurs du Palais des Conservateurs ont dû être fermés au public ; pour permettre les travaux de rénovation, des centaines de sculptures ont été transférées dans certaines salles de l'ancienne centrale électrique de Montemartini (située le long de la Via Ostiensis), où une exposition a été installée. La collection comprend 400 statues romaines, ainsi que des épigraphes et des mosaïques. La plupart des trouvailles constituent les pièces de l'acquisition la plus récente, provenant des fouilles effectuées après la proclamation du royaume d'Italie, en particulier dans l'antique horti romaine (jardins de Salluste).

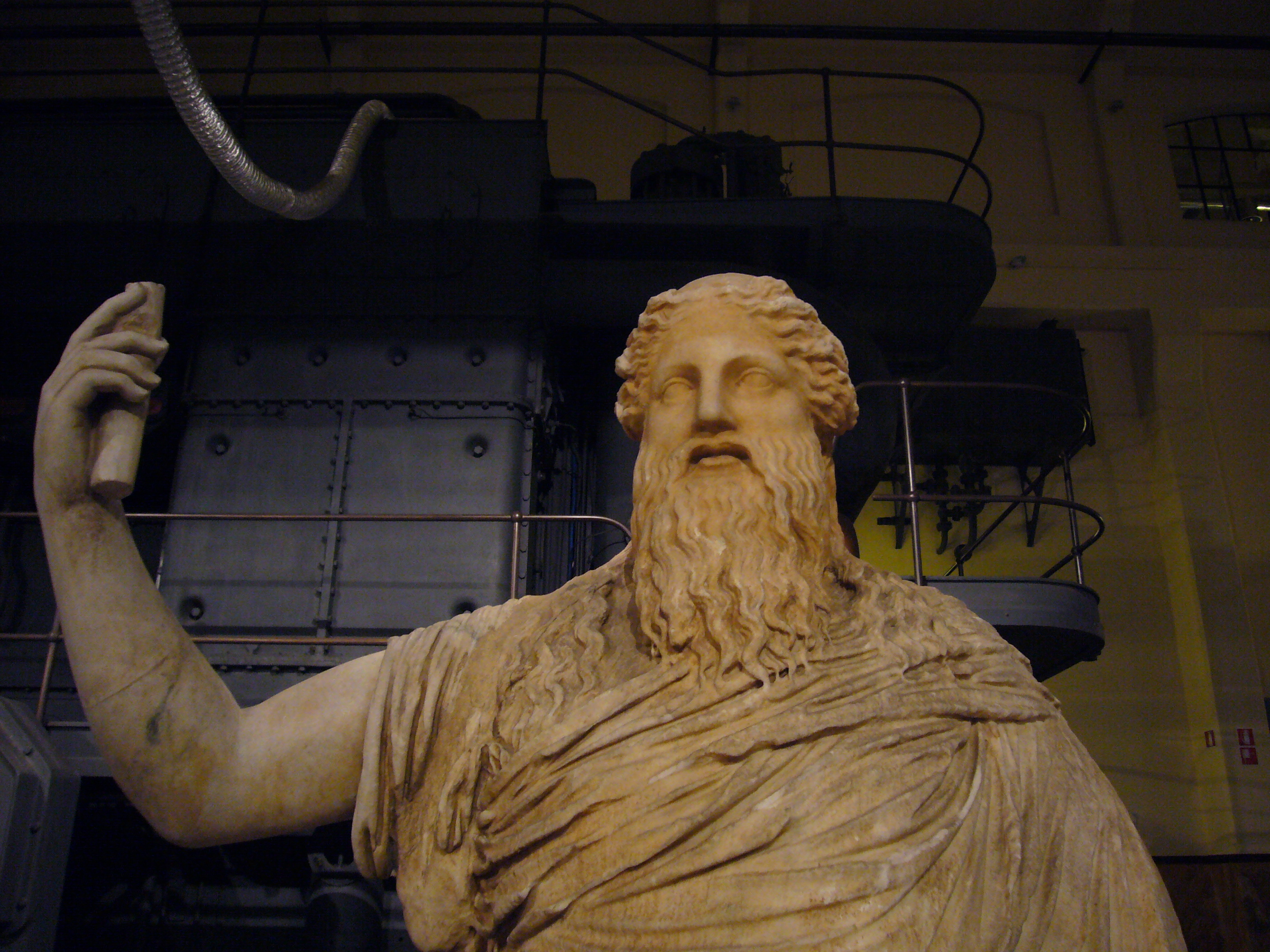
Statue de Dionysos.
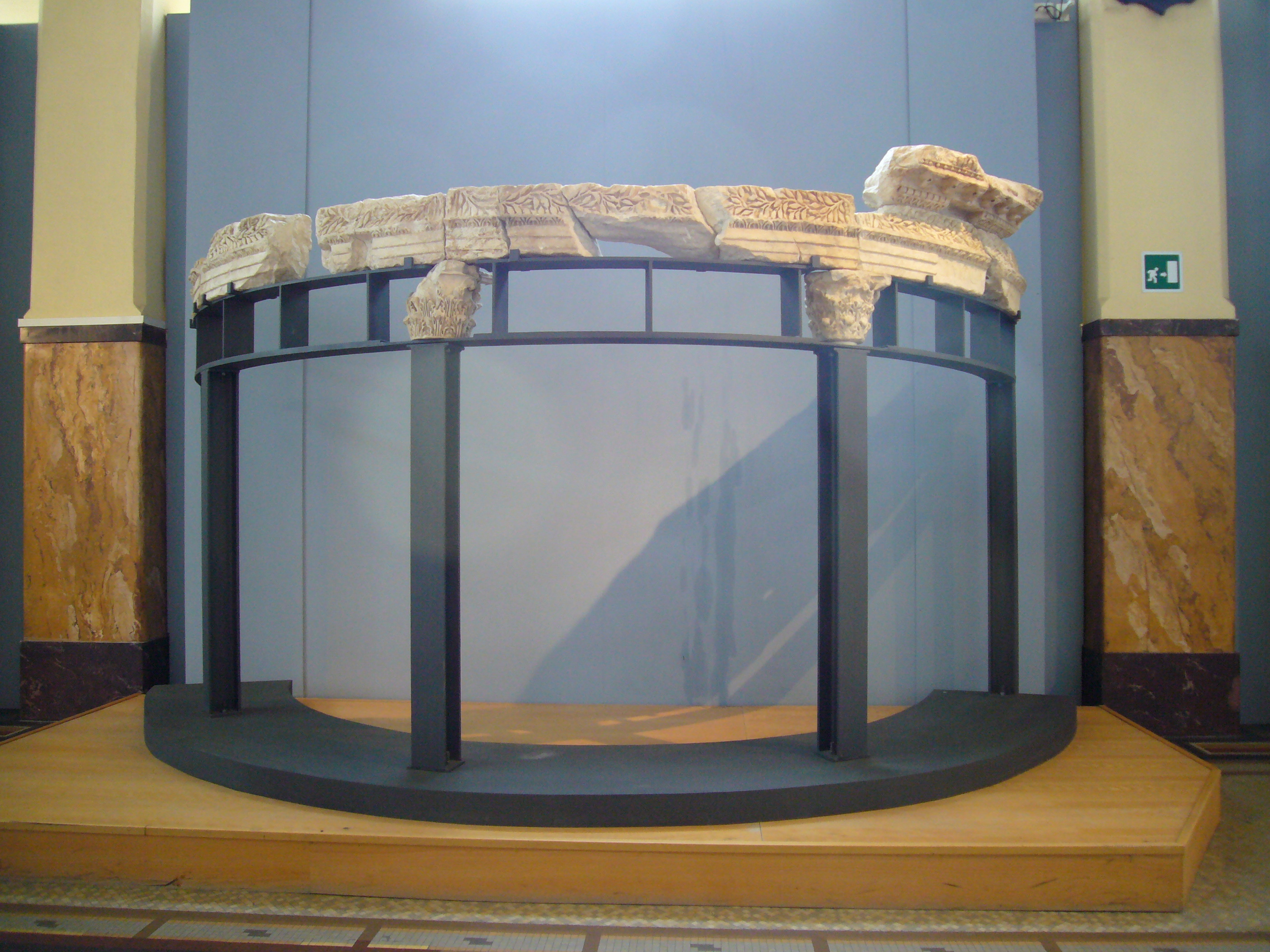
Reconstruction du périrrhanteion.
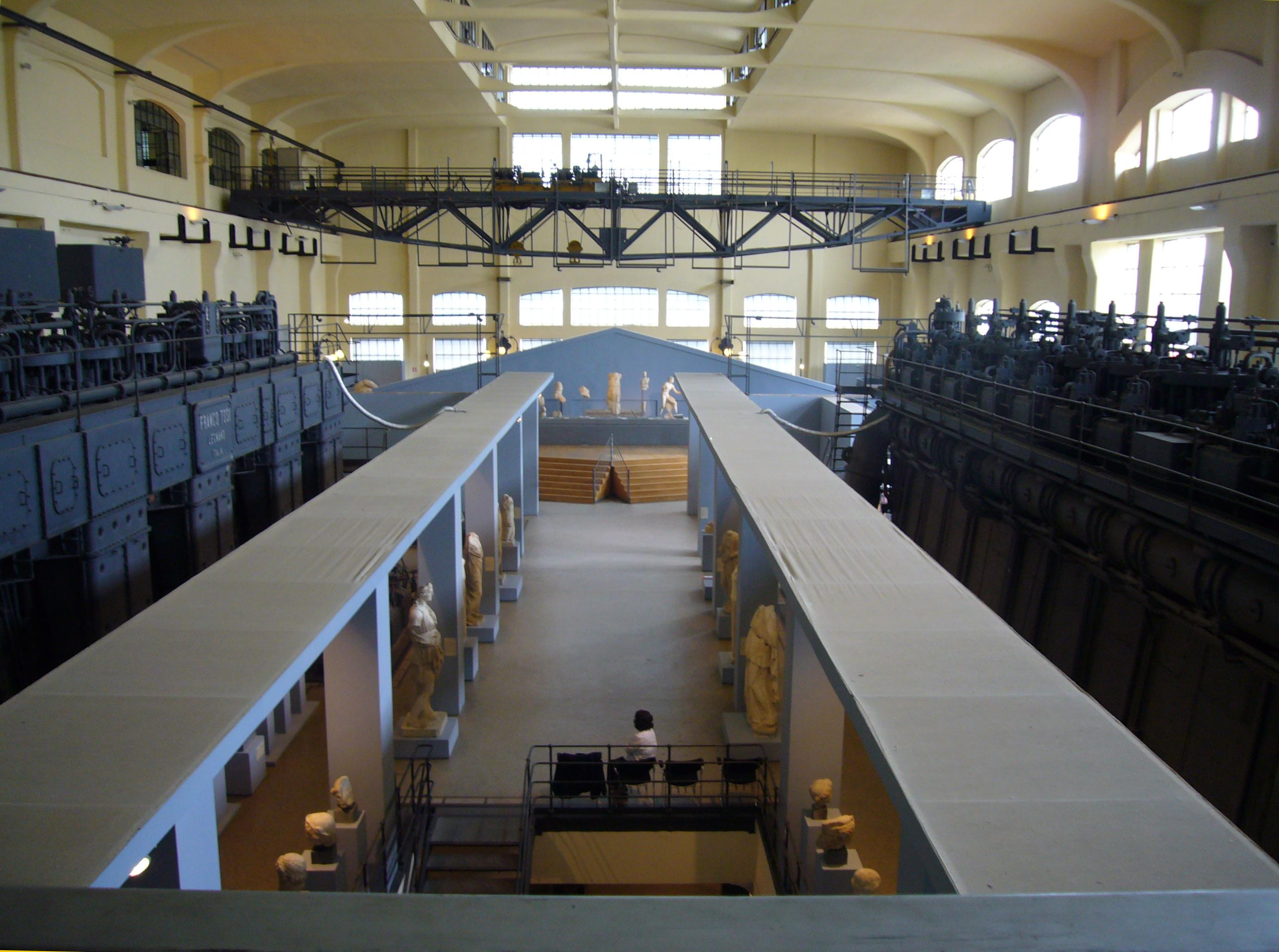
La salle des machines ; au fond, le fronton du temple d'Apollon Sosiano.

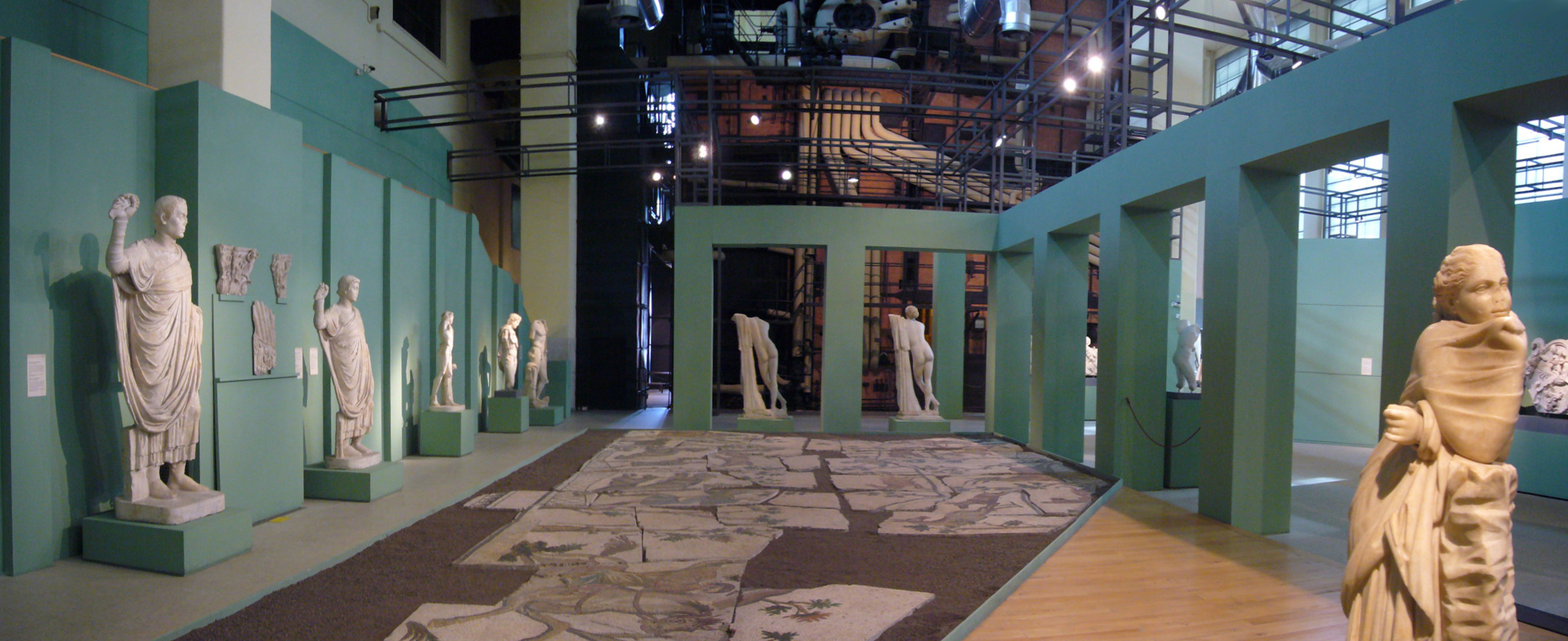
Chaufferie ; au sol, la mosaïque de Santa Bibiana.
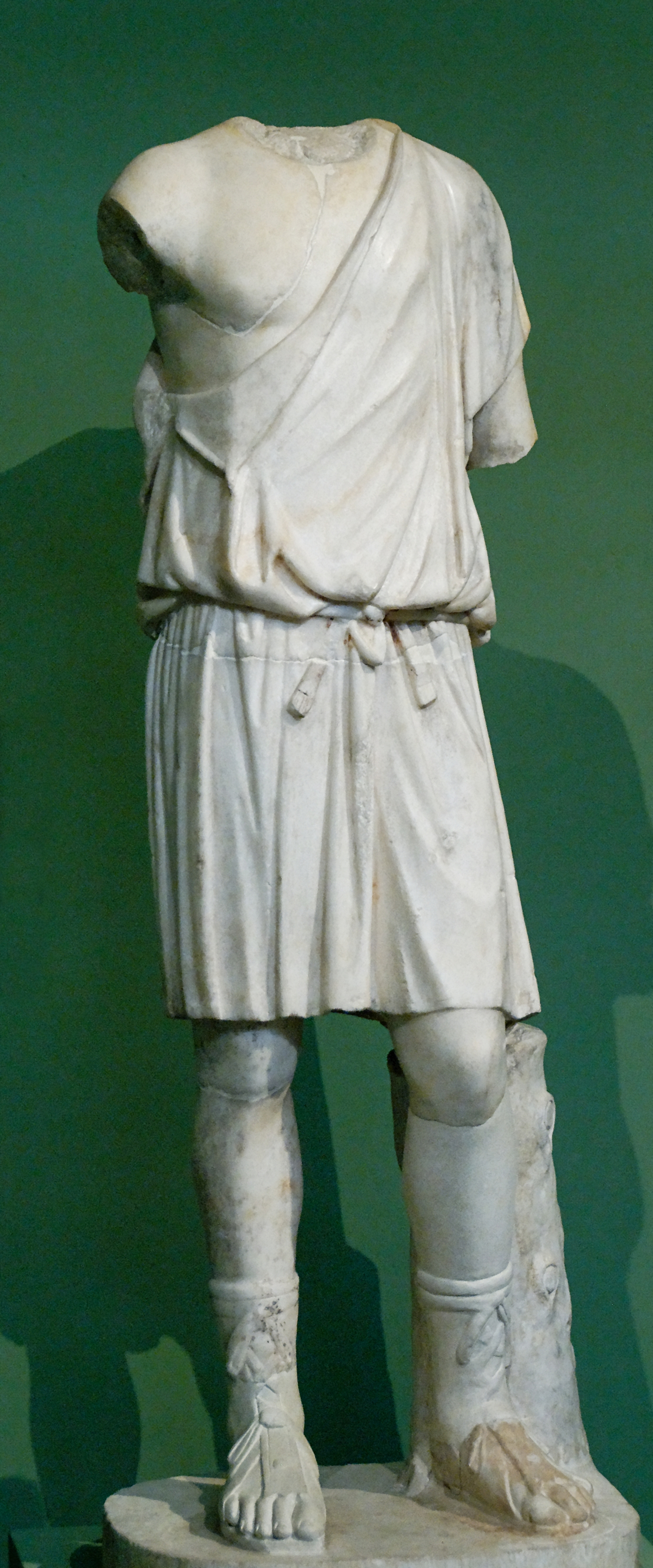
Statue d'un jeune homme à tunique courte trouvée en 1874 via Ariosto, copie d'un original hellénistique du IVe siècle av. J.-C.
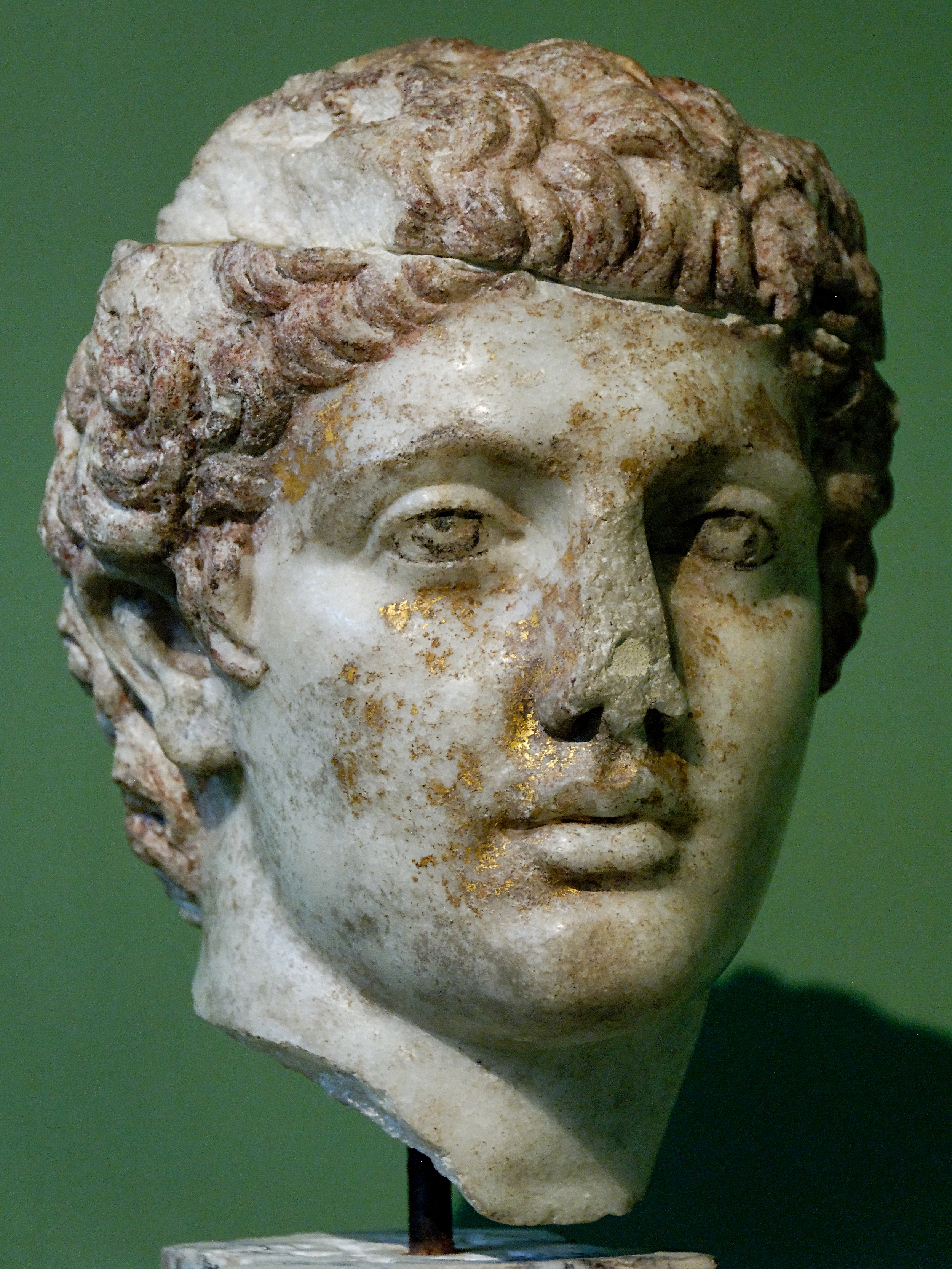
Tête de jeune homme (Héphaïstos?) avec traces de dorure, retrouvée en 1879 via Ariosto.

## Collections
Les listes qui suivent ne sont pas exhaustives, mais présentent les principales œuvres des collections.

### Palais Neuf

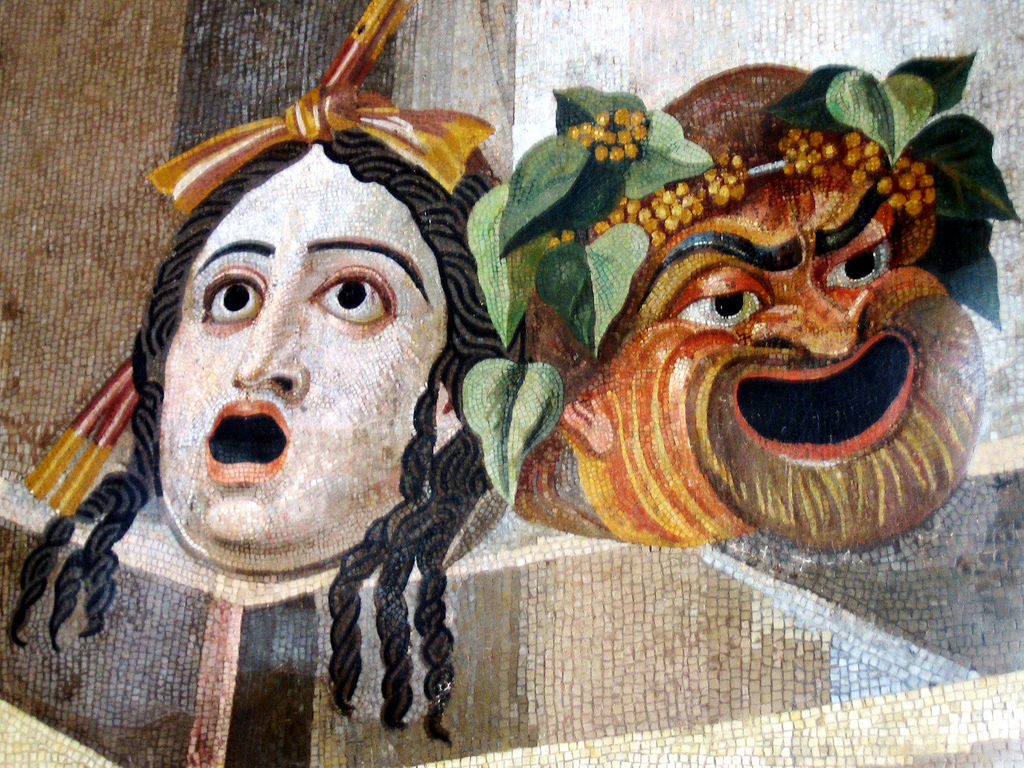
Mosaïque des Masques de théâtre, œuvre romaine du

- la statue dite « du Marforio », qui servait de support aux pasquinades
- les deux satyres dits « della Valle », découverts près du théâtre de Pompée
- un Gladiateur blessé, réélaboration par Pierre-Étienne Monnot d'un torse de discobole du type de Myron
- Éros bandant son arc, copie de Lysippe
- Léda au cygne, copie d'un groupe de Timothéos
- la mosaïque des Colombes, découverte dans la villa Adriana, en opus vermiculatum
- la mosaïque des Masques de théâtre, découverte sur l'Aventin, représentant deux types de la Nouvelle Comédie
- L’Aphrodite du Capitole, dérivée de l'Aphrodite de Cnide de Praxitèle
- Apollon à l'omphalos, copie de Kalamis
- statue d'Harpocrate faisant le signe du silence, découverte à la villa Adriana
- Les Centaures de Furietti, ou Jeune et Vieux Centaures en marbres gris, œuvres d'Aristéas et Papias d'Aphrodisias
- le Fauno Rosso, faune ivre en marbre rouge découvert à la villa Adriana
- le Galate Mourant, copie de la série des Grands Gaulois hellénistiques
- un Satyre au repos, copie de Praxitèle
- l’Antinoüs du Capitole, copie d'un Hermès du IVe siècle av. J.-C.
- Amazone blessée, copie d'un Phidias du Ve siècle av. J.-C.

### Palais des Conservateurs

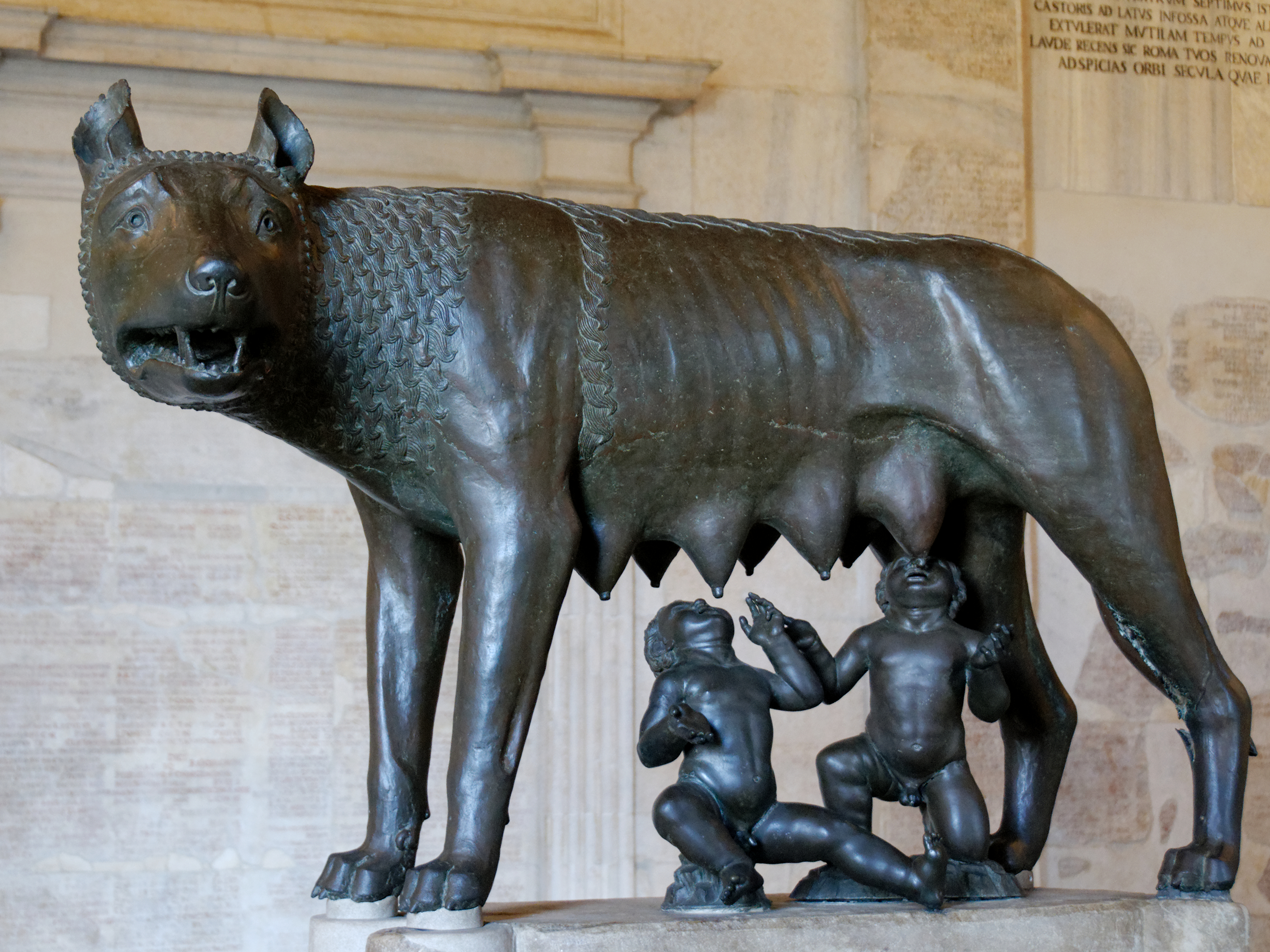
La Louve capitoline, probablement médiévale, (les jumeaux sont un ajout du XVe siècle).

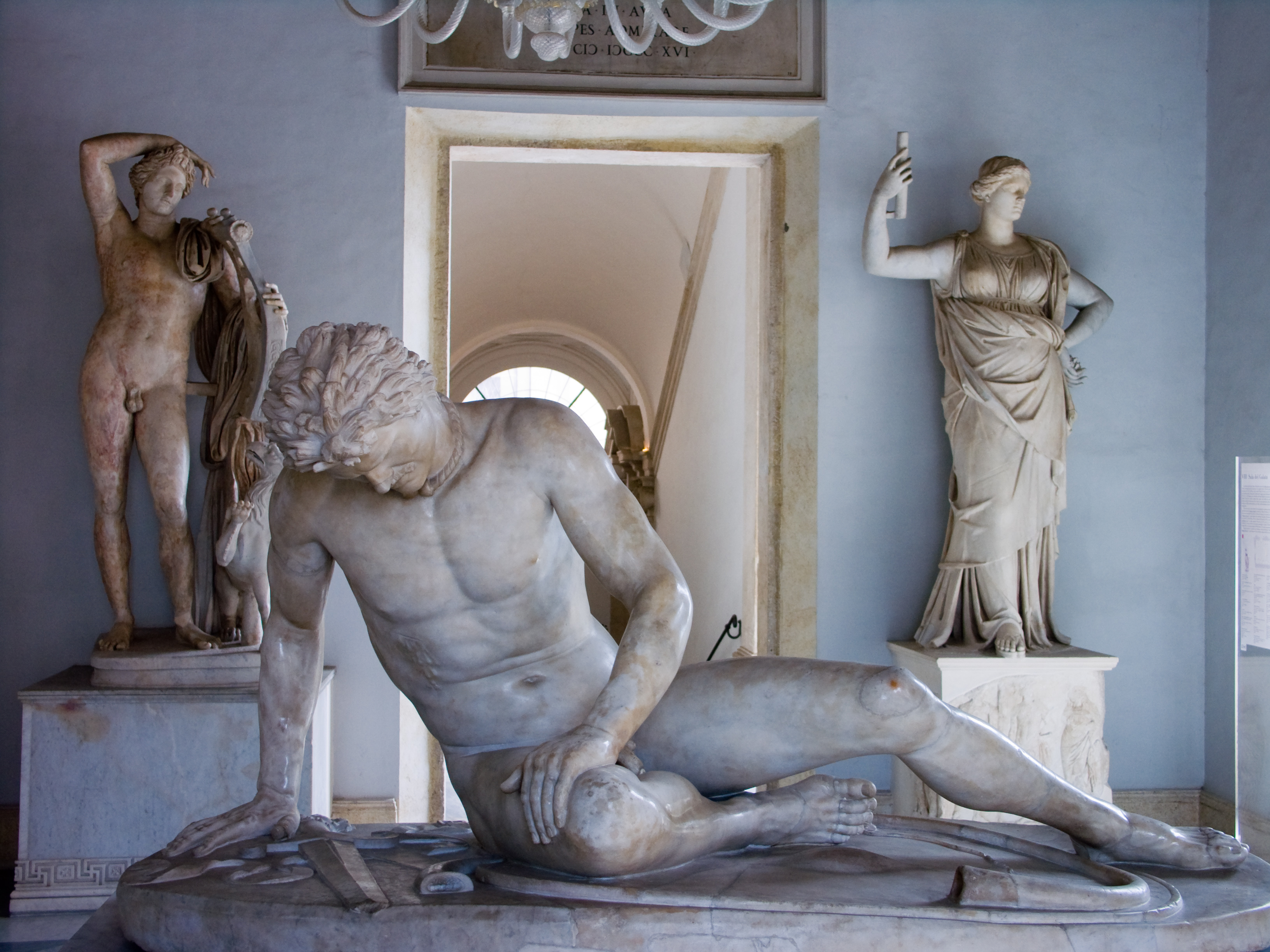
Le Galate mourant ou Gladiateur blessé.

- la Louve capitoline, œuvre probablement médiévale à laquelle ont été ajoutés les jumeaux Romulus et Rémus au XVe siècle
- Statue équestre de Marc Aurèle
- le Brutus capitolin, buste en bronze du IIIe siècle av. J.-C.
- le Portrait de Commode en Hercule, où l'empereur (180-192) est représenté en Hercule, du Ier siècle
- un buste dit de Domitien, aujourd'hui reconnue comme celui de Constance II (337-361)
- la statue colossale en bronze de Constantin
- la statue colossale en marbre de Constantin Ier
- deux mosaïques représentant un tigre attaquant un veau, en opus sectile, découvertes dans la basilique de Junius Bassus
- le Camillus, dit aussi la Zingara, bronze du Ier siècle
- le Tireur d'épine, scène éclectique composée au Ier siècle à partir de modèles hellénistiques
- l'Hercule du Forum Boarium, une statue d'Hercule tenant une pomme des Hespérides, en bronze doré, découvert sur le Forum Boarium
- un cratère en bronze inscrit au nom de Mithridate VI, découvert à Anzio
- une tête de Méduse et une statue d'Urbain VIII du Bernin

## Pinacothèque capitoline
- Bellini : Autoportrait (v. 1500)
- Le Caravage :

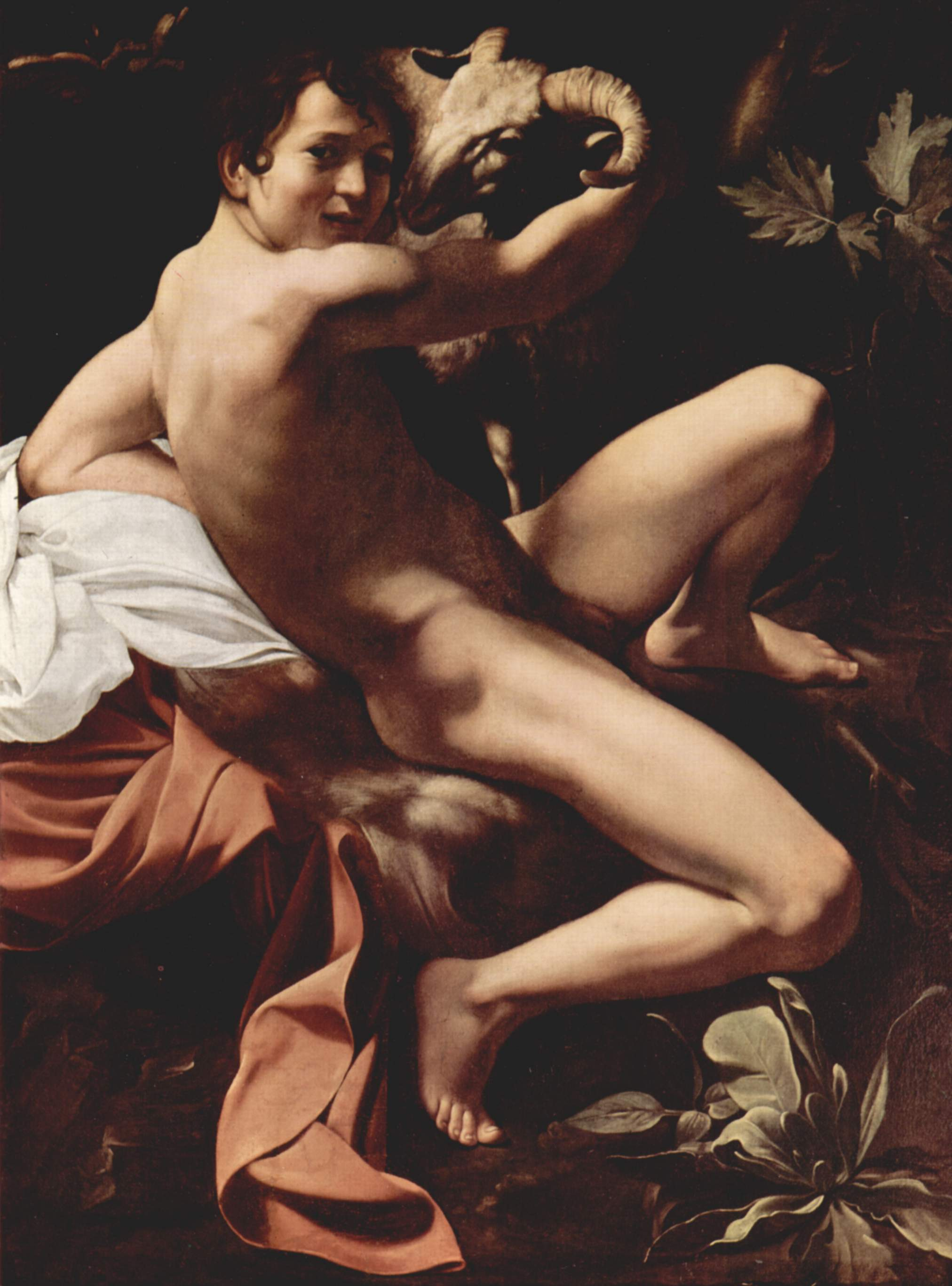
Saint Jean-Baptiste du Caravage, v. 1602.

  - La Diseuse de Bonne aventure (v. 1595)
  - Saint Jean Baptiste (v. 1602)
- le Cavalier d'Arpin : Diane chasseresse (v. 1600)
- Le Guerchin : L'enterrement de sainte Pétronille (1621-1623)
- Pierre de Cortone :
  - Sacrifice de Polyxène (v. 1624)
  - L'Enlèvement des Sabines (v. 1630)
- le Garofalo : Annonciation (1528)
- Pier Francesco Mola : Diane et Endymion (v. 1660)
- Guido Reni :
  - Saint Sébastien (1615-1616)
  - Âme béate (1640-1642)
  - Jeune fille à la couronne
- Rubens : Romulus et Rémus (v. 1615)
- Tintoret : Flagellation (v. 1590)
- Titien : Le Baptême du Christ (v. 1512)
- Van Dyck : Portrait des frères de Wael (v. 1621)
- Velásquez : Autoportrait (1649-1651)
- Véronèse :
  - Le Rapt d'Europe
  - Allégorie du Bon Gouvernement (1551-1552)
  - Allégorie de la Paix (1551-1552)